# Liste de ponts à haubans remarquables
Pour un article plus général, voir Pont à haubans.
Cette liste des ponts à haubans remarquables recense les ponts à haubans présentant des portées supérieures à 300 m (distance entre les pylônes de la travée principale), classés par ordre décroissant de longueur. Cet indicateur de classement est le plus couramment utilisé pour hiérarchiser les ponts à haubans. Si un pont a une longueur de travée supérieure à un autre, ce n'est pas pour autant que sa longueur de rive à rive ou d'ancrage à ancrage est supérieure à celle de celui-ci. Néanmoins la longueur de la travée principale est souvent en corrélation avec la hauteur des pylônes et la complexité pour la conception et le calcul de l'ouvrage. En tête de cette liste, il faut ajouter le pont haubané Yavuz Sultan Selim qui enjambe le Bosphore, inauguré le 26 août 2016 et dont la travée centrale atteint 1 408 mètres de longueur ; de tous les ponts existant au monde, il est également le plus large (59 m,  2 voies ferroviaires et 2 × 4 voies autoroutières) et est équipé des plus hauts pylônes de haubans (322 m).
Les ponts à haubans de plus de trois travées ont généralement une complexité bien plus importante que les autres, même s'ils ont des travées de longueurs différentes.
La catégorie rang donne la classification de l'ouvrage parmi ceux présentés et propose un lien vers la fiche technique du pont sur le site Structurae, base de données et galerie internationale d'ouvrages d'art. La liste peut être triée selon les différentes entrées du tableau pour voir ainsi tous les ponts d'un pays ou ceux possédant plus de deux pylônes par exemple.
Les ponts-pipeline haubanés ne sont pas recensés dans cette liste.

## Les plus longues portées principales
|                 | Rang | Nom                                    | Portée (mètres) | Pylônes | Date | Localisation                                                                                            | Pays                                     | Ref.   |
| --------------- | ---- | -------------------------------------- | --------------- | ------- | ---- | --- | ---------------------------------------- | ------ |
|                 | 1    | Pont de l'île Rousski                  | 1104            | 2       | 2012 | Vladivostok 43° 03′ 47,6″ N, 131° 54′ 26,8″ E                                                           | Russie                                   | [ 2 ]  |
|                 | 2    | Pont de Sutong                         | 1088            | 2       | 2008 | Suzhou - Nantong (Jiangsu) 31° 46′ 40,2″ N, 120° 59′ 41,2″ E                                            | Chine                                    |        |
|                 | 3    | Pont de Stonecutters                   | 1018            | 2       | 2009 | Île Tsing Yi - Île Stonecutters 22° 19′ 33,7″ N, 114° 07′ 06″ E                                         | Hong Kong                                |        |
|                 | 4    | Pont d’Edong                           | 926             | 2       | 2010 | Huangshi (Hubei) 30° 15′ 38,1″ N, 115° 04′ 20,1″ E                                                      | Chine                                    | [ 3 ]  |
|                 | 5    | Pont de Tatara                         | 890             | 2       | 1999 | Île Ikuchi (Hiroshima) - Île Ōmishima (Ehime) 34° 15′ 35,7″ N, 133° 03′ 52,6″ E                         | Japon                                    |        |
| Image manquante | 6    | Pont de Normandie                      | 856             | 2       | 1995 | Le Havre (Seine-Maritime) - Honfleur (Calvados) 49° 25′ 56,1″ N, 0° 16′ 26,3″ E                         | France                                   |        |
|                 | 7    | Pont autoroutier de Jiujiang           | 818             | 2       | 2013 | Jiujiang (Jiangxi) - Xian de Huangmei (Hubei) 29° 43′ 21,4″ N, 115° 54′ 30,2″ E                         | Chine                                    |        |
|                 | 8    | Pont de Jingyue                        | 816             | 2       | 2010 | Jingzhou (Hubei) - Yueyang (Hunan) 29° 32′ 39,9″ N, 113° 13′ 20,3″ E                                    | Chine                                    | [ 4 ]  |
|                 | 9    | Pont d'Incheon                         | 800             | 2       | 2009 | Incheon - Île Yeongjong 37° 24′ 50,2″ N, 126° 34′ 01,1″ E                                               | Corée du Sud                             |        |
|                 | 10   | Pont Zhangzhou Xiamen                  | 780             | 2       | 2013 | Zhangzhou - Xiamen (Fujian) 24° 27′ 22,5″ N, 117° 56′ 57,9″ E                                           | Chine                                    | [ 5 ]  |
|                 | 11   | Pont du Zolotoï Rog                    | 737             | 2       | 2011 | Vladivostok 43° 06′ 31,4″ N, 131° 53′ 45,9″ E                                                           | Russie                                   | [ 6 ]  |
|                 | 12   | Pont nord de Chongming                 | 730             | 2       | 2009 | Shanghai - Chongming 31° 26′ 04,3″ N, 121° 44′ 38,3″ E                                                  | Chine                                    |        |
|                 | 13   | Pont de Minpu                          | 708             | 2       | 2009 | Shanghai 31° 03′ 10,7″ N, 121° 28′ 35,1″ E                                                              | Chine                                    |        |
| Image manquante | 14   | Pont du port de Xiangshan              | 688             |         | 2012 | Ningbo - Xian de Xiangshan (Zhejiang) 29° 37′ 36,7″ N, 121° 49′ 02,1″ E                                 | Chine                                    | [ 7 ]  |
|                 | 15   | Pont de Langqi                         | 680             | 2       | 2013 | Fuzhou (Fujian) 26° 05′ 57″ N, 119° 32′ 13,1″ E                                                         | Chine                                    |        |
|                 | 16   | Troisième pont de Nankin               | 648             | 2       | 2005 | Nankin (Jiangsu) 31° 58′ 13″ N, 118° 38′ 29,7″ E                                                        | Chine                                    |        |
|                 | 17   | Deuxième pont de Nankin                | 628             | 2       | 2001 | Nankin (Jiangsu) 32° 09′ 45,4″ N, 118° 50′ 10,2″ E                                                      | Chine                                    |        |
|                 | 18   | Pont de Jintang                        | 620             | 2       | 2009 | Ningbo - Île de Jintang (Zhejiang) 30° 03′ 38″ N, 121° 48′ 16,6″ E                                      | Chine                                    |        |
|                 | 19   | Pont de Baishazhou                     | 618             | 2       | 2000 | Wuhan (Hubei) 30° 29′ 24,8″ N, 114° 14′ 10,4″ E                                                         | Chine                                    |        |
|                 | 20   | Pont de Erqi                           | 616 (x2)        | 3       | 2011 | Wuhan (Hubei) 30° 37′ 39,5″ N, 114° 20′ 31″ E                                                           | Chine                                    | ,      |
|                 | 21   | Pont de Mingjiang                      | 605             | 2       | 2001 | Fuzhou (Fujian) 25° 59′ 15,9″ N, 119° 28′ 17,5″ E                                                       | Chine                                    |        |
|                 | 22   | Pont de Yangpu                         | 602             | 2       | 1993 | Shanghai 31° 15′ 24,4″ N, 121° 32′ 29,4″ E                                                              | Chine                                    |        |
|                 | 23   | Pont de Xupu                           | 590             | 2       | 1997 | Shanghai 31° 07′ 45,6″ N, 121° 27′ 52,8″ E                                                              | Chine                                    |        |
|                 | 24   | Pont de Meiko-Chuo                     | 590             | 2       | 1998 | Nagoya (Aichi) 35° 03′ 12,5″ N, 136° 51′ 37,2″ E                                                        | Japon                                    |        |
|                 | 25   | Pont de Taoyaomen                      | 580             | 2       | 2003 | Île Cezi - Île Fuchi (Zhoushan) 30° 06′ 00,9″ N, 121° 57′ 34,3″ E                                       | Chine                                    |        |
|                 | 26   | Pont ferroviaire d'Anqing              | 580             | 2       | 2014 | Anqing (Anhui) 30° 34′ 20″ N, 117° 14′ 57,4″ E                                                          | Chine                                    | [ 10 ] |
|                 | 27   | Pont de Huanggang                      | 567             | 2       | 2013 | Huanggang (Hubei) 30° 31′ 57,6″ N, 114° 49′ 58,5″ E                                                     | Chine                                    |        |
|                 | 28   | Pont Rion-Antirion                     | 560 (x3)        | 4       | 2004 | Río (Péloponnèse) - Antirion (Étolie-Acarnanie) 38° 19′ 13,9″ N, 21° 46′ 23,3″ E                        | Grèce                                    |        |
|                 | 29   | Pont de Cân Tho                        | 550             | 2       | 2010 | Cần Thơ (Delta du Mékong) 10° 02′ 05,6″ N, 105° 48′ 46,3″ E                                             | Viêt Nam                                 | [ 11 ] |
|                 | 30   | Pont de Skarnsundet                    | 530             | 2       | 1991 | Inderøy - Mosvik (Nord-Trøndelag) 63° 50′ 35,8″ N, 11° 04′ 32,2″ E                                      | Norvège                                  |        |
|                 | 31   | Pont de Baluarte                       | 520             | 2       | 2012 | Concordia (Sinaloa) - Pueblo Nuevo (Durango) 23° 32′ 01,8″ N, 105° 45′ 36,4″ O                          | Mexique                                  |        |
|                 | 32   | Pont de Huangyi                        | 520             | 2       | 2012 | Huangyizhen (Sichuan) 28° 53′ 42,6″ N, 105° 32′ 53,8″ E                                                 | Chine                                    |        |
|                 | 33   | Pont de Queshi                         | 518             | 2       | 1999 | Shantou (Guangdong) 23° 20′ 38,1″ N, 116° 39′ 35,9″ E                                                   | Chine                                    |        |
|                 | 34   | Pont de Tsurumi Tsubasa                | 510             | 2       | 1994 | Yokohama (Kanagawa) 35° 28′ 19,3″ N, 139° 41′ 57,1″ E                                                   | Japon                                    |        |
|                 | 35   | Pont d'Anqing                          | 510             | 2       | 2004 | Anqing (Anhui) 30° 29′ 56,6″ N, 117° 04′ 16,9″ E                                                        | Chine                                    |        |
|                 | 36   | Pont de Tianxingzhou                   | 504             | 2       | 2008 | Wuhan (Hubei) 30° 39′ 25,8″ N, 114° 24′ 01,7″ E                                                         | Chine                                    |        |
|                 | 37   | Pont de Jingzhou                       | 500             | 2       | 2002 | Jingzhou (Hubei) 30° 19′ 04″ N, 112° 13′ 02,8″ E                                                        | Chine                                    |        |
|                 | 38   | Pont Kanchanaphisek                    | 500             | 2       | 2007 | Phra Pradaeng (Province de Samut Prakan) 13° 37′ 59,5″ N, 100° 32′ 18,2″ E                              | Thaïlande                                |        |
|                 | 39   | Pont de Sungai Johor                   | 500             | 2       | 2011 | Johor Bahru (Johor) 1° 31′ 54,7″ N, 104° 01′ 21,4″ E                                                    | Malaisie                                 | [ 12 ] |
|                 | 40   | Pont de Mokpo                          | 500             | 2       | 2012 | Mokpo (Jeollanam) 34° 47′ 20,7″ N, 126° 21′ 20,7″ E                                                     | Corée du Sud                             |        |
|                 | 41   | Pont d'Ikuchi                          | 490             | 2       | 1991 | Île Innoshima - Île Ikuchi (Hiroshima) 34° 18′ 14,7″ N, 133° 09′ 00,2″ E                                | Japon                                    |        |
|                 | 42   | Øresundsbron                           | 490             | 2       | 2000 | Copenhague - Malmö 55° 34′ 30,6″ N, 12° 49′ 37″ E                                                       | Danemark Suède                           |        |
|                 | 43   | Pont de Higashi Kobe                   | 485             | 2       | 1992 | Kobe (Hyōgo) 34° 42′ 34,4″ N, 135° 17′ 23,5″ E                                                          | Japon                                    |        |
|                 | 44   | Pont John James Audubon                | 482             | 2       | 2011 | Paroisse de la Pointe Coupée - Paroisse de Feliciana Ouest (Louisiane) 30° 43′ 12,9″ N, 91° 21′ 06,9″ O | États-Unis                               | [ 13 ] |
|                 | 45   | Pont d'Ehuang                          | 480             | 2       | 2002 | Huanggang - Ezhou (Hubei) 30° 24′ 45,9″ N, 114° 55′ 09,8″ E                                             | Chine                                    |        |
|                 | 46   | Pont de Megami                         | 480             | 2       | 2006 | Nagasaki (Préfecture de Nagasaki) 32° 43′ 17,5″ N, 129° 50′ 58,5″ E                                     | Japon                                    |        |
|                 | 47   | Pont de la baie de Zhanjiang           | 480             | 2       | 2006 | Zhanjiang (Guangdong) 21° 15′ 07,5″ N, 110° 25′ 05,5″ E                                                 | Chine                                    |        |
| Image manquante | 48   | Pont de Geogum                         | 480             | 2       | 2011 | District de Goheung (Jeollanam) 34° 30′ 07,8″ N, 127° 07′ 44,2″ E                                       | Corée du Sud                             |        |
|                 | 49   | Pont de Ting Kau                       | 475 + 448       | 3       | 1998 | Île Tsing Yi - Ting Kau 22° 21′ 51,2″ N, 114° 04′ 46,6″ E                                               | Hong Kong                                |        |
| Image manquante | 50   | Pont de Busan-Geoje I                  | 475             | 2       | 2010 | Busan - Geoje 35° 00′ 54,5″ N, 128° 45′ 15,6″ E                                                         | Corée du Sud                             |        |
|                 | 51   | Pont Arthur Ravenel Jr.                | 471             | 2       | 2005 | Charleston (Caroline du Sud) 32° 48′ 10,5″ N, 79° 54′ 55,3″ O                                           | États-Unis                               |        |
|                 | 52   | Pont de Seohae                         | 470             | 2       | 2000 | Pyeongtaek (Gyeonggi) - Dangjin (Chungcheongnam) 36° 57′ 06,2″ N, 126° 50′ 26,7″ E                      | Corée du Sud                             |        |
|                 | 53   | Nouveau pont de Port Mann              | 470             | 2       | 2013 | Surrey - Coquitlam (Colombie-Britannique) 49° 13′ 05,4″ N, 122° 48′ 44,3″ O                             | Canada                                   | [ 14 ] |
|                 | 54   | Pont de Qingshuipu                     | 468             | 2       | 2011 | Ningbo (Zhejiang) 29° 55′ 26,1″ N, 121° 40′ 46″ E                                                       | Chine                                    |        |
|                 | 55   | Pont Alex Fraser                       | 465             | 2       | 1986 | Richmond - New Westminster (Colombie-Britannique) 49° 09′ 35,6″ N, 122° 56′ 34″ O                       | Canada                                   |        |
|                 | 56   | Pont de Dingshan                       | 464             | 2       | 2013 | District de Jiangjin (Chongqing) 29° 16′ 28,2″ N, 106° 17′ 12,6″ E                                      | Chine                                    |        |
|                 | 57   | Pont de la baie de Yokohama            | 460             | 2       | 1989 | Yokohama (Kanagawa) 35° 27′ 16,9″ N, 139° 40′ 26,5″ E                                                   | Japon                                    |        |
|                 | 58   | Pont de Junshan                        | 460             | 2       | 2001 | Wuhan (Hubei) 30° 22′ 26,5″ N, 114° 08′ 25″ E                                                           | Chine                                    | [ 15 ] |
|                 | 59   | Pont de Fengjie                        | 460             | 2       | 2005 | Xian de Fengjie (Chongqing) 31° 01′ 13,1″ N, 109° 28′ 51,4″ E                                           | Chine                                    |        |
|                 | 60   | Pont de Changshou                      | 460             | 2       | 2009 | District de Changshou (Chongqing) 29° 48′ 59,2″ N, 107° 03′ 25,3″ E                                     | Chine                                    |        |
|                 | 61   | Pont de Zhongxian Changjiang           | 460             | 2       | 2010 | Xian de Zhong (Chongqing) 30° 13′ 55″ N, 108° 00′ 21″ E                                                 | Chine                                    |        |
|                 | 62   | Vidyasagar Setu                        | 457             | 2       | 1992 | Calcutta - Howrah (Bengale-Occidental) 22° 33′ 24,2″ N, 88° 19′ 42,1″ E                                 | Inde                                     | [ 16 ] |
|                 | 63   | Deuxième pont sur la Severn            | 456             | 2       | 1996 | Newport (Monmouthshire) - Bristol (South Gloucestershire) 51° 34′ 27,2″ N, 2° 42′ 00,5″ O               | Royaume-Uni ( Pays de Galles Angleterre) |        |
|                 | 64   | Pont Rama IX                           | 450             | 2       | 1987 | Bangkok 13° 40′ 56,8″ N, 100° 31′ 04,6″ E                                                               | Thaïlande                                |        |
|                 | 65   | Pont de la Reine-Élisabeth-II          | 450             | 2       | 1991 | Dartford (Kent) 51° 27′ 53,3″ N, 0° 15′ 31,9″ E                                                         | Royaume-Uni ( Angleterre)                |        |
|                 | 66   | Pont de Dafosi                         | 450             | 2       | 1997 | Chongqing 29° 36′ 24″ N, 106° 34′ 57,5″ E                                                               | Chine                                    |        |
|                 | 67   | Pont de Fuling Shibangou               | 450             | 2       | 2009 | Fuling (Chongqing) 29° 43′ 50,5″ N, 107° 24′ 21,4″ E                                                    | Chine                                    | [ 17 ] |
|                 | 68   | Pont nord de la baie de Hangzhou       | 448             | 2       | 2008 | Jiaxing - Cixi (Zhejiang) 30° 33′ 52,6″ N, 121° 02′ 51,1″ E                                             | Chine                                    |        |
|                 | 69   | Pont de Lijiatuo                       | 444             | 2       | 1995 | Chongqing 29° 28′ 46,1″ N, 106° 31′ 42,4″ E                                                             | Chine                                    |        |
|                 | 70   | Pont Ingeniero Carlos Fernández Casado | 440             | 2       | 1983 | Barrios de Luna - Sena de Luna (León) 42° 53′ 46,2″ N, 5° 53′ 17,8″ O                                   | Espagne                                  |        |
|                 | 71   | Pont de Liuchonghe                     | 438             | 2       | 2013 | Xian de Zhijin (Guizhou) 26° 48′ 29,4″ N, 105° 53′ 04,5″ E                                              | Chine                                    |        |
|                 | 72   | Pont de Guanyinyan                     | 436             | 2       | 2009 | District de Jiangjin (Chongqing) 29° 15′ 48,4″ N, 106° 19′ 16,4″ E                                      | Chine                                    |        |
|                 | 73   | Pont de Liaohe                         | 436             | 2       | 2010 | Yingkou (Liaoning) 40° 41′ 38,4″ N, 122° 10′ 55,3″ E                                                    | Chine                                    |        |
|                 | 74   | Pont de Bai Chay                       | 435             | 2       | 2006 | Hạ Long (Quảng Ninh) 20° 57′ 36,8″ N, 107° 03′ 57,3″ E                                                  | Viêt Nam                                 |        |
|                 | 75   | Pont de Suramadu                       | 434             | 2       | 2009 | Surabaya (île de Java) - Bangkalan (île de Madura) 7° 11′ 07,6″ S, 112° 46′ 48,3″ E                     | Indonésie                                |        |
|                 | 76   | Pont de Tongling                       | 432             | 2       | 1995 | Tongling (Anhui) 30° 51′ 21,6″ N, 117° 43′ 36,6″ E                                                      | Chine                                    |        |
|                 | 77   | Pont de Hanjiatuo                      | 432             | 2       | 2013 | Fuling (Chongqing) 29° 46′ 03,7″ N, 107° 25′ 02,2″ E                                                    | Chine                                    |        |
|                 | 78   | Pont Kap Shui Mun                      | 430             | 2       | 1997 | île de Ma Wan - île de Lantau 22° 20′ 39,5″ N, 114° 03′ 19,1″ E                                         | Hong Kong                                |        |
|                 | 79   | Pont de Yibin                          | 430             | 2       | 2008 | Yibin (Sichuan) 28° 45′ 58,7″ N, 104° 39′ 18,2″ E                                                       | Chine                                    |        |
| Image manquante | 80   | Pont de l'île de Myo                   | 430             | 2       | 2012 | Gwangyang (Jeolla du Sud) 34° 52′ 00″ N, 127° 43′ 10,3″ E                                               | Corée du Sud                             |        |
|                 | 81   | Pont de Dongshuimen                    | 430             | 2       | 2013 | Chongqing 29° 33′ 39″ N, 106° 35′ 12,8″ E                                                               | Chine                                    |        |
|                 | 82   | Pont Jia-Shao                          | 428 (x5)        | 6       | 2013 | Jiaxing - Shaoxing (Zhejiang) 30° 14′ 25,3″ N, 120° 46′ 35,1″ E                                         | Chine                                    |        |
|                 | 83   | Pont de Helgeland                      | 425             | 2       | 1991 | Sandnessjøen - Leirfjord (Nordland) 66° 02′ 16,9″ N, 12° 43′ 11,9″ E                                    | Norvège                                  |        |
|                 | 84   | Pont de Nanpu                          | 423             | 2       | 1991 | Shanghai 31° 12′ 26,4″ N, 121° 30′ 03,7″ E                                                              | Chine                                    |        |
|                 | 85   | Grand pont de Seto Pont Iwakurojima    | 420             | 2       | 1988 | Yoshima Island - Iwakuro Island (Kagawa) 34° 24′ 06″ N, 133° 48′ 32,1″ E                                | Japon                                    |        |
|                 | 86   | Grand pont de Seto Pont Hitsuishijima  | 420             | 2       | 1988 | Hitsuishi Island - Iwakuro Island (Kagawa) 34° 24′ 34,1″ N, 133° 48′ 24,8″ E                            | Japon                                    |        |
|                 | 87   | Pont Vasco da Gama                     | 420             | 2       | 1998 | Lisbonne - Montijo 38° 47′ 09″ N, 9° 05′ 17,1″ O                                                        | Portugal                                 |        |
|                 | 88   | Pont Centenaire                        | 420             | 2       | 2004 | Paraíso (Canal de Panama) 9° 01′ 52,2″ N, 79° 38′ 05,5″ O                                               | Panama                                   |        |
|                 | 89   | Pont de Donghai                        | 420             | 2       | 2005 | Shanghai - Dawugui Island 30° 43′ 29,2″ N, 121° 58′ 29,6″ E                                             | Chine                                    |        |
|                 | 90   | Pont de Greenville                     | 420             | 2       | 2010 | Greenville (Mississippi) - Lake Village (Arkansas) 33° 17′ 13,2″ N, 91° 09′ 15,3″ O                     | États-Unis                               | [ 18 ] |
|                 | 91   | Deuxième pont d'Hejiang                | 420             | 2       | 2013 | Xian de Hejiang (Sichuan) 28° 50′ 41,6″ N, 105° 47′ 57″ E                                               | Chine                                    |        |
| Image manquante | 92   | Pont d'Huai'an (Fuzhou)                | 416             | 2       | 2012 | Fuzhou (Fujian) 26° 06′ 25,9″ N, 119° 14′ 06,6″ E                                                       | Chine                                    |        |
| Image manquante | 93   | Pont de Yun Yang Hanjiang              | 414             | 2       | 1994 | Xian de Yun (Hubei) 32° 48′ 31,1″ N, 110° 48′ 15,7″ E                                                   | Chine                                    |        |
|                 | 94   | Pont d'Uddevalla                       | 414             | 2       | 2000 | Uddevalla (Västra Götaland) 58° 19′ 31,7″ N, 11° 50′ 39,6″ E                                            | Suède                                    |        |
|                 | 95   | Pont de Meiko-Higashi                  | 410             | 2       | 1998 | Nagoya (Aichi) 35° 03′ 12,7″ N, 136° 52′ 42,6″ E                                                        | Japon                                    |        |
|                 | 96   | Pont de Surgut                         | 408             | 1       | 2000 | Sourgout (Khantys-Mansis) 61° 13′ 02,4″ N, 73° 09′ 35,7″ E                                              | Russie                                   |        |
|                 | 97   | Pont Meiko Nishi                       | 406             | 2       | 1985 | Nagoya (Aichi) 35° 03′ 07,4″ N, 136° 50′ 03,7″ E                                                        | Japon                                    |        |
|                 | 98   | Pont nord de Runyang                   | 406             | 2       | 2005 | Zhenjiang - Yangzhou (Jiangsu) 32° 13′ 43,1″ N, 119° 21′ 30,3″ E                                        | Chine                                    |        |
|                 | 99   | Pont Meiko Nishi                       | 405             | 2       | 1997 | Nagoya (Aichi) 35° 03′ 05,6″ N, 136° 50′ 03,6″ E                                                        | Japon                                    |        |
|                 | 100  | Pont Wadi Leban                        | 405             | 2       | 2000 | Riyad 24° 36′ 58,2″ N, 46° 34′ 57,9″ E                                                                  | Arabie saoudite                          |        |
|                 | 101  | Pont de Saint-Nazaire                  | 404             | 2       | 1974 | Saint-Nazaire - Saint-Brevin-les-Pins (Loire-Atlantique) 47° 17′ 05,8″ N, 2° 10′ 14,1″ O                | France                                   |        |
|                 | 102  | Pont du Canal de Suez                  | 404             | 2       | 2001 | El Qantara (Ismaïlia) 30° 49′ 40,8″ N, 32° 19′ 03,8″ E                                                  | Égypte                                   |        |
|                 | 103  | Pont de Rande                          | 400             | 2       | 1981 | Pontevedra (Galice) 42° 17′ 17,6″ N, 8° 39′ 37,6″ O                                                     | Espagne                                  | [ 19 ] |
|                 | 104  | Pont de l'Iroise                       | 400             | 2       | 1994 | Plougastel-Daoulas - Le Relecq-Kerhuon (Finistère) 48° 23′ 18,1″ N, 4° 23′ 55,6″ O                      | France                                   |        |
|                 | 105  | Second pont de Wuhan                   | 400             | 2       | 1995 | Wuhan (Hubei) 30° 36′ 18,4″ N, 114° 19′ 13″ E                                                           | Chine                                    |        |
|                 | 106  | Pont de Machang                        | 400             | 2       | 2008 | Masan - Changwon (Gyeongsang du Sud) 35° 09′ 48,1″ N, 128° 35′ 41″ E                                    | Corée du Sud                             | [ 20 ] |
|                 | 107  | Pont de Takashima Hizen                | 400             | 2       | 2009 | Takashima Island (Nagasaki) - Hizen (Saga) 33° 26′ 22,1″ N, 129° 47′ 14,9″ E                            | Japon                                    | ,      |
|                 | x    | Pont Mohammed VI                       | 376             | 2       | 2016 | Rabat (Rocade S) 33° 59′ 20,544″ N, 6° 46′ 02,661″ O                                                    | Maroc                                    |        |

## Ponts en construction
Les grands ponts à haubans de portée supérieure à 300 mètres en construction sont les suivants.
|                                              | Rang | Nom                                          | Portée (mètres) | Pylônes | Date | Localisation                                                                            | Pays                  | Ref.   |
| -------------------------------------------- | ---- | -------------------------------------------- | --------------- | ------- | ---- | --------------------------------------------------------------------------------------- | --------------------- | ------ |
|                                              | 1    | Pont de Chiloé                               | 1100+940        | 3       | 2018 | Île de Chiloé - Chacao (Région des Lacs) 41° 47′ 35″ S, 73° 31′ 19″ O                   | Chili                 | [ 24 ] |
|                                              | 2    | Pont de Hutong                               | 1092            | 2       | 2018 | Nantong (Jiangsu) 32° 00′ 46,9″ N, 120° 43′ 42,1″ E                                     | Chine                 |        |
|                                              | 3    | Pont du détroit de Qiongzhou                 | 1056            | 2       | 2020 | Haikou (Hainan) Xian de Xuwen (Guangdong) 20° 06′ 05″ N, 109° 54′ 00″ E                 | Chine                 | [ 25 ] |
|                                              | 4    | Pont route/rail de Humen                     | 980             | 2       | 2017 | Dongguan (Guangdong) 22° 45′ 04,8″ N, 113° 38′ 33,2″ E                                  | Chine                 |        |
|                                              | 6    | Pont de Qingshan                             | 938             | 2       | 2017 | Wuhan (Hubei) 30° 40′ 48,1″ N, 114° 27′ 57,7″ E                                         | Chine                 |        |
|                                              | 7    | Pont de Jiayu                                | 920             | 2       | 2015 | Xian de Jiayu (Hubei) 30° 03′ 53,7″ N, 114° 00′ 49,3″ E                                 | Chine                 |        |
|                                              | 8    | Pont de Baiyang                              | 900             | 2       | 2017 | Zhijiang - Yidu (Hubei) 30° 24′ 42″ N, 111° 30′ 44,7″ E                                 | Chine                 |        |
| Image manquante                              | X    | Pont international Gordie Howe               | 853             | 2       | 2025 | Détroit (Michigan) - Windsor (Ontario) 42° 17′ 15″ N, 83° 05′ 52″ O                     | États-Unis Canada     |        |
|                                              | 9    | Pont de Dunkou                               | 760             | 2       | 2017 | Wuhan (Hubei) 30° 26′ 48″ N, 114° 11′ 39,7″ E                                           | Chine                 |        |
|                                              | 10   | Pont sur le détroit de Fehmarn Belt          | 724 (x3)        | 4       | 2018 | Fehmarn (Schleswig-Holstein) Lolland (Sjælland) 54° 34′ 40″ N, 11° 17′ 50″ E            | Allemagne Danemark    |        |
|                                              | 11   | Pont de Beipanjiang 2016                     | 720             | 2       | 2016 | Xian de Shuicheng (Guizhou)                                                             | Chine                 |        |
|                                              | 12   | Pont de Jiangshun                            | 700             | 2       | 2014 | Foshan - Jiangmen (Guangdong) 21° 45′ 11,2″ N, 108° 33′ 18,9″ E                         | Chine                 |        |
|                                              | 13   | Second pont de Fengdu                        | 680             | 2       | 2015 | Xian de Fengdu (Chongqing) 29° 52′ 08,7″ N, 107° 42′ 32,1″ E                            | Chine                 |        |
| Queensferry_Crossing_(Nouveau_pont_du_Forth) | 14   | Nouveau pont du Forth (Queensferry Crossing) | 650 (x2)        | 3       | 2017 | Édimbourg - North Queensferry (Fife) 56° 00′ 13″ N, 3° 24′ 52″ O                        | Royaume-Uni ( Écosse) | ,      |
|                                              | 15   | Pont de Wangdong                             | 638             | 2       | 2016 | Xian de Wangjiang (Anhui) 30° 05′ 26,5″ N, 116° 46′ 49″ E                               | Chine                 |        |
|                                              | 16   | Nouveau pont du Yalou                        | 636             | 2       | 2014 | Dandong (Liaoning) Sinuiju (Pyongan du Nord) 40° 02′ 07,8″ N, 124° 22′ 11,2″ E          | Chine Corée du Nord   |        |
|                                              | 17   | Second pont de Tongling                      | 630             | 2       | 2014 | Tongling (Anhui) 31° 05′ 00,4″ N, 117° 57′ 58,3″ E                                      | Chine                 | [ 29 ] |
|                                              | 18   | Pont de Yongchuan                            | 608             | 2       | 2014 | Songjizhen 29° 02′ 49,1″ N, 105° 53′ 12,3″ E                                            | Chine                 |        |
|                                              | 19   | Pont de Chizhou                              | 600             | 2       | 2017 | Chizhou - Xian de Zongyang (Anhui)                                                      | Chine                 |        |
|                                              | 20   | Pont de Yijishan                             | 588             | 2       | 2018 | Wuhu (Anhui)                                                                            | Chine                 |        |
|                                              | 21   | Pont de Pelješac                             | 568             | 2       | 2015 | Pelješac - Komarna (Dubrovnik-Neretva) 42° 55′ 59″ N, 17° 31′ 57″ E                     | Croatie               |        |
|                                              | 22   | Pont de la Pepa                              | 540             | 2       | 2014 | Cadix (Andalousie) 36° 31′ 23,4″ N, 6° 15′ 56″ O                                        | Espagne               | [ 30 ] |
|                                              | 22   | Pont Bukhang                                 | 540             | 2       | 2014 | Busan (Yeongnam) 35° 06′ 21,1″ N, 129° 03′ 54,5″ E                                      | Corée du Sud          |        |
|                                              | 22   | Terceira Travessia do Tejo                   | 540             | 2       | ???  | Lisbonne (District de Lisbonne) Barreiro (Setúbal) 38° 41′ 00″ N, 9° 05′ 00″ O          | Portugal              |        |
|                                              | 25   | Pont de Pingtan Haixia                       | 532             | 2       | 2018 | Changle - Xian de Pingtan (Fujian) 25° 41′ 17,7″ N, 119° 37′ 53,2″ E                    | Chine                 |        |
|                                              | 26   | Pont de l'Atlantique                         | 530             | 2       | 2016 | Colón (province) 9° 18′ 35,4″ N, 79° 55′ 10,9″ O                                        | Panama                | [ 31 ] |
|                                              | 27   | Pont de l'île de Hwatae                      | 500             | 2       | 2014 | Yeosu - Île de Hwatae 34° 35′ 52,5″ N, 127° 44′ 06,9″ E                                 | Corée du Sud          |        |
|                                              | 30   | Second pont de Jiaojiang                     | 480             | 2       | 2014 | Taizhou (Zhejiang) 28° 41′ 09,3″ N, 121° 28′ 18,8″ E                                    | Chine                 |        |
|                                              | 31   | Pont de Danzhou Yangpu                       | 460             | 2       | 2013 | Danzhou (Hainan) 19° 43′ 23,2″ N, 109° 12′ 36,8″ E                                      | Chine                 | [ 32 ] |
|                                              | 32   | New Mississippi River Bridge                 | 457             | 2       | 2014 | Saint-Louis (Missouri) Comté de Saint Clair (Illinois) 38° 38′ 45,1″ N, 90° 10′ 41,8″ O | États-Unis            |        |
|                                              | 33   | Pont Charles W. Dean                         | 457             | 2       | 2020 | Arkansas City (Arkansas) Benoit (Mississippi) 33° 37′ 12″ N, 91° 08′ 10″ O              | États-Unis            |        |
|                                              | 35   | Pont de Zongjianhe                           | 400             | 2       | 2014 | Xian de Xuan'en (Hubei)                                                                 | Chine                 |        |
|                                              | 36   | Pont Nissibi                                 | 400             | 2       | 2014 | Adıyaman - Siverek (Anatolie du sud-est) 37° 53′ 56,4″ N, 38° 58′ 27,8″ E               | Turquie               | [ 33 ] |
|                                              | 37   | Pont de la baie de Quanzhou                  | 400             | 2       | 2014 | Quanzhou (Fujian) 24° 50′ 23,2″ N, 118° 42′ 15,3″ E                                     | Chine                 |        |

## Les plus longs tabliers haubanés
La définition de la longueur de tablier retenue ici est la longueur de la partie de tablier uniquement retenue par les câbles de haubanage arrimés sur les pylônes. Ainsi sont exclues les parties de tablier qui sont supportées par des piles, même si celles-ci sont haubanées, comme c’est le cas par exemple pour le pont de Normandie.
Les ponts à haubans de plus de trois travées sont généralement les plus complexes, même s'ils ont des travées intermédiaires de longueurs inférieures. Le pont ayant la deuxième plus grande longueur de tablier haubané est le viaduc de Millau. Il fut dépassé en 2013 par le pont Jia-Shao (Jiaxing-Shaoxing) au-dessus de la Rivière Qiantang en Chine dont la construction a commencé en décembre 2008. Ce nouvel ouvrage possède une longueur de 2 540 mètres, soit 80 mètres de plus que le Viaduc de Millau.
Les longueurs de tabliers haubanés supérieures à 1 000 mètres sont les suivantes.
| Rang | Longueur de tablier haubané | Nom                             | Organisation des travées haubanées (mètre) | Organisation des travées haubanées (mètre) | Organisation des travées haubanées (mètre) | Organisation des travées haubanées (mètre) | Organisation des travées haubanées (mètre) | Organisation des travées haubanées (mètre) | Organisation des travées haubanées (mètre) | Organisation des travées haubanées (mètre) | Organisation des travées haubanées (mètre) | Organisation des travées haubanées (mètre) | Organisation des travées haubanées (mètre) | Organisation des travées haubanées (mètre) | Organisation des travées haubanées (mètre) | Organisation des travées haubanées (mètre) | Organisation des travées haubanées (mètre) | Organisation des travées haubanées (mètre) | Organisation des travées haubanées (mètre) | Organisation des travées haubanées (mètre) | Organisation des travées haubanées (mètre) | Organisation des travées haubanées (mètre) | Organisation des travées haubanées (mètre) | Organisation des travées haubanées (mètre) | Organisation des travées haubanées (mètre) | Organisation des travées haubanées (mètre) | Organisation des travées haubanées (mètre) | Organisation des travées haubanées (mètre) | Organisation des travées haubanées (mètre) | Organisation des travées haubanées (mètre) | Organisation des travées haubanées (mètre) | Organisation des travées haubanées (mètre) | Organisation des travées haubanées (mètre) | Organisation des travées haubanées (mètre) | Organisation des travées haubanées (mètre) | Organisation des travées haubanées (mètre) | Organisation des travées haubanées (mètre) | Organisation des travées haubanées (mètre) | Organisation des travées haubanées (mètre) | Organisation des travées haubanées (mètre) | Organisation des travées haubanées (mètre) | Organisation des travées haubanées (mètre) | Organisation des travées haubanées (mètre) | Organisation des travées haubanées (mètre) | Organisation des travées haubanées (mètre) | Organisation des travées haubanées (mètre) | Organisation des travées haubanées (mètre) | Organisation des travées haubanées (mètre) | Organisation des travées haubanées (mètre) | Organisation des travées haubanées (mètre) | Organisation des travées haubanées (mètre) | Organisation des travées haubanées (mètre) | Organisation des travées haubanées (mètre) | Organisation des travées haubanées (mètre) | Organisation des travées haubanées (mètre) | Organisation des travées haubanées (mètre) | Organisation des travées haubanées (mètre) | Organisation des travées haubanées (mètre) | Organisation des travées haubanées (mètre) | Organisation des travées haubanées (mètre) | Organisation des travées haubanées (mètre) | Organisation des travées haubanées (mètre) | Organisation des travées haubanées (mètre) | Organisation des travées haubanées (mètre) | Organisation des travées haubanées (mètre) | Organisation des travées haubanées (mètre) | Organisation des travées haubanées (mètre) | Organisation des travées haubanées (mètre) | Organisation des travées haubanées (mètre) | Organisation des travées haubanées (mètre) | Organisation des travées haubanées (mètre) | Organisation des travées haubanées (mètre) | Organisation des travées haubanées (mètre) | Organisation des travées haubanées (mètre) | Organisation des travées haubanées (mètre) | Organisation des travées haubanées (mètre) | Organisation des travées haubanées (mètre) | Organisation des travées haubanées (mètre) | Organisation des travées haubanées (mètre) | Organisation des travées haubanées (mètre) | Organisation des travées haubanées (mètre) | Organisation des travées haubanées (mètre) | Organisation des travées haubanées (mètre) | Organisation des travées haubanées (mètre) | Organisation des travées haubanées (mètre) | Organisation des travées haubanées (mètre) | Organisation des travées haubanées (mètre) | Organisation des travées haubanées (mètre) | Organisation des travées haubanées (mètre) | Organisation des travées haubanées (mètre) | Organisation des travées haubanées (mètre) | Organisation des travées haubanées (mètre) | Organisation des travées haubanées (mètre) | Organisation des travées haubanées (mètre) | Organisation des travées haubanées (mètre) | Organisation des travées haubanées (mètre) | Organisation des travées haubanées (mètre) | Organisation des travées haubanées (mètre) | Organisation des travées haubanées (mètre) | Organisation des travées haubanées (mètre) | Organisation des travées haubanées (mètre) | Organisation des travées haubanées (mètre) | Organisation des travées haubanées (mètre) | Organisation des travées haubanées (mètre) | Organisation des travées haubanées (mètre) | Organisation des travées haubanées (mètre) | Organisation des travées haubanées (mètre) | Organisation des travées haubanées (mètre) | Organisation des travées haubanées (mètre) | Organisation des travées haubanées (mètre) | Organisation des travées haubanées (mètre) | Organisation des travées haubanées (mètre) | Organisation des travées haubanées (mètre) | Organisation des travées haubanées (mètre) | Organisation des travées haubanées (mètre) | Organisation des travées haubanées (mètre) | Organisation des travées haubanées (mètre) | Organisation des travées haubanées (mètre) | Organisation des travées haubanées (mètre) | Organisation des travées haubanées (mètre) | Organisation des travées haubanées (mètre) | Organisation des travées haubanées (mètre) | Organisation des travées haubanées (mètre) | Organisation des travées haubanées (mètre) | Organisation des travées haubanées (mètre) | Organisation des travées haubanées (mètre) | Organisation des travées haubanées (mètre) | Organisation des travées haubanées (mètre) | Organisation des travées haubanées (mètre) | Organisation des travées haubanées (mètre) | Organisation des travées haubanées (mètre) | Organisation des travées haubanées (mètre) | Organisation des travées haubanées (mètre) | Organisation des travées haubanées (mètre) | Organisation des travées haubanées (mètre) | Organisation des travées haubanées (mètre) | Organisation des travées haubanées (mètre) | Organisation des travées haubanées (mètre) | Organisation des travées haubanées (mètre) | Organisation des travées haubanées (mètre) | Organisation des travées haubanées (mètre) | Organisation des travées haubanées (mètre) | Organisation des travées haubanées (mètre) | Organisation des travées haubanées (mètre) | Organisation des travées haubanées (mètre) | Organisation des travées haubanées (mètre) | Organisation des travées haubanées (mètre) | Organisation des travées haubanées (mètre) | Organisation des travées haubanées (mètre) | Organisation des travées haubanées (mètre) | Organisation des travées haubanées (mètre) | Organisation des travées haubanées (mètre) | Organisation des travées haubanées (mètre) | Organisation des travées haubanées (mètre) | Organisation des travées haubanées (mètre) | Organisation des travées haubanées (mètre) | Organisation des travées haubanées (mètre) | Organisation des travées haubanées (mètre) | Organisation des travées haubanées (mètre) | Organisation des travées haubanées (mètre) | Organisation des travées haubanées (mètre) | Organisation des travées haubanées (mètre) | Organisation des travées haubanées (mètre) | Organisation des travées haubanées (mètre) | Organisation des travées haubanées (mètre) | Organisation des travées haubanées (mètre) | Organisation des travées haubanées (mètre) | Organisation des travées haubanées (mètre) | Organisation des travées haubanées (mètre) | Organisation des travées haubanées (mètre) | Organisation des travées haubanées (mètre) | Organisation des travées haubanées (mètre) | Organisation des travées haubanées (mètre) | Organisation des travées haubanées (mètre) | Organisation des travées haubanées (mètre) | Organisation des travées haubanées (mètre) | Organisation des travées haubanées (mètre) | Organisation des travées haubanées (mètre) | Organisation des travées haubanées (mètre) | Organisation des travées haubanées (mètre) | Organisation des travées haubanées (mètre) | Organisation des travées haubanées (mètre) | Organisation des travées haubanées (mètre) | Organisation des travées haubanées (mètre) | Organisation des travées haubanées (mètre) | Organisation des travées haubanées (mètre) | Organisation des travées haubanées (mètre) | Organisation des travées haubanées (mètre) | Organisation des travées haubanées (mètre) | Organisation des travées haubanées (mètre) | Organisation des travées haubanées (mètre) | Organisation des travées haubanées (mètre) | Organisation des travées haubanées (mètre) | Organisation des travées haubanées (mètre) | Organisation des travées haubanées (mètre) | Organisation des travées haubanées (mètre) | Organisation des travées haubanées (mètre) | Organisation des travées haubanées (mètre) | Organisation des travées haubanées (mètre) | Organisation des travées haubanées (mètre) | Organisation des travées haubanées (mètre) | Organisation des travées haubanées (mètre) | Organisation des travées haubanées (mètre) | Organisation des travées haubanées (mètre) | Organisation des travées haubanées (mètre) | Organisation des travées haubanées (mètre) | Organisation des travées haubanées (mètre) | Organisation des travées haubanées (mètre) | Organisation des travées haubanées (mètre) | Organisation des travées haubanées (mètre) | Organisation des travées haubanées (mètre) | Organisation des travées haubanées (mètre) | Organisation des travées haubanées (mètre) | Organisation des travées haubanées (mètre) | Organisation des travées haubanées (mètre) | Organisation des travées haubanées (mètre) | Organisation des travées haubanées (mètre) | Organisation des travées haubanées (mètre) | Organisation des travées haubanées (mètre) | Organisation des travées haubanées (mètre) | Organisation des travées haubanées (mètre) | Organisation des travées haubanées (mètre) | Organisation des travées haubanées (mètre) | Organisation des travées haubanées (mètre) | Organisation des travées haubanées (mètre) | Organisation des travées haubanées (mètre) | Organisation des travées haubanées (mètre) | Organisation des travées haubanées (mètre) | Organisation des travées haubanées (mètre) | Organisation des travées haubanées (mètre) | Organisation des travées haubanées (mètre) | Organisation des travées haubanées (mètre) | Organisation des travées haubanées (mètre) | Organisation des travées haubanées (mètre) | Organisation des travées haubanées (mètre) | Organisation des travées haubanées (mètre) | Organisation des travées haubanées (mètre) | Organisation des travées haubanées (mètre) | Organisation des travées haubanées (mètre) | Organisation des travées haubanées (mètre) | Organisation des travées haubanées (mètre) | Organisation des travées haubanées (mètre) | Organisation des travées haubanées (mètre) | Organisation des travées haubanées (mètre) | Organisation des travées haubanées (mètre) | Organisation des travées haubanées (mètre) | Organisation des travées haubanées (mètre) | Organisation des travées haubanées (mètre) | Organisation des travées haubanées (mètre) | Organisation des travées haubanées (mètre) | Organisation des travées haubanées (mètre) | Organisation des travées haubanées (mètre) | Organisation des travées haubanées (mètre) | Organisation des travées haubanées (mètre) | Organisation des travées haubanées (mètre) | Organisation des travées haubanées (mètre) | Organisation des travées haubanées (mètre) | Organisation des travées haubanées (mètre) | Organisation des travées haubanées (mètre) | Organisation des travées haubanées (mètre) | Organisation des travées haubanées (mètre) | Organisation des travées haubanées (mètre) | Organisation des travées haubanées (mètre) | Organisation des travées haubanées (mètre) | Organisation des travées haubanées (mètre) | Organisation des travées haubanées (mètre) | Organisation des travées haubanées (mètre) | Organisation des travées haubanées (mètre) | Organisation des travées haubanées (mètre) | Organisation des travées haubanées (mètre) | Organisation des travées haubanées (mètre) | Organisation des travées haubanées (mètre) | Organisation des travées haubanées (mètre) | Organisation des travées haubanées (mètre) | Organisation des travées haubanées (mètre) | Organisation des travées haubanées (mètre) | Organisation des travées haubanées (mètre) | Organisation des travées haubanées (mètre) | Organisation des travées haubanées (mètre) | Organisation des travées haubanées (mètre) | Organisation des travées haubanées (mètre) | Organisation des travées haubanées (mètre) | Organisation des travées haubanées (mètre) | Organisation des travées haubanées (mètre) | Organisation des travées haubanées (mètre) | Organisation des travées haubanées (mètre) | Organisation des travées haubanées (mètre) | Organisation des travées haubanées (mètre) | Organisation des travées haubanées (mètre) | Organisation des travées haubanées (mètre) | Organisation des travées haubanées (mètre) | Organisation des travées haubanées (mètre) | Organisation des travées haubanées (mètre) | Organisation des travées haubanées (mètre) | Organisation des travées haubanées (mètre) | Organisation des travées haubanées (mètre) | Organisation des travées haubanées (mètre) | Organisation des travées haubanées (mètre) | Organisation des travées haubanées (mètre) | Organisation des travées haubanées (mètre) | Organisation des travées haubanées (mètre) | Organisation des travées haubanées (mètre) | Organisation des travées haubanées (mètre) | Organisation des travées haubanées (mètre) | Organisation des travées haubanées (mètre) | Organisation des travées haubanées (mètre) | Organisation des travées haubanées (mètre) | Organisation des travées haubanées (mètre) | Organisation des travées haubanées (mètre) | Organisation des travées haubanées (mètre) | Organisation des travées haubanées (mètre) | Organisation des travées haubanées (mètre) | Organisation des travées haubanées (mètre) | Organisation des travées haubanées (mètre) | Organisation des travées haubanées (mètre) | Organisation des travées haubanées (mètre) | Organisation des travées haubanées (mètre) | Organisation des travées haubanées (mètre) | Organisation des travées haubanées (mètre) | Organisation des travées haubanées (mètre) | Organisation des travées haubanées (mètre) | Organisation des travées haubanées (mètre) | Organisation des travées haubanées (mètre) | Organisation des travées haubanées (mètre) | Organisation des travées haubanées (mètre) | Organisation des travées haubanées (mètre) | Organisation des travées haubanées (mètre) | Organisation des travées haubanées (mètre) | Organisation des travées haubanées (mètre) | Organisation des travées haubanées (mètre) | Organisation des travées haubanées (mètre) | Organisation des travées haubanées (mètre) | Organisation des travées haubanées (mètre) | Organisation des travées haubanées (mètre) | Organisation des travées haubanées (mètre) | Organisation des travées haubanées (mètre) | Organisation des travées haubanées (mètre) | Organisation des travées haubanées (mètre) | Organisation des travées haubanées (mètre) | Organisation des travées haubanées (mètre) | Organisation des travées haubanées (mètre) | Organisation des travées haubanées (mètre) | Organisation des travées haubanées (mètre) | Organisation des travées haubanées (mètre) | Organisation des travées haubanées (mètre) | Organisation des travées haubanées (mètre) | Organisation des travées haubanées (mètre) | Organisation des travées haubanées (mètre) | Organisation des travées haubanées (mètre) | Organisation des travées haubanées (mètre) | Organisation des travées haubanées (mètre) | Organisation des travées haubanées (mètre) | Organisation des travées haubanées (mètre) | Organisation des travées haubanées (mètre) | Organisation des travées haubanées (mètre) | Organisation des travées haubanées (mètre) | Organisation des travées haubanées (mètre) | Organisation des travées haubanées (mètre) | Organisation des travées haubanées (mètre) | Organisation des travées haubanées (mètre) | Organisation des travées haubanées (mètre) | Organisation des travées haubanées (mètre) | Organisation des travées haubanées (mètre) | Organisation des travées haubanées (mètre) | Organisation des travées haubanées (mètre) | Organisation des travées haubanées (mètre) | Organisation des travées haubanées (mètre) | Organisation des travées haubanées (mètre) | Organisation des travées haubanées (mètre) | Organisation des travées haubanées (mètre) | Organisation des travées haubanées (mètre) | Organisation des travées haubanées (mètre) | Organisation des travées haubanées (mètre) | Organisation des travées haubanées (mètre) | Organisation des travées haubanées (mètre) | Organisation des travées haubanées (mètre) | Organisation des travées haubanées (mètre) | Organisation des travées haubanées (mètre) | Organisation des travées haubanées (mètre) | Organisation des travées haubanées (mètre) | Organisation des travées haubanées (mètre) | Organisation des travées haubanées (mètre) | Organisation des travées haubanées (mètre) | Organisation des travées haubanées (mètre) | Organisation des travées haubanées (mètre) | Organisation des travées haubanées (mètre) | Organisation des travées haubanées (mètre) | Organisation des travées haubanées (mètre) | Organisation des travées haubanées (mètre) | Organisation des travées haubanées (mètre) | Organisation des travées haubanées (mètre) | Organisation des travées haubanées (mètre) | Organisation des travées haubanées (mètre) | Organisation des travées haubanées (mètre) | Organisation des travées haubanées (mètre) | Organisation des travées haubanées (mètre) | Organisation des travées haubanées (mètre) | Organisation des travées haubanées (mètre) | Organisation des travées haubanées (mètre) | Organisation des travées haubanées (mètre) | Organisation des travées haubanées (mètre) | Organisation des travées haubanées (mètre) | Organisation des travées haubanées (mètre) | Organisation des travées haubanées (mètre) | Organisation des travées haubanées (mètre) | Organisation des travées haubanées (mètre) | Organisation des travées haubanées (mètre) | Organisation des travées haubanées (mètre) | Organisation des travées haubanées (mètre) | Organisation des travées haubanées (mètre) | Organisation des travées haubanées (mètre) | Organisation des travées haubanées (mètre) | Organisation des travées haubanées (mètre) | Organisation des travées haubanées (mètre) | Organisation des travées haubanées (mètre) | Organisation des travées haubanées (mètre) | Organisation des travées haubanées (mètre) | Organisation des travées haubanées (mètre) | Organisation des travées haubanées (mètre) | Organisation des travées haubanées (mètre) | Organisation des travées haubanées (mètre) | Organisation des travées haubanées (mètre) | Organisation des travées haubanées (mètre) | Organisation des travées haubanées (mètre) | Organisation des travées haubanées (mètre) | Organisation des travées haubanées (mètre) | Organisation des travées haubanées (mètre) | Organisation des travées haubanées (mètre) | Organisation des travées haubanées (mètre) | Organisation des travées haubanées (mètre) | Organisation des travées haubanées (mètre) | Organisation des travées haubanées (mètre) | Organisation des travées haubanées (mètre) | Organisation des travées haubanées (mètre) | Organisation des travées haubanées (mètre) | Organisation des travées haubanées (mètre) | Organisation des travées haubanées (mètre) | Organisation des travées haubanées (mètre) | Organisation des travées haubanées (mètre) | Organisation des travées haubanées (mètre) | Organisation des travées haubanées (mètre) | Organisation des travées haubanées (mètre) | Organisation des travées haubanées (mètre) | Organisation des travées haubanées (mètre) | Organisation des travées haubanées (mètre) | Organisation des travées haubanées (mètre) | Organisation des travées haubanées (mètre) | Organisation des travées haubanées (mètre) | Organisation des travées haubanées (mètre) | Organisation des travées haubanées (mètre) | Organisation des travées haubanées (mètre) | Organisation des travées haubanées (mètre) | Organisation des travées haubanées (mètre) | Organisation des travées haubanées (mètre) | Organisation des travées haubanées (mètre) | Organisation des travées haubanées (mètre) | Organisation des travées haubanées (mètre) | Organisation des travées haubanées (mètre) | Organisation des travées haubanées (mètre) | Organisation des travées haubanées (mètre) | Organisation des travées haubanées (mètre) | Organisation des travées haubanées (mètre) | Organisation des travées haubanées (mètre) | Organisation des travées haubanées (mètre) | Organisation des travées haubanées (mètre) | Organisation des travées haubanées (mètre) | Organisation des travées haubanées (mètre) | Organisation des travées haubanées (mètre) | Organisation des travées haubanées (mètre) | Organisation des travées haubanées (mètre) | Organisation des travées haubanées (mètre) | Organisation des travées haubanées (mètre) | Organisation des travées haubanées (mètre) | Organisation des travées haubanées (mètre) | Organisation des travées haubanées (mètre) | Organisation des travées haubanées (mètre) | Organisation des travées haubanées (mètre) | Organisation des travées haubanées (mètre) | Organisation des travées haubanées (mètre) | Organisation des travées haubanées (mètre) | Organisation des travées haubanées (mètre) | Organisation des travées haubanées (mètre) | Organisation des travées haubanées (mètre) | Organisation des travées haubanées (mètre) | Organisation des travées haubanées (mètre) | Organisation des travées haubanées (mètre) | Organisation des travées haubanées (mètre) | Organisation des travées haubanées (mètre) | Organisation des travées haubanées (mètre) | Organisation des travées haubanées (mètre) | Organisation des travées haubanées (mètre) | Organisation des travées haubanées (mètre) | Organisation des travées haubanées (mètre) | Organisation des travées haubanées (mètre) | Organisation des travées haubanées (mètre) | Organisation des travées haubanées (mètre) | Organisation des travées haubanées (mètre) | Organisation des travées haubanées (mètre) | Organisation des travées haubanées (mètre) | Organisation des travées haubanées (mètre) | Organisation des travées haubanées (mètre) | Organisation des travées haubanées (mètre) | Organisation des travées haubanées (mètre) | Organisation des travées haubanées (mètre) | Organisation des travées haubanées (mètre) | Organisation des travées haubanées (mètre) | Organisation des travées haubanées (mètre) | Organisation des travées haubanées (mètre) | Organisation des travées haubanées (mètre) | Organisation des travées haubanées (mètre) | Organisation des travées haubanées (mètre) | Organisation des travées haubanées (mètre) | Organisation des travées haubanées (mètre) | Organisation des travées haubanées (mètre) | Organisation des travées haubanées (mètre) | Organisation des travées haubanées (mètre) | Organisation des travées haubanées (mètre) | Organisation des travées haubanées (mètre) | Organisation des travées haubanées (mètre) | Organisation des travées haubanées (mètre) | Organisation des travées haubanées (mètre) | Organisation des travées haubanées (mètre) | Organisation des travées haubanées (mètre) | Organisation des travées haubanées (mètre) | Organisation des travées haubanées (mètre) | Organisation des travées haubanées (mètre) | Organisation des travées haubanées (mètre) | Organisation des travées haubanées (mètre) | Organisation des travées haubanées (mètre) | Organisation des travées haubanées (mètre) | Organisation des travées haubanées (mètre) | Organisation des travées haubanées (mètre) | Organisation des travées haubanées (mètre) | Organisation des travées haubanées (mètre) | Organisation des travées haubanées (mètre) | Organisation des travées haubanées (mètre) | Organisation des travées haubanées (mètre) | Organisation des travées haubanées (mètre) | Organisation des travées haubanées (mètre) | Organisation des travées haubanées (mètre) | Organisation des travées haubanées (mètre) | Organisation des travées haubanées (mètre) | Organisation des travées haubanées (mètre) | Organisation des travées haubanées (mètre) | Organisation des travées haubanées (mètre) | Organisation des travées haubanées (mètre) | Organisation des travées haubanées (mètre) | Organisation des travées haubanées (mètre) | Organisation des travées haubanées (mètre) | Organisation des travées haubanées (mètre) | Organisation des travées haubanées (mètre) | Organisation des travées haubanées (mètre) | Organisation des travées haubanées (mètre) | Organisation des travées haubanées (mètre) | Organisation des travées haubanées (mètre) | Organisation des travées haubanées (mètre) | Organisation des travées haubanées (mètre) | Organisation des travées haubanées (mètre) | Organisation des travées haubanées (mètre) | Organisation des travées haubanées (mètre) | Organisation des travées haubanées (mètre) | Organisation des travées haubanées (mètre) | Organisation des travées haubanées (mètre) | Organisation des travées haubanées (mètre) | Organisation des travées haubanées (mètre) | Organisation des travées haubanées (mètre) | Organisation des travées haubanées (mètre) | Organisation des travées haubanées (mètre) | Organisation des travées haubanées (mètre) | Organisation des travées haubanées (mètre) | Organisation des travées haubanées (mètre) | Organisation des travées haubanées (mètre) | Organisation des travées haubanées (mètre) | Organisation des travées haubanées (mètre) | Organisation des travées haubanées (mètre) | Organisation des travées haubanées (mètre) | Organisation des travées haubanées (mètre) | Organisation des travées haubanées (mètre) | Organisation des travées haubanées (mètre) | Organisation des travées haubanées (mètre) | Organisation des travées haubanées (mètre) | Organisation des travées haubanées (mètre) | Organisation des travées haubanées (mètre) | Organisation des travées haubanées (mètre) | Organisation des travées haubanées (mètre) | Organisation des travées haubanées (mètre) | Organisation des travées haubanées (mètre) | Organisation des travées haubanées (mètre) | Organisation des travées haubanées (mètre) | Organisation des travées haubanées (mètre) | Organisation des travées haubanées (mètre) | Organisation des travées haubanées (mètre) | Organisation des travées haubanées (mètre) | Organisation des travées haubanées (mètre) | Organisation des travées haubanées (mètre) | Organisation des travées haubanées (mètre) | Organisation des travées haubanées (mètre) | Organisation des travées haubanées (mètre) | Organisation des travées haubanées (mètre) | Organisation des travées haubanées (mètre) | Organisation des travées haubanées (mètre) | Organisation des travées haubanées (mètre) | Organisation des travées haubanées (mètre) | Organisation des travées haubanées (mètre) | Organisation des travées haubanées (mètre) | Organisation des travées haubanées (mètre) | Organisation des travées haubanées (mètre) | Organisation des travées haubanées (mètre) | Organisation des travées haubanées (mètre) | Organisation des travées haubanées (mètre) | Organisation des travées haubanées (mètre) | Organisation des travées haubanées (mètre) | Organisation des travées haubanées (mètre) | Organisation des travées haubanées (mètre) | Organisation des travées haubanées (mètre) | Organisation des travées haubanées (mètre) | Organisation des travées haubanées (mètre) | Organisation des travées haubanées (mètre) | Organisation des travées haubanées (mètre) | Organisation des travées haubanées (mètre) | Organisation des travées haubanées (mètre) | Organisation des travées haubanées (mètre) | Organisation des travées haubanées (mètre) | Organisation des travées haubanées (mètre) | Organisation des travées haubanées (mètre) | Organisation des travées haubanées (mètre) | Organisation des travées haubanées (mètre) | Organisation des travées haubanées (mètre) | Organisation des travées haubanées (mètre) | Organisation des travées haubanées (mètre) | Organisation des travées haubanées (mètre) | Organisation des travées haubanées (mètre) | Organisation des travées haubanées (mètre) | Organisation des travées haubanées (mètre) | Organisation des travées haubanées (mètre) | Organisation des travées haubanées (mètre) | Organisation des travées haubanées (mètre) | Organisation des travées haubanées (mètre) | Organisation des travées haubanées (mètre) | Organisation des travées haubanées (mètre) | Organisation des travées haubanées (mètre) | Organisation des travées haubanées (mètre) | Organisation des travées haubanées (mètre) | Organisation des travées haubanées (mètre) | Organisation des travées haubanées (mètre) | Organisation des travées haubanées (mètre) | Organisation des travées haubanées (mètre) | Organisation des travées haubanées (mètre) | Organisation des travées haubanées (mètre) | Organisation des travées haubanées (mètre) | Organisation des travées haubanées (mètre) | Organisation des travées haubanées (mètre) | Organisation des travées haubanées (mètre) | Organisation des travées haubanées (mètre) | Organisation des travées haubanées (mètre) | Organisation des travées haubanées (mètre) | Organisation des travées haubanées (mètre) | Organisation des travées haubanées (mètre) | Organisation des travées haubanées (mètre) | Organisation des travées haubanées (mètre) | Organisation des travées haubanées (mètre) | Organisation des travées haubanées (mètre) | Organisation des travées haubanées (mètre) | Organisation des travées haubanées (mètre) | Organisation des travées haubanées (mètre) | Organisation des travées haubanées (mètre) | Organisation des travées haubanées (mètre) | Organisation des travées haubanées (mètre) | Organisation des travées haubanées (mètre) | Organisation des travées haubanées (mètre) | Organisation des travées haubanées (mètre) | Organisation des travées haubanées (mètre) | Organisation des travées haubanées (mètre) | Organisation des travées haubanées (mètre) | Organisation des travées haubanées (mètre) | Organisation des travées haubanées (mètre) | Organisation des travées haubanées (mètre) | Organisation des travées haubanées (mètre) | Organisation des travées haubanées (mètre) | Organisation des travées haubanées (mètre) | Organisation des travées haubanées (mètre) | Organisation des travées haubanées (mètre) | Organisation des travées haubanées (mètre) | Organisation des travées haubanées (mètre) | Organisation des travées haubanées (mètre) | Organisation des travées haubanées (mètre) | Organisation des travées haubanées (mètre) | Organisation des travées haubanées (mètre) | Organisation des travées haubanées (mètre) | Organisation des travées haubanées (mètre) | Organisation des travées haubanées (mètre) | Organisation des travées haubanées (mètre) | Organisation des travées haubanées (mètre) | Organisation des travées haubanées (mètre) | Organisation des travées haubanées (mètre) | Organisation des travées haubanées (mètre) | Organisation des travées haubanées (mètre) | Organisation des travées haubanées (mètre) | Organisation des travées haubanées (mètre) | Organisation des travées haubanées (mètre) | Organisation des travées haubanées (mètre) | Organisation des travées haubanées (mètre) | Organisation des travées haubanées (mètre) | Organisation des travées haubanées (mètre) | Organisation des travées haubanées (mètre) | Organisation des travées haubanées (mètre) | Organisation des travées haubanées (mètre) | Organisation des travées haubanées (mètre) | Organisation des travées haubanées (mètre) | Organisation des travées haubanées (mètre) | Organisation des travées haubanées (mètre) | Organisation des travées haubanées (mètre) | Organisation des travées haubanées (mètre) | Organisation des travées haubanées (mètre) | Organisation des travées haubanées (mètre) | Organisation des travées haubanées (mètre) | Organisation des travées haubanées (mètre) | Organisation des travées haubanées (mètre) | Organisation des travées haubanées (mètre) | Organisation des travées haubanées (mètre) | Organisation des travées haubanées (mètre) | Organisation des travées haubanées (mètre) | Organisation des travées haubanées (mètre) | Organisation des travées haubanées (mètre) | Organisation des travées haubanées (mètre) | Organisation des travées haubanées (mètre) | Organisation des travées haubanées (mètre) | Organisation des travées haubanées (mètre) | Organisation des travées haubanées (mètre) | Organisation des travées haubanées (mètre) | Organisation des travées haubanées (mètre) | Organisation des travées haubanées (mètre) | Organisation des travées haubanées (mètre) | Organisation des travées haubanées (mètre) | Organisation des travées haubanées (mètre) | Organisation des travées haubanées (mètre) | Organisation des travées haubanées (mètre) | Organisation des travées haubanées (mètre) | Organisation des travées haubanées (mètre) | Organisation des travées haubanées (mètre) | Organisation des travées haubanées (mètre) | Organisation des travées haubanées (mètre) | Organisation des travées haubanées (mètre) | Organisation des travées haubanées (mètre) | Organisation des travées haubanées (mètre) | Organisation des travées haubanées (mètre) | Organisation des travées haubanées (mètre) | Organisation des travées haubanées (mètre) | Organisation des travées haubanées (mètre) | Organisation des travées haubanées (mètre) | Organisation des travées haubanées (mètre) | Organisation des travées haubanées (mètre) | Organisation des travées haubanées (mètre) | Organisation des travées haubanées (mètre) | Organisation des travées haubanées (mètre) | Organisation des travées haubanées (mètre) | Organisation des travées haubanées (mètre) | Organisation des travées haubanées (mètre) | Organisation des travées haubanées (mètre) | Organisation des travées haubanées (mètre) | Organisation des travées haubanées (mètre) | Organisation des travées haubanées (mètre) | Organisation des travées haubanées (mètre) | Organisation des travées haubanées (mètre) | Organisation des travées haubanées (mètre) | Organisation des travées haubanées (mètre) | Organisation des travées haubanées (mètre) | Organisation des travées haubanées (mètre) | Organisation des travées haubanées (mètre) | Organisation des travées haubanées (mètre) | Organisation des travées haubanées (mètre) | Organisation des travées haubanées (mètre) | Organisation des travées haubanées (mètre) | Organisation des travées haubanées (mètre) | Organisation des travées haubanées (mètre) | Organisation des travées haubanées (mètre) | Organisation des travées haubanées (mètre) | Organisation des travées haubanées (mètre) | Organisation des travées haubanées (mètre) | Organisation des travées haubanées (mètre) | Organisation des travées haubanées (mètre) | Organisation des travées haubanées (mètre) | Organisation des travées haubanées (mètre) | Organisation des travées haubanées (mètre) | Organisation des travées haubanées (mètre) | Organisation des travées haubanées (mètre) | Organisation des travées haubanées (mètre) | Organisation des travées haubanées (mètre) | Organisation des travées haubanées (mètre) | Organisation des travées haubanées (mètre) | Organisation des travées haubanées (mètre) | Organisation des travées haubanées (mètre) | Organisation des travées haubanées (mètre) | Organisation des travées haubanées (mètre) | Organisation des travées haubanées (mètre) | Organisation des travées haubanées (mètre) | Organisation des travées haubanées (mètre) | Organisation des travées haubanées (mètre) | Organisation des travées haubanées (mètre) | Organisation des travées haubanées (mètre) | Organisation des travées haubanées (mètre) | Organisation des travées haubanées (mètre) | Organisation des travées haubanées (mètre) | Organisation des travées haubanées (mètre) | Organisation des travées haubanées (mètre) | Organisation des travées haubanées (mètre) | Organisation des travées haubanées (mètre) | Organisation des travées haubanées (mètre) | Organisation des travées haubanées (mètre) | Organisation des travées haubanées (mètre) | Organisation des travées haubanées (mètre) | Organisation des travées haubanées (mètre) | Organisation des travées haubanées (mètre) | Organisation des travées haubanées (mètre) | Organisation des travées haubanées (mètre) | Organisation des travées haubanées (mètre) | Organisation des travées haubanées (mètre) | Organisation des travées haubanées (mètre) | Organisation des travées haubanées (mètre) | Organisation des travées haubanées (mètre) | Organisation des travées haubanées (mètre) | Organisation des travées haubanées (mètre) | Organisation des travées haubanées (mètre) | Organisation des travées haubanées (mètre) | Organisation des travées haubanées (mètre) | Organisation des travées haubanées (mètre) | Organisation des travées haubanées (mètre) | Organisation des travées haubanées (mètre) | Organisation des travées haubanées (mètre) | Organisation des travées haubanées (mètre) | Organisation des travées haubanées (mètre) | Organisation des travées haubanées (mètre) | Organisation des travées haubanées (mètre) | Organisation des travées haubanées (mètre) | Organisation des travées haubanées (mètre) | Organisation des travées haubanées (mètre) | Organisation des travées haubanées (mètre) | Organisation des travées haubanées (mètre) | Organisation des travées haubanées (mètre) | Organisation des travées haubanées (mètre) | Organisation des travées haubanées (mètre) | Organisation des travées haubanées (mètre) | Organisation des travées haubanées (mètre) | Organisation des travées haubanées (mètre) | Organisation des travées haubanées (mètre) | Organisation des travées haubanées (mètre) | Organisation des travées haubanées (mètre) | Organisation des travées haubanées (mètre) | Organisation des travées haubanées (mètre) | Organisation des travées haubanées (mètre) | Organisation des travées haubanées (mètre) | Organisation des travées haubanées (mètre) | Organisation des travées haubanées (mètre) | Organisation des travées haubanées (mètre) | Organisation des travées haubanées (mètre) | Organisation des travées haubanées (mètre) | Organisation des travées haubanées (mètre) | Organisation des travées haubanées (mètre) | Organisation des travées haubanées (mètre) | Organisation des travées haubanées (mètre) | Organisation des travées haubanées (mètre) | Organisation des travées haubanées (mètre) | Organisation des travées haubanées (mètre) | Organisation des travées haubanées (mètre) | Organisation des travées haubanées (mètre) | Organisation des travées haubanées (mètre) | Organisation des travées haubanées (mètre) | Organisation des travées haubanées (mètre) | Organisation des travées haubanées (mètre) | Organisation des travées haubanées (mètre) | Organisation des travées haubanées (mètre) | Organisation des travées haubanées (mètre) | Organisation des travées haubanées (mètre) | Organisation des travées haubanées (mètre) | Organisation des travées haubanées (mètre) | Organisation des travées haubanées (mètre) | Organisation des travées haubanées (mètre) | Organisation des travées haubanées (mètre) | Organisation des travées haubanées (mètre) | Organisation des travées haubanées (mètre) | Organisation des travées haubanées (mètre) | Organisation des travées haubanées (mètre) | Organisation des travées haubanées (mètre) | Organisation des travées haubanées (mètre) | Organisation des travées haubanées (mètre) | Organisation des travées haubanées (mètre) | Organisation des travées haubanées (mètre) | Organisation des travées haubanées (mètre) | Organisation des travées haubanées (mètre) | Organisation des travées haubanées (mètre) | Organisation des travées haubanées (mètre) | Organisation des travées haubanées (mètre) | Organisation des travées haubanées (mètre) | Organisation des travées haubanées (mètre) | Organisation des travées haubanées (mètre) | Organisation des travées haubanées (mètre) | Organisation des travées haubanées (mètre) | Organisation des travées haubanées (mètre) | Organisation des travées haubanées (mètre) | Organisation des travées haubanées (mètre) | Organisation des travées haubanées (mètre) | Organisation des travées haubanées (mètre) | Organisation des travées haubanées (mètre) | Organisation des travées haubanées (mètre) | Organisation des travées haubanées (mètre) | Organisation des travées haubanées (mètre) | Organisation des travées haubanées (mètre) | Organisation des travées haubanées (mètre) | Organisation des travées haubanées (mètre) | Organisation des travées haubanées (mètre) | Organisation des travées haubanées (mètre) | Organisation des travées haubanées (mètre) | Organisation des travées haubanées (mètre) | Organisation des travées haubanées (mètre) | Organisation des travées haubanées (mètre) | Organisation des travées haubanées (mètre) | Organisation des travées haubanées (mètre) | Organisation des travées haubanées (mètre) | Organisation des travées haubanées (mètre) | Organisation des travées haubanées (mètre) | Organisation des travées haubanées (mètre) | Organisation des travées haubanées (mètre) | Organisation des travées haubanées (mètre) | Organisation des travées haubanées (mètre) | Organisation des travées haubanées (mètre) | Organisation des travées haubanées (mètre) | Organisation des travées haubanées (mètre) | Organisation des travées haubanées (mètre) | Organisation des travées haubanées (mètre) | Organisation des travées haubanées (mètre) | Organisation des travées haubanées (mètre) | Organisation des travées haubanées (mètre) | Organisation des travées haubanées (mètre) | Organisation des travées haubanées (mètre) | Organisation des travées haubanées (mètre) | Organisation des travées haubanées (mètre) | Organisation des travées haubanées (mètre) | Organisation des travées haubanées (mètre) | Organisation des travées haubanées (mètre) | Organisation des travées haubanées (mètre) | Organisation des travées haubanées (mètre) | Organisation des travées haubanées (mètre) | Organisation des travées haubanées (mètre) | Organisation des travées haubanées (mètre) | Organisation des travées haubanées (mètre) | Organisation des travées haubanées (mètre) | Organisation des travées haubanées (mètre) | Organisation des travées haubanées (mètre) | Organisation des travées haubanées (mètre) | Organisation des travées haubanées (mètre) | Organisation des travées haubanées (mètre) | Organisation des travées haubanées (mètre) | Organisation des travées haubanées (mètre) | Organisation des travées haubanées (mètre) | Organisation des travées haubanées (mètre) | Organisation des travées haubanées (mètre) | Organisation des travées haubanées (mètre) | Organisation des travées haubanées (mètre) | Organisation des travées haubanées (mètre) | Organisation des travées haubanées (mètre) | Organisation des travées haubanées (mètre) | Organisation des travées haubanées (mètre) | Organisation des travées haubanées (mètre) | Organisation des travées haubanées (mètre) | Organisation des travées haubanées (mètre) | Organisation des travées haubanées (mètre) | Organisation des travées haubanées (mètre) | Organisation des travées haubanées (mètre) | Organisation des travées haubanées (mètre) | Organisation des travées haubanées (mètre) | Organisation des travées haubanées (mètre) | Organisation des travées haubanées (mètre) | Organisation des travées haubanées (mètre) | Organisation des travées haubanées (mètre) | Organisation des travées haubanées (mètre) | Organisation des travées haubanées (mètre) | Organisation des travées haubanées (mètre) | Organisation des travées haubanées (mètre) | Organisation des travées haubanées (mètre) | Organisation des travées haubanées (mètre) | Organisation des travées haubanées (mètre) | Organisation des travées haubanées (mètre) | Organisation des travées haubanées (mètre) | Organisation des travées haubanées (mètre) | Organisation des travées haubanées (mètre) | Organisation des travées haubanées (mètre) | Organisation des travées haubanées (mètre) | Organisation des travées haubanées (mètre) | Organisation des travées haubanées (mètre) | Organisation des travées haubanées (mètre) | Organisation des travées haubanées (mètre) | Organisation des travées haubanées (mètre) | Organisation des travées haubanées (mètre) | Organisation des travées haubanées (mètre) | Organisation des travées haubanées (mètre) | Organisation des travées haubanées (mètre) | Organisation des travées haubanées (mètre) | Organisation des travées haubanées (mètre) | Organisation des travées haubanées (mètre) | Organisation des travées haubanées (mètre) | Organisation des travées haubanées (mètre) | Organisation des travées haubanées (mètre) | Organisation des travées haubanées (mètre) | Organisation des travées haubanées (mètre) | Organisation des travées haubanées (mètre) | Organisation des travées haubanées (mètre) | Organisation des travées haubanées (mètre) | Organisation des travées haubanées (mètre) | Organisation des travées haubanées (mètre) | Organisation des travées haubanées (mètre) | Organisation des travées haubanées (mètre) | Organisation des travées haubanées (mètre) | Organisation des travées haubanées (mètre) | Organisation des travées haubanées (mètre) | Organisation des travées haubanées (mètre) | Organisation des travées haubanées (mètre) | Organisation des travées haubanées (mètre) | Organisation des travées haubanées (mètre) | Organisation des travées haubanées (mètre) | Organisation des travées haubanées (mètre) | Organisation des travées haubanées (mètre) | Organisation des travées haubanées (mètre) | Organisation des travées haubanées (mètre) | Organisation des travées haubanées (mètre) | Organisation des travées haubanées (mètre) | Organisation des travées haubanées (mètre) | Organisation des travées haubanées (mètre) | Organisation des travées haubanées (mètre) | Organisation des travées haubanées (mètre) | Organisation des travées haubanées (mètre) | Organisation des travées haubanées (mètre) | Organisation des travées haubanées (mètre) | Organisation des travées haubanées (mètre) | Organisation des travées haubanées (mètre) | Organisation des travées haubanées (mètre) | Organisation des travées haubanées (mètre) | Organisation des travées haubanées (mètre) | Organisation des travées haubanées (mètre) | Organisation des travées haubanées (mètre) | Organisation des travées haubanées (mètre) | Organisation des travées haubanées (mètre) | Organisation des travées haubanées (mètre) | Organisation des travées haubanées (mètre) | Organisation des travées haubanées (mètre) | Organisation des travées haubanées (mètre) | Organisation des travées haubanées (mètre) | Organisation des travées haubanées (mètre) | Organisation des travées haubanées (mètre) | Organisation des travées haubanées (mètre) | Organisation des travées haubanées (mètre) | Organisation des travées haubanées (mètre) | Organisation des travées haubanées (mètre) | Organisation des travées haubanées (mètre) | Organisation des travées haubanées (mètre) | Organisation des travées haubanées (mètre) | Organisation des travées haubanées (mètre) | Organisation des travées haubanées (mètre) | Organisation des travées haubanées (mètre) | Organisation des travées haubanées (mètre) | Organisation des travées haubanées (mètre) | Organisation des travées haubanées (mètre) | Organisation des travées haubanées (mètre) | Organisation des travées haubanées (mètre) | Organisation des travées haubanées (mètre) | Organisation des travées haubanées (mètre) | Organisation des travées haubanées (mètre) | Organisation des travées haubanées (mètre) | Organisation des travées haubanées (mètre) | Organisation des travées haubanées (mètre) | Organisation des travées haubanées (mètre) | Organisation des travées haubanées (mètre) | Organisation des travées haubanées (mètre) | Organisation des travées haubanées (mètre) | Organisation des travées haubanées (mètre) | Organisation des travées haubanées (mètre) | Organisation des travées haubanées (mètre) | Organisation des travées haubanées (mètre) | Organisation des travées haubanées (mètre) | Organisation des travées haubanées (mètre) | Organisation des travées haubanées (mètre) | Organisation des travées haubanées (mètre) | Organisation des travées haubanées (mètre) | Organisation des travées haubanées (mètre) | Organisation des travées haubanées (mètre) | Organisation des travées haubanées (mètre) | Organisation des travées haubanées (mètre) | Organisation des travées haubanées (mètre) | Organisation des travées haubanées (mètre) | Organisation des travées haubanées (mètre) | Organisation des travées haubanées (mètre) | Organisation des travées haubanées (mètre) | Organisation des travées haubanées (mètre) | Organisation des travées haubanées (mètre) | Organisation des travées haubanées (mètre) | Organisation des travées haubanées (mètre) | Organisation des travées haubanées (mètre) | Organisation des travées haubanées (mètre) | Organisation des travées haubanées (mètre) | Organisation des travées haubanées (mètre) | Organisation des travées haubanées (mètre) | Organisation des travées haubanées (mètre) | Organisation des travées haubanées (mètre) | Organisation des travées haubanées (mètre) | Organisation des travées haubanées (mètre) | Organisation des travées haubanées (mètre) | Organisation des travées haubanées (mètre) | Organisation des travées haubanées (mètre) | Organisation des travées haubanées (mètre) | Organisation des travées haubanées (mètre) | Organisation des travées haubanées (mètre) | Organisation des travées haubanées (mètre) | Organisation des travées haubanées (mètre) | Organisation des travées haubanées (mètre) | Organisation des travées haubanées (mètre) | Organisation des travées haubanées (mètre) | Organisation des travées haubanées (mètre) | Organisation des travées haubanées (mètre) | Organisation des travées haubanées (mètre) | Organisation des travées haubanées (mètre) | Organisation des travées haubanées (mètre) | Organisation des travées haubanées (mètre) | Organisation des travées haubanées (mètre) | Organisation des travées haubanées (mètre) | Organisation des travées haubanées (mètre) | Organisation des travées haubanées (mètre) | Organisation des travées haubanées (mètre) | Organisation des travées haubanées (mètre) | Organisation des travées haubanées (mètre) | Organisation des travées haubanées (mètre) | Organisation des travées haubanées (mètre) | Organisation des travées haubanées (mètre) | Organisation des travées haubanées (mètre) | Organisation des travées haubanées (mètre) | Organisation des travées haubanées (mètre) | Organisation des travées haubanées (mètre) | Organisation des travées haubanées (mètre) | Organisation des travées haubanées (mètre) | Organisation des travées haubanées (mètre) | Organisation des travées haubanées (mètre) | Organisation des travées haubanées (mètre) | Organisation des travées haubanées (mètre) | Organisation des travées haubanées (mètre) | Organisation des travées haubanées (mètre) | Organisation des travées haubanées (mètre) | Organisation des travées haubanées (mètre) | Organisation des travées haubanées (mètre) | Organisation des travées haubanées (mètre) | Organisation des travées haubanées (mètre) | Organisation des travées haubanées (mètre) | Organisation des travées haubanées (mètre) | Organisation des travées haubanées (mètre) | Organisation des travées haubanées (mètre) | Organisation des travées haubanées (mètre) | Organisation des travées haubanées (mètre) | Organisation des travées haubanées (mètre) | Organisation des travées haubanées (mètre) | Organisation des travées haubanées (mètre) | Organisation des travées haubanées (mètre) | Organisation des travées haubanées (mètre) | Organisation des travées haubanées (mètre) | Organisation des travées haubanées (mètre) | Organisation des travées haubanées (mètre) | Organisation des travées haubanées (mètre) | Organisation des travées haubanées (mètre) | Organisation des travées haubanées (mètre) | Organisation des travées haubanées (mètre) | Organisation des travées haubanées (mètre) | Organisation des travées haubanées (mètre) | Organisation des travées haubanées (mètre) | Organisation des travées haubanées (mètre) | Organisation des travées haubanées (mètre) | Organisation des travées haubanées (mètre) | Organisation des travées haubanées (mètre) | Organisation des travées haubanées (mètre) | Organisation des travées haubanées (mètre) | Organisation des travées haubanées (mètre) | Organisation des travées haubanées (mètre) | Organisation des travées haubanées (mètre) | Organisation des travées haubanées (mètre) | Organisation des travées haubanées (mètre) | Organisation des travées haubanées (mètre) | Organisation des travées haubanées (mètre) | Organisation des travées haubanées (mètre) | Organisation des travées haubanées (mètre) | Organisation des travées haubanées (mètre) | Organisation des travées haubanées (mètre) | Organisation des travées haubanées (mètre) | Organisation des travées haubanées (mètre) | Organisation des travées haubanées (mètre) | Organisation des travées haubanées (mètre) | Organisation des travées haubanées (mètre) | Organisation des travées haubanées (mètre) | Organisation des travées haubanées (mètre) | Organisation des travées haubanées (mètre) | Organisation des travées haubanées (mètre) | Organisation des travées haubanées (mètre) | Organisation des travées haubanées (mètre) | Organisation des travées haubanées (mètre) | Organisation des travées haubanées (mètre) | Organisation des travées haubanées (mètre) | Organisation des travées haubanées (mètre) | Organisation des travées haubanées (mètre) | Organisation des travées haubanées (mètre) | Organisation des travées haubanées (mètre) | Organisation des travées haubanées (mètre) | Organisation des travées haubanées (mètre) | Organisation des travées haubanées (mètre) | Organisation des travées haubanées (mètre) | Organisation des travées haubanées (mètre) | Organisation des travées haubanées (mètre) | Organisation des travées haubanées (mètre) | Organisation des travées haubanées (mètre) | Organisation des travées haubanées (mètre) | Organisation des travées haubanées (mètre) | Organisation des travées haubanées (mètre) | Organisation des travées haubanées (mètre) | Organisation des travées haubanées (mètre) | Organisation des travées haubanées (mètre) | Organisation des travées haubanées (mètre) | Organisation des travées haubanées (mètre) | Organisation des travées haubanées (mètre) | Organisation des travées haubanées (mètre) | Organisation des travées haubanées (mètre) | Organisation des travées haubanées (mètre) | Organisation des travées haubanées (mètre) | Organisation des travées haubanées (mètre) | Organisation des travées haubanées (mètre) | Organisation des travées haubanées (mètre) | Organisation des travées haubanées (mètre) | Organisation des travées haubanées (mètre) | Organisation des travées haubanées (mètre) | Organisation des travées haubanées (mètre) | Organisation des travées haubanées (mètre) | Organisation des travées haubanées (mètre) | Organisation des travées haubanées (mètre) | Organisation des travées haubanées (mètre) | Organisation des travées haubanées (mètre) | Organisation des travées haubanées (mètre) | Organisation des travées haubanées (mètre) | Organisation des travées haubanées (mètre) | Organisation des travées haubanées (mètre) | Organisation des travées haubanées (mètre) | Organisation des travées haubanées (mètre) | Organisation des travées haubanées (mètre) | Organisation des travées haubanées (mètre) | Organisation des travées haubanées (mètre) | Organisation des travées haubanées (mètre) | Organisation des travées haubanées (mètre) | Organisation des travées haubanées (mètre) | Organisation des travées haubanées (mètre) | Organisation des travées haubanées (mètre) | Organisation des travées haubanées (mètre) | Organisation des travées haubanées (mètre) | Organisation des travées haubanées (mètre) | Organisation des travées haubanées (mètre) | Organisation des travées haubanées (mètre) | Organisation des travées haubanées (mètre) | Organisation des travées haubanées (mètre) | Organisation des travées haubanées (mètre) | Organisation des travées haubanées (mètre) | Organisation des travées haubanées (mètre) | Organisation des travées haubanées (mètre) | Organisation des travées haubanées (mètre) | Organisation des travées haubanées (mètre) | Organisation des travées haubanées (mètre) | Organisation des travées haubanées (mètre) | Organisation des travées haubanées (mètre) | Organisation des travées haubanées (mètre) | Organisation des travées haubanées (mètre) | Organisation des travées haubanées (mètre) | Organisation des travées haubanées (mètre) | Organisation des travées haubanées (mètre) | Organisation des travées haubanées (mètre) | Organisation des travées haubanées (mètre) | Organisation des travées haubanées (mètre) | Organisation des travées haubanées (mètre) | Organisation des travées haubanées (mètre) | Organisation des travées haubanées (mètre) | Organisation des travées haubanées (mètre) | Organisation des travées haubanées (mètre) | Organisation des travées haubanées (mètre) | Organisation des travées haubanées (mètre) | Organisation des travées haubanées (mètre) | Organisation des travées haubanées (mètre) | Organisation des travées haubanées (mètre) | Organisation des travées haubanées (mètre) | Organisation des travées haubanées (mètre) | Organisation des travées haubanées (mètre) | Organisation des travées haubanées (mètre) | Organisation des travées haubanées (mètre) | Organisation des travées haubanées (mètre) | Organisation des travées haubanées (mètre) | Organisation des travées haubanées (mètre) | Organisation des travées haubanées (mètre) | Organisation des travées haubanées (mètre) | Organisation des travées haubanées (mètre) | Organisation des travées haubanées (mètre) | Organisation des travées haubanées (mètre) | Organisation des travées haubanées (mètre) | Organisation des travées haubanées (mètre) | Organisation des travées haubanées (mètre) | Organisation des travées haubanées (mètre) | Organisation des travées haubanées (mètre) | Organisation des travées haubanées (mètre) | Organisation des travées haubanées (mètre) | Organisation des travées haubanées (mètre) | Organisation des travées haubanées (mètre) | Organisation des travées haubanées (mètre) | Organisation des travées haubanées (mètre) | Organisation des travées haubanées (mètre) | Organisation des travées haubanées (mètre) | Organisation des travées haubanées (mètre) | Organisation des travées haubanées (mètre) | Organisation des travées haubanées (mètre) | Organisation des travées haubanées (mètre) | Organisation des travées haubanées (mètre) | Organisation des travées haubanées (mètre) | Organisation des travées haubanées (mètre) | Organisation des travées haubanées (mètre) | Organisation des travées haubanées (mètre) | Organisation des travées haubanées (mètre) | Organisation des travées haubanées (mètre) | Organisation des travées haubanées (mètre) | Organisation des travées haubanées (mètre) | Organisation des travées haubanées (mètre) | Organisation des travées haubanées (mètre) | Organisation des travées haubanées (mètre) | Organisation des travées haubanées (mètre) | Organisation des travées haubanées (mètre) | Organisation des travées haubanées (mètre) | Organisation des travées haubanées (mètre) | Organisation des travées haubanées (mètre) | Organisation des travées haubanées (mètre) | Organisation des travées haubanées (mètre) | Organisation des travées haubanées (mètre) | Organisation des travées haubanées (mètre) | Organisation des travées haubanées (mètre) | Organisation des travées haubanées (mètre) | Organisation des travées haubanées (mètre) | Organisation des travées haubanées (mètre) | Organisation des travées haubanées (mètre) | Organisation des travées haubanées (mètre) | Organisation des travées haubanées (mètre) | Organisation des travées haubanées (mètre) | Organisation des travées haubanées (mètre) | Organisation des travées haubanées (mètre) | Organisation des travées haubanées (mètre) | Organisation des travées haubanées (mètre) | Organisation des travées haubanées (mètre) | Organisation des travées haubanées (mètre) | Organisation des travées haubanées (mètre) | Organisation des travées haubanées (mètre) | Organisation des travées haubanées (mètre) | Organisation des travées haubanées (mètre) | Organisation des travées haubanées (mètre) | Organisation des travées haubanées (mètre) | Organisation des travées haubanées (mètre) | Organisation des travées haubanées (mètre) | Organisation des travées haubanées (mètre) | Organisation des travées haubanées (mètre) | Organisation des travées haubanées (mètre) | Organisation des travées haubanées (mètre) | Organisation des travées haubanées (mètre) | Organisation des travées haubanées (mètre) | Organisation des travées haubanées (mètre) | Organisation des travées haubanées (mètre) | Organisation des travées haubanées (mètre) | Organisation des travées haubanées (mètre) | Organisation des travées haubanées (mètre) | Organisation des travées haubanées (mètre) | Organisation des travées haubanées (mètre) | Organisation des travées haubanées (mètre) | Organisation des travées haubanées (mètre) | Organisation des travées haubanées (mètre) | Organisation des travées haubanées (mètre) | Organisation des travées haubanées (mètre) | Organisation des travées haubanées (mètre) | Organisation des travées haubanées (mètre) | Organisation des travées haubanées (mètre) | Organisation des travées haubanées (mètre) | Organisation des travées haubanées (mètre) | Organisation des travées haubanées (mètre) | Organisation des travées haubanées (mètre) | Organisation des travées haubanées (mètre) | Organisation des travées haubanées (mètre) | Organisation des travées haubanées (mètre) | Organisation des travées haubanées (mètre) | Organisation des travées haubanées (mètre) | Organisation des travées haubanées (mètre) | Organisation des travées haubanées (mètre) | Organisation des travées haubanées (mètre) | Organisation des travées haubanées (mètre) | Organisation des travées haubanées (mètre) | Organisation des travées haubanées (mètre) | Organisation des travées haubanées (mètre) | Organisation des travées haubanées (mètre) | Organisation des travées haubanées (mètre) | Organisation des travées haubanées (mètre) | Organisation des travées haubanées (mètre) | Organisation des travées haubanées (mètre) | Organisation des travées haubanées (mètre) | Organisation des travées haubanées (mètre) | Organisation des travées haubanées (mètre) | Organisation des travées haubanées (mètre) | Organisation des travées haubanées (mètre) | Organisation des travées haubanées (mètre) | Organisation des travées haubanées (mètre) | Organisation des travées haubanées (mètre) | Organisation des travées haubanées (mètre) | Organisation des travées haubanées (mètre) | Organisation des travées haubanées (mètre) | Organisation des travées haubanées (mètre) | Organisation des travées haubanées (mètre) | Organisation des travées haubanées (mètre) | Organisation des travées haubanées (mètre) | Organisation des travées haubanées (mètre) | Organisation des travées haubanées (mètre) | Organisation des travées haubanées (mètre) | Organisation des travées haubanées (mètre) | Organisation des travées haubanées (mètre) | Organisation des travées haubanées (mètre) | Organisation des travées haubanées (mètre) | Organisation des travées haubanées (mètre) | Organisation des travées haubanées (mètre) | Organisation des travées haubanées (mètre) | Organisation des travées haubanées (mètre) | Organisation des travées haubanées (mètre) | Organisation des travées haubanées (mètre) | Organisation des travées haubanées (mètre) | Organisation des travées haubanées (mètre) | Organisation des travées haubanées (mètre) | Organisation des travées haubanées (mètre) | Organisation des travées haubanées (mètre) | Organisation des travées haubanées (mètre) | Organisation des travées haubanées (mètre) | Organisation des travées haubanées (mètre) | Organisation des travées haubanées (mètre) | Organisation des travées haubanées (mètre) | Organisation des travées haubanées (mètre) | Organisation des travées haubanées (mètre) | Organisation des travées haubanées (mètre) | Organisation des travées haubanées (mètre) | Organisation des travées haubanées (mètre) | Organisation des travées haubanées (mètre) | Organisation des travées haubanées (mètre) | Organisation des travées haubanées (mètre) | Organisation des travées haubanées (mètre) | Organisation des travées haubanées (mètre) | Organisation des travées haubanées (mètre) | Organisation des travées haubanées (mètre) | Organisation des travées haubanées (mètre) | Organisation des travées haubanées (mètre) | Organisation des travées haubanées (mètre) | Organisation des travées haubanées (mètre) | Organisation des travées haubanées (mètre) | Organisation des travées haubanées (mètre) | Organisation des travées haubanées (mètre) | Organisation des travées haubanées (mètre) | Organisation des travées haubanées (mètre) | Organisation des travées haubanées (mètre) | Organisation des travées haubanées (mètre) | Organisation des travées haubanées (mètre) | Organisation des travées haubanées (mètre) | Organisation des travées haubanées (mètre) | Organisation des travées haubanées (mètre) | Organisation des travées haubanées (mètre) | Organisation des travées haubanées (mètre) | Organisation des travées haubanées (mètre) | Organisation des travées haubanées (mètre) | Organisation des travées haubanées (mètre) | Organisation des travées haubanées (mètre) | Organisation des travées haubanées (mètre) | Organisation des travées haubanées (mètre) | Organisation des travées haubanées (mètre) | Organisation des travées haubanées (mètre) | Organisation des travées haubanées (mètre) | Organisation des travées haubanées (mètre) | Organisation des travées haubanées (mètre) | Organisation des travées haubanées (mètre) | Organisation des travées haubanées (mètre) | Organisation des travées haubanées (mètre) | Organisation des travées haubanées (mètre) | Organisation des travées haubanées (mètre) | Organisation des travées haubanées (mètre) | Organisation des travées haubanées (mètre) | Organisation des travées haubanées (mètre) | Organisation des travées haubanées (mètre) | Organisation des travées haubanées (mètre) | Organisation des travées haubanées (mètre) | Organisation des travées haubanées (mètre) | Organisation des travées haubanées (mètre) | Organisation des travées haubanées (mètre) | Organisation des travées haubanées (mètre) | Organisation des travées haubanées (mètre) | Organisation des travées haubanées (mètre) | Organisation des travées haubanées (mètre) | Organisation des travées haubanées (mètre) | Organisation des travées haubanées (mètre) | Organisation des travées haubanées (mètre) | Organisation des travées haubanées (mètre) | Organisation des travées haubanées (mètre) | Organisation des travées haubanées (mètre) | Organisation des travées haubanées (mètre) | Organisation des travées haubanées (mètre) | Organisation des travées haubanées (mètre) | Organisation des travées haubanées (mètre) | Organisation des travées haubanées (mètre) | Organisation des travées haubanées (mètre) | Organisation des travées haubanées (mètre) | Organisation des travées haubanées (mètre) | Organisation des travées haubanées (mètre) | Organisation des travées haubanées (mètre) | Organisation des travées haubanées (mètre) | Organisation des travées haubanées (mètre) | Organisation des travées haubanées (mètre) | Organisation des travées haubanées (mètre) | Organisation des travées haubanées (mètre) | Organisation des travées haubanées (mètre) | Organisation des travées haubanées (mètre) | Organisation des travées haubanées (mètre) | Organisation des travées haubanées (mètre) | Organisation des travées haubanées (mètre) | Organisation des travées haubanées (mètre) | Organisation des travées haubanées (mètre) | Organisation des travées haubanées (mètre) | Organisation des travées haubanées (mètre) | Organisation des travées haubanées (mètre) | Organisation des travées haubanées (mètre) | Organisation des travées haubanées (mètre) | Organisation des travées haubanées (mètre) | Organisation des travées haubanées (mètre) | Organisation des travées haubanées (mètre) | Organisation des travées haubanées (mètre) | Organisation des travées haubanées (mètre) | Organisation des travées haubanées (mètre) | Organisation des travées haubanées (mètre) | Organisation des travées haubanées (mètre) | Organisation des travées haubanées (mètre) | Organisation des travées haubanées (mètre) | Organisation des travées haubanées (mètre) | Organisation des travées haubanées (mètre) | Organisation des travées haubanées (mètre) | Organisation des travées haubanées (mètre) | Organisation des travées haubanées (mètre) | Organisation des travées haubanées (mètre) | Organisation des travées haubanées (mètre) | Organisation des travées haubanées (mètre) | Organisation des travées haubanées (mètre) | Organisation des travées haubanées (mètre) | Organisation des travées haubanées (mètre) | Organisation des travées haubanées (mètre) | Organisation des travées haubanées (mètre) | Organisation des travées haubanées (mètre) | Organisation des travées haubanées (mètre) | Organisation des travées haubanées (mètre) | Organisation des travées haubanées (mètre) | Organisation des travées haubanées (mètre) | Organisation des travées haubanées (mètre) | Organisation des travées haubanées (mètre) | Organisation des travées haubanées (mètre) | Organisation des travées haubanées (mètre) | Organisation des travées haubanées (mètre) | Organisation des travées haubanées (mètre) | Organisation des travées haubanées (mètre) | Organisation des travées haubanées (mètre) | Organisation des travées haubanées (mètre) | Organisation des travées haubanées (mètre) | Organisation des travées haubanées (mètre) | Organisation des travées haubanées (mètre) | Organisation des travées haubanées (mètre) | Organisation des travées haubanées (mètre) | Organisation des travées haubanées (mètre) | Organisation des travées haubanées (mètre) | Organisation des travées haubanées (mètre) | Organisation des travées haubanées (mètre) | Organisation des travées haubanées (mètre) | Organisation des travées haubanées (mètre) | Organisation des travées haubanées (mètre) | Organisation des travées haubanées (mètre) | Organisation des travées haubanées (mètre) | Organisation des travées haubanées (mètre) | Organisation des travées haubanées (mètre) | Organisation des travées haubanées (mètre) | Organisation des travées haubanées (mètre) | Organisation des travées haubanées (mètre) | Organisation des travées haubanées (mètre) | Organisation des travées haubanées (mètre) | Organisation des travées haubanées (mètre) | Organisation des travées haubanées (mètre) | Organisation des travées haubanées (mètre) | Organisation des travées haubanées (mètre) | Organisation des travées haubanées (mètre) | Organisation des travées haubanées (mètre) | Organisation des travées haubanées (mètre) | Organisation des travées haubanées (mètre) | Organisation des travées haubanées (mètre) | Organisation des travées haubanées (mètre) | Organisation des travées haubanées (mètre) | Organisation des travées haubanées (mètre) | Organisation des travées haubanées (mètre) | Organisation des travées haubanées (mètre) | Organisation des travées haubanées (mètre) | Organisation des travées haubanées (mètre) | Organisation des travées haubanées (mètre) | Organisation des travées haubanées (mètre) | Organisation des travées haubanées (mètre) | Organisation des travées haubanées (mètre) | Organisation des travées haubanées (mètre) | Organisation des travées haubanées (mètre) | Organisation des travées haubanées (mètre) | Organisation des travées haubanées (mètre) | Organisation des travées haubanées (mètre) | Organisation des travées haubanées (mètre) | Organisation des travées haubanées (mètre) | Organisation des travées haubanées (mètre) | Organisation des travées haubanées (mètre) | Organisation des travées haubanées (mètre) | Organisation des travées haubanées (mètre) | Organisation des travées haubanées (mètre) | Organisation des travées haubanées (mètre) | Organisation des travées haubanées (mètre) | Organisation des travées haubanées (mètre) | Organisation des travées haubanées (mètre) | Organisation des travées haubanées (mètre) | Organisation des travées haubanées (mètre) | Organisation des travées haubanées (mètre) | Organisation des travées haubanées (mètre) | Organisation des travées haubanées (mètre) | Organisation des travées haubanées (mètre) | Organisation des travées haubanées (mètre) | Organisation des travées haubanées (mètre) | Organisation des travées haubanées (mètre) | Organisation des travées haubanées (mètre) | Organisation des travées haubanées (mètre) | Organisation des travées haubanées (mètre) | Organisation des travées haubanées (mètre) | Organisation des travées haubanées (mètre) | Organisation des travées haubanées (mètre) | Organisation des travées haubanées (mètre) | Organisation des travées haubanées (mètre) | Organisation des travées haubanées (mètre) | Organisation des travées haubanées (mètre) | Organisation des travées haubanées (mètre) | Organisation des travées haubanées (mètre) | Organisation des travées haubanées (mètre) | Organisation des travées haubanées (mètre) | Organisation des travées haubanées (mètre) | Organisation des travées haubanées (mètre) | Organisation des travées haubanées (mètre) | Organisation des travées haubanées (mètre) | Organisation des travées haubanées (mètre) | Organisation des travées haubanées (mètre) | Organisation des travées haubanées (mètre) | Organisation des travées haubanées (mètre) | Organisation des travées haubanées (mètre) | Organisation des travées haubanées (mètre) | Organisation des travées haubanées (mètre) | Organisation des travées haubanées (mètre) | Organisation des travées haubanées (mètre) | Organisation des travées haubanées (mètre) | Organisation des travées haubanées (mètre) | Organisation des travées haubanées (mètre) | Organisation des travées haubanées (mètre) | Organisation des travées haubanées (mètre) | Organisation des travées haubanées (mètre) | Organisation des travées haubanées (mètre) | Organisation des travées haubanées (mètre) | Organisation des travées haubanées (mètre) | Organisation des travées haubanées (mètre) | Organisation des travées haubanées (mètre) | Organisation des travées haubanées (mètre) | Organisation des travées haubanées (mètre) | Organisation des travées haubanées (mètre) | Organisation des travées haubanées (mètre) | Organisation des travées haubanées (mètre) | Organisation des travées haubanées (mètre) | Organisation des travées haubanées (mètre) | Organisation des travées haubanées (mètre) | Organisation des travées haubanées (mètre) | Organisation des travées haubanées (mètre) | Organisation des travées haubanées (mètre) | Organisation des travées haubanées (mètre) | Organisation des travées haubanées (mètre) | Organisation des travées haubanées (mètre) | Organisation des travées haubanées (mètre) | Organisation des travées haubanées (mètre) | Organisation des travées haubanées (mètre) | Organisation des travées haubanées (mètre) | Organisation des travées haubanées (mètre) | Organisation des travées haubanées (mètre) | Organisation des travées haubanées (mètre) | Organisation des travées haubanées (mètre) | Organisation des travées haubanées (mètre) | Organisation des travées haubanées (mètre) | Organisation des travées haubanées (mètre) | Organisation des travées haubanées (mètre) | Organisation des travées haubanées (mètre) | Organisation des travées haubanées (mètre) | Organisation des travées haubanées (mètre) | Organisation des travées haubanées (mètre) | Organisation des travées haubanées (mètre) | Organisation des travées haubanées (mètre) | Organisation des travées haubanées (mètre) | Organisation des travées haubanées (mètre) | Organisation des travées haubanées (mètre) | Organisation des travées haubanées (mètre) | Organisation des travées haubanées (mètre) | Organisation des travées haubanées (mètre) | Organisation des travées haubanées (mètre) | Organisation des travées haubanées (mètre) | Organisation des travées haubanées (mètre) | Organisation des travées haubanées (mètre) | Organisation des travées haubanées (mètre) | Organisation des travées haubanées (mètre) | Organisation des travées haubanées (mètre) | Organisation des travées haubanées (mètre) | Organisation des travées haubanées (mètre) | Organisation des travées haubanées (mètre) | Organisation des travées haubanées (mètre) | Organisation des travées haubanées (mètre) | Organisation des travées haubanées (mètre) | Organisation des travées haubanées (mètre) | Organisation des travées haubanées (mètre) | Organisation des travées haubanées (mètre) | Organisation des travées haubanées (mètre) | Organisation des travées haubanées (mètre) | Organisation des travées haubanées (mètre) | Organisation des travées haubanées (mètre) | Organisation des travées haubanées (mètre) | Organisation des travées haubanées (mètre) | Organisation des travées haubanées (mètre) | Organisation des travées haubanées (mètre) | Organisation des travées haubanées (mètre) | Organisation des travées haubanées (mètre) | Organisation des travées haubanées (mètre) | Organisation des travées haubanées (mètre) | Organisation des travées haubanées (mètre) | Organisation des travées haubanées (mètre) | Organisation des travées haubanées (mètre) | Organisation des travées haubanées (mètre) | Organisation des travées haubanées (mètre) | Organisation des travées haubanées (mètre) | Organisation des travées haubanées (mètre) | Organisation des travées haubanées (mètre) | Organisation des travées haubanées (mètre) | Organisation des travées haubanées (mètre) | Organisation des travées haubanées (mètre) | Organisation des travées haubanées (mètre) | Organisation des travées haubanées (mètre) | Organisation des travées haubanées (mètre) | Organisation des travées haubanées (mètre) | Organisation des travées haubanées (mètre) | Organisation des travées haubanées (mètre) | Organisation des travées haubanées (mètre) | Organisation des travées haubanées (mètre) | Organisation des travées haubanées (mètre) | Organisation des travées haubanées (mètre) | Organisation des travées haubanées (mètre) | Organisation des travées haubanées (mètre) | Organisation des travées haubanées (mètre) | Organisation des travées haubanées (mètre) | Organisation des travées haubanées (mètre) | Organisation des travées haubanées (mètre) | Organisation des travées haubanées (mètre) | Organisation des travées haubanées (mètre) | Organisation des travées haubanées (mètre) | Organisation des travées haubanées (mètre) | Organisation des travées haubanées (mètre) | Organisation des travées haubanées (mètre) | Organisation des travées haubanées (mètre) | Organisation des travées haubanées (mètre) | Organisation des travées haubanées (mètre) | Organisation des travées haubanées (mètre) | Organisation des travées haubanées (mètre) | Organisation des travées haubanées (mètre) | Organisation des travées haubanées (mètre) | Organisation des travées haubanées (mètre) | Organisation des travées haubanées (mètre) | Organisation des travées haubanées (mètre) | Organisation des travées haubanées (mètre) | Organisation des travées haubanées (mètre) | Organisation des travées haubanées (mètre) | Organisation des travées haubanées (mètre) | Organisation des travées haubanées (mètre) | Organisation des travées haubanées (mètre) | Organisation des travées haubanées (mètre) | Organisation des travées haubanées (mètre) | Organisation des travées haubanées (mètre) | Organisation des travées haubanées (mètre) | Organisation des travées haubanées (mètre) | Organisation des travées haubanées (mètre) | Organisation des travées haubanées (mètre) | Organisation des travées haubanées (mètre) | Organisation des travées haubanées (mètre) | Organisation des travées haubanées (mètre) | Organisation des travées haubanées (mètre) | Organisation des travées haubanées (mètre) | Organisation des travées haubanées (mètre) | Organisation des travées haubanées (mètre) | Organisation des travées haubanées (mètre) | Organisation des travées haubanées (mètre) | Organisation des travées haubanées (mètre) | Organisation des travées haubanées (mètre) | Organisation des travées haubanées (mètre) | Organisation des travées haubanées (mètre) | Organisation des travées haubanées (mètre) | Organisation des travées haubanées (mètre) | Organisation des travées haubanées (mètre) | Organisation des travées haubanées (mètre) | Organisation des travées haubanées (mètre) | Organisation des travées haubanées (mètre) | Organisation des travées haubanées (mètre) | Organisation des travées haubanées (mètre) | Organisation des travées haubanées (mètre) | Organisation des travées haubanées (mètre) | Organisation des travées haubanées (mètre) | Organisation des travées haubanées (mètre) | Organisation des travées haubanées (mètre) | Organisation des travées haubanées (mètre) | Organisation des travées haubanées (mètre) | Organisation des travées haubanées (mètre) | Organisation des travées haubanées (mètre) | Organisation des travées haubanées (mètre) | Organisation des travées haubanées (mètre) | Organisation des travées haubanées (mètre) | Organisation des travées haubanées (mètre) | Organisation des travées haubanées (mètre) | Organisation des travées haubanées (mètre) | Organisation des travées haubanées (mètre) | Organisation des travées haubanées (mètre) | Organisation des travées haubanées (mètre) | Organisation des travées haubanées (mètre) | Organisation des travées haubanées (mètre) | Organisation des travées haubanées (mètre) | Organisation des travées haubanées (mètre) | Organisation des travées haubanées (mètre) | Organisation des travées haubanées (mètre) | Organisation des travées haubanées (mètre) | Organisation des travées haubanées (mètre) | Organisation des travées haubanées (mètre) | Organisation des travées haubanées (mètre) | Organisation des travées haubanées (mètre) | Organisation des travées haubanées (mètre) | Organisation des travées haubanées (mètre) | Organisation des travées haubanées (mètre) | Organisation des travées haubanées (mètre) | Organisation des travées haubanées (mètre) | Organisation des travées haubanées (mètre) | Organisation des travées haubanées (mètre) | Organisation des travées haubanées (mètre) | Organisation des travées haubanées (mètre) | Organisation des travées haubanées (mètre) | Organisation des travées haubanées (mètre) | Organisation des travées haubanées (mètre) | Organisation des travées haubanées (mètre) | Organisation des travées haubanées (mètre) | Organisation des travées haubanées (mètre) | Organisation des travées haubanées (mètre) | Organisation des travées haubanées (mètre) | Organisation des travées haubanées (mètre) | Organisation des travées haubanées (mètre) | Organisation des travées haubanées (mètre) | Organisation des travées haubanées (mètre) | Organisation des travées haubanées (mètre) | Organisation des travées haubanées (mètre) | Organisation des travées haubanées (mètre) | Organisation des travées haubanées (mètre) | Organisation des travées haubanées (mètre) | Organisation des travées haubanées (mètre) | Organisation des travées haubanées (mètre) | Organisation des travées haubanées (mètre) | Organisation des travées haubanées (mètre) | Organisation des travées haubanées (mètre) | Organisation des travées haubanées (mètre) | Organisation des travées haubanées (mètre) | Organisation des travées haubanées (mètre) | Organisation des travées haubanées (mètre) | Organisation des travées haubanées (mètre) | Organisation des travées haubanées (mètre) | Organisation des travées haubanées (mètre) | Organisation des travées haubanées (mètre) | Organisation des travées haubanées (mètre) | Organisation des travées haubanées (mètre) | Organisation des travées haubanées (mètre) | Organisation des travées haubanées (mètre) | Organisation des travées haubanées (mètre) | Organisation des travées haubanées (mètre) | Organisation des travées haubanées (mètre) | Organisation des travées haubanées (mètre) | Organisation des travées haubanées (mètre) | Organisation des travées haubanées (mètre) | Organisation des travées haubanées (mètre) | Organisation des travées haubanées (mètre) | Organisation des travées haubanées (mètre) | Organisation des travées haubanées (mètre) | Organisation des travées haubanées (mètre) | Organisation des travées haubanées (mètre) | Organisation des travées haubanées (mètre) | Organisation des travées haubanées (mètre) | Organisation des travées haubanées (mètre) | Organisation des travées haubanées (mètre) | Organisation des travées haubanées (mètre) | Organisation des travées haubanées (mètre) | Organisation des travées haubanées (mètre) | Organisation des travées haubanées (mètre) | Organisation des travées haubanées (mètre) | Organisation des travées haubanées (mètre) | Organisation des travées haubanées (mètre) | Organisation des travées haubanées (mètre) | Organisation des travées haubanées (mètre) | Organisation des travées haubanées (mètre) | Organisation des travées haubanées (mètre) | Organisation des travées haubanées (mètre) | Organisation des travées haubanées (mètre) | Organisation des travées haubanées (mètre) | Organisation des travées haubanées (mètre) | Organisation des travées haubanées (mètre) | Organisation des travées haubanées (mètre) | Organisation des travées haubanées (mètre) | Organisation des travées haubanées (mètre) | Organisation des travées haubanées (mètre) | Organisation des travées haubanées (mètre) | Organisation des travées haubanées (mètre) | Organisation des travées haubanées (mètre) | Organisation des travées haubanées (mètre) | Organisation des travées haubanées (mètre) | Organisation des travées haubanées (mètre) | Organisation des travées haubanées (mètre) | Organisation des travées haubanées (mètre) | Organisation des travées haubanées (mètre) | Organisation des travées haubanées (mètre) | Organisation des travées haubanées (mètre) | Organisation des travées haubanées (mètre) | Organisation des travées haubanées (mètre) | Organisation des travées haubanées (mètre) | Organisation des travées haubanées (mètre) | Organisation des travées haubanées (mètre) | Organisation des travées haubanées (mètre) | Organisation des travées haubanées (mètre) | Organisation des travées haubanées (mètre) | Organisation des travées haubanées (mètre) | Organisation des travées haubanées (mètre) | Organisation des travées haubanées (mètre) | Organisation des travées haubanées (mètre) | Organisation des travées haubanées (mètre) | Organisation des travées haubanées (mètre) | Organisation des travées haubanées (mètre) | Organisation des travées haubanées (mètre) | Organisation des travées haubanées (mètre) | Organisation des travées haubanées (mètre) | Organisation des travées haubanées (mètre) | Organisation des travées haubanées (mètre) | Organisation des travées haubanées (mètre) | Organisation des travées haubanées (mètre) | Organisation des travées haubanées (mètre) | Organisation des travées haubanées (mètre) | Organisation des travées haubanées (mètre) | Organisation des travées haubanées (mètre) | Organisation des travées haubanées (mètre) | Organisation des travées haubanées (mètre) | Organisation des travées haubanées (mètre) | Organisation des travées haubanées (mètre) | Organisation des travées haubanées (mètre) | Organisation des travées haubanées (mètre) | Organisation des travées haubanées (mètre) | Organisation des travées haubanées (mètre) | Organisation des travées haubanées (mètre) | Organisation des travées haubanées (mètre) | Organisation des travées haubanées (mètre) | Organisation des travées haubanées (mètre) | Organisation des travées haubanées (mètre) | Organisation des travées haubanées (mètre) | Organisation des travées haubanées (mètre) | Organisation des travées haubanées (mètre) | Organisation des travées haubanées (mètre) | Organisation des travées haubanées (mètre) | Organisation des travées haubanées (mètre) | Organisation des travées haubanées (mètre) | Organisation des travées haubanées (mètre) | Organisation des travées haubanées (mètre) | Organisation des travées haubanées (mètre) | Organisation des travées haubanées (mètre) | Organisation des travées haubanées (mètre) | Organisation des travées haubanées (mètre) | Organisation des travées haubanées (mètre) | Organisation des travées haubanées (mètre) | Organisation des travées haubanées (mètre) | Organisation des travées haubanées (mètre) | Organisation des travées haubanées (mètre) | Organisation des travées haubanées (mètre) | Organisation des travées haubanées (mètre) | Organisation des travées haubanées (mètre) | Organisation des travées haubanées (mètre) | Organisation des travées haubanées (mètre) | Organisation des travées haubanées (mètre) | Organisation des travées haubanées (mètre) | Organisation des travées haubanées (mètre) | Organisation des travées haubanées (mètre) | Organisation des travées haubanées (mètre) | Organisation des travées haubanées (mètre) | Organisation des travées haubanées (mètre) | Organisation des travées haubanées (mètre) | Organisation des travées haubanées (mètre) | Organisation des travées haubanées (mètre) | Organisation des travées haubanées (mètre) | Organisation des travées haubanées (mètre) | Organisation des travées haubanées (mètre) | Organisation des travées haubanées (mètre) | Organisation des travées haubanées (mètre) | Organisation des travées haubanées (mètre) | Organisation des travées haubanées (mètre) | Organisation des travées haubanées (mètre) | Organisation des travées haubanées (mètre) | Organisation des travées haubanées (mètre) | Organisation des travées haubanées (mètre) | Organisation des travées haubanées (mètre) | Organisation des travées haubanées (mètre) | Organisation des travées haubanées (mètre) | Organisation des travées haubanées (mètre) | Organisation des travées haubanées (mètre) | Organisation des travées haubanées (mètre) | Organisation des travées haubanées (mètre) | Organisation des travées haubanées (mètre) | Organisation des travées haubanées (mètre) | Organisation des travées haubanées (mètre) | Organisation des travées haubanées (mètre) | Organisation des travées haubanées (mètre) | Organisation des travées haubanées (mètre) | Organisation des travées haubanées (mètre) | Organisation des travées haubanées (mètre) | Organisation des travées haubanées (mètre) | Organisation des travées haubanées (mètre) | Organisation des travées haubanées (mètre) | Organisation des travées haubanées (mètre) | Organisation des travées haubanées (mètre) | Organisation des travées haubanées (mètre) | Organisation des travées haubanées (mètre) | Organisation des travées haubanées (mètre) | Organisation des travées haubanées (mètre) | Organisation des travées haubanées (mètre) | Organisation des travées haubanées (mètre) | Organisation des travées haubanées (mètre) | Organisation des travées haubanées (mètre) | Organisation des travées haubanées (mètre) | Organisation des travées haubanées (mètre) | Organisation des travées haubanées (mètre) | Organisation des travées haubanées (mètre) | Organisation des travées haubanées (mètre) | Organisation des travées haubanées (mètre) | Organisation des travées haubanées (mètre) | Organisation des travées haubanées (mètre) | Organisation des travées haubanées (mètre) | Organisation des travées haubanées (mètre) | Organisation des travées haubanées (mètre) | Organisation des travées haubanées (mètre) | Organisation des travées haubanées (mètre) | Organisation des travées haubanées (mètre) | Organisation des travées haubanées (mètre) | Organisation des travées haubanées (mètre) | Organisation des travées haubanées (mètre) | Organisation des travées haubanées (mètre) | Organisation des travées haubanées (mètre) | Organisation des travées haubanées (mètre) | Organisation des travées haubanées (mètre) | Organisation des travées haubanées (mètre) | Organisation des travées haubanées (mètre) | Organisation des travées haubanées (mètre) | Organisation des travées haubanées (mètre) | Organisation des travées haubanées (mètre) | Organisation des travées haubanées (mètre) | Organisation des travées haubanées (mètre) | Organisation des travées haubanées (mètre) | Organisation des travées haubanées (mètre) | Organisation des travées haubanées (mètre) | Organisation des travées haubanées (mètre) | Organisation des travées haubanées (mètre) | Organisation des travées haubanées (mètre) | Organisation des travées haubanées (mètre) | Organisation des travées haubanées (mètre) | Organisation des travées haubanées (mètre) | Organisation des travées haubanées (mètre) | Organisation des travées haubanées (mètre) | Organisation des travées haubanées (mètre) | Organisation des travées haubanées (mètre) | Organisation des travées haubanées (mètre) | Organisation des travées haubanées (mètre) | Organisation des travées haubanées (mètre) | Organisation des travées haubanées (mètre) | Organisation des travées haubanées (mètre) | Organisation des travées haubanées (mètre) | Organisation des travées haubanées (mètre) | Organisation des travées haubanées (mètre) | Organisation des travées haubanées (mètre) | Organisation des travées haubanées (mètre) | Organisation des travées haubanées (mètre) | Organisation des travées haubanées (mètre) | Organisation des travées haubanées (mètre) | Organisation des travées haubanées (mètre) | Organisation des travées haubanées (mètre) | Organisation des travées haubanées (mètre) | Organisation des travées haubanées (mètre) | Organisation des travées haubanées (mètre) | Organisation des travées haubanées (mètre) | Organisation des travées haubanées (mètre) | Organisation des travées haubanées (mètre) | Organisation des travées haubanées (mètre) | Organisation des travées haubanées (mètre) | Organisation des travées haubanées (mètre) | Organisation des travées haubanées (mètre) | Organisation des travées haubanées (mètre) | Organisation des travées haubanées (mètre) | Organisation des travées haubanées (mètre) | Organisation des travées haubanées (mètre) | Organisation des travées haubanées (mètre) | Organisation des travées haubanées (mètre) | Organisation des travées haubanées (mètre) | Organisation des travées haubanées (mètre) | Organisation des travées haubanées (mètre) | Organisation des travées haubanées (mètre) | Organisation des travées haubanées (mètre) | Organisation des travées haubanées (mètre) | Organisation des travées haubanées (mètre) | Organisation des travées haubanées (mètre) | Organisation des travées haubanées (mètre) | Organisation des travées haubanées (mètre) | Organisation des travées haubanées (mètre) | Organisation des travées haubanées (mètre) | Organisation des travées haubanées (mètre) | Organisation des travées haubanées (mètre) | Organisation des travées haubanées (mètre) | Organisation des travées haubanées (mètre) | Organisation des travées haubanées (mètre) | Organisation des travées haubanées (mètre) | Organisation des travées haubanées (mètre) | Organisation des travées haubanées (mètre) | Organisation des travées haubanées (mètre) | Organisation des travées haubanées (mètre) | Organisation des travées haubanées (mètre) | Organisation des travées haubanées (mètre) | Organisation des travées haubanées (mètre) | Organisation des travées haubanées (mètre) | Organisation des travées haubanées (mètre) | Organisation des travées haubanées (mètre) | Organisation des travées haubanées (mètre) | Organisation des travées haubanées (mètre) | Organisation des travées haubanées (mètre) | Organisation des travées haubanées (mètre) | Organisation des travées haubanées (mètre) | Organisation des travées haubanées (mètre) | Organisation des travées haubanées (mètre) | Organisation des travées haubanées (mètre) | Organisation des travées haubanées (mètre) | Organisation des travées haubanées (mètre) | Organisation des travées haubanées (mètre) | Organisation des travées haubanées (mètre) | Organisation des travées haubanées (mètre) | Organisation des travées haubanées (mètre) | Organisation des travées haubanées (mètre) | Organisation des travées haubanées (mètre) | Organisation des travées haubanées (mètre) | Organisation des travées haubanées (mètre) | Organisation des travées haubanées (mètre) | Organisation des travées haubanées (mètre) | Organisation des travées haubanées (mètre) | Organisation des travées haubanées (mètre) | Organisation des travées haubanées (mètre) | Organisation des travées haubanées (mètre) | Organisation des travées haubanées (mètre) | Organisation des travées haubanées (mètre) | Organisation des travées haubanées (mètre) | Organisation des travées haubanées (mètre) | Organisation des travées haubanées (mètre) | Organisation des travées haubanées (mètre) | Organisation des travées haubanées (mètre) | Organisation des travées haubanées (mètre) | Organisation des travées haubanées (mètre) | Organisation des travées haubanées (mètre) | Organisation des travées haubanées (mètre) | Organisation des travées haubanées (mètre) | Organisation des travées haubanées (mètre) | Organisation des travées haubanées (mètre) | Organisation des travées haubanées (mètre) | Organisation des travées haubanées (mètre) | Organisation des travées haubanées (mètre) | Organisation des travées haubanées (mètre) | Organisation des travées haubanées (mètre) | Organisation des travées haubanées (mètre) | Organisation des travées haubanées (mètre) | Organisation des travées haubanées (mètre) | Organisation des travées haubanées (mètre) | Organisation des travées haubanées (mètre) | Organisation des travées haubanées (mètre) | Organisation des travées haubanées (mètre) | Organisation des travées haubanées (mètre) | Organisation des travées haubanées (mètre) | Organisation des travées haubanées (mètre) | Organisation des travées haubanées (mètre) | Organisation des travées haubanées (mètre) | Organisation des travées haubanées (mètre) | Organisation des travées haubanées (mètre) | Organisation des travées haubanées (mètre) | Organisation des travées haubanées (mètre) | Organisation des travées haubanées (mètre) | Organisation des travées haubanées (mètre) | Organisation des travées haubanées (mètre) | Organisation des travées haubanées (mètre) | Organisation des travées haubanées (mètre) | Organisation des travées haubanées (mètre) | Organisation des travées haubanées (mètre) | Organisation des travées haubanées (mètre) | Organisation des travées haubanées (mètre) | Organisation des travées haubanées (mètre) | Organisation des travées haubanées (mètre) | Organisation des travées haubanées (mètre) | Organisation des travées haubanées (mètre) | Organisation des travées haubanées (mètre) | Organisation des travées haubanées (mètre) | Organisation des travées haubanées (mètre) | Organisation des travées haubanées (mètre) | Organisation des travées haubanées (mètre) | Organisation des travées haubanées (mètre) | Organisation des travées haubanées (mètre) | Organisation des travées haubanées (mètre) | Organisation des travées haubanées (mètre) | Organisation des travées haubanées (mètre) | Organisation des travées haubanées (mètre) | Organisation des travées haubanées (mètre) | Organisation des travées haubanées (mètre) | Organisation des travées haubanées (mètre) | Organisation des travées haubanées (mètre) | Organisation des travées haubanées (mètre) | Organisation des travées haubanées (mètre) | Organisation des travées haubanées (mètre) | Organisation des travées haubanées (mètre) | Organisation des travées haubanées (mètre) | Organisation des travées haubanées (mètre) | Organisation des travées haubanées (mètre) | Organisation des travées haubanées (mètre) | Organisation des travées haubanées (mètre) | Organisation des travées haubanées (mètre) | Organisation des travées haubanées (mètre) | Organisation des travées haubanées (mètre) | Organisation des travées haubanées (mètre) | Organisation des travées haubanées (mètre) | Organisation des travées haubanées (mètre) | Organisation des travées haubanées (mètre) | Organisation des travées haubanées (mètre) | Organisation des travées haubanées (mètre) | Organisation des travées haubanées (mètre) | Organisation des travées haubanées (mètre) | Organisation des travées haubanées (mètre) | Organisation des travées haubanées (mètre) | Organisation des travées haubanées (mètre) | Organisation des travées haubanées (mètre) | Organisation des travées haubanées (mètre) | Organisation des travées haubanées (mètre) | Organisation des travées haubanées (mètre) | Organisation des travées haubanées (mètre) | Organisation des travées haubanées (mètre) | Organisation des travées haubanées (mètre) | Organisation des travées haubanées (mètre) | Organisation des travées haubanées (mètre) | Organisation des travées haubanées (mètre) | Organisation des travées haubanées (mètre) | Organisation des travées haubanées (mètre) | Organisation des travées haubanées (mètre) | Organisation des travées haubanées (mètre) | Organisation des travées haubanées (mètre) | Organisation des travées haubanées (mètre) | Organisation des travées haubanées (mètre) | Organisation des travées haubanées (mètre) | Organisation des travées haubanées (mètre) | Organisation des travées haubanées (mètre) | Organisation des travées haubanées (mètre) | Organisation des travées haubanées (mètre) | Organisation des travées haubanées (mètre) | Organisation des travées haubanées (mètre) | Organisation des travées haubanées (mètre) | Organisation des travées haubanées (mètre) | Organisation des travées haubanées (mètre) | Organisation des travées haubanées (mètre) | Organisation des travées haubanées (mètre) | Organisation des travées haubanées (mètre) | Organisation des travées haubanées (mètre) | Organisation des travées haubanées (mètre) | Organisation des travées haubanées (mètre) | Organisation des travées haubanées (mètre) | Organisation des travées haubanées (mètre) | Organisation des travées haubanées (mètre) | Organisation des travées haubanées (mètre) | Organisation des travées haubanées (mètre) | Organisation des travées haubanées (mètre) | Organisation des travées haubanées (mètre) | Organisation des travées haubanées (mètre) | Organisation des travées haubanées (mètre) | Organisation des travées haubanées (mètre) | Organisation des travées haubanées (mètre) | Organisation des travées haubanées (mètre) | Organisation des travées haubanées (mètre) | Organisation des travées haubanées (mètre) | Organisation des travées haubanées (mètre) | Organisation des travées haubanées (mètre) | Organisation des travées haubanées (mètre) | Organisation des travées haubanées (mètre) | Organisation des travées haubanées (mètre) | Organisation des travées haubanées (mètre) | Organisation des travées haubanées (mètre) | Organisation des travées haubanées (mètre) | Organisation des travées haubanées (mètre) | Organisation des travées haubanées (mètre) | Organisation des travées haubanées (mètre) | Organisation des travées haubanées (mètre) | Organisation des travées haubanées (mètre) | Organisation des travées haubanées (mètre) | Organisation des travées haubanées (mètre) | Organisation des travées haubanées (mètre) | Organisation des travées haubanées (mètre) | Organisation des travées haubanées (mètre) | Organisation des travées haubanées (mètre) | Organisation des travées haubanées (mètre) | Organisation des travées haubanées (mètre) | Organisation des travées haubanées (mètre) | Organisation des travées haubanées (mètre) | Organisation des travées haubanées (mètre) | Organisation des travées haubanées (mètre) | Organisation des travées haubanées (mètre) | Organisation des travées haubanées (mètre) | Organisation des travées haubanées (mètre) | Organisation des travées haubanées (mètre) | Organisation des travées haubanées (mètre) | Organisation des travées haubanées (mètre) | Organisation des travées haubanées (mètre) | Organisation des travées haubanées (mètre) | Organisation des travées haubanées (mètre) | Organisation des travées haubanées (mètre) | Organisation des travées haubanées (mètre) | Organisation des travées haubanées (mètre) | Organisation des travées haubanées (mètre) | Organisation des travées haubanées (mètre) | Organisation des travées haubanées (mètre) | Organisation des travées haubanées (mètre) | Organisation des travées haubanées (mètre) | Organisation des travées haubanées (mètre) | Organisation des travées haubanées (mètre) | Organisation des travées haubanées (mètre) | Organisation des travées haubanées (mètre) | Organisation des travées haubanées (mètre) | Organisation des travées haubanées (mètre) | Organisation des travées haubanées (mètre) | Organisation des travées haubanées (mètre) | Organisation des travées haubanées (mètre) | Organisation des travées haubanées (mètre) | Organisation des travées haubanées (mètre) | Organisation des travées haubanées (mètre) | Organisation des travées haubanées (mètre) | Organisation des travées haubanées (mètre) | Organisation des travées haubanées (mètre) | Organisation des travées haubanées (mètre) | Organisation des travées haubanées (mètre) | Organisation des travées haubanées (mètre) | Organisation des travées haubanées (mètre) | Organisation des travées haubanées (mètre) | Organisation des travées haubanées (mètre) | Organisation des travées haubanées (mètre) | Organisation des travées haubanées (mètre) | Organisation des travées haubanées (mètre) | Organisation des travées haubanées (mètre) | Organisation des travées haubanées (mètre) | Organisation des travées haubanées (mètre) | Organisation des travées haubanées (mètre) | Organisation des travées haubanées (mètre) | Organisation des travées haubanées (mètre) | Organisation des travées haubanées (mètre) | Organisation des travées haubanées (mètre) | Organisation des travées haubanées (mètre) | Organisation des travées haubanées (mètre) | Organisation des travées haubanées (mètre) | Organisation des travées haubanées (mètre) | Organisation des travées haubanées (mètre) | Organisation des travées haubanées (mètre) | Organisation des travées haubanées (mètre) | Organisation des travées haubanées (mètre) | Organisation des travées haubanées (mètre) | Organisation des travées haubanées (mètre) | Organisation des travées haubanées (mètre) | Organisation des travées haubanées (mètre) | Organisation des travées haubanées (mètre) | Organisation des travées haubanées (mètre) | Organisation des travées haubanées (mètre) | Organisation des travées haubanées (mètre) | Organisation des travées haubanées (mètre) | Organisation des travées haubanées (mètre) | Organisation des travées haubanées (mètre) | Organisation des travées haubanées (mètre) | Organisation des travées haubanées (mètre) | Organisation des travées haubanées (mètre) | Organisation des travées haubanées (mètre) | Organisation des travées haubanées (mètre) | Organisation des travées haubanées (mètre) | Organisation des travées haubanées (mètre) | Organisation des travées haubanées (mètre) | Organisation des travées haubanées (mètre) | Organisation des travées haubanées (mètre) | Organisation des travées haubanées (mètre) | Organisation des travées haubanées (mètre) | Organisation des travées haubanées (mètre) | Organisation des travées haubanées (mètre) | Organisation des travées haubanées (mètre) | Organisation des travées haubanées (mètre) | Organisation des travées haubanées (mètre) | Organisation des travées haubanées (mètre) | Organisation des travées haubanées (mètre) | Organisation des travées haubanées (mètre) | Organisation des travées haubanées (mètre) | Organisation des travées haubanées (mètre) | Organisation des travées haubanées (mètre) | Organisation des travées haubanées (mètre) | Organisation des travées haubanées (mètre) | Organisation des travées haubanées (mètre) | Organisation des travées haubanées (mètre) | Organisation des travées haubanées (mètre) | Organisation des travées haubanées (mètre) | Organisation des travées haubanées (mètre) | Organisation des travées haubanées (mètre) | Organisation des travées haubanées (mètre) | Organisation des travées haubanées (mètre) | Organisation des travées haubanées (mètre) | Organisation des travées haubanées (mètre) | Organisation des travées haubanées (mètre) | Organisation des travées haubanées (mètre) | Organisation des travées haubanées (mètre) | Organisation des travées haubanées (mètre) | Organisation des travées haubanées (mètre) | Organisation des travées haubanées (mètre) | Organisation des travées haubanées (mètre) | Organisation des travées haubanées (mètre) | Organisation des travées haubanées (mètre) | Organisation des travées haubanées (mètre) | Organisation des travées haubanées (mètre) | Organisation des travées haubanées (mètre) | Organisation des travées haubanées (mètre) | Organisation des travées haubanées (mètre) | Organisation des travées haubanées (mètre) | Organisation des travées haubanées (mètre) | Organisation des travées haubanées (mètre) | Organisation des travées haubanées (mètre) | Organisation des travées haubanées (mètre) | Organisation des travées haubanées (mètre) | Organisation des travées haubanées (mètre) | Organisation des travées haubanées (mètre) | Organisation des travées haubanées (mètre) | Organisation des travées haubanées (mètre) | Organisation des travées haubanées (mètre) | Organisation des travées haubanées (mètre) | Organisation des travées haubanées (mètre) | Organisation des travées haubanées (mètre) | Organisation des travées haubanées (mètre) | Organisation des travées haubanées (mètre) | Organisation des travées haubanées (mètre) | Organisation des travées haubanées (mètre) | Organisation des travées haubanées (mètre) | Organisation des travées haubanées (mètre) | Organisation des travées haubanées (mètre) | Organisation des travées haubanées (mètre) | Organisation des travées haubanées (mètre) | Organisation des travées haubanées (mètre) | Organisation des travées haubanées (mètre) | Organisation des travées haubanées (mètre) | Organisation des travées haubanées (mètre) | Organisation des travées haubanées (mètre) | Organisation des travées haubanées (mètre) | Organisation des travées haubanées (mètre) | Organisation des travées haubanées (mètre) | Organisation des travées haubanées (mètre) | Organisation des travées haubanées (mètre) | Organisation des travées haubanées (mètre) | Organisation des travées haubanées (mètre) | Organisation des travées haubanées (mètre) | Organisation des travées haubanées (mètre) | Organisation des travées haubanées (mètre) | Organisation des travées haubanées (mètre) | Organisation des travées haubanées (mètre) | Organisation des travées haubanées (mètre) | Organisation des travées haubanées (mètre) | Organisation des travées haubanées (mètre) | Organisation des travées haubanées (mètre) | Organisation des travées haubanées (mètre) | Organisation des travées haubanées (mètre) | Organisation des travées haubanées (mètre) | Organisation des travées haubanées (mètre) | Organisation des travées haubanées (mètre) | Organisation des travées haubanées (mètre) | Organisation des travées haubanées (mètre) | Organisation des travées haubanées (mètre) | Organisation des travées haubanées (mètre) | Organisation des travées haubanées (mètre) | Organisation des travées haubanées (mètre) | Organisation des travées haubanées (mètre) | Organisation des travées haubanées (mètre) | Organisation des travées haubanées (mètre) | Organisation des travées haubanées (mètre) | Organisation des travées haubanées (mètre) | Organisation des travées haubanées (mètre) | Organisation des travées haubanées (mètre) | Organisation des travées haubanées (mètre) | Organisation des travées haubanées (mètre) | Organisation des travées haubanées (mètre) | Organisation des travées haubanées (mètre) | Organisation des travées haubanées (mètre) | Organisation des travées haubanées (mètre) | Organisation des travées haubanées (mètre) | Organisation des travées haubanées (mètre) | Organisation des travées haubanées (mètre) | Organisation des travées haubanées (mètre) | Organisation des travées haubanées (mètre) | Organisation des travées haubanées (mètre) | Organisation des travées haubanées (mètre) | Organisation des travées haubanées (mètre) | Organisation des travées haubanées (mètre) | Organisation des travées haubanées (mètre) | Organisation des travées haubanées (mètre) | Organisation des travées haubanées (mètre) | Organisation des travées haubanées (mètre) | Organisation des travées haubanées (mètre) | Organisation des travées haubanées (mètre) | Organisation des travées haubanées (mètre) | Organisation des travées haubanées (mètre) | Organisation des travées haubanées (mètre) | Organisation des travées haubanées (mètre) | Organisation des travées haubanées (mètre) | Organisation des travées haubanées (mètre) | Organisation des travées haubanées (mètre) | Organisation des travées haubanées (mètre) | Organisation des travées haubanées (mètre) | Organisation des travées haubanées (mètre) | Organisation des travées haubanées (mètre) | Organisation des travées haubanées (mètre) | Organisation des travées haubanées (mètre) | Organisation des travées haubanées (mètre) | Organisation des travées haubanées (mètre) | Organisation des travées haubanées (mètre) | Organisation des travées haubanées (mètre) |
| ---- | --------------------------- | ------------------------------- | ------------------------------------------ | ------------------------------------------ | ------------------------------------------ | ------------------------------------------ | ------------------------------------------ | ------------------------------------------ | ------------------------------------------ | ------------------------------------------ | ------------------------------------------ | ------------------------------------------ | ------------------------------------------ | ------------------------------------------ | ------------------------------------------ | ------------------------------------------ | ------------------------------------------ | ------------------------------------------ | ------------------------------------------ | ------------------------------------------ | ------------------------------------------ | ------------------------------------------ | ------------------------------------------ | ------------------------------------------ | ------------------------------------------ | ------------------------------------------ | ------------------------------------------ | ------------------------------------------ | ------------------------------------------ | ------------------------------------------ | ------------------------------------------ | ------------------------------------------ | ------------------------------------------ | ------------------------------------------ | ------------------------------------------ | ------------------------------------------ | ------------------------------------------ | ------------------------------------------ | ------------------------------------------ | ------------------------------------------ | ------------------------------------------ | ------------------------------------------ | ------------------------------------------ | ------------------------------------------ | ------------------------------------------ | ------------------------------------------ | ------------------------------------------ | ------------------------------------------ | ------------------------------------------ | ------------------------------------------ | ------------------------------------------ | ------------------------------------------ | ------------------------------------------ | ------------------------------------------ | ------------------------------------------ | ------------------------------------------ | ------------------------------------------ | ------------------------------------------ | ------------------------------------------ | ------------------------------------------ | ------------------------------------------ | ------------------------------------------ | ------------------------------------------ | ------------------------------------------ | ------------------------------------------ | ------------------------------------------ | ------------------------------------------ | ------------------------------------------ | ------------------------------------------ | ------------------------------------------ | ------------------------------------------ | ------------------------------------------ | ------------------------------------------ | ------------------------------------------ | ------------------------------------------ | ------------------------------------------ | ------------------------------------------ | ------------------------------------------ | ------------------------------------------ | ------------------------------------------ | ------------------------------------------ | ------------------------------------------ | ------------------------------------------ | ------------------------------------------ | ------------------------------------------ | ------------------------------------------ | ------------------------------------------ | ------------------------------------------ | ------------------------------------------ | ------------------------------------------ | ------------------------------------------ | ------------------------------------------ | ------------------------------------------ | ------------------------------------------ | ------------------------------------------ | ------------------------------------------ | ------------------------------------------ | ------------------------------------------ | ------------------------------------------ | ------------------------------------------ | ------------------------------------------ | ------------------------------------------ | ------------------------------------------ | ------------------------------------------ | ------------------------------------------ | ------------------------------------------ | ------------------------------------------ | ------------------------------------------ | ------------------------------------------ | ------------------------------------------ | ------------------------------------------ | ------------------------------------------ | ------------------------------------------ | ------------------------------------------ | ------------------------------------------ | ------------------------------------------ | ------------------------------------------ | ------------------------------------------ | ------------------------------------------ | ------------------------------------------ | ------------------------------------------ | ------------------------------------------ | ------------------------------------------ | ------------------------------------------ | ------------------------------------------ | ------------------------------------------ | ------------------------------------------ | ------------------------------------------ | ------------------------------------------ | ------------------------------------------ | ------------------------------------------ | ------------------------------------------ | ------------------------------------------ | ------------------------------------------ | ------------------------------------------ | ------------------------------------------ | ------------------------------------------ | ------------------------------------------ | ------------------------------------------ | ------------------------------------------ | ------------------------------------------ | ------------------------------------------ | ------------------------------------------ | ------------------------------------------ | ------------------------------------------ | ------------------------------------------ | ------------------------------------------ | ------------------------------------------ | ------------------------------------------ | ------------------------------------------ | ------------------------------------------ | ------------------------------------------ | ------------------------------------------ | ------------------------------------------ | ------------------------------------------ | ------------------------------------------ | ------------------------------------------ | ------------------------------------------ | ------------------------------------------ | ------------------------------------------ | ------------------------------------------ | ------------------------------------------ | ------------------------------------------ | ------------------------------------------ | ------------------------------------------ | ------------------------------------------ | ------------------------------------------ | ------------------------------------------ | ------------------------------------------ | ------------------------------------------ | ------------------------------------------ | ------------------------------------------ | ------------------------------------------ | ------------------------------------------ | ------------------------------------------ | ------------------------------------------ | ------------------------------------------ | ------------------------------------------ | ------------------------------------------ | ------------------------------------------ | ------------------------------------------ | ------------------------------------------ | ------------------------------------------ | ------------------------------------------ | ------------------------------------------ | ------------------------------------------ | ------------------------------------------ | ------------------------------------------ | ------------------------------------------ | ------------------------------------------ | ------------------------------------------ | ------------------------------------------ | ------------------------------------------ | ------------------------------------------ | ------------------------------------------ | ------------------------------------------ | ------------------------------------------ | ------------------------------------------ | ------------------------------------------ | ------------------------------------------ | ------------------------------------------ | ------------------------------------------ | ------------------------------------------ | ------------------------------------------ | ------------------------------------------ | ------------------------------------------ | ------------------------------------------ | ------------------------------------------ | ------------------------------------------ | ------------------------------------------ | ------------------------------------------ | ------------------------------------------ | ------------------------------------------ | ------------------------------------------ | ------------------------------------------ | ------------------------------------------ | ------------------------------------------ | ------------------------------------------ | ------------------------------------------ | ------------------------------------------ | ------------------------------------------ | ------------------------------------------ | ------------------------------------------ | ------------------------------------------ | ------------------------------------------ | ------------------------------------------ | ------------------------------------------ | ------------------------------------------ | ------------------------------------------ | ------------------------------------------ | ------------------------------------------ | ------------------------------------------ | ------------------------------------------ | ------------------------------------------ | ------------------------------------------ | ------------------------------------------ | ------------------------------------------ | ------------------------------------------ | ------------------------------------------ | ------------------------------------------ | ------------------------------------------ | ------------------------------------------ | ------------------------------------------ | ------------------------------------------ | ------------------------------------------ | ------------------------------------------ | ------------------------------------------ | ------------------------------------------ | ------------------------------------------ | ------------------------------------------ | ------------------------------------------ | ------------------------------------------ | ------------------------------------------ | ------------------------------------------ | ------------------------------------------ | ------------------------------------------ | ------------------------------------------ | ------------------------------------------ | ------------------------------------------ | ------------------------------------------ | ------------------------------------------ | ------------------------------------------ | ------------------------------------------ | ------------------------------------------ | ------------------------------------------ | ------------------------------------------ | ------------------------------------------ | ------------------------------------------ | ------------------------------------------ | ------------------------------------------ | ------------------------------------------ | ------------------------------------------ | ------------------------------------------ | ------------------------------------------ | ------------------------------------------ | ------------------------------------------ | ------------------------------------------ | ------------------------------------------ | ------------------------------------------ | ------------------------------------------ | ------------------------------------------ | ------------------------------------------ | ------------------------------------------ | ------------------------------------------ | ------------------------------------------ | ------------------------------------------ | ------------------------------------------ | ------------------------------------------ | ------------------------------------------ | ------------------------------------------ | ------------------------------------------ | ------------------------------------------ | ------------------------------------------ | ------------------------------------------ | ------------------------------------------ | ------------------------------------------ | ------------------------------------------ | ------------------------------------------ | ------------------------------------------ | ------------------------------------------ | ------------------------------------------ | ------------------------------------------ | ------------------------------------------ | ------------------------------------------ | ------------------------------------------ | ------------------------------------------ | ------------------------------------------ | ------------------------------------------ | ------------------------------------------ | ------------------------------------------ | ------------------------------------------ | ------------------------------------------ | ------------------------------------------ | ------------------------------------------ | ------------------------------------------ | ------------------------------------------ | ------------------------------------------ | ------------------------------------------ | ------------------------------------------ | ------------------------------------------ | ------------------------------------------ | ------------------------------------------ | ------------------------------------------ | ------------------------------------------ | ------------------------------------------ | ------------------------------------------ | ------------------------------------------ | ------------------------------------------ | ------------------------------------------ | ------------------------------------------ | ------------------------------------------ | ------------------------------------------ | ------------------------------------------ | ------------------------------------------ | ------------------------------------------ | ------------------------------------------ | ------------------------------------------ | ------------------------------------------ | ------------------------------------------ | ------------------------------------------ | ------------------------------------------ | ------------------------------------------ | ------------------------------------------ | ------------------------------------------ | ------------------------------------------ | ------------------------------------------ | ------------------------------------------ | ------------------------------------------ | ------------------------------------------ | ------------------------------------------ | ------------------------------------------ | ------------------------------------------ | ------------------------------------------ | ------------------------------------------ | ------------------------------------------ | ------------------------------------------ | ------------------------------------------ | ------------------------------------------ | ------------------------------------------ | ------------------------------------------ | ------------------------------------------ | ------------------------------------------ | ------------------------------------------ | ------------------------------------------ | ------------------------------------------ | ------------------------------------------ | ------------------------------------------ | ------------------------------------------ | ------------------------------------------ | ------------------------------------------ | ------------------------------------------ | ------------------------------------------ | ------------------------------------------ | ------------------------------------------ | ------------------------------------------ | ------------------------------------------ | ------------------------------------------ | ------------------------------------------ | ------------------------------------------ | ------------------------------------------ | ------------------------------------------ | ------------------------------------------ | ------------------------------------------ | ------------------------------------------ | ------------------------------------------ | ------------------------------------------ | ------------------------------------------ | ------------------------------------------ | ------------------------------------------ | ------------------------------------------ | ------------------------------------------ | ------------------------------------------ | ------------------------------------------ | ------------------------------------------ | ------------------------------------------ | ------------------------------------------ | ------------------------------------------ | ------------------------------------------ | ------------------------------------------ | ------------------------------------------ | ------------------------------------------ | ------------------------------------------ | ------------------------------------------ | ------------------------------------------ | ------------------------------------------ | ------------------------------------------ | ------------------------------------------ | ------------------------------------------ | ------------------------------------------ | ------------------------------------------ | ------------------------------------------ | ------------------------------------------ | ------------------------------------------ | ------------------------------------------ | ------------------------------------------ | ------------------------------------------ | ------------------------------------------ | ------------------------------------------ | ------------------------------------------ | ------------------------------------------ | ------------------------------------------ | ------------------------------------------ | ------------------------------------------ | ------------------------------------------ | ------------------------------------------ | ------------------------------------------ | ------------------------------------------ | ------------------------------------------ | ------------------------------------------ | ------------------------------------------ | ------------------------------------------ | ------------------------------------------ | ------------------------------------------ | ------------------------------------------ | ------------------------------------------ | ------------------------------------------ | ------------------------------------------ | ------------------------------------------ | ------------------------------------------ | ------------------------------------------ | ------------------------------------------ | ------------------------------------------ | ------------------------------------------ | ------------------------------------------ | ------------------------------------------ | ------------------------------------------ | ------------------------------------------ | ------------------------------------------ | ------------------------------------------ | ------------------------------------------ | ------------------------------------------ | ------------------------------------------ | ------------------------------------------ | ------------------------------------------ | ------------------------------------------ | ------------------------------------------ | ------------------------------------------ | ------------------------------------------ | ------------------------------------------ | ------------------------------------------ | ------------------------------------------ | ------------------------------------------ | ------------------------------------------ | ------------------------------------------ | ------------------------------------------ | ------------------------------------------ | ------------------------------------------ | ------------------------------------------ | ------------------------------------------ | ------------------------------------------ | ------------------------------------------ | ------------------------------------------ | ------------------------------------------ | ------------------------------------------ | ------------------------------------------ | ------------------------------------------ | ------------------------------------------ | ------------------------------------------ | ------------------------------------------ | ------------------------------------------ | ------------------------------------------ | ------------------------------------------ | ------------------------------------------ | ------------------------------------------ | ------------------------------------------ | ------------------------------------------ | ------------------------------------------ | ------------------------------------------ | ------------------------------------------ | ------------------------------------------ | ------------------------------------------ | ------------------------------------------ | ------------------------------------------ | ------------------------------------------ | ------------------------------------------ | ------------------------------------------ | ------------------------------------------ | ------------------------------------------ | ------------------------------------------ | ------------------------------------------ | ------------------------------------------ | ------------------------------------------ | ------------------------------------------ | ------------------------------------------ | ------------------------------------------ | ------------------------------------------ | ------------------------------------------ | ------------------------------------------ | ------------------------------------------ | ------------------------------------------ | ------------------------------------------ | ------------------------------------------ | ------------------------------------------ | ------------------------------------------ | ------------------------------------------ | ------------------------------------------ | ------------------------------------------ | ------------------------------------------ | ------------------------------------------ | ------------------------------------------ | ------------------------------------------ | ------------------------------------------ | ------------------------------------------ | ------------------------------------------ | ------------------------------------------ | ------------------------------------------ | ------------------------------------------ | ------------------------------------------ | ------------------------------------------ | ------------------------------------------ | ------------------------------------------ | ------------------------------------------ | ------------------------------------------ | ------------------------------------------ | ------------------------------------------ | ------------------------------------------ | ------------------------------------------ | ------------------------------------------ | ------------------------------------------ | ------------------------------------------ | ------------------------------------------ | ------------------------------------------ | ------------------------------------------ | ------------------------------------------ | ------------------------------------------ | ------------------------------------------ | ------------------------------------------ | ------------------------------------------ | ------------------------------------------ | ------------------------------------------ | ------------------------------------------ | ------------------------------------------ | ------------------------------------------ | ------------------------------------------ | ------------------------------------------ | ------------------------------------------ | ------------------------------------------ | ------------------------------------------ | ------------------------------------------ | ------------------------------------------ | ------------------------------------------ | ------------------------------------------ | ------------------------------------------ | ------------------------------------------ | ------------------------------------------ | ------------------------------------------ | ------------------------------------------ | ------------------------------------------ | ------------------------------------------ | ------------------------------------------ | ------------------------------------------ | ------------------------------------------ | ------------------------------------------ | ------------------------------------------ | ------------------------------------------ | ------------------------------------------ | ------------------------------------------ | ------------------------------------------ | ------------------------------------------ | ------------------------------------------ | ------------------------------------------ | ------------------------------------------ | ------------------------------------------ | ------------------------------------------ | ------------------------------------------ | ------------------------------------------ | ------------------------------------------ | ------------------------------------------ | ------------------------------------------ | ------------------------------------------ | ------------------------------------------ | ------------------------------------------ | ------------------------------------------ | ------------------------------------------ | ------------------------------------------ | ------------------------------------------ | ------------------------------------------ | ------------------------------------------ | ------------------------------------------ | ------------------------------------------ | ------------------------------------------ | ------------------------------------------ | ------------------------------------------ | ------------------------------------------ | ------------------------------------------ | ------------------------------------------ | ------------------------------------------ | ------------------------------------------ | ------------------------------------------ | ------------------------------------------ | ------------------------------------------ | ------------------------------------------ | ------------------------------------------ | ------------------------------------------ | ------------------------------------------ | ------------------------------------------ | ------------------------------------------ | ------------------------------------------ | ------------------------------------------ | ------------------------------------------ | ------------------------------------------ | ------------------------------------------ | ------------------------------------------ | ------------------------------------------ | ------------------------------------------ | ------------------------------------------ | ------------------------------------------ | ------------------------------------------ | ------------------------------------------ | ------------------------------------------ | ------------------------------------------ | ------------------------------------------ | ------------------------------------------ | ------------------------------------------ | ------------------------------------------ | ------------------------------------------ | ------------------------------------------ | ------------------------------------------ | ------------------------------------------ | ------------------------------------------ | ------------------------------------------ | ------------------------------------------ | ------------------------------------------ | ------------------------------------------ | ------------------------------------------ | ------------------------------------------ | ------------------------------------------ | ------------------------------------------ | ------------------------------------------ | ------------------------------------------ | ------------------------------------------ | ------------------------------------------ | ------------------------------------------ | ------------------------------------------ | ------------------------------------------ | ------------------------------------------ | ------------------------------------------ | ------------------------------------------ | ------------------------------------------ | ------------------------------------------ | ------------------------------------------ | ------------------------------------------ | ------------------------------------------ | ------------------------------------------ | ------------------------------------------ | ------------------------------------------ | ------------------------------------------ | ------------------------------------------ | ------------------------------------------ | ------------------------------------------ | ------------------------------------------ | ------------------------------------------ | ------------------------------------------ | ------------------------------------------ | ------------------------------------------ | ------------------------------------------ | ------------------------------------------ | ------------------------------------------ | ------------------------------------------ | ------------------------------------------ | ------------------------------------------ | ------------------------------------------ | ------------------------------------------ | ------------------------------------------ | ------------------------------------------ | ------------------------------------------ | ------------------------------------------ | ------------------------------------------ | ------------------------------------------ | ------------------------------------------ | ------------------------------------------ | ------------------------------------------ | ------------------------------------------ | ------------------------------------------ | ------------------------------------------ | ------------------------------------------ | ------------------------------------------ | ------------------------------------------ | ------------------------------------------ | ------------------------------------------ | ------------------------------------------ | ------------------------------------------ | ------------------------------------------ | ------------------------------------------ | ------------------------------------------ | ------------------------------------------ | ------------------------------------------ | ------------------------------------------ | ------------------------------------------ | ------------------------------------------ | ------------------------------------------ | ------------------------------------------ | ------------------------------------------ | ------------------------------------------ | ------------------------------------------ | ------------------------------------------ | ------------------------------------------ | ------------------------------------------ | ------------------------------------------ | ------------------------------------------ | ------------------------------------------ | ------------------------------------------ | ------------------------------------------ | ------------------------------------------ | ------------------------------------------ | ------------------------------------------ | ------------------------------------------ | ------------------------------------------ | ------------------------------------------ | ------------------------------------------ | ------------------------------------------ | ------------------------------------------ | ------------------------------------------ | ------------------------------------------ | ------------------------------------------ | ------------------------------------------ | ------------------------------------------ | ------------------------------------------ | ------------------------------------------ | ------------------------------------------ | ------------------------------------------ | ------------------------------------------ | ------------------------------------------ | ------------------------------------------ | ------------------------------------------ | ------------------------------------------ | ------------------------------------------ | ------------------------------------------ | ------------------------------------------ | ------------------------------------------ | ------------------------------------------ | ------------------------------------------ | ------------------------------------------ | ------------------------------------------ | ------------------------------------------ | ------------------------------------------ | ------------------------------------------ | ------------------------------------------ | ------------------------------------------ | ------------------------------------------ | ------------------------------------------ | ------------------------------------------ | ------------------------------------------ | ------------------------------------------ | ------------------------------------------ | ------------------------------------------ | ------------------------------------------ | ------------------------------------------ | ------------------------------------------ | ------------------------------------------ | ------------------------------------------ | ------------------------------------------ | ------------------------------------------ | ------------------------------------------ | ------------------------------------------ | ------------------------------------------ | ------------------------------------------ | ------------------------------------------ | ------------------------------------------ | ------------------------------------------ | ------------------------------------------ | ------------------------------------------ | ------------------------------------------ | ------------------------------------------ | ------------------------------------------ | ------------------------------------------ | ------------------------------------------ | ------------------------------------------ | ------------------------------------------ | ------------------------------------------ | ------------------------------------------ | ------------------------------------------ | ------------------------------------------ | ------------------------------------------ | ------------------------------------------ | ------------------------------------------ | ------------------------------------------ | ------------------------------------------ | ------------------------------------------ | ------------------------------------------ | ------------------------------------------ | ------------------------------------------ | ------------------------------------------ | ------------------------------------------ | ------------------------------------------ | ------------------------------------------ | ------------------------------------------ | ------------------------------------------ | ------------------------------------------ | ------------------------------------------ | ------------------------------------------ | ------------------------------------------ | ------------------------------------------ | ------------------------------------------ | ------------------------------------------ | ------------------------------------------ | ------------------------------------------ | ------------------------------------------ | ------------------------------------------ | ------------------------------------------ | ------------------------------------------ | ------------------------------------------ | ------------------------------------------ | ------------------------------------------ | ------------------------------------------ | ------------------------------------------ | ------------------------------------------ | ------------------------------------------ | ------------------------------------------ | ------------------------------------------ | ------------------------------------------ | ------------------------------------------ | ------------------------------------------ | ------------------------------------------ | ------------------------------------------ | ------------------------------------------ | ------------------------------------------ | ------------------------------------------ | ------------------------------------------ | ------------------------------------------ | ------------------------------------------ | ------------------------------------------ | ------------------------------------------ | ------------------------------------------ | ------------------------------------------ | ------------------------------------------ | ------------------------------------------ | ------------------------------------------ | ------------------------------------------ | ------------------------------------------ | ------------------------------------------ | ------------------------------------------ | ------------------------------------------ | ------------------------------------------ | ------------------------------------------ | ------------------------------------------ | ------------------------------------------ | ------------------------------------------ | ------------------------------------------ | ------------------------------------------ | ------------------------------------------ | ------------------------------------------ | ------------------------------------------ | ------------------------------------------ | ------------------------------------------ | ------------------------------------------ | ------------------------------------------ | ------------------------------------------ | ------------------------------------------ | ------------------------------------------ | ------------------------------------------ | ------------------------------------------ | ------------------------------------------ | ------------------------------------------ | ------------------------------------------ | ------------------------------------------ | ------------------------------------------ | ------------------------------------------ | ------------------------------------------ | ------------------------------------------ | ------------------------------------------ | ------------------------------------------ | ------------------------------------------ | ------------------------------------------ | ------------------------------------------ | ------------------------------------------ | ------------------------------------------ | ------------------------------------------ | ------------------------------------------ | ------------------------------------------ | ------------------------------------------ | ------------------------------------------ | ------------------------------------------ | ------------------------------------------ | ------------------------------------------ | ------------------------------------------ | ------------------------------------------ | ------------------------------------------ | ------------------------------------------ | ------------------------------------------ | ------------------------------------------ | ------------------------------------------ | ------------------------------------------ | ------------------------------------------ | ------------------------------------------ | ------------------------------------------ | ------------------------------------------ | ------------------------------------------ | ------------------------------------------ | ------------------------------------------ | ------------------------------------------ | ------------------------------------------ | ------------------------------------------ | ------------------------------------------ | ------------------------------------------ | ------------------------------------------ | ------------------------------------------ | ------------------------------------------ | ------------------------------------------ | ------------------------------------------ | ------------------------------------------ | ------------------------------------------ | ------------------------------------------ | ------------------------------------------ | ------------------------------------------ | ------------------------------------------ | ------------------------------------------ | ------------------------------------------ | ------------------------------------------ | ------------------------------------------ | ------------------------------------------ | ------------------------------------------ | ------------------------------------------ | ------------------------------------------ | ------------------------------------------ | ------------------------------------------ | ------------------------------------------ | ------------------------------------------ | ------------------------------------------ | ------------------------------------------ | ------------------------------------------ | ------------------------------------------ | ------------------------------------------ | ------------------------------------------ | ------------------------------------------ | ------------------------------------------ | ------------------------------------------ | ------------------------------------------ | ------------------------------------------ | ------------------------------------------ | ------------------------------------------ | ------------------------------------------ | ------------------------------------------ | ------------------------------------------ | ------------------------------------------ | ------------------------------------------ | ------------------------------------------ | ------------------------------------------ | ------------------------------------------ | ------------------------------------------ | ------------------------------------------ | ------------------------------------------ | ------------------------------------------ | ------------------------------------------ | ------------------------------------------ | ------------------------------------------ | ------------------------------------------ | ------------------------------------------ | ------------------------------------------ | ------------------------------------------ | ------------------------------------------ | ------------------------------------------ | ------------------------------------------ | ------------------------------------------ | ------------------------------------------ | ------------------------------------------ | ------------------------------------------ | ------------------------------------------ | ------------------------------------------ | ------------------------------------------ | ------------------------------------------ | ------------------------------------------ | ------------------------------------------ | ------------------------------------------ | ------------------------------------------ | ------------------------------------------ | ------------------------------------------ | ------------------------------------------ | ------------------------------------------ | ------------------------------------------ | ------------------------------------------ | ------------------------------------------ | ------------------------------------------ | ------------------------------------------ | ------------------------------------------ | ------------------------------------------ | ------------------------------------------ | ------------------------------------------ | ------------------------------------------ | ------------------------------------------ | ------------------------------------------ | ------------------------------------------ | ------------------------------------------ | ------------------------------------------ | ------------------------------------------ | ------------------------------------------ | ------------------------------------------ | ------------------------------------------ | ------------------------------------------ | ------------------------------------------ | ------------------------------------------ | ------------------------------------------ | ------------------------------------------ | ------------------------------------------ | ------------------------------------------ | ------------------------------------------ | ------------------------------------------ | ------------------------------------------ | ------------------------------------------ | ------------------------------------------ | ------------------------------------------ | ------------------------------------------ | ------------------------------------------ | ------------------------------------------ | ------------------------------------------ | ------------------------------------------ | ------------------------------------------ | ------------------------------------------ | ------------------------------------------ | ------------------------------------------ | ------------------------------------------ | ------------------------------------------ | ------------------------------------------ | ------------------------------------------ | ------------------------------------------ | ------------------------------------------ | ------------------------------------------ | ------------------------------------------ | ------------------------------------------ | ------------------------------------------ | ------------------------------------------ | ------------------------------------------ | ------------------------------------------ | ------------------------------------------ | ------------------------------------------ | ------------------------------------------ | ------------------------------------------ | ------------------------------------------ | ------------------------------------------ | ------------------------------------------ | ------------------------------------------ | ------------------------------------------ | ------------------------------------------ | ------------------------------------------ | ------------------------------------------ | ------------------------------------------ | ------------------------------------------ | ------------------------------------------ | ------------------------------------------ | ------------------------------------------ | ------------------------------------------ | ------------------------------------------ | ------------------------------------------ | ------------------------------------------ | ------------------------------------------ | ------------------------------------------ | ------------------------------------------ | ------------------------------------------ | ------------------------------------------ | ------------------------------------------ | ------------------------------------------ | ------------------------------------------ | ------------------------------------------ | ------------------------------------------ | ------------------------------------------ | ------------------------------------------ | ------------------------------------------ | ------------------------------------------ | ------------------------------------------ | ------------------------------------------ | ------------------------------------------ | ------------------------------------------ | ------------------------------------------ | ------------------------------------------ | ------------------------------------------ | ------------------------------------------ | ------------------------------------------ | ------------------------------------------ | ------------------------------------------ | ------------------------------------------ | ------------------------------------------ | ------------------------------------------ | ------------------------------------------ | ------------------------------------------ | ------------------------------------------ | ------------------------------------------ | ------------------------------------------ | ------------------------------------------ | ------------------------------------------ | ------------------------------------------ | ------------------------------------------ | ------------------------------------------ | ------------------------------------------ | ------------------------------------------ | ------------------------------------------ | ------------------------------------------ | ------------------------------------------ | ------------------------------------------ | ------------------------------------------ | ------------------------------------------ | ------------------------------------------ | ------------------------------------------ | ------------------------------------------ | ------------------------------------------ | ------------------------------------------ | ------------------------------------------ | ------------------------------------------ | ------------------------------------------ | ------------------------------------------ | ------------------------------------------ | ------------------------------------------ | ------------------------------------------ | ------------------------------------------ | ------------------------------------------ | ------------------------------------------ | ------------------------------------------ | ------------------------------------------ | ------------------------------------------ | ------------------------------------------ | ------------------------------------------ | ------------------------------------------ | ------------------------------------------ | ------------------------------------------ | ------------------------------------------ | ------------------------------------------ | ------------------------------------------ | ------------------------------------------ | ------------------------------------------ | ------------------------------------------ | ------------------------------------------ | ------------------------------------------ | ------------------------------------------ | ------------------------------------------ | ------------------------------------------ | ------------------------------------------ | ------------------------------------------ | ------------------------------------------ | ------------------------------------------ | ------------------------------------------ | ------------------------------------------ | ------------------------------------------ | ------------------------------------------ | ------------------------------------------ | ------------------------------------------ | ------------------------------------------ | ------------------------------------------ | ------------------------------------------ | ------------------------------------------ | ------------------------------------------ | ------------------------------------------ | ------------------------------------------ | ------------------------------------------ | ------------------------------------------ | ------------------------------------------ | ------------------------------------------ | ------------------------------------------ | ------------------------------------------ | ------------------------------------------ | ------------------------------------------ | ------------------------------------------ | ------------------------------------------ | ------------------------------------------ | ------------------------------------------ | ------------------------------------------ | ------------------------------------------ | ------------------------------------------ | ------------------------------------------ | ------------------------------------------ | ------------------------------------------ | ------------------------------------------ | ------------------------------------------ | ------------------------------------------ | ------------------------------------------ | ------------------------------------------ | ------------------------------------------ | ------------------------------------------ | ------------------------------------------ | ------------------------------------------ | ------------------------------------------ | ------------------------------------------ | ------------------------------------------ | ------------------------------------------ | ------------------------------------------ | ------------------------------------------ | ------------------------------------------ | ------------------------------------------ | ------------------------------------------ | ------------------------------------------ | ------------------------------------------ | ------------------------------------------ | ------------------------------------------ | ------------------------------------------ | ------------------------------------------ | ------------------------------------------ | ------------------------------------------ | ------------------------------------------ | ------------------------------------------ | ------------------------------------------ | ------------------------------------------ | ------------------------------------------ | ------------------------------------------ | ------------------------------------------ | ------------------------------------------ | ------------------------------------------ | ------------------------------------------ | ------------------------------------------ | ------------------------------------------ | ------------------------------------------ | ------------------------------------------ | ------------------------------------------ | ------------------------------------------ | ------------------------------------------ | ------------------------------------------ | ------------------------------------------ | ------------------------------------------ | ------------------------------------------ | ------------------------------------------ | ------------------------------------------ | ------------------------------------------ | ------------------------------------------ | ------------------------------------------ | ------------------------------------------ | ------------------------------------------ | ------------------------------------------ | ------------------------------------------ | ------------------------------------------ | ------------------------------------------ | ------------------------------------------ | ------------------------------------------ | ------------------------------------------ | ------------------------------------------ | ------------------------------------------ | ------------------------------------------ | ------------------------------------------ | ------------------------------------------ | ------------------------------------------ | ------------------------------------------ | ------------------------------------------ | ------------------------------------------ | ------------------------------------------ | ------------------------------------------ | ------------------------------------------ | ------------------------------------------ | ------------------------------------------ | ------------------------------------------ | ------------------------------------------ | ------------------------------------------ | ------------------------------------------ | ------------------------------------------ | ------------------------------------------ | ------------------------------------------ | ------------------------------------------ | ------------------------------------------ | ------------------------------------------ | ------------------------------------------ | ------------------------------------------ | ------------------------------------------ | ------------------------------------------ | ------------------------------------------ | ------------------------------------------ | ------------------------------------------ | ------------------------------------------ | ------------------------------------------ | ------------------------------------------ | ------------------------------------------ | ------------------------------------------ | ------------------------------------------ | ------------------------------------------ | ------------------------------------------ | ------------------------------------------ | ------------------------------------------ | ------------------------------------------ | ------------------------------------------ | ------------------------------------------ | ------------------------------------------ | ------------------------------------------ | ------------------------------------------ | ------------------------------------------ | ------------------------------------------ | ------------------------------------------ | ------------------------------------------ | ------------------------------------------ | ------------------------------------------ | ------------------------------------------ | ------------------------------------------ | ------------------------------------------ | ------------------------------------------ | ------------------------------------------ | ------------------------------------------ | ------------------------------------------ | ------------------------------------------ | ------------------------------------------ | ------------------------------------------ | ------------------------------------------ | ------------------------------------------ | ------------------------------------------ | ------------------------------------------ | ------------------------------------------ | ------------------------------------------ | ------------------------------------------ | ------------------------------------------ | ------------------------------------------ | ------------------------------------------ | ------------------------------------------ | ------------------------------------------ | ------------------------------------------ | ------------------------------------------ | ------------------------------------------ | ------------------------------------------ | ------------------------------------------ | ------------------------------------------ | ------------------------------------------ | ------------------------------------------ | ------------------------------------------ | ------------------------------------------ | ------------------------------------------ | ------------------------------------------ | ------------------------------------------ | ------------------------------------------ | ------------------------------------------ | ------------------------------------------ | ------------------------------------------ | ------------------------------------------ | ------------------------------------------ | ------------------------------------------ | ------------------------------------------ | ------------------------------------------ | ------------------------------------------ | ------------------------------------------ | ------------------------------------------ | ------------------------------------------ | ------------------------------------------ | ------------------------------------------ | ------------------------------------------ | ------------------------------------------ | ------------------------------------------ | ------------------------------------------ | ------------------------------------------ | ------------------------------------------ | ------------------------------------------ | ------------------------------------------ | ------------------------------------------ | ------------------------------------------ | ------------------------------------------ | ------------------------------------------ | ------------------------------------------ | ------------------------------------------ | ------------------------------------------ | ------------------------------------------ | ------------------------------------------ | ------------------------------------------ | ------------------------------------------ | ------------------------------------------ | ------------------------------------------ | ------------------------------------------ | ------------------------------------------ | ------------------------------------------ | ------------------------------------------ | ------------------------------------------ | ------------------------------------------ | ------------------------------------------ | ------------------------------------------ | ------------------------------------------ | ------------------------------------------ | ------------------------------------------ | ------------------------------------------ | ------------------------------------------ | ------------------------------------------ | ------------------------------------------ | ------------------------------------------ | ------------------------------------------ | ------------------------------------------ | ------------------------------------------ | ------------------------------------------ | ------------------------------------------ | ------------------------------------------ | ------------------------------------------ | ------------------------------------------ | ------------------------------------------ | ------------------------------------------ | ------------------------------------------ | ------------------------------------------ | ------------------------------------------ | ------------------------------------------ | ------------------------------------------ | ------------------------------------------ | ------------------------------------------ | ------------------------------------------ | ------------------------------------------ | ------------------------------------------ | ------------------------------------------ | ------------------------------------------ | ------------------------------------------ | ------------------------------------------ | ------------------------------------------ | ------------------------------------------ | ------------------------------------------ | ------------------------------------------ | ------------------------------------------ | ------------------------------------------ | ------------------------------------------ | ------------------------------------------ | ------------------------------------------ | ------------------------------------------ | ------------------------------------------ | ------------------------------------------ | ------------------------------------------ | ------------------------------------------ | ------------------------------------------ | ------------------------------------------ | ------------------------------------------ | ------------------------------------------ | ------------------------------------------ | ------------------------------------------ | ------------------------------------------ | ------------------------------------------ | ------------------------------------------ | ------------------------------------------ | ------------------------------------------ | ------------------------------------------ | ------------------------------------------ | ------------------------------------------ | ------------------------------------------ | ------------------------------------------ | ------------------------------------------ | ------------------------------------------ | ------------------------------------------ | ------------------------------------------ | ------------------------------------------ | ------------------------------------------ | ------------------------------------------ | ------------------------------------------ | ------------------------------------------ | ------------------------------------------ | ------------------------------------------ | ------------------------------------------ | ------------------------------------------ | ------------------------------------------ | ------------------------------------------ | ------------------------------------------ | ------------------------------------------ | ------------------------------------------ | ------------------------------------------ | ------------------------------------------ | ------------------------------------------ | ------------------------------------------ | ------------------------------------------ | ------------------------------------------ | ------------------------------------------ | ------------------------------------------ | ------------------------------------------ | ------------------------------------------ | ------------------------------------------ | ------------------------------------------ | ------------------------------------------ | ------------------------------------------ | ------------------------------------------ | ------------------------------------------ | ------------------------------------------ | ------------------------------------------ | ------------------------------------------ | ------------------------------------------ | ------------------------------------------ | ------------------------------------------ | ------------------------------------------ | ------------------------------------------ | ------------------------------------------ | ------------------------------------------ | ------------------------------------------ | ------------------------------------------ | ------------------------------------------ | ------------------------------------------ | ------------------------------------------ | ------------------------------------------ | ------------------------------------------ | ------------------------------------------ | ------------------------------------------ | ------------------------------------------ | ------------------------------------------ | ------------------------------------------ | ------------------------------------------ | ------------------------------------------ | ------------------------------------------ | ------------------------------------------ | ------------------------------------------ | ------------------------------------------ | ------------------------------------------ | ------------------------------------------ | ------------------------------------------ | ------------------------------------------ | ------------------------------------------ | ------------------------------------------ | ------------------------------------------ | ------------------------------------------ | ------------------------------------------ | ------------------------------------------ | ------------------------------------------ | ------------------------------------------ | ------------------------------------------ | ------------------------------------------ | ------------------------------------------ | ------------------------------------------ | ------------------------------------------ | ------------------------------------------ | ------------------------------------------ | ------------------------------------------ | ------------------------------------------ | ------------------------------------------ | ------------------------------------------ | ------------------------------------------ | ------------------------------------------ | ------------------------------------------ | ------------------------------------------ | ------------------------------------------ | ------------------------------------------ | ------------------------------------------ | ------------------------------------------ | ------------------------------------------ | ------------------------------------------ | ------------------------------------------ | ------------------------------------------ | ------------------------------------------ | ------------------------------------------ | ------------------------------------------ | ------------------------------------------ | ------------------------------------------ | ------------------------------------------ | ------------------------------------------ | ------------------------------------------ | ------------------------------------------ | ------------------------------------------ | ------------------------------------------ | ------------------------------------------ | ------------------------------------------ | ------------------------------------------ | ------------------------------------------ | ------------------------------------------ | ------------------------------------------ | ------------------------------------------ | ------------------------------------------ | ------------------------------------------ | ------------------------------------------ | ------------------------------------------ | ------------------------------------------ | ------------------------------------------ | ------------------------------------------ | ------------------------------------------ | ------------------------------------------ | ------------------------------------------ | ------------------------------------------ | ------------------------------------------ | ------------------------------------------ | ------------------------------------------ | ------------------------------------------ | ------------------------------------------ | ------------------------------------------ | ------------------------------------------ | ------------------------------------------ | ------------------------------------------ | ------------------------------------------ | ------------------------------------------ | ------------------------------------------ | ------------------------------------------ | ------------------------------------------ | ------------------------------------------ | ------------------------------------------ | ------------------------------------------ | ------------------------------------------ | ------------------------------------------ | ------------------------------------------ | ------------------------------------------ | ------------------------------------------ | ------------------------------------------ | ------------------------------------------ | ------------------------------------------ | ------------------------------------------ | ------------------------------------------ | ------------------------------------------ | ------------------------------------------ | ------------------------------------------ | ------------------------------------------ | ------------------------------------------ | ------------------------------------------ | ------------------------------------------ | ------------------------------------------ | ------------------------------------------ | ------------------------------------------ | ------------------------------------------ | ------------------------------------------ | ------------------------------------------ | ------------------------------------------ | ------------------------------------------ | ------------------------------------------ | ------------------------------------------ | ------------------------------------------ | ------------------------------------------ | ------------------------------------------ | ------------------------------------------ | ------------------------------------------ | ------------------------------------------ | ------------------------------------------ | ------------------------------------------ | ------------------------------------------ | ------------------------------------------ | ------------------------------------------ | ------------------------------------------ | ------------------------------------------ | ------------------------------------------ | ------------------------------------------ | ------------------------------------------ | ------------------------------------------ | ------------------------------------------ | ------------------------------------------ | ------------------------------------------ | ------------------------------------------ | ------------------------------------------ | ------------------------------------------ | ------------------------------------------ | ------------------------------------------ | ------------------------------------------ | ------------------------------------------ | ------------------------------------------ | ------------------------------------------ | ------------------------------------------ | ------------------------------------------ | ------------------------------------------ | ------------------------------------------ | ------------------------------------------ | ------------------------------------------ | ------------------------------------------ | ------------------------------------------ | ------------------------------------------ | ------------------------------------------ | ------------------------------------------ | ------------------------------------------ | ------------------------------------------ | ------------------------------------------ | ------------------------------------------ | ------------------------------------------ | ------------------------------------------ | ------------------------------------------ | ------------------------------------------ | ------------------------------------------ | ------------------------------------------ | ------------------------------------------ | ------------------------------------------ | ------------------------------------------ | ------------------------------------------ | ------------------------------------------ | ------------------------------------------ | ------------------------------------------ | ------------------------------------------ | ------------------------------------------ | ------------------------------------------ | ------------------------------------------ | ------------------------------------------ | ------------------------------------------ | ------------------------------------------ | ------------------------------------------ | ------------------------------------------ | ------------------------------------------ | ------------------------------------------ | ------------------------------------------ | ------------------------------------------ | ------------------------------------------ | ------------------------------------------ | ------------------------------------------ | ------------------------------------------ | ------------------------------------------ | ------------------------------------------ | ------------------------------------------ | ------------------------------------------ | ------------------------------------------ | ------------------------------------------ | ------------------------------------------ | ------------------------------------------ | ------------------------------------------ | ------------------------------------------ | ------------------------------------------ | ------------------------------------------ | ------------------------------------------ | ------------------------------------------ | ------------------------------------------ | ------------------------------------------ | ------------------------------------------ | ------------------------------------------ | ------------------------------------------ | ------------------------------------------ | ------------------------------------------ | ------------------------------------------ | ------------------------------------------ | ------------------------------------------ | ------------------------------------------ | ------------------------------------------ | ------------------------------------------ | ------------------------------------------ | ------------------------------------------ | ------------------------------------------ | ------------------------------------------ | ------------------------------------------ | ------------------------------------------ | ------------------------------------------ | ------------------------------------------ | ------------------------------------------ | ------------------------------------------ | ------------------------------------------ | ------------------------------------------ | ------------------------------------------ | ------------------------------------------ | ------------------------------------------ | ------------------------------------------ | ------------------------------------------ | ------------------------------------------ | ------------------------------------------ | ------------------------------------------ | ------------------------------------------ | ------------------------------------------ | ------------------------------------------ | ------------------------------------------ | ------------------------------------------ | ------------------------------------------ | ------------------------------------------ | ------------------------------------------ | ------------------------------------------ | ------------------------------------------ | ------------------------------------------ | ------------------------------------------ | ------------------------------------------ | ------------------------------------------ | ------------------------------------------ | ------------------------------------------ | ------------------------------------------ | ------------------------------------------ | ------------------------------------------ | ------------------------------------------ | ------------------------------------------ | ------------------------------------------ | ------------------------------------------ | ------------------------------------------ | ------------------------------------------ | ------------------------------------------ | ------------------------------------------ | ------------------------------------------ | ------------------------------------------ | ------------------------------------------ | ------------------------------------------ | ------------------------------------------ | ------------------------------------------ | ------------------------------------------ | ------------------------------------------ | ------------------------------------------ | ------------------------------------------ | ------------------------------------------ | ------------------------------------------ | ------------------------------------------ | ------------------------------------------ | ------------------------------------------ | ------------------------------------------ | ------------------------------------------ | ------------------------------------------ | ------------------------------------------ | ------------------------------------------ | ------------------------------------------ | ------------------------------------------ | ------------------------------------------ | ------------------------------------------ | ------------------------------------------ | ------------------------------------------ | ------------------------------------------ | ------------------------------------------ | ------------------------------------------ | ------------------------------------------ | ------------------------------------------ | ------------------------------------------ | ------------------------------------------ | ------------------------------------------ | ------------------------------------------ | ------------------------------------------ | ------------------------------------------ | ------------------------------------------ | ------------------------------------------ | ------------------------------------------ | ------------------------------------------ | ------------------------------------------ | ------------------------------------------ | ------------------------------------------ | ------------------------------------------ | ------------------------------------------ | ------------------------------------------ | ------------------------------------------ | ------------------------------------------ | ------------------------------------------ | ------------------------------------------ | ------------------------------------------ | ------------------------------------------ | ------------------------------------------ | ------------------------------------------ | ------------------------------------------ | ------------------------------------------ | ------------------------------------------ | ------------------------------------------ | ------------------------------------------ | ------------------------------------------ | ------------------------------------------ | ------------------------------------------ | ------------------------------------------ | ------------------------------------------ | ------------------------------------------ | ------------------------------------------ | ------------------------------------------ | ------------------------------------------ | ------------------------------------------ | ------------------------------------------ | ------------------------------------------ | ------------------------------------------ | ------------------------------------------ | ------------------------------------------ | ------------------------------------------ | ------------------------------------------ | ------------------------------------------ | ------------------------------------------ | ------------------------------------------ | ------------------------------------------ | ------------------------------------------ | ------------------------------------------ | ------------------------------------------ | ------------------------------------------ | ------------------------------------------ | ------------------------------------------ | ------------------------------------------ | ------------------------------------------ | ------------------------------------------ | ------------------------------------------ | ------------------------------------------ | ------------------------------------------ | ------------------------------------------ | ------------------------------------------ | ------------------------------------------ | ------------------------------------------ | ------------------------------------------ | ------------------------------------------ | ------------------------------------------ | ------------------------------------------ | ------------------------------------------ | ------------------------------------------ | ------------------------------------------ | ------------------------------------------ | ------------------------------------------ | ------------------------------------------ | ------------------------------------------ | ------------------------------------------ | ------------------------------------------ | ------------------------------------------ | ------------------------------------------ | ------------------------------------------ | ------------------------------------------ | ------------------------------------------ | ------------------------------------------ | ------------------------------------------ | ------------------------------------------ | ------------------------------------------ | ------------------------------------------ | ------------------------------------------ | ------------------------------------------ | ------------------------------------------ | ------------------------------------------ | ------------------------------------------ | ------------------------------------------ | ------------------------------------------ | ------------------------------------------ | ------------------------------------------ | ------------------------------------------ | ------------------------------------------ | ------------------------------------------ | ------------------------------------------ | ------------------------------------------ | ------------------------------------------ | ------------------------------------------ | ------------------------------------------ | ------------------------------------------ | ------------------------------------------ | ------------------------------------------ | ------------------------------------------ | ------------------------------------------ | ------------------------------------------ | ------------------------------------------ | ------------------------------------------ | ------------------------------------------ | ------------------------------------------ | ------------------------------------------ | ------------------------------------------ | ------------------------------------------ | ------------------------------------------ | ------------------------------------------ | ------------------------------------------ | ------------------------------------------ | ------------------------------------------ | ------------------------------------------ | ------------------------------------------ | ------------------------------------------ | ------------------------------------------ | ------------------------------------------ | ------------------------------------------ | ------------------------------------------ | ------------------------------------------ | ------------------------------------------ | ------------------------------------------ | ------------------------------------------ | ------------------------------------------ | ------------------------------------------ | ------------------------------------------ | ------------------------------------------ | ------------------------------------------ | ------------------------------------------ | ------------------------------------------ | ------------------------------------------ | ------------------------------------------ | ------------------------------------------ | ------------------------------------------ | ------------------------------------------ | ------------------------------------------ | ------------------------------------------ | ------------------------------------------ | ------------------------------------------ | ------------------------------------------ | ------------------------------------------ | ------------------------------------------ | ------------------------------------------ | ------------------------------------------ | ------------------------------------------ | ------------------------------------------ | ------------------------------------------ | ------------------------------------------ | ------------------------------------------ | ------------------------------------------ | ------------------------------------------ | ------------------------------------------ | ------------------------------------------ | ------------------------------------------ | ------------------------------------------ | ------------------------------------------ | ------------------------------------------ | ------------------------------------------ | ------------------------------------------ | ------------------------------------------ | ------------------------------------------ | ------------------------------------------ | ------------------------------------------ | ------------------------------------------ | ------------------------------------------ | ------------------------------------------ | ------------------------------------------ | ------------------------------------------ | ------------------------------------------ | ------------------------------------------ | ------------------------------------------ | ------------------------------------------ | ------------------------------------------ | ------------------------------------------ | ------------------------------------------ | ------------------------------------------ | ------------------------------------------ | ------------------------------------------ | ------------------------------------------ | ------------------------------------------ | ------------------------------------------ | ------------------------------------------ | ------------------------------------------ | ------------------------------------------ | ------------------------------------------ | ------------------------------------------ | ------------------------------------------ | ------------------------------------------ | ------------------------------------------ | ------------------------------------------ | ------------------------------------------ | ------------------------------------------ | ------------------------------------------ | ------------------------------------------ | ------------------------------------------ | ------------------------------------------ | ------------------------------------------ | ------------------------------------------ | ------------------------------------------ | ------------------------------------------ | ------------------------------------------ | ------------------------------------------ | ------------------------------------------ | ------------------------------------------ | ------------------------------------------ | ------------------------------------------ | ------------------------------------------ | ------------------------------------------ | ------------------------------------------ | ------------------------------------------ | ------------------------------------------ | ------------------------------------------ | ------------------------------------------ | ------------------------------------------ | ------------------------------------------ | ------------------------------------------ | ------------------------------------------ | ------------------------------------------ | ------------------------------------------ | ------------------------------------------ | ------------------------------------------ | ------------------------------------------ | ------------------------------------------ | ------------------------------------------ | ------------------------------------------ | ------------------------------------------ | ------------------------------------------ | ------------------------------------------ | ------------------------------------------ | ------------------------------------------ | ------------------------------------------ | ------------------------------------------ | ------------------------------------------ | ------------------------------------------ | ------------------------------------------ | ------------------------------------------ | ------------------------------------------ | ------------------------------------------ | ------------------------------------------ | ------------------------------------------ | ------------------------------------------ | ------------------------------------------ | ------------------------------------------ | ------------------------------------------ | ------------------------------------------ | ------------------------------------------ | ------------------------------------------ | ------------------------------------------ | ------------------------------------------ | ------------------------------------------ | ------------------------------------------ | ------------------------------------------ | ------------------------------------------ | ------------------------------------------ | ------------------------------------------ | ------------------------------------------ | ------------------------------------------ | ------------------------------------------ | ------------------------------------------ | ------------------------------------------ | ------------------------------------------ | ------------------------------------------ | ------------------------------------------ | ------------------------------------------ | ------------------------------------------ | ------------------------------------------ | ------------------------------------------ | ------------------------------------------ | ------------------------------------------ | ------------------------------------------ | ------------------------------------------ | ------------------------------------------ | ------------------------------------------ | ------------------------------------------ | ------------------------------------------ | ------------------------------------------ | ------------------------------------------ | ------------------------------------------ | ------------------------------------------ | ------------------------------------------ | ------------------------------------------ | ------------------------------------------ | ------------------------------------------ | ------------------------------------------ | ------------------------------------------ | ------------------------------------------ | ------------------------------------------ | ------------------------------------------ | ------------------------------------------ | ------------------------------------------ | ------------------------------------------ | ------------------------------------------ | ------------------------------------------ | ------------------------------------------ | ------------------------------------------ | ------------------------------------------ | ------------------------------------------ | ------------------------------------------ | ------------------------------------------ | ------------------------------------------ | ------------------------------------------ | ------------------------------------------ | ------------------------------------------ | ------------------------------------------ | ------------------------------------------ | ------------------------------------------ | ------------------------------------------ | ------------------------------------------ | ------------------------------------------ | ------------------------------------------ | ------------------------------------------ | ------------------------------------------ | ------------------------------------------ | ------------------------------------------ | ------------------------------------------ | ------------------------------------------ | ------------------------------------------ | ------------------------------------------ | ------------------------------------------ | ------------------------------------------ | ------------------------------------------ | ------------------------------------------ | ------------------------------------------ | ------------------------------------------ | ------------------------------------------ | ------------------------------------------ | ------------------------------------------ | ------------------------------------------ | ------------------------------------------ | ------------------------------------------ | ------------------------------------------ | ------------------------------------------ | ------------------------------------------ | ------------------------------------------ | ------------------------------------------ | ------------------------------------------ | ------------------------------------------ | ------------------------------------------ | ------------------------------------------ | ------------------------------------------ | ------------------------------------------ | ------------------------------------------ | ------------------------------------------ | ------------------------------------------ | ------------------------------------------ | ------------------------------------------ | ------------------------------------------ | ------------------------------------------ | ------------------------------------------ | ------------------------------------------ | ------------------------------------------ | ------------------------------------------ | ------------------------------------------ | ------------------------------------------ | ------------------------------------------ | ------------------------------------------ | ------------------------------------------ | ------------------------------------------ | ------------------------------------------ | ------------------------------------------ | ------------------------------------------ | ------------------------------------------ | ------------------------------------------ | ------------------------------------------ | ------------------------------------------ | ------------------------------------------ | ------------------------------------------ | ------------------------------------------ | ------------------------------------------ | ------------------------------------------ | ------------------------------------------ | ------------------------------------------ | ------------------------------------------ | ------------------------------------------ | ------------------------------------------ | ------------------------------------------ | ------------------------------------------ | ------------------------------------------ | ------------------------------------------ | ------------------------------------------ | ------------------------------------------ | ------------------------------------------ | ------------------------------------------ | ------------------------------------------ | ------------------------------------------ | ------------------------------------------ | ------------------------------------------ | ------------------------------------------ | ------------------------------------------ | ------------------------------------------ | ------------------------------------------ | ------------------------------------------ | ------------------------------------------ | ------------------------------------------ | ------------------------------------------ | ------------------------------------------ | ------------------------------------------ | ------------------------------------------ | ------------------------------------------ | ------------------------------------------ | ------------------------------------------ | ------------------------------------------ | ------------------------------------------ | ------------------------------------------ | ------------------------------------------ | ------------------------------------------ | ------------------------------------------ | ------------------------------------------ | ------------------------------------------ | ------------------------------------------ | ------------------------------------------ | ------------------------------------------ | ------------------------------------------ | ------------------------------------------ | ------------------------------------------ | ------------------------------------------ | ------------------------------------------ | ------------------------------------------ | ------------------------------------------ | ------------------------------------------ | ------------------------------------------ | ------------------------------------------ | ------------------------------------------ | ------------------------------------------ | ------------------------------------------ | ------------------------------------------ | ------------------------------------------ | ------------------------------------------ | ------------------------------------------ | ------------------------------------------ | ------------------------------------------ | ------------------------------------------ | ------------------------------------------ | ------------------------------------------ | ------------------------------------------ | ------------------------------------------ | ------------------------------------------ | ------------------------------------------ | ------------------------------------------ | ------------------------------------------ | ------------------------------------------ | ------------------------------------------ | ------------------------------------------ | ------------------------------------------ | ------------------------------------------ | ------------------------------------------ | ------------------------------------------ | ------------------------------------------ | ------------------------------------------ | ------------------------------------------ | ------------------------------------------ | ------------------------------------------ | ------------------------------------------ | ------------------------------------------ | ------------------------------------------ | ------------------------------------------ | ------------------------------------------ | ------------------------------------------ | ------------------------------------------ | ------------------------------------------ | ------------------------------------------ | ------------------------------------------ | ------------------------------------------ | ------------------------------------------ | ------------------------------------------ | ------------------------------------------ | ------------------------------------------ | ------------------------------------------ | ------------------------------------------ | ------------------------------------------ | ------------------------------------------ | ------------------------------------------ | ------------------------------------------ | ------------------------------------------ | ------------------------------------------ | ------------------------------------------ | ------------------------------------------ | ------------------------------------------ | ------------------------------------------ | ------------------------------------------ | ------------------------------------------ | ------------------------------------------ | ------------------------------------------ | ------------------------------------------ | ------------------------------------------ | ------------------------------------------ | ------------------------------------------ | ------------------------------------------ | ------------------------------------------ | ------------------------------------------ | ------------------------------------------ | ------------------------------------------ | ------------------------------------------ | ------------------------------------------ | ------------------------------------------ | ------------------------------------------ | ------------------------------------------ | ------------------------------------------ | ------------------------------------------ | ------------------------------------------ | ------------------------------------------ | ------------------------------------------ | ------------------------------------------ | ------------------------------------------ | ------------------------------------------ | ------------------------------------------ | ------------------------------------------ | ------------------------------------------ | ------------------------------------------ | ------------------------------------------ | ------------------------------------------ | ------------------------------------------ | ------------------------------------------ | ------------------------------------------ | ------------------------------------------ | ------------------------------------------ | ------------------------------------------ | ------------------------------------------ | ------------------------------------------ | ------------------------------------------ | ------------------------------------------ | ------------------------------------------ | ------------------------------------------ | ------------------------------------------ | ------------------------------------------ | ------------------------------------------ | ------------------------------------------ | ------------------------------------------ | ------------------------------------------ | ------------------------------------------ | ------------------------------------------ | ------------------------------------------ | ------------------------------------------ | ------------------------------------------ | ------------------------------------------ | ------------------------------------------ | ------------------------------------------ | ------------------------------------------ | ------------------------------------------ | ------------------------------------------ | ------------------------------------------ | ------------------------------------------ | ------------------------------------------ | ------------------------------------------ | ------------------------------------------ | ------------------------------------------ | ------------------------------------------ | ------------------------------------------ | ------------------------------------------ | ------------------------------------------ | ------------------------------------------ | ------------------------------------------ | ------------------------------------------ | ------------------------------------------ | ------------------------------------------ | ------------------------------------------ | ------------------------------------------ | ------------------------------------------ | ------------------------------------------ | ------------------------------------------ | ------------------------------------------ | ------------------------------------------ | ------------------------------------------ | ------------------------------------------ | ------------------------------------------ | ------------------------------------------ | ------------------------------------------ | ------------------------------------------ | ------------------------------------------ | ------------------------------------------ | ------------------------------------------ | ------------------------------------------ | ------------------------------------------ | ------------------------------------------ | ------------------------------------------ | ------------------------------------------ | ------------------------------------------ | ------------------------------------------ | ------------------------------------------ | ------------------------------------------ | ------------------------------------------ | ------------------------------------------ | ------------------------------------------ | ------------------------------------------ | ------------------------------------------ | ------------------------------------------ | ------------------------------------------ | ------------------------------------------ | ------------------------------------------ | ------------------------------------------ | ------------------------------------------ | ------------------------------------------ | ------------------------------------------ | ------------------------------------------ | ------------------------------------------ | ------------------------------------------ | ------------------------------------------ | ------------------------------------------ | ------------------------------------------ | ------------------------------------------ | ------------------------------------------ | ------------------------------------------ | ------------------------------------------ | ------------------------------------------ | ------------------------------------------ | ------------------------------------------ | ------------------------------------------ | ------------------------------------------ | ------------------------------------------ | ------------------------------------------ | ------------------------------------------ | ------------------------------------------ | ------------------------------------------ | ------------------------------------------ | ------------------------------------------ | ------------------------------------------ | ------------------------------------------ | ------------------------------------------ | ------------------------------------------ | ------------------------------------------ | ------------------------------------------ | ------------------------------------------ | ------------------------------------------ | ------------------------------------------ | ------------------------------------------ | ------------------------------------------ | ------------------------------------------ | ------------------------------------------ | ------------------------------------------ | ------------------------------------------ | ------------------------------------------ | ------------------------------------------ | ------------------------------------------ | ------------------------------------------ | ------------------------------------------ | ------------------------------------------ | ------------------------------------------ | ------------------------------------------ | ------------------------------------------ | ------------------------------------------ | ------------------------------------------ | ------------------------------------------ | ------------------------------------------ | ------------------------------------------ | ------------------------------------------ | ------------------------------------------ | ------------------------------------------ | ------------------------------------------ | ------------------------------------------ | ------------------------------------------ | ------------------------------------------ | ------------------------------------------ | ------------------------------------------ | ------------------------------------------ | ------------------------------------------ | ------------------------------------------ | ------------------------------------------ | ------------------------------------------ | ------------------------------------------ | ------------------------------------------ | ------------------------------------------ | ------------------------------------------ | ------------------------------------------ | ------------------------------------------ | ------------------------------------------ | ------------------------------------------ | ------------------------------------------ | ------------------------------------------ | ------------------------------------------ | ------------------------------------------ | ------------------------------------------ | ------------------------------------------ | ------------------------------------------ | ------------------------------------------ | ------------------------------------------ | ------------------------------------------ | ------------------------------------------ | ------------------------------------------ | ------------------------------------------ | ------------------------------------------ | ------------------------------------------ | ------------------------------------------ | ------------------------------------------ | ------------------------------------------ | ------------------------------------------ | ------------------------------------------ | ------------------------------------------ | ------------------------------------------ | ------------------------------------------ | ------------------------------------------ | ------------------------------------------ | ------------------------------------------ | ------------------------------------------ | ------------------------------------------ | ------------------------------------------ | ------------------------------------------ | ------------------------------------------ | ------------------------------------------ | ------------------------------------------ | ------------------------------------------ | ------------------------------------------ | ------------------------------------------ | ------------------------------------------ | ------------------------------------------ | ------------------------------------------ | ------------------------------------------ | ------------------------------------------ | ------------------------------------------ | ------------------------------------------ | ------------------------------------------ | ------------------------------------------ | ------------------------------------------ | ------------------------------------------ | ------------------------------------------ | ------------------------------------------ | ------------------------------------------ | ------------------------------------------ | ------------------------------------------ | ------------------------------------------ | ------------------------------------------ | ------------------------------------------ | ------------------------------------------ | ------------------------------------------ | ------------------------------------------ | ------------------------------------------ | ------------------------------------------ | ------------------------------------------ | ------------------------------------------ | ------------------------------------------ | ------------------------------------------ | ------------------------------------------ | ------------------------------------------ | ------------------------------------------ | ------------------------------------------ | ------------------------------------------ | ------------------------------------------ | ------------------------------------------ | ------------------------------------------ | ------------------------------------------ | ------------------------------------------ | ------------------------------------------ | ------------------------------------------ | ------------------------------------------ | ------------------------------------------ | ------------------------------------------ | ------------------------------------------ | ------------------------------------------ |
| 1    | 2 540 m                     | Pont Jia-Shao                   | 200                                        | 200                                        | 200                                        | 200                                        | 200                                        | 200                                        | 200                                        | 200                                        | 200                                        | 200                                        | 200                                        | 200                                        | 200                                        | 200                                        | 200                                        | 200                                        | 200                                        | 200                                        | 200                                        | 200                                        | 200                                        | 200                                        | 200                                        | 200                                        | 200                                        | 200                                        | 200                                        | 200                                        | 200                                        | 200                                        | 200                                        | 200                                        | 200                                        | 200                                        | 200                                        | 200                                        | 200                                        | 200                                        | 200                                        | 200                                        | 200                                        | 200                                        | 200                                        | 200                                        | 200                                        | 200                                        | 200                                        | 200                                        | 200                                        | 200                                        | 200                                        | 200                                        | 200                                        | 200                                        | 200                                        | 200                                        | 200                                        | 200                                        | 200                                        | 200                                        | 200                                        | 200                                        | 200                                        | 200                                        | 200                                        | 200                                        | 200                                        | 200                                        | 200                                        | 200                                        | 200                                        | 200                                        | 200                                        | 200                                        | 200                                        | 200                                        | 200                                        | 200                                        | 200                                        | 200                                        | 200                                        | 200                                        | 200                                        | 200                                        | 200                                        | 200                                        | 200                                        | 200                                        | 200                                        | 200                                        | 200                                        | 200                                        | 200                                        | 200                                        | 200                                        | 200                                        | 200                                        | 200                                        | 200                                        | 200                                        | 200                                        | 200                                        | 200                                        | 200                                        | 200                                        | 200                                        | 200                                        | 200                                        | 200                                        | 200                                        | 200                                        | 200                                        | 200                                        | 200                                        | 200                                        | 200                                        | 200                                        | 200                                        | 200                                        | 200                                        | 200                                        | 200                                        | 200                                        | 200                                        | 200                                        | 200                                        | 200                                        | 200                                        | 200                                        | 200                                        | 200                                        | 200                                        | 200                                        | 200                                        | 200                                        | 200                                        | 200                                        | 200                                        | 200                                        | 200                                        | 200                                        | 200                                        | 200                                        | 200                                        | 200                                        | 200                                        | 200                                        | 200                                        | 200                                        | 200                                        | 200                                        | 200                                        | 200                                        | 200                                        | 200                                        | 200                                        | 200                                        | 200                                        | 200                                        | 200                                        | 200                                        | 200                                        | 200                                        | 200                                        | 200                                        | 200                                        | 200                                        | 200                                        | 200                                        | 200                                        | 200                                        | 200                                        | 200                                        | 200                                        | 200                                        | 200                                        | 200                                        | 200                                        | 200                                        | 200                                        | 200                                        | 200                                        | 200                                        | 200                                        | 200                                        | 200                                        | 200                                        | 200                                        | 200                                        | 200                                        | 200                                        | 200                                        | 200                                        | 200                                        | 200                                        | 200                                        | 200                                        | 200                                        | 200                                        | 200                                        | 428                                        | 428                                        | 428                                        | 428                                        | 428                                        | 428                                        | 428                                        | 428                                        | 428                                        | 428                                        | 428                                        | 428                                        | 428                                        | 428                                        | 428                                        | 428                                        | 428                                        | 428                                        | 428                                        | 428                                        | 428                                        | 428                                        | 428                                        | 428                                        | 428                                        | 428                                        | 428                                        | 428                                        | 428                                        | 428                                        | 428                                        | 428                                        | 428                                        | 428                                        | 428                                        | 428                                        | 428                                        | 428                                        | 428                                        | 428                                        | 428                                        | 428                                        | 428                                        | 428                                        | 428                                        | 428                                        | 428                                        | 428                                        | 428                                        | 428                                        | 428                                        | 428                                        | 428                                        | 428                                        | 428                                        | 428                                        | 428                                        | 428                                        | 428                                        | 428                                        | 428                                        | 428                                        | 428                                        | 428                                        | 428                                        | 428                                        | 428                                        | 428                                        | 428                                        | 428                                        | 428                                        | 428                                        | 428                                        | 428                                        | 428                                        | 428                                        | 428                                        | 428                                        | 428                                        | 428                                        | 428                                        | 428                                        | 428                                        | 428                                        | 428                                        | 428                                        | 428                                        | 428                                        | 428                                        | 428                                        | 428                                        | 428                                        | 428                                        | 428                                        | 428                                        | 428                                        | 428                                        | 428                                        | 428                                        | 428                                        | 428                                        | 428                                        | 428                                        | 428                                        | 428                                        | 428                                        | 428                                        | 428                                        | 428                                        | 428                                        | 428                                        | 428                                        | 428                                        | 428                                        | 428                                        | 428                                        | 428                                        | 428                                        | 428                                        | 428                                        | 428                                        | 428                                        | 428                                        | 428                                        | 428                                        | 428                                        | 428                                        | 428                                        | 428                                        | 428                                        | 428                                        | 428                                        | 428                                        | 428                                        | 428                                        | 428                                        | 428                                        | 428                                        | 428                                        | 428                                        | 428                                        | 428                                        | 428                                        | 428                                        | 428                                        | 428                                        | 428                                        | 428                                        | 428                                        | 428                                        | 428                                        | 428                                        | 428                                        | 428                                        | 428                                        | 428                                        | 428                                        | 428                                        | 428                                        | 428                                        | 428                                        | 428                                        | 428                                        | 428                                        | 428                                        | 428                                        | 428                                        | 428                                        | 428                                        | 428                                        | 428                                        | 428                                        | 428                                        | 428                                        | 428                                        | 428                                        | 428                                        | 428                                        | 428                                        | 428                                        | 428                                        | 428                                        | 428                                        | 428                                        | 428                                        | 428                                        | 428                                        | 428                                        | 428                                        | 428                                        | 428                                        | 428                                        | 428                                        | 428                                        | 428                                        | 428                                        | 428                                        | 428                                        | 428                                        | 428                                        | 428                                        | 428                                        | 428                                        | 428                                        | 428                                        | 428                                        | 428                                        | 428                                        | 428                                        | 428                                        | 428                                        | 428                                        | 428                                        | 428                                        | 428                                        | 428                                        | 428                                        | 428                                        | 428                                        | 428                                        | 428                                        | 428                                        | 428                                        | 428                                        | 428                                        | 428                                        | 428                                        | 428                                        | 428                                        | 428                                        | 428                                        | 428                                        | 428                                        | 428                                        | 428                                        | 428                                        | 428                                        | 428                                        | 428                                        | 428                                        | 428                                        | 428                                        | 428                                        | 428                                        | 428                                        | 428                                        | 428                                        | 428                                        | 428                                        | 428                                        | 428                                        | 428                                        | 428                                        | 428                                        | 428                                        | 428                                        | 428                                        | 428                                        | 428                                        | 428                                        | 428                                        | 428                                        | 428                                        | 428                                        | 428                                        | 428                                        | 428                                        | 428                                        | 428                                        | 428                                        | 428                                        | 428                                        | 428                                        | 428                                        | 428                                        | 428                                        | 428                                        | 428                                        | 428                                        | 428                                        | 428                                        | 428                                        | 428                                        | 428                                        | 428                                        | 428                                        | 428                                        | 428                                        | 428                                        | 428                                        | 428                                        | 428                                        | 428                                        | 428                                        | 428                                        | 428                                        | 428                                        | 428                                        | 428                                        | 428                                        | 428                                        | 428                                        | 428                                        | 428                                        | 428                                        | 428                                        | 428                                        | 428                                        | 428                                        | 428                                        | 428                                        | 428                                        | 428                                        | 428                                        | 428                                        | 428                                        | 428                                        | 428                                        | 428                                        | 428                                        | 428                                        | 428                                        | 428                                        | 428                                        | 428                                        | 428                                        | 428                                        | 428                                        | 428                                        | 428                                        | 428                                        | 428                                        | 428                                        | 428                                        | 428                                        | 428                                        | 428                                        | 428                                        | 428                                        | 428                                        | 428                                        | 428                                        | 428                                        | 428                                        | 428                                        | 428                                        | 428                                        | 428                                        | 428                                        | 428                                        | 428                                        | 428                                        | 428                                        | 428                                        | 428                                        | 428                                        | 428                                        | 428                                        | 428                                        | 428                                        | 428                                        | 428                                        | 428                                        | 428                                        | 428                                        | 428                                        | 428                                        | 428                                        | 428                                        | 428                                        | 428                                        | 428                                        | 428                                        | 428                                        | 428                                        | 428                                        | 428                                        | 428                                        | 428                                        | 428                                        | 428                                        | 428                                        | 428                                        | 428                                        | 428                                        | 428                                        | 428                                        | 428                                        | 428                                        | 428                                        | 428                                        | 428                                        | 428                                        | 428                                        | 428                                        | 428                                        | 428                                        | 428                                        | 428                                        | 428                                        | 428                                        | 428                                        | 428                                        | 428                                        | 428                                        | 428                                        | 428                                        | 428                                        | 428                                        | 428                                        | 428                                        | 428                                        | 428                                        | 428                                        | 428                                        | 428                                        | 428                                        | 428                                        | 428                                        | 428                                        | 428                                        | 428                                        | 428                                        | 428                                        | 428                                        | 428                                        | 428                                        | 428                                        | 428                                        | 428                                        | 428                                        | 428                                        | 428                                        | 428                                        | 428                                        | 428                                        | 428                                        | 428                                        | 428                                        | 428                                        | 428                                        | 428                                        | 428                                        | 428                                        | 428                                        | 428                                        | 428                                        | 428                                        | 428                                        | 428                                        | 428                                        | 428                                        | 428                                        | 428                                        | 428                                        | 428                                        | 428                                        | 428                                        | 428                                        | 428                                        | 428                                        | 428                                        | 428                                        | 428                                        | 428                                        | 428                                        | 428                                        | 428                                        | 428                                        | 428                                        | 428                                        | 428                                        | 428                                        | 428                                        | 428                                        | 428                                        | 428                                        | 428                                        | 428                                        | 428                                        | 428                                        | 428                                        | 428                                        | 428                                        | 428                                        | 428                                        | 428                                        | 428                                        | 428                                        | 428                                        | 428                                        | 428                                        | 428                                        | 428                                        | 428                                        | 428                                        | 428                                        | 428                                        | 428                                        | 428                                        | 428                                        | 428                                        | 428                                        | 428                                        | 428                                        | 428                                        | 428                                        | 428                                        | 428                                        | 428                                        | 428                                        | 428                                        | 428                                        | 428                                        | 428                                        | 428                                        | 428                                        | 428                                        | 428                                        | 428                                        | 428                                        | 428                                        | 428                                        | 428                                        | 428                                        | 428                                        | 428                                        | 428                                        | 428                                        | 428                                        | 428                                        | 428                                        | 428                                        | 428                                        | 428                                        | 428                                        | 428                                        | 428                                        | 428                                        | 428                                        | 428                                        | 428                                        | 428                                        | 428                                        | 428                                        | 428                                        | 428                                        | 428                                        | 428                                        | 428                                        | 428                                        | 428                                        | 428                                        | 428                                        | 428                                        | 428                                        | 428                                        | 428                                        | 428                                        | 428                                        | 428                                        | 428                                        | 428                                        | 428                                        | 428                                        | 428                                        | 428                                        | 428                                        | 428                                        | 428                                        | 428                                        | 428                                        | 428                                        | 428                                        | 428                                        | 428                                        | 428                                        | 428                                        | 428                                        | 428                                        | 428                                        | 428                                        | 428                                        | 428                                        | 428                                        | 428                                        | 428                                        | 428                                        | 428                                        | 428                                        | 428                                        | 428                                        | 428                                        | 428                                        | 428                                        | 428                                        | 428                                        | 428                                        | 428                                        | 428                                        | 428                                        | 428                                        | 428                                        | 428                                        | 428                                        | 428                                        | 428                                        | 428                                        | 428                                        | 428                                        | 428                                        | 428                                        | 428                                        | 428                                        | 428                                        | 428                                        | 428                                        | 428                                        | 428                                        | 428                                        | 428                                        | 428                                        | 428                                        | 428                                        | 428                                        | 428                                        | 428                                        | 428                                        | 428                                        | 428                                        | 428                                        | 428                                        | 428                                        | 428                                        | 428                                        | 428                                        | 428                                        | 428                                        | 428                                        | 428                                        | 428                                        | 428                                        | 428                                        | 428                                        | 428                                        | 428                                        | 428                                        | 428                                        | 428                                        | 428                                        | 428                                        | 428                                        | 428                                        | 428                                        | 428                                        | 428                                        | 428                                        | 428                                        | 428                                        | 428                                        | 428                                        | 428                                        | 428                                        | 428                                        | 428                                        | 428                                        | 428                                        | 428                                        | 428                                        | 428                                        | 428                                        | 428                                        | 428                                        | 428                                        | 428                                        | 428                                        | 428                                        | 428                                        | 428                                        | 428                                        | 428                                        | 428                                        | 428                                        | 428                                        | 428                                        | 428                                        | 428                                        | 428                                        | 428                                        | 428                                        | 428                                        | 428                                        | 428                                        | 428                                        | 428                                        | 428                                        | 428                                        | 428                                        | 428                                        | 428                                        | 428                                        | 428                                        | 428                                        | 428                                        | 428                                        | 428                                        | 428                                        | 428                                        | 428                                        | 428                                        | 428                                        | 428                                        | 428                                        | 428                                        | 428                                        | 428                                        | 428                                        | 428                                        | 428                                        | 428                                        | 428                                        | 428                                        | 428                                        | 428                                        | 428                                        | 428                                        | 428                                        | 428                                        | 428                                        | 428                                        | 428                                        | 428                                        | 428                                        | 428                                        | 428                                        | 428                                        | 428                                        | 428                                        | 428                                        | 428                                        | 428                                        | 428                                        | 428                                        | 428                                        | 428                                        | 428                                        | 428                                        | 428                                        | 428                                        | 428                                        | 428                                        | 428                                        | 428                                        | 428                                        | 428                                        | 428                                        | 428                                        | 428                                        | 428                                        | 428                                        | 428                                        | 428                                        | 428                                        | 428                                        | 428                                        | 428                                        | 428                                        | 428                                        | 428                                        | 428                                        | 428                                        | 428                                        | 428                                        | 428                                        | 428                                        | 428                                        | 428                                        | 428                                        | 428                                        | 428                                        | 428                                        | 428                                        | 428                                        | 428                                        | 428                                        | 428                                        | 428                                        | 428                                        | 428                                        | 428                                        | 428                                        | 428                                        | 428                                        | 428                                        | 428                                        | 428                                        | 428                                        | 428                                        | 428                                        | 428                                        | 428                                        | 428                                        | 428                                        | 428                                        | 428                                        | 428                                        | 428                                        | 428                                        | 428                                        | 428                                        | 428                                        | 428                                        | 428                                        | 428                                        | 428                                        | 428                                        | 428                                        | 428                                        | 428                                        | 428                                        | 428                                        | 428                                        | 428                                        | 428                                        | 428                                        | 428                                        | 428                                        | 428                                        | 428                                        | 428                                        | 428                                        | 428                                        | 428                                        | 428                                        | 428                                        | 428                                        | 428                                        | 428                                        | 428                                        | 428                                        | 428                                        | 428                                        | 428                                        | 428                                        | 428                                        | 428                                        | 428                                        | 428                                        | 428                                        | 428                                        | 428                                        | 428                                        | 428                                        | 428                                        | 428                                        | 428                                        | 428                                        | 428                                        | 428                                        | 428                                        | 428                                        | 428                                        | 428                                        | 428                                        | 428                                        | 428                                        | 428                                        | 428                                        | 428                                        | 428                                        | 428                                        | 428                                        | 428                                        | 428                                        | 428                                        | 428                                        | 428                                        | 428                                        | 428                                        | 428                                        | 428                                        | 428                                        | 428                                        | 428                                        | 428                                        | 428                                        | 428                                        | 428                                        | 428                                        | 428                                        | 428                                        | 428                                        | 428                                        | 428                                        | 428                                        | 428                                        | 428                                        | 428                                        | 428                                        | 428                                        | 428                                        | 428                                        | 428                                        | 428                                        | 428                                        | 428                                        | 428                                        | 428                                        | 428                                        | 428                                        | 428                                        | 428                                        | 428                                        | 428                                        | 428                                        | 428                                        | 428                                        | 428                                        | 428                                        | 428                                        | 428                                        | 428                                        | 428                                        | 428                                        | 428                                        | 428                                        | 428                                        | 428                                        | 428                                        | 428                                        | 428                                        | 428                                        | 428                                        | 428                                        | 428                                        | 428                                        | 428                                        | 428                                        | 428                                        | 428                                        | 428                                        | 428                                        | 428                                        | 428                                        | 428                                        | 428                                        | 428                                        | 428                                        | 428                                        | 428                                        | 428                                        | 428                                        | 428                                        | 428                                        | 428                                        | 428                                        | 428                                        | 428                                        | 428                                        | 428                                        | 428                                        | 428                                        | 428                                        | 428                                        | 428                                        | 428                                        | 428                                        | 428                                        | 428                                        | 428                                        | 428                                        | 428                                        | 428                                        | 428                                        | 428                                        | 428                                        | 428                                        | 428                                        | 428                                        | 428                                        | 428                                        | 428                                        | 428                                        | 428                                        | 428                                        | 428                                        | 428                                        | 428                                        | 428                                        | 428                                        | 428                                        | 428                                        | 428                                        | 428                                        | 428                                        | 428                                        | 428                                        | 428                                        | 428                                        | 428                                        | 428                                        | 428                                        | 428                                        | 428                                        | 428                                        | 428                                        | 428                                        | 428                                        | 428                                        | 428                                        | 428                                        | 428                                        | 428                                        | 428                                        | 428                                        | 428                                        | 428                                        | 428                                        | 428                                        | 428                                        | 428                                        | 428                                        | 428                                        | 428                                        | 428                                        | 428                                        | 428                                        | 428                                        | 428                                        | 428                                        | 428                                        | 428                                        | 428                                        | 428                                        | 428                                        | 428                                        | 428                                        | 428                                        | 428                                        | 428                                        | 428                                        | 428                                        | 428                                        | 428                                        | 428                                        | 428                                        | 428                                        | 428                                        | 428                                        | 428                                        | 428                                        | 428                                        | 428                                        | 428                                        | 428                                        | 428                                        | 428                                        | 428                                        | 428                                        | 428                                        | 428                                        | 428                                        | 428                                        | 428                                        | 428                                        | 428                                        | 428                                        | 428                                        | 428                                        | 428                                        | 428                                        | 428                                        | 428                                        | 428                                        | 428                                        | 428                                        | 428                                        | 428                                        | 428                                        | 428                                        | 428                                        | 428                                        | 428                                        | 428                                        | 428                                        | 428                                        | 428                                        | 428                                        | 428                                        | 428                                        | 428                                        | 428                                        | 428                                        | 428                                        | 428                                        | 428                                        | 428                                        | 428                                        | 428                                        | 428                                        | 428                                        | 428                                        | 428                                        | 428                                        | 428                                        | 428                                        | 428                                        | 428                                        | 428                                        | 428                                        | 428                                        | 428                                        | 428                                        | 428                                        | 428                                        | 428                                        | 428                                        | 428                                        | 428                                        | 428                                        | 428                                        | 428                                        | 428                                        | 428                                        | 428                                        | 428                                        | 428                                        | 428                                        | 428                                        | 428                                        | 428                                        | 428                                        | 428                                        | 428                                        | 428                                        | 428                                        | 428                                        | 428                                        | 428                                        | 428                                        | 428                                        | 428                                        | 428                                        | 428                                        | 428                                        | 428                                        | 428                                        | 428                                        | 428                                        | 428                                        | 428                                        | 428                                        | 428                                        | 428                                        | 428                                        | 428                                        | 428                                        | 428                                        | 428                                        | 428                                        | 428                                        | 428                                        | 428                                        | 428                                        | 428                                        | 428                                        | 428                                        | 428                                        | 428                                        | 428                                        | 428                                        | 428                                        | 428                                        | 428                                        | 428                                        | 428                                        | 428                                        | 428                                        | 428                                        | 428                                        | 428                                        | 428                                        | 428                                        | 428                                        | 428                                        | 428                                        | 428                                        | 428                                        | 428                                        | 428                                        | 428                                        | 428                                        | 428                                        | 428                                        | 428                                        | 428                                        | 428                                        | 428                                        | 428                                        | 428                                        | 428                                        | 428                                        | 428                                        | 428                                        | 428                                        | 428                                        | 428                                        | 428                                        | 428                                        | 428                                        | 428                                        | 428                                        | 428                                        | 428                                        | 428                                        | 428                                        | 428                                        | 428                                        | 428                                        | 428                                        | 428                                        | 428                                        | 428                                        | 428                                        | 428                                        | 428                                        | 428                                        | 428                                        | 428                                        | 428                                        | 428                                        | 428                                        | 428                                        | 428                                        | 428                                        | 428                                        | 428                                        | 428                                        | 428                                        | 428                                        | 428                                        | 428                                        | 428                                        | 428                                        | 428                                        | 428                                        | 428                                        | 428                                        | 428                                        | 428                                        | 428                                        | 428                                        | 428                                        | 428                                        | 428                                        | 428                                        | 428                                        | 428                                        | 428                                        | 428                                        | 428                                        | 428                                        | 428                                        | 428                                        | 428                                        | 428                                        | 428                                        | 428                                        | 428                                        | 428                                        | 428                                        | 428                                        | 428                                        | 428                                        | 428                                        | 428                                        | 428                                        | 428                                        | 428                                        | 428                                        | 428                                        | 428                                        | 428                                        | 428                                        | 428                                        | 428                                        | 428                                        | 428                                        | 428                                        | 428                                        | 428                                        | 428                                        | 428                                        | 428                                        | 428                                        | 428                                        | 428                                        | 428                                        | 428                                        | 428                                        | 428                                        | 428                                        | 428                                        | 428                                        | 428                                        | 428                                        | 428                                        | 428                                        | 428                                        | 428                                        | 428                                        | 428                                        | 428                                        | 428                                        | 428                                        | 428                                        | 428                                        | 428                                        | 428                                        | 428                                        | 428                                        | 428                                        | 428                                        | 428                                        | 428                                        | 428                                        | 428                                        | 428                                        | 428                                        | 428                                        | 428                                        | 428                                        | 428                                        | 428                                        | 428                                        | 428                                        | 428                                        | 428                                        | 428                                        | 428                                        | 428                                        | 428                                        | 428                                        | 428                                        | 428                                        | 428                                        | 428                                        | 428                                        | 428                                        | 428                                        | 428                                        | 428                                        | 428                                        | 428                                        | 428                                        | 428                                        | 428                                        | 428                                        | 428                                        | 428                                        | 428                                        | 428                                        | 428                                        | 428                                        | 428                                        | 428                                        | 428                                        | 428                                        | 428                                        | 428                                        | 428                                        | 428                                        | 428                                        | 428                                        | 428                                        | 428                                        | 428                                        | 428                                        | 428                                        | 428                                        | 428                                        | 428                                        | 428                                        | 428                                        | 428                                        | 428                                        | 428                                        | 428                                        | 428                                        | 428                                        | 428                                        | 428                                        | 428                                        | 428                                        | 428                                        | 428                                        | 428                                        | 428                                        | 428                                        | 428                                        | 428                                        | 428                                        | 428                                        | 428                                        | 428                                        | 428                                        | 428                                        | 428                                        | 428                                        | 428                                        | 428                                        | 428                                        | 428                                        | 428                                        | 428                                        | 428                                        | 428                                        | 428                                        | 428                                        | 428                                        | 428                                        | 428                                        | 428                                        | 428                                        | 428                                        | 428                                        | 428                                        | 428                                        | 428                                        | 428                                        | 428                                        | 428                                        | 428                                        | 428                                        | 428                                        | 428                                        | 428                                        | 428                                        | 428                                        | 428                                        | 428                                        | 428                                        | 428                                        | 428                                        | 428                                        | 428                                        | 428                                        | 428                                        | 428                                        | 428                                        | 428                                        | 428                                        | 428                                        | 428                                        | 428                                        | 428                                        | 428                                        | 428                                        | 428                                        | 428                                        | 428                                        | 428                                        | 428                                        | 428                                        | 428                                        | 428                                        | 428                                        | 428                                        | 428                                        | 428                                        | 428                                        | 428                                        | 428                                        | 428                                        | 428                                        | 428                                        | 428                                        | 428                                        | 428                                        | 428                                        | 428                                        | 428                                        | 428                                        | 428                                        | 428                                        | 428                                        | 428                                        | 428                                        | 428                                        | 428                                        | 428                                        | 428                                        | 428                                        | 428                                        | 428                                        | 428                                        | 428                                        | 428                                        | 428                                        | 428                                        | 428                                        | 428                                        | 428                                        | 428                                        | 428                                        | 428                                        | 428                                        | 428                                        | 428                                        | 428                                        | 428                                        | 428                                        | 428                                        | 428                                        | 428                                        | 428                                        | 428                                        | 428                                        | 428                                        | 428                                        | 428                                        | 428                                        | 428                                        | 428                                        | 428                                        | 428                                        | 428                                        | 428                                        | 428                                        | 428                                        | 428                                        | 428                                        | 428                                        | 428                                        | 428                                        | 428                                        | 428                                        | 428                                        | 428                                        | 428                                        | 428                                        | 428                                        | 428                                        | 428                                        | 428                                        | 428                                        | 428                                        | 428                                        | 428                                        | 428                                        | 428                                        | 428                                        | 428                                        | 428                                        | 428                                        | 428                                        | 428                                        | 428                                        | 428                                        | 428                                        | 428                                        | 428                                        | 428                                        | 428                                        | 428                                        | 428                                        | 428                                        | 428                                        | 428                                        | 428                                        | 428                                        | 428                                        | 428                                        | 428                                        | 428                                        | 428                                        | 428                                        | 428                                        | 428                                        | 428                                        | 428                                        | 428                                        | 428                                        | 428                                        | 428                                        | 428                                        | 428                                        | 428                                        | 428                                        | 428                                        | 428                                        | 428                                        | 428                                        | 428                                        | 428                                        | 428                                        | 428                                        | 428                                        | 428                                        | 428                                        | 428                                        | 428                                        | 428                                        | 428                                        | 428                                        | 428                                        | 428                                        | 428                                        | 428                                        | 428                                        | 428                                        | 428                                        | 428                                        | 428                                        | 428                                        | 428                                        | 428                                        | 428                                        | 428                                        | 428                                        | 428                                        | 428                                        | 428                                        | 428                                        | 428                                        | 428                                        | 428                                        | 428                                        | 428                                        | 428                                        | 428                                        | 428                                        | 428                                        | 428                                        | 428                                        | 428                                        | 428                                        | 428                                        | 428                                        | 428                                        | 428                                        | 428                                        | 428                                        | 428                                        | 428                                        | 428                                        | 428                                        | 428                                        | 428                                        | 428                                        | 428                                        | 428                                        | 428                                        | 428                                        | 428                                        | 428                                        | 428                                        | 428                                        | 428                                        | 428                                        | 428                                        | 428                                        | 428                                        | 428                                        | 428                                        | 428                                        | 428                                        | 428                                        | 428                                        | 428                                        | 428                                        | 428                                        | 428                                        | 428                                        | 428                                        | 428                                        | 428                                        | 428                                        | 428                                        | 428                                        | 428                                        | 428                                        | 428                                        | 428                                        | 428                                        | 428                                        | 428                                        | 428                                        | 428                                        | 428                                        | 428                                        | 428                                        | 428                                        | 428                                        | 428                                        | 428                                        | 428                                        | 428                                        | 428                                        | 428                                        | 428                                        | 428                                        | 428                                        | 428                                        | 428                                        | 428                                        | 428                                        | 428                                        | 428                                        | 428                                        | 428                                        | 428                                        | 428                                        | 428                                        | 428                                        | 428                                        | 428                                        | 428                                        | 428                                        | 428                                        | 428                                        | 428                                        | 428                                        | 428                                        | 428                                        | 428                                        | 428                                        | 428                                        | 428                                        | 428                                        | 428                                        | 428                                        | 428                                        | 428                                        | 428                                        | 428                                        | 428                                        | 428                                        | 428                                        | 428                                        | 428                                        | 428                                        | 428                                        | 428                                        | 428                                        | 428                                        | 428                                        | 428                                        | 428                                        | 428                                        | 428                                        | 428                                        | 428                                        | 428                                        | 428                                        | 428                                        | 428                                        | 428                                        | 428                                        | 428                                        | 428                                        | 428                                        | 428                                        | 428                                        | 428                                        | 428                                        | 428                                        | 428                                        | 428                                        | 428                                        | 428                                        | 428                                        | 428                                        | 428                                        | 428                                        | 428                                        | 428                                        | 428                                        | 428                                        | 428                                        | 428                                        | 428                                        | 428                                        | 428                                        | 428                                        | 428                                        | 428                                        | 428                                        | 428                                        | 428                                        | 428                                        | 428                                        | 428                                        | 428                                        | 428                                        | 428                                        | 428                                        | 428                                        | 428                                        | 428                                        | 428                                        | 428                                        | 428                                        | 428                                        | 428                                        | 428                                        | 428                                        | 428                                        | 428                                        | 428                                        | 428                                        | 428                                        | 428                                        | 428                                        | 428                                        | 428                                        | 428                                        | 428                                        | 428                                        | 428                                        | 428                                        | 428                                        | 428                                        | 428                                        | 428                                        | 428                                        | 428                                        | 428                                        | 428                                        | 428                                        | 428                                        | 428                                        | 428                                        | 428                                        | 428                                        | 428                                        | 428                                        | 428                                        | 428                                        | 428                                        | 428                                        | 428                                        | 428                                        | 428                                        | 428                                        | 428                                        | 428                                        | 428                                        | 428                                        | 428                                        | 428                                        | 428                                        | 428                                        | 428                                        | 428                                        | 428                                        | 428                                        | 428                                        | 428                                        | 428                                        | 428                                        | 428                                        | 428                                        | 428                                        | 428                                        | 428                                        | 428                                        | 428                                        | 428                                        | 428                                        | 428                                        | 428                                        | 428                                        | 428                                        | 428                                        | 428                                        | 428                                        | 428                                        | 428                                        | 428                                        | 428                                        | 428                                        | 428                                        | 428                                        | 428                                        | 428                                        | 428                                        | 428                                        | 428                                        | 428                                        | 428                                        | 428                                        | 428                                        | 428                                        | 428                                        | 428                                        | 428                                        | 428                                        | 428                                        | 428                                        | 428                                        | 428                                        | 428                                        | 428                                        | 428                                        | 428                                        | 428                                        | 428                                        | 428                                        | 428                                        | 428                                        | 428                                        | 428                                        | 428                                        | 428                                        | 428                                        | 428                                        | 428                                        | 428                                        | 428                                        | 428                                        | 428                                        | 428                                        | 428                                        | 428                                        | 428                                        | 428                                        | 428                                        | 428                                        | 428                                        | 428                                        | 428                                        | 428                                        | 428                                        | 428                                        | 428                                        | 428                                        | 428                                        | 428                                        | 428                                        | 428                                        | 428                                        | 428                                        | 428                                        | 428                                        | 428                                        | 428                                        | 428                                        | 428                                        | 428                                        | 428                                        | 428                                        | 428                                        | 428                                        | 428                                        | 428                                        | 428                                        | 428                                        | 428                                        | 428                                        | 428                                        | 428                                        | 428                                        | 428                                        | 428                                        | 428                                        | 428                                        | 428                                        | 428                                        | 428                                        | 428                                        | 428                                        | 428                                        | 428                                        | 428                                        | 428                                        | 428                                        | 428                                        | 428                                        | 428                                        | 428                                        | 428                                        | 428                                        | 428                                        | 428                                        | 428                                        | 428                                        | 428                                        | 428                                        | 428                                        | 428                                        | 428                                        | 428                                        | 428                                        | 428                                        | 428                                        | 428                                        | 428                                        | 428                                        | 428                                        | 428                                        | 428                                        | 428                                        | 428                                        | 428                                        | 428                                        | 428                                        | 428                                        | 428                                        | 428                                        | 428                                        | 428                                        | 428                                        | 428                                        | 428                                        | 428                                        | 428                                        | 428                                        | 428                                        | 428                                        | 428                                        | 428                                        | 428                                        | 428                                        | 428                                        | 428                                        | 428                                        | 428                                        | 428                                        | 428                                        | 428                                        | 428                                        | 428                                        | 428                                        | 428                                        | 428                                        | 428                                        | 428                                        | 428                                        | 428                                        | 428                                        | 428                                        | 428                                        | 428                                        | 428                                        | 428                                        | 428                                        | 428                                        | 428                                        | 428                                        | 428                                        | 428                                        | 428                                        | 428                                        | 428                                        | 428                                        | 428                                        | 428                                        | 428                                        | 428                                        | 428                                        | 428                                        | 428                                        | 428                                        | 428                                        | 428                                        | 428                                        | 428                                        | 428                                        | 428                                        | 428                                        | 428                                        | 428                                        | 428                                        | 428                                        | 428                                        | 428                                        | 428                                        | 428                                        | 428                                        | 428                                        | 428                                        | 428                                        | 428                                        | 428                                        | 428                                        | 428                                        | 428                                        | 428                                        | 428                                        | 428                                        | 428                                        | 428                                        | 428                                        | 428                                        | 428                                        | 428                                        | 428                                        | 428                                        | 428                                        | 428                                        | 428                                        | 428                                        | 428                                        | 428                                        | 428                                        | 428                                        | 428                                        | 428                                        | 428                                        | 428                                        | 428                                        | 428                                        | 428                                        | 428                                        | 428                                        | 428                                        | 428                                        | 428                                        | 428                                        | 428                                        | 428                                        | 428                                        | 428                                        | 428                                        | 428                                        | 428                                        | 428                                        | 428                                        | 428                                        | 428                                        | 428                                        | 428                                        | 428                                        | 428                                        | 428                                        | 428                                        | 428                                        | 428                                        | 428                                        | 200                                        | 200                                        | 200                                        | 200                                        | 200                                        | 200                                        | 200                                        | 200                                        | 200                                        | 200                                        | 200                                        | 200                                        | 200                                        | 200                                        | 200                                        | 200                                        | 200                                        | 200                                        | 200                                        | 200                                        | 200                                        | 200                                        | 200                                        | 200                                        | 200                                        | 200                                        | 200                                        | 200                                        | 200                                        | 200                                        | 200                                        | 200                                        | 200                                        | 200                                        | 200                                        | 200                                        | 200                                        | 200                                        | 200                                        | 200                                        | 200                                        | 200                                        | 200                                        | 200                                        | 200                                        | 200                                        | 200                                        | 200                                        | 200                                        | 200                                        | 200                                        | 200                                        | 200                                        | 200                                        | 200                                        | 200                                        | 200                                        | 200                                        | 200                                        | 200                                        | 200                                        | 200                                        | 200                                        | 200                                        | 200                                        | 200                                        | 200                                        | 200                                        | 200                                        | 200                                        | 200                                        | 200                                        | 200                                        | 200                                        | 200                                        | 200                                        | 200                                        | 200                                        | 200                                        | 200                                        | 200                                        | 200                                        | 200                                        | 200                                        | 200                                        | 200                                        | 200                                        | 200                                        | 200                                        | 200                                        | 200                                        | 200                                        | 200                                        | 200                                        | 200                                        | 200                                        | 200                                        | 200                                        | 200                                        | 200                                        | 200                                        | 200                                        | 200                                        | 200                                        | 200                                        | 200                                        | 200                                        | 200                                        | 200                                        | 200                                        | 200                                        | 200                                        | 200                                        | 200                                        | 200                                        | 200                                        | 200                                        | 200                                        | 200                                        | 200                                        | 200                                        | 200                                        | 200                                        | 200                                        | 200                                        | 200                                        | 200                                        | 200                                        | 200                                        | 200                                        | 200                                        | 200                                        | 200                                        | 200                                        | 200                                        | 200                                        | 200                                        | 200                                        | 200                                        | 200                                        | 200                                        | 200                                        | 200                                        | 200                                        | 200                                        | 200                                        | 200                                        | 200                                        | 200                                        | 200                                        | 200                                        | 200                                        | 200                                        | 200                                        | 200                                        | 200                                        | 200                                        | 200                                        | 200                                        | 200                                        | 200                                        | 200                                        | 200                                        | 200                                        | 200                                        | 200                                        | 200                                        | 200                                        | 200                                        | 200                                        | 200                                        | 200                                        | 200                                        | 200                                        | 200                                        | 200                                        | 200                                        | 200                                        | 200                                        | 200                                        | 200                                        | 200                                        | 200                                        | 200                                        | 200                                        | 200                                        | 200                                        | 200                                        | 200                                        | 200                                        | 200                                        | 200                                        | 200                                        | 200                                        | 200                                        | 200                                        | 200                                        | 200                                        | 200                                        | 200                                        |
| 2    | 2 460 m                     | Viaduc de Millau                | 204                                        | 204                                        | 204                                        | 204                                        | 204                                        | 204                                        | 204                                        | 204                                        | 204                                        | 204                                        | 204                                        | 204                                        | 204                                        | 204                                        | 204                                        | 204                                        | 204                                        | 204                                        | 204                                        | 204                                        | 204                                        | 204                                        | 204                                        | 204                                        | 204                                        | 204                                        | 204                                        | 204                                        | 204                                        | 204                                        | 204                                        | 204                                        | 204                                        | 204                                        | 204                                        | 204                                        | 204                                        | 204                                        | 204                                        | 204                                        | 204                                        | 204                                        | 204                                        | 204                                        | 204                                        | 204                                        | 204                                        | 204                                        | 204                                        | 204                                        | 204                                        | 204                                        | 204                                        | 204                                        | 204                                        | 204                                        | 204                                        | 204                                        | 204                                        | 204                                        | 204                                        | 204                                        | 204                                        | 204                                        | 204                                        | 204                                        | 204                                        | 204                                        | 204                                        | 204                                        | 204                                        | 204                                        | 204                                        | 204                                        | 204                                        | 204                                        | 204                                        | 204                                        | 204                                        | 204                                        | 204                                        | 204                                        | 204                                        | 204                                        | 204                                        | 204                                        | 204                                        | 204                                        | 204                                        | 204                                        | 204                                        | 204                                        | 204                                        | 204                                        | 204                                        | 204                                        | 204                                        | 204                                        | 204                                        | 204                                        | 204                                        | 204                                        | 204                                        | 204                                        | 204                                        | 204                                        | 204                                        | 204                                        | 204                                        | 204                                        | 204                                        | 204                                        | 204                                        | 204                                        | 204                                        | 204                                        | 204                                        | 204                                        | 204                                        | 204                                        | 204                                        | 204                                        | 204                                        | 204                                        | 204                                        | 204                                        | 204                                        | 204                                        | 204                                        | 204                                        | 204                                        | 204                                        | 204                                        | 204                                        | 204                                        | 204                                        | 204                                        | 204                                        | 204                                        | 204                                        | 204                                        | 204                                        | 204                                        | 204                                        | 204                                        | 204                                        | 204                                        | 204                                        | 204                                        | 204                                        | 204                                        | 204                                        | 204                                        | 204                                        | 204                                        | 204                                        | 204                                        | 204                                        | 204                                        | 204                                        | 204                                        | 204                                        | 204                                        | 204                                        | 204                                        | 204                                        | 204                                        | 204                                        | 204                                        | 204                                        | 204                                        | 204                                        | 204                                        | 204                                        | 204                                        | 204                                        | 204                                        | 204                                        | 204                                        | 204                                        | 204                                        | 204                                        | 204                                        | 204                                        | 204                                        | 204                                        | 204                                        | 204                                        | 204                                        | 204                                        | 204                                        | 204                                        | 204                                        | 204                                        | 204                                        | 204                                        | 204                                        | 204                                        | 204                                        | 204                                        | 204                                        | 204                                        | 204                                        | 204                                        | 342                                        | 342                                        | 342                                        | 342                                        | 342                                        | 342                                        | 342                                        | 342                                        | 342                                        | 342                                        | 342                                        | 342                                        | 342                                        | 342                                        | 342                                        | 342                                        | 342                                        | 342                                        | 342                                        | 342                                        | 342                                        | 342                                        | 342                                        | 342                                        | 342                                        | 342                                        | 342                                        | 342                                        | 342                                        | 342                                        | 342                                        | 342                                        | 342                                        | 342                                        | 342                                        | 342                                        | 342                                        | 342                                        | 342                                        | 342                                        | 342                                        | 342                                        | 342                                        | 342                                        | 342                                        | 342                                        | 342                                        | 342                                        | 342                                        | 342                                        | 342                                        | 342                                        | 342                                        | 342                                        | 342                                        | 342                                        | 342                                        | 342                                        | 342                                        | 342                                        | 342                                        | 342                                        | 342                                        | 342                                        | 342                                        | 342                                        | 342                                        | 342                                        | 342                                        | 342                                        | 342                                        | 342                                        | 342                                        | 342                                        | 342                                        | 342                                        | 342                                        | 342                                        | 342                                        | 342                                        | 342                                        | 342                                        | 342                                        | 342                                        | 342                                        | 342                                        | 342                                        | 342                                        | 342                                        | 342                                        | 342                                        | 342                                        | 342                                        | 342                                        | 342                                        | 342                                        | 342                                        | 342                                        | 342                                        | 342                                        | 342                                        | 342                                        | 342                                        | 342                                        | 342                                        | 342                                        | 342                                        | 342                                        | 342                                        | 342                                        | 342                                        | 342                                        | 342                                        | 342                                        | 342                                        | 342                                        | 342                                        | 342                                        | 342                                        | 342                                        | 342                                        | 342                                        | 342                                        | 342                                        | 342                                        | 342                                        | 342                                        | 342                                        | 342                                        | 342                                        | 342                                        | 342                                        | 342                                        | 342                                        | 342                                        | 342                                        | 342                                        | 342                                        | 342                                        | 342                                        | 342                                        | 342                                        | 342                                        | 342                                        | 342                                        | 342                                        | 342                                        | 342                                        | 342                                        | 342                                        | 342                                        | 342                                        | 342                                        | 342                                        | 342                                        | 342                                        | 342                                        | 342                                        | 342                                        | 342                                        | 342                                        | 342                                        | 342                                        | 342                                        | 342                                        | 342                                        | 342                                        | 342                                        | 342                                        | 342                                        | 342                                        | 342                                        | 342                                        | 342                                        | 342                                        | 342                                        | 342                                        | 342                                        | 342                                        | 342                                        | 342                                        | 342                                        | 342                                        | 342                                        | 342                                        | 342                                        | 342                                        | 342                                        | 342                                        | 342                                        | 342                                        | 342                                        | 342                                        | 342                                        | 342                                        | 342                                        | 342                                        | 342                                        | 342                                        | 342                                        | 342                                        | 342                                        | 342                                        | 342                                        | 342                                        | 342                                        | 342                                        | 342                                        | 342                                        | 342                                        | 342                                        | 342                                        | 342                                        | 342                                        | 342                                        | 342                                        | 342                                        | 342                                        | 342                                        | 342                                        | 342                                        | 342                                        | 342                                        | 342                                        | 342                                        | 342                                        | 342                                        | 342                                        | 342                                        | 342                                        | 342                                        | 342                                        | 342                                        | 342                                        | 342                                        | 342                                        | 342                                        | 342                                        | 342                                        | 342                                        | 342                                        | 342                                        | 342                                        | 342                                        | 342                                        | 342                                        | 342                                        | 342                                        | 342                                        | 342                                        | 342                                        | 342                                        | 342                                        | 342                                        | 342                                        | 342                                        | 342                                        | 342                                        | 342                                        | 342                                        | 342                                        | 342                                        | 342                                        | 342                                        | 342                                        | 342                                        | 342                                        | 342                                        | 342                                        | 342                                        | 342                                        | 342                                        | 342                                        | 342                                        | 342                                        | 342                                        | 342                                        | 342                                        | 342                                        | 342                                        | 342                                        | 342                                        | 342                                        | 342                                        | 342                                        | 342                                        | 342                                        | 342                                        | 342                                        | 342                                        | 342                                        | 342                                        | 342                                        | 342                                        | 342                                        | 342                                        | 342                                        | 342                                        | 342                                        | 342                                        | 342                                        | 342                                        | 342                                        | 342                                        | 342                                        | 342                                        | 342                                        | 342                                        | 342                                        | 342                                        | 342                                        | 342                                        | 342                                        | 342                                        | 342                                        | 342                                        | 342                                        | 342                                        | 342                                        | 342                                        | 342                                        | 342                                        | 342                                        | 342                                        | 342                                        | 342                                        | 342                                        | 342                                        | 342                                        | 342                                        | 342                                        | 342                                        | 342                                        | 342                                        | 342                                        | 342                                        | 342                                        | 342                                        | 342                                        | 342                                        | 342                                        | 342                                        | 342                                        | 342                                        | 342                                        | 342                                        | 342                                        | 342                                        | 342                                        | 342                                        | 342                                        | 342                                        | 342                                        | 342                                        | 342                                        | 342                                        | 342                                        | 342                                        | 342                                        | 342                                        | 342                                        | 342                                        | 342                                        | 342                                        | 342                                        | 342                                        | 342                                        | 342                                        | 342                                        | 342                                        | 342                                        | 342                                        | 342                                        | 342                                        | 342                                        | 342                                        | 342                                        | 342                                        | 342                                        | 342                                        | 342                                        | 342                                        | 342                                        | 342                                        | 342                                        | 342                                        | 342                                        | 342                                        | 342                                        | 342                                        | 342                                        | 342                                        | 342                                        | 342                                        | 342                                        | 342                                        | 342                                        | 342                                        | 342                                        | 342                                        | 342                                        | 342                                        | 342                                        | 342                                        | 342                                        | 342                                        | 342                                        | 342                                        | 342                                        | 342                                        | 342                                        | 342                                        | 342                                        | 342                                        | 342                                        | 342                                        | 342                                        | 342                                        | 342                                        | 342                                        | 342                                        | 342                                        | 342                                        | 342                                        | 342                                        | 342                                        | 342                                        | 342                                        | 342                                        | 342                                        | 342                                        | 342                                        | 342                                        | 342                                        | 342                                        | 342                                        | 342                                        | 342                                        | 342                                        | 342                                        | 342                                        | 342                                        | 342                                        | 342                                        | 342                                        | 342                                        | 342                                        | 342                                        | 342                                        | 342                                        | 342                                        | 342                                        | 342                                        | 342                                        | 342                                        | 342                                        | 342                                        | 342                                        | 342                                        | 342                                        | 342                                        | 342                                        | 342                                        | 342                                        | 342                                        | 342                                        | 342                                        | 342                                        | 342                                        | 342                                        | 342                                        | 342                                        | 342                                        | 342                                        | 342                                        | 342                                        | 342                                        | 342                                        | 342                                        | 342                                        | 342                                        | 342                                        | 342                                        | 342                                        | 342                                        | 342                                        | 342                                        | 342                                        | 342                                        | 342                                        | 342                                        | 342                                        | 342                                        | 342                                        | 342                                        | 342                                        | 342                                        | 342                                        | 342                                        | 342                                        | 342                                        | 342                                        | 342                                        | 342                                        | 342                                        | 342                                        | 342                                        | 342                                        | 342                                        | 342                                        | 342                                        | 342                                        | 342                                        | 342                                        | 342                                        | 342                                        | 342                                        | 342                                        | 342                                        | 342                                        | 342                                        | 342                                        | 342                                        | 342                                        | 342                                        | 342                                        | 342                                        | 342                                        | 342                                        | 342                                        | 342                                        | 342                                        | 342                                        | 342                                        | 342                                        | 342                                        | 342                                        | 342                                        | 342                                        | 342                                        | 342                                        | 342                                        | 342                                        | 342                                        | 342                                        | 342                                        | 342                                        | 342                                        | 342                                        | 342                                        | 342                                        | 342                                        | 342                                        | 342                                        | 342                                        | 342                                        | 342                                        | 342                                        | 342                                        | 342                                        | 342                                        | 342                                        | 342                                        | 342                                        | 342                                        | 342                                        | 342                                        | 342                                        | 342                                        | 342                                        | 342                                        | 342                                        | 342                                        | 342                                        | 342                                        | 342                                        | 342                                        | 342                                        | 342                                        | 342                                        | 342                                        | 342                                        | 342                                        | 342                                        | 342                                        | 342                                        | 342                                        | 342                                        | 342                                        | 342                                        | 342                                        | 342                                        | 342                                        | 342                                        | 342                                        | 342                                        | 342                                        | 342                                        | 342                                        | 342                                        | 342                                        | 342                                        | 342                                        | 342                                        | 342                                        | 342                                        | 342                                        | 342                                        | 342                                        | 342                                        | 342                                        | 342                                        | 342                                        | 342                                        | 342                                        | 342                                        | 342                                        | 342                                        | 342                                        | 342                                        | 342                                        | 342                                        | 342                                        | 342                                        | 342                                        | 342                                        | 342                                        | 342                                        | 342                                        | 342                                        | 342                                        | 342                                        | 342                                        | 342                                        | 342                                        | 342                                        | 342                                        | 342                                        | 342                                        | 342                                        | 342                                        | 342                                        | 342                                        | 342                                        | 342                                        | 342                                        | 342                                        | 342                                        | 342                                        | 342                                        | 342                                        | 342                                        | 342                                        | 342                                        | 342                                        | 342                                        | 342                                        | 342                                        | 342                                        | 342                                        | 342                                        | 342                                        | 342                                        | 342                                        | 342                                        | 342                                        | 342                                        | 342                                        | 342                                        | 342                                        | 342                                        | 342                                        | 342                                        | 342                                        | 342                                        | 342                                        | 342                                        | 342                                        | 342                                        | 342                                        | 342                                        | 342                                        | 342                                        | 342                                        | 342                                        | 342                                        | 342                                        | 342                                        | 342                                        | 342                                        | 342                                        | 342                                        | 342                                        | 342                                        | 342                                        | 342                                        | 342                                        | 342                                        | 342                                        | 342                                        | 342                                        | 342                                        | 342                                        | 342                                        | 342                                        | 342                                        | 342                                        | 342                                        | 342                                        | 342                                        | 342                                        | 342                                        | 342                                        | 342                                        | 342                                        | 342                                        | 342                                        | 342                                        | 342                                        | 342                                        | 342                                        | 342                                        | 342                                        | 342                                        | 342                                        | 342                                        | 342                                        | 342                                        | 342                                        | 342                                        | 342                                        | 342                                        | 342                                        | 342                                        | 342                                        | 342                                        | 342                                        | 342                                        | 342                                        | 342                                        | 342                                        | 342                                        | 342                                        | 342                                        | 342                                        | 342                                        | 342                                        | 342                                        | 342                                        | 342                                        | 342                                        | 342                                        | 342                                        | 342                                        | 342                                        | 342                                        | 342                                        | 342                                        | 342                                        | 342                                        | 342                                        | 342                                        | 342                                        | 342                                        | 342                                        | 342                                        | 342                                        | 342                                        | 342                                        | 342                                        | 342                                        | 342                                        | 342                                        | 342                                        | 342                                        | 342                                        | 342                                        | 342                                        | 342                                        | 342                                        | 342                                        | 342                                        | 342                                        | 342                                        | 342                                        | 342                                        | 342                                        | 342                                        | 342                                        | 342                                        | 342                                        | 342                                        | 342                                        | 342                                        | 342                                        | 342                                        | 342                                        | 342                                        | 342                                        | 342                                        | 342                                        | 342                                        | 342                                        | 342                                        | 342                                        | 342                                        | 342                                        | 342                                        | 342                                        | 342                                        | 342                                        | 342                                        | 342                                        | 342                                        | 342                                        | 342                                        | 342                                        | 342                                        | 342                                        | 342                                        | 342                                        | 342                                        | 342                                        | 342                                        | 342                                        | 342                                        | 342                                        | 342                                        | 342                                        | 342                                        | 342                                        | 342                                        | 342                                        | 342                                        | 342                                        | 342                                        | 342                                        | 342                                        | 342                                        | 342                                        | 342                                        | 342                                        | 342                                        | 342                                        | 342                                        | 342                                        | 342                                        | 342                                        | 342                                        | 342                                        | 342                                        | 342                                        | 342                                        | 342                                        | 342                                        | 342                                        | 342                                        | 342                                        | 342                                        | 342                                        | 342                                        | 342                                        | 342                                        | 342                                        | 342                                        | 342                                        | 342                                        | 342                                        | 342                                        | 342                                        | 342                                        | 342                                        | 342                                        | 342                                        | 342                                        | 342                                        | 342                                        | 342                                        | 342                                        | 342                                        | 342                                        | 342                                        | 342                                        | 342                                        | 342                                        | 342                                        | 342                                        | 342                                        | 342                                        | 342                                        | 342                                        | 342                                        | 342                                        | 342                                        | 342                                        | 342                                        | 342                                        | 342                                        | 342                                        | 342                                        | 342                                        | 342                                        | 342                                        | 342                                        | 342                                        | 342                                        | 342                                        | 342                                        | 342                                        | 342                                        | 342                                        | 342                                        | 342                                        | 342                                        | 342                                        | 342                                        | 342                                        | 342                                        | 342                                        | 342                                        | 342                                        | 342                                        | 342                                        | 342                                        | 342                                        | 342                                        | 342                                        | 342                                        | 342                                        | 342                                        | 342                                        | 342                                        | 342                                        | 342                                        | 342                                        | 342                                        | 342                                        | 342                                        | 342                                        | 342                                        | 342                                        | 342                                        | 342                                        | 342                                        | 342                                        | 342                                        | 342                                        | 342                                        | 342                                        | 342                                        | 342                                        | 342                                        | 342                                        | 342                                        | 342                                        | 342                                        | 342                                        | 342                                        | 342                                        | 342                                        | 342                                        | 342                                        | 342                                        | 342                                        | 342                                        | 342                                        | 342                                        | 342                                        | 342                                        | 342                                        | 342                                        | 342                                        | 342                                        | 342                                        | 342                                        | 342                                        | 342                                        | 342                                        | 342                                        | 342                                        | 342                                        | 342                                        | 342                                        | 342                                        | 342                                        | 342                                        | 342                                        | 342                                        | 342                                        | 342                                        | 342                                        | 342                                        | 342                                        | 342                                        | 342                                        | 342                                        | 342                                        | 342                                        | 342                                        | 342                                        | 342                                        | 342                                        | 342                                        | 342                                        | 342                                        | 342                                        | 342                                        | 342                                        | 342                                        | 342                                        | 342                                        | 342                                        | 342                                        | 342                                        | 342                                        | 342                                        | 342                                        | 342                                        | 342                                        | 342                                        | 342                                        | 342                                        | 342                                        | 342                                        | 342                                        | 342                                        | 342                                        | 342                                        | 342                                        | 342                                        | 342                                        | 342                                        | 342                                        | 342                                        | 342                                        | 342                                        | 342                                        | 342                                        | 342                                        | 342                                        | 342                                        | 342                                        | 342                                        | 342                                        | 342                                        | 342                                        | 342                                        | 342                                        | 342                                        | 342                                        | 342                                        | 342                                        | 342                                        | 342                                        | 342                                        | 342                                        | 342                                        | 342                                        | 342                                        | 342                                        | 342                                        | 342                                        | 342                                        | 342                                        | 342                                        | 342                                        | 342                                        | 342                                        | 342                                        | 342                                        | 342                                        | 342                                        | 342                                        | 342                                        | 342                                        | 342                                        | 342                                        | 342                                        | 342                                        | 342                                        | 342                                        | 342                                        | 342                                        | 342                                        | 342                                        | 342                                        | 342                                        | 342                                        | 342                                        | 342                                        | 342                                        | 342                                        | 342                                        | 342                                        | 342                                        | 342                                        | 342                                        | 342                                        | 342                                        | 342                                        | 342                                        | 342                                        | 342                                        | 342                                        | 342                                        | 342                                        | 342                                        | 342                                        | 342                                        | 342                                        | 342                                        | 342                                        | 342                                        | 342                                        | 342                                        | 342                                        | 342                                        | 342                                        | 342                                        | 342                                        | 342                                        | 342                                        | 342                                        | 342                                        | 342                                        | 342                                        | 342                                        | 342                                        | 342                                        | 342                                        | 342                                        | 342                                        | 342                                        | 342                                        | 342                                        | 342                                        | 342                                        | 342                                        | 342                                        | 342                                        | 342                                        | 342                                        | 342                                        | 342                                        | 342                                        | 342                                        | 342                                        | 342                                        | 342                                        | 342                                        | 342                                        | 342                                        | 342                                        | 342                                        | 342                                        | 342                                        | 342                                        | 342                                        | 342                                        | 342                                        | 342                                        | 342                                        | 342                                        | 342                                        | 342                                        | 342                                        | 342                                        | 342                                        | 342                                        | 342                                        | 342                                        | 342                                        | 342                                        | 342                                        | 342                                        | 342                                        | 342                                        | 342                                        | 342                                        | 342                                        | 342                                        | 342                                        | 342                                        | 342                                        | 342                                        | 342                                        | 342                                        | 342                                        | 342                                        | 342                                        | 342                                        | 342                                        | 342                                        | 342                                        | 342                                        | 342                                        | 342                                        | 342                                        | 342                                        | 342                                        | 342                                        | 342                                        | 342                                        | 342                                        | 342                                        | 342                                        | 342                                        | 342                                        | 342                                        | 342                                        | 342                                        | 342                                        | 342                                        | 342                                        | 342                                        | 342                                        | 342                                        | 342                                        | 342                                        | 342                                        | 342                                        | 342                                        | 342                                        | 342                                        | 342                                        | 342                                        | 342                                        | 342                                        | 342                                        | 342                                        | 342                                        | 342                                        | 342                                        | 342                                        | 342                                        | 342                                        | 342                                        | 342                                        | 342                                        | 342                                        | 342                                        | 342                                        | 342                                        | 342                                        | 342                                        | 342                                        | 342                                        | 342                                        | 342                                        | 342                                        | 342                                        | 342                                        | 342                                        | 342                                        | 342                                        | 342                                        | 342                                        | 342                                        | 342                                        | 342                                        | 342                                        | 342                                        | 342                                        | 342                                        | 342                                        | 342                                        | 342                                        | 342                                        | 342                                        | 342                                        | 342                                        | 342                                        | 342                                        | 342                                        | 342                                        | 342                                        | 342                                        | 342                                        | 342                                        | 342                                        | 342                                        | 342                                        | 342                                        | 342                                        | 342                                        | 342                                        | 342                                        | 342                                        | 342                                        | 342                                        | 342                                        | 342                                        | 342                                        | 342                                        | 342                                        | 342                                        | 342                                        | 342                                        | 342                                        | 342                                        | 342                                        | 342                                        | 342                                        | 342                                        | 342                                        | 342                                        | 342                                        | 342                                        | 342                                        | 342                                        | 342                                        | 342                                        | 342                                        | 342                                        | 342                                        | 342                                        | 342                                        | 342                                        | 342                                        | 342                                        | 342                                        | 342                                        | 342                                        | 342                                        | 342                                        | 342                                        | 342                                        | 342                                        | 342                                        | 342                                        | 342                                        | 342                                        | 342                                        | 342                                        | 342                                        | 342                                        | 342                                        | 342                                        | 342                                        | 342                                        | 342                                        | 342                                        | 342                                        | 342                                        | 342                                        | 342                                        | 342                                        | 342                                        | 342                                        | 342                                        | 342                                        | 342                                        | 342                                        | 342                                        | 342                                        | 342                                        | 342                                        | 342                                        | 342                                        | 342                                        | 342                                        | 342                                        | 342                                        | 342                                        | 342                                        | 342                                        | 342                                        | 342                                        | 342                                        | 342                                        | 342                                        | 342                                        | 342                                        | 342                                        | 342                                        | 342                                        | 342                                        | 342                                        | 342                                        | 342                                        | 342                                        | 342                                        | 342                                        | 342                                        | 342                                        | 342                                        | 342                                        | 342                                        | 342                                        | 342                                        | 342                                        | 342                                        | 342                                        | 342                                        | 342                                        | 342                                        | 342                                        | 342                                        | 342                                        | 342                                        | 342                                        | 342                                        | 342                                        | 342                                        | 342                                        | 342                                        | 342                                        | 342                                        | 342                                        | 342                                        | 342                                        | 342                                        | 342                                        | 342                                        | 342                                        | 342                                        | 342                                        | 342                                        | 342                                        | 342                                        | 342                                        | 342                                        | 342                                        | 342                                        | 342                                        | 342                                        | 342                                        | 342                                        | 342                                        | 342                                        | 342                                        | 342                                        | 342                                        | 342                                        | 342                                        | 342                                        | 342                                        | 342                                        | 342                                        | 342                                        | 342                                        | 342                                        | 342                                        | 342                                        | 342                                        | 342                                        | 342                                        | 342                                        | 342                                        | 342                                        | 342                                        | 342                                        | 342                                        | 342                                        | 342                                        | 342                                        | 342                                        | 342                                        | 342                                        | 342                                        | 342                                        | 342                                        | 342                                        | 342                                        | 342                                        | 342                                        | 342                                        | 342                                        | 342                                        | 342                                        | 342                                        | 342                                        | 342                                        | 342                                        | 342                                        | 342                                        | 342                                        | 342                                        | 342                                        | 342                                        | 342                                        | 342                                        | 342                                        | 342                                        | 342                                        | 342                                        | 342                                        | 342                                        | 342                                        | 342                                        | 342                                        | 342                                        | 342                                        | 342                                        | 342                                        | 342                                        | 342                                        | 342                                        | 342                                        | 342                                        | 342                                        | 342                                        | 342                                        | 342                                        | 342                                        | 342                                        | 342                                        | 342                                        | 342                                        | 342                                        | 342                                        | 342                                        | 342                                        | 342                                        | 342                                        | 342                                        | 342                                        | 342                                        | 342                                        | 342                                        | 342                                        | 342                                        | 342                                        | 342                                        | 342                                        | 342                                        | 342                                        | 342                                        | 342                                        | 342                                        | 342                                        | 342                                        | 342                                        | 342                                        | 342                                        | 342                                        | 342                                        | 342                                        | 342                                        | 342                                        | 342                                        | 342                                        | 342                                        | 342                                        | 342                                        | 342                                        | 342                                        | 342                                        | 342                                        | 342                                        | 342                                        | 342                                        | 342                                        | 342                                        | 342                                        | 342                                        | 342                                        | 342                                        | 342                                        | 342                                        | 342                                        | 342                                        | 342                                        | 342                                        | 342                                        | 342                                        | 342                                        | 342                                        | 342                                        | 342                                        | 342                                        | 342                                        | 342                                        | 342                                        | 342                                        | 342                                        | 342                                        | 342                                        | 342                                        | 342                                        | 342                                        | 342                                        | 342                                        | 342                                        | 342                                        | 342                                        | 342                                        | 342                                        | 342                                        | 342                                        | 342                                        | 342                                        | 342                                        | 342                                        | 342                                        | 342                                        | 342                                        | 342                                        | 342                                        | 342                                        | 342                                        | 342                                        | 342                                        | 342                                        | 342                                        | 342                                        | 342                                        | 342                                        | 342                                        | 342                                        | 342                                        | 342                                        | 342                                        | 342                                        | 342                                        | 342                                        | 342                                        | 342                                        | 342                                        | 342                                        | 342                                        | 342                                        | 342                                        | 342                                        | 342                                        | 342                                        | 342                                        | 342                                        | 342                                        | 342                                        | 342                                        | 342                                        | 342                                        | 342                                        | 342                                        | 342                                        | 342                                        | 342                                        | 342                                        | 342                                        | 342                                        | 342                                        | 342                                        | 342                                        | 342                                        | 342                                        | 342                                        | 342                                        | 342                                        | 342                                        | 342                                        | 342                                        | 342                                        | 342                                        | 342                                        | 342                                        | 342                                        | 342                                        | 342                                        | 342                                        | 342                                        | 342                                        | 342                                        | 342                                        | 342                                        | 342                                        | 342                                        | 342                                        | 342                                        | 342                                        | 342                                        | 342                                        | 342                                        | 342                                        | 342                                        | 342                                        | 342                                        | 342                                        | 342                                        | 342                                        | 342                                        | 342                                        | 342                                        | 342                                        | 342                                        | 342                                        | 342                                        | 342                                        | 342                                        | 342                                        | 342                                        | 342                                        | 342                                        | 342                                        | 342                                        | 342                                        | 342                                        | 342                                        | 342                                        | 342                                        | 342                                        | 342                                        | 342                                        | 342                                        | 342                                        | 342                                        | 342                                        | 342                                        | 342                                        | 342                                        | 342                                        | 342                                        | 342                                        | 342                                        | 342                                        | 342                                        | 342                                        | 342                                        | 342                                        | 342                                        | 342                                        | 342                                        | 342                                        | 342                                        | 342                                        | 342                                        | 342                                        | 342                                        | 342                                        | 342                                        | 342                                        | 342                                        | 342                                        | 342                                        | 342                                        | 342                                        | 342                                        | 342                                        | 342                                        | 342                                        | 342                                        | 342                                        | 342                                        | 342                                        | 342                                        | 342                                        | 342                                        | 342                                        | 342                                        | 342                                        | 342                                        | 342                                        | 342                                        | 342                                        | 342                                        | 342                                        | 342                                        | 342                                        | 342                                        | 342                                        | 342                                        | 342                                        | 342                                        | 342                                        | 342                                        | 342                                        | 342                                        | 342                                        | 342                                        | 342                                        | 342                                        | 342                                        | 342                                        | 342                                        | 342                                        | 342                                        | 342                                        | 342                                        | 342                                        | 342                                        | 342                                        | 342                                        | 342                                        | 342                                        | 342                                        | 342                                        | 342                                        | 342                                        | 342                                        | 342                                        | 342                                        | 342                                        | 342                                        | 342                                        | 342                                        | 342                                        | 342                                        | 342                                        | 342                                        | 342                                        | 342                                        | 342                                        | 342                                        | 342                                        | 342                                        | 342                                        | 342                                        | 342                                        | 342                                        | 342                                        | 342                                        | 342                                        | 342                                        | 342                                        | 342                                        | 342                                        | 342                                        | 342                                        | 342                                        | 342                                        | 342                                        | 342                                        | 342                                        | 342                                        | 342                                        | 342                                        | 342                                        | 342                                        | 342                                        | 342                                        | 342                                        | 342                                        | 342                                        | 342                                        | 342                                        | 342                                        | 342                                        | 342                                        | 342                                        | 342                                        | 342                                        | 342                                        | 342                                        | 342                                        | 342                                        | 342                                        | 342                                        | 342                                        | 342                                        | 342                                        | 342                                        | 342                                        | 342                                        | 342                                        | 342                                        | 342                                        | 342                                        | 342                                        | 342                                        | 342                                        | 342                                        | 342                                        | 342                                        | 342                                        | 342                                        | 342                                        | 342                                        | 342                                        | 342                                        | 342                                        | 342                                        | 342                                        | 342                                        | 342                                        | 342                                        | 342                                        | 342                                        | 342                                        | 342                                        | 342                                        | 342                                        | 342                                        | 342                                        | 342                                        | 342                                        | 342                                        | 342                                        | 342                                        | 342                                        | 342                                        | 342                                        | 342                                        | 342                                        | 342                                        | 342                                        | 342                                        | 342                                        | 342                                        | 342                                        | 342                                        | 342                                        | 342                                        | 342                                        | 342                                        | 342                                        | 342                                        | 342                                        | 342                                        | 342                                        | 342                                        | 342                                        | 342                                        | 342                                        | 342                                        | 342                                        | 342                                        | 342                                        | 342                                        | 342                                        | 342                                        | 342                                        | 342                                        | 342                                        | 342                                        | 342                                        | 342                                        | 342                                        | 342                                        | 342                                        | 342                                        | 342                                        | 342                                        | 342                                        | 342                                        | 342                                        | 342                                        | 342                                        | 342                                        | 342                                        | 342                                        | 342                                        | 342                                        | 342                                        | 342                                        | 342                                        | 342                                        | 342                                        | 342                                        | 342                                        | 342                                        | 342                                        | 342                                        | 342                                        | 342                                        | 342                                        | 342                                        | 342                                        | 342                                        | 342                                        | 342                                        | 342                                        | 342                                        | 342                                        | 342                                        | 342                                        | 342                                        | 342                                        | 342                                        | 342                                        | 342                                        | 342                                        | 342                                        | 342                                        | 342                                        | 342                                        | 342                                        | 342                                        | 342                                        | 342                                        | 342                                        | 342                                        | 342                                        | 342                                        | 342                                        | 342                                        | 342                                        | 342                                        | 342                                        | 342                                        | 342                                        | 342                                        | 342                                        | 342                                        | 342                                        | 342                                        | 342                                        | 342                                        | 342                                        | 342                                        | 342                                        | 342                                        | 342                                        | 342                                        | 342                                        | 342                                        | 342                                        | 342                                        | 342                                        | 342                                        | 342                                        | 342                                        | 342                                        | 342                                        | 342                                        | 342                                        | 342                                        | 342                                        | 342                                        | 342                                        | 342                                        | 342                                        | 342                                        | 342                                        | 342                                        | 342                                        | 342                                        | 342                                        | 342                                        | 342                                        | 342                                        | 342                                        | 342                                        | 342                                        | 342                                        | 342                                        | 342                                        | 342                                        | 342                                        | 342                                        | 342                                        | 342                                        | 342                                        | 342                                        | 342                                        | 342                                        | 342                                        | 342                                        | 342                                        | 342                                        | 342                                        | 342                                        | 342                                        | 204                                        | 204                                        | 204                                        | 204                                        | 204                                        | 204                                        | 204                                        | 204                                        | 204                                        | 204                                        | 204                                        | 204                                        | 204                                        | 204                                        | 204                                        | 204                                        | 204                                        | 204                                        | 204                                        | 204                                        | 204                                        | 204                                        | 204                                        | 204                                        | 204                                        | 204                                        | 204                                        | 204                                        | 204                                        | 204                                        | 204                                        | 204                                        | 204                                        | 204                                        | 204                                        | 204                                        | 204                                        | 204                                        | 204                                        | 204                                        | 204                                        | 204                                        | 204                                        | 204                                        | 204                                        | 204                                        | 204                                        | 204                                        | 204                                        | 204                                        | 204                                        | 204                                        | 204                                        | 204                                        | 204                                        | 204                                        | 204                                        | 204                                        | 204                                        | 204                                        | 204                                        | 204                                        | 204                                        | 204                                        | 204                                        | 204                                        | 204                                        | 204                                        | 204                                        | 204                                        | 204                                        | 204                                        | 204                                        | 204                                        | 204                                        | 204                                        | 204                                        | 204                                        | 204                                        | 204                                        | 204                                        | 204                                        | 204                                        | 204                                        | 204                                        | 204                                        | 204                                        | 204                                        | 204                                        | 204                                        | 204                                        | 204                                        | 204                                        | 204                                        | 204                                        | 204                                        | 204                                        | 204                                        | 204                                        | 204                                        | 204                                        | 204                                        | 204                                        | 204                                        | 204                                        | 204                                        | 204                                        | 204                                        | 204                                        | 204                                        | 204                                        | 204                                        | 204                                        | 204                                        | 204                                        | 204                                        | 204                                        | 204                                        | 204                                        | 204                                        | 204                                        | 204                                        | 204                                        | 204                                        | 204                                        | 204                                        | 204                                        | 204                                        | 204                                        | 204                                        | 204                                        | 204                                        | 204                                        | 204                                        | 204                                        | 204                                        | 204                                        | 204                                        | 204                                        | 204                                        | 204                                        | 204                                        | 204                                        | 204                                        | 204                                        | 204                                        | 204                                        | 204                                        | 204                                        | 204                                        | 204                                        | 204                                        | 204                                        | 204                                        | 204                                        | 204                                        | 204                                        | 204                                        | 204                                        | 204                                        | 204                                        | 204                                        | 204                                        | 204                                        | 204                                        | 204                                        | 204                                        | 204                                        | 204                                        | 204                                        | 204                                        | 204                                        | 204                                        | 204                                        | 204                                        | 204                                        | 204                                        | 204                                        | 204                                        | 204                                        | 204                                        | 204                                        | 204                                        | 204                                        | 204                                        | 204                                        | 204                                        | 204                                        | 204                                        | 204                                        | 204                                        | 204                                        | 204                                        | 204                                        | 204                                        | 204                                        | 204                                        | 204                                        | 204                                        | 204                                        | 204                                        | 204                                        | 204                                        | 204                                        |                                            |                                            |                                            |                                            |                                            |                                            |                                            |                                            |                                            |                                            |                                            |                                            |                                            |                                            |                                            |                                            |                                            |                                            |                                            |                                            |                                            |                                            |                                            |                                            |                                            |                                            |                                            |                                            |                                            |                                            |                                            |                                            |                                            |                                            |                                            |                                            |                                            |                                            |                                            |                                            |                                            |                                            |                                            |                                            |                                            |                                            |                                            |                                            |                                            |                                            |                                            |                                            |                                            |                                            |                                            |                                            |                                            |                                            |                                            |                                            |                                            |                                            |                                            |                                            |                                            |                                            |                                            |                                            |                                            |                                            |                                            |                                            |                                            |                                            |                                            |                                            |                                            |                                            |                                            |                                            |
| 3    | 2 252 m                     | Pont Rion-Antirion              | 286                                        | 286                                        | 286                                        | 286                                        | 286                                        | 286                                        | 286                                        | 286                                        | 286                                        | 286                                        | 286                                        | 286                                        | 286                                        | 286                                        | 286                                        | 286                                        | 286                                        | 286                                        | 286                                        | 286                                        | 286                                        | 286                                        | 286                                        | 286                                        | 286                                        | 286                                        | 286                                        | 286                                        | 286                                        | 286                                        | 286                                        | 286                                        | 286                                        | 286                                        | 286                                        | 286                                        | 286                                        | 286                                        | 286                                        | 286                                        | 286                                        | 286                                        | 286                                        | 286                                        | 286                                        | 286                                        | 286                                        | 286                                        | 286                                        | 286                                        | 286                                        | 286                                        | 286                                        | 286                                        | 286                                        | 286                                        | 286                                        | 286                                        | 286                                        | 286                                        | 286                                        | 286                                        | 286                                        | 286                                        | 286                                        | 286                                        | 286                                        | 286                                        | 286                                        | 286                                        | 286                                        | 286                                        | 286                                        | 286                                        | 286                                        | 286                                        | 286                                        | 286                                        | 286                                        | 286                                        | 286                                        | 286                                        | 286                                        | 286                                        | 286                                        | 286                                        | 286                                        | 286                                        | 286                                        | 286                                        | 286                                        | 286                                        | 286                                        | 286                                        | 286                                        | 286                                        | 286                                        | 286                                        | 286                                        | 286                                        | 286                                        | 286                                        | 286                                        | 286                                        | 286                                        | 286                                        | 286                                        | 286                                        | 286                                        | 286                                        | 286                                        | 286                                        | 286                                        | 286                                        | 286                                        | 286                                        | 286                                        | 286                                        | 286                                        | 286                                        | 286                                        | 286                                        | 286                                        | 286                                        | 286                                        | 286                                        | 286                                        | 286                                        | 286                                        | 286                                        | 286                                        | 286                                        | 286                                        | 286                                        | 286                                        | 286                                        | 286                                        | 286                                        | 286                                        | 286                                        | 286                                        | 286                                        | 286                                        | 286                                        | 286                                        | 286                                        | 286                                        | 286                                        | 286                                        | 286                                        | 286                                        | 286                                        | 286                                        | 286                                        | 286                                        | 286                                        | 286                                        | 286                                        | 286                                        | 286                                        | 286                                        | 286                                        | 286                                        | 286                                        | 286                                        | 286                                        | 286                                        | 286                                        | 286                                        | 286                                        | 286                                        | 286                                        | 286                                        | 286                                        | 286                                        | 286                                        | 286                                        | 286                                        | 286                                        | 286                                        | 286                                        | 286                                        | 286                                        | 286                                        | 286                                        | 286                                        | 286                                        | 286                                        | 286                                        | 286                                        | 286                                        | 286                                        | 286                                        | 286                                        | 286                                        | 286                                        | 286                                        | 286                                        | 286                                        | 286                                        | 286                                        | 286                                        | 286                                        | 286                                        | 286                                        | 286                                        | 286                                        | 286                                        | 286                                        | 286                                        | 286                                        | 286                                        | 286                                        | 286                                        | 286                                        | 286                                        | 286                                        | 286                                        | 286                                        | 286                                        | 286                                        | 286                                        | 286                                        | 286                                        | 286                                        | 286                                        | 286                                        | 286                                        | 286                                        | 286                                        | 286                                        | 286                                        | 286                                        | 286                                        | 286                                        | 286                                        | 286                                        | 286                                        | 286                                        | 286                                        | 286                                        | 286                                        | 286                                        | 286                                        | 286                                        | 286                                        | 286                                        | 286                                        | 286                                        | 286                                        | 286                                        | 286                                        | 286                                        | 286                                        | 286                                        | 286                                        | 286                                        | 286                                        | 286                                        | 286                                        | 286                                        | 286                                        | 286                                        | 286                                        | 286                                        | 286                                        | 286                                        | 286                                        | 286                                        | 286                                        | 286                                        | 286                                        | 286                                        | 286                                        | 286                                        | 286                                        | 286                                        | 286                                        | 286                                        | 286                                        | 286                                        | 286                                        | 286                                        | 286                                        | 286                                        | 286                                        | 560                                        | 560                                        | 560                                        | 560                                        | 560                                        | 560                                        | 560                                        | 560                                        | 560                                        | 560                                        | 560                                        | 560                                        | 560                                        | 560                                        | 560                                        | 560                                        | 560                                        | 560                                        | 560                                        | 560                                        | 560                                        | 560                                        | 560                                        | 560                                        | 560                                        | 560                                        | 560                                        | 560                                        | 560                                        | 560                                        | 560                                        | 560                                        | 560                                        | 560                                        | 560                                        | 560                                        | 560                                        | 560                                        | 560                                        | 560                                        | 560                                        | 560                                        | 560                                        | 560                                        | 560                                        | 560                                        | 560                                        | 560                                        | 560                                        | 560                                        | 560                                        | 560                                        | 560                                        | 560                                        | 560                                        | 560                                        | 560                                        | 560                                        | 560                                        | 560                                        | 560                                        | 560                                        | 560                                        | 560                                        | 560                                        | 560                                        | 560                                        | 560                                        | 560                                        | 560                                        | 560                                        | 560                                        | 560                                        | 560                                        | 560                                        | 560                                        | 560                                        | 560                                        | 560                                        | 560                                        | 560                                        | 560                                        | 560                                        | 560                                        | 560                                        | 560                                        | 560                                        | 560                                        | 560                                        | 560                                        | 560                                        | 560                                        | 560                                        | 560                                        | 560                                        | 560                                        | 560                                        | 560                                        | 560                                        | 560                                        | 560                                        | 560                                        | 560                                        | 560                                        | 560                                        | 560                                        | 560                                        | 560                                        | 560                                        | 560                                        | 560                                        | 560                                        | 560                                        | 560                                        | 560                                        | 560                                        | 560                                        | 560                                        | 560                                        | 560                                        | 560                                        | 560                                        | 560                                        | 560                                        | 560                                        | 560                                        | 560                                        | 560                                        | 560                                        | 560                                        | 560                                        | 560                                        | 560                                        | 560                                        | 560                                        | 560                                        | 560                                        | 560                                        | 560                                        | 560                                        | 560                                        | 560                                        | 560                                        | 560                                        | 560                                        | 560                                        | 560                                        | 560                                        | 560                                        | 560                                        | 560                                        | 560                                        | 560                                        | 560                                        | 560                                        | 560                                        | 560                                        | 560                                        | 560                                        | 560                                        | 560                                        | 560                                        | 560                                        | 560                                        | 560                                        | 560                                        | 560                                        | 560                                        | 560                                        | 560                                        | 560                                        | 560                                        | 560                                        | 560                                        | 560                                        | 560                                        | 560                                        | 560                                        | 560                                        | 560                                        | 560                                        | 560                                        | 560                                        | 560                                        | 560                                        | 560                                        | 560                                        | 560                                        | 560                                        | 560                                        | 560                                        | 560                                        | 560                                        | 560                                        | 560                                        | 560                                        | 560                                        | 560                                        | 560                                        | 560                                        | 560                                        | 560                                        | 560                                        | 560                                        | 560                                        | 560                                        | 560                                        | 560                                        | 560                                        | 560                                        | 560                                        | 560                                        | 560                                        | 560                                        | 560                                        | 560                                        | 560                                        | 560                                        | 560                                        | 560                                        | 560                                        | 560                                        | 560                                        | 560                                        | 560                                        | 560                                        | 560                                        | 560                                        | 560                                        | 560                                        | 560                                        | 560                                        | 560                                        | 560                                        | 560                                        | 560                                        | 560                                        | 560                                        | 560                                        | 560                                        | 560                                        | 560                                        | 560                                        | 560                                        | 560                                        | 560                                        | 560                                        | 560                                        | 560                                        | 560                                        | 560                                        | 560                                        | 560                                        | 560                                        | 560                                        | 560                                        | 560                                        | 560                                        | 560                                        | 560                                        | 560                                        | 560                                        | 560                                        | 560                                        | 560                                        | 560                                        | 560                                        | 560                                        | 560                                        | 560                                        | 560                                        | 560                                        | 560                                        | 560                                        | 560                                        | 560                                        | 560                                        | 560                                        | 560                                        | 560                                        | 560                                        | 560                                        | 560                                        | 560                                        | 560                                        | 560                                        | 560                                        | 560                                        | 560                                        | 560                                        | 560                                        | 560                                        | 560                                        | 560                                        | 560                                        | 560                                        | 560                                        | 560                                        | 560                                        | 560                                        | 560                                        | 560                                        | 560                                        | 560                                        | 560                                        | 560                                        | 560                                        | 560                                        | 560                                        | 560                                        | 560                                        | 560                                        | 560                                        | 560                                        | 560                                        | 560                                        | 560                                        | 560                                        | 560                                        | 560                                        | 560                                        | 560                                        | 560                                        | 560                                        | 560                                        | 560                                        | 560                                        | 560                                        | 560                                        | 560                                        | 560                                        | 560                                        | 560                                        | 560                                        | 560                                        | 560                                        | 560                                        | 560                                        | 560                                        | 560                                        | 560                                        | 560                                        | 560                                        | 560                                        | 560                                        | 560                                        | 560                                        | 560                                        | 560                                        | 560                                        | 560                                        | 560                                        | 560                                        | 560                                        | 560                                        | 560                                        | 560                                        | 560                                        | 560                                        | 560                                        | 560                                        | 560                                        | 560                                        | 560                                        | 560                                        | 560                                        | 560                                        | 560                                        | 560                                        | 560                                        | 560                                        | 560                                        | 560                                        | 560                                        | 560                                        | 560                                        | 560                                        | 560                                        | 560                                        | 560                                        | 560                                        | 560                                        | 560                                        | 560                                        | 560                                        | 560                                        | 560                                        | 560                                        | 560                                        | 560                                        | 560                                        | 560                                        | 560                                        | 560                                        | 560                                        | 560                                        | 560                                        | 560                                        | 560                                        | 560                                        | 560                                        | 560                                        | 560                                        | 560                                        | 560                                        | 560                                        | 560                                        | 560                                        | 560                                        | 560                                        | 560                                        | 560                                        | 560                                        | 560                                        | 560                                        | 560                                        | 560                                        | 560                                        | 560                                        | 560                                        | 560                                        | 560                                        | 560                                        | 560                                        | 560                                        | 560                                        | 560                                        | 560                                        | 560                                        | 560                                        | 560                                        | 560                                        | 560                                        | 560                                        | 560                                        | 560                                        | 560                                        | 560                                        | 560                                        | 560                                        | 560                                        | 560                                        | 560                                        | 560                                        | 560                                        | 560                                        | 560                                        | 560                                        | 560                                        | 560                                        | 560                                        | 560                                        | 560                                        | 560                                        | 560                                        | 560                                        | 560                                        | 560                                        | 560                                        | 560                                        | 560                                        | 560                                        | 560                                        | 560                                        | 560                                        | 560                                        | 560                                        | 560                                        | 560                                        | 560                                        | 560                                        | 560                                        | 560                                        | 560                                        | 560                                        | 560                                        | 560                                        | 560                                        | 560                                        | 560                                        | 560                                        | 560                                        | 560                                        | 560                                        | 560                                        | 560                                        | 560                                        | 560                                        | 560                                        | 560                                        | 560                                        | 560                                        | 560                                        | 560                                        | 560                                        | 560                                        | 560                                        | 560                                        | 560                                        | 560                                        | 560                                        | 560                                        | 560                                        | 560                                        | 560                                        | 560                                        | 560                                        | 560                                        | 560                                        | 560                                        | 560                                        | 560                                        | 560                                        | 560                                        | 560                                        | 560                                        | 560                                        | 560                                        | 560                                        | 560                                        | 560                                        | 560                                        | 560                                        | 560                                        | 560                                        | 560                                        | 560                                        | 560                                        | 560                                        | 560                                        | 560                                        | 560                                        | 560                                        | 560                                        | 560                                        | 560                                        | 560                                        | 560                                        | 560                                        | 560                                        | 560                                        | 560                                        | 560                                        | 560                                        | 560                                        | 560                                        | 560                                        | 560                                        | 560                                        | 560                                        | 560                                        | 560                                        | 560                                        | 560                                        | 560                                        | 560                                        | 560                                        | 560                                        | 560                                        | 560                                        | 560                                        | 560                                        | 560                                        | 560                                        | 560                                        | 560                                        | 560                                        | 560                                        | 560                                        | 560                                        | 560                                        | 560                                        | 560                                        | 560                                        | 560                                        | 560                                        | 560                                        | 560                                        | 560                                        | 560                                        | 560                                        | 560                                        | 560                                        | 560                                        | 560                                        | 560                                        | 560                                        | 560                                        | 560                                        | 560                                        | 560                                        | 560                                        | 560                                        | 560                                        | 560                                        | 560                                        | 560                                        | 560                                        | 560                                        | 560                                        | 560                                        | 560                                        | 560                                        | 560                                        | 560                                        | 560                                        | 560                                        | 560                                        | 560                                        | 560                                        | 560                                        | 560                                        | 560                                        | 560                                        | 560                                        | 560                                        | 560                                        | 560                                        | 560                                        | 560                                        | 560                                        | 560                                        | 560                                        | 560                                        | 560                                        | 560                                        | 560                                        | 560                                        | 560                                        | 560                                        | 560                                        | 560                                        | 560                                        | 560                                        | 560                                        | 560                                        | 560                                        | 560                                        | 560                                        | 560                                        | 560                                        | 560                                        | 560                                        | 560                                        | 560                                        | 560                                        | 560                                        | 560                                        | 560                                        | 560                                        | 560                                        | 560                                        | 560                                        | 560                                        | 560                                        | 560                                        | 560                                        | 560                                        | 560                                        | 560                                        | 560                                        | 560                                        | 560                                        | 560                                        | 560                                        | 560                                        | 560                                        | 560                                        | 560                                        | 560                                        | 560                                        | 560                                        | 560                                        | 560                                        | 560                                        | 560                                        | 560                                        | 560                                        | 560                                        | 560                                        | 560                                        | 560                                        | 560                                        | 560                                        | 560                                        | 560                                        | 560                                        | 560                                        | 560                                        | 560                                        | 560                                        | 560                                        | 560                                        | 560                                        | 560                                        | 560                                        | 560                                        | 560                                        | 560                                        | 560                                        | 560                                        | 560                                        | 560                                        | 560                                        | 560                                        | 560                                        | 560                                        | 560                                        | 560                                        | 560                                        | 560                                        | 560                                        | 560                                        | 560                                        | 560                                        | 560                                        | 560                                        | 560                                        | 560                                        | 560                                        | 560                                        | 560                                        | 560                                        | 560                                        | 560                                        | 560                                        | 560                                        | 560                                        | 560                                        | 560                                        | 560                                        | 560                                        | 560                                        | 560                                        | 560                                        | 560                                        | 560                                        | 560                                        | 560                                        | 560                                        | 560                                        | 560                                        | 560                                        | 560                                        | 560                                        | 560                                        | 560                                        | 560                                        | 560                                        | 560                                        | 560                                        | 560                                        | 560                                        | 560                                        | 560                                        | 560                                        | 560                                        | 560                                        | 560                                        | 560                                        | 560                                        | 560                                        | 560                                        | 560                                        | 560                                        | 560                                        | 560                                        | 560                                        | 560                                        | 560                                        | 560                                        | 560                                        | 560                                        | 560                                        | 560                                        | 560                                        | 560                                        | 560                                        | 560                                        | 560                                        | 560                                        | 560                                        | 560                                        | 560                                        | 560                                        | 560                                        | 560                                        | 560                                        | 560                                        | 560                                        | 560                                        | 560                                        | 560                                        | 560                                        | 560                                        | 560                                        | 560                                        | 560                                        | 560                                        | 560                                        | 560                                        | 560                                        | 560                                        | 560                                        | 560                                        | 560                                        | 560                                        | 560                                        | 560                                        | 560                                        | 560                                        | 560                                        | 560                                        | 560                                        | 560                                        | 560                                        | 560                                        | 560                                        | 560                                        | 560                                        | 560                                        | 560                                        | 560                                        | 560                                        | 560                                        | 560                                        | 560                                        | 560                                        | 560                                        | 560                                        | 560                                        | 560                                        | 560                                        | 560                                        | 560                                        | 560                                        | 560                                        | 560                                        | 560                                        | 560                                        | 560                                        | 560                                        | 560                                        | 560                                        | 560                                        | 560                                        | 560                                        | 560                                        | 560                                        | 560                                        | 560                                        | 560                                        | 560                                        | 560                                        | 560                                        | 560                                        | 560                                        | 560                                        | 560                                        | 560                                        | 560                                        | 560                                        | 560                                        | 560                                        | 560                                        | 560                                        | 560                                        | 560                                        | 560                                        | 560                                        | 560                                        | 560                                        | 560                                        | 560                                        | 560                                        | 560                                        | 560                                        | 560                                        | 560                                        | 560                                        | 560                                        | 560                                        | 560                                        | 560                                        | 560                                        | 560                                        | 560                                        | 560                                        | 560                                        | 560                                        | 560                                        | 560                                        | 560                                        | 560                                        | 560                                        | 560                                        | 560                                        | 560                                        | 560                                        | 560                                        | 560                                        | 560                                        | 560                                        | 560                                        | 560                                        | 560                                        | 560                                        | 560                                        | 560                                        | 560                                        | 560                                        | 560                                        | 560                                        | 560                                        | 560                                        | 560                                        | 560                                        | 560                                        | 560                                        | 560                                        | 560                                        | 560                                        | 560                                        | 560                                        | 560                                        | 560                                        | 560                                        | 560                                        | 560                                        | 560                                        | 560                                        | 560                                        | 560                                        | 560                                        | 560                                        | 560                                        | 560                                        | 560                                        | 560                                        | 560                                        | 560                                        | 560                                        | 560                                        | 560                                        | 560                                        | 560                                        | 560                                        | 560                                        | 560                                        | 560                                        | 560                                        | 560                                        | 560                                        | 560                                        | 560                                        | 560                                        | 560                                        | 560                                        | 560                                        | 560                                        | 560                                        | 560                                        | 560                                        | 560                                        | 560                                        | 560                                        | 560                                        | 560                                        | 560                                        | 560                                        | 560                                        | 560                                        | 560                                        | 560                                        | 560                                        | 560                                        | 560                                        | 560                                        | 560                                        | 560                                        | 560                                        | 560                                        | 560                                        | 560                                        | 560                                        | 560                                        | 560                                        | 560                                        | 560                                        | 560                                        | 560                                        | 560                                        | 560                                        | 560                                        | 560                                        | 560                                        | 560                                        | 560                                        | 560                                        | 560                                        | 560                                        | 560                                        | 560                                        | 560                                        | 560                                        | 560                                        | 560                                        | 560                                        | 560                                        | 560                                        | 560                                        | 560                                        | 560                                        | 560                                        | 560                                        | 560                                        | 560                                        | 560                                        | 560                                        | 560                                        | 560                                        | 560                                        | 560                                        | 560                                        | 560                                        | 560                                        | 560                                        | 560                                        | 560                                        | 560                                        | 560                                        | 560                                        | 560                                        | 560                                        | 560                                        | 560                                        | 560                                        | 560                                        | 560                                        | 560                                        | 560                                        | 560                                        | 560                                        | 560                                        | 560                                        | 560                                        | 560                                        | 560                                        | 560                                        | 560                                        | 560                                        | 560                                        | 560                                        | 560                                        | 560                                        | 560                                        | 560                                        | 560                                        | 560                                        | 560                                        | 560                                        | 560                                        | 560                                        | 560                                        | 560                                        | 560                                        | 560                                        | 560                                        | 560                                        | 560                                        | 560                                        | 560                                        | 560                                        | 560                                        | 560                                        | 560                                        | 560                                        | 560                                        | 560                                        | 560                                        | 560                                        | 560                                        | 560                                        | 560                                        | 560                                        | 560                                        | 560                                        | 560                                        | 560                                        | 560                                        | 560                                        | 560                                        | 560                                        | 560                                        | 560                                        | 560                                        | 560                                        | 560                                        | 560                                        | 560                                        | 560                                        | 560                                        | 560                                        | 560                                        | 560                                        | 560                                        | 560                                        | 560                                        | 560                                        | 560                                        | 560                                        | 560                                        | 560                                        | 560                                        | 560                                        | 560                                        | 560                                        | 560                                        | 560                                        | 560                                        | 560                                        | 560                                        | 560                                        | 560                                        | 560                                        | 560                                        | 560                                        | 560                                        | 560                                        | 560                                        | 560                                        | 560                                        | 560                                        | 560                                        | 560                                        | 560                                        | 560                                        | 560                                        | 560                                        | 560                                        | 560                                        | 560                                        | 560                                        | 560                                        | 560                                        | 560                                        | 560                                        | 560                                        | 560                                        | 560                                        | 560                                        | 560                                        | 560                                        | 560                                        | 560                                        | 560                                        | 560                                        | 560                                        | 560                                        | 560                                        | 560                                        | 560                                        | 560                                        | 560                                        | 560                                        | 560                                        | 560                                        | 560                                        | 560                                        | 560                                        | 560                                        | 560                                        | 560                                        | 560                                        | 560                                        | 560                                        | 560                                        | 560                                        | 560                                        | 560                                        | 560                                        | 560                                        | 560                                        | 560                                        | 560                                        | 560                                        | 560                                        | 560                                        | 560                                        | 560                                        | 560                                        | 560                                        | 560                                        | 560                                        | 560                                        | 560                                        | 560                                        | 560                                        | 560                                        | 560                                        | 560                                        | 560                                        | 560                                        | 560                                        | 560                                        | 560                                        | 560                                        | 560                                        | 560                                        | 560                                        | 560                                        | 560                                        | 560                                        | 560                                        | 560                                        | 560                                        | 560                                        | 560                                        | 560                                        | 560                                        | 560                                        | 560                                        | 560                                        | 560                                        | 560                                        | 560                                        | 560                                        | 560                                        | 560                                        | 560                                        | 560                                        | 560                                        | 560                                        | 560                                        | 560                                        | 560                                        | 560                                        | 560                                        | 560                                        | 560                                        | 560                                        | 560                                        | 560                                        | 560                                        | 560                                        | 560                                        | 560                                        | 560                                        | 560                                        | 560                                        | 560                                        | 560                                        | 560                                        | 560                                        | 560                                        | 560                                        | 560                                        | 560                                        | 560                                        | 560                                        | 560                                        | 560                                        | 560                                        | 560                                        | 560                                        | 560                                        | 560                                        | 560                                        | 560                                        | 560                                        | 560                                        | 560                                        | 560                                        | 560                                        | 560                                        | 560                                        | 560                                        | 560                                        | 560                                        | 560                                        | 560                                        | 560                                        | 560                                        | 560                                        | 560                                        | 560                                        | 560                                        | 560                                        | 560                                        | 560                                        | 560                                        | 560                                        | 560                                        | 560                                        | 560                                        | 560                                        | 560                                        | 560                                        | 560                                        | 560                                        | 560                                        | 560                                        | 560                                        | 560                                        | 560                                        | 560                                        | 560                                        | 560                                        | 560                                        | 560                                        | 560                                        | 560                                        | 560                                        | 560                                        | 560                                        | 560                                        | 560                                        | 560                                        | 560                                        | 560                                        | 560                                        | 560                                        | 560                                        | 560                                        | 560                                        | 560                                        | 560                                        | 560                                        | 560                                        | 560                                        | 560                                        | 560                                        | 560                                        | 560                                        | 560                                        | 560                                        | 560                                        | 560                                        | 560                                        | 560                                        | 560                                        | 560                                        | 560                                        | 560                                        | 560                                        | 560                                        | 560                                        | 560                                        | 560                                        | 560                                        | 560                                        | 560                                        | 560                                        | 560                                        | 560                                        | 560                                        | 560                                        | 560                                        | 560                                        | 560                                        | 560                                        | 560                                        | 560                                        | 560                                        | 560                                        | 560                                        | 560                                        | 560                                        | 560                                        | 560                                        | 560                                        | 560                                        | 560                                        | 560                                        | 560                                        | 560                                        | 560                                        | 560                                        | 560                                        | 560                                        | 560                                        | 560                                        | 560                                        | 560                                        | 560                                        | 560                                        | 560                                        | 560                                        | 560                                        | 560                                        | 560                                        | 560                                        | 560                                        | 560                                        | 560                                        | 560                                        | 560                                        | 560                                        | 560                                        | 560                                        | 560                                        | 560                                        | 560                                        | 560                                        | 560                                        | 560                                        | 560                                        | 560                                        | 560                                        | 560                                        | 560                                        | 560                                        | 560                                        | 560                                        | 560                                        | 560                                        | 560                                        | 560                                        | 560                                        | 560                                        | 560                                        | 560                                        | 560                                        | 560                                        | 560                                        | 560                                        | 560                                        | 560                                        | 560                                        | 560                                        | 560                                        | 560                                        | 560                                        | 560                                        | 560                                        | 560                                        | 560                                        | 560                                        | 560                                        | 560                                        | 560                                        | 560                                        | 560                                        | 560                                        | 560                                        | 560                                        | 560                                        | 560                                        | 560                                        | 560                                        | 560                                        | 560                                        | 560                                        | 560                                        | 560                                        | 560                                        | 560                                        | 560                                        | 560                                        | 560                                        | 560                                        | 560                                        | 560                                        | 560                                        | 560                                        | 560                                        | 560                                        | 560                                        | 560                                        | 560                                        | 560                                        | 560                                        | 560                                        | 560                                        | 560                                        | 560                                        | 560                                        | 560                                        | 560                                        | 560                                        | 560                                        | 560                                        | 560                                        | 560                                        | 560                                        | 560                                        | 560                                        | 560                                        | 560                                        | 560                                        | 560                                        | 560                                        | 560                                        | 560                                        | 560                                        | 560                                        | 560                                        | 560                                        | 560                                        | 560                                        | 560                                        | 560                                        | 560                                        | 560                                        | 560                                        | 560                                        | 560                                        | 560                                        | 560                                        | 560                                        | 560                                        | 560                                        | 560                                        | 560                                        | 560                                        | 560                                        | 560                                        | 560                                        | 560                                        | 560                                        | 560                                        | 560                                        | 560                                        | 560                                        | 560                                        | 560                                        | 560                                        | 560                                        | 560                                        | 560                                        | 560                                        | 560                                        | 560                                        | 560                                        | 560                                        | 560                                        | 560                                        | 560                                        | 560                                        | 560                                        | 560                                        | 560                                        | 560                                        | 560                                        | 560                                        | 560                                        | 560                                        | 560                                        | 560                                        | 560                                        | 560                                        | 560                                        | 560                                        | 560                                        | 560                                        | 560                                        | 560                                        | 560                                        | 560                                        | 560                                        | 560                                        | 560                                        | 560                                        | 560                                        | 560                                        | 560                                        | 560                                        | 560                                        | 560                                        | 560                                        | 560                                        | 560                                        | 560                                        | 560                                        | 560                                        | 560                                        | 560                                        | 560                                        | 560                                        | 560                                        | 560                                        | 560                                        | 560                                        | 560                                        | 560                                        | 560                                        | 560                                        | 560                                        | 560                                        | 560                                        | 560                                        | 560                                        | 560                                        | 560                                        | 560                                        | 560                                        | 560                                        | 560                                        | 560                                        | 560                                        | 560                                        | 560                                        | 560                                        | 560                                        | 560                                        | 560                                        | 560                                        | 560                                        | 560                                        | 560                                        | 560                                        | 560                                        | 560                                        | 560                                        | 560                                        | 560                                        | 560                                        | 560                                        | 560                                        | 560                                        | 560                                        | 560                                        | 560                                        | 560                                        | 560                                        | 560                                        | 560                                        | 560                                        | 560                                        | 560                                        | 560                                        | 560                                        | 560                                        | 560                                        | 560                                        | 560                                        | 560                                        | 560                                        | 560                                        | 560                                        | 560                                        | 560                                        | 560                                        | 560                                        | 560                                        | 560                                        | 560                                        | 560                                        | 560                                        | 560                                        | 560                                        | 560                                        | 560                                        | 560                                        | 560                                        | 560                                        | 560                                        | 560                                        | 560                                        | 560                                        | 560                                        | 560                                        | 560                                        | 560                                        | 560                                        | 560                                        | 560                                        | 560                                        | 560                                        | 560                                        | 560                                        | 560                                        | 560                                        | 560                                        | 560                                        | 560                                        | 560                                        | 560                                        | 560                                        | 560                                        | 286                                        | 286                                        | 286                                        | 286                                        | 286                                        | 286                                        | 286                                        | 286                                        | 286                                        | 286                                        | 286                                        | 286                                        | 286                                        | 286                                        | 286                                        | 286                                        | 286                                        | 286                                        | 286                                        | 286                                        | 286                                        | 286                                        | 286                                        | 286                                        | 286                                        | 286                                        | 286                                        | 286                                        | 286                                        | 286                                        | 286                                        | 286                                        | 286                                        | 286                                        | 286                                        | 286                                        | 286                                        | 286                                        | 286                                        | 286                                        | 286                                        | 286                                        | 286                                        | 286                                        | 286                                        | 286                                        | 286                                        | 286                                        | 286                                        | 286                                        | 286                                        | 286                                        | 286                                        | 286                                        | 286                                        | 286                                        | 286                                        | 286                                        | 286                                        | 286                                        | 286                                        | 286                                        | 286                                        | 286                                        | 286                                        | 286                                        | 286                                        | 286                                        | 286                                        | 286                                        | 286                                        | 286                                        | 286                                        | 286                                        | 286                                        | 286                                        | 286                                        | 286                                        | 286                                        | 286                                        | 286                                        | 286                                        | 286                                        | 286                                        | 286                                        | 286                                        | 286                                        | 286                                        | 286                                        | 286                                        | 286                                        | 286                                        | 286                                        | 286                                        | 286                                        | 286                                        | 286                                        | 286                                        | 286                                        | 286                                        | 286                                        | 286                                        | 286                                        | 286                                        | 286                                        | 286                                        | 286                                        | 286                                        | 286                                        | 286                                        | 286                                        | 286                                        | 286                                        | 286                                        | 286                                        | 286                                        | 286                                        | 286                                        | 286                                        | 286                                        | 286                                        | 286                                        | 286                                        | 286                                        | 286                                        | 286                                        | 286                                        | 286                                        | 286                                        | 286                                        | 286                                        | 286                                        | 286                                        | 286                                        | 286                                        | 286                                        | 286                                        | 286                                        | 286                                        | 286                                        | 286                                        | 286                                        | 286                                        | 286                                        | 286                                        | 286                                        | 286                                        | 286                                        | 286                                        | 286                                        | 286                                        | 286                                        | 286                                        | 286                                        | 286                                        | 286                                        | 286                                        | 286                                        | 286                                        | 286                                        | 286                                        | 286                                        | 286                                        | 286                                        | 286                                        | 286                                        | 286                                        | 286                                        | 286                                        | 286                                        | 286                                        | 286                                        | 286                                        | 286                                        | 286                                        | 286                                        | 286                                        | 286                                        | 286                                        | 286                                        | 286                                        | 286                                        | 286                                        | 286                                        | 286                                        | 286                                        | 286                                        | 286                                        | 286                                        | 286                                        | 286                                        | 286                                        | 286                                        | 286                                        | 286                                        | 286                                        | 286                                        | 286                                        | 286                                        | 286                                        | 286                                        | 286                                        | 286                                        | 286                                        | 286                                        | 286                                        | 286                                        | 286                                        | 286                                        | 286                                        | 286                                        | 286                                        | 286                                        | 286                                        | 286                                        | 286                                        | 286                                        | 286                                        | 286                                        | 286                                        | 286                                        | 286                                        | 286                                        | 286                                        | 286                                        | 286                                        | 286                                        | 286                                        | 286                                        | 286                                        | 286                                        | 286                                        | 286                                        | 286                                        | 286                                        | 286                                        | 286                                        | 286                                        | 286                                        | 286                                        | 286                                        | 286                                        | 286                                        | 286                                        | 286                                        | 286                                        | 286                                        | 286                                        | 286                                        | 286                                        | 286                                        | 286                                        | 286                                        | 286                                        | 286                                        | 286                                        | 286                                        | 286                                        | 286                                        | 286                                        | 286                                        | 286                                        | 286                                        | 286                                        | 286                                        | 286                                        | 286                                        | 286                                        | 286                                        | 286                                        | 286                                        | 286                                        | 286                                        | 286                                        | 286                                        | 286                                        | 286                                        | 286                                        | 286                                        | 286                                        | 286                                        | 286                                        | 286                                        | 286                                        | 286                                        | 286                                        |                                            |                                            |                                            |                                            |                                            |                                            |                                            |                                            |                                            |                                            |                                            |                                            |                                            |                                            |                                            |                                            |                                            |                                            |                                            |                                            |                                            |                                            |                                            |                                            |                                            |                                            |                                            |                                            |                                            |                                            |                                            |                                            |                                            |                                            |                                            |                                            |                                            |                                            |                                            |                                            |                                            |                                            |                                            |                                            |                                            |                                            |                                            |                                            |                                            |                                            |                                            |                                            |                                            |                                            |                                            |                                            |                                            |                                            |                                            |                                            |                                            |                                            |                                            |                                            |                                            |                                            |                                            |                                            |                                            |                                            |                                            |                                            |                                            |                                            |                                            |                                            |                                            |                                            |                                            |                                            |                                            |                                            |                                            |                                            |                                            |                                            |                                            |                                            |                                            |                                            |                                            |                                            |                                            |                                            |                                            |                                            |                                            |                                            |                                            |                                            |                                            |                                            |                                            |                                            |                                            |                                            |                                            |                                            |                                            |                                            |                                            |                                            |                                            |                                            |                                            |                                            |                                            |                                            |                                            |                                            |                                            |                                            |                                            |                                            |                                            |                                            |                                            |                                            |                                            |                                            |                                            |                                            |                                            |                                            |                                            |                                            |                                            |                                            |                                            |                                            |                                            |                                            |                                            |                                            |                                            |                                            |                                            |                                            |                                            |                                            |                                            |                                            |                                            |                                            |                                            |                                            |                                            |                                            |                                            |                                            |                                            |                                            |                                            |                                            |                                            |                                            |                                            |                                            |                                            |                                            |                                            |                                            |                                            |                                            |                                            |                                            |                                            |                                            |                                            |                                            |                                            |                                            |                                            |                                            |                                            |                                            |                                            |                                            |                                            |                                            |                                            |                                            |                                            |                                            |                                            |                                            |                                            |                                            |                                            |                                            |                                            |                                            |                                            |                                            |                                            |                                            |                                            |                                            |                                            |                                            |                                            |                                            |                                            |                                            |                                            |                                            |                                            |                                            |                                            |                                            |                                            |                                            |                                            |                                            |                                            |                                            |                                            |                                            |                                            |                                            |                                            |                                            |                                            |                                            |                                            |                                            |                                            |                                            |                                            |                                            |                                            |                                            |                                            |                                            |                                            |                                            |                                            |                                            |                                            |                                            |                                            |                                            |                                            |                                            |                                            |                                            |                                            |                                            |                                            |                                            |                                            |                                            |                                            |                                            |                                            |                                            |                                            |                                            |                                            |                                            |                                            |                                            |                                            |                                            |                                            |                                            |                                            |                                            |                                            |                                            |                                            |                                            |                                            |                                            |                                            |                                            |                                            |                                            |
| 4    | 1 744 m                     | Nouveau pont du Forth           | 222                                        | 222                                        | 222                                        | 222                                        | 222                                        | 222                                        | 222                                        | 222                                        | 222                                        | 222                                        | 222                                        | 222                                        | 222                                        | 222                                        | 222                                        | 222                                        | 222                                        | 222                                        | 222                                        | 222                                        | 222                                        | 222                                        | 222                                        | 222                                        | 222                                        | 222                                        | 222                                        | 222                                        | 222                                        | 222                                        | 222                                        | 222                                        | 222                                        | 222                                        | 222                                        | 222                                        | 222                                        | 222                                        | 222                                        | 222                                        | 222                                        | 222                                        | 222                                        | 222                                        | 222                                        | 222                                        | 222                                        | 222                                        | 222                                        | 222                                        | 222                                        | 222                                        | 222                                        | 222                                        | 222                                        | 222                                        | 222                                        | 222                                        | 222                                        | 222                                        | 222                                        | 222                                        | 222                                        | 222                                        | 222                                        | 222                                        | 222                                        | 222                                        | 222                                        | 222                                        | 222                                        | 222                                        | 222                                        | 222                                        | 222                                        | 222                                        | 222                                        | 222                                        | 222                                        | 222                                        | 222                                        | 222                                        | 222                                        | 222                                        | 222                                        | 222                                        | 222                                        | 222                                        | 222                                        | 222                                        | 222                                        | 222                                        | 222                                        | 222                                        | 222                                        | 222                                        | 222                                        | 222                                        | 222                                        | 222                                        | 222                                        | 222                                        | 222                                        | 222                                        | 222                                        | 222                                        | 222                                        | 222                                        | 222                                        | 222                                        | 222                                        | 222                                        | 222                                        | 222                                        | 222                                        | 222                                        | 222                                        | 222                                        | 222                                        | 222                                        | 222                                        | 222                                        | 222                                        | 222                                        | 222                                        | 222                                        | 222                                        | 222                                        | 222                                        | 222                                        | 222                                        | 222                                        | 222                                        | 222                                        | 222                                        | 222                                        | 222                                        | 222                                        | 222                                        | 222                                        | 222                                        | 222                                        | 222                                        | 222                                        | 222                                        | 222                                        | 222                                        | 222                                        | 222                                        | 222                                        | 222                                        | 222                                        | 222                                        | 222                                        | 222                                        | 222                                        | 222                                        | 222                                        | 222                                        | 222                                        | 222                                        | 222                                        | 222                                        | 222                                        | 222                                        | 222                                        | 222                                        | 222                                        | 222                                        | 222                                        | 222                                        | 222                                        | 222                                        | 222                                        | 222                                        | 222                                        | 222                                        | 222                                        | 222                                        | 222                                        | 222                                        | 222                                        | 222                                        | 222                                        | 222                                        | 222                                        | 222                                        | 222                                        | 222                                        | 222                                        | 222                                        | 222                                        | 222                                        | 222                                        | 222                                        | 222                                        | 222                                        | 222                                        | 222                                        | 222                                        | 222                                        | 222                                        | 222                                        | 222                                        | 222                                        | 222                                        | 222                                        | 222                                        | 222                                        | 222                                        | 222                                        | 222                                        | 222                                        | 222                                        | 222                                        | 222                                        | 222                                        | 222                                        | 222                                        | 222                                        | 222                                        | 222                                        | 650                                        | 650                                        | 650                                        | 650                                        | 650                                        | 650                                        | 650                                        | 650                                        | 650                                        | 650                                        | 650                                        | 650                                        | 650                                        | 650                                        | 650                                        | 650                                        | 650                                        | 650                                        | 650                                        | 650                                        | 650                                        | 650                                        | 650                                        | 650                                        | 650                                        | 650                                        | 650                                        | 650                                        | 650                                        | 650                                        | 650                                        | 650                                        | 650                                        | 650                                        | 650                                        | 650                                        | 650                                        | 650                                        | 650                                        | 650                                        | 650                                        | 650                                        | 650                                        | 650                                        | 650                                        | 650                                        | 650                                        | 650                                        | 650                                        | 650                                        | 650                                        | 650                                        | 650                                        | 650                                        | 650                                        | 650                                        | 650                                        | 650                                        | 650                                        | 650                                        | 650                                        | 650                                        | 650                                        | 650                                        | 650                                        | 650                                        | 650                                        | 650                                        | 650                                        | 650                                        | 650                                        | 650                                        | 650                                        | 650                                        | 650                                        | 650                                        | 650                                        | 650                                        | 650                                        | 650                                        | 650                                        | 650                                        | 650                                        | 650                                        | 650                                        | 650                                        | 650                                        | 650                                        | 650                                        | 650                                        | 650                                        | 650                                        | 650                                        | 650                                        | 650                                        | 650                                        | 650                                        | 650                                        | 650                                        | 650                                        | 650                                        | 650                                        | 650                                        | 650                                        | 650                                        | 650                                        | 650                                        | 650                                        | 650                                        | 650                                        | 650                                        | 650                                        | 650                                        | 650                                        | 650                                        | 650                                        | 650                                        | 650                                        | 650                                        | 650                                        | 650                                        | 650                                        | 650                                        | 650                                        | 650                                        | 650                                        | 650                                        | 650                                        | 650                                        | 650                                        | 650                                        | 650                                        | 650                                        | 650                                        | 650                                        | 650                                        | 650                                        | 650                                        | 650                                        | 650                                        | 650                                        | 650                                        | 650                                        | 650                                        | 650                                        | 650                                        | 650                                        | 650                                        | 650                                        | 650                                        | 650                                        | 650                                        | 650                                        | 650                                        | 650                                        | 650                                        | 650                                        | 650                                        | 650                                        | 650                                        | 650                                        | 650                                        | 650                                        | 650                                        | 650                                        | 650                                        | 650                                        | 650                                        | 650                                        | 650                                        | 650                                        | 650                                        | 650                                        | 650                                        | 650                                        | 650                                        | 650                                        | 650                                        | 650                                        | 650                                        | 650                                        | 650                                        | 650                                        | 650                                        | 650                                        | 650                                        | 650                                        | 650                                        | 650                                        | 650                                        | 650                                        | 650                                        | 650                                        | 650                                        | 650                                        | 650                                        | 650                                        | 650                                        | 650                                        | 650                                        | 650                                        | 650                                        | 650                                        | 650                                        | 650                                        | 650                                        | 650                                        | 650                                        | 650                                        | 650                                        | 650                                        | 650                                        | 650                                        | 650                                        | 650                                        | 650                                        | 650                                        | 650                                        | 650                                        | 650                                        | 650                                        | 650                                        | 650                                        | 650                                        | 650                                        | 650                                        | 650                                        | 650                                        | 650                                        | 650                                        | 650                                        | 650                                        | 650                                        | 650                                        | 650                                        | 650                                        | 650                                        | 650                                        | 650                                        | 650                                        | 650                                        | 650                                        | 650                                        | 650                                        | 650                                        | 650                                        | 650                                        | 650                                        | 650                                        | 650                                        | 650                                        | 650                                        | 650                                        | 650                                        | 650                                        | 650                                        | 650                                        | 650                                        | 650                                        | 650                                        | 650                                        | 650                                        | 650                                        | 650                                        | 650                                        | 650                                        | 650                                        | 650                                        | 650                                        | 650                                        | 650                                        | 650                                        | 650                                        | 650                                        | 650                                        | 650                                        | 650                                        | 650                                        | 650                                        | 650                                        | 650                                        | 650                                        | 650                                        | 650                                        | 650                                        | 650                                        | 650                                        | 650                                        | 650                                        | 650                                        | 650                                        | 650                                        | 650                                        | 650                                        | 650                                        | 650                                        | 650                                        | 650                                        | 650                                        | 650                                        | 650                                        | 650                                        | 650                                        | 650                                        | 650                                        | 650                                        | 650                                        | 650                                        | 650                                        | 650                                        | 650                                        | 650                                        | 650                                        | 650                                        | 650                                        | 650                                        | 650                                        | 650                                        | 650                                        | 650                                        | 650                                        | 650                                        | 650                                        | 650                                        | 650                                        | 650                                        | 650                                        | 650                                        | 650                                        | 650                                        | 650                                        | 650                                        | 650                                        | 650                                        | 650                                        | 650                                        | 650                                        | 650                                        | 650                                        | 650                                        | 650                                        | 650                                        | 650                                        | 650                                        | 650                                        | 650                                        | 650                                        | 650                                        | 650                                        | 650                                        | 650                                        | 650                                        | 650                                        | 650                                        | 650                                        | 650                                        | 650                                        | 650                                        | 650                                        | 650                                        | 650                                        | 650                                        | 650                                        | 650                                        | 650                                        | 650                                        | 650                                        | 650                                        | 650                                        | 650                                        | 650                                        | 650                                        | 650                                        | 650                                        | 650                                        | 650                                        | 650                                        | 650                                        | 650                                        | 650                                        | 650                                        | 650                                        | 650                                        | 650                                        | 650                                        | 650                                        | 650                                        | 650                                        | 650                                        | 650                                        | 650                                        | 650                                        | 650                                        | 650                                        | 650                                        | 650                                        | 650                                        | 650                                        | 650                                        | 650                                        | 650                                        | 650                                        | 650                                        | 650                                        | 650                                        | 650                                        | 650                                        | 650                                        | 650                                        | 650                                        | 650                                        | 650                                        | 650                                        | 650                                        | 650                                        | 650                                        | 650                                        | 650                                        | 650                                        | 650                                        | 650                                        | 650                                        | 650                                        | 650                                        | 650                                        | 650                                        | 650                                        | 650                                        | 650                                        | 650                                        | 650                                        | 650                                        | 650                                        | 650                                        | 650                                        | 650                                        | 650                                        | 650                                        | 650                                        | 650                                        | 650                                        | 650                                        | 650                                        | 650                                        | 650                                        | 650                                        | 650                                        | 650                                        | 650                                        | 650                                        | 650                                        | 650                                        | 650                                        | 650                                        | 650                                        | 650                                        | 650                                        | 650                                        | 650                                        | 650                                        | 650                                        | 650                                        | 650                                        | 650                                        | 650                                        | 650                                        | 650                                        | 650                                        | 650                                        | 650                                        | 650                                        | 650                                        | 650                                        | 650                                        | 650                                        | 650                                        | 650                                        | 650                                        | 650                                        | 650                                        | 650                                        | 650                                        | 650                                        | 650                                        | 650                                        | 650                                        | 650                                        | 650                                        | 650                                        | 650                                        | 650                                        | 650                                        | 650                                        | 650                                        | 650                                        | 650                                        | 650                                        | 650                                        | 650                                        | 650                                        | 650                                        | 650                                        | 650                                        | 650                                        | 650                                        | 650                                        | 650                                        | 650                                        | 650                                        | 650                                        | 650                                        | 650                                        | 650                                        | 650                                        | 650                                        | 650                                        | 650                                        | 650                                        | 650                                        | 650                                        | 650                                        | 650                                        | 650                                        | 650                                        | 650                                        | 650                                        | 650                                        | 650                                        | 650                                        | 650                                        | 650                                        | 650                                        | 650                                        | 650                                        | 650                                        | 650                                        | 650                                        | 650                                        | 650                                        | 650                                        | 650                                        | 650                                        | 650                                        | 650                                        | 650                                        | 650                                        | 650                                        | 650                                        | 650                                        | 650                                        | 650                                        | 650                                        | 650                                        | 650                                        | 650                                        | 650                                        | 650                                        | 650                                        | 650                                        | 650                                        | 650                                        | 650                                        | 650                                        | 650                                        | 650                                        | 650                                        | 650                                        | 650                                        | 650                                        | 650                                        | 650                                        | 650                                        | 650                                        | 650                                        | 650                                        | 650                                        | 650                                        | 650                                        | 650                                        | 650                                        | 650                                        | 650                                        | 650                                        | 650                                        | 650                                        | 650                                        | 650                                        | 650                                        | 650                                        | 650                                        | 650                                        | 650                                        | 650                                        | 650                                        | 650                                        | 650                                        | 650                                        | 650                                        | 650                                        | 650                                        | 650                                        | 650                                        | 650                                        | 650                                        | 650                                        | 650                                        | 650                                        | 650                                        | 650                                        | 650                                        | 650                                        | 650                                        | 650                                        | 650                                        | 650                                        | 650                                        | 650                                        | 650                                        | 650                                        | 650                                        | 650                                        | 650                                        | 650                                        | 650                                        | 650                                        | 650                                        | 650                                        | 650                                        | 650                                        | 650                                        | 650                                        | 650                                        | 650                                        | 650                                        | 650                                        | 650                                        | 650                                        | 650                                        | 650                                        | 650                                        | 650                                        | 650                                        | 650                                        | 650                                        | 650                                        | 650                                        | 650                                        | 650                                        | 650                                        | 650                                        | 650                                        | 650                                        | 650                                        | 650                                        | 650                                        | 650                                        | 650                                        | 650                                        | 650                                        | 650                                        | 650                                        | 650                                        | 650                                        | 650                                        | 650                                        | 650                                        | 650                                        | 650                                        | 650                                        | 650                                        | 650                                        | 650                                        | 650                                        | 650                                        | 650                                        | 650                                        | 650                                        | 650                                        | 650                                        | 650                                        | 650                                        | 650                                        | 650                                        | 650                                        | 650                                        | 650                                        | 650                                        | 650                                        | 650                                        | 650                                        | 650                                        | 650                                        | 650                                        | 650                                        | 650                                        | 650                                        | 650                                        | 650                                        | 650                                        | 650                                        | 650                                        | 650                                        | 650                                        | 650                                        | 650                                        | 650                                        | 650                                        | 650                                        | 650                                        | 650                                        | 650                                        | 650                                        | 650                                        | 650                                        | 650                                        | 650                                        | 650                                        | 650                                        | 650                                        | 650                                        | 650                                        | 650                                        | 650                                        | 650                                        | 650                                        | 650                                        | 650                                        | 650                                        | 650                                        | 650                                        | 650                                        | 650                                        | 650                                        | 650                                        | 650                                        | 650                                        | 650                                        | 650                                        | 650                                        | 650                                        | 650                                        | 650                                        | 650                                        | 650                                        | 650                                        | 650                                        | 650                                        | 650                                        | 650                                        | 650                                        | 650                                        | 650                                        | 650                                        | 650                                        | 650                                        | 650                                        | 650                                        | 650                                        | 650                                        | 650                                        | 650                                        | 650                                        | 650                                        | 650                                        | 650                                        | 650                                        | 650                                        | 650                                        | 650                                        | 650                                        | 650                                        | 650                                        | 650                                        | 650                                        | 650                                        | 650                                        | 650                                        | 650                                        | 650                                        | 650                                        | 650                                        | 650                                        | 650                                        | 650                                        | 650                                        | 650                                        | 650                                        | 650                                        | 650                                        | 650                                        | 650                                        | 650                                        | 650                                        | 650                                        | 650                                        | 650                                        | 650                                        | 650                                        | 650                                        | 650                                        | 650                                        | 650                                        | 650                                        | 650                                        | 650                                        | 650                                        | 650                                        | 650                                        | 650                                        | 650                                        | 650                                        | 650                                        | 650                                        | 650                                        | 650                                        | 650                                        | 650                                        | 650                                        | 650                                        | 650                                        | 650                                        | 650                                        | 650                                        | 650                                        | 650                                        | 650                                        | 650                                        | 650                                        | 650                                        | 650                                        | 650                                        | 650                                        | 650                                        | 650                                        | 650                                        | 650                                        | 650                                        | 650                                        | 650                                        | 650                                        | 650                                        | 650                                        | 650                                        | 650                                        | 650                                        | 650                                        | 650                                        | 650                                        | 650                                        | 650                                        | 650                                        | 650                                        | 650                                        | 650                                        | 650                                        | 650                                        | 650                                        | 650                                        | 650                                        | 650                                        | 650                                        | 650                                        | 650                                        | 650                                        | 650                                        | 650                                        | 650                                        | 650                                        | 650                                        | 650                                        | 650                                        | 650                                        | 650                                        | 650                                        | 650                                        | 650                                        | 650                                        | 650                                        | 650                                        | 650                                        | 650                                        | 650                                        | 650                                        | 650                                        | 650                                        | 650                                        | 650                                        | 650                                        | 650                                        | 650                                        | 650                                        | 650                                        | 650                                        | 650                                        | 650                                        | 650                                        | 650                                        | 650                                        | 650                                        | 650                                        | 650                                        | 650                                        | 650                                        | 650                                        | 650                                        | 650                                        | 650                                        | 650                                        | 650                                        | 650                                        | 650                                        | 650                                        | 650                                        | 650                                        | 650                                        | 650                                        | 650                                        | 650                                        | 650                                        | 650                                        | 650                                        | 650                                        | 650                                        | 650                                        | 650                                        | 650                                        | 650                                        | 650                                        | 650                                        | 650                                        | 650                                        | 650                                        | 650                                        | 650                                        | 650                                        | 650                                        | 650                                        | 650                                        | 650                                        | 650                                        | 650                                        | 650                                        | 650                                        | 650                                        | 650                                        | 650                                        | 650                                        | 650                                        | 650                                        | 650                                        | 650                                        | 650                                        | 650                                        | 650                                        | 650                                        | 650                                        | 650                                        | 650                                        | 650                                        | 650                                        | 650                                        | 650                                        | 650                                        | 650                                        | 650                                        | 650                                        | 650                                        | 650                                        | 650                                        | 650                                        | 650                                        | 650                                        | 650                                        | 650                                        | 650                                        | 650                                        | 650                                        | 650                                        | 650                                        | 650                                        | 650                                        | 650                                        | 650                                        | 650                                        | 650                                        | 650                                        | 650                                        | 650                                        | 650                                        | 650                                        | 650                                        | 650                                        | 650                                        | 650                                        | 650                                        | 650                                        | 650                                        | 650                                        | 650                                        | 650                                        | 650                                        | 650                                        | 650                                        | 650                                        | 650                                        | 650                                        | 650                                        | 650                                        | 650                                        | 650                                        | 650                                        | 650                                        | 650                                        | 650                                        | 650                                        | 650                                        | 650                                        | 650                                        | 650                                        | 650                                        | 650                                        | 650                                        | 650                                        | 650                                        | 650                                        | 650                                        | 650                                        | 650                                        | 650                                        | 650                                        | 650                                        | 650                                        | 650                                        | 650                                        | 650                                        | 650                                        | 650                                        | 650                                        | 650                                        | 650                                        | 650                                        | 650                                        | 650                                        | 650                                        | 650                                        | 650                                        | 650                                        | 650                                        | 650                                        | 650                                        | 650                                        | 650                                        | 650                                        | 650                                        | 650                                        | 650                                        | 650                                        | 650                                        | 650                                        | 650                                        | 650                                        | 650                                        | 650                                        | 650                                        | 650                                        | 650                                        | 650                                        | 650                                        | 650                                        | 650                                        | 650                                        | 650                                        | 650                                        | 650                                        | 650                                        | 650                                        | 650                                        | 650                                        | 650                                        | 650                                        | 650                                        | 650                                        | 650                                        | 650                                        | 650                                        | 650                                        | 650                                        | 650                                        | 650                                        | 650                                        | 650                                        | 650                                        | 650                                        | 650                                        | 650                                        | 650                                        | 650                                        | 650                                        | 650                                        | 650                                        | 650                                        | 650                                        | 650                                        | 650                                        | 650                                        | 650                                        | 650                                        | 650                                        | 650                                        | 650                                        | 650                                        | 650                                        | 650                                        | 650                                        | 650                                        | 650                                        | 650                                        | 650                                        | 650                                        | 650                                        | 650                                        | 650                                        | 650                                        | 650                                        | 650                                        | 650                                        | 650                                        | 650                                        | 650                                        | 650                                        | 650                                        | 650                                        | 650                                        | 650                                        | 650                                        | 650                                        | 650                                        | 650                                        | 650                                        | 650                                        | 650                                        | 650                                        | 650                                        | 650                                        | 650                                        | 650                                        | 650                                        | 650                                        | 650                                        | 650                                        | 650                                        | 650                                        | 650                                        | 650                                        | 650                                        | 650                                        | 650                                        | 650                                        | 650                                        | 650                                        | 650                                        | 650                                        | 650                                        | 650                                        | 650                                        | 650                                        | 650                                        | 650                                        | 650                                        | 650                                        | 650                                        | 650                                        | 650                                        | 650                                        | 650                                        | 650                                        | 650                                        | 650                                        | 650                                        | 650                                        | 650                                        | 650                                        | 650                                        | 650                                        | 650                                        | 650                                        | 650                                        | 650                                        | 650                                        | 650                                        | 650                                        | 650                                        | 650                                        | 650                                        | 650                                        | 650                                        | 650                                        | 650                                        | 650                                        | 650                                        | 650                                        | 650                                        | 650                                        | 650                                        | 650                                        | 650                                        | 650                                        | 650                                        | 650                                        | 650                                        | 650                                        | 650                                        | 650                                        | 650                                        | 650                                        | 650                                        | 650                                        | 650                                        | 650                                        | 650                                        | 650                                        | 650                                        | 650                                        | 650                                        | 650                                        | 650                                        | 650                                        | 650                                        | 650                                        | 650                                        | 650                                        | 650                                        | 650                                        | 650                                        | 650                                        | 650                                        | 650                                        | 650                                        | 650                                        | 650                                        | 650                                        | 650                                        | 650                                        | 650                                        | 650                                        | 650                                        | 650                                        | 650                                        | 650                                        | 650                                        | 650                                        | 650                                        | 650                                        | 650                                        | 650                                        | 650                                        | 650                                        | 650                                        | 650                                        | 650                                        | 650                                        | 650                                        | 650                                        | 650                                        | 650                                        | 650                                        | 650                                        | 650                                        | 650                                        | 650                                        | 650                                        | 650                                        | 650                                        | 650                                        | 650                                        | 650                                        | 650                                        | 650                                        | 650                                        | 650                                        | 650                                        | 650                                        | 650                                        | 650                                        | 650                                        | 650                                        | 650                                        | 650                                        | 650                                        | 650                                        | 650                                        | 650                                        | 650                                        | 650                                        | 650                                        | 650                                        | 650                                        | 650                                        | 650                                        | 650                                        | 222                                        | 222                                        | 222                                        | 222                                        | 222                                        | 222                                        | 222                                        | 222                                        | 222                                        | 222                                        | 222                                        | 222                                        | 222                                        | 222                                        | 222                                        | 222                                        | 222                                        | 222                                        | 222                                        | 222                                        | 222                                        | 222                                        | 222                                        | 222                                        | 222                                        | 222                                        | 222                                        | 222                                        | 222                                        | 222                                        | 222                                        | 222                                        | 222                                        | 222                                        | 222                                        | 222                                        | 222                                        | 222                                        | 222                                        | 222                                        | 222                                        | 222                                        | 222                                        | 222                                        | 222                                        | 222                                        | 222                                        | 222                                        | 222                                        | 222                                        | 222                                        | 222                                        | 222                                        | 222                                        | 222                                        | 222                                        | 222                                        | 222                                        | 222                                        | 222                                        | 222                                        | 222                                        | 222                                        | 222                                        | 222                                        | 222                                        | 222                                        | 222                                        | 222                                        | 222                                        | 222                                        | 222                                        | 222                                        | 222                                        | 222                                        | 222                                        | 222                                        | 222                                        | 222                                        | 222                                        | 222                                        | 222                                        | 222                                        | 222                                        | 222                                        | 222                                        | 222                                        | 222                                        | 222                                        | 222                                        | 222                                        | 222                                        | 222                                        | 222                                        | 222                                        | 222                                        | 222                                        | 222                                        | 222                                        | 222                                        | 222                                        | 222                                        | 222                                        | 222                                        | 222                                        | 222                                        | 222                                        | 222                                        | 222                                        | 222                                        | 222                                        | 222                                        | 222                                        | 222                                        | 222                                        | 222                                        | 222                                        | 222                                        | 222                                        | 222                                        | 222                                        | 222                                        | 222                                        | 222                                        | 222                                        | 222                                        | 222                                        | 222                                        | 222                                        | 222                                        | 222                                        | 222                                        | 222                                        | 222                                        | 222                                        | 222                                        | 222                                        | 222                                        | 222                                        | 222                                        | 222                                        | 222                                        | 222                                        | 222                                        | 222                                        | 222                                        | 222                                        | 222                                        | 222                                        | 222                                        | 222                                        | 222                                        | 222                                        | 222                                        | 222                                        | 222                                        | 222                                        | 222                                        | 222                                        | 222                                        | 222                                        | 222                                        | 222                                        | 222                                        | 222                                        | 222                                        | 222                                        | 222                                        | 222                                        | 222                                        | 222                                        | 222                                        | 222                                        | 222                                        | 222                                        | 222                                        | 222                                        | 222                                        | 222                                        | 222                                        | 222                                        | 222                                        | 222                                        | 222                                        | 222                                        | 222                                        | 222                                        | 222                                        | 222                                        | 222                                        | 222                                        | 222                                        | 222                                        | 222                                        | 222                                        | 222                                        | 222                                        | 222                                        | 222                                        | 222                                        | 222                                        | 222                                        | 222                                        | 222                                        | 222                                        | 222                                        | 222                                        | 222                                        | 222                                        | 222                                        | 222                                        | 222                                        | 222                                        | 222                                        | 222                                        | 222                                        | 222                                        | 222                                        | 222                                        | 222                                        | 222                                        | 222                                        |                                            |                                            |                                            |                                            |                                            |                                            |                                            |                                            |                                            |                                            |                                            |                                            |                                            |                                            |                                            |                                            |                                            |                                            |                                            |                                            |                                            |                                            |                                            |                                            |                                            |                                            |                                            |                                            |                                            |                                            |                                            |                                            |                                            |                                            |                                            |                                            |                                            |                                            |                                            |                                            |                                            |                                            |                                            |                                            |                                            |                                            |                                            |                                            |                                            |                                            |                                            |                                            |                                            |                                            |                                            |                                            |                                            |                                            |                                            |                                            |                                            |                                            |                                            |                                            |                                            |                                            |                                            |                                            |                                            |                                            |                                            |                                            |                                            |                                            |                                            |                                            |                                            |                                            |                                            |                                            |                                            |                                            |                                            |                                            |                                            |                                            |                                            |                                            |                                            |                                            |                                            |                                            |                                            |                                            |                                            |                                            |                                            |                                            |                                            |                                            |                                            |                                            |                                            |                                            |                                            |                                            |                                            |                                            |                                            |                                            |                                            |                                            |                                            |                                            |                                            |                                            |                                            |                                            |                                            |                                            |                                            |                                            |                                            |                                            |                                            |                                            |                                            |                                            |                                            |                                            |                                            |                                            |                                            |                                            |                                            |                                            |                                            |                                            |                                            |                                            |                                            |                                            |                                            |                                            |                                            |                                            |                                            |                                            |                                            |                                            |                                            |                                            |                                            |                                            |                                            |                                            |                                            |                                            |                                            |                                            |                                            |                                            |                                            |                                            |                                            |                                            |                                            |                                            |                                            |                                            |                                            |                                            |                                            |                                            |                                            |                                            |                                            |                                            |                                            |                                            |                                            |                                            |                                            |                                            |                                            |                                            |                                            |                                            |                                            |                                            |                                            |                                            |                                            |                                            |                                            |                                            |                                            |                                            |                                            |                                            |                                            |                                            |                                            |                                            |                                            |                                            |                                            |                                            |                                            |                                            |                                            |                                            |                                            |                                            |                                            |                                            |                                            |                                            |                                            |                                            |                                            |                                            |                                            |                                            |                                            |                                            |                                            |                                            |                                            |                                            |                                            |                                            |                                            |                                            |                                            |                                            |                                            |                                            |                                            |                                            |                                            |                                            |                                            |                                            |                                            |                                            |                                            |                                            |                                            |                                            |                                            |                                            |                                            |                                            |                                            |                                            |                                            |                                            |                                            |                                            |                                            |                                            |                                            |                                            |                                            |                                            |                                            |                                            |                                            |                                            |                                            |                                            |                                            |                                            |                                            |                                            |                                            |                                            |                                            |                                            |                                            |                                            |                                            |                                            |                                            |                                            |                                            |                                            |                                            |                                            |                                            |                                            |                                            |                                            |                                            |                                            |                                            |                                            |                                            |                                            |                                            |                                            |                                            |                                            |                                            |                                            |                                            |                                            |                                            |                                            |                                            |                                            |                                            |                                            |                                            |                                            |                                            |                                            |                                            |                                            |                                            |                                            |                                            |                                            |                                            |                                            |                                            |                                            |                                            |                                            |                                            |                                            |                                            |                                            |                                            |                                            |                                            |                                            |                                            |                                            |                                            |                                            |                                            |                                            |                                            |                                            |                                            |                                            |                                            |                                            |                                            |                                            |                                            |                                            |                                            |                                            |                                            |                                            |                                            |                                            |                                            |                                            |                                            |                                            |                                            |                                            |                                            |                                            |                                            |                                            |                                            |                                            |                                            |                                            |                                            |                                            |                                            |                                            |                                            |                                            |                                            |                                            |                                            |                                            |                                            |                                            |                                            |                                            |                                            |                                            |                                            |                                            |                                            |                                            |                                            |                                            |                                            |                                            |                                            |                                            |                                            |                                            |                                            |                                            |                                            |                                            |                                            |                                            |                                            |                                            |                                            |                                            |                                            |                                            |                                            |                                            |                                            |                                            |                                            |                                            |                                            |                                            |                                            |                                            |                                            |                                            |                                            |                                            |                                            |                                            |                                            |                                            |                                            |                                            |                                            |                                            |                                            |                                            |                                            |                                            |                                            |                                            |                                            |                                            |                                            |                                            |                                            |                                            |                                            |                                            |                                            |                                            |                                            |                                            |                                            |                                            |                                            |                                            |                                            |                                            |                                            |                                            |                                            |                                            |                                            |                                            |                                            |                                            |                                            |                                            |                                            |                                            |                                            |                                            |                                            |                                            |                                            |                                            |                                            |                                            |                                            |                                            |                                            |                                            |                                            |                                            |                                            |                                            |                                            |                                            |                                            |                                            |                                            |                                            |                                            |                                            |                                            |                                            |                                            |                                            |                                            |                                            |                                            |                                            |                                            |                                            |                                            |                                            |                                            |                                            |                                            |                                            |                                            |                                            |                                            |                                            |                                            |                                            |                                            |                                            |                                            |                                            |                                            |                                            |                                            |                                            |                                            |                                            |                                            |                                            |                                            |                                            |                                            |                                            |                                            |                                            |                                            |                                            |                                            |                                            |                                            |                                            |                                            |                                            |                                            |                                            |                                            |                                            |                                            |                                            |                                            |                                            |                                            |                                            |                                            |                                            |                                            |                                            |                                            |                                            |                                            |                                            |                                            |                                            |                                            |                                            |                                            |                                            |                                            |                                            |                                            |                                            |                                            |                                            |                                            |                                            |                                            |                                            |                                            |                                            |                                            |                                            |                                            |                                            |                                            |                                            |                                            |                                            |                                            |                                            |                                            |                                            |                                            |                                            |                                            |                                            |                                            |                                            |                                            |                                            |                                            |                                            |                                            |                                            |                                            |                                            |                                            |                                            |                                            |                                            |                                            |                                            |                                            |                                            |                                            |                                            |                                            |                                            |                                            |                                            |                                            |                                            |                                            |                                            |                                            |                                            |                                            |                                            |                                            |                                            |                                            |                                            |                                            |                                            |                                            |                                            |                                            |                                            |                                            |                                            |                                            |                                            |                                            |                                            |                                            |                                            |                                            |                                            |                                            |                                            |                                            |                                            |                                            |                                            |                                            |                                            |                                            |                                            |                                            |                                            |                                            |                                            |                                            |                                            |                                            |                                            |                                            |                                            |                                            |                                            |                                            |                                            |                                            |                                            |                                            |                                            |                                            |                                            |                                            |                                            |                                            |                                            |                                            |                                            |                                            |                                            |                                            |                                            |                                            |                                            |                                            |                                            |                                            |                                            |                                            |                                            |                                            |                                            |                                            |                                            |                                            |                                            |                                            |                                            |                                            |                                            |                                            |                                            |                                            |                                            |                                            |                                            |                                            |                                            |                                            |                                            |                                            |                                            |                                            |                                            |                                            |                                            |                                            |                                            |                                            |                                            |                                            |                                            |                                            |                                            |                                            |                                            |                                            |                                            |                                            |                                            |                                            |                                            |                                            |                                            |                                            |                                            |                                            |                                            |                                            |                                            |                                            |                                            |                                            |                                            |                                            |                                            |                                            |                                            |                                            |                                            |                                            |                                            |                                            |                                            |                                            |                                            |                                            |                                            |                                            |                                            |                                            |                                            |                                            |                                            |                                            |                                            |                                            |                                            |                                            |                                            |                                            |                                            |                                            |                                            |                                            |                                            |                                            |                                            |                                            |                                            |                                            |                                            |                                            |                                            |                                            |                                            |                                            |                                            |                                            |                                            |
| 5    | 1 688 m                     | Pont de Sutong                  | 300                                        | 300                                        | 300                                        | 300                                        | 300                                        | 300                                        | 300                                        | 300                                        | 300                                        | 300                                        | 300                                        | 300                                        | 300                                        | 300                                        | 300                                        | 300                                        | 300                                        | 300                                        | 300                                        | 300                                        | 300                                        | 300                                        | 300                                        | 300                                        | 300                                        | 300                                        | 300                                        | 300                                        | 300                                        | 300                                        | 300                                        | 300                                        | 300                                        | 300                                        | 300                                        | 300                                        | 300                                        | 300                                        | 300                                        | 300                                        | 300                                        | 300                                        | 300                                        | 300                                        | 300                                        | 300                                        | 300                                        | 300                                        | 300                                        | 300                                        | 300                                        | 300                                        | 300                                        | 300                                        | 300                                        | 300                                        | 300                                        | 300                                        | 300                                        | 300                                        | 300                                        | 300                                        | 300                                        | 300                                        | 300                                        | 300                                        | 300                                        | 300                                        | 300                                        | 300                                        | 300                                        | 300                                        | 300                                        | 300                                        | 300                                        | 300                                        | 300                                        | 300                                        | 300                                        | 300                                        | 300                                        | 300                                        | 300                                        | 300                                        | 300                                        | 300                                        | 300                                        | 300                                        | 300                                        | 300                                        | 300                                        | 300                                        | 300                                        | 300                                        | 300                                        | 300                                        | 300                                        | 300                                        | 300                                        | 300                                        | 300                                        | 300                                        | 300                                        | 300                                        | 300                                        | 300                                        | 300                                        | 300                                        | 300                                        | 300                                        | 300                                        | 300                                        | 300                                        | 300                                        | 300                                        | 300                                        | 300                                        | 300                                        | 300                                        | 300                                        | 300                                        | 300                                        | 300                                        | 300                                        | 300                                        | 300                                        | 300                                        | 300                                        | 300                                        | 300                                        | 300                                        | 300                                        | 300                                        | 300                                        | 300                                        | 300                                        | 300                                        | 300                                        | 300                                        | 300                                        | 300                                        | 300                                        | 300                                        | 300                                        | 300                                        | 300                                        | 300                                        | 300                                        | 300                                        | 300                                        | 300                                        | 300                                        | 300                                        | 300                                        | 300                                        | 300                                        | 300                                        | 300                                        | 300                                        | 300                                        | 300                                        | 300                                        | 300                                        | 300                                        | 300                                        | 300                                        | 300                                        | 300                                        | 300                                        | 300                                        | 300                                        | 300                                        | 300                                        | 300                                        | 300                                        | 300                                        | 300                                        | 300                                        | 300                                        | 300                                        | 300                                        | 300                                        | 300                                        | 300                                        | 300                                        | 300                                        | 300                                        | 300                                        | 300                                        | 300                                        | 300                                        | 300                                        | 300                                        | 300                                        | 300                                        | 300                                        | 300                                        | 300                                        | 300                                        | 300                                        | 300                                        | 300                                        | 300                                        | 300                                        | 300                                        | 300                                        | 300                                        | 300                                        | 300                                        | 300                                        | 300                                        | 300                                        | 300                                        | 300                                        | 300                                        | 300                                        | 300                                        | 300                                        | 300                                        | 300                                        | 300                                        | 300                                        | 300                                        | 300                                        | 300                                        | 300                                        | 300                                        | 300                                        | 300                                        | 300                                        | 300                                        | 300                                        | 300                                        | 300                                        | 300                                        | 300                                        | 300                                        | 300                                        | 300                                        | 300                                        | 300                                        | 300                                        | 300                                        | 300                                        | 300                                        | 300                                        | 300                                        | 300                                        | 300                                        | 300                                        | 300                                        | 300                                        | 300                                        | 300                                        | 300                                        | 300                                        | 300                                        | 300                                        | 300                                        | 300                                        | 300                                        | 300                                        | 300                                        | 300                                        | 300                                        | 300                                        | 300                                        | 300                                        | 300                                        | 300                                        | 300                                        | 300                                        | 300                                        | 300                                        | 300                                        | 300                                        | 300                                        | 300                                        | 300                                        | 300                                        | 300                                        | 300                                        | 300                                        | 300                                        | 300                                        | 300                                        | 300                                        | 300                                        | 300                                        | 300                                        | 300                                        | 300                                        | 300                                        | 300                                        | 300                                        | 300                                        | 300                                        | 300                                        | 300                                        | 300                                        | 1088                                       | 1088                                       | 1088                                       | 1088                                       | 1088                                       | 1088                                       | 1088                                       | 1088                                       | 1088                                       | 1088                                       | 1088                                       | 1088                                       | 1088                                       | 1088                                       | 1088                                       | 1088                                       | 1088                                       | 1088                                       | 1088                                       | 1088                                       | 1088                                       | 1088                                       | 1088                                       | 1088                                       | 1088                                       | 1088                                       | 1088                                       | 1088                                       | 1088                                       | 1088                                       | 1088                                       | 1088                                       | 1088                                       | 1088                                       | 1088                                       | 1088                                       | 1088                                       | 1088                                       | 1088                                       | 1088                                       | 1088                                       | 1088                                       | 1088                                       | 1088                                       | 1088                                       | 1088                                       | 1088                                       | 1088                                       | 1088                                       | 1088                                       | 1088                                       | 1088                                       | 1088                                       | 1088                                       | 1088                                       | 1088                                       | 1088                                       | 1088                                       | 1088                                       | 1088                                       | 1088                                       | 1088                                       | 1088                                       | 1088                                       | 1088                                       | 1088                                       | 1088                                       | 1088                                       | 1088                                       | 1088                                       | 1088                                       | 1088                                       | 1088                                       | 1088                                       | 1088                                       | 1088                                       | 1088                                       | 1088                                       | 1088                                       | 1088                                       | 1088                                       | 1088                                       | 1088                                       | 1088                                       | 1088                                       | 1088                                       | 1088                                       | 1088                                       | 1088                                       | 1088                                       | 1088                                       | 1088                                       | 1088                                       | 1088                                       | 1088                                       | 1088                                       | 1088                                       | 1088                                       | 1088                                       | 1088                                       | 1088                                       | 1088                                       | 1088                                       | 1088                                       | 1088                                       | 1088                                       | 1088                                       | 1088                                       | 1088                                       | 1088                                       | 1088                                       | 1088                                       | 1088                                       | 1088                                       | 1088                                       | 1088                                       | 1088                                       | 1088                                       | 1088                                       | 1088                                       | 1088                                       | 1088                                       | 1088                                       | 1088                                       | 1088                                       | 1088                                       | 1088                                       | 1088                                       | 1088                                       | 1088                                       | 1088                                       | 1088                                       | 1088                                       | 1088                                       | 1088                                       | 1088                                       | 1088                                       | 1088                                       | 1088                                       | 1088                                       | 1088                                       | 1088                                       | 1088                                       | 1088                                       | 1088                                       | 1088                                       | 1088                                       | 1088                                       | 1088                                       | 1088                                       | 1088                                       | 1088                                       | 1088                                       | 1088                                       | 1088                                       | 1088                                       | 1088                                       | 1088                                       | 1088                                       | 1088                                       | 1088                                       | 1088                                       | 1088                                       | 1088                                       | 1088                                       | 1088                                       | 1088                                       | 1088                                       | 1088                                       | 1088                                       | 1088                                       | 1088                                       | 1088                                       | 1088                                       | 1088                                       | 1088                                       | 1088                                       | 1088                                       | 1088                                       | 1088                                       | 1088                                       | 1088                                       | 1088                                       | 1088                                       | 1088                                       | 1088                                       | 1088                                       | 1088                                       | 1088                                       | 1088                                       | 1088                                       | 1088                                       | 1088                                       | 1088                                       | 1088                                       | 1088                                       | 1088                                       | 1088                                       | 1088                                       | 1088                                       | 1088                                       | 1088                                       | 1088                                       | 1088                                       | 1088                                       | 1088                                       | 1088                                       | 1088                                       | 1088                                       | 1088                                       | 1088                                       | 1088                                       | 1088                                       | 1088                                       | 1088                                       | 1088                                       | 1088                                       | 1088                                       | 1088                                       | 1088                                       | 1088                                       | 1088                                       | 1088                                       | 1088                                       | 1088                                       | 1088                                       | 1088                                       | 1088                                       | 1088                                       | 1088                                       | 1088                                       | 1088                                       | 1088                                       | 1088                                       | 1088                                       | 1088                                       | 1088                                       | 1088                                       | 1088                                       | 1088                                       | 1088                                       | 1088                                       | 1088                                       | 1088                                       | 1088                                       | 1088                                       | 1088                                       | 1088                                       | 1088                                       | 1088                                       | 1088                                       | 1088                                       | 1088                                       | 1088                                       | 1088                                       | 1088                                       | 1088                                       | 1088                                       | 1088                                       | 1088                                       | 1088                                       | 1088                                       | 1088                                       | 1088                                       | 1088                                       | 1088                                       | 1088                                       | 1088                                       | 1088                                       | 1088                                       | 1088                                       | 1088                                       | 1088                                       | 1088                                       | 1088                                       | 1088                                       | 1088                                       | 1088                                       | 1088                                       | 1088                                       | 1088                                       | 1088                                       | 1088                                       | 1088                                       | 1088                                       | 1088                                       | 1088                                       | 1088                                       | 1088                                       | 1088                                       | 1088                                       | 1088                                       | 1088                                       | 1088                                       | 1088                                       | 1088                                       | 1088                                       | 1088                                       | 1088                                       | 1088                                       | 1088                                       | 1088                                       | 1088                                       | 1088                                       | 1088                                       | 1088                                       | 1088                                       | 1088                                       | 1088                                       | 1088                                       | 1088                                       | 1088                                       | 1088                                       | 1088                                       | 1088                                       | 1088                                       | 1088                                       | 1088                                       | 1088                                       | 1088                                       | 1088                                       | 1088                                       | 1088                                       | 1088                                       | 1088                                       | 1088                                       | 1088                                       | 1088                                       | 1088                                       | 1088                                       | 1088                                       | 1088                                       | 1088                                       | 1088                                       | 1088                                       | 1088                                       | 1088                                       | 1088                                       | 1088                                       | 1088                                       | 1088                                       | 1088                                       | 1088                                       | 1088                                       | 1088                                       | 1088                                       | 1088                                       | 1088                                       | 1088                                       | 1088                                       | 1088                                       | 1088                                       | 1088                                       | 1088                                       | 1088                                       | 1088                                       | 1088                                       | 1088                                       | 1088                                       | 1088                                       | 1088                                       | 1088                                       | 1088                                       | 1088                                       | 1088                                       | 1088                                       | 1088                                       | 1088                                       | 1088                                       | 1088                                       | 1088                                       | 1088                                       | 1088                                       | 1088                                       | 1088                                       | 1088                                       | 1088                                       | 1088                                       | 1088                                       | 1088                                       | 1088                                       | 1088                                       | 1088                                       | 1088                                       | 1088                                       | 1088                                       | 1088                                       | 1088                                       | 1088                                       | 1088                                       | 1088                                       | 1088                                       | 1088                                       | 1088                                       | 1088                                       | 1088                                       | 1088                                       | 1088                                       | 1088                                       | 1088                                       | 1088                                       | 1088                                       | 1088                                       | 1088                                       | 1088                                       | 1088                                       | 1088                                       | 1088                                       | 1088                                       | 1088                                       | 1088                                       | 1088                                       | 1088                                       | 1088                                       | 1088                                       | 1088                                       | 1088                                       | 1088                                       | 1088                                       | 1088                                       | 1088                                       | 1088                                       | 1088                                       | 1088                                       | 1088                                       | 1088                                       | 1088                                       | 1088                                       | 1088                                       | 1088                                       | 1088                                       | 1088                                       | 1088                                       | 1088                                       | 1088                                       | 1088                                       | 1088                                       | 1088                                       | 1088                                       | 1088                                       | 1088                                       | 1088                                       | 1088                                       | 1088                                       | 1088                                       | 1088                                       | 1088                                       | 1088                                       | 1088                                       | 1088                                       | 1088                                       | 1088                                       | 1088                                       | 1088                                       | 1088                                       | 1088                                       | 1088                                       | 1088                                       | 1088                                       | 1088                                       | 1088                                       | 1088                                       | 1088                                       | 1088                                       | 1088                                       | 1088                                       | 1088                                       | 1088                                       | 1088                                       | 1088                                       | 1088                                       | 1088                                       | 1088                                       | 1088                                       | 1088                                       | 1088                                       | 1088                                       | 1088                                       | 1088                                       | 1088                                       | 1088                                       | 1088                                       | 1088                                       | 1088                                       | 1088                                       | 1088                                       | 1088                                       | 1088                                       | 1088                                       | 1088                                       | 1088                                       | 1088                                       | 1088                                       | 1088                                       | 1088                                       | 1088                                       | 1088                                       | 1088                                       | 1088                                       | 1088                                       | 1088                                       | 1088                                       | 1088                                       | 1088                                       | 1088                                       | 1088                                       | 1088                                       | 1088                                       | 1088                                       | 1088                                       | 1088                                       | 1088                                       | 1088                                       | 1088                                       | 1088                                       | 1088                                       | 1088                                       | 1088                                       | 1088                                       | 1088                                       | 1088                                       | 1088                                       | 1088                                       | 1088                                       | 1088                                       | 1088                                       | 1088                                       | 1088                                       | 1088                                       | 1088                                       | 1088                                       | 1088                                       | 1088                                       | 1088                                       | 1088                                       | 1088                                       | 1088                                       | 1088                                       | 1088                                       | 1088                                       | 1088                                       | 1088                                       | 1088                                       | 1088                                       | 1088                                       | 1088                                       | 1088                                       | 1088                                       | 1088                                       | 1088                                       | 1088                                       | 1088                                       | 1088                                       | 1088                                       | 1088                                       | 1088                                       | 1088                                       | 1088                                       | 1088                                       | 1088                                       | 1088                                       | 1088                                       | 1088                                       | 1088                                       | 1088                                       | 1088                                       | 1088                                       | 1088                                       | 1088                                       | 1088                                       | 1088                                       | 1088                                       | 1088                                       | 1088                                       | 1088                                       | 1088                                       | 1088                                       | 1088                                       | 1088                                       | 1088                                       | 1088                                       | 1088                                       | 1088                                       | 1088                                       | 1088                                       | 1088                                       | 1088                                       | 1088                                       | 1088                                       | 1088                                       | 1088                                       | 1088                                       | 1088                                       | 1088                                       | 1088                                       | 1088                                       | 1088                                       | 1088                                       | 1088                                       | 1088                                       | 1088                                       | 1088                                       | 1088                                       | 1088                                       | 1088                                       | 1088                                       | 1088                                       | 1088                                       | 1088                                       | 1088                                       | 1088                                       | 1088                                       | 1088                                       | 1088                                       | 1088                                       | 1088                                       | 1088                                       | 1088                                       | 1088                                       | 1088                                       | 1088                                       | 1088                                       | 1088                                       | 1088                                       | 1088                                       | 1088                                       | 1088                                       | 1088                                       | 1088                                       | 1088                                       | 1088                                       | 1088                                       | 1088                                       | 1088                                       | 1088                                       | 1088                                       | 1088                                       | 1088                                       | 1088                                       | 1088                                       | 1088                                       | 1088                                       | 1088                                       | 1088                                       | 1088                                       | 1088                                       | 1088                                       | 1088                                       | 1088                                       | 1088                                       | 1088                                       | 1088                                       | 1088                                       | 1088                                       | 1088                                       | 1088                                       | 1088                                       | 1088                                       | 1088                                       | 1088                                       | 1088                                       | 1088                                       | 1088                                       | 1088                                       | 1088                                       | 1088                                       | 1088                                       | 1088                                       | 1088                                       | 1088                                       | 1088                                       | 1088                                       | 1088                                       | 1088                                       | 1088                                       | 1088                                       | 1088                                       | 1088                                       | 1088                                       | 1088                                       | 1088                                       | 1088                                       | 1088                                       | 1088                                       | 1088                                       | 1088                                       | 1088                                       | 1088                                       | 1088                                       | 1088                                       | 1088                                       | 1088                                       | 1088                                       | 1088                                       | 1088                                       | 1088                                       | 1088                                       | 1088                                       | 1088                                       | 1088                                       | 1088                                       | 1088                                       | 1088                                       | 1088                                       | 1088                                       | 1088                                       | 1088                                       | 1088                                       | 1088                                       | 1088                                       | 1088                                       | 1088                                       | 1088                                       | 1088                                       | 1088                                       | 1088                                       | 1088                                       | 1088                                       | 1088                                       | 1088                                       | 1088                                       | 1088                                       | 1088                                       | 1088                                       | 1088                                       | 1088                                       | 1088                                       | 1088                                       | 1088                                       | 1088                                       | 1088                                       | 1088                                       | 1088                                       | 1088                                       | 1088                                       | 1088                                       | 1088                                       | 1088                                       | 1088                                       | 1088                                       | 1088                                       | 1088                                       | 1088                                       | 1088                                       | 1088                                       | 1088                                       | 1088                                       | 1088                                       | 1088                                       | 1088                                       | 1088                                       | 1088                                       | 1088                                       | 1088                                       | 1088                                       | 1088                                       | 1088                                       | 1088                                       | 1088                                       | 1088                                       | 1088                                       | 1088                                       | 1088                                       | 1088                                       | 1088                                       | 1088                                       | 1088                                       | 1088                                       | 1088                                       | 1088                                       | 1088                                       | 1088                                       | 1088                                       | 1088                                       | 1088                                       | 1088                                       | 1088                                       | 1088                                       | 1088                                       | 1088                                       | 1088                                       | 1088                                       | 1088                                       | 1088                                       | 1088                                       | 1088                                       | 1088                                       | 1088                                       | 1088                                       | 1088                                       | 1088                                       | 1088                                       | 1088                                       | 1088                                       | 1088                                       | 1088                                       | 1088                                       | 1088                                       | 1088                                       | 1088                                       | 1088                                       | 1088                                       | 1088                                       | 1088                                       | 1088                                       | 1088                                       | 1088                                       | 1088                                       | 1088                                       | 1088                                       | 1088                                       | 1088                                       | 1088                                       | 1088                                       | 1088                                       | 1088                                       | 1088                                       | 1088                                       | 1088                                       | 1088                                       | 1088                                       | 1088                                       | 1088                                       | 1088                                       | 1088                                       | 1088                                       | 1088                                       | 1088                                       | 1088                                       | 1088                                       | 1088                                       | 1088                                       | 1088                                       | 1088                                       | 1088                                       | 1088                                       | 1088                                       | 1088                                       | 1088                                       | 1088                                       | 1088                                       | 1088                                       | 1088                                       | 1088                                       | 1088                                       | 1088                                       | 1088                                       | 1088                                       | 1088                                       | 1088                                       | 1088                                       | 1088                                       | 1088                                       | 1088                                       | 1088                                       | 1088                                       | 1088                                       | 1088                                       | 1088                                       | 1088                                       | 1088                                       | 1088                                       | 1088                                       | 1088                                       | 1088                                       | 1088                                       | 1088                                       | 1088                                       | 1088                                       | 1088                                       | 1088                                       | 1088                                       | 1088                                       | 1088                                       | 1088                                       | 1088                                       | 1088                                       | 1088                                       | 1088                                       | 1088                                       | 1088                                       | 1088                                       | 1088                                       | 1088                                       | 1088                                       | 1088                                       | 1088                                       | 1088                                       | 1088                                       | 1088                                       | 1088                                       | 1088                                       | 1088                                       | 1088                                       | 1088                                       | 1088                                       | 1088                                       | 1088                                       | 1088                                       | 1088                                       | 1088                                       | 1088                                       | 1088                                       | 1088                                       | 1088                                       | 1088                                       | 1088                                       | 1088                                       | 1088                                       | 1088                                       | 1088                                       | 1088                                       | 1088                                       | 1088                                       | 1088                                       | 1088                                       | 1088                                       | 1088                                       | 1088                                       | 1088                                       | 1088                                       | 1088                                       | 1088                                       | 1088                                       | 1088                                       | 1088                                       | 1088                                       | 1088                                       | 1088                                       | 1088                                       | 1088                                       | 1088                                       | 1088                                       | 1088                                       | 1088                                       | 1088                                       | 1088                                       | 1088                                       | 1088                                       | 1088                                       | 1088                                       | 1088                                       | 1088                                       | 1088                                       | 1088                                       | 1088                                       | 1088                                       | 1088                                       | 1088                                       | 1088                                       | 1088                                       | 1088                                       | 1088                                       | 1088                                       | 1088                                       | 1088                                       | 1088                                       | 1088                                       | 1088                                       | 1088                                       | 1088                                       | 1088                                       | 1088                                       | 1088                                       | 1088                                       | 1088                                       | 1088                                       | 1088                                       | 1088                                       | 1088                                       | 1088                                       | 1088                                       | 1088                                       | 1088                                       | 1088                                       | 1088                                       | 1088                                       | 1088                                       | 1088                                       | 1088                                       | 1088                                       | 1088                                       | 1088                                       | 1088                                       | 1088                                       | 1088                                       | 1088                                       | 1088                                       | 1088                                       | 1088                                       | 1088                                       | 1088                                       | 1088                                       | 1088                                       | 1088                                       | 1088                                       | 1088                                       | 1088                                       | 1088                                       | 1088                                       | 300                                        | 300                                        | 300                                        | 300                                        | 300                                        | 300                                        | 300                                        | 300                                        | 300                                        | 300                                        | 300                                        | 300                                        | 300                                        | 300                                        | 300                                        | 300                                        | 300                                        | 300                                        | 300                                        | 300                                        | 300                                        | 300                                        | 300                                        | 300                                        | 300                                        | 300                                        | 300                                        | 300                                        | 300                                        | 300                                        | 300                                        | 300                                        | 300                                        | 300                                        | 300                                        | 300                                        | 300                                        | 300                                        | 300                                        | 300                                        | 300                                        | 300                                        | 300                                        | 300                                        | 300                                        | 300                                        | 300                                        | 300                                        | 300                                        | 300                                        | 300                                        | 300                                        | 300                                        | 300                                        | 300                                        | 300                                        | 300                                        | 300                                        | 300                                        | 300                                        | 300                                        | 300                                        | 300                                        | 300                                        | 300                                        | 300                                        | 300                                        | 300                                        | 300                                        | 300                                        | 300                                        | 300                                        | 300                                        | 300                                        | 300                                        | 300                                        | 300                                        | 300                                        | 300                                        | 300                                        | 300                                        | 300                                        | 300                                        | 300                                        | 300                                        | 300                                        | 300                                        | 300                                        | 300                                        | 300                                        | 300                                        | 300                                        | 300                                        | 300                                        | 300                                        | 300                                        | 300                                        | 300                                        | 300                                        | 300                                        | 300                                        | 300                                        | 300                                        | 300                                        | 300                                        | 300                                        | 300                                        | 300                                        | 300                                        | 300                                        | 300                                        | 300                                        | 300                                        | 300                                        | 300                                        | 300                                        | 300                                        | 300                                        | 300                                        | 300                                        | 300                                        | 300                                        | 300                                        | 300                                        | 300                                        | 300                                        | 300                                        | 300                                        | 300                                        | 300                                        | 300                                        | 300                                        | 300                                        | 300                                        | 300                                        | 300                                        | 300                                        | 300                                        | 300                                        | 300                                        | 300                                        | 300                                        | 300                                        | 300                                        | 300                                        | 300                                        | 300                                        | 300                                        | 300                                        | 300                                        | 300                                        | 300                                        | 300                                        | 300                                        | 300                                        | 300                                        | 300                                        | 300                                        | 300                                        | 300                                        | 300                                        | 300                                        | 300                                        | 300                                        | 300                                        | 300                                        | 300                                        | 300                                        | 300                                        | 300                                        | 300                                        | 300                                        | 300                                        | 300                                        | 300                                        | 300                                        | 300                                        | 300                                        | 300                                        | 300                                        | 300                                        | 300                                        | 300                                        | 300                                        | 300                                        | 300                                        | 300                                        | 300                                        | 300                                        | 300                                        | 300                                        | 300                                        | 300                                        | 300                                        | 300                                        | 300                                        | 300                                        | 300                                        | 300                                        | 300                                        | 300                                        | 300                                        | 300                                        | 300                                        | 300                                        | 300                                        | 300                                        | 300                                        | 300                                        | 300                                        | 300                                        | 300                                        | 300                                        | 300                                        | 300                                        | 300                                        | 300                                        | 300                                        | 300                                        | 300                                        | 300                                        | 300                                        | 300                                        | 300                                        | 300                                        | 300                                        | 300                                        | 300                                        | 300                                        | 300                                        | 300                                        | 300                                        | 300                                        | 300                                        | 300                                        | 300                                        | 300                                        | 300                                        | 300                                        | 300                                        | 300                                        | 300                                        | 300                                        | 300                                        | 300                                        | 300                                        | 300                                        | 300                                        | 300                                        | 300                                        | 300                                        | 300                                        | 300                                        | 300                                        | 300                                        | 300                                        | 300                                        | 300                                        | 300                                        | 300                                        | 300                                        | 300                                        | 300                                        | 300                                        | 300                                        | 300                                        | 300                                        | 300                                        | 300                                        | 300                                        | 300                                        | 300                                        | 300                                        | 300                                        | 300                                        | 300                                        | 300                                        | 300                                        | 300                                        | 300                                        | 300                                        | 300                                        | 300                                        | 300                                        | 300                                        | 300                                        | 300                                        | 300                                        | 300                                        | 300                                        | 300                                        | 300                                        | 300                                        | 300                                        | 300                                        | 300                                        | 300                                        | 300                                        | 300                                        | 300                                        |                                            |                                            |                                            |                                            |                                            |                                            |                                            |                                            |                                            |                                            |                                            |                                            |                                            |                                            |                                            |                                            |                                            |                                            |                                            |                                            |                                            |                                            |                                            |                                            |                                            |                                            |                                            |                                            |                                            |                                            |                                            |                                            |                                            |                                            |                                            |                                            |                                            |                                            |                                            |                                            |                                            |                                            |                                            |                                            |                                            |                                            |                                            |                                            |                                            |                                            |                                            |                                            |                                            |                                            |                                            |                                            |                                            |                                            |                                            |                                            |                                            |                                            |                                            |                                            |                                            |                                            |                                            |                                            |                                            |                                            |                                            |                                            |                                            |                                            |                                            |                                            |                                            |                                            |                                            |                                            |                                            |                                            |                                            |                                            |                                            |                                            |                                            |                                            |                                            |                                            |                                            |                                            |                                            |                                            |                                            |                                            |                                            |                                            |                                            |                                            |                                            |                                            |                                            |                                            |                                            |                                            |                                            |                                            |                                            |                                            |                                            |                                            |                                            |                                            |                                            |                                            |                                            |                                            |                                            |                                            |                                            |                                            |                                            |                                            |                                            |                                            |                                            |                                            |                                            |                                            |                                            |                                            |                                            |                                            |                                            |                                            |                                            |                                            |                                            |                                            |                                            |                                            |                                            |                                            |                                            |                                            |                                            |                                            |                                            |                                            |                                            |                                            |                                            |                                            |                                            |                                            |                                            |                                            |                                            |                                            |                                            |                                            |                                            |                                            |                                            |                                            |                                            |                                            |                                            |                                            |                                            |                                            |                                            |                                            |                                            |                                            |                                            |                                            |                                            |                                            |                                            |                                            |                                            |                                            |                                            |                                            |                                            |                                            |                                            |                                            |                                            |                                            |                                            |                                            |                                            |                                            |                                            |                                            |                                            |                                            |                                            |                                            |                                            |                                            |                                            |                                            |                                            |                                            |                                            |                                            |                                            |                                            |                                            |                                            |                                            |                                            |                                            |                                            |                                            |                                            |                                            |                                            |                                            |                                            |                                            |                                            |                                            |                                            |                                            |                                            |                                            |                                            |                                            |                                            |                                            |                                            |                                            |                                            |                                            |                                            |                                            |                                            |                                            |                                            |                                            |                                            |                                            |                                            |                                            |                                            |                                            |                                            |                                            |                                            |                                            |                                            |                                            |                                            |                                            |                                            |                                            |                                            |                                            |                                            |                                            |                                            |                                            |                                            |                                            |                                            |                                            |                                            |                                            |                                            |                                            |                                            |                                            |                                            |                                            |                                            |                                            |                                            |                                            |                                            |                                            |                                            |                                            |                                            |                                            |                                            |                                            |                                            |                                            |                                            |                                            |                                            |                                            |                                            |                                            |                                            |                                            |                                            |                                            |                                            |                                            |                                            |                                            |                                            |                                            |                                            |                                            |                                            |                                            |                                            |                                            |                                            |                                            |                                            |                                            |                                            |                                            |                                            |                                            |                                            |                                            |                                            |                                            |                                            |                                            |                                            |                                            |                                            |                                            |                                            |                                            |                                            |                                            |                                            |                                            |                                            |                                            |                                            |                                            |                                            |                                            |                                            |                                            |                                            |                                            |                                            |                                            |                                            |                                            |                                            |                                            |                                            |                                            |                                            |                                            |                                            |                                            |                                            |                                            |                                            |                                            |                                            |                                            |                                            |                                            |                                            |                                            |                                            |                                            |                                            |                                            |                                            |                                            |                                            |                                            |                                            |                                            |                                            |                                            |                                            |                                            |                                            |                                            |                                            |                                            |                                            |                                            |                                            |                                            |                                            |                                            |                                            |                                            |                                            |                                            |                                            |                                            |                                            |                                            |                                            |                                            |                                            |                                            |                                            |                                            |                                            |                                            |                                            |                                            |                                            |                                            |                                            |                                            |                                            |                                            |                                            |                                            |                                            |                                            |                                            |                                            |                                            |                                            |                                            |                                            |                                            |                                            |                                            |                                            |                                            |                                            |                                            |                                            |                                            |                                            |                                            |                                            |                                            |                                            |                                            |                                            |                                            |                                            |                                            |                                            |                                            |                                            |                                            |                                            |                                            |                                            |                                            |                                            |                                            |                                            |                                            |                                            |                                            |                                            |                                            |                                            |                                            |                                            |                                            |                                            |                                            |                                            |                                            |                                            |                                            |                                            |                                            |                                            |                                            |                                            |                                            |                                            |                                            |                                            |                                            |                                            |                                            |                                            |                                            |                                            |                                            |                                            |                                            |                                            |                                            |                                            |                                            |                                            |                                            |                                            |                                            |                                            |                                            |                                            |                                            |                                            |                                            |                                            |                                            |                                            |                                            |                                            |                                            |                                            |                                            |                                            |                                            |                                            |                                            |                                            |                                            |                                            |                                            |                                            |                                            |                                            |                                            |                                            |                                            |                                            |                                            |                                            |                                            |                                            |                                            |                                            |                                            |                                            |                                            |                                            |                                            |                                            |                                            |                                            |                                            |                                            |                                            |                                            |                                            |                                            |                                            |                                            |                                            |                                            |                                            |                                            |                                            |                                            |                                            |                                            |                                            |                                            |                                            |                                            |                                            |                                            |                                            |                                            |                                            |                                            |                                            |                                            |                                            |                                            |                                            |                                            |                                            |                                            |                                            |                                            |                                            |                                            |                                            |                                            |                                            |                                            |                                            |                                            |                                            |                                            |                                            |                                            |                                            |                                            |                                            |                                            |                                            |                                            |                                            |                                            |                                            |                                            |                                            |                                            |                                            |                                            |                                            |                                            |                                            |                                            |                                            |                                            |                                            |                                            |                                            |                                            |                                            |                                            |                                            |                                            |                                            |                                            |                                            |                                            |                                            |                                            |                                            |                                            |                                            |                                            |                                            |                                            |                                            |                                            |                                            |                                            |                                            |                                            |                                            |                                            |                                            |                                            |                                            |                                            |                                            |                                            |                                            |                                            |                                            |                                            |                                            |                                            |                                            |                                            |                                            |                                            |                                            |                                            |                                            |                                            |                                            |                                            |                                            |                                            |                                            |                                            |                                            |                                            |                                            |                                            |                                            |                                            |                                            |                                            |                                            |                                            |                                            |                                            |                                            |                                            |                                            |                                            |                                            |                                            |                                            |                                            |                                            |                                            |                                            |                                            |                                            |                                            |                                            |                                            |                                            |                                            |                                            |                                            |                                            |                                            |                                            |                                            |                                            |                                            |                                            |                                            |                                            |                                            |                                            |                                            |                                            |                                            |                                            |                                            |                                            |                                            |                                            |                                            |                                            |                                            |                                            |                                            |                                            |                                            |                                            |                                            |                                            |                                            |                                            |                                            |                                            |                                            |                                            |                                            |                                            |                                            |                                            |                                            |                                            |                                            |                                            |                                            |                                            |                                            |                                            |                                            |                                            |                                            |                                            |                                            |                                            |                                            |                                            |                                            |                                            |                                            |                                            |                                            |                                            |                                            |                                            |                                            |                                            |                                            |                                            |                                            |                                            |                                            |                                            |                                            |                                            |                                            |                                            |                                            |                                            |                                            |                                            |                                            |                                            |                                            |                                            |                                            |                                            |                                            |                                            |                                            |                                            |                                            |                                            |                                            |                                            |                                            |                                            |                                            |                                            |                                            |                                            |                                            |                                            |                                            |                                            |                                            |                                            |                                            |                                            |                                            |                                            |                                            |                                            |                                            |                                            |                                            |                                            |                                            |                                            |                                            |                                            |                                            |                                            |                                            |                                            |                                            |                                            |                                            |                                            |                                            |                                            |                                            |                                            |                                            |                                            |                                            |                                            |                                            |                                            |                                            |                                            |                                            |                                            |                                            |                                            |                                            |                                            |                                            |                                            |                                            |                                            |                                            |                                            |                                            |                                            |                                            |                                            |                                            |                                            |                                            |                                            |                                            |                                            |                                            |                                            |                                            |                                            |                                            |                                            |                                            |                                            |                                            |                                            |                                            |                                            |                                            |                                            |                                            |                                            |                                            |                                            |                                            |                                            |                                            |                                            |                                            |                                            |                                            |                                            |                                            |                                            |                                            |                                            |                                            |                                            |                                            |                                            |                                            |                                            |                                            |                                            |                                            |                                            |                                            |                                            |                                            |                                            |                                            |                                            |                                            |                                            |                                            |                                            |                                            |                                            |                                            |                                            |                                            |                                            |                                            |                                            |                                            |                                            |                                            |                                            |                                            |                                            |                                            |                                            |                                            |                                            |                                            |                                            |                                            |                                            |                                            |                                            |                                            |                                            |                                            |                                            |                                            |                                            |                                            |                                            |
| 6    | 1 552 m                     | Pont de Erqi                    | 160                                        | 160                                        | 160                                        | 160                                        | 160                                        | 160                                        | 160                                        | 160                                        | 160                                        | 160                                        | 160                                        | 160                                        | 160                                        | 160                                        | 160                                        | 160                                        | 160                                        | 160                                        | 160                                        | 160                                        | 160                                        | 160                                        | 160                                        | 160                                        | 160                                        | 160                                        | 160                                        | 160                                        | 160                                        | 160                                        | 160                                        | 160                                        | 160                                        | 160                                        | 160                                        | 160                                        | 160                                        | 160                                        | 160                                        | 160                                        | 160                                        | 160                                        | 160                                        | 160                                        | 160                                        | 160                                        | 160                                        | 160                                        | 160                                        | 160                                        | 160                                        | 160                                        | 160                                        | 160                                        | 160                                        | 160                                        | 160                                        | 160                                        | 160                                        | 160                                        | 160                                        | 160                                        | 160                                        | 160                                        | 160                                        | 160                                        | 160                                        | 160                                        | 160                                        | 160                                        | 160                                        | 160                                        | 160                                        | 160                                        | 160                                        | 160                                        | 160                                        | 160                                        | 160                                        | 160                                        | 160                                        | 160                                        | 160                                        | 160                                        | 160                                        | 160                                        | 160                                        | 160                                        | 160                                        | 160                                        | 160                                        | 160                                        | 160                                        | 160                                        | 160                                        | 160                                        | 160                                        | 160                                        | 160                                        | 160                                        | 160                                        | 160                                        | 160                                        | 160                                        | 160                                        | 160                                        | 160                                        | 160                                        | 160                                        | 160                                        | 160                                        | 160                                        | 160                                        | 160                                        | 160                                        | 160                                        | 160                                        | 160                                        | 160                                        | 160                                        | 160                                        | 160                                        | 160                                        | 160                                        | 160                                        | 160                                        | 160                                        | 160                                        | 160                                        | 160                                        | 160                                        | 160                                        | 160                                        | 160                                        | 160                                        | 160                                        | 160                                        | 160                                        | 160                                        | 160                                        | 160                                        | 160                                        | 160                                        | 160                                        | 160                                        | 160                                        | 160                                        | 160                                        | 160                                        | 160                                        | 160                                        | 160                                        | 160                                        | 160                                        | 160                                        | 160                                        | 160                                        | 160                                        | 160                                        | 160                                        | 616                                        | 616                                        | 616                                        | 616                                        | 616                                        | 616                                        | 616                                        | 616                                        | 616                                        | 616                                        | 616                                        | 616                                        | 616                                        | 616                                        | 616                                        | 616                                        | 616                                        | 616                                        | 616                                        | 616                                        | 616                                        | 616                                        | 616                                        | 616                                        | 616                                        | 616                                        | 616                                        | 616                                        | 616                                        | 616                                        | 616                                        | 616                                        | 616                                        | 616                                        | 616                                        | 616                                        | 616                                        | 616                                        | 616                                        | 616                                        | 616                                        | 616                                        | 616                                        | 616                                        | 616                                        | 616                                        | 616                                        | 616                                        | 616                                        | 616                                        | 616                                        | 616                                        | 616                                        | 616                                        | 616                                        | 616                                        | 616                                        | 616                                        | 616                                        | 616                                        | 616                                        | 616                                        | 616                                        | 616                                        | 616                                        | 616                                        | 616                                        | 616                                        | 616                                        | 616                                        | 616                                        | 616                                        | 616                                        | 616                                        | 616                                        | 616                                        | 616                                        | 616                                        | 616                                        | 616                                        | 616                                        | 616                                        | 616                                        | 616                                        | 616                                        | 616                                        | 616                                        | 616                                        | 616                                        | 616                                        | 616                                        | 616                                        | 616                                        | 616                                        | 616                                        | 616                                        | 616                                        | 616                                        | 616                                        | 616                                        | 616                                        | 616                                        | 616                                        | 616                                        | 616                                        | 616                                        | 616                                        | 616                                        | 616                                        | 616                                        | 616                                        | 616                                        | 616                                        | 616                                        | 616                                        | 616                                        | 616                                        | 616                                        | 616                                        | 616                                        | 616                                        | 616                                        | 616                                        | 616                                        | 616                                        | 616                                        | 616                                        | 616                                        | 616                                        | 616                                        | 616                                        | 616                                        | 616                                        | 616                                        | 616                                        | 616                                        | 616                                        | 616                                        | 616                                        | 616                                        | 616                                        | 616                                        | 616                                        | 616                                        | 616                                        | 616                                        | 616                                        | 616                                        | 616                                        | 616                                        | 616                                        | 616                                        | 616                                        | 616                                        | 616                                        | 616                                        | 616                                        | 616                                        | 616                                        | 616                                        | 616                                        | 616                                        | 616                                        | 616                                        | 616                                        | 616                                        | 616                                        | 616                                        | 616                                        | 616                                        | 616                                        | 616                                        | 616                                        | 616                                        | 616                                        | 616                                        | 616                                        | 616                                        | 616                                        | 616                                        | 616                                        | 616                                        | 616                                        | 616                                        | 616                                        | 616                                        | 616                                        | 616                                        | 616                                        | 616                                        | 616                                        | 616                                        | 616                                        | 616                                        | 616                                        | 616                                        | 616                                        | 616                                        | 616                                        | 616                                        | 616                                        | 616                                        | 616                                        | 616                                        | 616                                        | 616                                        | 616                                        | 616                                        | 616                                        | 616                                        | 616                                        | 616                                        | 616                                        | 616                                        | 616                                        | 616                                        | 616                                        | 616                                        | 616                                        | 616                                        | 616                                        | 616                                        | 616                                        | 616                                        | 616                                        | 616                                        | 616                                        | 616                                        | 616                                        | 616                                        | 616                                        | 616                                        | 616                                        | 616                                        | 616                                        | 616                                        | 616                                        | 616                                        | 616                                        | 616                                        | 616                                        | 616                                        | 616                                        | 616                                        | 616                                        | 616                                        | 616                                        | 616                                        | 616                                        | 616                                        | 616                                        | 616                                        | 616                                        | 616                                        | 616                                        | 616                                        | 616                                        | 616                                        | 616                                        | 616                                        | 616                                        | 616                                        | 616                                        | 616                                        | 616                                        | 616                                        | 616                                        | 616                                        | 616                                        | 616                                        | 616                                        | 616                                        | 616                                        | 616                                        | 616                                        | 616                                        | 616                                        | 616                                        | 616                                        | 616                                        | 616                                        | 616                                        | 616                                        | 616                                        | 616                                        | 616                                        | 616                                        | 616                                        | 616                                        | 616                                        | 616                                        | 616                                        | 616                                        | 616                                        | 616                                        | 616                                        | 616                                        | 616                                        | 616                                        | 616                                        | 616                                        | 616                                        | 616                                        | 616                                        | 616                                        | 616                                        | 616                                        | 616                                        | 616                                        | 616                                        | 616                                        | 616                                        | 616                                        | 616                                        | 616                                        | 616                                        | 616                                        | 616                                        | 616                                        | 616                                        | 616                                        | 616                                        | 616                                        | 616                                        | 616                                        | 616                                        | 616                                        | 616                                        | 616                                        | 616                                        | 616                                        | 616                                        | 616                                        | 616                                        | 616                                        | 616                                        | 616                                        | 616                                        | 616                                        | 616                                        | 616                                        | 616                                        | 616                                        | 616                                        | 616                                        | 616                                        | 616                                        | 616                                        | 616                                        | 616                                        | 616                                        | 616                                        | 616                                        | 616                                        | 616                                        | 616                                        | 616                                        | 616                                        | 616                                        | 616                                        | 616                                        | 616                                        | 616                                        | 616                                        | 616                                        | 616                                        | 616                                        | 616                                        | 616                                        | 616                                        | 616                                        | 616                                        | 616                                        | 616                                        | 616                                        | 616                                        | 616                                        | 616                                        | 616                                        | 616                                        | 616                                        | 616                                        | 616                                        | 616                                        | 616                                        | 616                                        | 616                                        | 616                                        | 616                                        | 616                                        | 616                                        | 616                                        | 616                                        | 616                                        | 616                                        | 616                                        | 616                                        | 616                                        | 616                                        | 616                                        | 616                                        | 616                                        | 616                                        | 616                                        | 616                                        | 616                                        | 616                                        | 616                                        | 616                                        | 616                                        | 616                                        | 616                                        | 616                                        | 616                                        | 616                                        | 616                                        | 616                                        | 616                                        | 616                                        | 616                                        | 616                                        | 616                                        | 616                                        | 616                                        | 616                                        | 616                                        | 616                                        | 616                                        | 616                                        | 616                                        | 616                                        | 616                                        | 616                                        | 616                                        | 616                                        | 616                                        | 616                                        | 616                                        | 616                                        | 616                                        | 616                                        | 616                                        | 616                                        | 616                                        | 616                                        | 616                                        | 616                                        | 616                                        | 616                                        | 616                                        | 616                                        | 616                                        | 616                                        | 616                                        | 616                                        | 616                                        | 616                                        | 616                                        | 616                                        | 616                                        | 616                                        | 616                                        | 616                                        | 616                                        | 616                                        | 616                                        | 616                                        | 616                                        | 616                                        | 616                                        | 616                                        | 616                                        | 616                                        | 616                                        | 616                                        | 616                                        | 616                                        | 616                                        | 616                                        | 616                                        | 616                                        | 616                                        | 616                                        | 616                                        | 616                                        | 616                                        | 616                                        | 616                                        | 616                                        | 616                                        | 616                                        | 616                                        | 616                                        | 616                                        | 616                                        | 616                                        | 616                                        | 616                                        | 616                                        | 616                                        | 616                                        | 616                                        | 616                                        | 616                                        | 616                                        | 616                                        | 616                                        | 616                                        | 616                                        | 616                                        | 616                                        | 616                                        | 616                                        | 616                                        | 616                                        | 616                                        | 616                                        | 616                                        | 616                                        | 616                                        | 616                                        | 616                                        | 616                                        | 616                                        | 616                                        | 616                                        | 616                                        | 616                                        | 616                                        | 616                                        | 616                                        | 616                                        | 616                                        | 616                                        | 616                                        | 616                                        | 616                                        | 616                                        | 616                                        | 616                                        | 616                                        | 616                                        | 616                                        | 616                                        | 616                                        | 616                                        | 616                                        | 616                                        | 616                                        | 616                                        | 616                                        | 616                                        | 616                                        | 616                                        | 616                                        | 616                                        | 616                                        | 616                                        | 616                                        | 616                                        | 616                                        | 616                                        | 616                                        | 616                                        | 616                                        | 616                                        | 616                                        | 616                                        | 616                                        | 616                                        | 616                                        | 616                                        | 616                                        | 616                                        | 616                                        | 616                                        | 616                                        | 616                                        | 616                                        | 616                                        | 616                                        | 616                                        | 616                                        | 616                                        | 616                                        | 616                                        | 616                                        | 616                                        | 616                                        | 616                                        | 616                                        | 616                                        | 616                                        | 616                                        | 616                                        | 616                                        | 616                                        | 616                                        | 616                                        | 616                                        | 616                                        | 616                                        | 616                                        | 616                                        | 616                                        | 616                                        | 616                                        | 616                                        | 616                                        | 616                                        | 616                                        | 616                                        | 616                                        | 616                                        | 616                                        | 616                                        | 616                                        | 616                                        | 616                                        | 616                                        | 616                                        | 616                                        | 616                                        | 616                                        | 616                                        | 616                                        | 616                                        | 616                                        | 616                                        | 616                                        | 616                                        | 616                                        | 616                                        | 616                                        | 616                                        | 616                                        | 616                                        | 616                                        | 616                                        | 616                                        | 616                                        | 616                                        | 616                                        | 616                                        | 616                                        | 616                                        | 616                                        | 616                                        | 616                                        | 616                                        | 616                                        | 616                                        | 616                                        | 616                                        | 616                                        | 616                                        | 616                                        | 616                                        | 616                                        | 616                                        | 616                                        | 616                                        | 616                                        | 616                                        | 616                                        | 616                                        | 616                                        | 616                                        | 616                                        | 616                                        | 616                                        | 616                                        | 616                                        | 616                                        | 616                                        | 616                                        | 616                                        | 616                                        | 616                                        | 616                                        | 616                                        | 616                                        | 616                                        | 616                                        | 616                                        | 616                                        | 616                                        | 616                                        | 616                                        | 616                                        | 616                                        | 616                                        | 616                                        | 616                                        | 616                                        | 616                                        | 616                                        | 616                                        | 616                                        | 616                                        | 616                                        | 616                                        | 616                                        | 616                                        | 616                                        | 616                                        | 616                                        | 616                                        | 616                                        | 616                                        | 616                                        | 616                                        | 616                                        | 616                                        | 616                                        | 616                                        | 616                                        | 616                                        | 616                                        | 616                                        | 616                                        | 616                                        | 616                                        | 616                                        | 616                                        | 616                                        | 616                                        | 616                                        | 616                                        | 616                                        | 616                                        | 616                                        | 616                                        | 616                                        | 616                                        | 616                                        | 616                                        | 616                                        | 616                                        | 616                                        | 616                                        | 616                                        | 616                                        | 616                                        | 616                                        | 616                                        | 616                                        | 616                                        | 616                                        | 616                                        | 616                                        | 616                                        | 616                                        | 616                                        | 616                                        | 616                                        | 616                                        | 616                                        | 616                                        | 616                                        | 616                                        | 616                                        | 616                                        | 616                                        | 616                                        | 616                                        | 616                                        | 616                                        | 616                                        | 616                                        | 616                                        | 616                                        | 616                                        | 616                                        | 616                                        | 616                                        | 616                                        | 616                                        | 616                                        | 616                                        | 616                                        | 616                                        | 616                                        | 616                                        | 616                                        | 616                                        | 616                                        | 616                                        | 616                                        | 616                                        | 616                                        | 616                                        | 616                                        | 616                                        | 616                                        | 616                                        | 616                                        | 616                                        | 616                                        | 616                                        | 616                                        | 616                                        | 616                                        | 616                                        | 616                                        | 616                                        | 616                                        | 616                                        | 616                                        | 616                                        | 616                                        | 616                                        | 616                                        | 616                                        | 616                                        | 616                                        | 616                                        | 616                                        | 616                                        | 616                                        | 616                                        | 616                                        | 616                                        | 616                                        | 616                                        | 616                                        | 616                                        | 616                                        | 616                                        | 616                                        | 616                                        | 616                                        | 616                                        | 616                                        | 616                                        | 616                                        | 616                                        | 616                                        | 616                                        | 616                                        | 616                                        | 616                                        | 616                                        | 616                                        | 616                                        | 616                                        | 616                                        | 616                                        | 616                                        | 616                                        | 616                                        | 616                                        | 616                                        | 616                                        | 616                                        | 616                                        | 616                                        | 616                                        | 616                                        | 616                                        | 616                                        | 616                                        | 616                                        | 616                                        | 616                                        | 616                                        | 616                                        | 616                                        | 616                                        | 616                                        | 616                                        | 616                                        | 616                                        | 616                                        | 616                                        | 616                                        | 616                                        | 616                                        | 616                                        | 616                                        | 616                                        | 616                                        | 616                                        | 616                                        | 616                                        | 616                                        | 616                                        | 616                                        | 616                                        | 616                                        | 616                                        | 616                                        | 616                                        | 616                                        | 616                                        | 616                                        | 616                                        | 616                                        | 616                                        | 616                                        | 616                                        | 616                                        | 616                                        | 616                                        | 616                                        | 616                                        | 616                                        | 616                                        | 616                                        | 616                                        | 616                                        | 616                                        | 616                                        | 616                                        | 616                                        | 616                                        | 616                                        | 616                                        | 616                                        | 616                                        | 616                                        | 616                                        | 616                                        | 616                                        | 616                                        | 616                                        | 616                                        | 616                                        | 616                                        | 616                                        | 616                                        | 616                                        | 616                                        | 616                                        | 616                                        | 616                                        | 616                                        | 616                                        | 616                                        | 616                                        | 616                                        | 616                                        | 616                                        | 616                                        | 616                                        | 616                                        | 616                                        | 616                                        | 616                                        | 616                                        | 616                                        | 616                                        | 616                                        | 616                                        | 616                                        | 616                                        | 616                                        | 616                                        | 616                                        | 616                                        | 616                                        | 616                                        | 616                                        | 616                                        | 616                                        | 616                                        | 616                                        | 616                                        | 616                                        | 616                                        | 616                                        | 616                                        | 616                                        | 616                                        | 616                                        | 616                                        | 616                                        | 616                                        | 616                                        | 616                                        | 616                                        | 616                                        | 616                                        | 616                                        | 616                                        | 616                                        | 616                                        | 616                                        | 616                                        | 616                                        | 616                                        | 616                                        | 616                                        | 616                                        | 616                                        | 616                                        | 616                                        | 616                                        | 616                                        | 616                                        | 616                                        | 616                                        | 616                                        | 616                                        | 616                                        | 616                                        | 616                                        | 616                                        | 616                                        | 616                                        | 616                                        | 616                                        | 616                                        | 616                                        | 616                                        | 616                                        | 616                                        | 616                                        | 616                                        | 616                                        | 616                                        | 616                                        | 616                                        | 616                                        | 616                                        | 616                                        | 616                                        | 616                                        | 616                                        | 616                                        | 616                                        | 616                                        | 616                                        | 616                                        | 616                                        | 616                                        | 616                                        | 616                                        | 616                                        | 616                                        | 616                                        | 616                                        | 616                                        | 616                                        | 616                                        | 616                                        | 616                                        | 616                                        | 616                                        | 616                                        | 616                                        | 616                                        | 616                                        | 616                                        | 616                                        | 616                                        | 616                                        | 616                                        | 616                                        | 616                                        | 616                                        | 616                                        | 616                                        | 616                                        | 616                                        | 616                                        | 616                                        | 616                                        | 616                                        | 616                                        | 616                                        | 616                                        | 616                                        | 616                                        | 616                                        | 616                                        | 616                                        | 616                                        | 616                                        | 616                                        | 616                                        | 616                                        | 616                                        | 616                                        | 616                                        | 616                                        | 616                                        | 616                                        | 616                                        | 616                                        | 616                                        | 616                                        | 616                                        | 616                                        | 616                                        | 616                                        | 616                                        | 616                                        | 616                                        | 616                                        | 616                                        | 616                                        | 616                                        | 616                                        | 616                                        | 616                                        | 616                                        | 616                                        | 616                                        | 616                                        | 616                                        | 616                                        | 616                                        | 616                                        | 616                                        | 616                                        | 616                                        | 616                                        | 616                                        | 616                                        | 616                                        | 616                                        | 616                                        | 616                                        | 616                                        | 616                                        | 616                                        | 616                                        | 616                                        | 616                                        | 616                                        | 616                                        | 616                                        | 616                                        | 616                                        | 616                                        | 616                                        | 616                                        | 616                                        | 616                                        | 616                                        | 616                                        | 616                                        | 616                                        | 616                                        | 616                                        | 616                                        | 616                                        | 616                                        | 616                                        | 616                                        | 616                                        | 616                                        | 616                                        | 616                                        | 616                                        | 616                                        | 616                                        | 616                                        | 616                                        | 616                                        | 616                                        | 616                                        | 616                                        | 616                                        | 616                                        | 616                                        | 616                                        | 616                                        | 616                                        | 616                                        | 616                                        | 616                                        | 616                                        | 616                                        | 616                                        | 616                                        | 616                                        | 616                                        | 616                                        | 616                                        | 616                                        | 616                                        | 616                                        | 616                                        | 616                                        | 616                                        | 616                                        | 616                                        | 616                                        | 616                                        | 616                                        | 616                                        | 616                                        | 616                                        | 616                                        | 616                                        | 616                                        | 616                                        | 616                                        | 616                                        | 616                                        | 616                                        | 616                                        | 616                                        | 616                                        | 616                                        | 616                                        | 616                                        | 616                                        | 616                                        | 616                                        | 616                                        | 616                                        | 616                                        | 616                                        | 616                                        | 616                                        | 616                                        | 616                                        | 616                                        | 616                                        | 616                                        | 616                                        | 616                                        | 616                                        | 616                                        | 616                                        | 616                                        | 616                                        | 616                                        | 616                                        | 160                                        | 160                                        | 160                                        | 160                                        | 160                                        | 160                                        | 160                                        | 160                                        | 160                                        | 160                                        | 160                                        | 160                                        | 160                                        | 160                                        | 160                                        | 160                                        | 160                                        | 160                                        | 160                                        | 160                                        | 160                                        | 160                                        | 160                                        | 160                                        | 160                                        | 160                                        | 160                                        | 160                                        | 160                                        | 160                                        | 160                                        | 160                                        | 160                                        | 160                                        | 160                                        | 160                                        | 160                                        | 160                                        | 160                                        | 160                                        | 160                                        | 160                                        | 160                                        | 160                                        | 160                                        | 160                                        | 160                                        | 160                                        | 160                                        | 160                                        | 160                                        | 160                                        | 160                                        | 160                                        | 160                                        | 160                                        | 160                                        | 160                                        | 160                                        | 160                                        | 160                                        | 160                                        | 160                                        | 160                                        | 160                                        | 160                                        | 160                                        | 160                                        | 160                                        | 160                                        | 160                                        | 160                                        | 160                                        | 160                                        | 160                                        | 160                                        | 160                                        | 160                                        | 160                                        | 160                                        | 160                                        | 160                                        | 160                                        | 160                                        | 160                                        | 160                                        | 160                                        | 160                                        | 160                                        | 160                                        | 160                                        | 160                                        | 160                                        | 160                                        | 160                                        | 160                                        | 160                                        | 160                                        | 160                                        | 160                                        | 160                                        | 160                                        | 160                                        | 160                                        | 160                                        | 160                                        | 160                                        | 160                                        | 160                                        | 160                                        | 160                                        | 160                                        | 160                                        | 160                                        | 160                                        | 160                                        | 160                                        | 160                                        | 160                                        | 160                                        | 160                                        | 160                                        | 160                                        | 160                                        | 160                                        | 160                                        | 160                                        | 160                                        | 160                                        | 160                                        | 160                                        | 160                                        | 160                                        | 160                                        | 160                                        | 160                                        | 160                                        | 160                                        | 160                                        | 160                                        | 160                                        | 160                                        | 160                                        | 160                                        | 160                                        | 160                                        | 160                                        | 160                                        | 160                                        | 160                                        | 160                                        | 160                                        | 160                                        | 160                                        | 160                                        | 160                                        | 160                                        | 160                                        | 160                                        | 160                                        |                                            |                                            |                                            |                                            |                                            |                                            |                                            |                                            |                                            |                                            |                                            |                                            |                                            |                                            |                                            |                                            |                                            |                                            |                                            |                                            |                                            |                                            |                                            |                                            |                                            |                                            |                                            |                                            |                                            |                                            |                                            |                                            |                                            |                                            |                                            |                                            |                                            |                                            |                                            |                                            |                                            |                                            |                                            |                                            |                                            |                                            |                                            |                                            |                                            |                                            |                                            |                                            |                                            |                                            |                                            |                                            |                                            |                                            |                                            |                                            |                                            |                                            |                                            |                                            |                                            |                                            |                                            |                                            |                                            |                                            |                                            |                                            |                                            |                                            |                                            |                                            |                                            |                                            |                                            |                                            |                                            |                                            |                                            |                                            |                                            |                                            |                                            |                                            |                                            |                                            |                                            |                                            |                                            |                                            |                                            |                                            |                                            |                                            |                                            |                                            |                                            |                                            |                                            |                                            |                                            |                                            |                                            |                                            |                                            |                                            |                                            |                                            |                                            |                                            |                                            |                                            |                                            |                                            |                                            |                                            |                                            |                                            |                                            |                                            |                                            |                                            |                                            |                                            |                                            |                                            |                                            |                                            |                                            |                                            |                                            |                                            |                                            |                                            |                                            |                                            |                                            |                                            |                                            |                                            |                                            |                                            |                                            |                                            |                                            |                                            |                                            |                                            |                                            |                                            |                                            |                                            |                                            |                                            |                                            |                                            |                                            |                                            |                                            |                                            |                                            |                                            |                                            |                                            |                                            |                                            |                                            |                                            |                                            |                                            |                                            |                                            |                                            |                                            |                                            |                                            |                                            |                                            |                                            |                                            |                                            |                                            |                                            |                                            |                                            |                                            |                                            |                                            |                                            |                                            |                                            |                                            |                                            |                                            |                                            |                                            |                                            |                                            |                                            |                                            |                                            |                                            |                                            |                                            |                                            |                                            |                                            |                                            |                                            |                                            |                                            |                                            |                                            |                                            |                                            |                                            |                                            |                                            |                                            |                                            |                                            |                                            |                                            |                                            |                                            |                                            |                                            |                                            |                                            |                                            |                                            |                                            |                                            |                                            |                                            |                                            |                                            |                                            |                                            |                                            |                                            |                                            |                                            |                                            |                                            |                                            |                                            |                                            |                                            |                                            |                                            |                                            |                                            |                                            |                                            |                                            |                                            |                                            |                                            |                                            |                                            |                                            |                                            |                                            |                                            |                                            |                                            |                                            |                                            |                                            |                                            |                                            |                                            |                                            |                                            |                                            |                                            |                                            |                                            |                                            |                                            |                                            |                                            |                                            |                                            |                                            |                                            |                                            |                                            |                                            |                                            |                                            |                                            |                                            |                                            |                                            |                                            |                                            |                                            |                                            |                                            |                                            |                                            |                                            |                                            |                                            |                                            |                                            |                                            |                                            |                                            |                                            |                                            |                                            |                                            |                                            |                                            |                                            |                                            |                                            |                                            |                                            |                                            |                                            |                                            |                                            |                                            |                                            |                                            |                                            |                                            |                                            |                                            |                                            |                                            |                                            |                                            |                                            |                                            |                                            |                                            |                                            |                                            |                                            |                                            |                                            |                                            |                                            |                                            |                                            |                                            |                                            |                                            |                                            |                                            |                                            |                                            |                                            |                                            |                                            |                                            |                                            |                                            |                                            |                                            |                                            |                                            |                                            |                                            |                                            |                                            |                                            |                                            |                                            |                                            |                                            |                                            |                                            |                                            |                                            |                                            |                                            |                                            |                                            |                                            |                                            |                                            |                                            |                                            |                                            |                                            |                                            |                                            |                                            |                                            |                                            |                                            |                                            |                                            |                                            |                                            |                                            |                                            |                                            |                                            |                                            |                                            |                                            |                                            |                                            |                                            |                                            |                                            |                                            |                                            |                                            |                                            |                                            |                                            |                                            |                                            |                                            |                                            |                                            |                                            |                                            |                                            |                                            |                                            |                                            |                                            |                                            |                                            |                                            |                                            |                                            |                                            |                                            |                                            |                                            |                                            |                                            |                                            |                                            |                                            |                                            |                                            |                                            |                                            |                                            |                                            |                                            |                                            |                                            |                                            |                                            |                                            |                                            |                                            |                                            |                                            |                                            |                                            |                                            |                                            |                                            |                                            |                                            |                                            |                                            |                                            |                                            |                                            |                                            |                                            |                                            |                                            |                                            |                                            |                                            |                                            |                                            |                                            |                                            |                                            |                                            |                                            |                                            |                                            |                                            |                                            |                                            |                                            |                                            |                                            |                                            |                                            |                                            |                                            |                                            |                                            |                                            |                                            |                                            |                                            |                                            |                                            |                                            |                                            |                                            |                                            |                                            |                                            |                                            |                                            |                                            |                                            |                                            |                                            |                                            |                                            |                                            |                                            |                                            |                                            |                                            |                                            |                                            |                                            |                                            |                                            |                                            |                                            |                                            |                                            |                                            |                                            |                                            |                                            |                                            |                                            |                                            |                                            |                                            |                                            |                                            |                                            |                                            |                                            |                                            |                                            |                                            |                                            |                                            |                                            |                                            |                                            |                                            |                                            |                                            |                                            |                                            |                                            |                                            |                                            |                                            |                                            |                                            |                                            |                                            |                                            |                                            |                                            |                                            |                                            |                                            |                                            |                                            |                                            |                                            |                                            |                                            |                                            |                                            |                                            |                                            |                                            |                                            |                                            |                                            |                                            |                                            |                                            |                                            |                                            |                                            |                                            |                                            |                                            |                                            |                                            |                                            |                                            |                                            |                                            |                                            |                                            |                                            |                                            |                                            |                                            |                                            |                                            |                                            |                                            |                                            |                                            |                                            |                                            |                                            |                                            |                                            |                                            |                                            |                                            |                                            |                                            |                                            |                                            |                                            |                                            |                                            |                                            |                                            |                                            |                                            |                                            |                                            |                                            |                                            |                                            |                                            |                                            |                                            |                                            |                                            |                                            |                                            |                                            |                                            |                                            |                                            |                                            |                                            |                                            |                                            |                                            |                                            |                                            |                                            |                                            |                                            |                                            |                                            |                                            |                                            |                                            |                                            |                                            |                                            |                                            |                                            |                                            |                                            |                                            |                                            |                                            |                                            |                                            |                                            |                                            |                                            |                                            |                                            |                                            |                                            |                                            |                                            |                                            |                                            |                                            |                                            |                                            |                                            |                                            |                                            |                                            |                                            |                                            |                                            |                                            |                                            |                                            |                                            |                                            |                                            |                                            |                                            |                                            |                                            |                                            |                                            |                                            |                                            |                                            |                                            |                                            |                                            |                                            |                                            |                                            |                                            |                                            |                                            |                                            |                                            |                                            |                                            |                                            |                                            |                                            |                                            |                                            |                                            |                                            |                                            |                                            |                                            |                                            |                                            |                                            |                                            |                                            |                                            |                                            |                                            |                                            |                                            |                                            |                                            |                                            |                                            |                                            |                                            |                                            |                                            |                                            |                                            |                                            |                                            |                                            |                                            |                                            |                                            |                                            |                                            |                                            |                                            |                                            |                                            |                                            |                                            |                                            |                                            |                                            |                                            |                                            |                                            |                                            |                                            |                                            |                                            |                                            |                                            |                                            |                                            |                                            |                                            |                                            |                                            |                                            |                                            |                                            |                                            |                                            |                                            |                                            |                                            |                                            |                                            |                                            |                                            |                                            |                                            |                                            |                                            |                                            |                                            |                                            |                                            |                                            |                                            |                                            |                                            |                                            |                                            |                                            |                                            |                                            |                                            |                                            |                                            |                                            |                                            |                                            |                                            |                                            |                                            |                                            |                                            |                                            |                                            |                                            |                                            |                                            |                                            |                                            |                                            |                                            |                                            |                                            |                                            |                                            |                                            |                                            |                                            |                                            |                                            |                                            |                                            |                                            |                                            |                                            |                                            |                                            |                                            |                                            |                                            |                                            |                                            |                                            |                                            |                                            |                                            |                                            |                                            |                                            |                                            |                                            |                                            |                                            |                                            |                                            |                                            |                                            |                                            |                                            |                                            |                                            |                                            |                                            |                                            |                                            |                                            |                                            |                                            |                                            |                                            |                                            |                                            |                                            |                                            |                                            |                                            |                                            |                                            |                                            |                                            |                                            |                                            |                                            |                                            |                                            |                                            |                                            |                                            |                                            |                                            |                                            |                                            |                                            |                                            |                                            |                                            |                                            |                                            |                                            |                                            |                                            |                                            |                                            |                                            |                                            |                                            |                                            |                                            |                                            |                                            |                                            |                                            |                                            |                                            |                                            |                                            |                                            |                                            |                                            |                                            |                                            |                                            |                                            |                                            |                                            |                                            |                                            |                                            |                                            |                                            |                                            |                                            |                                            |                                            |                                            |                                            |                                            |                                            |                                            |                                            |                                            |                                            |                                            |                                            |                                            |                                            |                                            |                                            |                                            |                                            |                                            |                                            |                                            |                                            |                                            |                                            |                                            |                                            |                                            |                                            |                                            |                                            |                                            |                                            |                                            |                                            |
| 7    | 1 500 m                     | Pont Nhật Tân (e.c.)            | 150                                        | 150                                        | 150                                        | 150                                        | 150                                        | 150                                        | 150                                        | 150                                        | 150                                        | 150                                        | 150                                        | 150                                        | 150                                        | 150                                        | 150                                        | 150                                        | 150                                        | 150                                        | 150                                        | 150                                        | 150                                        | 150                                        | 150                                        | 150                                        | 150                                        | 150                                        | 150                                        | 150                                        | 150                                        | 150                                        | 150                                        | 150                                        | 150                                        | 150                                        | 150                                        | 150                                        | 150                                        | 150                                        | 150                                        | 150                                        | 150                                        | 150                                        | 150                                        | 150                                        | 150                                        | 150                                        | 150                                        | 150                                        | 150                                        | 150                                        | 150                                        | 150                                        | 150                                        | 150                                        | 150                                        | 150                                        | 150                                        | 150                                        | 150                                        | 150                                        | 150                                        | 150                                        | 150                                        | 150                                        | 150                                        | 150                                        | 150                                        | 150                                        | 150                                        | 150                                        | 150                                        | 150                                        | 150                                        | 150                                        | 150                                        | 150                                        | 150                                        | 150                                        | 150                                        | 150                                        | 150                                        | 150                                        | 150                                        | 150                                        | 150                                        | 150                                        | 150                                        | 150                                        | 150                                        | 150                                        | 150                                        | 150                                        | 150                                        | 150                                        | 150                                        | 150                                        | 150                                        | 150                                        | 150                                        | 150                                        | 150                                        | 150                                        | 150                                        | 150                                        | 150                                        | 150                                        | 150                                        | 150                                        | 150                                        | 150                                        | 150                                        | 150                                        | 150                                        | 150                                        | 150                                        | 150                                        | 150                                        | 150                                        | 150                                        | 150                                        | 150                                        | 150                                        | 150                                        | 150                                        | 150                                        | 150                                        | 150                                        | 150                                        | 150                                        | 150                                        | 150                                        | 150                                        | 150                                        | 150                                        | 150                                        | 150                                        | 150                                        | 150                                        | 150                                        | 150                                        | 150                                        | 150                                        | 150                                        | 150                                        | 150                                        | 150                                        | 150                                        | 150                                        | 150                                        | 150                                        | 300                                        | 300                                        | 300                                        | 300                                        | 300                                        | 300                                        | 300                                        | 300                                        | 300                                        | 300                                        | 300                                        | 300                                        | 300                                        | 300                                        | 300                                        | 300                                        | 300                                        | 300                                        | 300                                        | 300                                        | 300                                        | 300                                        | 300                                        | 300                                        | 300                                        | 300                                        | 300                                        | 300                                        | 300                                        | 300                                        | 300                                        | 300                                        | 300                                        | 300                                        | 300                                        | 300                                        | 300                                        | 300                                        | 300                                        | 300                                        | 300                                        | 300                                        | 300                                        | 300                                        | 300                                        | 300                                        | 300                                        | 300                                        | 300                                        | 300                                        | 300                                        | 300                                        | 300                                        | 300                                        | 300                                        | 300                                        | 300                                        | 300                                        | 300                                        | 300                                        | 300                                        | 300                                        | 300                                        | 300                                        | 300                                        | 300                                        | 300                                        | 300                                        | 300                                        | 300                                        | 300                                        | 300                                        | 300                                        | 300                                        | 300                                        | 300                                        | 300                                        | 300                                        | 300                                        | 300                                        | 300                                        | 300                                        | 300                                        | 300                                        | 300                                        | 300                                        | 300                                        | 300                                        | 300                                        | 300                                        | 300                                        | 300                                        | 300                                        | 300                                        | 300                                        | 300                                        | 300                                        | 300                                        | 300                                        | 300                                        | 300                                        | 300                                        | 300                                        | 300                                        | 300                                        | 300                                        | 300                                        | 300                                        | 300                                        | 300                                        | 300                                        | 300                                        | 300                                        | 300                                        | 300                                        | 300                                        | 300                                        | 300                                        | 300                                        | 300                                        | 300                                        | 300                                        | 300                                        | 300                                        | 300                                        | 300                                        | 300                                        | 300                                        | 300                                        | 300                                        | 300                                        | 300                                        | 300                                        | 300                                        | 300                                        | 300                                        | 300                                        | 300                                        | 300                                        | 300                                        | 300                                        | 300                                        | 300                                        | 300                                        | 300                                        | 300                                        | 300                                        | 300                                        | 300                                        | 300                                        | 300                                        | 300                                        | 300                                        | 300                                        | 300                                        | 300                                        | 300                                        | 300                                        | 300                                        | 300                                        | 300                                        | 300                                        | 300                                        | 300                                        | 300                                        | 300                                        | 300                                        | 300                                        | 300                                        | 300                                        | 300                                        | 300                                        | 300                                        | 300                                        | 300                                        | 300                                        | 300                                        | 300                                        | 300                                        | 300                                        | 300                                        | 300                                        | 300                                        | 300                                        | 300                                        | 300                                        | 300                                        | 300                                        | 300                                        | 300                                        | 300                                        | 300                                        | 300                                        | 300                                        | 300                                        | 300                                        | 300                                        | 300                                        | 300                                        | 300                                        | 300                                        | 300                                        | 300                                        | 300                                        | 300                                        | 300                                        | 300                                        | 300                                        | 300                                        | 300                                        | 300                                        | 300                                        | 300                                        | 300                                        | 300                                        | 300                                        | 300                                        | 300                                        | 300                                        | 300                                        | 300                                        | 300                                        | 300                                        | 300                                        | 300                                        | 300                                        | 300                                        | 300                                        | 300                                        | 300                                        | 300                                        | 300                                        | 300                                        | 300                                        | 300                                        | 300                                        | 300                                        | 300                                        | 300                                        | 300                                        | 300                                        | 300                                        | 300                                        | 300                                        | 300                                        | 300                                        | 300                                        | 300                                        | 300                                        | 300                                        | 300                                        | 300                                        | 300                                        | 300                                        | 300                                        | 300                                        | 300                                        | 300                                        | 300                                        | 300                                        | 300                                        | 300                                        | 300                                        | 300                                        | 300                                        | 300                                        | 300                                        | 300                                        | 300                                        | 300                                        | 300                                        | 300                                        | 300                                        | 300                                        | 300                                        | 300                                        | 300                                        | 300                                        | 300                                        | 300                                        | 300                                        | 300                                        | 300                                        | 300                                        | 300                                        | 300                                        | 300                                        | 300                                        | 300                                        | 300                                        | 300                                        | 300                                        | 300                                        | 300                                        | 300                                        | 300                                        | 300                                        | 300                                        | 300                                        | 300                                        | 300                                        | 300                                        | 300                                        | 300                                        | 300                                        | 300                                        | 300                                        | 300                                        | 300                                        | 300                                        | 300                                        | 300                                        | 300                                        | 300                                        | 300                                        | 300                                        | 300                                        | 300                                        | 300                                        | 300                                        | 300                                        | 300                                        | 300                                        | 300                                        | 300                                        | 300                                        | 300                                        | 300                                        | 300                                        | 300                                        | 300                                        | 300                                        | 300                                        | 300                                        | 300                                        | 300                                        | 300                                        | 300                                        | 300                                        | 300                                        | 300                                        | 300                                        | 300                                        | 300                                        | 300                                        | 300                                        | 300                                        | 300                                        | 300                                        | 300                                        | 300                                        | 300                                        | 300                                        | 300                                        | 300                                        | 300                                        | 300                                        | 300                                        | 300                                        | 300                                        | 300                                        | 300                                        | 300                                        | 300                                        | 300                                        | 300                                        | 300                                        | 300                                        | 300                                        | 300                                        | 300                                        | 300                                        | 300                                        | 300                                        | 300                                        | 300                                        | 300                                        | 300                                        | 300                                        | 300                                        | 300                                        | 300                                        | 300                                        | 300                                        | 300                                        | 300                                        | 300                                        | 300                                        | 300                                        | 300                                        | 300                                        | 300                                        | 300                                        | 300                                        | 300                                        | 300                                        | 300                                        | 300                                        | 300                                        | 300                                        | 300                                        | 300                                        | 300                                        | 300                                        | 300                                        | 300                                        | 300                                        | 300                                        | 300                                        | 300                                        | 300                                        | 300                                        | 300                                        | 300                                        | 300                                        | 300                                        | 300                                        | 300                                        | 300                                        | 300                                        | 300                                        | 300                                        | 300                                        | 300                                        | 300                                        | 300                                        | 300                                        | 300                                        | 300                                        | 300                                        | 300                                        | 300                                        | 300                                        | 300                                        | 300                                        | 300                                        | 300                                        | 300                                        | 300                                        | 300                                        | 300                                        | 300                                        | 300                                        | 300                                        | 300                                        | 300                                        | 300                                        | 300                                        | 300                                        | 300                                        | 300                                        | 300                                        | 300                                        | 300                                        | 300                                        | 300                                        | 300                                        | 300                                        | 300                                        | 300                                        | 300                                        | 300                                        | 300                                        | 300                                        | 300                                        | 300                                        | 300                                        | 300                                        | 300                                        | 300                                        | 300                                        | 300                                        | 300                                        | 300                                        | 300                                        | 300                                        | 300                                        | 300                                        | 300                                        | 300                                        | 300                                        | 300                                        | 300                                        | 300                                        | 300                                        | 300                                        | 300                                        | 300                                        | 300                                        | 300                                        | 300                                        | 300                                        | 300                                        | 300                                        | 300                                        | 300                                        | 300                                        | 300                                        | 300                                        | 300                                        | 300                                        | 300                                        | 300                                        | 300                                        | 300                                        | 300                                        | 300                                        | 300                                        | 300                                        | 300                                        | 300                                        | 300                                        | 300                                        | 300                                        | 300                                        | 300                                        | 300                                        | 300                                        | 300                                        | 300                                        | 300                                        | 300                                        | 300                                        | 300                                        | 300                                        | 300                                        | 300                                        | 300                                        | 300                                        | 300                                        | 300                                        | 300                                        | 300                                        | 300                                        | 300                                        | 300                                        | 300                                        | 300                                        | 300                                        | 300                                        | 300                                        | 300                                        | 300                                        | 300                                        | 300                                        | 300                                        | 300                                        | 300                                        | 300                                        | 300                                        | 300                                        | 300                                        | 300                                        | 300                                        | 300                                        | 300                                        | 300                                        | 300                                        | 300                                        | 300                                        | 300                                        | 300                                        | 300                                        | 300                                        | 300                                        | 300                                        | 300                                        | 300                                        | 300                                        | 300                                        | 300                                        | 300                                        | 300                                        | 300                                        | 300                                        | 300                                        | 300                                        | 300                                        | 300                                        | 300                                        | 300                                        | 300                                        | 300                                        | 300                                        | 300                                        | 300                                        | 300                                        | 300                                        | 300                                        | 300                                        | 300                                        | 300                                        | 300                                        | 300                                        | 300                                        | 300                                        | 300                                        | 300                                        | 300                                        | 300                                        | 300                                        | 300                                        | 300                                        | 300                                        | 300                                        | 300                                        | 300                                        | 300                                        | 300                                        | 300                                        | 300                                        | 300                                        | 300                                        | 300                                        | 300                                        | 300                                        | 300                                        | 300                                        | 300                                        | 300                                        | 300                                        | 300                                        | 300                                        | 300                                        | 300                                        | 300                                        | 300                                        | 300                                        | 300                                        | 300                                        | 300                                        | 300                                        | 300                                        | 300                                        | 300                                        | 300                                        | 300                                        | 300                                        | 300                                        | 300                                        | 300                                        | 300                                        | 300                                        | 300                                        | 300                                        | 300                                        | 300                                        | 300                                        | 300                                        | 300                                        | 300                                        | 300                                        | 300                                        | 300                                        | 300                                        | 300                                        | 300                                        | 300                                        | 300                                        | 300                                        | 300                                        | 300                                        | 300                                        | 300                                        | 300                                        | 300                                        | 300                                        | 300                                        | 300                                        | 300                                        | 300                                        | 300                                        | 300                                        | 300                                        | 300                                        | 300                                        | 300                                        | 300                                        | 300                                        | 300                                        | 300                                        | 300                                        | 300                                        | 300                                        | 300                                        | 300                                        | 300                                        | 300                                        | 300                                        | 300                                        | 300                                        | 300                                        | 300                                        | 300                                        | 300                                        | 300                                        | 300                                        | 300                                        | 300                                        | 300                                        | 300                                        | 300                                        | 300                                        | 300                                        | 300                                        | 300                                        | 300                                        | 300                                        | 300                                        | 300                                        | 300                                        | 300                                        | 300                                        | 300                                        | 300                                        | 300                                        | 300                                        | 300                                        | 300                                        | 300                                        | 300                                        | 300                                        | 300                                        | 300                                        | 300                                        | 300                                        | 300                                        | 300                                        | 300                                        | 300                                        | 300                                        | 300                                        | 300                                        | 300                                        | 300                                        | 300                                        | 300                                        | 300                                        | 300                                        | 300                                        | 300                                        | 300                                        | 300                                        | 300                                        | 300                                        | 300                                        | 300                                        | 300                                        | 300                                        | 300                                        | 300                                        | 300                                        | 300                                        | 300                                        | 300                                        | 300                                        | 300                                        | 300                                        | 300                                        | 300                                        | 300                                        | 300                                        | 300                                        | 300                                        | 300                                        | 300                                        | 300                                        | 300                                        | 300                                        | 300                                        | 300                                        | 300                                        | 300                                        | 300                                        | 300                                        | 300                                        | 300                                        | 300                                        | 300                                        | 300                                        | 300                                        | 300                                        | 300                                        | 300                                        | 300                                        | 300                                        | 300                                        | 300                                        | 300                                        | 300                                        | 300                                        | 300                                        | 300                                        | 300                                        | 300                                        | 300                                        | 300                                        | 300                                        | 300                                        | 300                                        | 300                                        | 300                                        | 300                                        | 300                                        | 300                                        | 300                                        | 300                                        | 300                                        | 300                                        | 300                                        | 300                                        | 300                                        | 300                                        | 300                                        | 300                                        | 300                                        | 300                                        | 300                                        | 300                                        | 300                                        | 300                                        | 300                                        | 300                                        | 300                                        | 300                                        | 300                                        | 300                                        | 300                                        | 300                                        | 300                                        | 300                                        | 300                                        | 300                                        | 300                                        | 300                                        | 300                                        | 300                                        | 300                                        | 300                                        | 300                                        | 300                                        | 300                                        | 300                                        | 300                                        | 300                                        | 300                                        | 300                                        | 300                                        | 300                                        | 300                                        | 300                                        | 300                                        | 300                                        | 300                                        | 300                                        | 300                                        | 300                                        | 300                                        | 300                                        | 300                                        | 300                                        | 300                                        | 300                                        | 300                                        | 300                                        | 300                                        | 300                                        | 300                                        | 300                                        | 300                                        | 300                                        | 300                                        | 300                                        | 300                                        | 300                                        | 300                                        | 300                                        | 300                                        | 300                                        | 300                                        | 300                                        | 300                                        | 300                                        | 300                                        | 300                                        | 300                                        | 300                                        | 300                                        | 300                                        | 300                                        | 300                                        | 300                                        | 300                                        | 300                                        | 300                                        | 300                                        | 300                                        | 300                                        | 300                                        | 300                                        | 300                                        | 300                                        | 300                                        | 300                                        | 300                                        | 300                                        | 300                                        | 300                                        | 300                                        | 300                                        | 300                                        | 300                                        | 300                                        | 300                                        | 300                                        | 300                                        | 300                                        | 300                                        | 300                                        | 300                                        | 300                                        | 300                                        | 300                                        | 300                                        | 300                                        | 300                                        | 300                                        | 300                                        | 300                                        | 300                                        | 300                                        | 300                                        | 300                                        | 300                                        | 300                                        | 300                                        | 300                                        | 300                                        | 300                                        | 300                                        | 300                                        | 300                                        | 300                                        | 300                                        | 300                                        | 300                                        | 300                                        | 300                                        | 300                                        | 300                                        | 300                                        | 300                                        | 300                                        | 300                                        | 300                                        | 300                                        | 300                                        | 300                                        | 300                                        | 300                                        | 300                                        | 300                                        | 300                                        | 300                                        | 300                                        | 300                                        | 300                                        | 300                                        | 300                                        | 300                                        | 300                                        | 300                                        | 300                                        | 300                                        | 300                                        | 300                                        | 300                                        | 300                                        | 300                                        | 300                                        | 300                                        | 300                                        | 300                                        | 300                                        | 300                                        | 300                                        | 300                                        | 300                                        | 300                                        | 300                                        | 300                                        | 300                                        | 300                                        | 300                                        | 300                                        | 300                                        | 300                                        | 300                                        | 300                                        | 300                                        | 300                                        | 300                                        | 300                                        | 300                                        | 300                                        | 300                                        | 300                                        | 300                                        | 300                                        | 300                                        | 300                                        | 300                                        | 300                                        | 300                                        | 300                                        | 300                                        | 300                                        | 300                                        | 300                                        | 300                                        | 300                                        | 300                                        | 300                                        | 300                                        | 300                                        | 300                                        | 300                                        | 300                                        | 300                                        | 300                                        | 300                                        | 300                                        | 300                                        | 300                                        | 300                                        | 300                                        | 300                                        | 300                                        | 300                                        | 300                                        | 300                                        | 300                                        | 300                                        | 300                                        | 300                                        | 300                                        | 300                                        | 300                                        | 300                                        | 300                                        | 300                                        | 300                                        | 300                                        | 300                                        | 300                                        | 300                                        | 300                                        | 300                                        | 300                                        | 300                                        | 300                                        | 300                                        | 300                                        | 300                                        | 300                                        | 300                                        | 300                                        | 300                                        | 300                                        | 300                                        | 300                                        | 300                                        | 300                                        | 300                                        | 300                                        | 300                                        | 300                                        | 300                                        | 300                                        | 300                                        | 300                                        | 300                                        | 300                                        | 300                                        | 300                                        | 300                                        | 300                                        | 300                                        | 300                                        | 300                                        | 300                                        | 300                                        | 300                                        | 300                                        | 300                                        | 300                                        | 300                                        | 300                                        | 300                                        | 300                                        | 300                                        | 300                                        | 300                                        | 300                                        | 300                                        | 300                                        | 300                                        | 300                                        | 300                                        | 300                                        | 300                                        | 300                                        | 300                                        | 300                                        | 300                                        | 300                                        | 300                                        | 300                                        | 300                                        | 300                                        | 300                                        | 300                                        | 300                                        | 300                                        | 300                                        | 300                                        | 300                                        | 300                                        | 300                                        | 300                                        | 300                                        | 300                                        | 300                                        | 300                                        | 300                                        | 300                                        | 300                                        | 300                                        | 300                                        | 300                                        | 300                                        | 300                                        | 300                                        | 300                                        | 300                                        | 300                                        | 300                                        | 300                                        | 300                                        | 300                                        | 300                                        | 300                                        | 300                                        | 300                                        | 300                                        | 300                                        | 300                                        | 300                                        | 300                                        | 300                                        | 300                                        | 300                                        | 300                                        | 300                                        | 300                                        | 300                                        | 300                                        | 300                                        | 300                                        | 300                                        | 300                                        | 300                                        | 300                                        | 300                                        | 300                                        | 300                                        | 300                                        | 300                                        | 300                                        | 300                                        | 300                                        | 300                                        | 300                                        | 300                                        | 300                                        | 300                                        | 300                                        | 300                                        | 300                                        | 300                                        | 300                                        | 300                                        | 300                                        | 300                                        | 300                                        | 300                                        | 300                                        | 300                                        | 300                                        | 300                                        | 150                                        | 150                                        | 150                                        | 150                                        | 150                                        | 150                                        | 150                                        | 150                                        | 150                                        | 150                                        | 150                                        | 150                                        | 150                                        | 150                                        | 150                                        | 150                                        | 150                                        | 150                                        | 150                                        | 150                                        | 150                                        | 150                                        | 150                                        | 150                                        | 150                                        | 150                                        | 150                                        | 150                                        | 150                                        | 150                                        | 150                                        | 150                                        | 150                                        | 150                                        | 150                                        | 150                                        | 150                                        | 150                                        | 150                                        | 150                                        | 150                                        | 150                                        | 150                                        | 150                                        | 150                                        | 150                                        | 150                                        | 150                                        | 150                                        | 150                                        | 150                                        | 150                                        | 150                                        | 150                                        | 150                                        | 150                                        | 150                                        | 150                                        | 150                                        | 150                                        | 150                                        | 150                                        | 150                                        | 150                                        | 150                                        | 150                                        | 150                                        | 150                                        | 150                                        | 150                                        | 150                                        | 150                                        | 150                                        | 150                                        | 150                                        | 150                                        | 150                                        | 150                                        | 150                                        | 150                                        | 150                                        | 150                                        | 150                                        | 150                                        | 150                                        | 150                                        | 150                                        | 150                                        | 150                                        | 150                                        | 150                                        | 150                                        | 150                                        | 150                                        | 150                                        | 150                                        | 150                                        | 150                                        | 150                                        | 150                                        | 150                                        | 150                                        | 150                                        | 150                                        | 150                                        | 150                                        | 150                                        | 150                                        | 150                                        | 150                                        | 150                                        | 150                                        | 150                                        | 150                                        | 150                                        | 150                                        | 150                                        | 150                                        | 150                                        | 150                                        | 150                                        | 150                                        | 150                                        | 150                                        | 150                                        | 150                                        | 150                                        | 150                                        | 150                                        | 150                                        | 150                                        | 150                                        | 150                                        | 150                                        | 150                                        | 150                                        | 150                                        | 150                                        | 150                                        | 150                                        | 150                                        | 150                                        | 150                                        | 150                                        | 150                                        | 150                                        | 150                                        | 150                                        | 150                                        | 150                                        |                                            |                                            |                                            |                                            |                                            |                                            |                                            |                                            |                                            |                                            |                                            |                                            |                                            |                                            |                                            |                                            |                                            |                                            |                                            |                                            |                                            |                                            |                                            |                                            |                                            |                                            |                                            |                                            |                                            |                                            |                                            |                                            |                                            |                                            |                                            |                                            |                                            |                                            |                                            |                                            |                                            |                                            |                                            |                                            |                                            |                                            |                                            |                                            |                                            |                                            |                                            |                                            |                                            |                                            |                                            |                                            |                                            |                                            |                                            |                                            |                                            |                                            |                                            |                                            |                                            |                                            |                                            |                                            |                                            |                                            |                                            |                                            |                                            |                                            |                                            |                                            |                                            |                                            |                                            |                                            |                                            |                                            |                                            |                                            |                                            |                                            |                                            |                                            |                                            |                                            |                                            |                                            |                                            |                                            |                                            |                                            |                                            |                                            |                                            |                                            |                                            |                                            |                                            |                                            |                                            |                                            |                                            |                                            |                                            |                                            |                                            |                                            |                                            |                                            |                                            |                                            |                                            |                                            |                                            |                                            |                                            |                                            |                                            |                                            |                                            |                                            |                                            |                                            |                                            |                                            |                                            |                                            |                                            |                                            |                                            |                                            |                                            |                                            |                                            |                                            |                                            |                                            |                                            |                                            |                                            |                                            |                                            |                                            |                                            |                                            |                                            |                                            |                                            |                                            |                                            |                                            |                                            |                                            |                                            |                                            |                                            |                                            |                                            |                                            |                                            |                                            |                                            |                                            |                                            |                                            |                                            |                                            |                                            |                                            |                                            |                                            |                                            |                                            |                                            |                                            |                                            |                                            |                                            |                                            |                                            |                                            |                                            |                                            |                                            |                                            |                                            |                                            |                                            |                                            |                                            |                                            |                                            |                                            |                                            |                                            |                                            |                                            |                                            |                                            |                                            |                                            |                                            |                                            |                                            |                                            |                                            |                                            |                                            |                                            |                                            |                                            |                                            |                                            |                                            |                                            |                                            |                                            |                                            |                                            |                                            |                                            |                                            |                                            |                                            |                                            |                                            |                                            |                                            |                                            |                                            |                                            |                                            |                                            |                                            |                                            |                                            |                                            |                                            |                                            |                                            |                                            |                                            |                                            |                                            |                                            |                                            |                                            |                                            |                                            |                                            |                                            |                                            |                                            |                                            |                                            |                                            |                                            |                                            |                                            |                                            |                                            |                                            |                                            |                                            |                                            |                                            |                                            |                                            |                                            |                                            |                                            |                                            |                                            |                                            |                                            |                                            |                                            |                                            |                                            |                                            |                                            |                                            |                                            |                                            |                                            |                                            |                                            |                                            |                                            |                                            |                                            |                                            |                                            |                                            |                                            |                                            |                                            |                                            |                                            |                                            |                                            |                                            |                                            |                                            |                                            |                                            |                                            |                                            |                                            |                                            |                                            |                                            |                                            |                                            |                                            |                                            |                                            |                                            |                                            |                                            |                                            |                                            |                                            |                                            |                                            |                                            |                                            |                                            |                                            |                                            |                                            |                                            |                                            |                                            |                                            |                                            |                                            |                                            |                                            |                                            |                                            |                                            |                                            |                                            |                                            |                                            |                                            |                                            |                                            |                                            |                                            |                                            |                                            |                                            |                                            |                                            |                                            |                                            |                                            |                                            |                                            |                                            |                                            |                                            |                                            |                                            |                                            |                                            |                                            |                                            |                                            |                                            |                                            |                                            |                                            |                                            |                                            |                                            |                                            |                                            |                                            |                                            |                                            |                                            |                                            |                                            |                                            |                                            |                                            |                                            |                                            |                                            |                                            |                                            |                                            |                                            |                                            |                                            |                                            |                                            |                                            |                                            |                                            |                                            |                                            |                                            |                                            |                                            |                                            |                                            |                                            |                                            |                                            |                                            |                                            |                                            |                                            |                                            |                                            |                                            |                                            |                                            |                                            |                                            |                                            |                                            |                                            |                                            |                                            |                                            |                                            |                                            |                                            |                                            |                                            |                                            |                                            |                                            |                                            |                                            |                                            |                                            |                                            |                                            |                                            |                                            |                                            |                                            |                                            |                                            |                                            |                                            |                                            |                                            |                                            |                                            |                                            |                                            |                                            |                                            |                                            |                                            |                                            |                                            |                                            |                                            |                                            |                                            |                                            |                                            |                                            |                                            |                                            |                                            |                                            |                                            |                                            |                                            |                                            |                                            |                                            |                                            |                                            |                                            |                                            |                                            |                                            |                                            |                                            |                                            |                                            |                                            |                                            |                                            |                                            |                                            |                                            |                                            |                                            |                                            |                                            |                                            |                                            |                                            |                                            |                                            |                                            |                                            |                                            |                                            |                                            |                                            |                                            |                                            |                                            |                                            |                                            |                                            |                                            |                                            |                                            |                                            |                                            |                                            |                                            |                                            |                                            |                                            |                                            |                                            |                                            |                                            |                                            |                                            |                                            |                                            |                                            |                                            |                                            |                                            |                                            |                                            |                                            |                                            |                                            |                                            |                                            |                                            |                                            |                                            |                                            |                                            |                                            |                                            |                                            |                                            |                                            |                                            |                                            |                                            |                                            |                                            |                                            |                                            |                                            |                                            |                                            |                                            |                                            |                                            |                                            |                                            |                                            |                                            |                                            |                                            |                                            |                                            |                                            |                                            |                                            |                                            |                                            |                                            |                                            |                                            |                                            |                                            |                                            |                                            |                                            |                                            |                                            |                                            |                                            |                                            |                                            |                                            |                                            |                                            |                                            |                                            |                                            |                                            |                                            |                                            |                                            |                                            |                                            |                                            |                                            |                                            |                                            |                                            |                                            |                                            |                                            |                                            |                                            |                                            |                                            |                                            |                                            |                                            |                                            |                                            |                                            |                                            |                                            |                                            |                                            |                                            |                                            |                                            |                                            |                                            |                                            |                                            |                                            |                                            |                                            |                                            |                                            |                                            |                                            |                                            |                                            |                                            |                                            |                                            |                                            |                                            |                                            |                                            |                                            |                                            |                                            |                                            |                                            |                                            |                                            |                                            |                                            |                                            |                                            |                                            |                                            |                                            |                                            |                                            |                                            |                                            |                                            |                                            |                                            |                                            |                                            |                                            |                                            |                                            |                                            |                                            |                                            |                                            |                                            |                                            |                                            |                                            |                                            |                                            |                                            |                                            |                                            |                                            |                                            |                                            |                                            |                                            |                                            |                                            |                                            |                                            |                                            |                                            |                                            |                                            |                                            |                                            |                                            |                                            |                                            |                                            |                                            |                                            |                                            |                                            |                                            |                                            |                                            |                                            |                                            |                                            |                                            |                                            |                                            |                                            |                                            |                                            |                                            |                                            |                                            |                                            |                                            |                                            |                                            |                                            |                                            |                                            |                                            |                                            |                                            |                                            |                                            |                                            |                                            |                                            |                                            |                                            |                                            |                                            |                                            |                                            |                                            |                                            |                                            |                                            |                                            |                                            |                                            |                                            |                                            |                                            |                                            |                                            |                                            |                                            |                                            |                                            |                                            |                                            |                                            |                                            |                                            |                                            |                                            |                                            |                                            |                                            |                                            |                                            |                                            |                                            |                                            |                                            |                                            |                                            |                                            |                                            |                                            |                                            |                                            |                                            |                                            |                                            |                                            |                                            |                                            |                                            |                                            |                                            |                                            |                                            |                                            |                                            |                                            |                                            |                                            |                                            |                                            |                                            |                                            |                                            |                                            |                                            |                                            |                                            |                                            |                                            |                                            |                                            |                                            |                                            |                                            |                                            |                                            |                                            |                                            |                                            |                                            |                                            |                                            |                                            |                                            |                                            |                                            |                                            |                                            |                                            |                                            |                                            |                                            |                                            |                                            |                                            |                                            |                                            |                                            |                                            |                                            |                                            |                                            |                                            |                                            |                                            |                                            |                                            |                                            |                                            |                                            |                                            |                                            |                                            |                                            |                                            |                                            |                                            |                                            |                                            |                                            |                                            |                                            |                                            |                                            |                                            |                                            |                                            |                                            |                                            |                                            |                                            |                                            |                                            |                                            |                                            |                                            |                                            |                                            |                                            |                                            |                                            |                                            |                                            |                                            |                                            |                                            |                                            |                                            |                                            |                                            |                                            |                                            |                                            |                                            |                                            |                                            |                                            |                                            |                                            |                                            |                                            |                                            |                                            |                                            |                                            |                                            |                                            |                                            |                                            |                                            |                                            |                                            |                                            |                                            |                                            |                                            |                                            |                                            |                                            |                                            |                                            |                                            |                                            |                                            |                                            |                                            |                                            |                                            |                                            |                                            |                                            |                                            |                                            |                                            |                                            |                                            |                                            |                                            |                                            |                                            |                                            |                                            |                                            |                                            |                                            |                                            |                                            |                                            |                                            |                                            |                                            |                                            |                                            |                                            |                                            |                                            |                                            |                                            |                                            |                                            |                                            |                                            |                                            |                                            |                                            |                                            |                                            |                                            |                                            |                                            |                                            |                                            |                                            |                                            |                                            |                                            |                                            |                                            |                                            |                                            |                                            |                                            |                                            |                                            |                                            |                                            |                                            |                                            |                                            |                                            |                                            |                                            |                                            |                                            |                                            |                                            |                                            |                                            |                                            |                                            |                                            |                                            |                                            |                                            |                                            |                                            |                                            |                                            |                                            |                                            |                                            |                                            |                                            |                                            |                                            |                                            |                                            |                                            |                                            |                                            |                                            |                                            |                                            |                                            |                                            |                                            |
| 8    | 1 500 m                     | Pont de Chishi (e.c.)           | 165                                        | 165                                        | 165                                        | 165                                        | 165                                        | 165                                        | 165                                        | 165                                        | 165                                        | 165                                        | 165                                        | 165                                        | 165                                        | 165                                        | 165                                        | 165                                        | 165                                        | 165                                        | 165                                        | 165                                        | 165                                        | 165                                        | 165                                        | 165                                        | 165                                        | 165                                        | 165                                        | 165                                        | 165                                        | 165                                        | 165                                        | 165                                        | 165                                        | 165                                        | 165                                        | 165                                        | 165                                        | 165                                        | 165                                        | 165                                        | 165                                        | 165                                        | 165                                        | 165                                        | 165                                        | 165                                        | 165                                        | 165                                        | 165                                        | 165                                        | 165                                        | 165                                        | 165                                        | 165                                        | 165                                        | 165                                        | 165                                        | 165                                        | 165                                        | 165                                        | 165                                        | 165                                        | 165                                        | 165                                        | 165                                        | 165                                        | 165                                        | 165                                        | 165                                        | 165                                        | 165                                        | 165                                        | 165                                        | 165                                        | 165                                        | 165                                        | 165                                        | 165                                        | 165                                        | 165                                        | 165                                        | 165                                        | 165                                        | 165                                        | 165                                        | 165                                        | 165                                        | 165                                        | 165                                        | 165                                        | 165                                        | 165                                        | 165                                        | 165                                        | 165                                        | 165                                        | 165                                        | 165                                        | 165                                        | 165                                        | 165                                        | 165                                        | 165                                        | 165                                        | 165                                        | 165                                        | 165                                        | 165                                        | 165                                        | 165                                        | 165                                        | 165                                        | 165                                        | 165                                        | 165                                        | 165                                        | 165                                        | 165                                        | 165                                        | 165                                        | 165                                        | 165                                        | 165                                        | 165                                        | 165                                        | 165                                        | 165                                        | 165                                        | 165                                        | 165                                        | 165                                        | 165                                        | 165                                        | 165                                        | 165                                        | 165                                        | 165                                        | 165                                        | 165                                        | 165                                        | 165                                        | 165                                        | 165                                        | 165                                        | 165                                        | 165                                        | 165                                        | 165                                        | 165                                        | 165                                        | 165                                        | 165                                        | 165                                        | 165                                        | 165                                        | 165                                        | 165                                        | 165                                        | 165                                        | 165                                        | 165                                        | 165                                        | 165                                        | 165                                        | 165                                        | 380                                        | 380                                        | 380                                        | 380                                        | 380                                        | 380                                        | 380                                        | 380                                        | 380                                        | 380                                        | 380                                        | 380                                        | 380                                        | 380                                        | 380                                        | 380                                        | 380                                        | 380                                        | 380                                        | 380                                        | 380                                        | 380                                        | 380                                        | 380                                        | 380                                        | 380                                        | 380                                        | 380                                        | 380                                        | 380                                        | 380                                        | 380                                        | 380                                        | 380                                        | 380                                        | 380                                        | 380                                        | 380                                        | 380                                        | 380                                        | 380                                        | 380                                        | 380                                        | 380                                        | 380                                        | 380                                        | 380                                        | 380                                        | 380                                        | 380                                        | 380                                        | 380                                        | 380                                        | 380                                        | 380                                        | 380                                        | 380                                        | 380                                        | 380                                        | 380                                        | 380                                        | 380                                        | 380                                        | 380                                        | 380                                        | 380                                        | 380                                        | 380                                        | 380                                        | 380                                        | 380                                        | 380                                        | 380                                        | 380                                        | 380                                        | 380                                        | 380                                        | 380                                        | 380                                        | 380                                        | 380                                        | 380                                        | 380                                        | 380                                        | 380                                        | 380                                        | 380                                        | 380                                        | 380                                        | 380                                        | 380                                        | 380                                        | 380                                        | 380                                        | 380                                        | 380                                        | 380                                        | 380                                        | 380                                        | 380                                        | 380                                        | 380                                        | 380                                        | 380                                        | 380                                        | 380                                        | 380                                        | 380                                        | 380                                        | 380                                        | 380                                        | 380                                        | 380                                        | 380                                        | 380                                        | 380                                        | 380                                        | 380                                        | 380                                        | 380                                        | 380                                        | 380                                        | 380                                        | 380                                        | 380                                        | 380                                        | 380                                        | 380                                        | 380                                        | 380                                        | 380                                        | 380                                        | 380                                        | 380                                        | 380                                        | 380                                        | 380                                        | 380                                        | 380                                        | 380                                        | 380                                        | 380                                        | 380                                        | 380                                        | 380                                        | 380                                        | 380                                        | 380                                        | 380                                        | 380                                        | 380                                        | 380                                        | 380                                        | 380                                        | 380                                        | 380                                        | 380                                        | 380                                        | 380                                        | 380                                        | 380                                        | 380                                        | 380                                        | 380                                        | 380                                        | 380                                        | 380                                        | 380                                        | 380                                        | 380                                        | 380                                        | 380                                        | 380                                        | 380                                        | 380                                        | 380                                        | 380                                        | 380                                        | 380                                        | 380                                        | 380                                        | 380                                        | 380                                        | 380                                        | 380                                        | 380                                        | 380                                        | 380                                        | 380                                        | 380                                        | 380                                        | 380                                        | 380                                        | 380                                        | 380                                        | 380                                        | 380                                        | 380                                        | 380                                        | 380                                        | 380                                        | 380                                        | 380                                        | 380                                        | 380                                        | 380                                        | 380                                        | 380                                        | 380                                        | 380                                        | 380                                        | 380                                        | 380                                        | 380                                        | 380                                        | 380                                        | 380                                        | 380                                        | 380                                        | 380                                        | 380                                        | 380                                        | 380                                        | 380                                        | 380                                        | 380                                        | 380                                        | 380                                        | 380                                        | 380                                        | 380                                        | 380                                        | 380                                        | 380                                        | 380                                        | 380                                        | 380                                        | 380                                        | 380                                        | 380                                        | 380                                        | 380                                        | 380                                        | 380                                        | 380                                        | 380                                        | 380                                        | 380                                        | 380                                        | 380                                        | 380                                        | 380                                        | 380                                        | 380                                        | 380                                        | 380                                        | 380                                        | 380                                        | 380                                        | 380                                        | 380                                        | 380                                        | 380                                        | 380                                        | 380                                        | 380                                        | 380                                        | 380                                        | 380                                        | 380                                        | 380                                        | 380                                        | 380                                        | 380                                        | 380                                        | 380                                        | 380                                        | 380                                        | 380                                        | 380                                        | 380                                        | 380                                        | 380                                        | 380                                        | 380                                        | 380                                        | 380                                        | 380                                        | 380                                        | 380                                        | 380                                        | 380                                        | 380                                        | 380                                        | 380                                        | 380                                        | 380                                        | 380                                        | 380                                        | 380                                        | 380                                        | 380                                        | 380                                        | 380                                        | 380                                        | 380                                        | 380                                        | 380                                        | 380                                        | 380                                        | 380                                        | 380                                        | 380                                        | 380                                        | 380                                        | 380                                        | 380                                        | 380                                        | 380                                        | 380                                        | 380                                        | 380                                        | 380                                        | 380                                        | 380                                        | 380                                        | 380                                        | 380                                        | 380                                        | 380                                        | 380                                        | 380                                        | 380                                        | 380                                        | 380                                        | 380                                        | 380                                        | 380                                        | 380                                        | 380                                        | 380                                        | 380                                        | 380                                        | 380                                        | 380                                        | 380                                        | 380                                        | 380                                        | 380                                        | 380                                        | 380                                        | 380                                        | 380                                        | 380                                        | 380                                        | 380                                        | 380                                        | 380                                        | 380                                        | 380                                        | 380                                        | 380                                        | 380                                        | 380                                        | 380                                        | 380                                        | 380                                        | 380                                        | 380                                        | 380                                        | 380                                        | 380                                        | 380                                        | 380                                        | 380                                        | 380                                        | 380                                        | 380                                        | 380                                        | 380                                        | 380                                        | 380                                        | 380                                        | 380                                        | 380                                        | 380                                        | 380                                        | 380                                        | 380                                        | 380                                        | 380                                        | 380                                        | 380                                        | 380                                        | 380                                        | 380                                        | 380                                        | 380                                        | 380                                        | 380                                        | 380                                        | 380                                        | 380                                        | 380                                        | 380                                        | 380                                        | 380                                        | 380                                        | 380                                        | 380                                        | 380                                        | 380                                        | 380                                        | 380                                        | 380                                        | 380                                        | 380                                        | 380                                        | 380                                        | 380                                        | 380                                        | 380                                        | 380                                        | 380                                        | 380                                        | 380                                        | 380                                        | 380                                        | 380                                        | 380                                        | 380                                        | 380                                        | 380                                        | 380                                        | 380                                        | 380                                        | 380                                        | 380                                        | 380                                        | 380                                        | 380                                        | 380                                        | 380                                        | 380                                        | 380                                        | 380                                        | 380                                        | 380                                        | 380                                        | 380                                        | 380                                        | 380                                        | 380                                        | 380                                        | 380                                        | 380                                        | 380                                        | 380                                        | 380                                        | 380                                        | 380                                        | 380                                        | 380                                        | 380                                        | 380                                        | 380                                        | 380                                        | 380                                        | 380                                        | 380                                        | 380                                        | 380                                        | 380                                        | 380                                        | 380                                        | 380                                        | 380                                        | 380                                        | 380                                        | 380                                        | 380                                        | 380                                        | 380                                        | 380                                        | 380                                        | 380                                        | 380                                        | 380                                        | 380                                        | 380                                        | 380                                        | 380                                        | 380                                        | 380                                        | 380                                        | 380                                        | 380                                        | 380                                        | 380                                        | 380                                        | 380                                        | 380                                        | 380                                        | 380                                        | 380                                        | 380                                        | 380                                        | 380                                        | 380                                        | 380                                        | 380                                        | 380                                        | 380                                        | 380                                        | 380                                        | 380                                        | 380                                        | 380                                        | 380                                        | 380                                        | 380                                        | 380                                        | 380                                        | 380                                        | 380                                        | 380                                        | 380                                        | 380                                        | 380                                        | 380                                        | 380                                        | 380                                        | 380                                        | 380                                        | 380                                        | 380                                        | 380                                        | 380                                        | 380                                        | 380                                        | 380                                        | 380                                        | 380                                        | 380                                        | 380                                        | 380                                        | 380                                        | 380                                        | 380                                        | 380                                        | 380                                        | 380                                        | 380                                        | 380                                        | 380                                        | 380                                        | 380                                        | 380                                        | 380                                        | 380                                        | 380                                        | 380                                        | 380                                        | 380                                        | 380                                        | 380                                        | 380                                        | 380                                        | 380                                        | 380                                        | 380                                        | 380                                        | 380                                        | 380                                        | 380                                        | 380                                        | 380                                        | 380                                        | 380                                        | 380                                        | 380                                        | 380                                        | 380                                        | 380                                        | 380                                        | 380                                        | 380                                        | 380                                        | 380                                        | 380                                        | 380                                        | 380                                        | 380                                        | 380                                        | 380                                        | 380                                        | 380                                        | 380                                        | 380                                        | 380                                        | 380                                        | 380                                        | 380                                        | 380                                        | 380                                        | 380                                        | 380                                        | 380                                        | 380                                        | 380                                        | 380                                        | 380                                        | 380                                        | 380                                        | 380                                        | 380                                        | 380                                        | 380                                        | 380                                        | 380                                        | 380                                        | 380                                        | 380                                        | 380                                        | 380                                        | 380                                        | 380                                        | 380                                        | 380                                        | 380                                        | 380                                        | 380                                        | 380                                        | 380                                        | 380                                        | 380                                        | 380                                        | 380                                        | 380                                        | 380                                        | 380                                        | 380                                        | 380                                        | 380                                        | 380                                        | 380                                        | 380                                        | 380                                        | 380                                        | 380                                        | 380                                        | 380                                        | 380                                        | 380                                        | 380                                        | 380                                        | 380                                        | 380                                        | 380                                        | 380                                        | 380                                        | 380                                        | 380                                        | 380                                        | 380                                        | 380                                        | 380                                        | 380                                        | 380                                        | 380                                        | 380                                        | 380                                        | 380                                        | 380                                        | 380                                        | 380                                        | 380                                        | 380                                        | 380                                        | 380                                        | 380                                        | 380                                        | 380                                        | 380                                        | 380                                        | 380                                        | 380                                        | 380                                        | 380                                        | 380                                        | 380                                        | 380                                        | 380                                        | 380                                        | 380                                        | 380                                        | 380                                        | 380                                        | 380                                        | 380                                        | 380                                        | 380                                        | 380                                        | 380                                        | 380                                        | 380                                        | 380                                        | 380                                        | 380                                        | 380                                        | 380                                        | 380                                        | 380                                        | 380                                        | 380                                        | 380                                        | 380                                        | 380                                        | 380                                        | 380                                        | 380                                        | 380                                        | 380                                        | 380                                        | 380                                        | 380                                        | 380                                        | 380                                        | 380                                        | 380                                        | 380                                        | 380                                        | 380                                        | 380                                        | 380                                        | 380                                        | 380                                        | 380                                        | 380                                        | 380                                        | 380                                        | 380                                        | 380                                        | 380                                        | 380                                        | 380                                        | 380                                        | 380                                        | 380                                        | 380                                        | 380                                        | 380                                        | 380                                        | 380                                        | 380                                        | 380                                        | 380                                        | 380                                        | 380                                        | 380                                        | 380                                        | 380                                        | 380                                        | 380                                        | 380                                        | 380                                        | 380                                        | 380                                        | 380                                        | 380                                        | 380                                        | 380                                        | 380                                        | 380                                        | 380                                        | 380                                        | 380                                        | 380                                        | 380                                        | 380                                        | 380                                        | 380                                        | 380                                        | 380                                        | 380                                        | 380                                        | 380                                        | 380                                        | 380                                        | 380                                        | 380                                        | 380                                        | 380                                        | 380                                        | 380                                        | 380                                        | 380                                        | 380                                        | 380                                        | 380                                        | 380                                        | 380                                        | 380                                        | 380                                        | 380                                        | 380                                        | 380                                        | 380                                        | 380                                        | 380                                        | 380                                        | 380                                        | 380                                        | 380                                        | 380                                        | 380                                        | 380                                        | 380                                        | 380                                        | 380                                        | 380                                        | 380                                        | 380                                        | 380                                        | 380                                        | 380                                        | 380                                        | 380                                        | 380                                        | 380                                        | 380                                        | 380                                        | 380                                        | 380                                        | 380                                        | 380                                        | 380                                        | 380                                        | 380                                        | 380                                        | 380                                        | 380                                        | 380                                        | 380                                        | 380                                        | 380                                        | 380                                        | 380                                        | 380                                        | 380                                        | 380                                        | 380                                        | 380                                        | 380                                        | 380                                        | 380                                        | 380                                        | 380                                        | 380                                        | 380                                        | 380                                        | 380                                        | 380                                        | 380                                        | 380                                        | 380                                        | 380                                        | 380                                        | 380                                        | 380                                        | 380                                        | 380                                        | 380                                        | 380                                        | 380                                        | 380                                        | 380                                        | 380                                        | 380                                        | 380                                        | 380                                        | 380                                        | 380                                        | 380                                        | 380                                        | 380                                        | 380                                        | 380                                        | 380                                        | 380                                        | 380                                        | 380                                        | 380                                        | 380                                        | 380                                        | 380                                        | 380                                        | 380                                        | 380                                        | 380                                        | 380                                        | 380                                        | 380                                        | 380                                        | 380                                        | 380                                        | 380                                        | 380                                        | 380                                        | 380                                        | 380                                        | 380                                        | 380                                        | 380                                        | 380                                        | 380                                        | 380                                        | 380                                        | 380                                        | 380                                        | 380                                        | 380                                        | 380                                        | 380                                        | 380                                        | 380                                        | 380                                        | 380                                        | 380                                        | 380                                        | 380                                        | 380                                        | 380                                        | 380                                        | 380                                        | 380                                        | 380                                        | 380                                        | 380                                        | 380                                        | 380                                        | 380                                        | 380                                        | 380                                        | 380                                        | 380                                        | 380                                        | 380                                        | 380                                        | 380                                        | 380                                        | 380                                        | 380                                        | 380                                        | 380                                        | 380                                        | 380                                        | 380                                        | 380                                        | 380                                        | 380                                        | 380                                        | 380                                        | 380                                        | 380                                        | 380                                        | 380                                        | 380                                        | 380                                        | 380                                        | 380                                        | 380                                        | 380                                        | 380                                        | 380                                        | 380                                        | 380                                        | 380                                        | 380                                        | 380                                        | 380                                        | 380                                        | 380                                        | 380                                        | 380                                        | 380                                        | 380                                        | 380                                        | 380                                        | 380                                        | 380                                        | 380                                        | 380                                        | 380                                        | 380                                        | 380                                        | 380                                        | 380                                        | 380                                        | 380                                        | 380                                        | 380                                        | 380                                        | 380                                        | 380                                        | 380                                        | 380                                        | 380                                        | 380                                        | 380                                        | 380                                        | 380                                        | 380                                        | 380                                        | 380                                        | 380                                        | 380                                        | 380                                        | 380                                        | 380                                        | 380                                        | 380                                        | 380                                        | 380                                        | 380                                        | 380                                        | 380                                        | 380                                        | 380                                        | 380                                        | 380                                        | 380                                        | 380                                        | 380                                        | 380                                        | 380                                        | 380                                        | 380                                        | 380                                        | 380                                        | 380                                        | 380                                        | 380                                        | 380                                        | 380                                        | 380                                        | 380                                        | 380                                        | 380                                        | 380                                        | 380                                        | 380                                        | 380                                        | 380                                        | 380                                        | 380                                        | 380                                        | 380                                        | 380                                        | 380                                        | 380                                        | 380                                        | 380                                        | 380                                        | 380                                        | 380                                        | 380                                        | 380                                        | 380                                        | 380                                        | 380                                        | 380                                        | 380                                        | 380                                        | 380                                        | 380                                        | 380                                        | 380                                        | 380                                        | 380                                        | 380                                        | 380                                        | 380                                        | 380                                        | 380                                        | 380                                        | 380                                        | 380                                        | 380                                        | 380                                        | 380                                        | 380                                        | 380                                        | 380                                        | 380                                        | 380                                        | 380                                        | 380                                        | 380                                        | 380                                        | 380                                        | 380                                        | 380                                        | 380                                        | 380                                        | 380                                        | 380                                        | 380                                        | 380                                        | 380                                        | 380                                        | 380                                        | 380                                        | 380                                        | 380                                        | 380                                        | 380                                        | 380                                        | 380                                        | 380                                        | 380                                        | 380                                        | 380                                        | 380                                        | 380                                        | 380                                        | 380                                        | 380                                        | 380                                        | 380                                        | 380                                        | 380                                        | 380                                        | 380                                        | 380                                        | 380                                        | 380                                        | 380                                        | 380                                        | 380                                        | 165                                        | 165                                        | 165                                        | 165                                        | 165                                        | 165                                        | 165                                        | 165                                        | 165                                        | 165                                        | 165                                        | 165                                        | 165                                        | 165                                        | 165                                        | 165                                        | 165                                        | 165                                        | 165                                        | 165                                        | 165                                        | 165                                        | 165                                        | 165                                        | 165                                        | 165                                        | 165                                        | 165                                        | 165                                        | 165                                        | 165                                        | 165                                        | 165                                        | 165                                        | 165                                        | 165                                        | 165                                        | 165                                        | 165                                        | 165                                        | 165                                        | 165                                        | 165                                        | 165                                        | 165                                        | 165                                        | 165                                        | 165                                        | 165                                        | 165                                        | 165                                        | 165                                        | 165                                        | 165                                        | 165                                        | 165                                        | 165                                        | 165                                        | 165                                        | 165                                        | 165                                        | 165                                        | 165                                        | 165                                        | 165                                        | 165                                        | 165                                        | 165                                        | 165                                        | 165                                        | 165                                        | 165                                        | 165                                        | 165                                        | 165                                        | 165                                        | 165                                        | 165                                        | 165                                        | 165                                        | 165                                        | 165                                        | 165                                        | 165                                        | 165                                        | 165                                        | 165                                        | 165                                        | 165                                        | 165                                        | 165                                        | 165                                        | 165                                        | 165                                        | 165                                        | 165                                        | 165                                        | 165                                        | 165                                        | 165                                        | 165                                        | 165                                        | 165                                        | 165                                        | 165                                        | 165                                        | 165                                        | 165                                        | 165                                        | 165                                        | 165                                        | 165                                        | 165                                        | 165                                        | 165                                        | 165                                        | 165                                        | 165                                        | 165                                        | 165                                        | 165                                        | 165                                        | 165                                        | 165                                        | 165                                        | 165                                        | 165                                        | 165                                        | 165                                        | 165                                        | 165                                        | 165                                        | 165                                        | 165                                        | 165                                        | 165                                        | 165                                        | 165                                        | 165                                        | 165                                        | 165                                        | 165                                        | 165                                        | 165                                        | 165                                        | 165                                        | 165                                        | 165                                        | 165                                        | 165                                        | 165                                        | 165                                        | 165                                        | 165                                        | 165                                        | 165                                        | 165                                        | 165                                        | 165                                        | 165                                        | 165                                        | 165                                        | 165                                        | 165                                        | 165                                        |                                            |                                            |                                            |                                            |                                            |                                            |                                            |                                            |                                            |                                            |                                            |                                            |                                            |                                            |                                            |                                            |                                            |                                            |                                            |                                            |                                            |                                            |                                            |                                            |                                            |                                            |                                            |                                            |                                            |                                            |                                            |                                            |                                            |                                            |                                            |                                            |                                            |                                            |                                            |                                            |                                            |                                            |                                            |                                            |                                            |                                            |                                            |                                            |                                            |                                            |                                            |                                            |                                            |                                            |                                            |                                            |                                            |                                            |                                            |                                            |                                            |                                            |                                            |                                            |                                            |                                            |                                            |                                            |                                            |                                            |                                            |                                            |                                            |                                            |                                            |                                            |                                            |                                            |                                            |                                            |                                            |                                            |                                            |                                            |                                            |                                            |                                            |                                            |                                            |                                            |                                            |                                            |                                            |                                            |                                            |                                            |                                            |                                            |                                            |                                            |                                            |                                            |                                            |                                            |                                            |                                            |                                            |                                            |                                            |                                            |                                            |                                            |                                            |                                            |                                            |                                            |                                            |                                            |                                            |                                            |                                            |                                            |                                            |                                            |                                            |                                            |                                            |                                            |                                            |                                            |                                            |                                            |                                            |                                            |                                            |                                            |                                            |                                            |                                            |                                            |                                            |                                            |                                            |                                            |                                            |                                            |                                            |                                            |                                            |                                            |                                            |                                            |                                            |                                            |                                            |                                            |                                            |                                            |                                            |                                            |                                            |                                            |                                            |                                            |                                            |                                            |                                            |                                            |                                            |                                            |                                            |                                            |                                            |                                            |                                            |                                            |                                            |                                            |                                            |                                            |                                            |                                            |                                            |                                            |                                            |                                            |                                            |                                            |                                            |                                            |                                            |                                            |                                            |                                            |                                            |                                            |                                            |                                            |                                            |                                            |                                            |                                            |                                            |                                            |                                            |                                            |                                            |                                            |                                            |                                            |                                            |                                            |                                            |                                            |                                            |                                            |                                            |                                            |                                            |                                            |                                            |                                            |                                            |                                            |                                            |                                            |                                            |                                            |                                            |                                            |                                            |                                            |                                            |                                            |                                            |                                            |                                            |                                            |                                            |                                            |                                            |                                            |                                            |                                            |                                            |                                            |                                            |                                            |                                            |                                            |                                            |                                            |                                            |                                            |                                            |                                            |                                            |                                            |                                            |                                            |                                            |                                            |                                            |                                            |                                            |                                            |                                            |                                            |                                            |                                            |                                            |                                            |                                            |                                            |                                            |                                            |                                            |                                            |                                            |                                            |                                            |                                            |                                            |                                            |                                            |                                            |                                            |                                            |                                            |                                            |                                            |                                            |                                            |                                            |                                            |                                            |                                            |                                            |                                            |                                            |                                            |                                            |                                            |                                            |                                            |                                            |                                            |                                            |                                            |                                            |                                            |                                            |                                            |                                            |                                            |                                            |                                            |                                            |                                            |                                            |                                            |                                            |                                            |                                            |                                            |                                            |                                            |                                            |                                            |                                            |                                            |                                            |                                            |                                            |                                            |                                            |                                            |                                            |                                            |                                            |                                            |                                            |                                            |                                            |                                            |                                            |                                            |                                            |                                            |                                            |                                            |                                            |                                            |                                            |                                            |                                            |                                            |                                            |                                            |                                            |                                            |                                            |                                            |                                            |                                            |                                            |                                            |                                            |                                            |                                            |                                            |                                            |                                            |                                            |                                            |                                            |                                            |                                            |                                            |                                            |                                            |                                            |                                            |                                            |                                            |                                            |                                            |                                            |                                            |                                            |                                            |                                            |                                            |                                            |                                            |                                            |                                            |                                            |                                            |                                            |                                            |                                            |                                            |                                            |                                            |                                            |                                            |                                            |                                            |                                            |                                            |                                            |                                            |                                            |                                            |                                            |                                            |                                            |                                            |                                            |                                            |                                            |                                            |                                            |                                            |                                            |                                            |                                            |                                            |                                            |                                            |                                            |                                            |                                            |                                            |                                            |                                            |                                            |                                            |                                            |                                            |                                            |                                            |                                            |                                            |                                            |                                            |                                            |                                            |                                            |                                            |                                            |                                            |                                            |                                            |                                            |                                            |                                            |                                            |                                            |                                            |                                            |                                            |                                            |                                            |                                            |                                            |                                            |                                            |                                            |                                            |                                            |                                            |                                            |                                            |                                            |                                            |                                            |                                            |                                            |                                            |                                            |                                            |                                            |                                            |                                            |                                            |                                            |                                            |                                            |                                            |                                            |                                            |                                            |                                            |                                            |                                            |                                            |                                            |                                            |                                            |                                            |                                            |                                            |                                            |                                            |                                            |                                            |                                            |                                            |                                            |                                            |                                            |                                            |                                            |                                            |                                            |                                            |                                            |                                            |                                            |                                            |                                            |                                            |                                            |                                            |                                            |                                            |                                            |                                            |                                            |                                            |                                            |                                            |                                            |                                            |                                            |                                            |                                            |                                            |                                            |                                            |                                            |                                            |                                            |                                            |                                            |                                            |                                            |                                            |                                            |                                            |                                            |                                            |                                            |                                            |                                            |                                            |                                            |                                            |                                            |                                            |                                            |                                            |                                            |                                            |                                            |                                            |                                            |                                            |                                            |                                            |                                            |                                            |                                            |                                            |                                            |                                            |                                            |                                            |                                            |                                            |                                            |                                            |                                            |                                            |                                            |                                            |                                            |                                            |                                            |                                            |                                            |                                            |                                            |                                            |                                            |                                            |                                            |                                            |                                            |                                            |                                            |                                            |                                            |                                            |                                            |                                            |                                            |                                            |                                            |                                            |                                            |                                            |                                            |                                            |                                            |                                            |                                            |                                            |                                            |                                            |                                            |                                            |                                            |                                            |                                            |                                            |                                            |                                            |                                            |                                            |                                            |                                            |                                            |                                            |                                            |                                            |                                            |                                            |                                            |                                            |                                            |                                            |                                            |                                            |                                            |                                            |                                            |                                            |                                            |                                            |                                            |                                            |                                            |                                            |                                            |                                            |                                            |                                            |                                            |                                            |                                            |                                            |                                            |                                            |                                            |                                            |                                            |                                            |                                            |                                            |                                            |                                            |                                            |                                            |                                            |                                            |                                            |                                            |                                            |                                            |                                            |                                            |                                            |                                            |                                            |                                            |                                            |                                            |                                            |                                            |                                            |                                            |                                            |                                            |                                            |                                            |                                            |                                            |                                            |                                            |                                            |                                            |                                            |                                            |                                            |                                            |                                            |                                            |                                            |                                            |                                            |                                            |                                            |                                            |                                            |                                            |                                            |                                            |                                            |                                            |                                            |                                            |                                            |                                            |                                            |                                            |                                            |                                            |                                            |                                            |                                            |                                            |                                            |                                            |                                            |                                            |                                            |                                            |                                            |                                            |                                            |                                            |                                            |                                            |                                            |                                            |                                            |                                            |                                            |                                            |                                            |                                            |                                            |                                            |                                            |                                            |                                            |                                            |                                            |                                            |                                            |                                            |                                            |                                            |                                            |                                            |                                            |                                            |                                            |                                            |                                            |                                            |                                            |                                            |                                            |                                            |                                            |                                            |                                            |                                            |                                            |                                            |                                            |                                            |                                            |                                            |                                            |                                            |                                            |                                            |                                            |                                            |                                            |                                            |                                            |                                            |                                            |                                            |                                            |                                            |                                            |                                            |                                            |                                            |                                            |                                            |                                            |                                            |                                            |                                            |                                            |                                            |                                            |                                            |                                            |                                            |                                            |                                            |                                            |                                            |                                            |                                            |                                            |                                            |                                            |                                            |                                            |                                            |                                            |                                            |                                            |                                            |                                            |                                            |                                            |                                            |                                            |                                            |                                            |                                            |                                            |                                            |                                            |                                            |                                            |                                            |                                            |                                            |                                            |                                            |                                            |                                            |                                            |                                            |                                            |                                            |                                            |                                            |                                            |                                            |                                            |                                            |                                            |                                            |                                            |                                            |                                            |                                            |                                            |                                            |                                            |                                            |                                            |                                            |                                            |                                            |                                            |                                            |                                            |                                            |                                            |                                            |                                            |                                            |                                            |                                            |                                            |                                            |                                            |                                            |                                            |                                            |                                            |                                            |                                            |                                            |                                            |                                            |                                            |                                            |                                            |                                            |                                            |                                            |                                            |                                            |                                            |                                            |                                            |                                            |                                            |                                            |                                            |                                            |                                            |                                            |                                            |                                            |                                            |                                            |                                            |                                            |                                            |                                            |                                            |                                            |                                            |                                            |                                            |                                            |                                            |                                            |                                            |                                            |                                            |                                            |                                            |                                            |                                            |                                            |                                            |                                            |                                            |                                            |                                            |                                            |                                            |                                            |                                            |                                            |                                            |                                            |                                            |                                            |                                            |                                            |                                            |                                            |                                            |                                            |                                            |                                            |                                            |                                            |                                            |                                            |                                            |                                            |                                            |                                            |                                            |                                            |                                            |                                            |                                            |                                            |                                            |                                            |                                            |                                            |                                            |                                            |                                            |                                            |                                            |                                            |                                            |                                            |                                            |                                            |                                            |                                            |                                            |                                            |                                            |                                            |                                            |                                            |                                            |                                            |                                            |                                            |                                            |                                            |                                            |                                            |                                            |                                            |                                            |                                            |                                            |                                            |                                            |                                            |                                            |                                            |                                            |                                            |                                            |                                            |                                            |                                            |                                            |                                            |                                            |                                            |                                            |                                            |                                            |                                            |                                            |                                            |                                            |                                            |                                            |                                            |                                            |                                            |                                            |                                            |                                            |                                            |                                            |                                            |                                            |                                            |                                            |                                            |                                            |                                            |                                            |                                            |                                            |                                            |                                            |                                            |                                            |                                            |                                            |                                            |                                            |                                            |                                            |                                            |                                            |                                            |                                            |                                            |
| 9    | 1 495 m                     | Pont du Général Rafael Urdaneta | 160                                        | 160                                        | 160                                        | 160                                        | 160                                        | 160                                        | 160                                        | 160                                        | 160                                        | 160                                        | 160                                        | 160                                        | 160                                        | 160                                        | 160                                        | 160                                        | 160                                        | 160                                        | 160                                        | 160                                        | 160                                        | 160                                        | 160                                        | 160                                        | 160                                        | 160                                        | 160                                        | 160                                        | 160                                        | 160                                        | 160                                        | 160                                        | 160                                        | 160                                        | 160                                        | 160                                        | 160                                        | 160                                        | 160                                        | 160                                        | 160                                        | 160                                        | 160                                        | 160                                        | 160                                        | 160                                        | 160                                        | 160                                        | 160                                        | 160                                        | 160                                        | 160                                        | 160                                        | 160                                        | 160                                        | 160                                        | 160                                        | 160                                        | 160                                        | 160                                        | 160                                        | 160                                        | 160                                        | 160                                        | 160                                        | 160                                        | 160                                        | 160                                        | 160                                        | 160                                        | 160                                        | 160                                        | 160                                        | 160                                        | 160                                        | 160                                        | 160                                        | 160                                        | 160                                        | 160                                        | 160                                        | 160                                        | 160                                        | 160                                        | 160                                        | 160                                        | 160                                        | 160                                        | 160                                        | 160                                        | 160                                        | 160                                        | 160                                        | 160                                        | 160                                        | 160                                        | 160                                        | 160                                        | 160                                        | 160                                        | 160                                        | 160                                        | 160                                        | 160                                        | 160                                        | 160                                        | 160                                        | 160                                        | 160                                        | 160                                        | 160                                        | 160                                        | 160                                        | 160                                        | 160                                        | 160                                        | 160                                        | 160                                        | 160                                        | 160                                        | 160                                        | 160                                        | 160                                        | 160                                        | 160                                        | 160                                        | 160                                        | 160                                        | 160                                        | 160                                        | 160                                        | 160                                        | 160                                        | 160                                        | 160                                        | 160                                        | 160                                        | 160                                        | 160                                        | 160                                        | 160                                        | 160                                        | 160                                        | 160                                        | 160                                        | 160                                        | 160                                        | 160                                        | 160                                        | 160                                        | 160                                        | 160                                        | 160                                        | 160                                        | 160                                        | 160                                        | 160                                        | 160                                        | 160                                        | 160                                        | 235                                        | 235                                        | 235                                        | 235                                        | 235                                        | 235                                        | 235                                        | 235                                        | 235                                        | 235                                        | 235                                        | 235                                        | 235                                        | 235                                        | 235                                        | 235                                        | 235                                        | 235                                        | 235                                        | 235                                        | 235                                        | 235                                        | 235                                        | 235                                        | 235                                        | 235                                        | 235                                        | 235                                        | 235                                        | 235                                        | 235                                        | 235                                        | 235                                        | 235                                        | 235                                        | 235                                        | 235                                        | 235                                        | 235                                        | 235                                        | 235                                        | 235                                        | 235                                        | 235                                        | 235                                        | 235                                        | 235                                        | 235                                        | 235                                        | 235                                        | 235                                        | 235                                        | 235                                        | 235                                        | 235                                        | 235                                        | 235                                        | 235                                        | 235                                        | 235                                        | 235                                        | 235                                        | 235                                        | 235                                        | 235                                        | 235                                        | 235                                        | 235                                        | 235                                        | 235                                        | 235                                        | 235                                        | 235                                        | 235                                        | 235                                        | 235                                        | 235                                        | 235                                        | 235                                        | 235                                        | 235                                        | 235                                        | 235                                        | 235                                        | 235                                        | 235                                        | 235                                        | 235                                        | 235                                        | 235                                        | 235                                        | 235                                        | 235                                        | 235                                        | 235                                        | 235                                        | 235                                        | 235                                        | 235                                        | 235                                        | 235                                        | 235                                        | 235                                        | 235                                        | 235                                        | 235                                        | 235                                        | 235                                        | 235                                        | 235                                        | 235                                        | 235                                        | 235                                        | 235                                        | 235                                        | 235                                        | 235                                        | 235                                        | 235                                        | 235                                        | 235                                        | 235                                        | 235                                        | 235                                        | 235                                        | 235                                        | 235                                        | 235                                        | 235                                        | 235                                        | 235                                        | 235                                        | 235                                        | 235                                        | 235                                        | 235                                        | 235                                        | 235                                        | 235                                        | 235                                        | 235                                        | 235                                        | 235                                        | 235                                        | 235                                        | 235                                        | 235                                        | 235                                        | 235                                        | 235                                        | 235                                        | 235                                        | 235                                        | 235                                        | 235                                        | 235                                        | 235                                        | 235                                        | 235                                        | 235                                        | 235                                        | 235                                        | 235                                        | 235                                        | 235                                        | 235                                        | 235                                        | 235                                        | 235                                        | 235                                        | 235                                        | 235                                        | 235                                        | 235                                        | 235                                        | 235                                        | 235                                        | 235                                        | 235                                        | 235                                        | 235                                        | 235                                        | 235                                        | 235                                        | 235                                        | 235                                        | 235                                        | 235                                        | 235                                        | 235                                        | 235                                        | 235                                        | 235                                        | 235                                        | 235                                        | 235                                        | 235                                        | 235                                        | 235                                        | 235                                        | 235                                        | 235                                        | 235                                        | 235                                        | 235                                        | 235                                        | 235                                        | 235                                        | 235                                        | 235                                        | 235                                        | 235                                        | 235                                        | 235                                        | 235                                        | 235                                        | 235                                        | 235                                        | 235                                        | 235                                        | 235                                        | 235                                        | 235                                        | 235                                        | 235                                        | 235                                        | 235                                        | 235                                        | 235                                        | 235                                        | 235                                        | 235                                        | 235                                        | 235                                        | 235                                        | 235                                        | 235                                        | 235                                        | 235                                        | 235                                        | 235                                        | 235                                        | 235                                        | 235                                        | 235                                        | 235                                        | 235                                        | 235                                        | 235                                        | 235                                        | 235                                        | 235                                        | 235                                        | 235                                        | 235                                        | 235                                        | 235                                        | 235                                        | 235                                        | 235                                        | 235                                        | 235                                        | 235                                        | 235                                        | 235                                        | 235                                        | 235                                        | 235                                        | 235                                        | 235                                        | 235                                        | 235                                        | 235                                        | 235                                        | 235                                        | 235                                        | 235                                        | 235                                        | 235                                        | 235                                        | 235                                        | 235                                        | 235                                        | 235                                        | 235                                        | 235                                        | 235                                        | 235                                        | 235                                        | 235                                        | 235                                        | 235                                        | 235                                        | 235                                        | 235                                        | 235                                        | 235                                        | 235                                        | 235                                        | 235                                        | 235                                        | 235                                        | 235                                        | 235                                        | 235                                        | 235                                        | 235                                        | 235                                        | 235                                        | 235                                        | 235                                        | 235                                        | 235                                        | 235                                        | 235                                        | 235                                        | 235                                        | 235                                        | 235                                        | 235                                        | 235                                        | 235                                        | 235                                        | 235                                        | 235                                        | 235                                        | 235                                        | 235                                        | 235                                        | 235                                        | 235                                        | 235                                        | 235                                        | 235                                        | 235                                        | 235                                        | 235                                        | 235                                        | 235                                        | 235                                        | 235                                        | 235                                        | 235                                        | 235                                        | 235                                        | 235                                        | 235                                        | 235                                        | 235                                        | 235                                        | 235                                        | 235                                        | 235                                        | 235                                        | 235                                        | 235                                        | 235                                        | 235                                        | 235                                        | 235                                        | 235                                        | 235                                        | 235                                        | 235                                        | 235                                        | 235                                        | 235                                        | 235                                        | 235                                        | 235                                        | 235                                        | 235                                        | 235                                        | 235                                        | 235                                        | 235                                        | 235                                        | 235                                        | 235                                        | 235                                        | 235                                        | 235                                        | 235                                        | 235                                        | 235                                        | 235                                        | 235                                        | 235                                        | 235                                        | 235                                        | 235                                        | 235                                        | 235                                        | 235                                        | 235                                        | 235                                        | 235                                        | 235                                        | 235                                        | 235                                        | 235                                        | 235                                        | 235                                        | 235                                        | 235                                        | 235                                        | 235                                        | 235                                        | 235                                        | 235                                        | 235                                        | 235                                        | 235                                        | 235                                        | 235                                        | 235                                        | 235                                        | 235                                        | 235                                        | 235                                        | 235                                        | 235                                        | 235                                        | 235                                        | 235                                        | 235                                        | 235                                        | 235                                        | 235                                        | 235                                        | 235                                        | 235                                        | 235                                        | 235                                        | 235                                        | 235                                        | 235                                        | 235                                        | 235                                        | 235                                        | 235                                        | 235                                        | 235                                        | 235                                        | 235                                        | 235                                        | 235                                        | 235                                        | 235                                        | 235                                        | 235                                        | 235                                        | 235                                        | 235                                        | 235                                        | 235                                        | 235                                        | 235                                        | 235                                        | 235                                        | 235                                        | 235                                        | 235                                        | 235                                        | 235                                        | 235                                        | 235                                        | 235                                        | 235                                        | 235                                        | 235                                        | 235                                        | 235                                        | 235                                        | 235                                        | 235                                        | 235                                        | 235                                        | 235                                        | 235                                        | 235                                        | 235                                        | 235                                        | 235                                        | 235                                        | 235                                        | 235                                        | 235                                        | 235                                        | 235                                        | 235                                        | 235                                        | 235                                        | 235                                        | 235                                        | 235                                        | 235                                        | 235                                        | 235                                        | 235                                        | 235                                        | 235                                        | 235                                        | 235                                        | 235                                        | 235                                        | 235                                        | 235                                        | 235                                        | 235                                        | 235                                        | 235                                        | 235                                        | 235                                        | 235                                        | 235                                        | 235                                        | 235                                        | 235                                        | 235                                        | 235                                        | 235                                        | 235                                        | 235                                        | 235                                        | 235                                        | 235                                        | 235                                        | 235                                        | 235                                        | 235                                        | 235                                        | 235                                        | 235                                        | 235                                        | 235                                        | 235                                        | 235                                        | 235                                        | 235                                        | 235                                        | 235                                        | 235                                        | 235                                        | 235                                        | 235                                        | 235                                        | 235                                        | 235                                        | 235                                        | 235                                        | 235                                        | 235                                        | 235                                        | 235                                        | 235                                        | 235                                        | 235                                        | 235                                        | 235                                        | 235                                        | 235                                        | 235                                        | 235                                        | 235                                        | 235                                        | 235                                        | 235                                        | 235                                        | 235                                        | 235                                        | 235                                        | 235                                        | 235                                        | 235                                        | 235                                        | 235                                        | 235                                        | 235                                        | 235                                        | 235                                        | 235                                        | 235                                        | 235                                        | 235                                        | 235                                        | 235                                        | 235                                        | 235                                        | 235                                        | 235                                        | 235                                        | 235                                        | 235                                        | 235                                        | 235                                        | 235                                        | 235                                        | 235                                        | 235                                        | 235                                        | 235                                        | 235                                        | 235                                        | 235                                        | 235                                        | 235                                        | 235                                        | 235                                        | 235                                        | 235                                        | 235                                        | 235                                        | 235                                        | 235                                        | 235                                        | 235                                        | 235                                        | 235                                        | 235                                        | 235                                        | 235                                        | 235                                        | 235                                        | 235                                        | 235                                        | 235                                        | 235                                        | 235                                        | 235                                        | 235                                        | 235                                        | 235                                        | 235                                        | 235                                        | 235                                        | 235                                        | 235                                        | 235                                        | 235                                        | 235                                        | 235                                        | 235                                        | 235                                        | 235                                        | 235                                        | 235                                        | 235                                        | 235                                        | 235                                        | 235                                        | 235                                        | 235                                        | 235                                        | 235                                        | 235                                        | 235                                        | 235                                        | 235                                        | 235                                        | 235                                        | 235                                        | 235                                        | 235                                        | 235                                        | 235                                        | 235                                        | 235                                        | 235                                        | 235                                        | 235                                        | 235                                        | 235                                        | 235                                        | 235                                        | 235                                        | 235                                        | 235                                        | 235                                        | 235                                        | 235                                        | 235                                        | 235                                        | 235                                        | 235                                        | 235                                        | 235                                        | 235                                        | 235                                        | 235                                        | 235                                        | 235                                        | 235                                        | 235                                        | 235                                        | 235                                        | 235                                        | 235                                        | 235                                        | 235                                        | 235                                        | 235                                        | 235                                        | 235                                        | 235                                        | 235                                        | 235                                        | 235                                        | 235                                        | 235                                        | 235                                        | 235                                        | 235                                        | 235                                        | 235                                        | 235                                        | 235                                        | 235                                        | 235                                        | 235                                        | 235                                        | 235                                        | 235                                        | 235                                        | 235                                        | 235                                        | 235                                        | 235                                        | 235                                        | 235                                        | 235                                        | 235                                        | 235                                        | 235                                        | 235                                        | 235                                        | 235                                        | 235                                        | 235                                        | 235                                        | 235                                        | 235                                        | 235                                        | 235                                        | 235                                        | 235                                        | 235                                        | 235                                        | 235                                        | 235                                        | 235                                        | 235                                        | 235                                        | 235                                        | 235                                        | 235                                        | 235                                        | 235                                        | 235                                        | 235                                        | 235                                        | 235                                        | 235                                        | 235                                        | 235                                        | 235                                        | 235                                        | 235                                        | 235                                        | 235                                        | 235                                        | 235                                        | 235                                        | 235                                        | 235                                        | 235                                        | 235                                        | 235                                        | 235                                        | 235                                        | 235                                        | 235                                        | 235                                        | 235                                        | 235                                        | 235                                        | 235                                        | 235                                        | 235                                        | 235                                        | 235                                        | 235                                        | 235                                        | 235                                        | 235                                        | 235                                        | 235                                        | 235                                        | 235                                        | 235                                        | 235                                        | 235                                        | 235                                        | 235                                        | 235                                        | 235                                        | 235                                        | 235                                        | 235                                        | 235                                        | 235                                        | 235                                        | 235                                        | 235                                        | 235                                        | 235                                        | 235                                        | 235                                        | 235                                        | 235                                        | 235                                        | 235                                        | 235                                        | 235                                        | 235                                        | 235                                        | 235                                        | 235                                        | 235                                        | 235                                        | 235                                        | 235                                        | 235                                        | 235                                        | 235                                        | 235                                        | 235                                        | 235                                        | 235                                        | 235                                        | 235                                        | 235                                        | 235                                        | 235                                        | 235                                        | 235                                        | 235                                        | 235                                        | 235                                        | 235                                        | 235                                        | 235                                        | 235                                        | 235                                        | 235                                        | 235                                        | 235                                        | 235                                        | 235                                        | 235                                        | 235                                        | 235                                        | 235                                        | 235                                        | 235                                        | 235                                        | 235                                        | 235                                        | 235                                        | 235                                        | 235                                        | 235                                        | 235                                        | 235                                        | 235                                        | 235                                        | 235                                        | 235                                        | 235                                        | 235                                        | 235                                        | 235                                        | 235                                        | 235                                        | 235                                        | 235                                        | 235                                        | 235                                        | 235                                        | 235                                        | 235                                        | 235                                        | 235                                        | 235                                        | 235                                        | 235                                        | 235                                        | 235                                        | 235                                        | 235                                        | 235                                        | 235                                        | 235                                        | 235                                        | 235                                        | 235                                        | 235                                        | 235                                        | 235                                        | 235                                        | 235                                        | 235                                        | 235                                        | 235                                        | 235                                        | 235                                        | 235                                        | 235                                        | 235                                        | 235                                        | 235                                        | 235                                        | 235                                        | 235                                        | 235                                        | 235                                        | 235                                        | 235                                        | 235                                        | 235                                        | 235                                        | 235                                        | 235                                        | 235                                        | 235                                        | 235                                        | 235                                        | 235                                        | 235                                        | 235                                        | 235                                        | 235                                        | 235                                        | 235                                        | 235                                        | 235                                        | 235                                        | 235                                        | 235                                        | 235                                        | 235                                        | 235                                        | 235                                        | 235                                        | 235                                        | 235                                        | 235                                        | 235                                        | 235                                        | 235                                        | 235                                        | 235                                        | 235                                        | 235                                        | 235                                        | 235                                        | 235                                        | 235                                        | 235                                        | 235                                        | 235                                        | 235                                        | 235                                        | 235                                        | 235                                        | 235                                        | 235                                        | 235                                        | 235                                        | 235                                        | 235                                        | 235                                        | 235                                        | 235                                        | 235                                        | 235                                        | 235                                        | 235                                        | 235                                        | 235                                        | 235                                        | 235                                        | 235                                        | 235                                        | 235                                        | 235                                        | 235                                        | 235                                        | 235                                        | 235                                        | 235                                        | 235                                        | 235                                        | 235                                        | 235                                        | 235                                        | 235                                        | 235                                        | 235                                        | 235                                        | 235                                        | 235                                        | 235                                        | 235                                        | 235                                        | 235                                        | 235                                        | 235                                        | 235                                        | 235                                        | 235                                        | 235                                        | 235                                        | 235                                        | 235                                        | 235                                        | 235                                        | 235                                        | 235                                        | 235                                        | 235                                        | 235                                        | 235                                        | 235                                        | 235                                        | 235                                        | 235                                        | 235                                        | 235                                        | 235                                        | 235                                        | 235                                        | 235                                        | 235                                        | 235                                        | 235                                        | 235                                        | 235                                        | 235                                        | 235                                        | 235                                        | 235                                        | 235                                        | 235                                        | 235                                        | 235                                        | 235                                        | 235                                        | 235                                        | 235                                        | 235                                        | 235                                        | 235                                        | 235                                        | 235                                        | 235                                        | 235                                        | 235                                        | 235                                        | 235                                        | 235                                        | 235                                        | 235                                        | 235                                        | 235                                        | 235                                        | 235                                        | 235                                        | 235                                        | 235                                        | 235                                        | 235                                        | 235                                        | 235                                        | 235                                        | 235                                        | 235                                        | 235                                        | 235                                        | 235                                        | 235                                        | 235                                        | 235                                        | 235                                        | 235                                        | 235                                        | 235                                        | 235                                        | 235                                        | 235                                        | 235                                        | 235                                        | 235                                        | 235                                        | 235                                        | 235                                        | 235                                        | 235                                        | 235                                        | 235                                        | 235                                        | 235                                        | 235                                        | 235                                        | 235                                        | 235                                        | 235                                        | 235                                        | 235                                        | 235                                        | 235                                        | 235                                        | 235                                        | 235                                        | 235                                        | 235                                        | 235                                        | 235                                        | 235                                        | 235                                        | 235                                        | 235                                        | 235                                        | 235                                        | 235                                        | 235                                        | 235                                        | 235                                        | 235                                        | 235                                        | 235                                        | 235                                        | 235                                        | 235                                        | 235                                        | 235                                        | 235                                        | 235                                        | 235                                        | 235                                        | 235                                        | 235                                        | 235                                        | 235                                        | 235                                        | 235                                        | 235                                        | 235                                        | 235                                        | 235                                        | 235                                        | 235                                        | 235                                        | 235                                        | 235                                        | 235                                        | 235                                        | 235                                        | 235                                        | 235                                        | 235                                        | 235                                        | 235                                        | 235                                        | 235                                        | 160                                        | 160                                        | 160                                        | 160                                        | 160                                        | 160                                        | 160                                        | 160                                        | 160                                        | 160                                        | 160                                        | 160                                        | 160                                        | 160                                        | 160                                        | 160                                        | 160                                        | 160                                        | 160                                        | 160                                        | 160                                        | 160                                        | 160                                        | 160                                        | 160                                        | 160                                        | 160                                        | 160                                        | 160                                        | 160                                        | 160                                        | 160                                        | 160                                        | 160                                        | 160                                        | 160                                        | 160                                        | 160                                        | 160                                        | 160                                        | 160                                        | 160                                        | 160                                        | 160                                        | 160                                        | 160                                        | 160                                        | 160                                        | 160                                        | 160                                        | 160                                        | 160                                        | 160                                        | 160                                        | 160                                        | 160                                        | 160                                        | 160                                        | 160                                        | 160                                        | 160                                        | 160                                        | 160                                        | 160                                        | 160                                        | 160                                        | 160                                        | 160                                        | 160                                        | 160                                        | 160                                        | 160                                        | 160                                        | 160                                        | 160                                        | 160                                        | 160                                        | 160                                        | 160                                        | 160                                        | 160                                        | 160                                        | 160                                        | 160                                        | 160                                        | 160                                        | 160                                        | 160                                        | 160                                        | 160                                        | 160                                        | 160                                        | 160                                        | 160                                        | 160                                        | 160                                        | 160                                        | 160                                        | 160                                        | 160                                        | 160                                        | 160                                        | 160                                        | 160                                        | 160                                        | 160                                        | 160                                        | 160                                        | 160                                        | 160                                        | 160                                        | 160                                        | 160                                        | 160                                        | 160                                        | 160                                        | 160                                        | 160                                        | 160                                        | 160                                        | 160                                        | 160                                        | 160                                        | 160                                        | 160                                        | 160                                        | 160                                        | 160                                        | 160                                        | 160                                        | 160                                        | 160                                        | 160                                        | 160                                        | 160                                        | 160                                        | 160                                        | 160                                        | 160                                        | 160                                        | 160                                        | 160                                        | 160                                        | 160                                        | 160                                        | 160                                        | 160                                        | 160                                        | 160                                        | 160                                        | 160                                        | 160                                        | 160                                        | 160                                        | 160                                        | 160                                        | 160                                        | 160                                        | 160                                        | 160                                        |                                            |                                            |                                            |                                            |                                            |                                            |                                            |                                            |                                            |                                            |                                            |                                            |                                            |                                            |                                            |                                            |                                            |                                            |                                            |                                            |                                            |                                            |                                            |                                            |                                            |                                            |                                            |                                            |                                            |                                            |                                            |                                            |                                            |                                            |                                            |                                            |                                            |                                            |                                            |                                            |                                            |                                            |                                            |                                            |                                            |                                            |                                            |                                            |                                            |                                            |                                            |                                            |                                            |                                            |                                            |                                            |                                            |                                            |                                            |                                            |                                            |                                            |                                            |                                            |                                            |                                            |                                            |                                            |                                            |                                            |                                            |                                            |                                            |                                            |                                            |                                            |                                            |                                            |                                            |                                            |                                            |                                            |                                            |                                            |                                            |                                            |                                            |                                            |                                            |                                            |                                            |                                            |                                            |                                            |                                            |                                            |                                            |                                            |                                            |                                            |                                            |                                            |                                            |                                            |                                            |                                            |                                            |                                            |                                            |                                            |                                            |                                            |                                            |                                            |                                            |                                            |                                            |                                            |                                            |                                            |                                            |                                            |                                            |                                            |                                            |                                            |                                            |                                            |                                            |                                            |                                            |                                            |                                            |                                            |                                            |                                            |                                            |                                            |                                            |                                            |                                            |                                            |                                            |                                            |                                            |                                            |                                            |                                            |                                            |                                            |                                            |                                            |                                            |                                            |                                            |                                            |                                            |                                            |                                            |                                            |                                            |                                            |                                            |                                            |                                            |                                            |                                            |                                            |                                            |                                            |                                            |                                            |                                            |                                            |                                            |                                            |                                            |                                            |                                            |                                            |                                            |                                            |                                            |                                            |                                            |                                            |                                            |                                            |                                            |                                            |                                            |                                            |                                            |                                            |                                            |                                            |                                            |                                            |                                            |                                            |                                            |                                            |                                            |                                            |                                            |                                            |                                            |                                            |                                            |                                            |                                            |                                            |                                            |                                            |                                            |                                            |                                            |                                            |                                            |                                            |                                            |                                            |                                            |                                            |                                            |                                            |                                            |                                            |                                            |                                            |                                            |                                            |                                            |                                            |                                            |                                            |                                            |                                            |                                            |                                            |                                            |                                            |                                            |                                            |                                            |                                            |                                            |                                            |                                            |                                            |                                            |                                            |                                            |                                            |                                            |                                            |                                            |                                            |                                            |                                            |                                            |                                            |                                            |                                            |                                            |                                            |                                            |                                            |                                            |                                            |                                            |                                            |                                            |                                            |                                            |                                            |                                            |                                            |                                            |                                            |                                            |                                            |                                            |                                            |                                            |                                            |                                            |                                            |                                            |                                            |                                            |                                            |                                            |                                            |                                            |                                            |                                            |                                            |                                            |                                            |                                            |                                            |                                            |                                            |                                            |                                            |                                            |                                            |                                            |                                            |                                            |                                            |                                            |                                            |                                            |                                            |                                            |                                            |                                            |                                            |                                            |                                            |                                            |                                            |                                            |                                            |                                            |                                            |                                            |                                            |                                            |                                            |                                            |                                            |                                            |                                            |                                            |                                            |                                            |                                            |                                            |                                            |                                            |                                            |                                            |                                            |                                            |                                            |                                            |                                            |                                            |                                            |                                            |                                            |                                            |                                            |                                            |                                            |                                            |                                            |                                            |                                            |                                            |                                            |                                            |                                            |                                            |                                            |                                            |                                            |                                            |                                            |                                            |                                            |                                            |                                            |                                            |                                            |                                            |                                            |                                            |                                            |                                            |                                            |                                            |                                            |                                            |                                            |                                            |                                            |                                            |                                            |                                            |                                            |                                            |                                            |                                            |                                            |                                            |                                            |                                            |                                            |                                            |                                            |                                            |                                            |                                            |                                            |                                            |                                            |                                            |                                            |                                            |                                            |                                            |                                            |                                            |                                            |                                            |                                            |                                            |                                            |                                            |                                            |                                            |                                            |                                            |                                            |                                            |                                            |                                            |                                            |                                            |                                            |                                            |                                            |                                            |                                            |                                            |                                            |                                            |                                            |                                            |                                            |                                            |                                            |                                            |                                            |                                            |                                            |                                            |                                            |                                            |                                            |                                            |                                            |                                            |                                            |                                            |                                            |                                            |                                            |                                            |                                            |                                            |                                            |                                            |                                            |                                            |                                            |                                            |                                            |                                            |                                            |                                            |                                            |                                            |                                            |                                            |                                            |                                            |                                            |                                            |                                            |                                            |                                            |                                            |                                            |                                            |                                            |                                            |                                            |                                            |                                            |                                            |                                            |                                            |                                            |                                            |                                            |                                            |                                            |                                            |                                            |                                            |                                            |                                            |                                            |                                            |                                            |                                            |                                            |                                            |                                            |                                            |                                            |                                            |                                            |                                            |                                            |                                            |                                            |                                            |                                            |                                            |                                            |                                            |                                            |                                            |                                            |                                            |                                            |                                            |                                            |                                            |                                            |                                            |                                            |                                            |                                            |                                            |                                            |                                            |                                            |                                            |                                            |                                            |                                            |                                            |                                            |                                            |                                            |                                            |                                            |                                            |                                            |                                            |                                            |                                            |                                            |                                            |                                            |                                            |                                            |                                            |                                            |                                            |                                            |                                            |                                            |                                            |                                            |                                            |                                            |                                            |                                            |                                            |                                            |                                            |                                            |                                            |                                            |                                            |                                            |                                            |                                            |                                            |                                            |                                            |                                            |                                            |                                            |                                            |                                            |                                            |                                            |                                            |                                            |                                            |                                            |                                            |                                            |                                            |                                            |                                            |                                            |                                            |                                            |                                            |                                            |                                            |                                            |                                            |                                            |                                            |                                            |                                            |                                            |                                            |                                            |                                            |                                            |                                            |                                            |                                            |                                            |                                            |                                            |                                            |                                            |                                            |                                            |                                            |                                            |                                            |                                            |                                            |                                            |                                            |                                            |                                            |                                            |                                            |                                            |                                            |                                            |                                            |                                            |                                            |                                            |                                            |                                            |                                            |                                            |                                            |                                            |                                            |                                            |                                            |                                            |                                            |                                            |                                            |                                            |                                            |                                            |                                            |                                            |                                            |                                            |                                            |                                            |                                            |                                            |                                            |                                            |                                            |                                            |                                            |                                            |                                            |                                            |                                            |                                            |                                            |                                            |                                            |                                            |                                            |                                            |                                            |                                            |                                            |                                            |                                            |                                            |                                            |                                            |                                            |                                            |                                            |                                            |                                            |                                            |                                            |                                            |                                            |                                            |                                            |                                            |                                            |                                            |                                            |                                            |                                            |                                            |                                            |                                            |                                            |                                            |                                            |                                            |                                            |                                            |                                            |                                            |                                            |                                            |                                            |                                            |                                            |                                            |                                            |                                            |                                            |                                            |                                            |                                            |                                            |                                            |                                            |                                            |                                            |                                            |                                            |                                            |                                            |                                            |                                            |                                            |                                            |                                            |                                            |                                            |                                            |                                            |                                            |                                            |                                            |                                            |                                            |                                            |                                            |                                            |                                            |                                            |                                            |                                            |                                            |                                            |                                            |                                            |                                            |                                            |                                            |                                            |                                            |                                            |                                            |                                            |                                            |                                            |                                            |                                            |                                            |                                            |                                            |                                            |                                            |                                            |                                            |                                            |                                            |                                            |                                            |                                            |                                            |                                            |                                            |                                            |                                            |                                            |                                            |                                            |                                            |                                            |                                            |                                            |                                            |                                            |                                            |                                            |                                            |                                            |                                            |                                            |                                            |                                            |                                            |                                            |                                            |                                            |                                            |                                            |                                            |                                            |                                            |                                            |                                            |                                            |                                            |                                            |                                            |                                            |                                            |                                            |                                            |                                            |                                            |                                            |                                            |                                            |                                            |                                            |                                            |                                            |                                            |                                            |                                            |                                            |                                            |                                            |                                            |                                            |                                            |                                            |                                            |                                            |                                            |                                            |                                            |                                            |                                            |                                            |                                            |                                            |                                            |                                            |                                            |                                            |                                            |                                            |                                            |                                            |                                            |                                            |                                            |                                            |                                            |                                            |                                            |                                            |                                            |                                            |                                            |                                            |                                            |                                            |                                            |                                            |                                            |                                            |                                            |                                            |                                            |                                            |                                            |                                            |                                            |                                            |                                            |                                            |                                            |                                            |                                            |                                            |                                            |                                            |                                            |                                            |                                            |                                            |                                            |                                            |                                            |                                            |                                            |                                            |                                            |                                            |                                            |                                            |                                            |                                            |                                            |                                            |                                            |                                            |                                            |                                            |                                            |                                            |                                            |                                            |                                            |                                            |                                            |                                            |                                            |                                            |                                            |                                            |                                            |                                            |                                            |                                            |                                            |                                            |                                            |                                            |                                            |                                            |                                            |                                            |                                            |                                            |                                            |                                            |                                            |                                            |                                            |                                            |                                            |                                            |                                            |                                            |                                            |                                            |                                            |                                            |                                            |                                            |                                            |                                            |                                            |                                            |                                            |                                            |                                            |                                            |                                            |                                            |                                            |                                            |                                            |                                            |                                            |                                            |                                            |                                            |                                            |                                            |                                            |                                            |                                            |                                            |                                            |                                            |                                            |                                            |                                            |                                            |                                            |                                            |                                            |                                            |                                            |                                            |                                            |                                            |                                            |                                            |                                            |                                            |                                            |                                            |                                            |                                            |                                            |                                            |                                            |                                            |                                            |                                            |                                            |                                            |                                            |                                            |                                            |                                            |                                            |                                            |                                            |                                            |                                            |                                            |                                            |                                            |                                            |                                            |                                            |                                            |                                            |                                            |                                            |
| 10   | 1 330 m                     | Pont de Tatara                  | 170                                        | 170                                        | 170                                        | 170                                        | 170                                        | 170                                        | 170                                        | 170                                        | 170                                        | 170                                        | 170                                        | 170                                        | 170                                        | 170                                        | 170                                        | 170                                        | 170                                        | 170                                        | 170                                        | 170                                        | 170                                        | 170                                        | 170                                        | 170                                        | 170                                        | 170                                        | 170                                        | 170                                        | 170                                        | 170                                        | 170                                        | 170                                        | 170                                        | 170                                        | 170                                        | 170                                        | 170                                        | 170                                        | 170                                        | 170                                        | 170                                        | 170                                        | 170                                        | 170                                        | 170                                        | 170                                        | 170                                        | 170                                        | 170                                        | 170                                        | 170                                        | 170                                        | 170                                        | 170                                        | 170                                        | 170                                        | 170                                        | 170                                        | 170                                        | 170                                        | 170                                        | 170                                        | 170                                        | 170                                        | 170                                        | 170                                        | 170                                        | 170                                        | 170                                        | 170                                        | 170                                        | 170                                        | 170                                        | 170                                        | 170                                        | 170                                        | 170                                        | 170                                        | 170                                        | 170                                        | 170                                        | 170                                        | 170                                        | 170                                        | 170                                        | 170                                        | 170                                        | 170                                        | 170                                        | 170                                        | 170                                        | 170                                        | 170                                        | 170                                        | 170                                        | 170                                        | 170                                        | 170                                        | 170                                        | 170                                        | 170                                        | 170                                        | 170                                        | 170                                        | 170                                        | 170                                        | 170                                        | 170                                        | 170                                        | 170                                        | 170                                        | 170                                        | 170                                        | 170                                        | 170                                        | 170                                        | 170                                        | 170                                        | 170                                        | 170                                        | 170                                        | 170                                        | 170                                        | 170                                        | 170                                        | 170                                        | 170                                        | 170                                        | 170                                        | 170                                        | 170                                        | 170                                        | 170                                        | 170                                        | 170                                        | 170                                        | 170                                        | 170                                        | 170                                        | 170                                        | 170                                        | 170                                        | 170                                        | 170                                        | 170                                        | 170                                        | 170                                        | 170                                        | 170                                        | 170                                        | 170                                        | 170                                        | 170                                        | 170                                        | 170                                        | 170                                        | 170                                        | 170                                        | 170                                        | 170                                        | 170                                        | 170                                        | 170                                        | 170                                        | 170                                        | 170                                        | 170                                        | 170                                        | 170                                        | 170                                        | 890                                        | 890                                        | 890                                        | 890                                        | 890                                        | 890                                        | 890                                        | 890                                        | 890                                        | 890                                        | 890                                        | 890                                        | 890                                        | 890                                        | 890                                        | 890                                        | 890                                        | 890                                        | 890                                        | 890                                        | 890                                        | 890                                        | 890                                        | 890                                        | 890                                        | 890                                        | 890                                        | 890                                        | 890                                        | 890                                        | 890                                        | 890                                        | 890                                        | 890                                        | 890                                        | 890                                        | 890                                        | 890                                        | 890                                        | 890                                        | 890                                        | 890                                        | 890                                        | 890                                        | 890                                        | 890                                        | 890                                        | 890                                        | 890                                        | 890                                        | 890                                        | 890                                        | 890                                        | 890                                        | 890                                        | 890                                        | 890                                        | 890                                        | 890                                        | 890                                        | 890                                        | 890                                        | 890                                        | 890                                        | 890                                        | 890                                        | 890                                        | 890                                        | 890                                        | 890                                        | 890                                        | 890                                        | 890                                        | 890                                        | 890                                        | 890                                        | 890                                        | 890                                        | 890                                        | 890                                        | 890                                        | 890                                        | 890                                        | 890                                        | 890                                        | 890                                        | 890                                        | 890                                        | 890                                        | 890                                        | 890                                        | 890                                        | 890                                        | 890                                        | 890                                        | 890                                        | 890                                        | 890                                        | 890                                        | 890                                        | 890                                        | 890                                        | 890                                        | 890                                        | 890                                        | 890                                        | 890                                        | 890                                        | 890                                        | 890                                        | 890                                        | 890                                        | 890                                        | 890                                        | 890                                        | 890                                        | 890                                        | 890                                        | 890                                        | 890                                        | 890                                        | 890                                        | 890                                        | 890                                        | 890                                        | 890                                        | 890                                        | 890                                        | 890                                        | 890                                        | 890                                        | 890                                        | 890                                        | 890                                        | 890                                        | 890                                        | 890                                        | 890                                        | 890                                        | 890                                        | 890                                        | 890                                        | 890                                        | 890                                        | 890                                        | 890                                        | 890                                        | 890                                        | 890                                        | 890                                        | 890                                        | 890                                        | 890                                        | 890                                        | 890                                        | 890                                        | 890                                        | 890                                        | 890                                        | 890                                        | 890                                        | 890                                        | 890                                        | 890                                        | 890                                        | 890                                        | 890                                        | 890                                        | 890                                        | 890                                        | 890                                        | 890                                        | 890                                        | 890                                        | 890                                        | 890                                        | 890                                        | 890                                        | 890                                        | 890                                        | 890                                        | 890                                        | 890                                        | 890                                        | 890                                        | 890                                        | 890                                        | 890                                        | 890                                        | 890                                        | 890                                        | 890                                        | 890                                        | 890                                        | 890                                        | 890                                        | 890                                        | 890                                        | 890                                        | 890                                        | 890                                        | 890                                        | 890                                        | 890                                        | 890                                        | 890                                        | 890                                        | 890                                        | 890                                        | 890                                        | 890                                        | 890                                        | 890                                        | 890                                        | 890                                        | 890                                        | 890                                        | 890                                        | 890                                        | 890                                        | 890                                        | 890                                        | 890                                        | 890                                        | 890                                        | 890                                        | 890                                        | 890                                        | 890                                        | 890                                        | 890                                        | 890                                        | 890                                        | 890                                        | 890                                        | 890                                        | 890                                        | 890                                        | 890                                        | 890                                        | 890                                        | 890                                        | 890                                        | 890                                        | 890                                        | 890                                        | 890                                        | 890                                        | 890                                        | 890                                        | 890                                        | 890                                        | 890                                        | 890                                        | 890                                        | 890                                        | 890                                        | 890                                        | 890                                        | 890                                        | 890                                        | 890                                        | 890                                        | 890                                        | 890                                        | 890                                        | 890                                        | 890                                        | 890                                        | 890                                        | 890                                        | 890                                        | 890                                        | 890                                        | 890                                        | 890                                        | 890                                        | 890                                        | 890                                        | 890                                        | 890                                        | 890                                        | 890                                        | 890                                        | 890                                        | 890                                        | 890                                        | 890                                        | 890                                        | 890                                        | 890                                        | 890                                        | 890                                        | 890                                        | 890                                        | 890                                        | 890                                        | 890                                        | 890                                        | 890                                        | 890                                        | 890                                        | 890                                        | 890                                        | 890                                        | 890                                        | 890                                        | 890                                        | 890                                        | 890                                        | 890                                        | 890                                        | 890                                        | 890                                        | 890                                        | 890                                        | 890                                        | 890                                        | 890                                        | 890                                        | 890                                        | 890                                        | 890                                        | 890                                        | 890                                        | 890                                        | 890                                        | 890                                        | 890                                        | 890                                        | 890                                        | 890                                        | 890                                        | 890                                        | 890                                        | 890                                        | 890                                        | 890                                        | 890                                        | 890                                        | 890                                        | 890                                        | 890                                        | 890                                        | 890                                        | 890                                        | 890                                        | 890                                        | 890                                        | 890                                        | 890                                        | 890                                        | 890                                        | 890                                        | 890                                        | 890                                        | 890                                        | 890                                        | 890                                        | 890                                        | 890                                        | 890                                        | 890                                        | 890                                        | 890                                        | 890                                        | 890                                        | 890                                        | 890                                        | 890                                        | 890                                        | 890                                        | 890                                        | 890                                        | 890                                        | 890                                        | 890                                        | 890                                        | 890                                        | 890                                        | 890                                        | 890                                        | 890                                        | 890                                        | 890                                        | 890                                        | 890                                        | 890                                        | 890                                        | 890                                        | 890                                        | 890                                        | 890                                        | 890                                        | 890                                        | 890                                        | 890                                        | 890                                        | 890                                        | 890                                        | 890                                        | 890                                        | 890                                        | 890                                        | 890                                        | 890                                        | 890                                        | 890                                        | 890                                        | 890                                        | 890                                        | 890                                        | 890                                        | 890                                        | 890                                        | 890                                        | 890                                        | 890                                        | 890                                        | 890                                        | 890                                        | 890                                        | 890                                        | 890                                        | 890                                        | 890                                        | 890                                        | 890                                        | 890                                        | 890                                        | 890                                        | 890                                        | 890                                        | 890                                        | 890                                        | 890                                        | 890                                        | 890                                        | 890                                        | 890                                        | 890                                        | 890                                        | 890                                        | 890                                        | 890                                        | 890                                        | 890                                        | 890                                        | 890                                        | 890                                        | 890                                        | 890                                        | 890                                        | 890                                        | 890                                        | 890                                        | 890                                        | 890                                        | 890                                        | 890                                        | 890                                        | 890                                        | 890                                        | 890                                        | 890                                        | 890                                        | 890                                        | 890                                        | 890                                        | 890                                        | 890                                        | 890                                        | 890                                        | 890                                        | 890                                        | 890                                        | 890                                        | 890                                        | 890                                        | 890                                        | 890                                        | 890                                        | 890                                        | 890                                        | 890                                        | 890                                        | 890                                        | 890                                        | 890                                        | 890                                        | 890                                        | 890                                        | 890                                        | 890                                        | 890                                        | 890                                        | 890                                        | 890                                        | 890                                        | 890                                        | 890                                        | 890                                        | 890                                        | 890                                        | 890                                        | 890                                        | 890                                        | 890                                        | 890                                        | 890                                        | 890                                        | 890                                        | 890                                        | 890                                        | 890                                        | 890                                        | 890                                        | 890                                        | 890                                        | 890                                        | 890                                        | 890                                        | 890                                        | 890                                        | 890                                        | 890                                        | 890                                        | 890                                        | 890                                        | 890                                        | 890                                        | 890                                        | 890                                        | 890                                        | 890                                        | 890                                        | 890                                        | 890                                        | 890                                        | 890                                        | 890                                        | 890                                        | 890                                        | 890                                        | 890                                        | 890                                        | 890                                        | 890                                        | 890                                        | 890                                        | 890                                        | 890                                        | 890                                        | 890                                        | 890                                        | 890                                        | 890                                        | 890                                        | 890                                        | 890                                        | 890                                        | 890                                        | 890                                        | 890                                        | 890                                        | 890                                        | 890                                        | 890                                        | 890                                        | 890                                        | 890                                        | 890                                        | 890                                        | 890                                        | 890                                        | 890                                        | 890                                        | 890                                        | 890                                        | 890                                        | 890                                        | 890                                        | 890                                        | 890                                        | 890                                        | 890                                        | 890                                        | 890                                        | 890                                        | 890                                        | 890                                        | 890                                        | 890                                        | 890                                        | 890                                        | 890                                        | 890                                        | 890                                        | 890                                        | 890                                        | 890                                        | 890                                        | 890                                        | 890                                        | 890                                        | 890                                        | 890                                        | 890                                        | 890                                        | 890                                        | 890                                        | 890                                        | 890                                        | 890                                        | 890                                        | 890                                        | 890                                        | 890                                        | 890                                        | 890                                        | 890                                        | 890                                        | 890                                        | 890                                        | 890                                        | 890                                        | 890                                        | 890                                        | 890                                        | 890                                        | 890                                        | 890                                        | 890                                        | 890                                        | 890                                        | 890                                        | 890                                        | 890                                        | 890                                        | 890                                        | 890                                        | 890                                        | 890                                        | 890                                        | 890                                        | 890                                        | 890                                        | 890                                        | 890                                        | 890                                        | 890                                        | 890                                        | 890                                        | 890                                        | 890                                        | 890                                        | 890                                        | 890                                        | 890                                        | 890                                        | 890                                        | 890                                        | 890                                        | 890                                        | 890                                        | 890                                        | 890                                        | 890                                        | 890                                        | 890                                        | 890                                        | 890                                        | 890                                        | 890                                        | 890                                        | 890                                        | 890                                        | 890                                        | 890                                        | 890                                        | 890                                        | 890                                        | 890                                        | 890                                        | 890                                        | 890                                        | 890                                        | 890                                        | 890                                        | 890                                        | 890                                        | 890                                        | 890                                        | 890                                        | 890                                        | 890                                        | 890                                        | 890                                        | 890                                        | 890                                        | 890                                        | 890                                        | 890                                        | 890                                        | 890                                        | 890                                        | 890                                        | 890                                        | 890                                        | 890                                        | 890                                        | 890                                        | 890                                        | 890                                        | 890                                        | 890                                        | 890                                        | 890                                        | 890                                        | 890                                        | 890                                        | 890                                        | 890                                        | 890                                        | 890                                        | 890                                        | 890                                        | 890                                        | 890                                        | 890                                        | 890                                        | 890                                        | 890                                        | 890                                        | 890                                        | 890                                        | 890                                        | 890                                        | 890                                        | 890                                        | 890                                        | 890                                        | 890                                        | 890                                        | 890                                        | 890                                        | 890                                        | 890                                        | 890                                        | 890                                        | 890                                        | 890                                        | 890                                        | 890                                        | 890                                        | 890                                        | 890                                        | 890                                        | 890                                        | 890                                        | 890                                        | 890                                        | 890                                        | 890                                        | 890                                        | 890                                        | 890                                        | 890                                        | 890                                        | 890                                        | 890                                        | 890                                        | 890                                        | 890                                        | 890                                        | 890                                        | 890                                        | 890                                        | 890                                        | 890                                        | 890                                        | 890                                        | 890                                        | 890                                        | 890                                        | 890                                        | 890                                        | 890                                        | 890                                        | 890                                        | 890                                        | 890                                        | 890                                        | 890                                        | 890                                        | 890                                        | 890                                        | 890                                        | 890                                        | 890                                        | 890                                        | 890                                        | 890                                        | 890                                        | 890                                        | 890                                        | 890                                        | 890                                        | 890                                        | 890                                        | 890                                        | 890                                        | 890                                        | 890                                        | 890                                        | 890                                        | 890                                        | 890                                        | 890                                        | 890                                        | 890                                        | 890                                        | 890                                        | 890                                        | 890                                        | 890                                        | 890                                        | 890                                        | 890                                        | 890                                        | 890                                        | 890                                        | 890                                        | 890                                        | 890                                        | 890                                        | 890                                        | 890                                        | 890                                        | 890                                        | 890                                        | 890                                        | 890                                        | 890                                        | 890                                        | 890                                        | 890                                        | 890                                        | 890                                        | 890                                        | 890                                        | 890                                        | 890                                        | 890                                        | 890                                        | 890                                        | 890                                        | 890                                        | 890                                        | 890                                        | 890                                        | 890                                        | 890                                        | 890                                        | 890                                        | 890                                        | 890                                        | 890                                        | 890                                        | 890                                        | 890                                        | 890                                        | 890                                        | 890                                        | 890                                        | 890                                        | 890                                        | 890                                        | 890                                        | 890                                        | 890                                        | 890                                        | 890                                        | 890                                        | 890                                        | 890                                        | 890                                        | 890                                        | 890                                        | 890                                        | 270                                        | 270                                        | 270                                        | 270                                        | 270                                        | 270                                        | 270                                        | 270                                        | 270                                        | 270                                        | 270                                        | 270                                        | 270                                        | 270                                        | 270                                        | 270                                        | 270                                        | 270                                        | 270                                        | 270                                        | 270                                        | 270                                        | 270                                        | 270                                        | 270                                        | 270                                        | 270                                        | 270                                        | 270                                        | 270                                        | 270                                        | 270                                        | 270                                        | 270                                        | 270                                        | 270                                        | 270                                        | 270                                        | 270                                        | 270                                        | 270                                        | 270                                        | 270                                        | 270                                        | 270                                        | 270                                        | 270                                        | 270                                        | 270                                        | 270                                        | 270                                        | 270                                        | 270                                        | 270                                        | 270                                        | 270                                        | 270                                        | 270                                        | 270                                        | 270                                        | 270                                        | 270                                        | 270                                        | 270                                        | 270                                        | 270                                        | 270                                        | 270                                        | 270                                        | 270                                        | 270                                        | 270                                        | 270                                        | 270                                        | 270                                        | 270                                        | 270                                        | 270                                        | 270                                        | 270                                        | 270                                        | 270                                        | 270                                        | 270                                        | 270                                        | 270                                        | 270                                        | 270                                        | 270                                        | 270                                        | 270                                        | 270                                        | 270                                        | 270                                        | 270                                        | 270                                        | 270                                        | 270                                        | 270                                        | 270                                        | 270                                        | 270                                        | 270                                        | 270                                        | 270                                        | 270                                        | 270                                        | 270                                        | 270                                        | 270                                        | 270                                        | 270                                        | 270                                        | 270                                        | 270                                        | 270                                        | 270                                        | 270                                        | 270                                        | 270                                        | 270                                        | 270                                        | 270                                        | 270                                        | 270                                        | 270                                        | 270                                        | 270                                        | 270                                        | 270                                        | 270                                        | 270                                        | 270                                        | 270                                        | 270                                        | 270                                        | 270                                        | 270                                        | 270                                        | 270                                        | 270                                        | 270                                        | 270                                        | 270                                        | 270                                        | 270                                        | 270                                        | 270                                        | 270                                        | 270                                        | 270                                        | 270                                        | 270                                        | 270                                        | 270                                        | 270                                        | 270                                        | 270                                        | 270                                        | 270                                        | 270                                        | 270                                        | 270                                        | 270                                        | 270                                        | 270                                        | 270                                        | 270                                        | 270                                        | 270                                        |                                            |                                            |                                            |                                            |                                            |                                            |                                            |                                            |                                            |                                            |                                            |                                            |                                            |                                            |                                            |                                            |                                            |                                            |                                            |                                            |                                            |                                            |                                            |                                            |                                            |                                            |                                            |                                            |                                            |                                            |                                            |                                            |                                            |                                            |                                            |                                            |                                            |                                            |                                            |                                            |                                            |                                            |                                            |                                            |                                            |                                            |                                            |                                            |                                            |                                            |                                            |                                            |                                            |                                            |                                            |                                            |                                            |                                            |                                            |                                            |                                            |                                            |                                            |                                            |                                            |                                            |                                            |                                            |                                            |                                            |                                            |                                            |                                            |                                            |                                            |                                            |                                            |                                            |                                            |                                            |                                            |                                            |                                            |                                            |                                            |                                            |                                            |                                            |                                            |                                            |                                            |                                            |                                            |                                            |                                            |                                            |                                            |                                            |                                            |                                            |                                            |                                            |                                            |                                            |                                            |                                            |                                            |                                            |                                            |                                            |                                            |                                            |                                            |                                            |                                            |                                            |                                            |                                            |                                            |                                            |                                            |                                            |                                            |                                            |                                            |                                            |                                            |                                            |                                            |                                            |                                            |                                            |                                            |                                            |                                            |                                            |                                            |                                            |                                            |                                            |                                            |                                            |                                            |                                            |                                            |                                            |                                            |                                            |                                            |                                            |                                            |                                            |                                            |                                            |                                            |                                            |                                            |                                            |                                            |                                            |                                            |                                            |                                            |                                            |                                            |                                            |                                            |                                            |                                            |                                            |                                            |                                            |                                            |                                            |                                            |                                            |                                            |                                            |                                            |                                            |                                            |                                            |                                            |                                            |                                            |                                            |                                            |                                            |                                            |                                            |                                            |                                            |                                            |                                            |                                            |                                            |                                            |                                            |                                            |                                            |                                            |                                            |                                            |                                            |                                            |                                            |                                            |                                            |                                            |                                            |                                            |                                            |                                            |                                            |                                            |                                            |                                            |                                            |                                            |                                            |                                            |                                            |                                            |                                            |                                            |                                            |                                            |                                            |                                            |                                            |                                            |                                            |                                            |                                            |                                            |                                            |                                            |                                            |                                            |                                            |                                            |                                            |                                            |                                            |                                            |                                            |                                            |                                            |                                            |                                            |                                            |                                            |                                            |                                            |                                            |                                            |                                            |                                            |                                            |                                            |                                            |                                            |                                            |                                            |                                            |                                            |                                            |                                            |                                            |                                            |                                            |                                            |                                            |                                            |                                            |                                            |                                            |                                            |                                            |                                            |                                            |                                            |                                            |                                            |                                            |                                            |                                            |                                            |                                            |                                            |                                            |                                            |                                            |                                            |                                            |                                            |                                            |                                            |                                            |                                            |                                            |                                            |                                            |                                            |                                            |                                            |                                            |                                            |                                            |                                            |                                            |                                            |                                            |                                            |                                            |                                            |                                            |                                            |                                            |                                            |                                            |                                            |                                            |                                            |                                            |                                            |                                            |                                            |                                            |                                            |                                            |                                            |                                            |                                            |                                            |                                            |                                            |                                            |                                            |                                            |                                            |                                            |                                            |                                            |                                            |                                            |                                            |                                            |                                            |                                            |                                            |                                            |                                            |                                            |                                            |                                            |                                            |                                            |                                            |                                            |                                            |                                            |                                            |                                            |                                            |                                            |                                            |                                            |                                            |                                            |                                            |                                            |                                            |                                            |                                            |                                            |                                            |                                            |                                            |                                            |                                            |                                            |                                            |                                            |                                            |                                            |                                            |                                            |                                            |                                            |                                            |                                            |                                            |                                            |                                            |                                            |                                            |                                            |                                            |                                            |                                            |                                            |                                            |                                            |                                            |                                            |                                            |                                            |                                            |                                            |                                            |                                            |                                            |                                            |                                            |                                            |                                            |                                            |                                            |                                            |                                            |                                            |                                            |                                            |                                            |                                            |                                            |                                            |                                            |                                            |                                            |                                            |                                            |                                            |                                            |                                            |                                            |                                            |                                            |                                            |                                            |                                            |                                            |                                            |                                            |                                            |                                            |                                            |                                            |                                            |                                            |                                            |                                            |                                            |                                            |                                            |                                            |                                            |                                            |                                            |                                            |                                            |                                            |                                            |                                            |                                            |                                            |                                            |                                            |                                            |                                            |                                            |                                            |                                            |                                            |                                            |                                            |                                            |                                            |                                            |                                            |                                            |                                            |                                            |                                            |                                            |                                            |                                            |                                            |                                            |                                            |                                            |                                            |                                            |                                            |                                            |                                            |                                            |                                            |                                            |                                            |                                            |                                            |                                            |                                            |                                            |                                            |                                            |                                            |                                            |                                            |                                            |                                            |                                            |                                            |                                            |                                            |                                            |                                            |                                            |                                            |                                            |                                            |                                            |                                            |                                            |                                            |                                            |                                            |                                            |                                            |                                            |                                            |                                            |                                            |                                            |                                            |                                            |                                            |                                            |                                            |                                            |                                            |                                            |                                            |                                            |                                            |                                            |                                            |                                            |                                            |                                            |                                            |                                            |                                            |                                            |                                            |                                            |                                            |                                            |                                            |                                            |                                            |                                            |                                            |                                            |                                            |                                            |                                            |                                            |                                            |                                            |                                            |                                            |                                            |                                            |                                            |                                            |                                            |                                            |                                            |                                            |                                            |                                            |                                            |                                            |                                            |                                            |                                            |                                            |                                            |                                            |                                            |                                            |                                            |                                            |                                            |                                            |                                            |                                            |                                            |                                            |                                            |                                            |                                            |                                            |                                            |                                            |                                            |                                            |                                            |                                            |                                            |                                            |                                            |                                            |                                            |                                            |                                            |                                            |                                            |                                            |                                            |                                            |                                            |                                            |                                            |                                            |                                            |                                            |                                            |                                            |                                            |                                            |                                            |                                            |                                            |                                            |                                            |                                            |                                            |                                            |                                            |                                            |                                            |                                            |                                            |                                            |                                            |                                            |                                            |                                            |                                            |                                            |                                            |                                            |                                            |                                            |                                            |                                            |                                            |                                            |                                            |                                            |                                            |                                            |                                            |                                            |                                            |                                            |                                            |                                            |                                            |                                            |                                            |                                            |                                            |                                            |                                            |                                            |                                            |                                            |                                            |                                            |                                            |                                            |                                            |                                            |                                            |                                            |                                            |                                            |                                            |                                            |                                            |                                            |                                            |                                            |                                            |                                            |                                            |                                            |                                            |                                            |                                            |                                            |                                            |                                            |                                            |                                            |                                            |                                            |                                            |                                            |                                            |                                            |                                            |                                            |                                            |                                            |                                            |                                            |                                            |                                            |                                            |                                            |                                            |                                            |                                            |                                            |                                            |                                            |                                            |                                            |                                            |                                            |                                            |                                            |                                            |                                            |                                            |                                            |                                            |                                            |                                            |                                            |                                            |                                            |                                            |                                            |                                            |                                            |                                            |                                            |                                            |                                            |                                            |                                            |                                            |                                            |                                            |                                            |                                            |                                            |                                            |                                            |                                            |                                            |                                            |                                            |                                            |                                            |                                            |                                            |                                            |                                            |                                            |                                            |                                            |                                            |                                            |                                            |                                            |                                            |                                            |                                            |                                            |                                            |                                            |                                            |                                            |                                            |                                            |                                            |                                            |                                            |                                            |                                            |                                            |                                            |                                            |                                            |                                            |                                            |                                            |                                            |                                            |                                            |                                            |                                            |                                            |                                            |                                            |                                            |                                            |                                            |                                            |                                            |                                            |                                            |                                            |                                            |                                            |                                            |                                            |                                            |                                            |                                            |                                            |                                            |                                            |                                            |                                            |                                            |                                            |                                            |                                            |                                            |                                            |                                            |                                            |                                            |                                            |                                            |                                            |                                            |                                            |                                            |                                            |                                            |                                            |                                            |                                            |                                            |                                            |                                            |                                            |                                            |                                            |                                            |                                            |                                            |                                            |                                            |                                            |                                            |                                            |                                            |                                            |                                            |                                            |                                            |                                            |                                            |                                            |                                            |                                            |                                            |                                            |                                            |                                            |                                            |                                            |                                            |                                            |                                            |                                            |                                            |                                            |                                            |                                            |                                            |                                            |                                            |                                            |                                            |                                            |                                            |                                            |                                            |                                            |                                            |                                            |                                            |                                            |                                            |                                            |                                            |                                            |                                            |                                            |                                            |                                            |                                            |                                            |                                            |                                            |                                            |                                            |                                            |                                            |                                            |                                            |                                            |                                            |                                            |                                            |                                            |                                            |                                            |                                            |                                            |                                            |                                            |                                            |                                            |                                            |                                            |                                            |                                            |                                            |                                            |                                            |                                            |                                            |                                            |                                            |                                            |                                            |                                            |                                            |                                            |                                            |                                            |                                            |                                            |                                            |                                            |                                            |                                            |                                            |                                            |                                            |                                            |                                            |                                            |                                            |                                            |                                            |                                            |                                            |                                            |                                            |                                            |                                            |                                            |                                            |                                            |                                            |                                            |                                            |                                            |                                            |                                            |                                            |                                            |                                            |                                            |                                            |                                            |                                            |                                            |                                            |                                            |                                            |                                            |                                            |                                            |                                            |                                            |                                            |                                            |                                            |                                            |                                            |                                            |                                            |                                            |                                            |                                            |                                            |                                            |                                            |                                            |                                            |                                            |                                            |                                            |                                            |                                            |                                            |                                            |                                            |                                            |                                            |                                            |                                            |                                            |                                            |                                            |                                            |                                            |                                            |                                            |                                            |                                            |                                            |                                            |                                            |                                            |                                            |                                            |                                            |                                            |                                            |                                            |                                            |                                            |                                            |                                            |                                            |                                            |                                            |                                            |                                            |                                            |                                            |                                            |                                            |                                            |                                            |                                            |                                            |                                            |                                            |                                            |                                            |                                            |                                            |                                            |                                            |                                            |                                            |                                            |                                            |                                            |                                            |                                            |                                            |                                            |                                            |                                            |                                            |                                            |                                            |                                            |                                            |                                            |                                            |                                            |                                            |                                            |                                            |                                            |                                            |                                            |                                            |                                            |                                            |                                            |                                            |                                            |                                            |                                            |                                            |                                            |                                            |                                            |                                            |                                            |                                            |                                            |                                            |                                            |                                            |                                            |                                            |                                            |                                            |                                            |                                            |                                            |                                            |                                            |                                            |                                            |                                            |                                            |                                            |                                            |                                            |                                            |                                            |                                            |                                            |                                            |                                            |                                            |                                            |                                            |                                            |                                            |                                            |                                            |                                            |                                            |                                            |                                            |                                            |                                            |                                            |                                            |                                            |                                            |                                            |                                            |                                            |                                            |                                            |                                            |                                            |                                            |                                            |                                            |                                            |                                            |                                            |                                            |                                            |                                            |                                            |                                            |                                            |                                            |                                            |                                            |                                            |                                            |                                            |                                            |                                            |                                            |                                            |                                            |                                            |                                            |                                            |                                            |                                            |                                            |                                            |                                            |                                            |                                            |                                            |                                            |                                            |                                            |                                            |                                            |                                            |                                            |                                            |                                            |                                            |                                            |                                            |                                            |                                            |                                            |                                            |                                            |                                            |                                            |                                            |                                            |                                            |                                            |                                            |                                            |                                            |                                            |                                            |                                            |                                            |                                            |                                            |                                            |                                            |                                            |                                            |                                            |                                            |                                            |                                            |                                            |                                            |                                            |                                            |                                            |                                            |                                            |                                            |                                            |                                            |                                            |                                            |                                            |                                            |                                            |                                            |                                            |                                            |                                            |                                            |                                            |                                            |                                            |                                            |                                            |                                            |                                            |                                            |                                            |                                            |                                            |                                            |                                            |                                            |                                            |                                            |                                            |                                            |                                            |                                            |                                            |                                            |                                            |                                            |                                            |                                            |                                            |                                            |                                            |                                            |                                            |                                            |                                            |                                            |                                            |                                            |                                            |                                            |                                            |                                            |                                            |                                            |                                            |                                            |                                            |                                            |                                            |                                            |                                            |                                            |                                            |                                            |                                            |                                            |                                            |
| 11   | 1 320 m                     | Pont d'Incheon                  | 260                                        | 260                                        | 260                                        | 260                                        | 260                                        | 260                                        | 260                                        | 260                                        | 260                                        | 260                                        | 260                                        | 260                                        | 260                                        | 260                                        | 260                                        | 260                                        | 260                                        | 260                                        | 260                                        | 260                                        | 260                                        | 260                                        | 260                                        | 260                                        | 260                                        | 260                                        | 260                                        | 260                                        | 260                                        | 260                                        | 260                                        | 260                                        | 260                                        | 260                                        | 260                                        | 260                                        | 260                                        | 260                                        | 260                                        | 260                                        | 260                                        | 260                                        | 260                                        | 260                                        | 260                                        | 260                                        | 260                                        | 260                                        | 260                                        | 260                                        | 260                                        | 260                                        | 260                                        | 260                                        | 260                                        | 260                                        | 260                                        | 260                                        | 260                                        | 260                                        | 260                                        | 260                                        | 260                                        | 260                                        | 260                                        | 260                                        | 260                                        | 260                                        | 260                                        | 260                                        | 260                                        | 260                                        | 260                                        | 260                                        | 260                                        | 260                                        | 260                                        | 260                                        | 260                                        | 260                                        | 260                                        | 260                                        | 260                                        | 260                                        | 260                                        | 260                                        | 260                                        | 260                                        | 260                                        | 260                                        | 260                                        | 260                                        | 260                                        | 260                                        | 260                                        | 260                                        | 260                                        | 260                                        | 260                                        | 260                                        | 260                                        | 260                                        | 260                                        | 260                                        | 260                                        | 260                                        | 260                                        | 260                                        | 260                                        | 260                                        | 260                                        | 260                                        | 260                                        | 260                                        | 260                                        | 260                                        | 260                                        | 260                                        | 260                                        | 260                                        | 260                                        | 260                                        | 260                                        | 260                                        | 260                                        | 260                                        | 260                                        | 260                                        | 260                                        | 260                                        | 260                                        | 260                                        | 260                                        | 260                                        | 260                                        | 260                                        | 260                                        | 260                                        | 260                                        | 260                                        | 260                                        | 260                                        | 260                                        | 260                                        | 260                                        | 260                                        | 260                                        | 260                                        | 260                                        | 260                                        | 260                                        | 260                                        | 260                                        | 260                                        | 260                                        | 260                                        | 260                                        | 260                                        | 260                                        | 260                                        | 260                                        | 260                                        | 260                                        | 260                                        | 260                                        | 260                                        | 260                                        | 260                                        | 260                                        | 260                                        | 260                                        | 260                                        | 260                                        | 260                                        | 260                                        | 260                                        | 260                                        | 260                                        | 260                                        | 260                                        | 260                                        | 260                                        | 260                                        | 260                                        | 260                                        | 260                                        | 260                                        | 260                                        | 260                                        | 260                                        | 260                                        | 260                                        | 260                                        | 260                                        | 260                                        | 260                                        | 260                                        | 260                                        | 260                                        | 260                                        | 260                                        | 260                                        | 260                                        | 260                                        | 260                                        | 260                                        | 260                                        | 260                                        | 260                                        | 260                                        | 260                                        | 260                                        | 260                                        | 260                                        | 260                                        | 260                                        | 260                                        | 260                                        | 260                                        | 260                                        | 260                                        | 260                                        | 260                                        | 260                                        | 260                                        | 260                                        | 260                                        | 260                                        | 260                                        | 260                                        | 260                                        | 260                                        | 260                                        | 260                                        | 260                                        | 260                                        | 260                                        | 260                                        | 260                                        | 260                                        | 260                                        | 260                                        | 260                                        | 260                                        | 260                                        | 260                                        | 260                                        | 260                                        | 260                                        | 260                                        | 260                                        | 260                                        | 260                                        | 260                                        | 260                                        | 260                                        | 260                                        | 260                                        | 260                                        | 260                                        | 800                                        | 800                                        | 800                                        | 800                                        | 800                                        | 800                                        | 800                                        | 800                                        | 800                                        | 800                                        | 800                                        | 800                                        | 800                                        | 800                                        | 800                                        | 800                                        | 800                                        | 800                                        | 800                                        | 800                                        | 800                                        | 800                                        | 800                                        | 800                                        | 800                                        | 800                                        | 800                                        | 800                                        | 800                                        | 800                                        | 800                                        | 800                                        | 800                                        | 800                                        | 800                                        | 800                                        | 800                                        | 800                                        | 800                                        | 800                                        | 800                                        | 800                                        | 800                                        | 800                                        | 800                                        | 800                                        | 800                                        | 800                                        | 800                                        | 800                                        | 800                                        | 800                                        | 800                                        | 800                                        | 800                                        | 800                                        | 800                                        | 800                                        | 800                                        | 800                                        | 800                                        | 800                                        | 800                                        | 800                                        | 800                                        | 800                                        | 800                                        | 800                                        | 800                                        | 800                                        | 800                                        | 800                                        | 800                                        | 800                                        | 800                                        | 800                                        | 800                                        | 800                                        | 800                                        | 800                                        | 800                                        | 800                                        | 800                                        | 800                                        | 800                                        | 800                                        | 800                                        | 800                                        | 800                                        | 800                                        | 800                                        | 800                                        | 800                                        | 800                                        | 800                                        | 800                                        | 800                                        | 800                                        | 800                                        | 800                                        | 800                                        | 800                                        | 800                                        | 800                                        | 800                                        | 800                                        | 800                                        | 800                                        | 800                                        | 800                                        | 800                                        | 800                                        | 800                                        | 800                                        | 800                                        | 800                                        | 800                                        | 800                                        | 800                                        | 800                                        | 800                                        | 800                                        | 800                                        | 800                                        | 800                                        | 800                                        | 800                                        | 800                                        | 800                                        | 800                                        | 800                                        | 800                                        | 800                                        | 800                                        | 800                                        | 800                                        | 800                                        | 800                                        | 800                                        | 800                                        | 800                                        | 800                                        | 800                                        | 800                                        | 800                                        | 800                                        | 800                                        | 800                                        | 800                                        | 800                                        | 800                                        | 800                                        | 800                                        | 800                                        | 800                                        | 800                                        | 800                                        | 800                                        | 800                                        | 800                                        | 800                                        | 800                                        | 800                                        | 800                                        | 800                                        | 800                                        | 800                                        | 800                                        | 800                                        | 800                                        | 800                                        | 800                                        | 800                                        | 800                                        | 800                                        | 800                                        | 800                                        | 800                                        | 800                                        | 800                                        | 800                                        | 800                                        | 800                                        | 800                                        | 800                                        | 800                                        | 800                                        | 800                                        | 800                                        | 800                                        | 800                                        | 800                                        | 800                                        | 800                                        | 800                                        | 800                                        | 800                                        | 800                                        | 800                                        | 800                                        | 800                                        | 800                                        | 800                                        | 800                                        | 800                                        | 800                                        | 800                                        | 800                                        | 800                                        | 800                                        | 800                                        | 800                                        | 800                                        | 800                                        | 800                                        | 800                                        | 800                                        | 800                                        | 800                                        | 800                                        | 800                                        | 800                                        | 800                                        | 800                                        | 800                                        | 800                                        | 800                                        | 800                                        | 800                                        | 800                                        | 800                                        | 800                                        | 800                                        | 800                                        | 800                                        | 800                                        | 800                                        | 800                                        | 800                                        | 800                                        | 800                                        | 800                                        | 800                                        | 800                                        | 800                                        | 800                                        | 800                                        | 800                                        | 800                                        | 800                                        | 800                                        | 800                                        | 800                                        | 800                                        | 800                                        | 800                                        | 800                                        | 800                                        | 800                                        | 800                                        | 800                                        | 800                                        | 800                                        | 800                                        | 800                                        | 800                                        | 800                                        | 800                                        | 800                                        | 800                                        | 800                                        | 800                                        | 800                                        | 800                                        | 800                                        | 800                                        | 800                                        | 800                                        | 800                                        | 800                                        | 800                                        | 800                                        | 800                                        | 800                                        | 800                                        | 800                                        | 800                                        | 800                                        | 800                                        | 800                                        | 800                                        | 800                                        | 800                                        | 800                                        | 800                                        | 800                                        | 800                                        | 800                                        | 800                                        | 800                                        | 800                                        | 800                                        | 800                                        | 800                                        | 800                                        | 800                                        | 800                                        | 800                                        | 800                                        | 800                                        | 800                                        | 800                                        | 800                                        | 800                                        | 800                                        | 800                                        | 800                                        | 800                                        | 800                                        | 800                                        | 800                                        | 800                                        | 800                                        | 800                                        | 800                                        | 800                                        | 800                                        | 800                                        | 800                                        | 800                                        | 800                                        | 800                                        | 800                                        | 800                                        | 800                                        | 800                                        | 800                                        | 800                                        | 800                                        | 800                                        | 800                                        | 800                                        | 800                                        | 800                                        | 800                                        | 800                                        | 800                                        | 800                                        | 800                                        | 800                                        | 800                                        | 800                                        | 800                                        | 800                                        | 800                                        | 800                                        | 800                                        | 800                                        | 800                                        | 800                                        | 800                                        | 800                                        | 800                                        | 800                                        | 800                                        | 800                                        | 800                                        | 800                                        | 800                                        | 800                                        | 800                                        | 800                                        | 800                                        | 800                                        | 800                                        | 800                                        | 800                                        | 800                                        | 800                                        | 800                                        | 800                                        | 800                                        | 800                                        | 800                                        | 800                                        | 800                                        | 800                                        | 800                                        | 800                                        | 800                                        | 800                                        | 800                                        | 800                                        | 800                                        | 800                                        | 800                                        | 800                                        | 800                                        | 800                                        | 800                                        | 800                                        | 800                                        | 800                                        | 800                                        | 800                                        | 800                                        | 800                                        | 800                                        | 800                                        | 800                                        | 800                                        | 800                                        | 800                                        | 800                                        | 800                                        | 800                                        | 800                                        | 800                                        | 800                                        | 800                                        | 800                                        | 800                                        | 800                                        | 800                                        | 800                                        | 800                                        | 800                                        | 800                                        | 800                                        | 800                                        | 800                                        | 800                                        | 800                                        | 800                                        | 800                                        | 800                                        | 800                                        | 800                                        | 800                                        | 800                                        | 800                                        | 800                                        | 800                                        | 800                                        | 800                                        | 800                                        | 800                                        | 800                                        | 800                                        | 800                                        | 800                                        | 800                                        | 800                                        | 800                                        | 800                                        | 800                                        | 800                                        | 800                                        | 800                                        | 800                                        | 800                                        | 800                                        | 800                                        | 800                                        | 800                                        | 800                                        | 800                                        | 800                                        | 800                                        | 800                                        | 800                                        | 800                                        | 800                                        | 800                                        | 800                                        | 800                                        | 800                                        | 800                                        | 800                                        | 800                                        | 800                                        | 800                                        | 800                                        | 800                                        | 800                                        | 800                                        | 800                                        | 800                                        | 800                                        | 800                                        | 800                                        | 800                                        | 800                                        | 800                                        | 800                                        | 800                                        | 800                                        | 800                                        | 800                                        | 800                                        | 800                                        | 800                                        | 800                                        | 800                                        | 800                                        | 800                                        | 800                                        | 800                                        | 800                                        | 800                                        | 800                                        | 800                                        | 800                                        | 800                                        | 800                                        | 800                                        | 800                                        | 800                                        | 800                                        | 800                                        | 800                                        | 800                                        | 800                                        | 800                                        | 800                                        | 800                                        | 800                                        | 800                                        | 800                                        | 800                                        | 800                                        | 800                                        | 800                                        | 800                                        | 800                                        | 800                                        | 800                                        | 800                                        | 800                                        | 800                                        | 800                                        | 800                                        | 800                                        | 800                                        | 800                                        | 800                                        | 800                                        | 800                                        | 800                                        | 800                                        | 800                                        | 800                                        | 800                                        | 800                                        | 800                                        | 800                                        | 800                                        | 800                                        | 800                                        | 800                                        | 800                                        | 800                                        | 800                                        | 800                                        | 800                                        | 800                                        | 800                                        | 800                                        | 800                                        | 800                                        | 800                                        | 800                                        | 800                                        | 800                                        | 800                                        | 800                                        | 800                                        | 800                                        | 800                                        | 800                                        | 800                                        | 800                                        | 800                                        | 800                                        | 800                                        | 800                                        | 800                                        | 800                                        | 800                                        | 800                                        | 800                                        | 800                                        | 800                                        | 800                                        | 800                                        | 800                                        | 800                                        | 800                                        | 800                                        | 800                                        | 800                                        | 800                                        | 800                                        | 800                                        | 800                                        | 800                                        | 800                                        | 800                                        | 800                                        | 800                                        | 800                                        | 800                                        | 800                                        | 800                                        | 800                                        | 800                                        | 800                                        | 800                                        | 800                                        | 800                                        | 800                                        | 800                                        | 800                                        | 800                                        | 800                                        | 800                                        | 800                                        | 800                                        | 800                                        | 800                                        | 800                                        | 800                                        | 800                                        | 800                                        | 800                                        | 800                                        | 800                                        | 800                                        | 800                                        | 800                                        | 800                                        | 800                                        | 800                                        | 800                                        | 800                                        | 800                                        | 800                                        | 800                                        | 800                                        | 800                                        | 800                                        | 800                                        | 800                                        | 800                                        | 800                                        | 800                                        | 800                                        | 800                                        | 800                                        | 800                                        | 800                                        | 800                                        | 800                                        | 800                                        | 800                                        | 800                                        | 800                                        | 800                                        | 800                                        | 800                                        | 800                                        | 800                                        | 800                                        | 800                                        | 800                                        | 800                                        | 800                                        | 800                                        | 800                                        | 800                                        | 800                                        | 800                                        | 800                                        | 800                                        | 800                                        | 800                                        | 800                                        | 800                                        | 800                                        | 800                                        | 800                                        | 800                                        | 800                                        | 800                                        | 800                                        | 800                                        | 800                                        | 800                                        | 800                                        | 800                                        | 800                                        | 800                                        | 800                                        | 800                                        | 800                                        | 800                                        | 800                                        | 800                                        | 800                                        | 800                                        | 800                                        | 800                                        | 800                                        | 800                                        | 800                                        | 800                                        | 800                                        | 800                                        | 800                                        | 800                                        | 800                                        | 800                                        | 800                                        | 800                                        | 800                                        | 800                                        | 800                                        | 800                                        | 800                                        | 800                                        | 800                                        | 800                                        | 800                                        | 800                                        | 800                                        | 800                                        | 800                                        | 800                                        | 800                                        | 800                                        | 800                                        | 800                                        | 800                                        | 800                                        | 800                                        | 800                                        | 800                                        | 800                                        | 800                                        | 800                                        | 800                                        | 800                                        | 800                                        | 800                                        | 800                                        | 800                                        | 800                                        | 800                                        | 800                                        | 800                                        | 800                                        | 800                                        | 800                                        | 800                                        | 800                                        | 800                                        | 800                                        | 800                                        | 800                                        | 800                                        | 800                                        | 800                                        | 800                                        | 800                                        | 800                                        | 800                                        | 800                                        | 800                                        | 800                                        | 800                                        | 800                                        | 800                                        | 800                                        | 800                                        | 800                                        | 800                                        | 800                                        | 800                                        | 800                                        | 800                                        | 800                                        | 800                                        | 800                                        | 800                                        | 800                                        | 800                                        | 800                                        | 800                                        | 800                                        | 800                                        | 260                                        | 260                                        | 260                                        | 260                                        | 260                                        | 260                                        | 260                                        | 260                                        | 260                                        | 260                                        | 260                                        | 260                                        | 260                                        | 260                                        | 260                                        | 260                                        | 260                                        | 260                                        | 260                                        | 260                                        | 260                                        | 260                                        | 260                                        | 260                                        | 260                                        | 260                                        | 260                                        | 260                                        | 260                                        | 260                                        | 260                                        | 260                                        | 260                                        | 260                                        | 260                                        | 260                                        | 260                                        | 260                                        | 260                                        | 260                                        | 260                                        | 260                                        | 260                                        | 260                                        | 260                                        | 260                                        | 260                                        | 260                                        | 260                                        | 260                                        | 260                                        | 260                                        | 260                                        | 260                                        | 260                                        | 260                                        | 260                                        | 260                                        | 260                                        | 260                                        | 260                                        | 260                                        | 260                                        | 260                                        | 260                                        | 260                                        | 260                                        | 260                                        | 260                                        | 260                                        | 260                                        | 260                                        | 260                                        | 260                                        | 260                                        | 260                                        | 260                                        | 260                                        | 260                                        | 260                                        | 260                                        | 260                                        | 260                                        | 260                                        | 260                                        | 260                                        | 260                                        | 260                                        | 260                                        | 260                                        | 260                                        | 260                                        | 260                                        | 260                                        | 260                                        | 260                                        | 260                                        | 260                                        | 260                                        | 260                                        | 260                                        | 260                                        | 260                                        | 260                                        | 260                                        | 260                                        | 260                                        | 260                                        | 260                                        | 260                                        | 260                                        | 260                                        | 260                                        | 260                                        | 260                                        | 260                                        | 260                                        | 260                                        | 260                                        | 260                                        | 260                                        | 260                                        | 260                                        | 260                                        | 260                                        | 260                                        | 260                                        | 260                                        | 260                                        | 260                                        | 260                                        | 260                                        | 260                                        | 260                                        | 260                                        | 260                                        | 260                                        | 260                                        | 260                                        | 260                                        | 260                                        | 260                                        | 260                                        | 260                                        | 260                                        | 260                                        | 260                                        | 260                                        | 260                                        | 260                                        | 260                                        | 260                                        | 260                                        | 260                                        | 260                                        | 260                                        | 260                                        | 260                                        | 260                                        | 260                                        | 260                                        | 260                                        | 260                                        | 260                                        | 260                                        | 260                                        | 260                                        | 260                                        | 260                                        | 260                                        | 260                                        | 260                                        | 260                                        | 260                                        | 260                                        | 260                                        | 260                                        | 260                                        | 260                                        | 260                                        | 260                                        | 260                                        | 260                                        | 260                                        | 260                                        | 260                                        | 260                                        | 260                                        | 260                                        | 260                                        | 260                                        | 260                                        | 260                                        | 260                                        | 260                                        | 260                                        | 260                                        | 260                                        | 260                                        | 260                                        | 260                                        | 260                                        | 260                                        | 260                                        | 260                                        | 260                                        | 260                                        | 260                                        | 260                                        | 260                                        | 260                                        | 260                                        | 260                                        | 260                                        | 260                                        | 260                                        | 260                                        | 260                                        | 260                                        | 260                                        | 260                                        | 260                                        | 260                                        | 260                                        | 260                                        | 260                                        | 260                                        | 260                                        | 260                                        | 260                                        | 260                                        | 260                                        | 260                                        | 260                                        | 260                                        | 260                                        | 260                                        | 260                                        | 260                                        | 260                                        | 260                                        | 260                                        | 260                                        | 260                                        | 260                                        | 260                                        | 260                                        | 260                                        | 260                                        | 260                                        | 260                                        | 260                                        | 260                                        | 260                                        | 260                                        | 260                                        | 260                                        | 260                                        | 260                                        | 260                                        |                                            |                                            |                                            |                                            |                                            |                                            |                                            |                                            |                                            |                                            |                                            |                                            |                                            |                                            |                                            |                                            |                                            |                                            |                                            |                                            |                                            |                                            |                                            |                                            |                                            |                                            |                                            |                                            |                                            |                                            |                                            |                                            |                                            |                                            |                                            |                                            |                                            |                                            |                                            |                                            |                                            |                                            |                                            |                                            |                                            |                                            |                                            |                                            |                                            |                                            |                                            |                                            |                                            |                                            |                                            |                                            |                                            |                                            |                                            |                                            |                                            |                                            |                                            |                                            |                                            |                                            |                                            |                                            |                                            |                                            |                                            |                                            |                                            |                                            |                                            |                                            |                                            |                                            |                                            |                                            |                                            |                                            |                                            |                                            |                                            |                                            |                                            |                                            |                                            |                                            |                                            |                                            |                                            |                                            |                                            |                                            |                                            |                                            |                                            |                                            |                                            |                                            |                                            |                                            |                                            |                                            |                                            |                                            |                                            |                                            |                                            |                                            |                                            |                                            |                                            |                                            |                                            |                                            |                                            |                                            |                                            |                                            |                                            |                                            |                                            |                                            |                                            |                                            |                                            |                                            |                                            |                                            |                                            |                                            |                                            |                                            |                                            |                                            |                                            |                                            |                                            |                                            |                                            |                                            |                                            |                                            |                                            |                                            |                                            |                                            |                                            |                                            |                                            |                                            |                                            |                                            |                                            |                                            |                                            |                                            |                                            |                                            |                                            |                                            |                                            |                                            |                                            |                                            |                                            |                                            |                                            |                                            |                                            |                                            |                                            |                                            |                                            |                                            |                                            |                                            |                                            |                                            |                                            |                                            |                                            |                                            |                                            |                                            |                                            |                                            |                                            |                                            |                                            |                                            |                                            |                                            |                                            |                                            |                                            |                                            |                                            |                                            |                                            |                                            |                                            |                                            |                                            |                                            |                                            |                                            |                                            |                                            |                                            |                                            |                                            |                                            |                                            |                                            |                                            |                                            |                                            |                                            |                                            |                                            |                                            |                                            |                                            |                                            |                                            |                                            |                                            |                                            |                                            |                                            |                                            |                                            |                                            |                                            |                                            |                                            |                                            |                                            |                                            |                                            |                                            |                                            |                                            |                                            |                                            |                                            |                                            |                                            |                                            |                                            |                                            |                                            |                                            |                                            |                                            |                                            |                                            |                                            |                                            |                                            |                                            |                                            |                                            |                                            |                                            |                                            |                                            |                                            |                                            |                                            |                                            |                                            |                                            |                                            |                                            |                                            |                                            |                                            |                                            |                                            |                                            |                                            |                                            |                                            |                                            |                                            |                                            |                                            |                                            |                                            |                                            |                                            |                                            |                                            |                                            |                                            |                                            |                                            |                                            |                                            |                                            |                                            |                                            |                                            |                                            |                                            |                                            |                                            |                                            |                                            |                                            |                                            |                                            |                                            |                                            |                                            |                                            |                                            |                                            |                                            |                                            |                                            |                                            |                                            |                                            |                                            |                                            |                                            |                                            |                                            |                                            |                                            |                                            |                                            |                                            |                                            |                                            |                                            |                                            |                                            |                                            |                                            |                                            |                                            |                                            |                                            |                                            |                                            |                                            |                                            |                                            |                                            |                                            |                                            |                                            |                                            |                                            |                                            |                                            |                                            |                                            |                                            |                                            |                                            |                                            |                                            |                                            |                                            |                                            |                                            |                                            |                                            |                                            |                                            |                                            |                                            |                                            |                                            |                                            |                                            |                                            |                                            |                                            |                                            |                                            |                                            |                                            |                                            |                                            |                                            |                                            |                                            |                                            |                                            |                                            |                                            |                                            |                                            |                                            |                                            |                                            |                                            |                                            |                                            |                                            |                                            |                                            |                                            |                                            |                                            |                                            |                                            |                                            |                                            |                                            |                                            |                                            |                                            |                                            |                                            |                                            |                                            |                                            |                                            |                                            |                                            |                                            |                                            |                                            |                                            |                                            |                                            |                                            |                                            |                                            |                                            |                                            |                                            |                                            |                                            |                                            |                                            |                                            |                                            |                                            |                                            |                                            |                                            |                                            |                                            |                                            |                                            |                                            |                                            |                                            |                                            |                                            |                                            |                                            |                                            |                                            |                                            |                                            |                                            |                                            |                                            |                                            |                                            |                                            |                                            |                                            |                                            |                                            |                                            |                                            |                                            |                                            |                                            |                                            |                                            |                                            |                                            |                                            |                                            |                                            |                                            |                                            |                                            |                                            |                                            |                                            |                                            |                                            |                                            |                                            |                                            |                                            |                                            |                                            |                                            |                                            |                                            |                                            |                                            |                                            |                                            |                                            |                                            |                                            |                                            |                                            |                                            |                                            |                                            |                                            |                                            |                                            |                                            |                                            |                                            |                                            |                                            |                                            |                                            |                                            |                                            |                                            |                                            |                                            |                                            |                                            |                                            |                                            |                                            |                                            |                                            |                                            |                                            |                                            |                                            |                                            |                                            |                                            |                                            |                                            |                                            |                                            |                                            |                                            |                                            |                                            |                                            |                                            |                                            |                                            |                                            |                                            |                                            |                                            |                                            |                                            |                                            |                                            |                                            |                                            |                                            |                                            |                                            |                                            |                                            |                                            |                                            |                                            |                                            |                                            |                                            |                                            |                                            |                                            |                                            |                                            |                                            |                                            |                                            |                                            |                                            |                                            |                                            |                                            |                                            |                                            |                                            |                                            |                                            |                                            |                                            |                                            |                                            |                                            |                                            |                                            |                                            |                                            |                                            |                                            |                                            |                                            |                                            |                                            |                                            |                                            |                                            |                                            |                                            |                                            |                                            |                                            |                                            |                                            |                                            |                                            |                                            |                                            |                                            |                                            |                                            |                                            |                                            |                                            |                                            |                                            |                                            |                                            |                                            |                                            |                                            |                                            |                                            |                                            |                                            |                                            |                                            |                                            |                                            |                                            |                                            |                                            |                                            |                                            |                                            |                                            |                                            |                                            |                                            |                                            |                                            |                                            |                                            |                                            |                                            |                                            |                                            |                                            |                                            |                                            |                                            |                                            |                                            |                                            |                                            |                                            |                                            |                                            |                                            |                                            |                                            |                                            |                                            |                                            |                                            |                                            |                                            |                                            |                                            |                                            |                                            |                                            |                                            |                                            |                                            |                                            |                                            |                                            |                                            |                                            |                                            |                                            |                                            |                                            |                                            |                                            |                                            |                                            |                                            |                                            |                                            |                                            |                                            |                                            |                                            |                                            |                                            |                                            |                                            |                                            |                                            |                                            |                                            |                                            |                                            |                                            |                                            |                                            |                                            |                                            |                                            |                                            |                                            |                                            |                                            |                                            |                                            |                                            |                                            |                                            |                                            |                                            |                                            |                                            |                                            |                                            |                                            |                                            |                                            |                                            |                                            |                                            |                                            |                                            |                                            |                                            |                                            |                                            |                                            |                                            |                                            |                                            |                                            |                                            |                                            |                                            |                                            |                                            |                                            |                                            |                                            |                                            |                                            |                                            |                                            |                                            |                                            |                                            |                                            |                                            |                                            |                                            |                                            |                                            |                                            |                                            |                                            |                                            |                                            |                                            |                                            |                                            |                                            |                                            |                                            |                                            |                                            |                                            |                                            |                                            |                                            |                                            |                                            |                                            |                                            |                                            |                                            |                                            |                                            |                                            |                                            |                                            |                                            |                                            |                                            |                                            |                                            |                                            |                                            |                                            |                                            |                                            |                                            |                                            |                                            |                                            |                                            |                                            |                                            |                                            |                                            |                                            |                                            |                                            |                                            |                                            |                                            |                                            |                                            |                                            |                                            |                                            |                                            |                                            |                                            |                                            |                                            |                                            |                                            |                                            |                                            |                                            |                                            |                                            |                                            |                                            |                                            |                                            |                                            |                                            |                                            |                                            |                                            |                                            |                                            |                                            |                                            |                                            |                                            |                                            |                                            |                                            |                                            |                                            |                                            |                                            |                                            |                                            |                                            |                                            |                                            |                                            |                                            |                                            |                                            |                                            |                                            |                                            |                                            |                                            |                                            |                                            |                                            |                                            |                                            |                                            |                                            |                                            |                                            |                                            |                                            |                                            |                                            |                                            |                                            |                                            |                                            |                                            |                                            |                                            |                                            |                                            |                                            |                                            |                                            |                                            |                                            |                                            |                                            |                                            |                                            |                                            |                                            |                                            |                                            |                                            |                                            |                                            |                                            |                                            |                                            |                                            |                                            |                                            |                                            |                                            |                                            |                                            |                                            |                                            |                                            |                                            |                                            |                                            |                                            |                                            |                                            |                                            |                                            |                                            |                                            |                                            |                                            |                                            |                                            |                                            |                                            |                                            |                                            |                                            |                                            |                                            |                                            |                                            |                                            |                                            |                                            |                                            |                                            |                                            |                                            |                                            |                                            |                                            |                                            |                                            |                                            |                                            |                                            |                                            |                                            |                                            |                                            |                                            |                                            |                                            |                                            |                                            |                                            |                                            |                                            |                                            |                                            |                                            |                                            |                                            |                                            |                                            |                                            |                                            |                                            |                                            |                                            |                                            |                                            |                                            |                                            |                                            |                                            |                                            |                                            |                                            |                                            |                                            |                                            |                                            |                                            |                                            |                                            |                                            |                                            |                                            |                                            |                                            |                                            |                                            |                                            |                                            |                                            |                                            |                                            |                                            |                                            |                                            |                                            |                                            |                                            |                                            |                                            |                                            |                                            |                                            |                                            |                                            |                                            |                                            |                                            |                                            |                                            |                                            |                                            |                                            |                                            |                                            |                                            |                                            |                                            |                                            |                                            |                                            |                                            |                                            |                                            |                                            |                                            |                                            |                                            |                                            |                                            |                                            |                                            |                                            |                                            |                                            |                                            |                                            |                                            |                                            |                                            |                                            |                                            |                                            |                                            |                                            |                                            |                                            |                                            |                                            |                                            |                                            |                                            |                                            |                                            |                                            |                                            |                                            |                                            |                                            |                                            |                                            |                                            |                                            |                                            |                                            |                                            |                                            |                                            |                                            |                                            |                                            |                                            |                                            |                                            |                                            |                                            |                                            |                                            |                                            |                                            |                                            |                                            |                                            |                                            |                                            |                                            |                                            |                                            |                                            |                                            |                                            |                                            |                                            |                                            |                                            |                                            |                                            |                                            |                                            |                                            |                                            |                                            |                                            |                                            |                                            |                                            |                                            |                                            |                                            |                                            |                                            |                                            |                                            |                                            |                                            |                                            |                                            |                                            |                                            |                                            |                                            |                                            |                                            |                                            |                                            |                                            |                                            |                                            |                                            |                                            |                                            |                                            |                                            |                                            |                                            |                                            |                                            |                                            |                                            |                                            |                                            |                                            |                                            |                                            |                                            |                                            |                                            |                                            |                                            |                                            |                                            |                                            |                                            |                                            |                                            |                                            |                                            |                                            |                                            |                                            |                                            |                                            |                                            |                                            |                                            |                                            |                                            |                                            |                                            |                                            |                                            |                                            |                                            |                                            |                                            |                                            |                                            |                                            |                                            |                                            |                                            |                                            |
| 12   | 1 272 m                     | Pont de l'île Rousski           | 84                                         | 84                                         | 84                                         | 84                                         | 84                                         | 84                                         | 84                                         | 84                                         | 84                                         | 84                                         | 84                                         | 84                                         | 84                                         | 84                                         | 84                                         | 84                                         | 84                                         | 84                                         | 84                                         | 84                                         | 84                                         | 84                                         | 84                                         | 84                                         | 84                                         | 84                                         | 84                                         | 84                                         | 84                                         | 84                                         | 84                                         | 84                                         | 84                                         | 84                                         | 84                                         | 84                                         | 84                                         | 84                                         | 84                                         | 84                                         | 84                                         | 84                                         | 84                                         | 84                                         | 84                                         | 84                                         | 84                                         | 84                                         | 84                                         | 84                                         | 84                                         | 84                                         | 84                                         | 84                                         | 84                                         | 84                                         | 84                                         | 84                                         | 84                                         | 84                                         | 84                                         | 84                                         | 84                                         | 84                                         | 84                                         | 84                                         | 84                                         | 84                                         | 84                                         | 84                                         | 84                                         | 84                                         | 84                                         | 84                                         | 84                                         | 84                                         | 84                                         | 84                                         | 84                                         | 84                                         | 84                                         | 84                                         | 84                                         | 84                                         | 1104                                       | 1104                                       | 1104                                       | 1104                                       | 1104                                       | 1104                                       | 1104                                       | 1104                                       | 1104                                       | 1104                                       | 1104                                       | 1104                                       | 1104                                       | 1104                                       | 1104                                       | 1104                                       | 1104                                       | 1104                                       | 1104                                       | 1104                                       | 1104                                       | 1104                                       | 1104                                       | 1104                                       | 1104                                       | 1104                                       | 1104                                       | 1104                                       | 1104                                       | 1104                                       | 1104                                       | 1104                                       | 1104                                       | 1104                                       | 1104                                       | 1104                                       | 1104                                       | 1104                                       | 1104                                       | 1104                                       | 1104                                       | 1104                                       | 1104                                       | 1104                                       | 1104                                       | 1104                                       | 1104                                       | 1104                                       | 1104                                       | 1104                                       | 1104                                       | 1104                                       | 1104                                       | 1104                                       | 1104                                       | 1104                                       | 1104                                       | 1104                                       | 1104                                       | 1104                                       | 1104                                       | 1104                                       | 1104                                       | 1104                                       | 1104                                       | 1104                                       | 1104                                       | 1104                                       | 1104                                       | 1104                                       | 1104                                       | 1104                                       | 1104                                       | 1104                                       | 1104                                       | 1104                                       | 1104                                       | 1104                                       | 1104                                       | 1104                                       | 1104                                       | 1104                                       | 1104                                       | 1104                                       | 1104                                       | 1104                                       | 1104                                       | 1104                                       | 1104                                       | 1104                                       | 1104                                       | 1104                                       | 1104                                       | 1104                                       | 1104                                       | 1104                                       | 1104                                       | 1104                                       | 1104                                       | 1104                                       | 1104                                       | 1104                                       | 1104                                       | 1104                                       | 1104                                       | 1104                                       | 1104                                       | 1104                                       | 1104                                       | 1104                                       | 1104                                       | 1104                                       | 1104                                       | 1104                                       | 1104                                       | 1104                                       | 1104                                       | 1104                                       | 1104                                       | 1104                                       | 1104                                       | 1104                                       | 1104                                       | 1104                                       | 1104                                       | 1104                                       | 1104                                       | 1104                                       | 1104                                       | 1104                                       | 1104                                       | 1104                                       | 1104                                       | 1104                                       | 1104                                       | 1104                                       | 1104                                       | 1104                                       | 1104                                       | 1104                                       | 1104                                       | 1104                                       | 1104                                       | 1104                                       | 1104                                       | 1104                                       | 1104                                       | 1104                                       | 1104                                       | 1104                                       | 1104                                       | 1104                                       | 1104                                       | 1104                                       | 1104                                       | 1104                                       | 1104                                       | 1104                                       | 1104                                       | 1104                                       | 1104                                       | 1104                                       | 1104                                       | 1104                                       | 1104                                       | 1104                                       | 1104                                       | 1104                                       | 1104                                       | 1104                                       | 1104                                       | 1104                                       | 1104                                       | 1104                                       | 1104                                       | 1104                                       | 1104                                       | 1104                                       | 1104                                       | 1104                                       | 1104                                       | 1104                                       | 1104                                       | 1104                                       | 1104                                       | 1104                                       | 1104                                       | 1104                                       | 1104                                       | 1104                                       | 1104                                       | 1104                                       | 1104                                       | 1104                                       | 1104                                       | 1104                                       | 1104                                       | 1104                                       | 1104                                       | 1104                                       | 1104                                       | 1104                                       | 1104                                       | 1104                                       | 1104                                       | 1104                                       | 1104                                       | 1104                                       | 1104                                       | 1104                                       | 1104                                       | 1104                                       | 1104                                       | 1104                                       | 1104                                       | 1104                                       | 1104                                       | 1104                                       | 1104                                       | 1104                                       | 1104                                       | 1104                                       | 1104                                       | 1104                                       | 1104                                       | 1104                                       | 1104                                       | 1104                                       | 1104                                       | 1104                                       | 1104                                       | 1104                                       | 1104                                       | 1104                                       | 1104                                       | 1104                                       | 1104                                       | 1104                                       | 1104                                       | 1104                                       | 1104                                       | 1104                                       | 1104                                       | 1104                                       | 1104                                       | 1104                                       | 1104                                       | 1104                                       | 1104                                       | 1104                                       | 1104                                       | 1104                                       | 1104                                       | 1104                                       | 1104                                       | 1104                                       | 1104                                       | 1104                                       | 1104                                       | 1104                                       | 1104                                       | 1104                                       | 1104                                       | 1104                                       | 1104                                       | 1104                                       | 1104                                       | 1104                                       | 1104                                       | 1104                                       | 1104                                       | 1104                                       | 1104                                       | 1104                                       | 1104                                       | 1104                                       | 1104                                       | 1104                                       | 1104                                       | 1104                                       | 1104                                       | 1104                                       | 1104                                       | 1104                                       | 1104                                       | 1104                                       | 1104                                       | 1104                                       | 1104                                       | 1104                                       | 1104                                       | 1104                                       | 1104                                       | 1104                                       | 1104                                       | 1104                                       | 1104                                       | 1104                                       | 1104                                       | 1104                                       | 1104                                       | 1104                                       | 1104                                       | 1104                                       | 1104                                       | 1104                                       | 1104                                       | 1104                                       | 1104                                       | 1104                                       | 1104                                       | 1104                                       | 1104                                       | 1104                                       | 1104                                       | 1104                                       | 1104                                       | 1104                                       | 1104                                       | 1104                                       | 1104                                       | 1104                                       | 1104                                       | 1104                                       | 1104                                       | 1104                                       | 1104                                       | 1104                                       | 1104                                       | 1104                                       | 1104                                       | 1104                                       | 1104                                       | 1104                                       | 1104                                       | 1104                                       | 1104                                       | 1104                                       | 1104                                       | 1104                                       | 1104                                       | 1104                                       | 1104                                       | 1104                                       | 1104                                       | 1104                                       | 1104                                       | 1104                                       | 1104                                       | 1104                                       | 1104                                       | 1104                                       | 1104                                       | 1104                                       | 1104                                       | 1104                                       | 1104                                       | 1104                                       | 1104                                       | 1104                                       | 1104                                       | 1104                                       | 1104                                       | 1104                                       | 1104                                       | 1104                                       | 1104                                       | 1104                                       | 1104                                       | 1104                                       | 1104                                       | 1104                                       | 1104                                       | 1104                                       | 1104                                       | 1104                                       | 1104                                       | 1104                                       | 1104                                       | 1104                                       | 1104                                       | 1104                                       | 1104                                       | 1104                                       | 1104                                       | 1104                                       | 1104                                       | 1104                                       | 1104                                       | 1104                                       | 1104                                       | 1104                                       | 1104                                       | 1104                                       | 1104                                       | 1104                                       | 1104                                       | 1104                                       | 1104                                       | 1104                                       | 1104                                       | 1104                                       | 1104                                       | 1104                                       | 1104                                       | 1104                                       | 1104                                       | 1104                                       | 1104                                       | 1104                                       | 1104                                       | 1104                                       | 1104                                       | 1104                                       | 1104                                       | 1104                                       | 1104                                       | 1104                                       | 1104                                       | 1104                                       | 1104                                       | 1104                                       | 1104                                       | 1104                                       | 1104                                       | 1104                                       | 1104                                       | 1104                                       | 1104                                       | 1104                                       | 1104                                       | 1104                                       | 1104                                       | 1104                                       | 1104                                       | 1104                                       | 1104                                       | 1104                                       | 1104                                       | 1104                                       | 1104                                       | 1104                                       | 1104                                       | 1104                                       | 1104                                       | 1104                                       | 1104                                       | 1104                                       | 1104                                       | 1104                                       | 1104                                       | 1104                                       | 1104                                       | 1104                                       | 1104                                       | 1104                                       | 1104                                       | 1104                                       | 1104                                       | 1104                                       | 1104                                       | 1104                                       | 1104                                       | 1104                                       | 1104                                       | 1104                                       | 1104                                       | 1104                                       | 1104                                       | 1104                                       | 1104                                       | 1104                                       | 1104                                       | 1104                                       | 1104                                       | 1104                                       | 1104                                       | 1104                                       | 1104                                       | 1104                                       | 1104                                       | 1104                                       | 1104                                       | 1104                                       | 1104                                       | 1104                                       | 1104                                       | 1104                                       | 1104                                       | 1104                                       | 1104                                       | 1104                                       | 1104                                       | 1104                                       | 1104                                       | 1104                                       | 1104                                       | 1104                                       | 1104                                       | 1104                                       | 1104                                       | 1104                                       | 1104                                       | 1104                                       | 1104                                       | 1104                                       | 1104                                       | 1104                                       | 1104                                       | 1104                                       | 1104                                       | 1104                                       | 1104                                       | 1104                                       | 1104                                       | 1104                                       | 1104                                       | 1104                                       | 1104                                       | 1104                                       | 1104                                       | 1104                                       | 1104                                       | 1104                                       | 1104                                       | 1104                                       | 1104                                       | 1104                                       | 1104                                       | 1104                                       | 1104                                       | 1104                                       | 1104                                       | 1104                                       | 1104                                       | 1104                                       | 1104                                       | 1104                                       | 1104                                       | 1104                                       | 1104                                       | 1104                                       | 1104                                       | 1104                                       | 1104                                       | 1104                                       | 1104                                       | 1104                                       | 1104                                       | 1104                                       | 1104                                       | 1104                                       | 1104                                       | 1104                                       | 1104                                       | 1104                                       | 1104                                       | 1104                                       | 1104                                       | 1104                                       | 1104                                       | 1104                                       | 1104                                       | 1104                                       | 1104                                       | 1104                                       | 1104                                       | 1104                                       | 1104                                       | 1104                                       | 1104                                       | 1104                                       | 1104                                       | 1104                                       | 1104                                       | 1104                                       | 1104                                       | 1104                                       | 1104                                       | 1104                                       | 1104                                       | 1104                                       | 1104                                       | 1104                                       | 1104                                       | 1104                                       | 1104                                       | 1104                                       | 1104                                       | 1104                                       | 1104                                       | 1104                                       | 1104                                       | 1104                                       | 1104                                       | 1104                                       | 1104                                       | 1104                                       | 1104                                       | 1104                                       | 1104                                       | 1104                                       | 1104                                       | 1104                                       | 1104                                       | 1104                                       | 1104                                       | 1104                                       | 1104                                       | 1104                                       | 1104                                       | 1104                                       | 1104                                       | 1104                                       | 1104                                       | 1104                                       | 1104                                       | 1104                                       | 1104                                       | 1104                                       | 1104                                       | 1104                                       | 1104                                       | 1104                                       | 1104                                       | 1104                                       | 1104                                       | 1104                                       | 1104                                       | 1104                                       | 1104                                       | 1104                                       | 1104                                       | 1104                                       | 1104                                       | 1104                                       | 1104                                       | 1104                                       | 1104                                       | 1104                                       | 1104                                       | 1104                                       | 1104                                       | 1104                                       | 1104                                       | 1104                                       | 1104                                       | 1104                                       | 1104                                       | 1104                                       | 1104                                       | 1104                                       | 1104                                       | 1104                                       | 1104                                       | 1104                                       | 1104                                       | 1104                                       | 1104                                       | 1104                                       | 1104                                       | 1104                                       | 1104                                       | 1104                                       | 1104                                       | 1104                                       | 1104                                       | 1104                                       | 1104                                       | 1104                                       | 1104                                       | 1104                                       | 1104                                       | 1104                                       | 1104                                       | 1104                                       | 1104                                       | 1104                                       | 1104                                       | 1104                                       | 1104                                       | 1104                                       | 1104                                       | 1104                                       | 1104                                       | 1104                                       | 1104                                       | 1104                                       | 1104                                       | 1104                                       | 1104                                       | 1104                                       | 1104                                       | 1104                                       | 1104                                       | 1104                                       | 1104                                       | 1104                                       | 1104                                       | 1104                                       | 1104                                       | 1104                                       | 1104                                       | 1104                                       | 1104                                       | 1104                                       | 1104                                       | 1104                                       | 1104                                       | 1104                                       | 1104                                       | 1104                                       | 1104                                       | 1104                                       | 1104                                       | 1104                                       | 1104                                       | 1104                                       | 1104                                       | 1104                                       | 1104                                       | 1104                                       | 1104                                       | 1104                                       | 1104                                       | 1104                                       | 1104                                       | 1104                                       | 1104                                       | 1104                                       | 1104                                       | 1104                                       | 1104                                       | 1104                                       | 1104                                       | 1104                                       | 1104                                       | 1104                                       | 1104                                       | 1104                                       | 1104                                       | 1104                                       | 1104                                       | 1104                                       | 1104                                       | 1104                                       | 1104                                       | 1104                                       | 1104                                       | 1104                                       | 1104                                       | 1104                                       | 1104                                       | 1104                                       | 1104                                       | 1104                                       | 1104                                       | 1104                                       | 1104                                       | 1104                                       | 1104                                       | 1104                                       | 1104                                       | 1104                                       | 1104                                       | 1104                                       | 1104                                       | 1104                                       | 1104                                       | 1104                                       | 1104                                       | 1104                                       | 1104                                       | 1104                                       | 1104                                       | 1104                                       | 1104                                       | 1104                                       | 1104                                       | 1104                                       | 1104                                       | 1104                                       | 1104                                       | 1104                                       | 1104                                       | 1104                                       | 1104                                       | 1104                                       | 1104                                       | 1104                                       | 1104                                       | 1104                                       | 1104                                       | 1104                                       | 1104                                       | 1104                                       | 1104                                       | 1104                                       | 1104                                       | 1104                                       | 1104                                       | 1104                                       | 1104                                       | 1104                                       | 1104                                       | 1104                                       | 1104                                       | 1104                                       | 1104                                       | 1104                                       | 1104                                       | 1104                                       | 1104                                       | 1104                                       | 1104                                       | 1104                                       | 1104                                       | 1104                                       | 1104                                       | 1104                                       | 1104                                       | 1104                                       | 1104                                       | 1104                                       | 1104                                       | 1104                                       | 1104                                       | 1104                                       | 1104                                       | 1104                                       | 1104                                       | 1104                                       | 1104                                       | 1104                                       | 1104                                       | 1104                                       | 1104                                       | 1104                                       | 1104                                       | 1104                                       | 1104                                       | 1104                                       | 1104                                       | 1104                                       | 1104                                       | 1104                                       | 1104                                       | 1104                                       | 1104                                       | 1104                                       | 1104                                       | 1104                                       | 1104                                       | 1104                                       | 1104                                       | 1104                                       | 1104                                       | 1104                                       | 1104                                       | 1104                                       | 1104                                       | 1104                                       | 1104                                       | 1104                                       | 1104                                       | 1104                                       | 1104                                       | 1104                                       | 1104                                       | 1104                                       | 1104                                       | 1104                                       | 1104                                       | 1104                                       | 1104                                       | 1104                                       | 1104                                       | 1104                                       | 1104                                       | 1104                                       | 1104                                       | 1104                                       | 1104                                       | 1104                                       | 1104                                       | 1104                                       | 1104                                       | 1104                                       | 1104                                       | 1104                                       | 1104                                       | 1104                                       | 1104                                       | 1104                                       | 1104                                       | 1104                                       | 1104                                       | 1104                                       | 1104                                       | 1104                                       | 1104                                       | 1104                                       | 1104                                       | 1104                                       | 1104                                       | 1104                                       | 1104                                       | 1104                                       | 1104                                       | 1104                                       | 1104                                       | 1104                                       | 1104                                       | 1104                                       | 1104                                       | 1104                                       | 1104                                       | 1104                                       | 1104                                       | 1104                                       | 1104                                       | 1104                                       | 1104                                       | 1104                                       | 1104                                       | 1104                                       | 1104                                       | 1104                                       | 1104                                       | 1104                                       | 1104                                       | 1104                                       | 1104                                       | 1104                                       | 1104                                       | 1104                                       | 1104                                       | 1104                                       | 1104                                       | 1104                                       | 1104                                       | 1104                                       | 1104                                       | 1104                                       | 1104                                       | 1104                                       | 1104                                       | 1104                                       | 1104                                       | 1104                                       | 1104                                       | 1104                                       | 1104                                       | 1104                                       | 1104                                       | 1104                                       | 1104                                       | 1104                                       | 1104                                       | 1104                                       | 1104                                       | 1104                                       | 1104                                       | 1104                                       | 1104                                       | 1104                                       | 1104                                       | 1104                                       | 1104                                       | 1104                                       | 1104                                       | 1104                                       | 1104                                       | 1104                                       | 1104                                       | 1104                                       | 1104                                       | 1104                                       | 1104                                       | 1104                                       | 1104                                       | 1104                                       | 1104                                       | 1104                                       | 1104                                       | 1104                                       | 1104                                       | 1104                                       | 1104                                       | 1104                                       | 1104                                       | 1104                                       | 1104                                       | 1104                                       | 1104                                       | 1104                                       | 1104                                       | 1104                                       | 1104                                       | 1104                                       | 84                                         | 84                                         | 84                                         | 84                                         | 84                                         | 84                                         | 84                                         | 84                                         | 84                                         | 84                                         | 84                                         | 84                                         | 84                                         | 84                                         | 84                                         | 84                                         | 84                                         | 84                                         | 84                                         | 84                                         | 84                                         | 84                                         | 84                                         | 84                                         | 84                                         | 84                                         | 84                                         | 84                                         | 84                                         | 84                                         | 84                                         | 84                                         | 84                                         | 84                                         | 84                                         | 84                                         | 84                                         | 84                                         | 84                                         | 84                                         | 84                                         | 84                                         | 84                                         | 84                                         | 84                                         | 84                                         | 84                                         | 84                                         | 84                                         | 84                                         | 84                                         | 84                                         | 84                                         | 84                                         | 84                                         | 84                                         | 84                                         | 84                                         | 84                                         | 84                                         | 84                                         | 84                                         | 84                                         | 84                                         | 84                                         | 84                                         | 84                                         | 84                                         | 84                                         | 84                                         | 84                                         | 84                                         | 84                                         | 84                                         | 84                                         | 84                                         | 84                                         | 84                                         | 84                                         | 84                                         | 84                                         | 84                                         | 84                                         | 84                                         |                                            |                                            |                                            |                                            |                                            |                                            |                                            |                                            |                                            |                                            |                                            |                                            |                                            |                                            |                                            |                                            |                                            |                                            |                                            |                                            |                                            |                                            |                                            |                                            |                                            |                                            |                                            |                                            |                                            |                                            |                                            |                                            |                                            |                                            |                                            |                                            |                                            |                                            |                                            |                                            |                                            |                                            |                                            |                                            |                                            |                                            |                                            |                                            |                                            |                                            |                                            |                                            |                                            |                                            |                                            |                                            |                                            |                                            |                                            |                                            |                                            |                                            |                                            |                                            |                                            |                                            |                                            |                                            |                                            |                                            |                                            |                                            |                                            |                                            |                                            |                                            |                                            |                                            |                                            |                                            |                                            |                                            |                                            |                                            |                                            |                                            |                                            |                                            |                                            |                                            |                                            |                                            |                                            |                                            |                                            |                                            |                                            |                                            |                                            |                                            |                                            |                                            |                                            |                                            |                                            |                                            |                                            |                                            |                                            |                                            |                                            |                                            |                                            |                                            |                                            |                                            |                                            |                                            |                                            |                                            |                                            |                                            |                                            |                                            |                                            |                                            |                                            |                                            |                                            |                                            |                                            |                                            |                                            |                                            |                                            |                                            |                                            |                                            |                                            |                                            |                                            |                                            |                                            |                                            |                                            |                                            |                                            |                                            |                                            |                                            |                                            |                                            |                                            |                                            |                                            |                                            |                                            |                                            |                                            |                                            |                                            |                                            |                                            |                                            |                                            |                                            |                                            |                                            |                                            |                                            |                                            |                                            |                                            |                                            |                                            |                                            |                                            |                                            |                                            |                                            |                                            |                                            |                                            |                                            |                                            |                                            |                                            |                                            |                                            |                                            |                                            |                                            |                                            |                                            |                                            |                                            |                                            |                                            |                                            |                                            |                                            |                                            |                                            |                                            |                                            |                                            |                                            |                                            |                                            |                                            |                                            |                                            |                                            |                                            |                                            |                                            |                                            |                                            |                                            |                                            |                                            |                                            |                                            |                                            |                                            |                                            |                                            |                                            |                                            |                                            |                                            |                                            |                                            |                                            |                                            |                                            |                                            |                                            |                                            |                                            |                                            |                                            |                                            |                                            |                                            |                                            |                                            |                                            |                                            |                                            |                                            |                                            |                                            |                                            |                                            |                                            |                                            |                                            |                                            |                                            |                                            |                                            |                                            |                                            |                                            |                                            |                                            |                                            |                                            |                                            |                                            |                                            |                                            |                                            |                                            |                                            |                                            |                                            |                                            |                                            |                                            |                                            |                                            |                                            |                                            |                                            |                                            |                                            |                                            |                                            |                                            |                                            |                                            |                                            |                                            |                                            |                                            |                                            |                                            |                                            |                                            |                                            |                                            |                                            |                                            |                                            |                                            |                                            |                                            |                                            |                                            |                                            |                                            |                                            |                                            |                                            |                                            |                                            |                                            |                                            |                                            |                                            |                                            |                                            |                                            |                                            |                                            |                                            |                                            |                                            |                                            |                                            |                                            |                                            |                                            |                                            |                                            |                                            |                                            |                                            |                                            |                                            |                                            |                                            |                                            |                                            |                                            |                                            |                                            |                                            |                                            |                                            |                                            |                                            |                                            |                                            |                                            |                                            |                                            |                                            |                                            |                                            |                                            |                                            |                                            |                                            |                                            |                                            |                                            |                                            |                                            |                                            |                                            |                                            |                                            |                                            |                                            |                                            |                                            |                                            |                                            |                                            |                                            |                                            |                                            |                                            |                                            |                                            |                                            |                                            |                                            |                                            |                                            |                                            |                                            |                                            |                                            |                                            |                                            |                                            |                                            |                                            |                                            |                                            |                                            |                                            |                                            |                                            |                                            |                                            |                                            |                                            |                                            |                                            |                                            |                                            |                                            |                                            |                                            |                                            |                                            |                                            |                                            |                                            |                                            |                                            |                                            |                                            |                                            |                                            |                                            |                                            |                                            |                                            |                                            |                                            |                                            |                                            |                                            |                                            |                                            |                                            |                                            |                                            |                                            |                                            |                                            |                                            |                                            |                                            |                                            |                                            |                                            |                                            |                                            |                                            |                                            |                                            |                                            |                                            |                                            |                                            |                                            |                                            |                                            |                                            |                                            |                                            |                                            |                                            |                                            |                                            |                                            |                                            |                                            |                                            |                                            |                                            |                                            |                                            |                                            |                                            |                                            |                                            |                                            |                                            |                                            |                                            |                                            |                                            |                                            |                                            |                                            |                                            |                                            |                                            |                                            |                                            |                                            |                                            |                                            |                                            |                                            |                                            |                                            |                                            |                                            |                                            |                                            |                                            |                                            |                                            |                                            |                                            |                                            |                                            |                                            |                                            |                                            |                                            |                                            |                                            |                                            |                                            |                                            |                                            |                                            |                                            |                                            |                                            |                                            |                                            |                                            |                                            |                                            |                                            |                                            |                                            |                                            |                                            |                                            |                                            |                                            |                                            |                                            |                                            |                                            |                                            |                                            |                                            |                                            |                                            |                                            |                                            |                                            |                                            |                                            |                                            |                                            |                                            |                                            |                                            |                                            |                                            |                                            |                                            |                                            |                                            |                                            |                                            |                                            |                                            |                                            |                                            |                                            |                                            |                                            |                                            |                                            |                                            |                                            |                                            |                                            |                                            |                                            |                                            |                                            |                                            |                                            |                                            |                                            |                                            |                                            |                                            |                                            |                                            |                                            |                                            |                                            |                                            |                                            |                                            |                                            |                                            |                                            |                                            |                                            |                                            |                                            |                                            |                                            |                                            |                                            |                                            |                                            |                                            |                                            |                                            |                                            |                                            |                                            |                                            |                                            |                                            |                                            |                                            |                                            |                                            |                                            |                                            |                                            |                                            |                                            |                                            |                                            |                                            |                                            |                                            |                                            |                                            |                                            |                                            |                                            |                                            |                                            |                                            |                                            |                                            |                                            |                                            |                                            |                                            |                                            |                                            |                                            |                                            |                                            |                                            |                                            |                                            |                                            |                                            |                                            |                                            |                                            |                                            |                                            |                                            |                                            |                                            |                                            |                                            |                                            |                                            |                                            |                                            |                                            |                                            |                                            |                                            |                                            |                                            |                                            |                                            |                                            |                                            |                                            |                                            |                                            |                                            |                                            |                                            |                                            |                                            |                                            |                                            |                                            |                                            |                                            |                                            |                                            |                                            |                                            |                                            |                                            |                                            |                                            |                                            |                                            |                                            |                                            |                                            |                                            |                                            |                                            |                                            |                                            |                                            |                                            |                                            |                                            |                                            |                                            |                                            |                                            |                                            |                                            |                                            |                                            |                                            |                                            |                                            |                                            |                                            |                                            |                                            |                                            |                                            |                                            |                                            |                                            |                                            |                                            |                                            |                                            |                                            |                                            |                                            |                                            |                                            |                                            |                                            |                                            |                                            |                                            |                                            |                                            |                                            |                                            |                                            |                                            |                                            |                                            |                                            |                                            |                                            |                                            |                                            |                                            |                                            |                                            |                                            |                                            |                                            |                                            |                                            |                                            |                                            |                                            |                                            |                                            |                                            |                                            |                                            |                                            |                                            |                                            |                                            |                                            |                                            |                                            |                                            |                                            |                                            |                                            |                                            |                                            |                                            |                                            |                                            |                                            |                                            |                                            |                                            |                                            |                                            |                                            |                                            |                                            |                                            |                                            |                                            |                                            |                                            |                                            |                                            |                                            |                                            |                                            |                                            |                                            |                                            |                                            |                                            |                                            |                                            |                                            |                                            |                                            |                                            |                                            |                                            |                                            |                                            |                                            |                                            |                                            |                                            |                                            |                                            |                                            |                                            |                                            |                                            |                                            |                                            |                                            |                                            |                                            |                                            |                                            |                                            |                                            |                                            |                                            |                                            |                                            |                                            |                                            |                                            |                                            |                                            |                                            |                                            |                                            |                                            |                                            |                                            |                                            |                                            |                                            |                                            |                                            |                                            |                                            |                                            |                                            |                                            |                                            |                                            |                                            |                                            |                                            |                                            |                                            |                                            |                                            |                                            |                                            |                                            |                                            |                                            |                                            |                                            |                                            |                                            |                                            |                                            |                                            |                                            |                                            |                                            |                                            |                                            |                                            |                                            |                                            |                                            |                                            |                                            |                                            |                                            |                                            |                                            |                                            |                                            |                                            |                                            |                                            |                                            |                                            |                                            |                                            |                                            |                                            |                                            |                                            |                                            |                                            |                                            |                                            |                                            |                                            |                                            |                                            |                                            |                                            |                                            |                                            |                                            |                                            |                                            |                                            |                                            |                                            |                                            |                                            |                                            |                                            |                                            |                                            |                                            |                                            |                                            |                                            |                                            |                                            |                                            |                                            |                                            |                                            |                                            |                                            |                                            |                                            |                                            |                                            |                                            |                                            |                                            |                                            |                                            |                                            |                                            |                                            |                                            |                                            |                                            |                                            |                                            |                                            |                                            |                                            |                                            |                                            |                                            |                                            |                                            |                                            |                                            |                                            |                                            |                                            |                                            |                                            |                                            |                                            |                                            |                                            |                                            |                                            |                                            |                                            |                                            |                                            |                                            |                                            |                                            |                                            |                                            |                                            |                                            |                                            |                                            |                                            |                                            |                                            |                                            |                                            |                                            |                                            |                                            |                                            |                                            |                                            |                                            |                                            |                                            |                                            |                                            |                                            |                                            |                                            |                                            |                                            |                                            |                                            |                                            |                                            |                                            |                                            |                                            |                                            |                                            |                                            |                                            |                                            |                                            |                                            |                                            |                                            |                                            |                                            |                                            |                                            |                                            |                                            |                                            |                                            |                                            |                                            |                                            |                                            |                                            |                                            |                                            |                                            |                                            |                                            |                                            |                                            |                                            |                                            |                                            |                                            |                                            |                                            |                                            |                                            |                                            |                                            |                                            |                                            |                                            |                                            |                                            |                                            |                                            |                                            |                                            |                                            |                                            |                                            |                                            |                                            |                                            |                                            |                                            |                                            |                                            |                                            |                                            |                                            |                                            |                                            |                                            |                                            |                                            |                                            |                                            |                                            |                                            |                                            |                                            |                                            |                                            |                                            |                                            |                                            |                                            |                                            |                                            |                                            |                                            |                                            |                                            |                                            |                                            |                                            |                                            |                                            |                                            |                                            |                                            |                                            |                                            |                                            |                                            |                                            |                                            |                                            |                                            |                                            |                                            |                                            |                                            |                                            |                                            |                                            |                                            |                                            |                                            |                                            |                                            |                                            |                                            |                                            |                                            |                                            |                                            |                                            |                                            |                                            |                                            |                                            |                                            |                                            |                                            |                                            |                                            |                                            |                                            |                                            |                                            |                                            |                                            |                                            |                                            |                                            |                                            |                                            |                                            |                                            |                                            |                                            |                                            |                                            |                                            |                                            |                                            |                                            |                                            |                                            |                                            |                                            |                                            |                                            |                                            |                                            |                                            |                                            |                                            |                                            |                                            |                                            |                                            |                                            |                                            |                                            |                                            |                                            |                                            |                                            |                                            |                                            |                                            |                                            |                                            |                                            |                                            |                                            |                                            |                                            |                                            |                                            |                                            |                                            |                                            |                                            |                                            |                                            |                                            |                                            |                                            |                                            |                                            |                                            |                                            |                                            |                                            |                                            |                                            |                                            |                                            |                                            |                                            |                                            |                                            |                                            |                                            |                                            |                                            |                                            |                                            |                                            |                                            |                                            |                                            |                                            |                                            |                                            |                                            |                                            |                                            |                                            |                                            |                                            |                                            |                                            |                                            |                                            |                                            |                                            |                                            |                                            |                                            |                                            |                                            |                                            |                                            |                                            |                                            |                                            |                                            |                                            |                                            |                                            |                                            |                                            |                                            |                                            |                                            |                                            |                                            |                                            |                                            |                                            |                                            |                                            |                                            |                                            |                                            |                                            |                                            |                                            |                                            |                                            |                                            |                                            |                                            |                                            |                                            |                                            |                                            |                                            |                                            |                                            |                                            |                                            |                                            |                                            |                                            |                                            |                                            |                                            |                                            |                                            |                                            |                                            |                                            |                                            |                                            |                                            |                                            |                                            |                                            |                                            |                                            |                                            |                                            |                                            |                                            |                                            |                                            |                                            |                                            |                                            |                                            |                                            |                                            |                                            |                                            |                                            |                                            |                                            |                                            |                                            |                                            |                                            |                                            |                                            |                                            |                                            |                                            |                                            |                                            |                                            |                                            |                                            |                                            |                                            |                                            |
| 13   | 1 246 m                     | Pont nord de Chongming          | 258                                        | 258                                        | 258                                        | 258                                        | 258                                        | 258                                        | 258                                        | 258                                        | 258                                        | 258                                        | 258                                        | 258                                        | 258                                        | 258                                        | 258                                        | 258                                        | 258                                        | 258                                        | 258                                        | 258                                        | 258                                        | 258                                        | 258                                        | 258                                        | 258                                        | 258                                        | 258                                        | 258                                        | 258                                        | 258                                        | 258                                        | 258                                        | 258                                        | 258                                        | 258                                        | 258                                        | 258                                        | 258                                        | 258                                        | 258                                        | 258                                        | 258                                        | 258                                        | 258                                        | 258                                        | 258                                        | 258                                        | 258                                        | 258                                        | 258                                        | 258                                        | 258                                        | 258                                        | 258                                        | 258                                        | 258                                        | 258                                        | 258                                        | 258                                        | 258                                        | 258                                        | 258                                        | 258                                        | 258                                        | 258                                        | 258                                        | 258                                        | 258                                        | 258                                        | 258                                        | 258                                        | 258                                        | 258                                        | 258                                        | 258                                        | 258                                        | 258                                        | 258                                        | 258                                        | 258                                        | 258                                        | 258                                        | 258                                        | 258                                        | 258                                        | 258                                        | 258                                        | 258                                        | 258                                        | 258                                        | 258                                        | 258                                        | 258                                        | 258                                        | 258                                        | 258                                        | 258                                        | 258                                        | 258                                        | 258                                        | 258                                        | 258                                        | 258                                        | 258                                        | 258                                        | 258                                        | 258                                        | 258                                        | 258                                        | 258                                        | 258                                        | 258                                        | 258                                        | 258                                        | 258                                        | 258                                        | 258                                        | 258                                        | 258                                        | 258                                        | 258                                        | 258                                        | 258                                        | 258                                        | 258                                        | 258                                        | 258                                        | 258                                        | 258                                        | 258                                        | 258                                        | 258                                        | 258                                        | 258                                        | 258                                        | 258                                        | 258                                        | 258                                        | 258                                        | 258                                        | 258                                        | 258                                        | 258                                        | 258                                        | 258                                        | 258                                        | 258                                        | 258                                        | 258                                        | 258                                        | 258                                        | 258                                        | 258                                        | 258                                        | 258                                        | 258                                        | 258                                        | 258                                        | 258                                        | 258                                        | 258                                        | 258                                        | 258                                        | 258                                        | 258                                        | 258                                        | 258                                        | 258                                        | 258                                        | 258                                        | 258                                        | 258                                        | 258                                        | 258                                        | 258                                        | 258                                        | 258                                        | 258                                        | 258                                        | 258                                        | 258                                        | 258                                        | 258                                        | 258                                        | 258                                        | 258                                        | 258                                        | 258                                        | 258                                        | 258                                        | 258                                        | 258                                        | 258                                        | 258                                        | 258                                        | 258                                        | 258                                        | 258                                        | 258                                        | 258                                        | 258                                        | 258                                        | 258                                        | 258                                        | 258                                        | 258                                        | 258                                        | 258                                        | 258                                        | 258                                        | 258                                        | 258                                        | 258                                        | 258                                        | 258                                        | 258                                        | 258                                        | 258                                        | 258                                        | 258                                        | 258                                        | 258                                        | 258                                        | 258                                        | 258                                        | 258                                        | 258                                        | 258                                        | 258                                        | 258                                        | 258                                        | 258                                        | 258                                        | 258                                        | 258                                        | 258                                        | 258                                        | 258                                        | 258                                        | 258                                        | 258                                        | 258                                        | 258                                        | 258                                        | 258                                        | 258                                        | 258                                        | 258                                        | 258                                        | 258                                        | 258                                        | 258                                        | 258                                        | 258                                        | 258                                        | 258                                        | 258                                        | 258                                        | 730                                        | 730                                        | 730                                        | 730                                        | 730                                        | 730                                        | 730                                        | 730                                        | 730                                        | 730                                        | 730                                        | 730                                        | 730                                        | 730                                        | 730                                        | 730                                        | 730                                        | 730                                        | 730                                        | 730                                        | 730                                        | 730                                        | 730                                        | 730                                        | 730                                        | 730                                        | 730                                        | 730                                        | 730                                        | 730                                        | 730                                        | 730                                        | 730                                        | 730                                        | 730                                        | 730                                        | 730                                        | 730                                        | 730                                        | 730                                        | 730                                        | 730                                        | 730                                        | 730                                        | 730                                        | 730                                        | 730                                        | 730                                        | 730                                        | 730                                        | 730                                        | 730                                        | 730                                        | 730                                        | 730                                        | 730                                        | 730                                        | 730                                        | 730                                        | 730                                        | 730                                        | 730                                        | 730                                        | 730                                        | 730                                        | 730                                        | 730                                        | 730                                        | 730                                        | 730                                        | 730                                        | 730                                        | 730                                        | 730                                        | 730                                        | 730                                        | 730                                        | 730                                        | 730                                        | 730                                        | 730                                        | 730                                        | 730                                        | 730                                        | 730                                        | 730                                        | 730                                        | 730                                        | 730                                        | 730                                        | 730                                        | 730                                        | 730                                        | 730                                        | 730                                        | 730                                        | 730                                        | 730                                        | 730                                        | 730                                        | 730                                        | 730                                        | 730                                        | 730                                        | 730                                        | 730                                        | 730                                        | 730                                        | 730                                        | 730                                        | 730                                        | 730                                        | 730                                        | 730                                        | 730                                        | 730                                        | 730                                        | 730                                        | 730                                        | 730                                        | 730                                        | 730                                        | 730                                        | 730                                        | 730                                        | 730                                        | 730                                        | 730                                        | 730                                        | 730                                        | 730                                        | 730                                        | 730                                        | 730                                        | 730                                        | 730                                        | 730                                        | 730                                        | 730                                        | 730                                        | 730                                        | 730                                        | 730                                        | 730                                        | 730                                        | 730                                        | 730                                        | 730                                        | 730                                        | 730                                        | 730                                        | 730                                        | 730                                        | 730                                        | 730                                        | 730                                        | 730                                        | 730                                        | 730                                        | 730                                        | 730                                        | 730                                        | 730                                        | 730                                        | 730                                        | 730                                        | 730                                        | 730                                        | 730                                        | 730                                        | 730                                        | 730                                        | 730                                        | 730                                        | 730                                        | 730                                        | 730                                        | 730                                        | 730                                        | 730                                        | 730                                        | 730                                        | 730                                        | 730                                        | 730                                        | 730                                        | 730                                        | 730                                        | 730                                        | 730                                        | 730                                        | 730                                        | 730                                        | 730                                        | 730                                        | 730                                        | 730                                        | 730                                        | 730                                        | 730                                        | 730                                        | 730                                        | 730                                        | 730                                        | 730                                        | 730                                        | 730                                        | 730                                        | 730                                        | 730                                        | 730                                        | 730                                        | 730                                        | 730                                        | 730                                        | 730                                        | 730                                        | 730                                        | 730                                        | 730                                        | 730                                        | 730                                        | 730                                        | 730                                        | 730                                        | 730                                        | 730                                        | 730                                        | 730                                        | 730                                        | 730                                        | 730                                        | 730                                        | 730                                        | 730                                        | 730                                        | 730                                        | 730                                        | 730                                        | 730                                        | 730                                        | 730                                        | 730                                        | 730                                        | 730                                        | 730                                        | 730                                        | 730                                        | 730                                        | 730                                        | 730                                        | 730                                        | 730                                        | 730                                        | 730                                        | 730                                        | 730                                        | 730                                        | 730                                        | 730                                        | 730                                        | 730                                        | 730                                        | 730                                        | 730                                        | 730                                        | 730                                        | 730                                        | 730                                        | 730                                        | 730                                        | 730                                        | 730                                        | 730                                        | 730                                        | 730                                        | 730                                        | 730                                        | 730                                        | 730                                        | 730                                        | 730                                        | 730                                        | 730                                        | 730                                        | 730                                        | 730                                        | 730                                        | 730                                        | 730                                        | 730                                        | 730                                        | 730                                        | 730                                        | 730                                        | 730                                        | 730                                        | 730                                        | 730                                        | 730                                        | 730                                        | 730                                        | 730                                        | 730                                        | 730                                        | 730                                        | 730                                        | 730                                        | 730                                        | 730                                        | 730                                        | 730                                        | 730                                        | 730                                        | 730                                        | 730                                        | 730                                        | 730                                        | 730                                        | 730                                        | 730                                        | 730                                        | 730                                        | 730                                        | 730                                        | 730                                        | 730                                        | 730                                        | 730                                        | 730                                        | 730                                        | 730                                        | 730                                        | 730                                        | 730                                        | 730                                        | 730                                        | 730                                        | 730                                        | 730                                        | 730                                        | 730                                        | 730                                        | 730                                        | 730                                        | 730                                        | 730                                        | 730                                        | 730                                        | 730                                        | 730                                        | 730                                        | 730                                        | 730                                        | 730                                        | 730                                        | 730                                        | 730                                        | 730                                        | 730                                        | 730                                        | 730                                        | 730                                        | 730                                        | 730                                        | 730                                        | 730                                        | 730                                        | 730                                        | 730                                        | 730                                        | 730                                        | 730                                        | 730                                        | 730                                        | 730                                        | 730                                        | 730                                        | 730                                        | 730                                        | 730                                        | 730                                        | 730                                        | 730                                        | 730                                        | 730                                        | 730                                        | 730                                        | 730                                        | 730                                        | 730                                        | 730                                        | 730                                        | 730                                        | 730                                        | 730                                        | 730                                        | 730                                        | 730                                        | 730                                        | 730                                        | 730                                        | 730                                        | 730                                        | 730                                        | 730                                        | 730                                        | 730                                        | 730                                        | 730                                        | 730                                        | 730                                        | 730                                        | 730                                        | 730                                        | 730                                        | 730                                        | 730                                        | 730                                        | 730                                        | 730                                        | 730                                        | 730                                        | 730                                        | 730                                        | 730                                        | 730                                        | 730                                        | 730                                        | 730                                        | 730                                        | 730                                        | 730                                        | 730                                        | 730                                        | 730                                        | 730                                        | 730                                        | 730                                        | 730                                        | 730                                        | 730                                        | 730                                        | 730                                        | 730                                        | 730                                        | 730                                        | 730                                        | 730                                        | 730                                        | 730                                        | 730                                        | 730                                        | 730                                        | 730                                        | 730                                        | 730                                        | 730                                        | 730                                        | 730                                        | 730                                        | 730                                        | 730                                        | 730                                        | 730                                        | 730                                        | 730                                        | 730                                        | 730                                        | 730                                        | 730                                        | 730                                        | 730                                        | 730                                        | 730                                        | 730                                        | 730                                        | 730                                        | 730                                        | 730                                        | 730                                        | 730                                        | 730                                        | 730                                        | 730                                        | 730                                        | 730                                        | 730                                        | 730                                        | 730                                        | 730                                        | 730                                        | 730                                        | 730                                        | 730                                        | 730                                        | 730                                        | 730                                        | 730                                        | 730                                        | 730                                        | 730                                        | 730                                        | 730                                        | 730                                        | 730                                        | 730                                        | 730                                        | 730                                        | 730                                        | 730                                        | 730                                        | 730                                        | 730                                        | 730                                        | 730                                        | 730                                        | 730                                        | 730                                        | 730                                        | 730                                        | 730                                        | 730                                        | 730                                        | 730                                        | 730                                        | 730                                        | 730                                        | 730                                        | 730                                        | 730                                        | 730                                        | 730                                        | 730                                        | 730                                        | 730                                        | 730                                        | 730                                        | 730                                        | 730                                        | 730                                        | 730                                        | 730                                        | 730                                        | 730                                        | 730                                        | 730                                        | 730                                        | 730                                        | 730                                        | 730                                        | 730                                        | 730                                        | 730                                        | 730                                        | 730                                        | 730                                        | 730                                        | 730                                        | 730                                        | 730                                        | 730                                        | 730                                        | 730                                        | 730                                        | 730                                        | 730                                        | 730                                        | 730                                        | 730                                        | 730                                        | 730                                        | 730                                        | 730                                        | 730                                        | 730                                        | 730                                        | 730                                        | 730                                        | 730                                        | 730                                        | 730                                        | 730                                        | 730                                        | 730                                        | 730                                        | 730                                        | 730                                        | 730                                        | 730                                        | 730                                        | 730                                        | 730                                        | 730                                        | 730                                        | 730                                        | 730                                        | 730                                        | 730                                        | 730                                        | 730                                        | 730                                        | 730                                        | 730                                        | 730                                        | 730                                        | 730                                        | 730                                        | 730                                        | 730                                        | 730                                        | 730                                        | 730                                        | 730                                        | 730                                        | 730                                        | 730                                        | 730                                        | 730                                        | 730                                        | 730                                        | 730                                        | 730                                        | 730                                        | 730                                        | 730                                        | 730                                        | 730                                        | 730                                        | 730                                        | 730                                        | 730                                        | 730                                        | 730                                        | 730                                        | 730                                        | 730                                        | 730                                        | 730                                        | 730                                        | 730                                        | 730                                        | 730                                        | 730                                        | 730                                        | 730                                        | 730                                        | 730                                        | 730                                        | 730                                        | 730                                        | 730                                        | 730                                        | 730                                        | 730                                        | 730                                        | 730                                        | 730                                        | 730                                        | 730                                        | 730                                        | 730                                        | 730                                        | 730                                        | 730                                        | 730                                        | 730                                        | 730                                        | 730                                        | 730                                        | 730                                        | 730                                        | 730                                        | 730                                        | 730                                        | 730                                        | 730                                        | 730                                        | 730                                        | 730                                        | 730                                        | 730                                        | 730                                        | 730                                        | 730                                        | 730                                        | 730                                        | 730                                        | 730                                        | 730                                        | 730                                        | 730                                        | 730                                        | 730                                        | 730                                        | 730                                        | 730                                        | 730                                        | 730                                        | 730                                        | 730                                        | 730                                        | 730                                        | 730                                        | 730                                        | 730                                        | 730                                        | 730                                        | 730                                        | 730                                        | 730                                        | 730                                        | 730                                        | 730                                        | 730                                        | 730                                        | 730                                        | 730                                        | 730                                        | 730                                        | 730                                        | 730                                        | 730                                        | 730                                        | 730                                        | 730                                        | 730                                        | 730                                        | 730                                        | 730                                        | 258                                        | 258                                        | 258                                        | 258                                        | 258                                        | 258                                        | 258                                        | 258                                        | 258                                        | 258                                        | 258                                        | 258                                        | 258                                        | 258                                        | 258                                        | 258                                        | 258                                        | 258                                        | 258                                        | 258                                        | 258                                        | 258                                        | 258                                        | 258                                        | 258                                        | 258                                        | 258                                        | 258                                        | 258                                        | 258                                        | 258                                        | 258                                        | 258                                        | 258                                        | 258                                        | 258                                        | 258                                        | 258                                        | 258                                        | 258                                        | 258                                        | 258                                        | 258                                        | 258                                        | 258                                        | 258                                        | 258                                        | 258                                        | 258                                        | 258                                        | 258                                        | 258                                        | 258                                        | 258                                        | 258                                        | 258                                        | 258                                        | 258                                        | 258                                        | 258                                        | 258                                        | 258                                        | 258                                        | 258                                        | 258                                        | 258                                        | 258                                        | 258                                        | 258                                        | 258                                        | 258                                        | 258                                        | 258                                        | 258                                        | 258                                        | 258                                        | 258                                        | 258                                        | 258                                        | 258                                        | 258                                        | 258                                        | 258                                        | 258                                        | 258                                        | 258                                        | 258                                        | 258                                        | 258                                        | 258                                        | 258                                        | 258                                        | 258                                        | 258                                        | 258                                        | 258                                        | 258                                        | 258                                        | 258                                        | 258                                        | 258                                        | 258                                        | 258                                        | 258                                        | 258                                        | 258                                        | 258                                        | 258                                        | 258                                        | 258                                        | 258                                        | 258                                        | 258                                        | 258                                        | 258                                        | 258                                        | 258                                        | 258                                        | 258                                        | 258                                        | 258                                        | 258                                        | 258                                        | 258                                        | 258                                        | 258                                        | 258                                        | 258                                        | 258                                        | 258                                        | 258                                        | 258                                        | 258                                        | 258                                        | 258                                        | 258                                        | 258                                        | 258                                        | 258                                        | 258                                        | 258                                        | 258                                        | 258                                        | 258                                        | 258                                        | 258                                        | 258                                        | 258                                        | 258                                        | 258                                        | 258                                        | 258                                        | 258                                        | 258                                        | 258                                        | 258                                        | 258                                        | 258                                        | 258                                        | 258                                        | 258                                        | 258                                        | 258                                        | 258                                        | 258                                        | 258                                        | 258                                        | 258                                        | 258                                        | 258                                        | 258                                        | 258                                        | 258                                        | 258                                        | 258                                        | 258                                        | 258                                        | 258                                        | 258                                        | 258                                        | 258                                        | 258                                        | 258                                        | 258                                        | 258                                        | 258                                        | 258                                        | 258                                        | 258                                        | 258                                        | 258                                        | 258                                        | 258                                        | 258                                        | 258                                        | 258                                        | 258                                        | 258                                        | 258                                        | 258                                        | 258                                        | 258                                        | 258                                        | 258                                        | 258                                        | 258                                        | 258                                        | 258                                        | 258                                        | 258                                        | 258                                        | 258                                        | 258                                        | 258                                        | 258                                        | 258                                        | 258                                        | 258                                        | 258                                        | 258                                        | 258                                        | 258                                        | 258                                        | 258                                        | 258                                        | 258                                        | 258                                        | 258                                        | 258                                        | 258                                        | 258                                        | 258                                        | 258                                        | 258                                        | 258                                        | 258                                        | 258                                        | 258                                        | 258                                        | 258                                        | 258                                        | 258                                        | 258                                        | 258                                        | 258                                        | 258                                        | 258                                        | 258                                        | 258                                        | 258                                        | 258                                        | 258                                        | 258                                        | 258                                        | 258                                        | 258                                        | 258                                        | 258                                        |                                            |                                            |                                            |                                            |                                            |                                            |                                            |                                            |                                            |                                            |                                            |                                            |                                            |                                            |                                            |                                            |                                            |                                            |                                            |                                            |                                            |                                            |                                            |                                            |                                            |                                            |                                            |                                            |                                            |                                            |                                            |                                            |                                            |                                            |                                            |                                            |                                            |                                            |                                            |                                            |                                            |                                            |                                            |                                            |                                            |                                            |                                            |                                            |                                            |                                            |                                            |                                            |                                            |                                            |                                            |                                            |                                            |                                            |                                            |                                            |                                            |                                            |                                            |                                            |                                            |                                            |                                            |                                            |                                            |                                            |                                            |                                            |                                            |                                            |                                            |                                            |                                            |                                            |                                            |                                            |                                            |                                            |                                            |                                            |                                            |                                            |                                            |                                            |                                            |                                            |                                            |                                            |                                            |                                            |                                            |                                            |                                            |                                            |                                            |                                            |                                            |                                            |                                            |                                            |                                            |                                            |                                            |                                            |                                            |                                            |                                            |                                            |                                            |                                            |                                            |                                            |                                            |                                            |                                            |                                            |                                            |                                            |                                            |                                            |                                            |                                            |                                            |                                            |                                            |                                            |                                            |                                            |                                            |                                            |                                            |                                            |                                            |                                            |                                            |                                            |                                            |                                            |                                            |                                            |                                            |                                            |                                            |                                            |                                            |                                            |                                            |                                            |                                            |                                            |                                            |                                            |                                            |                                            |                                            |                                            |                                            |                                            |                                            |                                            |                                            |                                            |                                            |                                            |                                            |                                            |                                            |                                            |                                            |                                            |                                            |                                            |                                            |                                            |                                            |                                            |                                            |                                            |                                            |                                            |                                            |                                            |                                            |                                            |                                            |                                            |                                            |                                            |                                            |                                            |                                            |                                            |                                            |                                            |                                            |                                            |                                            |                                            |                                            |                                            |                                            |                                            |                                            |                                            |                                            |                                            |                                            |                                            |                                            |                                            |                                            |                                            |                                            |                                            |                                            |                                            |                                            |                                            |                                            |                                            |                                            |                                            |                                            |                                            |                                            |                                            |                                            |                                            |                                            |                                            |                                            |                                            |                                            |                                            |                                            |                                            |                                            |                                            |                                            |                                            |                                            |                                            |                                            |                                            |                                            |                                            |                                            |                                            |                                            |                                            |                                            |                                            |                                            |                                            |                                            |                                            |                                            |                                            |                                            |                                            |                                            |                                            |                                            |                                            |                                            |                                            |                                            |                                            |                                            |                                            |                                            |                                            |                                            |                                            |                                            |                                            |                                            |                                            |                                            |                                            |                                            |                                            |                                            |                                            |                                            |                                            |                                            |                                            |                                            |                                            |                                            |                                            |                                            |                                            |                                            |                                            |                                            |                                            |                                            |                                            |                                            |                                            |                                            |                                            |                                            |                                            |                                            |                                            |                                            |                                            |                                            |                                            |                                            |                                            |                                            |                                            |                                            |                                            |                                            |                                            |                                            |                                            |                                            |                                            |                                            |                                            |                                            |                                            |                                            |                                            |                                            |                                            |                                            |                                            |                                            |                                            |                                            |                                            |                                            |                                            |                                            |                                            |                                            |                                            |                                            |                                            |                                            |                                            |                                            |                                            |                                            |                                            |                                            |                                            |                                            |                                            |                                            |                                            |                                            |                                            |                                            |                                            |                                            |                                            |                                            |                                            |                                            |                                            |                                            |                                            |                                            |                                            |                                            |                                            |                                            |                                            |                                            |                                            |                                            |                                            |                                            |                                            |                                            |                                            |                                            |                                            |                                            |                                            |                                            |                                            |                                            |                                            |                                            |                                            |                                            |                                            |                                            |                                            |                                            |                                            |                                            |                                            |                                            |                                            |                                            |                                            |                                            |                                            |                                            |                                            |                                            |                                            |                                            |                                            |                                            |                                            |                                            |                                            |                                            |                                            |                                            |                                            |                                            |                                            |                                            |                                            |                                            |                                            |                                            |                                            |                                            |                                            |                                            |                                            |                                            |                                            |                                            |                                            |                                            |                                            |                                            |                                            |                                            |                                            |                                            |                                            |                                            |                                            |                                            |                                            |                                            |                                            |                                            |                                            |                                            |                                            |                                            |                                            |                                            |                                            |                                            |                                            |                                            |                                            |                                            |                                            |                                            |                                            |                                            |                                            |                                            |                                            |                                            |                                            |                                            |                                            |                                            |                                            |                                            |                                            |                                            |                                            |                                            |                                            |                                            |                                            |                                            |                                            |                                            |                                            |                                            |                                            |                                            |                                            |                                            |                                            |                                            |                                            |                                            |                                            |                                            |                                            |                                            |                                            |                                            |                                            |                                            |                                            |                                            |                                            |                                            |                                            |                                            |                                            |                                            |                                            |                                            |                                            |                                            |                                            |                                            |                                            |                                            |                                            |                                            |                                            |                                            |                                            |                                            |                                            |                                            |                                            |                                            |                                            |                                            |                                            |                                            |                                            |                                            |                                            |                                            |                                            |                                            |                                            |                                            |                                            |                                            |                                            |                                            |                                            |                                            |                                            |                                            |                                            |                                            |                                            |                                            |                                            |                                            |                                            |                                            |                                            |                                            |                                            |                                            |                                            |                                            |                                            |                                            |                                            |                                            |                                            |                                            |                                            |                                            |                                            |                                            |                                            |                                            |                                            |                                            |                                            |                                            |                                            |                                            |                                            |                                            |                                            |                                            |                                            |                                            |                                            |                                            |                                            |                                            |                                            |                                            |                                            |                                            |                                            |                                            |                                            |                                            |                                            |                                            |                                            |                                            |                                            |                                            |                                            |                                            |                                            |                                            |                                            |                                            |                                            |                                            |                                            |                                            |                                            |                                            |                                            |                                            |                                            |                                            |                                            |                                            |                                            |                                            |                                            |                                            |                                            |                                            |                                            |                                            |                                            |                                            |                                            |                                            |                                            |                                            |                                            |                                            |                                            |                                            |                                            |                                            |                                            |                                            |                                            |                                            |                                            |                                            |                                            |                                            |                                            |                                            |                                            |                                            |                                            |                                            |                                            |                                            |                                            |                                            |                                            |                                            |                                            |                                            |                                            |                                            |                                            |                                            |                                            |                                            |                                            |                                            |                                            |                                            |                                            |                                            |                                            |                                            |                                            |                                            |                                            |                                            |                                            |                                            |                                            |                                            |                                            |                                            |                                            |                                            |                                            |                                            |                                            |                                            |                                            |                                            |                                            |                                            |                                            |                                            |                                            |                                            |                                            |                                            |                                            |                                            |                                            |                                            |                                            |                                            |                                            |                                            |                                            |                                            |                                            |                                            |                                            |                                            |                                            |                                            |                                            |                                            |                                            |                                            |                                            |                                            |                                            |                                            |                                            |                                            |                                            |                                            |                                            |                                            |                                            |                                            |                                            |                                            |                                            |                                            |                                            |                                            |                                            |                                            |                                            |                                            |                                            |                                            |                                            |                                            |                                            |                                            |                                            |                                            |                                            |                                            |                                            |                                            |                                            |                                            |                                            |                                            |                                            |                                            |                                            |                                            |                                            |                                            |                                            |                                            |                                            |                                            |                                            |                                            |                                            |                                            |                                            |                                            |                                            |                                            |                                            |                                            |                                            |                                            |                                            |                                            |                                            |                                            |                                            |                                            |                                            |                                            |                                            |                                            |                                            |                                            |                                            |                                            |                                            |                                            |                                            |                                            |                                            |                                            |                                            |                                            |                                            |                                            |                                            |                                            |                                            |                                            |                                            |                                            |                                            |                                            |                                            |                                            |                                            |                                            |                                            |                                            |                                            |                                            |                                            |                                            |                                            |                                            |                                            |                                            |                                            |                                            |                                            |                                            |                                            |                                            |                                            |                                            |                                            |                                            |                                            |                                            |                                            |                                            |                                            |                                            |                                            |                                            |                                            |                                            |                                            |                                            |                                            |                                            |                                            |                                            |                                            |                                            |                                            |                                            |                                            |                                            |                                            |                                            |                                            |                                            |                                            |                                            |                                            |                                            |                                            |                                            |                                            |                                            |                                            |                                            |                                            |                                            |                                            |                                            |                                            |                                            |                                            |                                            |                                            |                                            |                                            |                                            |                                            |                                            |                                            |                                            |                                            |                                            |                                            |                                            |                                            |                                            |                                            |                                            |                                            |                                            |                                            |                                            |                                            |                                            |                                            |                                            |                                            |                                            |                                            |                                            |                                            |                                            |                                            |                                            |                                            |                                            |                                            |                                            |                                            |                                            |                                            |                                            |                                            |                                            |                                            |                                            |                                            |                                            |                                            |                                            |                                            |                                            |                                            |                                            |                                            |                                            |                                            |                                            |                                            |                                            |                                            |                                            |                                            |                                            |                                            |                                            |                                            |                                            |                                            |                                            |                                            |                                            |                                            |                                            |                                            |                                            |                                            |                                            |                                            |                                            |                                            |                                            |                                            |                                            |                                            |                                            |                                            |                                            |                                            |                                            |                                            |                                            |                                            |                                            |                                            |                                            |                                            |                                            |                                            |                                            |                                            |                                            |                                            |                                            |                                            |                                            |                                            |                                            |                                            |                                            |                                            |                                            |                                            |                                            |                                            |                                            |                                            |                                            |                                            |                                            |                                            |                                            |                                            |                                            |                                            |                                            |                                            |                                            |                                            |                                            |                                            |                                            |                                            |                                            |                                            |                                            |                                            |                                            |                                            |                                            |                                            |                                            |                                            |                                            |                                            |                                            |                                            |                                            |                                            |                                            |                                            |                                            |                                            |                                            |                                            |                                            |                                            |                                            |                                            |                                            |                                            |                                            |                                            |                                            |                                            |                                            |                                            |                                            |                                            |                                            |                                            |                                            |                                            |                                            |                                            |                                            |                                            |                                            |                                            |                                            |                                            |                                            |                                            |                                            |                                            |                                            |                                            |                                            |                                            |                                            |                                            |                                            |                                            |                                            |                                            |                                            |                                            |                                            |                                            |                                            |                                            |                                            |                                            |                                            |                                            |                                            |                                            |                                            |                                            |                                            |                                            |                                            |                                            |                                            |                                            |                                            |                                            |                                            |                                            |                                            |                                            |                                            |                                            |                                            |                                            |                                            |                                            |                                            |                                            |                                            |                                            |                                            |                                            |                                            |                                            |                                            |                                            |                                            |                                            |                                            |                                            |                                            |                                            |                                            |                                            |                                            |                                            |                                            |                                            |                                            |                                            |                                            |                                            |                                            |                                            |                                            |                                            |                                            |                                            |                                            |                                            |                                            |                                            |                                            |                                            |                                            |                                            |                                            |                                            |                                            |                                            |                                            |                                            |                                            |                                            |                                            |                                            |                                            |                                            |                                            |                                            |                                            |                                            |                                            |                                            |                                            |                                            |                                            |                                            |                                            |                                            |                                            |                                            |                                            |                                            |                                            |                                            |                                            |                                            |                                            |                                            |                                            |                                            |                                            |                                            |                                            |                                            |                                            |                                            |                                            |                                            |                                            |                                            |                                            |                                            |                                            |                                            |                                            |                                            |                                            |                                            |                                            |                                            |                                            |                                            |                                            |                                            |                                            |                                            |                                            |                                            |                                            |                                            |                                            |                                            |                                            |                                            |                                            |                                            |                                            |                                            |                                            |                                            |                                            |                                            |                                            |                                            |                                            |                                            |                                            |                                            |                                            |                                            |                                            |                                            |                                            |                                            |                                            |                                            |                                            |                                            |                                            |                                            |                                            |                                            |                                            |                                            |                                            |                                            |                                            |                                            |                                            |                                            |                                            |                                            |                                            |                                            |                                            |                                            |                                            |                                            |                                            |                                            |                                            |                                            |                                            |                                            |                                            |                                            |                                            |                                            |                                            |                                            |                                            |                                            |                                            |                                            |                                            |                                            |                                            |                                            |                                            |                                            |
| 14   | 1 240 m                     | Pont Zhangzhou Xiamen           | 230                                        | 230                                        | 230                                        | 230                                        | 230                                        | 230                                        | 230                                        | 230                                        | 230                                        | 230                                        | 230                                        | 230                                        | 230                                        | 230                                        | 230                                        | 230                                        | 230                                        | 230                                        | 230                                        | 230                                        | 230                                        | 230                                        | 230                                        | 230                                        | 230                                        | 230                                        | 230                                        | 230                                        | 230                                        | 230                                        | 230                                        | 230                                        | 230                                        | 230                                        | 230                                        | 230                                        | 230                                        | 230                                        | 230                                        | 230                                        | 230                                        | 230                                        | 230                                        | 230                                        | 230                                        | 230                                        | 230                                        | 230                                        | 230                                        | 230                                        | 230                                        | 230                                        | 230                                        | 230                                        | 230                                        | 230                                        | 230                                        | 230                                        | 230                                        | 230                                        | 230                                        | 230                                        | 230                                        | 230                                        | 230                                        | 230                                        | 230                                        | 230                                        | 230                                        | 230                                        | 230                                        | 230                                        | 230                                        | 230                                        | 230                                        | 230                                        | 230                                        | 230                                        | 230                                        | 230                                        | 230                                        | 230                                        | 230                                        | 230                                        | 230                                        | 230                                        | 230                                        | 230                                        | 230                                        | 230                                        | 230                                        | 230                                        | 230                                        | 230                                        | 230                                        | 230                                        | 230                                        | 230                                        | 230                                        | 230                                        | 230                                        | 230                                        | 230                                        | 230                                        | 230                                        | 230                                        | 230                                        | 230                                        | 230                                        | 230                                        | 230                                        | 230                                        | 230                                        | 230                                        | 230                                        | 230                                        | 230                                        | 230                                        | 230                                        | 230                                        | 230                                        | 230                                        | 230                                        | 230                                        | 230                                        | 230                                        | 230                                        | 230                                        | 230                                        | 230                                        | 230                                        | 230                                        | 230                                        | 230                                        | 230                                        | 230                                        | 230                                        | 230                                        | 230                                        | 230                                        | 230                                        | 230                                        | 230                                        | 230                                        | 230                                        | 230                                        | 230                                        | 230                                        | 230                                        | 230                                        | 230                                        | 230                                        | 230                                        | 230                                        | 230                                        | 230                                        | 230                                        | 230                                        | 230                                        | 230                                        | 230                                        | 230                                        | 230                                        | 230                                        | 230                                        | 230                                        | 230                                        | 230                                        | 230                                        | 230                                        | 230                                        | 230                                        | 230                                        | 230                                        | 230                                        | 230                                        | 230                                        | 230                                        | 230                                        | 230                                        | 230                                        | 230                                        | 230                                        | 230                                        | 230                                        | 230                                        | 230                                        | 230                                        | 230                                        | 230                                        | 230                                        | 230                                        | 230                                        | 230                                        | 230                                        | 230                                        | 230                                        | 230                                        | 230                                        | 230                                        | 230                                        | 230                                        | 230                                        | 230                                        | 230                                        | 230                                        | 230                                        | 230                                        | 230                                        | 230                                        | 230                                        | 230                                        | 230                                        | 230                                        | 230                                        | 230                                        | 230                                        | 230                                        | 230                                        | 230                                        | 230                                        | 230                                        | 230                                        | 230                                        | 230                                        | 230                                        | 230                                        | 230                                        | 230                                        | 230                                        | 780                                        | 780                                        | 780                                        | 780                                        | 780                                        | 780                                        | 780                                        | 780                                        | 780                                        | 780                                        | 780                                        | 780                                        | 780                                        | 780                                        | 780                                        | 780                                        | 780                                        | 780                                        | 780                                        | 780                                        | 780                                        | 780                                        | 780                                        | 780                                        | 780                                        | 780                                        | 780                                        | 780                                        | 780                                        | 780                                        | 780                                        | 780                                        | 780                                        | 780                                        | 780                                        | 780                                        | 780                                        | 780                                        | 780                                        | 780                                        | 780                                        | 780                                        | 780                                        | 780                                        | 780                                        | 780                                        | 780                                        | 780                                        | 780                                        | 780                                        | 780                                        | 780                                        | 780                                        | 780                                        | 780                                        | 780                                        | 780                                        | 780                                        | 780                                        | 780                                        | 780                                        | 780                                        | 780                                        | 780                                        | 780                                        | 780                                        | 780                                        | 780                                        | 780                                        | 780                                        | 780                                        | 780                                        | 780                                        | 780                                        | 780                                        | 780                                        | 780                                        | 780                                        | 780                                        | 780                                        | 780                                        | 780                                        | 780                                        | 780                                        | 780                                        | 780                                        | 780                                        | 780                                        | 780                                        | 780                                        | 780                                        | 780                                        | 780                                        | 780                                        | 780                                        | 780                                        | 780                                        | 780                                        | 780                                        | 780                                        | 780                                        | 780                                        | 780                                        | 780                                        | 780                                        | 780                                        | 780                                        | 780                                        | 780                                        | 780                                        | 780                                        | 780                                        | 780                                        | 780                                        | 780                                        | 780                                        | 780                                        | 780                                        | 780                                        | 780                                        | 780                                        | 780                                        | 780                                        | 780                                        | 780                                        | 780                                        | 780                                        | 780                                        | 780                                        | 780                                        | 780                                        | 780                                        | 780                                        | 780                                        | 780                                        | 780                                        | 780                                        | 780                                        | 780                                        | 780                                        | 780                                        | 780                                        | 780                                        | 780                                        | 780                                        | 780                                        | 780                                        | 780                                        | 780                                        | 780                                        | 780                                        | 780                                        | 780                                        | 780                                        | 780                                        | 780                                        | 780                                        | 780                                        | 780                                        | 780                                        | 780                                        | 780                                        | 780                                        | 780                                        | 780                                        | 780                                        | 780                                        | 780                                        | 780                                        | 780                                        | 780                                        | 780                                        | 780                                        | 780                                        | 780                                        | 780                                        | 780                                        | 780                                        | 780                                        | 780                                        | 780                                        | 780                                        | 780                                        | 780                                        | 780                                        | 780                                        | 780                                        | 780                                        | 780                                        | 780                                        | 780                                        | 780                                        | 780                                        | 780                                        | 780                                        | 780                                        | 780                                        | 780                                        | 780                                        | 780                                        | 780                                        | 780                                        | 780                                        | 780                                        | 780                                        | 780                                        | 780                                        | 780                                        | 780                                        | 780                                        | 780                                        | 780                                        | 780                                        | 780                                        | 780                                        | 780                                        | 780                                        | 780                                        | 780                                        | 780                                        | 780                                        | 780                                        | 780                                        | 780                                        | 780                                        | 780                                        | 780                                        | 780                                        | 780                                        | 780                                        | 780                                        | 780                                        | 780                                        | 780                                        | 780                                        | 780                                        | 780                                        | 780                                        | 780                                        | 780                                        | 780                                        | 780                                        | 780                                        | 780                                        | 780                                        | 780                                        | 780                                        | 780                                        | 780                                        | 780                                        | 780                                        | 780                                        | 780                                        | 780                                        | 780                                        | 780                                        | 780                                        | 780                                        | 780                                        | 780                                        | 780                                        | 780                                        | 780                                        | 780                                        | 780                                        | 780                                        | 780                                        | 780                                        | 780                                        | 780                                        | 780                                        | 780                                        | 780                                        | 780                                        | 780                                        | 780                                        | 780                                        | 780                                        | 780                                        | 780                                        | 780                                        | 780                                        | 780                                        | 780                                        | 780                                        | 780                                        | 780                                        | 780                                        | 780                                        | 780                                        | 780                                        | 780                                        | 780                                        | 780                                        | 780                                        | 780                                        | 780                                        | 780                                        | 780                                        | 780                                        | 780                                        | 780                                        | 780                                        | 780                                        | 780                                        | 780                                        | 780                                        | 780                                        | 780                                        | 780                                        | 780                                        | 780                                        | 780                                        | 780                                        | 780                                        | 780                                        | 780                                        | 780                                        | 780                                        | 780                                        | 780                                        | 780                                        | 780                                        | 780                                        | 780                                        | 780                                        | 780                                        | 780                                        | 780                                        | 780                                        | 780                                        | 780                                        | 780                                        | 780                                        | 780                                        | 780                                        | 780                                        | 780                                        | 780                                        | 780                                        | 780                                        | 780                                        | 780                                        | 780                                        | 780                                        | 780                                        | 780                                        | 780                                        | 780                                        | 780                                        | 780                                        | 780                                        | 780                                        | 780                                        | 780                                        | 780                                        | 780                                        | 780                                        | 780                                        | 780                                        | 780                                        | 780                                        | 780                                        | 780                                        | 780                                        | 780                                        | 780                                        | 780                                        | 780                                        | 780                                        | 780                                        | 780                                        | 780                                        | 780                                        | 780                                        | 780                                        | 780                                        | 780                                        | 780                                        | 780                                        | 780                                        | 780                                        | 780                                        | 780                                        | 780                                        | 780                                        | 780                                        | 780                                        | 780                                        | 780                                        | 780                                        | 780                                        | 780                                        | 780                                        | 780                                        | 780                                        | 780                                        | 780                                        | 780                                        | 780                                        | 780                                        | 780                                        | 780                                        | 780                                        | 780                                        | 780                                        | 780                                        | 780                                        | 780                                        | 780                                        | 780                                        | 780                                        | 780                                        | 780                                        | 780                                        | 780                                        | 780                                        | 780                                        | 780                                        | 780                                        | 780                                        | 780                                        | 780                                        | 780                                        | 780                                        | 780                                        | 780                                        | 780                                        | 780                                        | 780                                        | 780                                        | 780                                        | 780                                        | 780                                        | 780                                        | 780                                        | 780                                        | 780                                        | 780                                        | 780                                        | 780                                        | 780                                        | 780                                        | 780                                        | 780                                        | 780                                        | 780                                        | 780                                        | 780                                        | 780                                        | 780                                        | 780                                        | 780                                        | 780                                        | 780                                        | 780                                        | 780                                        | 780                                        | 780                                        | 780                                        | 780                                        | 780                                        | 780                                        | 780                                        | 780                                        | 780                                        | 780                                        | 780                                        | 780                                        | 780                                        | 780                                        | 780                                        | 780                                        | 780                                        | 780                                        | 780                                        | 780                                        | 780                                        | 780                                        | 780                                        | 780                                        | 780                                        | 780                                        | 780                                        | 780                                        | 780                                        | 780                                        | 780                                        | 780                                        | 780                                        | 780                                        | 780                                        | 780                                        | 780                                        | 780                                        | 780                                        | 780                                        | 780                                        | 780                                        | 780                                        | 780                                        | 780                                        | 780                                        | 780                                        | 780                                        | 780                                        | 780                                        | 780                                        | 780                                        | 780                                        | 780                                        | 780                                        | 780                                        | 780                                        | 780                                        | 780                                        | 780                                        | 780                                        | 780                                        | 780                                        | 780                                        | 780                                        | 780                                        | 780                                        | 780                                        | 780                                        | 780                                        | 780                                        | 780                                        | 780                                        | 780                                        | 780                                        | 780                                        | 780                                        | 780                                        | 780                                        | 780                                        | 780                                        | 780                                        | 780                                        | 780                                        | 780                                        | 780                                        | 780                                        | 780                                        | 780                                        | 780                                        | 780                                        | 780                                        | 780                                        | 780                                        | 780                                        | 780                                        | 780                                        | 780                                        | 780                                        | 780                                        | 780                                        | 780                                        | 780                                        | 780                                        | 780                                        | 780                                        | 780                                        | 780                                        | 780                                        | 780                                        | 780                                        | 780                                        | 780                                        | 780                                        | 780                                        | 780                                        | 780                                        | 780                                        | 780                                        | 780                                        | 780                                        | 780                                        | 780                                        | 780                                        | 780                                        | 780                                        | 780                                        | 780                                        | 780                                        | 780                                        | 780                                        | 780                                        | 780                                        | 780                                        | 780                                        | 780                                        | 780                                        | 780                                        | 780                                        | 780                                        | 780                                        | 780                                        | 780                                        | 780                                        | 780                                        | 780                                        | 780                                        | 780                                        | 780                                        | 780                                        | 780                                        | 780                                        | 780                                        | 780                                        | 780                                        | 780                                        | 780                                        | 780                                        | 780                                        | 780                                        | 780                                        | 780                                        | 780                                        | 780                                        | 780                                        | 780                                        | 780                                        | 780                                        | 780                                        | 780                                        | 780                                        | 780                                        | 780                                        | 780                                        | 780                                        | 780                                        | 780                                        | 780                                        | 780                                        | 780                                        | 780                                        | 780                                        | 780                                        | 780                                        | 780                                        | 780                                        | 780                                        | 780                                        | 780                                        | 780                                        | 780                                        | 780                                        | 780                                        | 780                                        | 780                                        | 780                                        | 780                                        | 780                                        | 780                                        | 780                                        | 780                                        | 780                                        | 780                                        | 780                                        | 780                                        | 780                                        | 780                                        | 780                                        | 780                                        | 780                                        | 780                                        | 780                                        | 780                                        | 780                                        | 780                                        | 780                                        | 780                                        | 780                                        | 780                                        | 780                                        | 780                                        | 780                                        | 780                                        | 780                                        | 780                                        | 780                                        | 780                                        | 780                                        | 780                                        | 780                                        | 780                                        | 780                                        | 780                                        | 780                                        | 780                                        | 780                                        | 780                                        | 780                                        | 780                                        | 780                                        | 780                                        | 780                                        | 780                                        | 780                                        | 780                                        | 780                                        | 780                                        | 780                                        | 780                                        | 780                                        | 780                                        | 780                                        | 780                                        | 780                                        | 780                                        | 780                                        | 780                                        | 780                                        | 780                                        | 780                                        | 780                                        | 780                                        | 780                                        | 780                                        | 780                                        | 780                                        | 780                                        | 780                                        | 780                                        | 780                                        | 780                                        | 780                                        | 780                                        | 780                                        | 780                                        | 780                                        | 780                                        | 780                                        | 780                                        | 780                                        | 780                                        | 780                                        | 780                                        | 780                                        | 780                                        | 780                                        | 780                                        | 780                                        | 780                                        | 780                                        | 780                                        | 780                                        | 780                                        | 780                                        | 780                                        | 780                                        | 780                                        | 780                                        | 780                                        | 780                                        | 780                                        | 780                                        | 780                                        | 780                                        | 780                                        | 780                                        | 780                                        | 780                                        | 780                                        | 780                                        | 780                                        | 780                                        | 780                                        | 780                                        | 780                                        | 780                                        | 780                                        | 780                                        | 780                                        | 780                                        | 780                                        | 780                                        | 780                                        | 230                                        | 230                                        | 230                                        | 230                                        | 230                                        | 230                                        | 230                                        | 230                                        | 230                                        | 230                                        | 230                                        | 230                                        | 230                                        | 230                                        | 230                                        | 230                                        | 230                                        | 230                                        | 230                                        | 230                                        | 230                                        | 230                                        | 230                                        | 230                                        | 230                                        | 230                                        | 230                                        | 230                                        | 230                                        | 230                                        | 230                                        | 230                                        | 230                                        | 230                                        | 230                                        | 230                                        | 230                                        | 230                                        | 230                                        | 230                                        | 230                                        | 230                                        | 230                                        | 230                                        | 230                                        | 230                                        | 230                                        | 230                                        | 230                                        | 230                                        | 230                                        | 230                                        | 230                                        | 230                                        | 230                                        | 230                                        | 230                                        | 230                                        | 230                                        | 230                                        | 230                                        | 230                                        | 230                                        | 230                                        | 230                                        | 230                                        | 230                                        | 230                                        | 230                                        | 230                                        | 230                                        | 230                                        | 230                                        | 230                                        | 230                                        | 230                                        | 230                                        | 230                                        | 230                                        | 230                                        | 230                                        | 230                                        | 230                                        | 230                                        | 230                                        | 230                                        | 230                                        | 230                                        | 230                                        | 230                                        | 230                                        | 230                                        | 230                                        | 230                                        | 230                                        | 230                                        | 230                                        | 230                                        | 230                                        | 230                                        | 230                                        | 230                                        | 230                                        | 230                                        | 230                                        | 230                                        | 230                                        | 230                                        | 230                                        | 230                                        | 230                                        | 230                                        | 230                                        | 230                                        | 230                                        | 230                                        | 230                                        | 230                                        | 230                                        | 230                                        | 230                                        | 230                                        | 230                                        | 230                                        | 230                                        | 230                                        | 230                                        | 230                                        | 230                                        | 230                                        | 230                                        | 230                                        | 230                                        | 230                                        | 230                                        | 230                                        | 230                                        | 230                                        | 230                                        | 230                                        | 230                                        | 230                                        | 230                                        | 230                                        | 230                                        | 230                                        | 230                                        | 230                                        | 230                                        | 230                                        | 230                                        | 230                                        | 230                                        | 230                                        | 230                                        | 230                                        | 230                                        | 230                                        | 230                                        | 230                                        | 230                                        | 230                                        | 230                                        | 230                                        | 230                                        | 230                                        | 230                                        | 230                                        | 230                                        | 230                                        | 230                                        | 230                                        | 230                                        | 230                                        | 230                                        | 230                                        | 230                                        | 230                                        | 230                                        | 230                                        | 230                                        | 230                                        | 230                                        | 230                                        | 230                                        | 230                                        | 230                                        | 230                                        | 230                                        | 230                                        | 230                                        | 230                                        | 230                                        | 230                                        | 230                                        | 230                                        | 230                                        | 230                                        | 230                                        | 230                                        | 230                                        | 230                                        | 230                                        | 230                                        | 230                                        | 230                                        | 230                                        | 230                                        | 230                                        | 230                                        | 230                                        | 230                                        | 230                                        | 230                                        | 230                                        | 230                                        | 230                                        | 230                                        | 230                                        | 230                                        | 230                                        | 230                                        | 230                                        | 230                                        | 230                                        | 230                                        | 230                                        | 230                                        | 230                                        | 230                                        |                                            |                                            |                                            |                                            |                                            |                                            |                                            |                                            |                                            |                                            |                                            |                                            |                                            |                                            |                                            |                                            |                                            |                                            |                                            |                                            |                                            |                                            |                                            |                                            |                                            |                                            |                                            |                                            |                                            |                                            |                                            |                                            |                                            |                                            |                                            |                                            |                                            |                                            |                                            |                                            |                                            |                                            |                                            |                                            |                                            |                                            |                                            |                                            |                                            |                                            |                                            |                                            |                                            |                                            |                                            |                                            |                                            |                                            |                                            |                                            |                                            |                                            |                                            |                                            |                                            |                                            |                                            |                                            |                                            |                                            |                                            |                                            |                                            |                                            |                                            |                                            |                                            |                                            |                                            |                                            |                                            |                                            |                                            |                                            |                                            |                                            |                                            |                                            |                                            |                                            |                                            |                                            |                                            |                                            |                                            |                                            |                                            |                                            |                                            |                                            |                                            |                                            |                                            |                                            |                                            |                                            |                                            |                                            |                                            |                                            |                                            |                                            |                                            |                                            |                                            |                                            |                                            |                                            |                                            |                                            |                                            |                                            |                                            |                                            |                                            |                                            |                                            |                                            |                                            |                                            |                                            |                                            |                                            |                                            |                                            |                                            |                                            |                                            |                                            |                                            |                                            |                                            |                                            |                                            |                                            |                                            |                                            |                                            |                                            |                                            |                                            |                                            |                                            |                                            |                                            |                                            |                                            |                                            |                                            |                                            |                                            |                                            |                                            |                                            |                                            |                                            |                                            |                                            |                                            |                                            |                                            |                                            |                                            |                                            |                                            |                                            |                                            |                                            |                                            |                                            |                                            |                                            |                                            |                                            |                                            |                                            |                                            |                                            |                                            |                                            |                                            |                                            |                                            |                                            |                                            |                                            |                                            |                                            |                                            |                                            |                                            |                                            |                                            |                                            |                                            |                                            |                                            |                                            |                                            |                                            |                                            |                                            |                                            |                                            |                                            |                                            |                                            |                                            |                                            |                                            |                                            |                                            |                                            |                                            |                                            |                                            |                                            |                                            |                                            |                                            |                                            |                                            |                                            |                                            |                                            |                                            |                                            |                                            |                                            |                                            |                                            |                                            |                                            |                                            |                                            |                                            |                                            |                                            |                                            |                                            |                                            |                                            |                                            |                                            |                                            |                                            |                                            |                                            |                                            |                                            |                                            |                                            |                                            |                                            |                                            |                                            |                                            |                                            |                                            |                                            |                                            |                                            |                                            |                                            |                                            |                                            |                                            |                                            |                                            |                                            |                                            |                                            |                                            |                                            |                                            |                                            |                                            |                                            |                                            |                                            |                                            |                                            |                                            |                                            |                                            |                                            |                                            |                                            |                                            |                                            |                                            |                                            |                                            |                                            |                                            |                                            |                                            |                                            |                                            |                                            |                                            |                                            |                                            |                                            |                                            |                                            |                                            |                                            |                                            |                                            |                                            |                                            |                                            |                                            |                                            |                                            |                                            |                                            |                                            |                                            |                                            |                                            |                                            |                                            |                                            |                                            |                                            |                                            |                                            |                                            |                                            |                                            |                                            |                                            |                                            |                                            |                                            |                                            |                                            |                                            |                                            |                                            |                                            |                                            |                                            |                                            |                                            |                                            |                                            |                                            |                                            |                                            |                                            |                                            |                                            |                                            |                                            |                                            |                                            |                                            |                                            |                                            |                                            |                                            |                                            |                                            |                                            |                                            |                                            |                                            |                                            |                                            |                                            |                                            |                                            |                                            |                                            |                                            |                                            |                                            |                                            |                                            |                                            |                                            |                                            |                                            |                                            |                                            |                                            |                                            |                                            |                                            |                                            |                                            |                                            |                                            |                                            |                                            |                                            |                                            |                                            |                                            |                                            |                                            |                                            |                                            |                                            |                                            |                                            |                                            |                                            |                                            |                                            |                                            |                                            |                                            |                                            |                                            |                                            |                                            |                                            |                                            |                                            |                                            |                                            |                                            |                                            |                                            |                                            |                                            |                                            |                                            |                                            |                                            |                                            |                                            |                                            |                                            |                                            |                                            |                                            |                                            |                                            |                                            |                                            |                                            |                                            |                                            |                                            |                                            |                                            |                                            |                                            |                                            |                                            |                                            |                                            |                                            |                                            |                                            |                                            |                                            |                                            |                                            |                                            |                                            |                                            |                                            |                                            |                                            |                                            |                                            |                                            |                                            |                                            |                                            |                                            |                                            |                                            |                                            |                                            |                                            |                                            |                                            |                                            |                                            |                                            |                                            |                                            |                                            |                                            |                                            |                                            |                                            |                                            |                                            |                                            |                                            |                                            |                                            |                                            |                                            |                                            |                                            |                                            |                                            |                                            |                                            |                                            |                                            |                                            |                                            |                                            |                                            |                                            |                                            |                                            |                                            |                                            |                                            |                                            |                                            |                                            |                                            |                                            |                                            |                                            |                                            |                                            |                                            |                                            |                                            |                                            |                                            |                                            |                                            |                                            |                                            |                                            |                                            |                                            |                                            |                                            |                                            |                                            |                                            |                                            |                                            |                                            |                                            |                                            |                                            |                                            |                                            |                                            |                                            |                                            |                                            |                                            |                                            |                                            |                                            |                                            |                                            |                                            |                                            |                                            |                                            |                                            |                                            |                                            |                                            |                                            |                                            |                                            |                                            |                                            |                                            |                                            |                                            |                                            |                                            |                                            |                                            |                                            |                                            |                                            |                                            |                                            |                                            |                                            |                                            |                                            |                                            |                                            |                                            |                                            |                                            |                                            |                                            |                                            |                                            |                                            |                                            |                                            |                                            |                                            |                                            |                                            |                                            |                                            |                                            |                                            |                                            |                                            |                                            |                                            |                                            |                                            |                                            |                                            |                                            |                                            |                                            |                                            |                                            |                                            |                                            |                                            |                                            |                                            |                                            |                                            |                                            |                                            |                                            |                                            |                                            |                                            |                                            |                                            |                                            |                                            |                                            |                                            |                                            |                                            |                                            |                                            |                                            |                                            |                                            |                                            |                                            |                                            |                                            |                                            |                                            |                                            |                                            |                                            |                                            |                                            |                                            |                                            |                                            |                                            |                                            |                                            |                                            |                                            |                                            |                                            |                                            |                                            |                                            |                                            |                                            |                                            |                                            |                                            |                                            |                                            |                                            |                                            |                                            |                                            |                                            |                                            |                                            |                                            |                                            |                                            |                                            |                                            |                                            |                                            |                                            |                                            |                                            |                                            |                                            |                                            |                                            |                                            |                                            |                                            |                                            |                                            |                                            |                                            |                                            |                                            |                                            |                                            |                                            |                                            |                                            |                                            |                                            |                                            |                                            |                                            |                                            |                                            |                                            |                                            |                                            |                                            |                                            |                                            |                                            |                                            |                                            |                                            |                                            |                                            |                                            |                                            |                                            |                                            |                                            |                                            |                                            |                                            |                                            |                                            |                                            |                                            |                                            |                                            |                                            |                                            |                                            |                                            |                                            |                                            |                                            |                                            |                                            |                                            |                                            |                                            |                                            |                                            |                                            |                                            |                                            |                                            |                                            |                                            |                                            |                                            |                                            |                                            |                                            |                                            |                                            |                                            |                                            |                                            |                                            |                                            |                                            |                                            |                                            |                                            |                                            |                                            |                                            |                                            |                                            |                                            |                                            |                                            |                                            |                                            |                                            |                                            |                                            |                                            |                                            |                                            |                                            |                                            |                                            |                                            |                                            |                                            |                                            |                                            |                                            |                                            |                                            |                                            |                                            |                                            |                                            |                                            |                                            |                                            |                                            |                                            |                                            |                                            |                                            |                                            |                                            |                                            |                                            |                                            |                                            |                                            |                                            |                                            |                                            |                                            |                                            |                                            |                                            |                                            |                                            |                                            |                                            |                                            |                                            |                                            |                                            |                                            |                                            |                                            |                                            |                                            |                                            |                                            |                                            |                                            |                                            |                                            |                                            |                                            |                                            |                                            |                                            |                                            |                                            |                                            |                                            |                                            |                                            |                                            |                                            |                                            |                                            |                                            |                                            |                                            |                                            |                                            |                                            |                                            |                                            |                                            |                                            |                                            |                                            |                                            |                                            |                                            |                                            |                                            |                                            |                                            |                                            |                                            |                                            |                                            |                                            |                                            |                                            |                                            |                                            |                                            |                                            |                                            |                                            |                                            |                                            |                                            |                                            |                                            |                                            |                                            |                                            |                                            |                                            |                                            |                                            |                                            |                                            |                                            |                                            |                                            |                                            |                                            |                                            |                                            |                                            |                                            |                                            |                                            |                                            |                                            |                                            |                                            |                                            |                                            |                                            |                                            |                                            |                                            |                                            |                                            |                                            |                                            |                                            |                                            |                                            |                                            |                                            |                                            |                                            |                                            |                                            |                                            |                                            |                                            |                                            |                                            |                                            |                                            |                                            |                                            |                                            |                                            |                                            |                                            |                                            |                                            |                                            |                                            |                                            |                                            |                                            |                                            |                                            |                                            |                                            |                                            |                                            |                                            |                                            |                                            |                                            |                                            |                                            |                                            |                                            |                                            |                                            |                                            |                                            |                                            |                                            |                                            |                                            |                                            |                                            |                                            |                                            |                                            |                                            |                                            |                                            |                                            |                                            |                                            |                                            |                                            |                                            |                                            |                                            |                                            |                                            |                                            |                                            |                                            |                                            |                                            |                                            |                                            |                                            |                                            |                                            |                                            |                                            |                                            |                                            |                                            |                                            |                                            |                                            |                                            |                                            |                                            |                                            |                                            |                                            |                                            |                                            |                                            |                                            |                                            |                                            |                                            |                                            |                                            |                                            |                                            |                                            |                                            |                                            |                                            |                                            |                                            |                                            |                                            |                                            |                                            |                                            |                                            |                                            |                                            |                                            |                                            |                                            |                                            |                                            |                                            |                                            |                                            |                                            |                                            |                                            |                                            |                                            |                                            |                                            |                                            |                                            |                                            |                                            |                                            |                                            |                                            |                                            |                                            |                                            |                                            |                                            |                                            |                                            |                                            |                                            |                                            |                                            |                                            |                                            |                                            |                                            |                                            |                                            |                                            |                                            |                                            |                                            |                                            |                                            |                                            |                                            |                                            |                                            |                                            |                                            |                                            |                                            |                                            |                                            |                                            |                                            |                                            |                                            |                                            |                                            |                                            |                                            |                                            |                                            |                                            |                                            |                                            |                                            |                                            |                                            |                                            |                                            |                                            |                                            |                                            |                                            |                                            |                                            |                                            |                                            |                                            |                                            |                                            |                                            |                                            |                                            |                                            |                                            |                                            |                                            |                                            |                                            |                                            |                                            |                                            |                                            |                                            |                                            |                                            |                                            |                                            |                                            |                                            |                                            |                                            |                                            |                                            |                                            |                                            |                                            |                                            |                                            |                                            |                                            |                                            |                                            |                                            |                                            |                                            |                                            |                                            |                                            |                                            |                                            |                                            |                                            |                                            |                                            |                                            |                                            |                                            |                                            |                                            |                                            |                                            |                                            |                                            |                                            |                                            |                                            |                                            |                                            |                                            |                                            |                                            |                                            |                                            |                                            |                                            |                                            |                                            |                                            |                                            |                                            |                                            |                                            |                                            |                                            |                                            |                                            |                                            |                                            |                                            |                                            |                                            |                                            |                                            |                                            |                                            |                                            |                                            |                                            |                                            |                                            |                                            |                                            |                                            |                                            |                                            |                                            |                                            |                                            |                                            |                                            |                                            |                                            |                                            |                                            |                                            |                                            |                                            |                                            |                                            |                                            |                                            |                                            |                                            |                                            |                                            |                                            |                                            |                                            |                                            |                                            |                                            |                                            |                                            |                                            |                                            |                                            |                                            |                                            |                                            |                                            |                                            |                                            |                                            |                                            |                                            |                                            |                                            |                                            |                                            |                                            |                                            |                                            |
| 15   | 1 212 m                     | Pont du port de Xiangshan       | 262                                        | 262                                        | 262                                        | 262                                        | 262                                        | 262                                        | 262                                        | 262                                        | 262                                        | 262                                        | 262                                        | 262                                        | 262                                        | 262                                        | 262                                        | 262                                        | 262                                        | 262                                        | 262                                        | 262                                        | 262                                        | 262                                        | 262                                        | 262                                        | 262                                        | 262                                        | 262                                        | 262                                        | 262                                        | 262                                        | 262                                        | 262                                        | 262                                        | 262                                        | 262                                        | 262                                        | 262                                        | 262                                        | 262                                        | 262                                        | 262                                        | 262                                        | 262                                        | 262                                        | 262                                        | 262                                        | 262                                        | 262                                        | 262                                        | 262                                        | 262                                        | 262                                        | 262                                        | 262                                        | 262                                        | 262                                        | 262                                        | 262                                        | 262                                        | 262                                        | 262                                        | 262                                        | 262                                        | 262                                        | 262                                        | 262                                        | 262                                        | 262                                        | 262                                        | 262                                        | 262                                        | 262                                        | 262                                        | 262                                        | 262                                        | 262                                        | 262                                        | 262                                        | 262                                        | 262                                        | 262                                        | 262                                        | 262                                        | 262                                        | 262                                        | 262                                        | 262                                        | 262                                        | 262                                        | 262                                        | 262                                        | 262                                        | 262                                        | 262                                        | 262                                        | 262                                        | 262                                        | 262                                        | 262                                        | 262                                        | 262                                        | 262                                        | 262                                        | 262                                        | 262                                        | 262                                        | 262                                        | 262                                        | 262                                        | 262                                        | 262                                        | 262                                        | 262                                        | 262                                        | 262                                        | 262                                        | 262                                        | 262                                        | 262                                        | 262                                        | 262                                        | 262                                        | 262                                        | 262                                        | 262                                        | 262                                        | 262                                        | 262                                        | 262                                        | 262                                        | 262                                        | 262                                        | 262                                        | 262                                        | 262                                        | 262                                        | 262                                        | 262                                        | 262                                        | 262                                        | 262                                        | 262                                        | 262                                        | 262                                        | 262                                        | 262                                        | 262                                        | 262                                        | 262                                        | 262                                        | 262                                        | 262                                        | 262                                        | 262                                        | 262                                        | 262                                        | 262                                        | 262                                        | 262                                        | 262                                        | 262                                        | 262                                        | 262                                        | 262                                        | 262                                        | 262                                        | 262                                        | 262                                        | 262                                        | 262                                        | 262                                        | 262                                        | 262                                        | 262                                        | 262                                        | 262                                        | 262                                        | 262                                        | 262                                        | 262                                        | 262                                        | 262                                        | 262                                        | 262                                        | 262                                        | 262                                        | 262                                        | 262                                        | 262                                        | 262                                        | 262                                        | 262                                        | 262                                        | 262                                        | 262                                        | 262                                        | 262                                        | 262                                        | 262                                        | 262                                        | 262                                        | 262                                        | 262                                        | 262                                        | 262                                        | 262                                        | 262                                        | 262                                        | 262                                        | 262                                        | 262                                        | 262                                        | 262                                        | 262                                        | 262                                        | 262                                        | 262                                        | 262                                        | 262                                        | 262                                        | 262                                        | 262                                        | 262                                        | 262                                        | 262                                        | 262                                        | 262                                        | 262                                        | 262                                        | 262                                        | 262                                        | 262                                        | 262                                        | 262                                        | 262                                        | 262                                        | 262                                        | 262                                        | 262                                        | 262                                        | 262                                        | 262                                        | 262                                        | 262                                        | 262                                        | 262                                        | 262                                        | 262                                        | 262                                        | 262                                        | 262                                        | 262                                        | 262                                        | 262                                        | 262                                        | 262                                        | 262                                        | 262                                        | 262                                        | 262                                        | 262                                        | 262                                        | 688                                        | 688                                        | 688                                        | 688                                        | 688                                        | 688                                        | 688                                        | 688                                        | 688                                        | 688                                        | 688                                        | 688                                        | 688                                        | 688                                        | 688                                        | 688                                        | 688                                        | 688                                        | 688                                        | 688                                        | 688                                        | 688                                        | 688                                        | 688                                        | 688                                        | 688                                        | 688                                        | 688                                        | 688                                        | 688                                        | 688                                        | 688                                        | 688                                        | 688                                        | 688                                        | 688                                        | 688                                        | 688                                        | 688                                        | 688                                        | 688                                        | 688                                        | 688                                        | 688                                        | 688                                        | 688                                        | 688                                        | 688                                        | 688                                        | 688                                        | 688                                        | 688                                        | 688                                        | 688                                        | 688                                        | 688                                        | 688                                        | 688                                        | 688                                        | 688                                        | 688                                        | 688                                        | 688                                        | 688                                        | 688                                        | 688                                        | 688                                        | 688                                        | 688                                        | 688                                        | 688                                        | 688                                        | 688                                        | 688                                        | 688                                        | 688                                        | 688                                        | 688                                        | 688                                        | 688                                        | 688                                        | 688                                        | 688                                        | 688                                        | 688                                        | 688                                        | 688                                        | 688                                        | 688                                        | 688                                        | 688                                        | 688                                        | 688                                        | 688                                        | 688                                        | 688                                        | 688                                        | 688                                        | 688                                        | 688                                        | 688                                        | 688                                        | 688                                        | 688                                        | 688                                        | 688                                        | 688                                        | 688                                        | 688                                        | 688                                        | 688                                        | 688                                        | 688                                        | 688                                        | 688                                        | 688                                        | 688                                        | 688                                        | 688                                        | 688                                        | 688                                        | 688                                        | 688                                        | 688                                        | 688                                        | 688                                        | 688                                        | 688                                        | 688                                        | 688                                        | 688                                        | 688                                        | 688                                        | 688                                        | 688                                        | 688                                        | 688                                        | 688                                        | 688                                        | 688                                        | 688                                        | 688                                        | 688                                        | 688                                        | 688                                        | 688                                        | 688                                        | 688                                        | 688                                        | 688                                        | 688                                        | 688                                        | 688                                        | 688                                        | 688                                        | 688                                        | 688                                        | 688                                        | 688                                        | 688                                        | 688                                        | 688                                        | 688                                        | 688                                        | 688                                        | 688                                        | 688                                        | 688                                        | 688                                        | 688                                        | 688                                        | 688                                        | 688                                        | 688                                        | 688                                        | 688                                        | 688                                        | 688                                        | 688                                        | 688                                        | 688                                        | 688                                        | 688                                        | 688                                        | 688                                        | 688                                        | 688                                        | 688                                        | 688                                        | 688                                        | 688                                        | 688                                        | 688                                        | 688                                        | 688                                        | 688                                        | 688                                        | 688                                        | 688                                        | 688                                        | 688                                        | 688                                        | 688                                        | 688                                        | 688                                        | 688                                        | 688                                        | 688                                        | 688                                        | 688                                        | 688                                        | 688                                        | 688                                        | 688                                        | 688                                        | 688                                        | 688                                        | 688                                        | 688                                        | 688                                        | 688                                        | 688                                        | 688                                        | 688                                        | 688                                        | 688                                        | 688                                        | 688                                        | 688                                        | 688                                        | 688                                        | 688                                        | 688                                        | 688                                        | 688                                        | 688                                        | 688                                        | 688                                        | 688                                        | 688                                        | 688                                        | 688                                        | 688                                        | 688                                        | 688                                        | 688                                        | 688                                        | 688                                        | 688                                        | 688                                        | 688                                        | 688                                        | 688                                        | 688                                        | 688                                        | 688                                        | 688                                        | 688                                        | 688                                        | 688                                        | 688                                        | 688                                        | 688                                        | 688                                        | 688                                        | 688                                        | 688                                        | 688                                        | 688                                        | 688                                        | 688                                        | 688                                        | 688                                        | 688                                        | 688                                        | 688                                        | 688                                        | 688                                        | 688                                        | 688                                        | 688                                        | 688                                        | 688                                        | 688                                        | 688                                        | 688                                        | 688                                        | 688                                        | 688                                        | 688                                        | 688                                        | 688                                        | 688                                        | 688                                        | 688                                        | 688                                        | 688                                        | 688                                        | 688                                        | 688                                        | 688                                        | 688                                        | 688                                        | 688                                        | 688                                        | 688                                        | 688                                        | 688                                        | 688                                        | 688                                        | 688                                        | 688                                        | 688                                        | 688                                        | 688                                        | 688                                        | 688                                        | 688                                        | 688                                        | 688                                        | 688                                        | 688                                        | 688                                        | 688                                        | 688                                        | 688                                        | 688                                        | 688                                        | 688                                        | 688                                        | 688                                        | 688                                        | 688                                        | 688                                        | 688                                        | 688                                        | 688                                        | 688                                        | 688                                        | 688                                        | 688                                        | 688                                        | 688                                        | 688                                        | 688                                        | 688                                        | 688                                        | 688                                        | 688                                        | 688                                        | 688                                        | 688                                        | 688                                        | 688                                        | 688                                        | 688                                        | 688                                        | 688                                        | 688                                        | 688                                        | 688                                        | 688                                        | 688                                        | 688                                        | 688                                        | 688                                        | 688                                        | 688                                        | 688                                        | 688                                        | 688                                        | 688                                        | 688                                        | 688                                        | 688                                        | 688                                        | 688                                        | 688                                        | 688                                        | 688                                        | 688                                        | 688                                        | 688                                        | 688                                        | 688                                        | 688                                        | 688                                        | 688                                        | 688                                        | 688                                        | 688                                        | 688                                        | 688                                        | 688                                        | 688                                        | 688                                        | 688                                        | 688                                        | 688                                        | 688                                        | 688                                        | 688                                        | 688                                        | 688                                        | 688                                        | 688                                        | 688                                        | 688                                        | 688                                        | 688                                        | 688                                        | 688                                        | 688                                        | 688                                        | 688                                        | 688                                        | 688                                        | 688                                        | 688                                        | 688                                        | 688                                        | 688                                        | 688                                        | 688                                        | 688                                        | 688                                        | 688                                        | 688                                        | 688                                        | 688                                        | 688                                        | 688                                        | 688                                        | 688                                        | 688                                        | 688                                        | 688                                        | 688                                        | 688                                        | 688                                        | 688                                        | 688                                        | 688                                        | 688                                        | 688                                        | 688                                        | 688                                        | 688                                        | 688                                        | 688                                        | 688                                        | 688                                        | 688                                        | 688                                        | 688                                        | 688                                        | 688                                        | 688                                        | 688                                        | 688                                        | 688                                        | 688                                        | 688                                        | 688                                        | 688                                        | 688                                        | 688                                        | 688                                        | 688                                        | 688                                        | 688                                        | 688                                        | 688                                        | 688                                        | 688                                        | 688                                        | 688                                        | 688                                        | 688                                        | 688                                        | 688                                        | 688                                        | 688                                        | 688                                        | 688                                        | 688                                        | 688                                        | 688                                        | 688                                        | 688                                        | 688                                        | 688                                        | 688                                        | 688                                        | 688                                        | 688                                        | 688                                        | 688                                        | 688                                        | 688                                        | 688                                        | 688                                        | 688                                        | 688                                        | 688                                        | 688                                        | 688                                        | 688                                        | 688                                        | 688                                        | 688                                        | 688                                        | 688                                        | 688                                        | 688                                        | 688                                        | 688                                        | 688                                        | 688                                        | 688                                        | 688                                        | 688                                        | 688                                        | 688                                        | 688                                        | 688                                        | 688                                        | 688                                        | 688                                        | 688                                        | 688                                        | 688                                        | 688                                        | 688                                        | 688                                        | 688                                        | 688                                        | 688                                        | 688                                        | 688                                        | 688                                        | 688                                        | 688                                        | 688                                        | 688                                        | 688                                        | 688                                        | 688                                        | 688                                        | 688                                        | 688                                        | 688                                        | 688                                        | 688                                        | 688                                        | 688                                        | 688                                        | 688                                        | 688                                        | 688                                        | 688                                        | 688                                        | 688                                        | 688                                        | 688                                        | 688                                        | 688                                        | 688                                        | 688                                        | 688                                        | 688                                        | 688                                        | 688                                        | 688                                        | 688                                        | 688                                        | 688                                        | 688                                        | 688                                        | 688                                        | 688                                        | 688                                        | 688                                        | 688                                        | 688                                        | 688                                        | 688                                        | 688                                        | 688                                        | 688                                        | 688                                        | 688                                        | 688                                        | 688                                        | 688                                        | 688                                        | 688                                        | 688                                        | 688                                        | 688                                        | 688                                        | 688                                        | 688                                        | 688                                        | 688                                        | 688                                        | 688                                        | 688                                        | 688                                        | 688                                        | 688                                        | 688                                        | 688                                        | 688                                        | 688                                        | 688                                        | 688                                        | 688                                        | 688                                        | 688                                        | 688                                        | 688                                        | 688                                        | 688                                        | 688                                        | 688                                        | 688                                        | 688                                        | 688                                        | 688                                        | 688                                        | 688                                        | 688                                        | 688                                        | 688                                        | 688                                        | 688                                        | 688                                        | 688                                        | 688                                        | 688                                        | 688                                        | 688                                        | 688                                        | 688                                        | 688                                        | 688                                        | 688                                        | 688                                        | 688                                        | 688                                        | 688                                        | 688                                        | 688                                        | 688                                        | 688                                        | 688                                        | 688                                        | 688                                        | 688                                        | 688                                        | 688                                        | 688                                        | 688                                        | 688                                        | 688                                        | 688                                        | 688                                        | 688                                        | 688                                        | 688                                        | 688                                        | 688                                        | 688                                        | 688                                        | 688                                        | 688                                        | 688                                        | 688                                        | 688                                        | 688                                        | 688                                        | 688                                        | 688                                        | 688                                        | 688                                        | 688                                        | 688                                        | 262                                        | 262                                        | 262                                        | 262                                        | 262                                        | 262                                        | 262                                        | 262                                        | 262                                        | 262                                        | 262                                        | 262                                        | 262                                        | 262                                        | 262                                        | 262                                        | 262                                        | 262                                        | 262                                        | 262                                        | 262                                        | 262                                        | 262                                        | 262                                        | 262                                        | 262                                        | 262                                        | 262                                        | 262                                        | 262                                        | 262                                        | 262                                        | 262                                        | 262                                        | 262                                        | 262                                        | 262                                        | 262                                        | 262                                        | 262                                        | 262                                        | 262                                        | 262                                        | 262                                        | 262                                        | 262                                        | 262                                        | 262                                        | 262                                        | 262                                        | 262                                        | 262                                        | 262                                        | 262                                        | 262                                        | 262                                        | 262                                        | 262                                        | 262                                        | 262                                        | 262                                        | 262                                        | 262                                        | 262                                        | 262                                        | 262                                        | 262                                        | 262                                        | 262                                        | 262                                        | 262                                        | 262                                        | 262                                        | 262                                        | 262                                        | 262                                        | 262                                        | 262                                        | 262                                        | 262                                        | 262                                        | 262                                        | 262                                        | 262                                        | 262                                        | 262                                        | 262                                        | 262                                        | 262                                        | 262                                        | 262                                        | 262                                        | 262                                        | 262                                        | 262                                        | 262                                        | 262                                        | 262                                        | 262                                        | 262                                        | 262                                        | 262                                        | 262                                        | 262                                        | 262                                        | 262                                        | 262                                        | 262                                        | 262                                        | 262                                        | 262                                        | 262                                        | 262                                        | 262                                        | 262                                        | 262                                        | 262                                        | 262                                        | 262                                        | 262                                        | 262                                        | 262                                        | 262                                        | 262                                        | 262                                        | 262                                        | 262                                        | 262                                        | 262                                        | 262                                        | 262                                        | 262                                        | 262                                        | 262                                        | 262                                        | 262                                        | 262                                        | 262                                        | 262                                        | 262                                        | 262                                        | 262                                        | 262                                        | 262                                        | 262                                        | 262                                        | 262                                        | 262                                        | 262                                        | 262                                        | 262                                        | 262                                        | 262                                        | 262                                        | 262                                        | 262                                        | 262                                        | 262                                        | 262                                        | 262                                        | 262                                        | 262                                        | 262                                        | 262                                        | 262                                        | 262                                        | 262                                        | 262                                        | 262                                        | 262                                        | 262                                        | 262                                        | 262                                        | 262                                        | 262                                        | 262                                        | 262                                        | 262                                        | 262                                        | 262                                        | 262                                        | 262                                        | 262                                        | 262                                        | 262                                        | 262                                        | 262                                        | 262                                        | 262                                        | 262                                        | 262                                        | 262                                        | 262                                        | 262                                        | 262                                        | 262                                        | 262                                        | 262                                        | 262                                        | 262                                        | 262                                        | 262                                        | 262                                        | 262                                        | 262                                        | 262                                        | 262                                        | 262                                        | 262                                        | 262                                        | 262                                        | 262                                        | 262                                        | 262                                        | 262                                        | 262                                        | 262                                        | 262                                        | 262                                        | 262                                        | 262                                        | 262                                        | 262                                        | 262                                        | 262                                        | 262                                        | 262                                        | 262                                        | 262                                        | 262                                        | 262                                        | 262                                        | 262                                        | 262                                        | 262                                        | 262                                        | 262                                        | 262                                        | 262                                        | 262                                        | 262                                        | 262                                        | 262                                        | 262                                        | 262                                        | 262                                        | 262                                        | 262                                        | 262                                        | 262                                        | 262                                        | 262                                        | 262                                        | 262                                        | 262                                        | 262                                        | 262                                        | 262                                        | 262                                        | 262                                        | 262                                        | 262                                        |                                            |                                            |                                            |                                            |                                            |                                            |                                            |                                            |                                            |                                            |                                            |                                            |                                            |                                            |                                            |                                            |                                            |                                            |                                            |                                            |                                            |                                            |                                            |                                            |                                            |                                            |                                            |                                            |                                            |                                            |                                            |                                            |                                            |                                            |                                            |                                            |                                            |                                            |                                            |                                            |                                            |                                            |                                            |                                            |                                            |                                            |                                            |                                            |                                            |                                            |                                            |                                            |                                            |                                            |                                            |                                            |                                            |                                            |                                            |                                            |                                            |                                            |                                            |                                            |                                            |                                            |                                            |                                            |                                            |                                            |                                            |                                            |                                            |                                            |                                            |                                            |                                            |                                            |                                            |                                            |                                            |                                            |                                            |                                            |                                            |                                            |                                            |                                            |                                            |                                            |                                            |                                            |                                            |                                            |                                            |                                            |                                            |                                            |                                            |                                            |                                            |                                            |                                            |                                            |                                            |                                            |                                            |                                            |                                            |                                            |                                            |                                            |                                            |                                            |                                            |                                            |                                            |                                            |                                            |                                            |                                            |                                            |                                            |                                            |                                            |                                            |                                            |                                            |                                            |                                            |                                            |                                            |                                            |                                            |                                            |                                            |                                            |                                            |                                            |                                            |                                            |                                            |                                            |                                            |                                            |                                            |                                            |                                            |                                            |                                            |                                            |                                            |                                            |                                            |                                            |                                            |                                            |                                            |                                            |                                            |                                            |                                            |                                            |                                            |                                            |                                            |                                            |                                            |                                            |                                            |                                            |                                            |                                            |                                            |                                            |                                            |                                            |                                            |                                            |                                            |                                            |                                            |                                            |                                            |                                            |                                            |                                            |                                            |                                            |                                            |                                            |                                            |                                            |                                            |                                            |                                            |                                            |                                            |                                            |                                            |                                            |                                            |                                            |                                            |                                            |                                            |                                            |                                            |                                            |                                            |                                            |                                            |                                            |                                            |                                            |                                            |                                            |                                            |                                            |                                            |                                            |                                            |                                            |                                            |                                            |                                            |                                            |                                            |                                            |                                            |                                            |                                            |                                            |                                            |                                            |                                            |                                            |                                            |                                            |                                            |                                            |                                            |                                            |                                            |                                            |                                            |                                            |                                            |                                            |                                            |                                            |                                            |                                            |                                            |                                            |                                            |                                            |                                            |                                            |                                            |                                            |                                            |                                            |                                            |                                            |                                            |                                            |                                            |                                            |                                            |                                            |                                            |                                            |                                            |                                            |                                            |                                            |                                            |                                            |                                            |                                            |                                            |                                            |                                            |                                            |                                            |                                            |                                            |                                            |                                            |                                            |                                            |                                            |                                            |                                            |                                            |                                            |                                            |                                            |                                            |                                            |                                            |                                            |                                            |                                            |                                            |                                            |                                            |                                            |                                            |                                            |                                            |                                            |                                            |                                            |                                            |                                            |                                            |                                            |                                            |                                            |                                            |                                            |                                            |                                            |                                            |                                            |                                            |                                            |                                            |                                            |                                            |                                            |                                            |                                            |                                            |                                            |                                            |                                            |                                            |                                            |                                            |                                            |                                            |                                            |                                            |                                            |                                            |                                            |                                            |                                            |                                            |                                            |                                            |                                            |                                            |                                            |                                            |                                            |                                            |                                            |                                            |                                            |                                            |                                            |                                            |                                            |                                            |                                            |                                            |                                            |                                            |                                            |                                            |                                            |                                            |                                            |                                            |                                            |                                            |                                            |                                            |                                            |                                            |                                            |                                            |                                            |                                            |                                            |                                            |                                            |                                            |                                            |                                            |                                            |                                            |                                            |                                            |                                            |                                            |                                            |                                            |                                            |                                            |                                            |                                            |                                            |                                            |                                            |                                            |                                            |                                            |                                            |                                            |                                            |                                            |                                            |                                            |                                            |                                            |                                            |                                            |                                            |                                            |                                            |                                            |                                            |                                            |                                            |                                            |                                            |                                            |                                            |                                            |                                            |                                            |                                            |                                            |                                            |                                            |                                            |                                            |                                            |                                            |                                            |                                            |                                            |                                            |                                            |                                            |                                            |                                            |                                            |                                            |                                            |                                            |                                            |                                            |                                            |                                            |                                            |                                            |                                            |                                            |                                            |                                            |                                            |                                            |                                            |                                            |                                            |                                            |                                            |                                            |                                            |                                            |                                            |                                            |                                            |                                            |                                            |                                            |                                            |                                            |                                            |                                            |                                            |                                            |                                            |                                            |                                            |                                            |                                            |                                            |                                            |                                            |                                            |                                            |                                            |                                            |                                            |                                            |                                            |                                            |                                            |                                            |                                            |                                            |                                            |                                            |                                            |                                            |                                            |                                            |                                            |                                            |                                            |                                            |                                            |                                            |                                            |                                            |                                            |                                            |                                            |                                            |                                            |                                            |                                            |                                            |                                            |                                            |                                            |                                            |                                            |                                            |                                            |                                            |                                            |                                            |                                            |                                            |                                            |                                            |                                            |                                            |                                            |                                            |                                            |                                            |                                            |                                            |                                            |                                            |                                            |                                            |                                            |                                            |                                            |                                            |                                            |                                            |                                            |                                            |                                            |                                            |                                            |                                            |                                            |                                            |                                            |                                            |                                            |                                            |                                            |                                            |                                            |                                            |                                            |                                            |                                            |                                            |                                            |                                            |                                            |                                            |                                            |                                            |                                            |                                            |                                            |                                            |                                            |                                            |                                            |                                            |                                            |                                            |                                            |                                            |                                            |                                            |                                            |                                            |                                            |                                            |                                            |                                            |                                            |                                            |                                            |                                            |                                            |                                            |                                            |                                            |                                            |                                            |                                            |                                            |                                            |                                            |                                            |                                            |                                            |                                            |                                            |                                            |                                            |                                            |                                            |                                            |                                            |                                            |                                            |                                            |                                            |                                            |                                            |                                            |                                            |                                            |                                            |                                            |                                            |                                            |                                            |                                            |                                            |                                            |                                            |                                            |                                            |                                            |                                            |                                            |                                            |                                            |                                            |                                            |                                            |                                            |                                            |                                            |                                            |                                            |                                            |                                            |                                            |                                            |                                            |                                            |                                            |                                            |                                            |                                            |                                            |                                            |                                            |                                            |                                            |                                            |                                            |                                            |                                            |                                            |                                            |                                            |                                            |                                            |                                            |                                            |                                            |                                            |                                            |                                            |                                            |                                            |                                            |                                            |                                            |                                            |                                            |                                            |                                            |                                            |                                            |                                            |                                            |                                            |                                            |                                            |                                            |                                            |                                            |                                            |                                            |                                            |                                            |                                            |                                            |                                            |                                            |                                            |                                            |                                            |                                            |                                            |                                            |                                            |                                            |                                            |                                            |                                            |                                            |                                            |                                            |                                            |                                            |                                            |                                            |                                            |                                            |                                            |                                            |                                            |                                            |                                            |                                            |                                            |                                            |                                            |                                            |                                            |                                            |                                            |                                            |                                            |                                            |                                            |                                            |                                            |                                            |                                            |                                            |                                            |                                            |                                            |                                            |                                            |                                            |                                            |                                            |                                            |                                            |                                            |                                            |                                            |                                            |                                            |                                            |                                            |                                            |                                            |                                            |                                            |                                            |                                            |                                            |                                            |                                            |                                            |                                            |                                            |                                            |                                            |                                            |                                            |                                            |                                            |                                            |                                            |                                            |                                            |                                            |                                            |                                            |                                            |                                            |                                            |                                            |                                            |                                            |                                            |                                            |                                            |                                            |                                            |                                            |                                            |                                            |                                            |                                            |                                            |                                            |                                            |                                            |                                            |                                            |                                            |                                            |                                            |                                            |                                            |                                            |                                            |                                            |                                            |                                            |                                            |                                            |                                            |                                            |                                            |                                            |                                            |                                            |                                            |                                            |                                            |                                            |                                            |                                            |                                            |                                            |                                            |                                            |                                            |                                            |                                            |                                            |                                            |                                            |                                            |                                            |                                            |                                            |                                            |                                            |                                            |                                            |                                            |                                            |                                            |                                            |                                            |                                            |                                            |                                            |                                            |                                            |                                            |                                            |                                            |                                            |                                            |                                            |                                            |                                            |                                            |                                            |                                            |                                            |                                            |                                            |                                            |                                            |                                            |                                            |                                            |                                            |                                            |                                            |                                            |                                            |                                            |                                            |                                            |                                            |                                            |                                            |                                            |                                            |                                            |                                            |                                            |                                            |                                            |                                            |                                            |                                            |                                            |                                            |                                            |                                            |                                            |                                            |                                            |                                            |                                            |                                            |                                            |                                            |                                            |                                            |                                            |                                            |                                            |                                            |                                            |                                            |                                            |                                            |                                            |                                            |                                            |                                            |                                            |                                            |                                            |                                            |                                            |                                            |                                            |                                            |                                            |                                            |                                            |                                            |                                            |                                            |                                            |                                            |                                            |                                            |                                            |                                            |                                            |                                            |                                            |                                            |                                            |                                            |                                            |                                            |                                            |                                            |                                            |                                            |                                            |                                            |                                            |                                            |                                            |                                            |                                            |                                            |                                            |                                            |                                            |                                            |                                            |                                            |                                            |                                            |                                            |                                            |                                            |                                            |                                            |                                            |                                            |                                            |                                            |                                            |                                            |                                            |                                            |                                            |                                            |                                            |                                            |                                            |                                            |                                            |                                            |                                            |                                            |                                            |                                            |                                            |                                            |                                            |                                            |                                            |                                            |                                            |                                            |                                            |                                            |                                            |                                            |                                            |                                            |                                            |                                            |                                            |                                            |                                            |                                            |                                            |                                            |                                            |                                            |                                            |                                            |                                            |                                            |                                            |                                            |                                            |                                            |                                            |                                            |                                            |                                            |                                            |                                            |                                            |                                            |                                            |                                            |                                            |                                            |                                            |                                            |                                            |                                            |                                            |                                            |                                            |                                            |                                            |                                            |                                            |                                            |                                            |                                            |                                            |                                            |                                            |                                            |                                            |                                            |                                            |                                            |                                            |                                            |                                            |                                            |                                            |                                            |                                            |                                            |                                            |                                            |                                            |                                            |                                            |                                            |                                            |                                            |                                            |                                            |                                            |                                            |                                            |                                            |                                            |                                            |                                            |                                            |                                            |                                            |                                            |                                            |                                            |                                            |                                            |                                            |                                            |                                            |                                            |                                            |                                            |                                            |                                            |                                            |                                            |                                            |                                            |                                            |                                            |                                            |                                            |                                            |                                            |                                            |                                            |                                            |                                            |                                            |                                            |                                            |                                            |                                            |                                            |                                            |                                            |                                            |                                            |                                            |                                            |                                            |                                            |                                            |                                            |                                            |                                            |                                            |                                            |                                            |                                            |                                            |                                            |                                            |                                            |                                            |                                            |                                            |                                            |                                            |                                            |                                            |                                            |                                            |                                            |                                            |                                            |                                            |                                            |                                            |                                            |                                            |                                            |                                            |                                            |                                            |                                            |                                            |                                            |                                            |                                            |                                            |                                            |                                            |                                            |                                            |                                            |                                            |                                            |                                            |                                            |                                            |                                            |                                            |                                            |                                            |                                            |                                            |                                            |                                            |                                            |                                            |                                            |                                            |                                            |                                            |                                            |                                            |                                            |                                            |                                            |                                            |                                            |                                            |                                            |                                            |                                            |                                            |                                            |                                            |                                            |                                            |                                            |                                            |                                            |                                            |                                            |                                            |                                            |                                            |                                            |                                            |                                            |                                            |                                            |                                            |                                            |                                            |                                            |                                            |                                            |                                            |                                            |                                            |                                            |                                            |                                            |                                            |                                            |                                            |                                            |                                            |                                            |                                            |                                            |                                            |                                            |                                            |                                            |                                            |                                            |                                            |                                            |                                            |                                            |                                            |                                            |                                            |                                            |                                            |                                            |                                            |                                            |                                            |                                            |                                            |                                            |                                            |                                            |                                            |                                            |                                            |                                            |                                            |                                            |                                            |                                            |                                            |                                            |                                            |                                            |                                            |                                            |                                            |                                            |                                            |                                            |                                            |                                            |                                            |                                            |                                            |                                            |                                            |                                            |                                            |                                            |                                            |                                            |                                            |                                            |                                            |                                            |                                            |                                            |                                            |
| 16   | 1 194 m                     | Pont de Jingyue                 | 298                                        | 298                                        | 298                                        | 298                                        | 298                                        | 298                                        | 298                                        | 298                                        | 298                                        | 298                                        | 298                                        | 298                                        | 298                                        | 298                                        | 298                                        | 298                                        | 298                                        | 298                                        | 298                                        | 298                                        | 298                                        | 298                                        | 298                                        | 298                                        | 298                                        | 298                                        | 298                                        | 298                                        | 298                                        | 298                                        | 298                                        | 298                                        | 298                                        | 298                                        | 298                                        | 298                                        | 298                                        | 298                                        | 298                                        | 298                                        | 298                                        | 298                                        | 298                                        | 298                                        | 298                                        | 298                                        | 298                                        | 298                                        | 298                                        | 298                                        | 298                                        | 298                                        | 298                                        | 298                                        | 298                                        | 298                                        | 298                                        | 298                                        | 298                                        | 298                                        | 298                                        | 298                                        | 298                                        | 298                                        | 298                                        | 298                                        | 298                                        | 298                                        | 298                                        | 298                                        | 298                                        | 298                                        | 298                                        | 298                                        | 298                                        | 298                                        | 298                                        | 298                                        | 298                                        | 298                                        | 298                                        | 298                                        | 298                                        | 298                                        | 298                                        | 298                                        | 298                                        | 298                                        | 298                                        | 298                                        | 298                                        | 298                                        | 298                                        | 298                                        | 298                                        | 298                                        | 298                                        | 298                                        | 298                                        | 298                                        | 298                                        | 298                                        | 298                                        | 298                                        | 298                                        | 298                                        | 298                                        | 298                                        | 298                                        | 298                                        | 298                                        | 298                                        | 298                                        | 298                                        | 298                                        | 298                                        | 298                                        | 298                                        | 298                                        | 298                                        | 298                                        | 298                                        | 298                                        | 298                                        | 298                                        | 298                                        | 298                                        | 298                                        | 298                                        | 298                                        | 298                                        | 298                                        | 298                                        | 298                                        | 298                                        | 298                                        | 298                                        | 298                                        | 298                                        | 298                                        | 298                                        | 298                                        | 298                                        | 298                                        | 298                                        | 298                                        | 298                                        | 298                                        | 298                                        | 298                                        | 298                                        | 298                                        | 298                                        | 298                                        | 298                                        | 298                                        | 298                                        | 298                                        | 298                                        | 298                                        | 298                                        | 298                                        | 298                                        | 298                                        | 298                                        | 298                                        | 298                                        | 298                                        | 298                                        | 298                                        | 298                                        | 298                                        | 298                                        | 298                                        | 298                                        | 298                                        | 298                                        | 298                                        | 298                                        | 298                                        | 298                                        | 298                                        | 298                                        | 298                                        | 298                                        | 298                                        | 298                                        | 298                                        | 298                                        | 298                                        | 298                                        | 298                                        | 298                                        | 298                                        | 298                                        | 298                                        | 298                                        | 298                                        | 298                                        | 298                                        | 298                                        | 298                                        | 298                                        | 298                                        | 298                                        | 298                                        | 298                                        | 298                                        | 298                                        | 298                                        | 298                                        | 298                                        | 298                                        | 298                                        | 298                                        | 298                                        | 298                                        | 298                                        | 298                                        | 298                                        | 298                                        | 298                                        | 298                                        | 298                                        | 298                                        | 298                                        | 298                                        | 298                                        | 298                                        | 298                                        | 298                                        | 298                                        | 298                                        | 298                                        | 298                                        | 298                                        | 298                                        | 298                                        | 298                                        | 298                                        | 298                                        | 298                                        | 298                                        | 298                                        | 298                                        | 298                                        | 298                                        | 298                                        | 298                                        | 298                                        | 298                                        | 298                                        | 298                                        | 298                                        | 298                                        | 298                                        | 298                                        | 298                                        | 298                                        | 298                                        | 298                                        | 298                                        | 298                                        | 298                                        | 298                                        | 298                                        | 298                                        | 298                                        | 298                                        | 298                                        | 298                                        | 298                                        | 298                                        | 298                                        | 298                                        | 298                                        | 298                                        | 298                                        | 298                                        | 298                                        | 298                                        | 298                                        | 298                                        | 298                                        | 298                                        | 298                                        | 298                                        | 298                                        | 298                                        | 298                                        | 298                                        | 298                                        | 298                                        | 298                                        | 298                                        | 298                                        | 298                                        | 298                                        | 816                                        | 816                                        | 816                                        | 816                                        | 816                                        | 816                                        | 816                                        | 816                                        | 816                                        | 816                                        | 816                                        | 816                                        | 816                                        | 816                                        | 816                                        | 816                                        | 816                                        | 816                                        | 816                                        | 816                                        | 816                                        | 816                                        | 816                                        | 816                                        | 816                                        | 816                                        | 816                                        | 816                                        | 816                                        | 816                                        | 816                                        | 816                                        | 816                                        | 816                                        | 816                                        | 816                                        | 816                                        | 816                                        | 816                                        | 816                                        | 816                                        | 816                                        | 816                                        | 816                                        | 816                                        | 816                                        | 816                                        | 816                                        | 816                                        | 816                                        | 816                                        | 816                                        | 816                                        | 816                                        | 816                                        | 816                                        | 816                                        | 816                                        | 816                                        | 816                                        | 816                                        | 816                                        | 816                                        | 816                                        | 816                                        | 816                                        | 816                                        | 816                                        | 816                                        | 816                                        | 816                                        | 816                                        | 816                                        | 816                                        | 816                                        | 816                                        | 816                                        | 816                                        | 816                                        | 816                                        | 816                                        | 816                                        | 816                                        | 816                                        | 816                                        | 816                                        | 816                                        | 816                                        | 816                                        | 816                                        | 816                                        | 816                                        | 816                                        | 816                                        | 816                                        | 816                                        | 816                                        | 816                                        | 816                                        | 816                                        | 816                                        | 816                                        | 816                                        | 816                                        | 816                                        | 816                                        | 816                                        | 816                                        | 816                                        | 816                                        | 816                                        | 816                                        | 816                                        | 816                                        | 816                                        | 816                                        | 816                                        | 816                                        | 816                                        | 816                                        | 816                                        | 816                                        | 816                                        | 816                                        | 816                                        | 816                                        | 816                                        | 816                                        | 816                                        | 816                                        | 816                                        | 816                                        | 816                                        | 816                                        | 816                                        | 816                                        | 816                                        | 816                                        | 816                                        | 816                                        | 816                                        | 816                                        | 816                                        | 816                                        | 816                                        | 816                                        | 816                                        | 816                                        | 816                                        | 816                                        | 816                                        | 816                                        | 816                                        | 816                                        | 816                                        | 816                                        | 816                                        | 816                                        | 816                                        | 816                                        | 816                                        | 816                                        | 816                                        | 816                                        | 816                                        | 816                                        | 816                                        | 816                                        | 816                                        | 816                                        | 816                                        | 816                                        | 816                                        | 816                                        | 816                                        | 816                                        | 816                                        | 816                                        | 816                                        | 816                                        | 816                                        | 816                                        | 816                                        | 816                                        | 816                                        | 816                                        | 816                                        | 816                                        | 816                                        | 816                                        | 816                                        | 816                                        | 816                                        | 816                                        | 816                                        | 816                                        | 816                                        | 816                                        | 816                                        | 816                                        | 816                                        | 816                                        | 816                                        | 816                                        | 816                                        | 816                                        | 816                                        | 816                                        | 816                                        | 816                                        | 816                                        | 816                                        | 816                                        | 816                                        | 816                                        | 816                                        | 816                                        | 816                                        | 816                                        | 816                                        | 816                                        | 816                                        | 816                                        | 816                                        | 816                                        | 816                                        | 816                                        | 816                                        | 816                                        | 816                                        | 816                                        | 816                                        | 816                                        | 816                                        | 816                                        | 816                                        | 816                                        | 816                                        | 816                                        | 816                                        | 816                                        | 816                                        | 816                                        | 816                                        | 816                                        | 816                                        | 816                                        | 816                                        | 816                                        | 816                                        | 816                                        | 816                                        | 816                                        | 816                                        | 816                                        | 816                                        | 816                                        | 816                                        | 816                                        | 816                                        | 816                                        | 816                                        | 816                                        | 816                                        | 816                                        | 816                                        | 816                                        | 816                                        | 816                                        | 816                                        | 816                                        | 816                                        | 816                                        | 816                                        | 816                                        | 816                                        | 816                                        | 816                                        | 816                                        | 816                                        | 816                                        | 816                                        | 816                                        | 816                                        | 816                                        | 816                                        | 816                                        | 816                                        | 816                                        | 816                                        | 816                                        | 816                                        | 816                                        | 816                                        | 816                                        | 816                                        | 816                                        | 816                                        | 816                                        | 816                                        | 816                                        | 816                                        | 816                                        | 816                                        | 816                                        | 816                                        | 816                                        | 816                                        | 816                                        | 816                                        | 816                                        | 816                                        | 816                                        | 816                                        | 816                                        | 816                                        | 816                                        | 816                                        | 816                                        | 816                                        | 816                                        | 816                                        | 816                                        | 816                                        | 816                                        | 816                                        | 816                                        | 816                                        | 816                                        | 816                                        | 816                                        | 816                                        | 816                                        | 816                                        | 816                                        | 816                                        | 816                                        | 816                                        | 816                                        | 816                                        | 816                                        | 816                                        | 816                                        | 816                                        | 816                                        | 816                                        | 816                                        | 816                                        | 816                                        | 816                                        | 816                                        | 816                                        | 816                                        | 816                                        | 816                                        | 816                                        | 816                                        | 816                                        | 816                                        | 816                                        | 816                                        | 816                                        | 816                                        | 816                                        | 816                                        | 816                                        | 816                                        | 816                                        | 816                                        | 816                                        | 816                                        | 816                                        | 816                                        | 816                                        | 816                                        | 816                                        | 816                                        | 816                                        | 816                                        | 816                                        | 816                                        | 816                                        | 816                                        | 816                                        | 816                                        | 816                                        | 816                                        | 816                                        | 816                                        | 816                                        | 816                                        | 816                                        | 816                                        | 816                                        | 816                                        | 816                                        | 816                                        | 816                                        | 816                                        | 816                                        | 816                                        | 816                                        | 816                                        | 816                                        | 816                                        | 816                                        | 816                                        | 816                                        | 816                                        | 816                                        | 816                                        | 816                                        | 816                                        | 816                                        | 816                                        | 816                                        | 816                                        | 816                                        | 816                                        | 816                                        | 816                                        | 816                                        | 816                                        | 816                                        | 816                                        | 816                                        | 816                                        | 816                                        | 816                                        | 816                                        | 816                                        | 816                                        | 816                                        | 816                                        | 816                                        | 816                                        | 816                                        | 816                                        | 816                                        | 816                                        | 816                                        | 816                                        | 816                                        | 816                                        | 816                                        | 816                                        | 816                                        | 816                                        | 816                                        | 816                                        | 816                                        | 816                                        | 816                                        | 816                                        | 816                                        | 816                                        | 816                                        | 816                                        | 816                                        | 816                                        | 816                                        | 816                                        | 816                                        | 816                                        | 816                                        | 816                                        | 816                                        | 816                                        | 816                                        | 816                                        | 816                                        | 816                                        | 816                                        | 816                                        | 816                                        | 816                                        | 816                                        | 816                                        | 816                                        | 816                                        | 816                                        | 816                                        | 816                                        | 816                                        | 816                                        | 816                                        | 816                                        | 816                                        | 816                                        | 816                                        | 816                                        | 816                                        | 816                                        | 816                                        | 816                                        | 816                                        | 816                                        | 816                                        | 816                                        | 816                                        | 816                                        | 816                                        | 816                                        | 816                                        | 816                                        | 816                                        | 816                                        | 816                                        | 816                                        | 816                                        | 816                                        | 816                                        | 816                                        | 816                                        | 816                                        | 816                                        | 816                                        | 816                                        | 816                                        | 816                                        | 816                                        | 816                                        | 816                                        | 816                                        | 816                                        | 816                                        | 816                                        | 816                                        | 816                                        | 816                                        | 816                                        | 816                                        | 816                                        | 816                                        | 816                                        | 816                                        | 816                                        | 816                                        | 816                                        | 816                                        | 816                                        | 816                                        | 816                                        | 816                                        | 816                                        | 816                                        | 816                                        | 816                                        | 816                                        | 816                                        | 816                                        | 816                                        | 816                                        | 816                                        | 816                                        | 816                                        | 816                                        | 816                                        | 816                                        | 816                                        | 816                                        | 816                                        | 816                                        | 816                                        | 816                                        | 816                                        | 816                                        | 816                                        | 816                                        | 816                                        | 816                                        | 816                                        | 816                                        | 816                                        | 816                                        | 816                                        | 816                                        | 816                                        | 816                                        | 816                                        | 816                                        | 816                                        | 816                                        | 816                                        | 816                                        | 816                                        | 816                                        | 816                                        | 816                                        | 816                                        | 816                                        | 816                                        | 816                                        | 816                                        | 816                                        | 816                                        | 816                                        | 816                                        | 816                                        | 816                                        | 816                                        | 816                                        | 816                                        | 816                                        | 816                                        | 816                                        | 816                                        | 816                                        | 816                                        | 816                                        | 816                                        | 816                                        | 816                                        | 816                                        | 816                                        | 816                                        | 816                                        | 816                                        | 816                                        | 816                                        | 816                                        | 816                                        | 816                                        | 816                                        | 816                                        | 816                                        | 816                                        | 816                                        | 816                                        | 816                                        | 816                                        | 816                                        | 816                                        | 816                                        | 816                                        | 816                                        | 816                                        | 816                                        | 816                                        | 816                                        | 816                                        | 816                                        | 816                                        | 816                                        | 816                                        | 816                                        | 816                                        | 816                                        | 816                                        | 816                                        | 816                                        | 816                                        | 816                                        | 816                                        | 816                                        | 816                                        | 816                                        | 816                                        | 816                                        | 816                                        | 816                                        | 816                                        | 816                                        | 816                                        | 816                                        | 816                                        | 816                                        | 816                                        | 816                                        | 816                                        | 816                                        | 816                                        | 816                                        | 816                                        | 816                                        | 816                                        | 816                                        | 816                                        | 816                                        | 816                                        | 816                                        | 816                                        | 816                                        | 816                                        | 816                                        | 816                                        | 816                                        | 816                                        | 816                                        | 816                                        | 816                                        | 816                                        | 816                                        | 816                                        | 816                                        | 816                                        | 816                                        | 816                                        | 816                                        | 816                                        | 816                                        | 816                                        | 816                                        | 816                                        | 816                                        | 816                                        | 816                                        | 816                                        | 816                                        | 816                                        | 816                                        | 816                                        | 816                                        | 816                                        | 816                                        | 816                                        | 816                                        | 816                                        | 816                                        | 816                                        | 816                                        | 816                                        | 816                                        | 816                                        | 816                                        | 816                                        | 816                                        | 816                                        | 816                                        | 816                                        | 816                                        | 816                                        | 816                                        | 816                                        | 816                                        | 816                                        | 816                                        | 816                                        | 816                                        | 816                                        | 816                                        | 816                                        | 816                                        | 816                                        | 816                                        | 816                                        | 816                                        | 816                                        | 816                                        | 816                                        | 816                                        | 816                                        | 816                                        | 816                                        | 816                                        | 816                                        | 816                                        | 816                                        | 816                                        | 816                                        | 816                                        | 816                                        | 816                                        | 816                                        | 816                                        | 816                                        | 816                                        | 816                                        | 816                                        | 816                                        | 816                                        | 816                                        | 816                                        | 816                                        | 816                                        | 816                                        | 816                                        | 816                                        | 816                                        | 816                                        | 816                                        | 816                                        | 816                                        | 816                                        | 816                                        | 816                                        | 816                                        | 816                                        | 816                                        | 816                                        | 816                                        | 816                                        | 816                                        | 816                                        | 816                                        | 816                                        | 816                                        | 816                                        | 816                                        | 816                                        | 816                                        | 816                                        | 816                                        | 816                                        | 816                                        | 816                                        | 816                                        | 816                                        | 816                                        | 816                                        | 816                                        | 816                                        | 816                                        | 816                                        | 816                                        | 816                                        | 80                                         | 80                                         | 80                                         | 80                                         | 80                                         | 80                                         | 80                                         | 80                                         | 80                                         | 80                                         | 80                                         | 80                                         | 80                                         | 80                                         | 80                                         | 80                                         | 80                                         | 80                                         | 80                                         | 80                                         | 80                                         | 80                                         | 80                                         | 80                                         | 80                                         | 80                                         | 80                                         | 80                                         | 80                                         | 80                                         | 80                                         | 80                                         | 80                                         | 80                                         | 80                                         | 80                                         | 80                                         | 80                                         | 80                                         | 80                                         | 80                                         | 80                                         | 80                                         | 80                                         | 80                                         | 80                                         | 80                                         | 80                                         | 80                                         | 80                                         | 80                                         | 80                                         | 80                                         | 80                                         | 80                                         | 80                                         | 80                                         | 80                                         | 80                                         | 80                                         | 80                                         | 80                                         | 80                                         | 80                                         | 80                                         | 80                                         | 80                                         | 80                                         | 80                                         | 80                                         | 80                                         | 80                                         | 80                                         | 80                                         | 80                                         | 80                                         | 80                                         | 80                                         | 80                                         | 80                                         |                                            |                                            |                                            |                                            |                                            |                                            |                                            |                                            |                                            |                                            |                                            |                                            |                                            |                                            |                                            |                                            |                                            |                                            |                                            |                                            |                                            |                                            |                                            |                                            |                                            |                                            |                                            |                                            |                                            |                                            |                                            |                                            |                                            |                                            |                                            |                                            |                                            |                                            |                                            |                                            |                                            |                                            |                                            |                                            |                                            |                                            |                                            |                                            |                                            |                                            |                                            |                                            |                                            |                                            |                                            |                                            |                                            |                                            |                                            |                                            |                                            |                                            |                                            |                                            |                                            |                                            |                                            |                                            |                                            |                                            |                                            |                                            |                                            |                                            |                                            |                                            |                                            |                                            |                                            |                                            |                                            |                                            |                                            |                                            |                                            |                                            |                                            |                                            |                                            |                                            |                                            |                                            |                                            |                                            |                                            |                                            |                                            |                                            |                                            |                                            |                                            |                                            |                                            |                                            |                                            |                                            |                                            |                                            |                                            |                                            |                                            |                                            |                                            |                                            |                                            |                                            |                                            |                                            |                                            |                                            |                                            |                                            |                                            |                                            |                                            |                                            |                                            |                                            |                                            |                                            |                                            |                                            |                                            |                                            |                                            |                                            |                                            |                                            |                                            |                                            |                                            |                                            |                                            |                                            |                                            |                                            |                                            |                                            |                                            |                                            |                                            |                                            |                                            |                                            |                                            |                                            |                                            |                                            |                                            |                                            |                                            |                                            |                                            |                                            |                                            |                                            |                                            |                                            |                                            |                                            |                                            |                                            |                                            |                                            |                                            |                                            |                                            |                                            |                                            |                                            |                                            |                                            |                                            |                                            |                                            |                                            |                                            |                                            |                                            |                                            |                                            |                                            |                                            |                                            |                                            |                                            |                                            |                                            |                                            |                                            |                                            |                                            |                                            |                                            |                                            |                                            |                                            |                                            |                                            |                                            |                                            |                                            |                                            |                                            |                                            |                                            |                                            |                                            |                                            |                                            |                                            |                                            |                                            |                                            |                                            |                                            |                                            |                                            |                                            |                                            |                                            |                                            |                                            |                                            |                                            |                                            |                                            |                                            |                                            |                                            |                                            |                                            |                                            |                                            |                                            |                                            |                                            |                                            |                                            |                                            |                                            |                                            |                                            |                                            |                                            |                                            |                                            |                                            |                                            |                                            |                                            |                                            |                                            |                                            |                                            |                                            |                                            |                                            |                                            |                                            |                                            |                                            |                                            |                                            |                                            |                                            |                                            |                                            |                                            |                                            |                                            |                                            |                                            |                                            |                                            |                                            |                                            |                                            |                                            |                                            |                                            |                                            |                                            |                                            |                                            |                                            |                                            |                                            |                                            |                                            |                                            |                                            |                                            |                                            |                                            |                                            |                                            |                                            |                                            |                                            |                                            |                                            |                                            |                                            |                                            |                                            |                                            |                                            |                                            |                                            |                                            |                                            |                                            |                                            |                                            |                                            |                                            |                                            |                                            |                                            |                                            |                                            |                                            |                                            |                                            |                                            |                                            |                                            |                                            |                                            |                                            |                                            |                                            |                                            |                                            |                                            |                                            |                                            |                                            |                                            |                                            |                                            |                                            |                                            |                                            |                                            |                                            |                                            |                                            |                                            |                                            |                                            |                                            |                                            |                                            |                                            |                                            |                                            |                                            |                                            |                                            |                                            |                                            |                                            |                                            |                                            |                                            |                                            |                                            |                                            |                                            |                                            |                                            |                                            |                                            |                                            |                                            |                                            |                                            |                                            |                                            |                                            |                                            |                                            |                                            |                                            |                                            |                                            |                                            |                                            |                                            |                                            |                                            |                                            |                                            |                                            |                                            |                                            |                                            |                                            |                                            |                                            |                                            |                                            |                                            |                                            |                                            |                                            |                                            |                                            |                                            |                                            |                                            |                                            |                                            |                                            |                                            |                                            |                                            |                                            |                                            |                                            |                                            |                                            |                                            |                                            |                                            |                                            |                                            |                                            |                                            |                                            |                                            |                                            |                                            |                                            |                                            |                                            |                                            |                                            |                                            |                                            |                                            |                                            |                                            |                                            |                                            |                                            |                                            |                                            |                                            |                                            |                                            |                                            |                                            |                                            |                                            |                                            |                                            |                                            |                                            |                                            |                                            |                                            |                                            |                                            |                                            |                                            |                                            |                                            |                                            |                                            |                                            |                                            |                                            |                                            |                                            |                                            |                                            |                                            |                                            |                                            |                                            |                                            |                                            |                                            |                                            |                                            |                                            |                                            |                                            |                                            |                                            |                                            |                                            |                                            |                                            |                                            |                                            |                                            |                                            |                                            |                                            |                                            |                                            |                                            |                                            |                                            |                                            |                                            |                                            |                                            |                                            |                                            |                                            |                                            |                                            |                                            |                                            |                                            |                                            |                                            |                                            |                                            |                                            |                                            |                                            |                                            |                                            |                                            |                                            |                                            |                                            |                                            |                                            |                                            |                                            |                                            |                                            |                                            |                                            |                                            |                                            |                                            |                                            |                                            |                                            |                                            |                                            |                                            |                                            |                                            |                                            |                                            |                                            |                                            |                                            |                                            |                                            |                                            |                                            |                                            |                                            |                                            |                                            |                                            |                                            |                                            |                                            |                                            |                                            |                                            |                                            |                                            |                                            |                                            |                                            |                                            |                                            |                                            |                                            |                                            |                                            |                                            |                                            |                                            |                                            |                                            |                                            |                                            |                                            |                                            |                                            |                                            |                                            |                                            |                                            |                                            |                                            |                                            |                                            |                                            |                                            |                                            |                                            |                                            |                                            |                                            |                                            |                                            |                                            |                                            |                                            |                                            |                                            |                                            |                                            |                                            |                                            |                                            |                                            |                                            |                                            |                                            |                                            |                                            |                                            |                                            |                                            |                                            |                                            |                                            |                                            |                                            |                                            |                                            |                                            |                                            |                                            |                                            |                                            |                                            |                                            |                                            |                                            |                                            |                                            |                                            |                                            |                                            |                                            |                                            |                                            |                                            |                                            |                                            |                                            |                                            |                                            |                                            |                                            |                                            |                                            |                                            |                                            |                                            |                                            |                                            |                                            |                                            |                                            |                                            |                                            |                                            |                                            |                                            |                                            |                                            |                                            |                                            |                                            |                                            |                                            |                                            |                                            |                                            |                                            |                                            |                                            |                                            |                                            |                                            |                                            |                                            |                                            |                                            |                                            |                                            |                                            |                                            |                                            |                                            |                                            |                                            |                                            |                                            |                                            |                                            |                                            |                                            |                                            |                                            |                                            |                                            |                                            |                                            |                                            |                                            |                                            |                                            |                                            |                                            |                                            |                                            |                                            |                                            |                                            |                                            |                                            |                                            |                                            |                                            |                                            |                                            |                                            |                                            |                                            |                                            |                                            |                                            |                                            |                                            |                                            |                                            |                                            |                                            |                                            |                                            |                                            |                                            |                                            |                                            |                                            |                                            |                                            |                                            |                                            |                                            |                                            |                                            |                                            |                                            |                                            |                                            |                                            |                                            |                                            |                                            |                                            |                                            |                                            |                                            |                                            |                                            |                                            |                                            |                                            |                                            |                                            |                                            |                                            |                                            |                                            |                                            |                                            |                                            |                                            |                                            |                                            |                                            |                                            |                                            |                                            |                                            |                                            |                                            |                                            |                                            |                                            |                                            |                                            |                                            |                                            |                                            |                                            |                                            |                                            |                                            |                                            |                                            |                                            |                                            |                                            |                                            |                                            |                                            |                                            |                                            |                                            |                                            |                                            |                                            |                                            |                                            |                                            |                                            |                                            |                                            |                                            |                                            |                                            |                                            |                                            |                                            |                                            |                                            |                                            |                                            |                                            |                                            |                                            |                                            |                                            |                                            |                                            |                                            |                                            |                                            |                                            |                                            |                                            |                                            |                                            |                                            |                                            |                                            |                                            |                                            |                                            |                                            |                                            |                                            |                                            |                                            |                                            |                                            |                                            |                                            |                                            |                                            |                                            |                                            |                                            |                                            |                                            |                                            |                                            |                                            |                                            |                                            |                                            |                                            |                                            |                                            |                                            |                                            |                                            |                                            |                                            |                                            |                                            |                                            |                                            |                                            |                                            |                                            |                                            |                                            |                                            |                                            |                                            |                                            |                                            |                                            |                                            |                                            |                                            |                                            |                                            |                                            |                                            |                                            |                                            |                                            |                                            |                                            |                                            |                                            |                                            |                                            |                                            |                                            |                                            |                                            |                                            |                                            |                                            |                                            |                                            |                                            |                                            |                                            |                                            |                                            |                                            |                                            |                                            |                                            |                                            |                                            |                                            |                                            |                                            |                                            |                                            |                                            |                                            |                                            |                                            |                                            |                                            |                                            |                                            |                                            |                                            |                                            |                                            |                                            |                                            |                                            |                                            |                                            |                                            |                                            |                                            |                                            |                                            |                                            |                                            |                                            |                                            |                                            |                                            |                                            |                                            |                                            |                                            |                                            |                                            |                                            |                                            |                                            |                                            |                                            |                                            |                                            |                                            |                                            |                                            |                                            |                                            |                                            |                                            |                                            |                                            |                                            |                                            |                                            |                                            |                                            |                                            |                                            |                                            |                                            |                                            |                                            |                                            |                                            |                                            |                                            |                                            |                                            |                                            |                                            |                                            |                                            |                                            |                                            |                                            |                                            |                                            |                                            |                                            |                                            |                                            |                                            |                                            |                                            |                                            |                                            |                                            |                                            |                                            |                                            |                                            |                                            |                                            |                                            |                                            |                                            |                                            |                                            |                                            |                                            |                                            |                                            |                                            |                                            |                                            |                                            |                                            |                                            |                                            |                                            |                                            |                                            |                                            |                                            |                                            |                                            |                                            |                                            |                                            |                                            |                                            |                                            |                                            |                                            |                                            |                                            |                                            |                                            |                                            |                                            |                                            |                                            |                                            |                                            |                                            |                                            |                                            |                                            |                                            |                                            |                                            |                                            |                                            |                                            |                                            |                                            |                                            |                                            |                                            |                                            |                                            |                                            |                                            |                                            |                                            |                                            |                                            |                                            |                                            |                                            |                                            |                                            |                                            |                                            |                                            |                                            |                                            |                                            |                                            |                                            |                                            |                                            |                                            |                                            |                                            |                                            |                                            |                                            |                                            |                                            |                                            |                                            |                                            |                                            |                                            |                                            |                                            |                                            |                                            |                                            |                                            |                                            |                                            |                                            |                                            |                                            |                                            |                                            |                                            |                                            |                                            |                                            |                                            |                                            |                                            |                                            |                                            |                                            |                                            |                                            |                                            |                                            |                                            |                                            |                                            |                                            |                                            |                                            |                                            |                                            |                                            |                                            |                                            |                                            |                                            |                                            |                                            |                                            |                                            |                                            |                                            |                                            |                                            |                                            |                                            |                                            |                                            |                                            |                                            |                                            |                                            |                                            |                                            |                                            |                                            |                                            |                                            |                                            |                                            |                                            |                                            |                                            |                                            |                                            |                                            |                                            |                                            |                                            |                                            |                                            |                                            |                                            |                                            |                                            |                                            |                                            |                                            |                                            |                                            |                                            |                                            |                                            |                                            |                                            |                                            |                                            |                                            |                                            |                                            |                                            |                                            |                                            |                                            |                                            |                                            |                                            |                                            |                                            |                                            |                                            |                                            |                                            |                                            |                                            |                                            |                                            |                                            |                                            |                                            |                                            |                                            |                                            |                                            |                                            |                                            |                                            |                                            |                                            |                                            |                                            |                                            |                                            |                                            |                                            |                                            |                                            |                                            |                                            |                                            |                                            |                                            |                                            |                                            |                                            |                                            |                                            |                                            |                                            |                                            |                                            |                                            |                                            |                                            |                                            |                                            |                                            |                                            |                                            |                                            |                                            |                                            |                                            |                                            |                                            |                                            |                                            |                                            |                                            |                                            |                                            |                                            |                                            |                                            |                                            |                                            |                                            |                                            |                                            |                                            |                                            |                                            |                                            |                                            |                                            |                                            |                                            |                                            |                                            |                                            |                                            |                                            |                                            |                                            |                                            |                                            |                                            |                                            |                                            |                                            |                                            |                                            |                                            |                                            |                                            |                                            |                                            |                                            |                                            |                                            |                                            |                                            |                                            |
| 17   | 1 178 m                     | Pont de Stonecutters            | 80                                         | 80                                         | 80                                         | 80                                         | 80                                         | 80                                         | 80                                         | 80                                         | 80                                         | 80                                         | 80                                         | 80                                         | 80                                         | 80                                         | 80                                         | 80                                         | 80                                         | 80                                         | 80                                         | 80                                         | 80                                         | 80                                         | 80                                         | 80                                         | 80                                         | 80                                         | 80                                         | 80                                         | 80                                         | 80                                         | 80                                         | 80                                         | 80                                         | 80                                         | 80                                         | 80                                         | 80                                         | 80                                         | 80                                         | 80                                         | 80                                         | 80                                         | 80                                         | 80                                         | 80                                         | 80                                         | 80                                         | 80                                         | 80                                         | 80                                         | 80                                         | 80                                         | 80                                         | 80                                         | 80                                         | 80                                         | 80                                         | 80                                         | 80                                         | 80                                         | 80                                         | 80                                         | 80                                         | 80                                         | 80                                         | 80                                         | 80                                         | 80                                         | 80                                         | 80                                         | 80                                         | 80                                         | 80                                         | 80                                         | 80                                         | 80                                         | 80                                         | 80                                         | 80                                         | 80                                         | 1018                                       | 1018                                       | 1018                                       | 1018                                       | 1018                                       | 1018                                       | 1018                                       | 1018                                       | 1018                                       | 1018                                       | 1018                                       | 1018                                       | 1018                                       | 1018                                       | 1018                                       | 1018                                       | 1018                                       | 1018                                       | 1018                                       | 1018                                       | 1018                                       | 1018                                       | 1018                                       | 1018                                       | 1018                                       | 1018                                       | 1018                                       | 1018                                       | 1018                                       | 1018                                       | 1018                                       | 1018                                       | 1018                                       | 1018                                       | 1018                                       | 1018                                       | 1018                                       | 1018                                       | 1018                                       | 1018                                       | 1018                                       | 1018                                       | 1018                                       | 1018                                       | 1018                                       | 1018                                       | 1018                                       | 1018                                       | 1018                                       | 1018                                       | 1018                                       | 1018                                       | 1018                                       | 1018                                       | 1018                                       | 1018                                       | 1018                                       | 1018                                       | 1018                                       | 1018                                       | 1018                                       | 1018                                       | 1018                                       | 1018                                       | 1018                                       | 1018                                       | 1018                                       | 1018                                       | 1018                                       | 1018                                       | 1018                                       | 1018                                       | 1018                                       | 1018                                       | 1018                                       | 1018                                       | 1018                                       | 1018                                       | 1018                                       | 1018                                       | 1018                                       | 1018                                       | 1018                                       | 1018                                       | 1018                                       | 1018                                       | 1018                                       | 1018                                       | 1018                                       | 1018                                       | 1018                                       | 1018                                       | 1018                                       | 1018                                       | 1018                                       | 1018                                       | 1018                                       | 1018                                       | 1018                                       | 1018                                       | 1018                                       | 1018                                       | 1018                                       | 1018                                       | 1018                                       | 1018                                       | 1018                                       | 1018                                       | 1018                                       | 1018                                       | 1018                                       | 1018                                       | 1018                                       | 1018                                       | 1018                                       | 1018                                       | 1018                                       | 1018                                       | 1018                                       | 1018                                       | 1018                                       | 1018                                       | 1018                                       | 1018                                       | 1018                                       | 1018                                       | 1018                                       | 1018                                       | 1018                                       | 1018                                       | 1018                                       | 1018                                       | 1018                                       | 1018                                       | 1018                                       | 1018                                       | 1018                                       | 1018                                       | 1018                                       | 1018                                       | 1018                                       | 1018                                       | 1018                                       | 1018                                       | 1018                                       | 1018                                       | 1018                                       | 1018                                       | 1018                                       | 1018                                       | 1018                                       | 1018                                       | 1018                                       | 1018                                       | 1018                                       | 1018                                       | 1018                                       | 1018                                       | 1018                                       | 1018                                       | 1018                                       | 1018                                       | 1018                                       | 1018                                       | 1018                                       | 1018                                       | 1018                                       | 1018                                       | 1018                                       | 1018                                       | 1018                                       | 1018                                       | 1018                                       | 1018                                       | 1018                                       | 1018                                       | 1018                                       | 1018                                       | 1018                                       | 1018                                       | 1018                                       | 1018                                       | 1018                                       | 1018                                       | 1018                                       | 1018                                       | 1018                                       | 1018                                       | 1018                                       | 1018                                       | 1018                                       | 1018                                       | 1018                                       | 1018                                       | 1018                                       | 1018                                       | 1018                                       | 1018                                       | 1018                                       | 1018                                       | 1018                                       | 1018                                       | 1018                                       | 1018                                       | 1018                                       | 1018                                       | 1018                                       | 1018                                       | 1018                                       | 1018                                       | 1018                                       | 1018                                       | 1018                                       | 1018                                       | 1018                                       | 1018                                       | 1018                                       | 1018                                       | 1018                                       | 1018                                       | 1018                                       | 1018                                       | 1018                                       | 1018                                       | 1018                                       | 1018                                       | 1018                                       | 1018                                       | 1018                                       | 1018                                       | 1018                                       | 1018                                       | 1018                                       | 1018                                       | 1018                                       | 1018                                       | 1018                                       | 1018                                       | 1018                                       | 1018                                       | 1018                                       | 1018                                       | 1018                                       | 1018                                       | 1018                                       | 1018                                       | 1018                                       | 1018                                       | 1018                                       | 1018                                       | 1018                                       | 1018                                       | 1018                                       | 1018                                       | 1018                                       | 1018                                       | 1018                                       | 1018                                       | 1018                                       | 1018                                       | 1018                                       | 1018                                       | 1018                                       | 1018                                       | 1018                                       | 1018                                       | 1018                                       | 1018                                       | 1018                                       | 1018                                       | 1018                                       | 1018                                       | 1018                                       | 1018                                       | 1018                                       | 1018                                       | 1018                                       | 1018                                       | 1018                                       | 1018                                       | 1018                                       | 1018                                       | 1018                                       | 1018                                       | 1018                                       | 1018                                       | 1018                                       | 1018                                       | 1018                                       | 1018                                       | 1018                                       | 1018                                       | 1018                                       | 1018                                       | 1018                                       | 1018                                       | 1018                                       | 1018                                       | 1018                                       | 1018                                       | 1018                                       | 1018                                       | 1018                                       | 1018                                       | 1018                                       | 1018                                       | 1018                                       | 1018                                       | 1018                                       | 1018                                       | 1018                                       | 1018                                       | 1018                                       | 1018                                       | 1018                                       | 1018                                       | 1018                                       | 1018                                       | 1018                                       | 1018                                       | 1018                                       | 1018                                       | 1018                                       | 1018                                       | 1018                                       | 1018                                       | 1018                                       | 1018                                       | 1018                                       | 1018                                       | 1018                                       | 1018                                       | 1018                                       | 1018                                       | 1018                                       | 1018                                       | 1018                                       | 1018                                       | 1018                                       | 1018                                       | 1018                                       | 1018                                       | 1018                                       | 1018                                       | 1018                                       | 1018                                       | 1018                                       | 1018                                       | 1018                                       | 1018                                       | 1018                                       | 1018                                       | 1018                                       | 1018                                       | 1018                                       | 1018                                       | 1018                                       | 1018                                       | 1018                                       | 1018                                       | 1018                                       | 1018                                       | 1018                                       | 1018                                       | 1018                                       | 1018                                       | 1018                                       | 1018                                       | 1018                                       | 1018                                       | 1018                                       | 1018                                       | 1018                                       | 1018                                       | 1018                                       | 1018                                       | 1018                                       | 1018                                       | 1018                                       | 1018                                       | 1018                                       | 1018                                       | 1018                                       | 1018                                       | 1018                                       | 1018                                       | 1018                                       | 1018                                       | 1018                                       | 1018                                       | 1018                                       | 1018                                       | 1018                                       | 1018                                       | 1018                                       | 1018                                       | 1018                                       | 1018                                       | 1018                                       | 1018                                       | 1018                                       | 1018                                       | 1018                                       | 1018                                       | 1018                                       | 1018                                       | 1018                                       | 1018                                       | 1018                                       | 1018                                       | 1018                                       | 1018                                       | 1018                                       | 1018                                       | 1018                                       | 1018                                       | 1018                                       | 1018                                       | 1018                                       | 1018                                       | 1018                                       | 1018                                       | 1018                                       | 1018                                       | 1018                                       | 1018                                       | 1018                                       | 1018                                       | 1018                                       | 1018                                       | 1018                                       | 1018                                       | 1018                                       | 1018                                       | 1018                                       | 1018                                       | 1018                                       | 1018                                       | 1018                                       | 1018                                       | 1018                                       | 1018                                       | 1018                                       | 1018                                       | 1018                                       | 1018                                       | 1018                                       | 1018                                       | 1018                                       | 1018                                       | 1018                                       | 1018                                       | 1018                                       | 1018                                       | 1018                                       | 1018                                       | 1018                                       | 1018                                       | 1018                                       | 1018                                       | 1018                                       | 1018                                       | 1018                                       | 1018                                       | 1018                                       | 1018                                       | 1018                                       | 1018                                       | 1018                                       | 1018                                       | 1018                                       | 1018                                       | 1018                                       | 1018                                       | 1018                                       | 1018                                       | 1018                                       | 1018                                       | 1018                                       | 1018                                       | 1018                                       | 1018                                       | 1018                                       | 1018                                       | 1018                                       | 1018                                       | 1018                                       | 1018                                       | 1018                                       | 1018                                       | 1018                                       | 1018                                       | 1018                                       | 1018                                       | 1018                                       | 1018                                       | 1018                                       | 1018                                       | 1018                                       | 1018                                       | 1018                                       | 1018                                       | 1018                                       | 1018                                       | 1018                                       | 1018                                       | 1018                                       | 1018                                       | 1018                                       | 1018                                       | 1018                                       | 1018                                       | 1018                                       | 1018                                       | 1018                                       | 1018                                       | 1018                                       | 1018                                       | 1018                                       | 1018                                       | 1018                                       | 1018                                       | 1018                                       | 1018                                       | 1018                                       | 1018                                       | 1018                                       | 1018                                       | 1018                                       | 1018                                       | 1018                                       | 1018                                       | 1018                                       | 1018                                       | 1018                                       | 1018                                       | 1018                                       | 1018                                       | 1018                                       | 1018                                       | 1018                                       | 1018                                       | 1018                                       | 1018                                       | 1018                                       | 1018                                       | 1018                                       | 1018                                       | 1018                                       | 1018                                       | 1018                                       | 1018                                       | 1018                                       | 1018                                       | 1018                                       | 1018                                       | 1018                                       | 1018                                       | 1018                                       | 1018                                       | 1018                                       | 1018                                       | 1018                                       | 1018                                       | 1018                                       | 1018                                       | 1018                                       | 1018                                       | 1018                                       | 1018                                       | 1018                                       | 1018                                       | 1018                                       | 1018                                       | 1018                                       | 1018                                       | 1018                                       | 1018                                       | 1018                                       | 1018                                       | 1018                                       | 1018                                       | 1018                                       | 1018                                       | 1018                                       | 1018                                       | 1018                                       | 1018                                       | 1018                                       | 1018                                       | 1018                                       | 1018                                       | 1018                                       | 1018                                       | 1018                                       | 1018                                       | 1018                                       | 1018                                       | 1018                                       | 1018                                       | 1018                                       | 1018                                       | 1018                                       | 1018                                       | 1018                                       | 1018                                       | 1018                                       | 1018                                       | 1018                                       | 1018                                       | 1018                                       | 1018                                       | 1018                                       | 1018                                       | 1018                                       | 1018                                       | 1018                                       | 1018                                       | 1018                                       | 1018                                       | 1018                                       | 1018                                       | 1018                                       | 1018                                       | 1018                                       | 1018                                       | 1018                                       | 1018                                       | 1018                                       | 1018                                       | 1018                                       | 1018                                       | 1018                                       | 1018                                       | 1018                                       | 1018                                       | 1018                                       | 1018                                       | 1018                                       | 1018                                       | 1018                                       | 1018                                       | 1018                                       | 1018                                       | 1018                                       | 1018                                       | 1018                                       | 1018                                       | 1018                                       | 1018                                       | 1018                                       | 1018                                       | 1018                                       | 1018                                       | 1018                                       | 1018                                       | 1018                                       | 1018                                       | 1018                                       | 1018                                       | 1018                                       | 1018                                       | 1018                                       | 1018                                       | 1018                                       | 1018                                       | 1018                                       | 1018                                       | 1018                                       | 1018                                       | 1018                                       | 1018                                       | 1018                                       | 1018                                       | 1018                                       | 1018                                       | 1018                                       | 1018                                       | 1018                                       | 1018                                       | 1018                                       | 1018                                       | 1018                                       | 1018                                       | 1018                                       | 1018                                       | 1018                                       | 1018                                       | 1018                                       | 1018                                       | 1018                                       | 1018                                       | 1018                                       | 1018                                       | 1018                                       | 1018                                       | 1018                                       | 1018                                       | 1018                                       | 1018                                       | 1018                                       | 1018                                       | 1018                                       | 1018                                       | 1018                                       | 1018                                       | 1018                                       | 1018                                       | 1018                                       | 1018                                       | 1018                                       | 1018                                       | 1018                                       | 1018                                       | 1018                                       | 1018                                       | 1018                                       | 1018                                       | 1018                                       | 1018                                       | 1018                                       | 1018                                       | 1018                                       | 1018                                       | 1018                                       | 1018                                       | 1018                                       | 1018                                       | 1018                                       | 1018                                       | 1018                                       | 1018                                       | 1018                                       | 1018                                       | 1018                                       | 1018                                       | 1018                                       | 1018                                       | 1018                                       | 1018                                       | 1018                                       | 1018                                       | 1018                                       | 1018                                       | 1018                                       | 1018                                       | 1018                                       | 1018                                       | 1018                                       | 1018                                       | 1018                                       | 1018                                       | 1018                                       | 1018                                       | 1018                                       | 1018                                       | 1018                                       | 1018                                       | 1018                                       | 1018                                       | 1018                                       | 1018                                       | 1018                                       | 1018                                       | 1018                                       | 1018                                       | 1018                                       | 1018                                       | 1018                                       | 1018                                       | 1018                                       | 1018                                       | 1018                                       | 1018                                       | 1018                                       | 1018                                       | 1018                                       | 1018                                       | 1018                                       | 1018                                       | 1018                                       | 1018                                       | 1018                                       | 1018                                       | 1018                                       | 1018                                       | 1018                                       | 1018                                       | 1018                                       | 1018                                       | 1018                                       | 1018                                       | 1018                                       | 1018                                       | 1018                                       | 1018                                       | 1018                                       | 1018                                       | 1018                                       | 1018                                       | 1018                                       | 1018                                       | 1018                                       | 1018                                       | 1018                                       | 1018                                       | 1018                                       | 1018                                       | 1018                                       | 1018                                       | 1018                                       | 1018                                       | 1018                                       | 1018                                       | 1018                                       | 1018                                       | 1018                                       | 1018                                       | 1018                                       | 1018                                       | 1018                                       | 1018                                       | 1018                                       | 1018                                       | 1018                                       | 1018                                       | 1018                                       | 1018                                       | 1018                                       | 1018                                       | 1018                                       | 1018                                       | 1018                                       | 1018                                       | 1018                                       | 1018                                       | 1018                                       | 1018                                       | 1018                                       | 1018                                       | 1018                                       | 1018                                       | 1018                                       | 1018                                       | 1018                                       | 1018                                       | 1018                                       | 1018                                       | 1018                                       | 1018                                       | 1018                                       | 1018                                       | 1018                                       | 1018                                       | 1018                                       | 1018                                       | 1018                                       | 1018                                       | 1018                                       | 1018                                       | 1018                                       | 1018                                       | 1018                                       | 1018                                       | 1018                                       | 1018                                       | 1018                                       | 1018                                       | 1018                                       | 1018                                       | 1018                                       | 1018                                       | 1018                                       | 1018                                       | 1018                                       | 1018                                       | 1018                                       | 1018                                       | 1018                                       | 1018                                       | 1018                                       | 1018                                       | 1018                                       | 1018                                       | 1018                                       | 1018                                       | 1018                                       | 1018                                       | 1018                                       | 1018                                       | 1018                                       | 1018                                       | 1018                                       | 1018                                       | 1018                                       | 1018                                       | 1018                                       | 1018                                       | 1018                                       | 1018                                       | 1018                                       | 1018                                       | 1018                                       | 1018                                       | 1018                                       | 1018                                       | 1018                                       | 1018                                       | 1018                                       | 1018                                       | 1018                                       | 1018                                       | 1018                                       | 1018                                       | 1018                                       | 1018                                       | 1018                                       | 1018                                       | 1018                                       | 1018                                       | 1018                                       | 1018                                       | 1018                                       | 1018                                       | 1018                                       | 1018                                       | 1018                                       | 1018                                       | 1018                                       | 1018                                       | 1018                                       | 1018                                       | 1018                                       | 1018                                       | 1018                                       | 1018                                       | 1018                                       | 1018                                       | 1018                                       | 1018                                       | 1018                                       | 1018                                       | 1018                                       | 1018                                       | 1018                                       | 1018                                       | 1018                                       | 1018                                       | 1018                                       | 1018                                       | 1018                                       | 1018                                       | 1018                                       | 1018                                       | 1018                                       | 1018                                       | 1018                                       | 1018                                       | 1018                                       | 1018                                       | 1018                                       | 1018                                       | 1018                                       | 1018                                       | 1018                                       | 1018                                       | 1018                                       | 1018                                       | 1018                                       | 1018                                       | 1018                                       | 1018                                       | 1018                                       | 1018                                       | 1018                                       | 1018                                       | 1018                                       | 1018                                       | 1018                                       | 1018                                       | 1018                                       | 1018                                       | 1018                                       | 1018                                       | 1018                                       | 1018                                       | 1018                                       | 1018                                       | 1018                                       | 1018                                       | 1018                                       | 1018                                       | 1018                                       | 1018                                       | 1018                                       | 1018                                       | 1018                                       | 1018                                       | 1018                                       | 1018                                       | 80                                         | 80                                         | 80                                         | 80                                         | 80                                         | 80                                         | 80                                         | 80                                         | 80                                         | 80                                         | 80                                         | 80                                         | 80                                         | 80                                         | 80                                         | 80                                         | 80                                         | 80                                         | 80                                         | 80                                         | 80                                         | 80                                         | 80                                         | 80                                         | 80                                         | 80                                         | 80                                         | 80                                         | 80                                         | 80                                         | 80                                         | 80                                         | 80                                         | 80                                         | 80                                         | 80                                         | 80                                         | 80                                         | 80                                         | 80                                         | 80                                         | 80                                         | 80                                         | 80                                         | 80                                         | 80                                         | 80                                         | 80                                         | 80                                         | 80                                         | 80                                         | 80                                         | 80                                         | 80                                         | 80                                         | 80                                         | 80                                         | 80                                         | 80                                         | 80                                         | 80                                         | 80                                         | 80                                         | 80                                         | 80                                         | 80                                         | 80                                         | 80                                         | 80                                         | 80                                         | 80                                         | 80                                         | 80                                         | 80                                         | 80                                         | 80                                         | 80                                         | 80                                         | 80                                         | 80                                         |                                            |                                            |                                            |                                            |                                            |                                            |                                            |                                            |                                            |                                            |                                            |                                            |                                            |                                            |                                            |                                            |                                            |                                            |                                            |                                            |                                            |                                            |                                            |                                            |                                            |                                            |                                            |                                            |                                            |                                            |                                            |                                            |                                            |                                            |                                            |                                            |                                            |                                            |                                            |                                            |                                            |                                            |                                            |                                            |                                            |                                            |                                            |                                            |                                            |                                            |                                            |                                            |                                            |                                            |                                            |                                            |                                            |                                            |                                            |                                            |                                            |                                            |                                            |                                            |                                            |                                            |                                            |                                            |                                            |                                            |                                            |                                            |                                            |                                            |                                            |                                            |                                            |                                            |                                            |                                            |                                            |                                            |                                            |                                            |                                            |                                            |                                            |                                            |                                            |                                            |                                            |                                            |                                            |                                            |                                            |                                            |                                            |                                            |                                            |                                            |                                            |                                            |                                            |                                            |                                            |                                            |                                            |                                            |                                            |                                            |                                            |                                            |                                            |                                            |                                            |                                            |                                            |                                            |                                            |                                            |                                            |                                            |                                            |                                            |                                            |                                            |                                            |                                            |                                            |                                            |                                            |                                            |                                            |                                            |                                            |                                            |                                            |                                            |                                            |                                            |                                            |                                            |                                            |                                            |                                            |                                            |                                            |                                            |                                            |                                            |                                            |                                            |                                            |                                            |                                            |                                            |                                            |                                            |                                            |                                            |                                            |                                            |                                            |                                            |                                            |                                            |                                            |                                            |                                            |                                            |                                            |                                            |                                            |                                            |                                            |                                            |                                            |                                            |                                            |                                            |                                            |                                            |                                            |                                            |                                            |                                            |                                            |                                            |                                            |                                            |                                            |                                            |                                            |                                            |                                            |                                            |                                            |                                            |                                            |                                            |                                            |                                            |                                            |                                            |                                            |                                            |                                            |                                            |                                            |                                            |                                            |                                            |                                            |                                            |                                            |                                            |                                            |                                            |                                            |                                            |                                            |                                            |                                            |                                            |                                            |                                            |                                            |                                            |                                            |                                            |                                            |                                            |                                            |                                            |                                            |                                            |                                            |                                            |                                            |                                            |                                            |                                            |                                            |                                            |                                            |                                            |                                            |                                            |                                            |                                            |                                            |                                            |                                            |                                            |                                            |                                            |                                            |                                            |                                            |                                            |                                            |                                            |                                            |                                            |                                            |                                            |                                            |                                            |                                            |                                            |                                            |                                            |                                            |                                            |                                            |                                            |                                            |                                            |                                            |                                            |                                            |                                            |                                            |                                            |                                            |                                            |                                            |                                            |                                            |                                            |                                            |                                            |                                            |                                            |                                            |                                            |                                            |                                            |                                            |                                            |                                            |                                            |                                            |                                            |                                            |                                            |                                            |                                            |                                            |                                            |                                            |                                            |                                            |                                            |                                            |                                            |                                            |                                            |                                            |                                            |                                            |                                            |                                            |                                            |                                            |                                            |                                            |                                            |                                            |                                            |                                            |                                            |                                            |                                            |                                            |                                            |                                            |                                            |                                            |                                            |                                            |                                            |                                            |                                            |                                            |                                            |                                            |                                            |                                            |                                            |                                            |                                            |                                            |                                            |                                            |                                            |                                            |                                            |                                            |                                            |                                            |                                            |                                            |                                            |                                            |                                            |                                            |                                            |                                            |                                            |                                            |                                            |                                            |                                            |                                            |                                            |                                            |                                            |                                            |                                            |                                            |                                            |                                            |                                            |                                            |                                            |                                            |                                            |                                            |                                            |                                            |                                            |                                            |                                            |                                            |                                            |                                            |                                            |                                            |                                            |                                            |                                            |                                            |                                            |                                            |                                            |                                            |                                            |                                            |                                            |                                            |                                            |                                            |                                            |                                            |                                            |                                            |                                            |                                            |                                            |                                            |                                            |                                            |                                            |                                            |                                            |                                            |                                            |                                            |                                            |                                            |                                            |                                            |                                            |                                            |                                            |                                            |                                            |                                            |                                            |                                            |                                            |                                            |                                            |                                            |                                            |                                            |                                            |                                            |                                            |                                            |                                            |                                            |                                            |                                            |                                            |                                            |                                            |                                            |                                            |                                            |                                            |                                            |                                            |                                            |                                            |                                            |                                            |                                            |                                            |                                            |                                            |                                            |                                            |                                            |                                            |                                            |                                            |                                            |                                            |                                            |                                            |                                            |                                            |                                            |                                            |                                            |                                            |                                            |                                            |                                            |                                            |                                            |                                            |                                            |                                            |                                            |                                            |                                            |                                            |                                            |                                            |                                            |                                            |                                            |                                            |                                            |                                            |                                            |                                            |                                            |                                            |                                            |                                            |                                            |                                            |                                            |                                            |                                            |                                            |                                            |                                            |                                            |                                            |                                            |                                            |                                            |                                            |                                            |                                            |                                            |                                            |                                            |                                            |                                            |                                            |                                            |                                            |                                            |                                            |                                            |                                            |                                            |                                            |                                            |                                            |                                            |                                            |                                            |                                            |                                            |                                            |                                            |                                            |                                            |                                            |                                            |                                            |                                            |                                            |                                            |                                            |                                            |                                            |                                            |                                            |                                            |                                            |                                            |                                            |                                            |                                            |                                            |                                            |                                            |                                            |                                            |                                            |                                            |                                            |                                            |                                            |                                            |                                            |                                            |                                            |                                            |                                            |                                            |                                            |                                            |                                            |                                            |                                            |                                            |                                            |                                            |                                            |                                            |                                            |                                            |                                            |                                            |                                            |                                            |                                            |                                            |                                            |                                            |                                            |                                            |                                            |                                            |                                            |                                            |                                            |                                            |                                            |                                            |                                            |                                            |                                            |                                            |                                            |                                            |                                            |                                            |                                            |                                            |                                            |                                            |                                            |                                            |                                            |                                            |                                            |                                            |                                            |                                            |                                            |                                            |                                            |                                            |                                            |                                            |                                            |                                            |                                            |                                            |                                            |                                            |                                            |                                            |                                            |                                            |                                            |                                            |                                            |                                            |                                            |                                            |                                            |                                            |                                            |                                            |                                            |                                            |                                            |                                            |                                            |                                            |                                            |                                            |                                            |                                            |                                            |                                            |                                            |                                            |                                            |                                            |                                            |                                            |                                            |                                            |                                            |                                            |                                            |                                            |                                            |                                            |                                            |                                            |                                            |                                            |                                            |                                            |                                            |                                            |                                            |                                            |                                            |                                            |                                            |                                            |                                            |                                            |                                            |                                            |                                            |                                            |                                            |                                            |                                            |                                            |                                            |                                            |                                            |                                            |                                            |                                            |                                            |                                            |                                            |                                            |                                            |                                            |                                            |                                            |                                            |                                            |                                            |                                            |                                            |                                            |                                            |                                            |                                            |                                            |                                            |                                            |                                            |                                            |                                            |                                            |                                            |                                            |                                            |                                            |                                            |                                            |                                            |                                            |                                            |                                            |                                            |                                            |                                            |                                            |                                            |                                            |                                            |                                            |                                            |                                            |                                            |                                            |                                            |                                            |                                            |                                            |                                            |                                            |                                            |                                            |                                            |                                            |                                            |                                            |                                            |                                            |                                            |                                            |                                            |                                            |                                            |                                            |                                            |                                            |                                            |                                            |                                            |                                            |                                            |                                            |                                            |                                            |                                            |                                            |                                            |                                            |                                            |                                            |                                            |                                            |                                            |                                            |                                            |                                            |                                            |                                            |                                            |                                            |                                            |                                            |                                            |                                            |                                            |                                            |                                            |                                            |                                            |                                            |                                            |                                            |                                            |                                            |                                            |                                            |                                            |                                            |                                            |                                            |                                            |                                            |                                            |                                            |                                            |                                            |                                            |                                            |                                            |                                            |                                            |                                            |                                            |                                            |                                            |                                            |                                            |                                            |                                            |                                            |                                            |                                            |                                            |                                            |                                            |                                            |                                            |                                            |                                            |                                            |                                            |                                            |                                            |                                            |                                            |                                            |                                            |                                            |                                            |                                            |                                            |                                            |                                            |                                            |                                            |                                            |                                            |                                            |                                            |                                            |                                            |                                            |                                            |                                            |                                            |                                            |                                            |                                            |                                            |                                            |                                            |                                            |                                            |                                            |                                            |                                            |                                            |                                            |                                            |                                            |                                            |                                            |                                            |                                            |                                            |                                            |                                            |                                            |                                            |                                            |                                            |                                            |                                            |                                            |                                            |                                            |                                            |                                            |                                            |                                            |                                            |                                            |                                            |                                            |                                            |                                            |                                            |                                            |                                            |                                            |                                            |                                            |                                            |                                            |                                            |                                            |                                            |                                            |                                            |                                            |                                            |                                            |                                            |                                            |                                            |                                            |                                            |                                            |                                            |                                            |                                            |                                            |                                            |                                            |                                            |                                            |                                            |                                            |                                            |                                            |                                            |                                            |                                            |                                            |                                            |                                            |                                            |                                            |                                            |                                            |                                            |                                            |                                            |                                            |                                            |                                            |                                            |                                            |                                            |                                            |                                            |                                            |                                            |                                            |                                            |                                            |                                            |                                            |                                            |                                            |                                            |                                            |                                            |                                            |                                            |                                            |                                            |                                            |                                            |                                            |                                            |                                            |                                            |                                            |                                            |                                            |                                            |                                            |                                            |                                            |                                            |                                            |                                            |                                            |                                            |                                            |                                            |                                            |                                            |                                            |                                            |                                            |                                            |                                            |                                            |                                            |                                            |                                            |                                            |                                            |                                            |                                            |                                            |                                            |                                            |                                            |                                            |                                            |                                            |                                            |                                            |                                            |                                            |                                            |                                            |                                            |                                            |                                            |                                            |                                            |                                            |                                            |                                            |                                            |                                            |                                            |                                            |                                            |                                            |                                            |                                            |                                            |                                            |                                            |                                            |                                            |                                            |                                            |                                            |                                            |                                            |                                            |                                            |                                            |                                            |                                            |                                            |                                            |                                            |                                            |                                            |                                            |                                            |                                            |                                            |                                            |                                            |                                            |                                            |                                            |                                            |                                            |                                            |                                            |                                            |                                            |                                            |                                            |                                            |                                            |                                            |                                            |                                            |                                            |                                            |                                            |                                            |                                            |                                            |                                            |                                            |                                            |                                            |                                            |                                            |                                            |                                            |                                            |                                            |                                            |                                            |                                            |                                            |                                            |                                            |                                            |                                            |                                            |                                            |                                            |                                            |                                            |                                            |                                            |                                            |                                            |                                            |                                            |                                            |                                            |                                            |                                            |                                            |                                            |                                            |                                            |                                            |                                            |                                            |                                            |                                            |                                            |                                            |                                            |                                            |                                            |                                            |                                            |                                            |                                            |                                            |                                            |                                            |                                            |                                            |                                            |                                            |                                            |                                            |                                            |                                            |                                            |                                            |                                            |                                            |                                            |                                            |                                            |                                            |                                            |                                            |                                            |                                            |                                            |                                            |                                            |                                            |                                            |                                            |                                            |                                            |                                            |                                            |                                            |                                            |                                            |                                            |                                            |                                            |                                            |                                            |                                            |                                            |                                            |                                            |                                            |                                            |                                            |                                            |                                            |                                            |                                            |                                            |                                            |                                            |                                            |                                            |                                            |                                            |                                            |                                            |                                            |                                            |                                            |                                            |                                            |                                            |                                            |                                            |                                            |                                            |                                            |                                            |                                            |                                            |                                            |                                            |                                            |                                            |                                            |                                            |                                            |                                            |                                            |                                            |                                            |                                            |                                            |                                            |                                            |                                            |                                            |                                            |                                            |                                            |                                            |                                            |                                            |                                            |                                            |                                            |                                            |                                            |                                            |                                            |                                            |                                            |                                            |                                            |                                            |                                            |                                            |                                            |                                            |                                            |                                            |                                            |                                            |                                            |                                            |                                            |                                            |                                            |                                            |                                            |                                            |                                            |                                            |                                            |                                            |                                            |                                            |                                            |                                            |                                            |                                            |                                            |                                            |                                            |                                            |                                            |                                            |                                            |                                            |                                            |                                            |                                            |                                            |                                            |                                            |                                            |                                            |                                            |                                            |                                            |                                            |                                            |                                            |                                            |                                            |                                            |                                            |                                            |                                            |                                            |                                            |                                            |                                            |                                            |                                            |                                            |                                            |                                            |                                            |                                            |                                            |                                            |                                            |                                            |                                            |                                            |                                            |                                            |                                            |                                            |                                            |                                            |                                            |                                            |                                            |                                            |                                            |                                            |                                            |                                            |                                            |                                            |                                            |                                            |                                            |                                            |                                            |                                            |                                            |                                            |                                            |                                            |                                            |                                            |                                            |                                            |                                            |                                            |                                            |                                            |                                            |                                            |
| 18   | 1 177 m                     | Pont de Ting Kau                | 127                                        | 127                                        | 127                                        | 127                                        | 127                                        | 127                                        | 127                                        | 127                                        | 127                                        | 127                                        | 127                                        | 127                                        | 127                                        | 127                                        | 127                                        | 127                                        | 127                                        | 127                                        | 127                                        | 127                                        | 127                                        | 127                                        | 127                                        | 127                                        | 127                                        | 127                                        | 127                                        | 127                                        | 127                                        | 127                                        | 127                                        | 127                                        | 127                                        | 127                                        | 127                                        | 127                                        | 127                                        | 127                                        | 127                                        | 127                                        | 127                                        | 127                                        | 127                                        | 127                                        | 127                                        | 127                                        | 127                                        | 127                                        | 127                                        | 127                                        | 127                                        | 127                                        | 127                                        | 127                                        | 127                                        | 127                                        | 127                                        | 127                                        | 127                                        | 127                                        | 127                                        | 127                                        | 127                                        | 127                                        | 127                                        | 127                                        | 127                                        | 127                                        | 127                                        | 127                                        | 127                                        | 127                                        | 127                                        | 127                                        | 127                                        | 127                                        | 127                                        | 127                                        | 127                                        | 127                                        | 127                                        | 127                                        | 127                                        | 127                                        | 127                                        | 127                                        | 127                                        | 127                                        | 127                                        | 127                                        | 127                                        | 127                                        | 127                                        | 127                                        | 127                                        | 127                                        | 127                                        | 127                                        | 127                                        | 127                                        | 127                                        | 127                                        | 127                                        | 127                                        | 127                                        | 127                                        | 127                                        | 127                                        | 127                                        | 127                                        | 127                                        | 127                                        | 127                                        | 127                                        | 127                                        | 127                                        | 127                                        | 127                                        | 127                                        | 127                                        | 127                                        | 127                                        | 127                                        | 127                                        | 127                                        | 127                                        | 127                                        | 448                                        | 448                                        | 448                                        | 448                                        | 448                                        | 448                                        | 448                                        | 448                                        | 448                                        | 448                                        | 448                                        | 448                                        | 448                                        | 448                                        | 448                                        | 448                                        | 448                                        | 448                                        | 448                                        | 448                                        | 448                                        | 448                                        | 448                                        | 448                                        | 448                                        | 448                                        | 448                                        | 448                                        | 448                                        | 448                                        | 448                                        | 448                                        | 448                                        | 448                                        | 448                                        | 448                                        | 448                                        | 448                                        | 448                                        | 448                                        | 448                                        | 448                                        | 448                                        | 448                                        | 448                                        | 448                                        | 448                                        | 448                                        | 448                                        | 448                                        | 448                                        | 448                                        | 448                                        | 448                                        | 448                                        | 448                                        | 448                                        | 448                                        | 448                                        | 448                                        | 448                                        | 448                                        | 448                                        | 448                                        | 448                                        | 448                                        | 448                                        | 448                                        | 448                                        | 448                                        | 448                                        | 448                                        | 448                                        | 448                                        | 448                                        | 448                                        | 448                                        | 448                                        | 448                                        | 448                                        | 448                                        | 448                                        | 448                                        | 448                                        | 448                                        | 448                                        | 448                                        | 448                                        | 448                                        | 448                                        | 448                                        | 448                                        | 448                                        | 448                                        | 448                                        | 448                                        | 448                                        | 448                                        | 448                                        | 448                                        | 448                                        | 448                                        | 448                                        | 448                                        | 448                                        | 448                                        | 448                                        | 448                                        | 448                                        | 448                                        | 448                                        | 448                                        | 448                                        | 448                                        | 448                                        | 448                                        | 448                                        | 448                                        | 448                                        | 448                                        | 448                                        | 448                                        | 448                                        | 448                                        | 448                                        | 448                                        | 448                                        | 448                                        | 448                                        | 448                                        | 448                                        | 448                                        | 448                                        | 448                                        | 448                                        | 448                                        | 448                                        | 448                                        | 448                                        | 448                                        | 448                                        | 448                                        | 448                                        | 448                                        | 448                                        | 448                                        | 448                                        | 448                                        | 448                                        | 448                                        | 448                                        | 448                                        | 448                                        | 448                                        | 448                                        | 448                                        | 448                                        | 448                                        | 448                                        | 448                                        | 448                                        | 448                                        | 448                                        | 448                                        | 448                                        | 448                                        | 448                                        | 448                                        | 448                                        | 448                                        | 448                                        | 448                                        | 448                                        | 448                                        | 448                                        | 448                                        | 448                                        | 448                                        | 448                                        | 448                                        | 448                                        | 448                                        | 448                                        | 448                                        | 448                                        | 448                                        | 448                                        | 448                                        | 448                                        | 448                                        | 448                                        | 448                                        | 448                                        | 448                                        | 448                                        | 448                                        | 448                                        | 448                                        | 448                                        | 448                                        | 448                                        | 448                                        | 448                                        | 448                                        | 448                                        | 448                                        | 448                                        | 448                                        | 448                                        | 448                                        | 448                                        | 448                                        | 448                                        | 448                                        | 448                                        | 448                                        | 448                                        | 448                                        | 448                                        | 448                                        | 448                                        | 448                                        | 448                                        | 448                                        | 448                                        | 448                                        | 448                                        | 448                                        | 448                                        | 448                                        | 448                                        | 448                                        | 448                                        | 448                                        | 448                                        | 448                                        | 448                                        | 448                                        | 448                                        | 448                                        | 448                                        | 448                                        | 448                                        | 448                                        | 448                                        | 448                                        | 448                                        | 448                                        | 448                                        | 448                                        | 448                                        | 448                                        | 448                                        | 448                                        | 448                                        | 448                                        | 448                                        | 448                                        | 448                                        | 448                                        | 448                                        | 448                                        | 448                                        | 448                                        | 448                                        | 448                                        | 448                                        | 448                                        | 448                                        | 448                                        | 448                                        | 448                                        | 448                                        | 448                                        | 448                                        | 448                                        | 448                                        | 448                                        | 448                                        | 448                                        | 448                                        | 448                                        | 448                                        | 448                                        | 448                                        | 448                                        | 448                                        | 448                                        | 448                                        | 448                                        | 448                                        | 448                                        | 448                                        | 448                                        | 448                                        | 448                                        | 448                                        | 448                                        | 448                                        | 448                                        | 448                                        | 448                                        | 448                                        | 448                                        | 448                                        | 448                                        | 448                                        | 448                                        | 448                                        | 448                                        | 448                                        | 448                                        | 448                                        | 448                                        | 448                                        | 448                                        | 448                                        | 448                                        | 448                                        | 448                                        | 448                                        | 448                                        | 448                                        | 448                                        | 448                                        | 448                                        | 448                                        | 448                                        | 448                                        | 448                                        | 448                                        | 448                                        | 448                                        | 448                                        | 448                                        | 448                                        | 448                                        | 448                                        | 448                                        | 448                                        | 448                                        | 448                                        | 448                                        | 448                                        | 448                                        | 448                                        | 448                                        | 448                                        | 448                                        | 448                                        | 448                                        | 448                                        | 448                                        | 448                                        | 448                                        | 448                                        | 448                                        | 448                                        | 448                                        | 448                                        | 448                                        | 448                                        | 448                                        | 448                                        | 448                                        | 448                                        | 448                                        | 448                                        | 448                                        | 448                                        | 448                                        | 448                                        | 448                                        | 448                                        | 448                                        | 448                                        | 448                                        | 448                                        | 448                                        | 448                                        | 448                                        | 448                                        | 448                                        | 448                                        | 448                                        | 448                                        | 448                                        | 448                                        | 448                                        | 448                                        | 448                                        | 448                                        | 448                                        | 448                                        | 448                                        | 448                                        | 448                                        | 448                                        | 448                                        | 448                                        | 448                                        | 448                                        | 448                                        | 448                                        | 448                                        | 448                                        | 448                                        | 448                                        | 448                                        | 448                                        | 448                                        | 448                                        | 448                                        | 448                                        | 448                                        | 448                                        | 448                                        | 448                                        | 448                                        | 448                                        | 448                                        | 448                                        | 448                                        | 448                                        | 448                                        | 448                                        | 448                                        | 448                                        | 448                                        | 448                                        | 448                                        | 448                                        | 448                                        | 448                                        | 448                                        | 448                                        | 448                                        | 448                                        | 448                                        | 448                                        | 448                                        | 448                                        | 448                                        | 448                                        | 448                                        | 448                                        | 448                                        | 448                                        | 475                                        | 475                                        | 475                                        | 475                                        | 475                                        | 475                                        | 475                                        | 475                                        | 475                                        | 475                                        | 475                                        | 475                                        | 475                                        | 475                                        | 475                                        | 475                                        | 475                                        | 475                                        | 475                                        | 475                                        | 475                                        | 475                                        | 475                                        | 475                                        | 475                                        | 475                                        | 475                                        | 475                                        | 475                                        | 475                                        | 475                                        | 475                                        | 475                                        | 475                                        | 475                                        | 475                                        | 475                                        | 475                                        | 475                                        | 475                                        | 475                                        | 475                                        | 475                                        | 475                                        | 475                                        | 475                                        | 475                                        | 475                                        | 475                                        | 475                                        | 475                                        | 475                                        | 475                                        | 475                                        | 475                                        | 475                                        | 475                                        | 475                                        | 475                                        | 475                                        | 475                                        | 475                                        | 475                                        | 475                                        | 475                                        | 475                                        | 475                                        | 475                                        | 475                                        | 475                                        | 475                                        | 475                                        | 475                                        | 475                                        | 475                                        | 475                                        | 475                                        | 475                                        | 475                                        | 475                                        | 475                                        | 475                                        | 475                                        | 475                                        | 475                                        | 475                                        | 475                                        | 475                                        | 475                                        | 475                                        | 475                                        | 475                                        | 475                                        | 475                                        | 475                                        | 475                                        | 475                                        | 475                                        | 475                                        | 475                                        | 475                                        | 475                                        | 475                                        | 475                                        | 475                                        | 475                                        | 475                                        | 475                                        | 475                                        | 475                                        | 475                                        | 475                                        | 475                                        | 475                                        | 475                                        | 475                                        | 475                                        | 475                                        | 475                                        | 475                                        | 475                                        | 475                                        | 475                                        | 475                                        | 475                                        | 475                                        | 475                                        | 475                                        | 475                                        | 475                                        | 475                                        | 475                                        | 475                                        | 475                                        | 475                                        | 475                                        | 475                                        | 475                                        | 475                                        | 475                                        | 475                                        | 475                                        | 475                                        | 475                                        | 475                                        | 475                                        | 475                                        | 475                                        | 475                                        | 475                                        | 475                                        | 475                                        | 475                                        | 475                                        | 475                                        | 475                                        | 475                                        | 475                                        | 475                                        | 475                                        | 475                                        | 475                                        | 475                                        | 475                                        | 475                                        | 475                                        | 475                                        | 475                                        | 475                                        | 475                                        | 475                                        | 475                                        | 475                                        | 475                                        | 475                                        | 475                                        | 475                                        | 475                                        | 475                                        | 475                                        | 475                                        | 475                                        | 475                                        | 475                                        | 475                                        | 475                                        | 475                                        | 475                                        | 475                                        | 475                                        | 475                                        | 475                                        | 475                                        | 475                                        | 475                                        | 475                                        | 475                                        | 475                                        | 475                                        | 475                                        | 475                                        | 475                                        | 475                                        | 475                                        | 475                                        | 475                                        | 475                                        | 475                                        | 475                                        | 475                                        | 475                                        | 475                                        | 475                                        | 475                                        | 475                                        | 475                                        | 475                                        | 475                                        | 475                                        | 475                                        | 475                                        | 475                                        | 475                                        | 475                                        | 475                                        | 475                                        | 475                                        | 475                                        | 475                                        | 475                                        | 475                                        | 475                                        | 475                                        | 475                                        | 475                                        | 475                                        | 475                                        | 475                                        | 475                                        | 475                                        | 475                                        | 475                                        | 475                                        | 475                                        | 475                                        | 475                                        | 475                                        | 475                                        | 475                                        | 475                                        | 475                                        | 475                                        | 475                                        | 475                                        | 475                                        | 475                                        | 475                                        | 475                                        | 475                                        | 475                                        | 475                                        | 475                                        | 475                                        | 475                                        | 475                                        | 475                                        | 475                                        | 475                                        | 475                                        | 475                                        | 475                                        | 475                                        | 475                                        | 475                                        | 475                                        | 475                                        | 475                                        | 475                                        | 475                                        | 475                                        | 475                                        | 475                                        | 475                                        | 475                                        | 475                                        | 475                                        | 475                                        | 475                                        | 475                                        | 475                                        | 475                                        | 475                                        | 475                                        | 475                                        | 475                                        | 475                                        | 475                                        | 475                                        | 475                                        | 475                                        | 475                                        | 475                                        | 475                                        | 475                                        | 475                                        | 475                                        | 475                                        | 475                                        | 475                                        | 475                                        | 475                                        | 475                                        | 475                                        | 475                                        | 475                                        | 475                                        | 475                                        | 475                                        | 475                                        | 475                                        | 475                                        | 475                                        | 475                                        | 475                                        | 475                                        | 475                                        | 475                                        | 475                                        | 475                                        | 475                                        | 475                                        | 475                                        | 475                                        | 475                                        | 475                                        | 475                                        | 475                                        | 475                                        | 475                                        | 475                                        | 475                                        | 475                                        | 475                                        | 475                                        | 475                                        | 475                                        | 475                                        | 475                                        | 475                                        | 475                                        | 475                                        | 475                                        | 475                                        | 475                                        | 475                                        | 475                                        | 475                                        | 475                                        | 475                                        | 475                                        | 475                                        | 475                                        | 475                                        | 475                                        | 475                                        | 475                                        | 475                                        | 475                                        | 475                                        | 475                                        | 475                                        | 475                                        | 475                                        | 475                                        | 475                                        | 475                                        | 475                                        | 475                                        | 475                                        | 475                                        | 475                                        | 475                                        | 475                                        | 475                                        | 475                                        | 475                                        | 475                                        | 475                                        | 475                                        | 475                                        | 475                                        | 475                                        | 475                                        | 475                                        | 475                                        | 475                                        | 475                                        | 475                                        | 475                                        | 475                                        | 475                                        | 475                                        | 475                                        | 475                                        | 475                                        | 475                                        | 475                                        | 475                                        | 475                                        | 475                                        | 475                                        | 475                                        | 475                                        | 475                                        | 475                                        | 475                                        | 475                                        | 475                                        | 475                                        | 475                                        | 475                                        | 475                                        | 475                                        | 475                                        | 475                                        | 475                                        | 475                                        | 475                                        | 475                                        | 475                                        | 475                                        | 475                                        | 475                                        | 475                                        | 475                                        | 475                                        | 475                                        | 475                                        | 475                                        | 475                                        | 475                                        | 475                                        | 475                                        | 475                                        | 475                                        | 475                                        | 475                                        | 475                                        | 475                                        | 475                                        | 475                                        | 475                                        | 475                                        | 475                                        | 475                                        | 475                                        | 475                                        | 475                                        | 475                                        | 475                                        | 475                                        | 475                                        | 475                                        | 475                                        | 475                                        | 475                                        | 475                                        | 475                                        | 475                                        | 475                                        | 475                                        | 475                                        | 475                                        | 475                                        | 475                                        | 127                                        | 127                                        | 127                                        | 127                                        | 127                                        | 127                                        | 127                                        | 127                                        | 127                                        | 127                                        | 127                                        | 127                                        | 127                                        | 127                                        | 127                                        | 127                                        | 127                                        | 127                                        | 127                                        | 127                                        | 127                                        | 127                                        | 127                                        | 127                                        | 127                                        | 127                                        | 127                                        | 127                                        | 127                                        | 127                                        | 127                                        | 127                                        | 127                                        | 127                                        | 127                                        | 127                                        | 127                                        | 127                                        | 127                                        | 127                                        | 127                                        | 127                                        | 127                                        | 127                                        | 127                                        | 127                                        | 127                                        | 127                                        | 127                                        | 127                                        | 127                                        | 127                                        | 127                                        | 127                                        | 127                                        | 127                                        | 127                                        | 127                                        | 127                                        | 127                                        | 127                                        | 127                                        | 127                                        | 127                                        | 127                                        | 127                                        | 127                                        | 127                                        | 127                                        | 127                                        | 127                                        | 127                                        | 127                                        | 127                                        | 127                                        | 127                                        | 127                                        | 127                                        | 127                                        | 127                                        | 127                                        | 127                                        | 127                                        | 127                                        | 127                                        | 127                                        | 127                                        | 127                                        | 127                                        | 127                                        | 127                                        | 127                                        | 127                                        | 127                                        | 127                                        | 127                                        | 127                                        | 127                                        | 127                                        | 127                                        | 127                                        | 127                                        | 127                                        | 127                                        | 127                                        | 127                                        | 127                                        | 127                                        | 127                                        | 127                                        | 127                                        | 127                                        | 127                                        | 127                                        | 127                                        | 127                                        | 127                                        | 127                                        | 127                                        | 127                                        | 127                                        | 127                                        | 127                                        | 127                                        | 127                                        | 127                                        | 127                                        |                                            |                                            |                                            |                                            |                                            |                                            |                                            |                                            |                                            |                                            |                                            |                                            |                                            |                                            |                                            |                                            |                                            |                                            |                                            |                                            |                                            |                                            |                                            |                                            |                                            |                                            |                                            |                                            |                                            |                                            |                                            |                                            |                                            |                                            |                                            |                                            |                                            |                                            |                                            |                                            |                                            |                                            |                                            |                                            |                                            |                                            |                                            |                                            |                                            |                                            |                                            |                                            |                                            |                                            |                                            |                                            |                                            |                                            |                                            |                                            |                                            |                                            |                                            |                                            |                                            |                                            |                                            |                                            |                                            |                                            |                                            |                                            |                                            |                                            |                                            |                                            |                                            |                                            |                                            |                                            |                                            |                                            |                                            |                                            |                                            |                                            |                                            |                                            |                                            |                                            |                                            |                                            |                                            |                                            |                                            |                                            |                                            |                                            |                                            |                                            |                                            |                                            |                                            |                                            |                                            |                                            |                                            |                                            |                                            |                                            |                                            |                                            |                                            |                                            |                                            |                                            |                                            |                                            |                                            |                                            |                                            |                                            |                                            |                                            |                                            |                                            |                                            |                                            |                                            |                                            |                                            |                                            |                                            |                                            |                                            |                                            |                                            |                                            |                                            |                                            |                                            |                                            |                                            |                                            |                                            |                                            |                                            |                                            |                                            |                                            |                                            |                                            |                                            |                                            |                                            |                                            |                                            |                                            |                                            |                                            |                                            |                                            |                                            |                                            |                                            |                                            |                                            |                                            |                                            |                                            |                                            |                                            |                                            |                                            |                                            |                                            |                                            |                                            |                                            |                                            |                                            |                                            |                                            |                                            |                                            |                                            |                                            |                                            |                                            |                                            |                                            |                                            |                                            |                                            |                                            |                                            |                                            |                                            |                                            |                                            |                                            |                                            |                                            |                                            |                                            |                                            |                                            |                                            |                                            |                                            |                                            |                                            |                                            |                                            |                                            |                                            |                                            |                                            |                                            |                                            |                                            |                                            |                                            |                                            |                                            |                                            |                                            |                                            |                                            |                                            |                                            |                                            |                                            |                                            |                                            |                                            |                                            |                                            |                                            |                                            |                                            |                                            |                                            |                                            |                                            |                                            |                                            |                                            |                                            |                                            |                                            |                                            |                                            |                                            |                                            |                                            |                                            |                                            |                                            |                                            |                                            |                                            |                                            |                                            |                                            |                                            |                                            |                                            |                                            |                                            |                                            |                                            |                                            |                                            |                                            |                                            |                                            |                                            |                                            |                                            |                                            |                                            |                                            |                                            |                                            |                                            |                                            |                                            |                                            |                                            |                                            |                                            |                                            |                                            |                                            |                                            |                                            |                                            |                                            |                                            |                                            |                                            |                                            |                                            |                                            |                                            |                                            |                                            |                                            |                                            |                                            |                                            |                                            |                                            |                                            |                                            |                                            |                                            |                                            |                                            |                                            |                                            |                                            |                                            |                                            |                                            |                                            |                                            |                                            |                                            |                                            |                                            |                                            |                                            |                                            |                                            |                                            |                                            |                                            |                                            |                                            |                                            |                                            |                                            |                                            |                                            |                                            |                                            |                                            |                                            |                                            |                                            |                                            |                                            |                                            |                                            |                                            |                                            |                                            |                                            |                                            |                                            |                                            |                                            |                                            |                                            |                                            |                                            |                                            |                                            |                                            |                                            |                                            |                                            |                                            |                                            |                                            |                                            |                                            |                                            |                                            |                                            |                                            |                                            |                                            |                                            |                                            |                                            |                                            |                                            |                                            |                                            |                                            |                                            |                                            |                                            |                                            |                                            |                                            |                                            |                                            |                                            |                                            |                                            |                                            |                                            |                                            |                                            |                                            |                                            |                                            |                                            |                                            |                                            |                                            |                                            |                                            |                                            |                                            |                                            |                                            |                                            |                                            |                                            |                                            |                                            |                                            |                                            |                                            |                                            |                                            |                                            |                                            |                                            |                                            |                                            |                                            |                                            |                                            |                                            |                                            |                                            |                                            |                                            |                                            |                                            |                                            |                                            |                                            |                                            |                                            |                                            |                                            |                                            |                                            |                                            |                                            |                                            |                                            |                                            |                                            |                                            |                                            |                                            |                                            |                                            |                                            |                                            |                                            |                                            |                                            |                                            |                                            |                                            |                                            |                                            |                                            |                                            |                                            |                                            |                                            |                                            |                                            |                                            |                                            |                                            |                                            |                                            |                                            |                                            |                                            |                                            |                                            |                                            |                                            |                                            |                                            |                                            |                                            |                                            |                                            |                                            |                                            |                                            |                                            |                                            |                                            |                                            |                                            |                                            |                                            |                                            |                                            |                                            |                                            |                                            |                                            |                                            |                                            |                                            |                                            |                                            |                                            |                                            |                                            |                                            |                                            |                                            |                                            |                                            |                                            |                                            |                                            |                                            |                                            |                                            |                                            |                                            |                                            |                                            |                                            |                                            |                                            |                                            |                                            |                                            |                                            |                                            |                                            |                                            |                                            |                                            |                                            |                                            |                                            |                                            |                                            |                                            |                                            |                                            |                                            |                                            |                                            |                                            |                                            |                                            |                                            |                                            |                                            |                                            |                                            |                                            |                                            |                                            |                                            |                                            |                                            |                                            |                                            |                                            |                                            |                                            |                                            |                                            |                                            |                                            |                                            |                                            |                                            |                                            |                                            |                                            |                                            |                                            |                                            |                                            |                                            |                                            |                                            |                                            |                                            |                                            |                                            |                                            |                                            |                                            |                                            |                                            |                                            |                                            |                                            |                                            |                                            |                                            |                                            |                                            |                                            |                                            |                                            |                                            |                                            |                                            |                                            |                                            |                                            |                                            |                                            |                                            |                                            |                                            |                                            |                                            |                                            |                                            |                                            |                                            |                                            |                                            |                                            |                                            |                                            |                                            |                                            |                                            |                                            |                                            |                                            |                                            |                                            |                                            |                                            |                                            |                                            |                                            |                                            |                                            |                                            |                                            |                                            |                                            |                                            |                                            |                                            |                                            |                                            |                                            |                                            |                                            |                                            |                                            |                                            |                                            |                                            |                                            |                                            |                                            |                                            |                                            |                                            |                                            |                                            |                                            |                                            |                                            |                                            |                                            |                                            |                                            |                                            |                                            |                                            |                                            |                                            |                                            |                                            |                                            |                                            |                                            |                                            |                                            |                                            |                                            |                                            |                                            |                                            |                                            |                                            |                                            |                                            |                                            |                                            |                                            |                                            |                                            |                                            |                                            |                                            |                                            |                                            |                                            |                                            |                                            |                                            |                                            |                                            |                                            |                                            |                                            |                                            |                                            |                                            |                                            |                                            |                                            |                                            |                                            |                                            |                                            |                                            |                                            |                                            |                                            |                                            |                                            |                                            |                                            |                                            |                                            |                                            |                                            |                                            |                                            |                                            |                                            |                                            |                                            |                                            |                                            |                                            |                                            |                                            |                                            |                                            |                                            |                                            |                                            |                                            |                                            |                                            |                                            |                                            |                                            |                                            |                                            |                                            |                                            |                                            |                                            |                                            |                                            |                                            |                                            |                                            |                                            |                                            |                                            |                                            |                                            |                                            |                                            |                                            |                                            |                                            |                                            |                                            |                                            |                                            |                                            |                                            |                                            |                                            |                                            |                                            |                                            |                                            |                                            |                                            |                                            |                                            |                                            |                                            |                                            |                                            |                                            |                                            |                                            |                                            |                                            |                                            |                                            |                                            |                                            |                                            |                                            |                                            |                                            |                                            |                                            |                                            |                                            |                                            |                                            |                                            |                                            |                                            |                                            |                                            |                                            |                                            |                                            |                                            |                                            |                                            |                                            |                                            |                                            |                                            |                                            |                                            |                                            |                                            |                                            |                                            |                                            |                                            |                                            |                                            |                                            |                                            |                                            |                                            |                                            |                                            |                                            |                                            |                                            |                                            |                                            |                                            |                                            |                                            |                                            |                                            |                                            |                                            |                                            |                                            |                                            |                                            |                                            |                                            |                                            |                                            |                                            |                                            |                                            |                                            |                                            |                                            |                                            |                                            |                                            |                                            |                                            |                                            |                                            |                                            |                                            |                                            |                                            |                                            |                                            |                                            |                                            |                                            |                                            |                                            |                                            |                                            |                                            |                                            |                                            |                                            |                                            |                                            |                                            |                                            |                                            |                                            |                                            |                                            |                                            |                                            |                                            |                                            |                                            |                                            |                                            |                                            |                                            |                                            |                                            |                                            |                                            |                                            |                                            |                                            |                                            |                                            |                                            |                                            |                                            |                                            |                                            |                                            |                                            |                                            |                                            |                                            |                                            |                                            |                                            |                                            |                                            |                                            |                                            |                                            |                                            |                                            |                                            |                                            |                                            |                                            |                                            |                                            |                                            |                                            |                                            |                                            |                                            |                                            |                                            |                                            |                                            |                                            |                                            |                                            |                                            |                                            |                                            |                                            |                                            |                                            |                                            |                                            |                                            |                                            |                                            |                                            |                                            |                                            |                                            |                                            |                                            |                                            |                                            |                                            |                                            |                                            |                                            |                                            |                                            |                                            |                                            |                                            |                                            |                                            |                                            |                                            |                                            |                                            |                                            |                                            |                                            |                                            |                                            |                                            |                                            |                                            |                                            |                                            |                                            |                                            |                                            |                                            |                                            |                                            |                                            |                                            |                                            |                                            |                                            |                                            |                                            |                                            |                                            |                                            |                                            |                                            |                                            |                                            |                                            |                                            |                                            |                                            |                                            |                                            |                                            |                                            |                                            |                                            |                                            |                                            |                                            |                                            |                                            |                                            |                                            |                                            |                                            |                                            |                                            |                                            |                                            |                                            |                                            |                                            |                                            |                                            |                                            |                                            |                                            |                                            |                                            |                                            |                                            |                                            |                                            |                                            |                                            |                                            |                                            |                                            |                                            |                                            |                                            |                                            |                                            |                                            |                                            |                                            |                                            |                                            |                                            |                                            |                                            |                                            |                                            |                                            |                                            |                                            |                                            |                                            |                                            |                                            |                                            |                                            |                                            |                                            |                                            |                                            |                                            |                                            |                                            |                                            |                                            |                                            |                                            |                                            |                                            |                                            |                                            |                                            |                                            |                                            |                                            |                                            |                                            |                                            |                                            |                                            |                                            |                                            |                                            |                                            |                                            |                                            |                                            |                                            |                                            |                                            |                                            |                                            |                                            |                                            |                                            |                                            |                                            |                                            |                                            |                                            |                                            |                                            |                                            |                                            |                                            |                                            |                                            |                                            |                                            |                                            |                                            |                                            |                                            |                                            |                                            |                                            |                                            |                                            |                                            |                                            |                                            |                                            |                                            |                                            |                                            |                                            |                                            |                                            |                                            |                                            |                                            |                                            |                                            |                                            |                                            |                                            |                                            |                                            |                                            |                                            |                                            |                                            |                                            |                                            |                                            |                                            |                                            |                                            |                                            |                                            |                                            |                                            |                                            |                                            |                                            |                                            |                                            |                                            |                                            |                                            |                                            |                                            |                                            |                                            |                                            |                                            |                                            |                                            |                                            |                                            |                                            |                                            |                                            |                                            |                                            |                                            |                                            |                                            |                                            |                                            |                                            |                                            |                                            |                                            |                                            |                                            |                                            |                                            |                                            |                                            |                                            |                                            |                                            |                                            |                                            |                                            |                                            |                                            |                                            |                                            |                                            |                                            |                                            |                                            |                                            |                                            |                                            |                                            |                                            |                                            |                                            |                                            |                                            |                                            |                                            |                                            |                                            |                                            |                                            |                                            |                                            |                                            |                                            |                                            |                                            |                                            |                                            |                                            |                                            |                                            |                                            |                                            |                                            |                                            |                                            |                                            |                                            |                                            |                                            |                                            |                                            |                                            |                                            |                                            |                                            |                                            |                                            |                                            |                                            |                                            |                                            |                                            |                                            |                                            |                                            |                                            |                                            |                                            |                                            |                                            |                                            |                                            |                                            |                                            |                                            |                                            |                                            |                                            |                                            |                                            |                                            |                                            |                                            |                                            |                                            |                                            |                                            |                                            |                                            |                                            |                                            |                                            |                                            |                                            |                                            |                                            |                                            |                                            |                                            |                                            |                                            |                                            |                                            |                                            |                                            |                                            |                                            |                                            |                                            |                                            |                                            |                                            |                                            |                                            |                                            |                                            |                                            |                                            |                                            |                                            |                                            |                                            |
| 19   | 1 170 m                     | Pont de Meiko-Chuo              | 290                                        | 290                                        | 290                                        | 290                                        | 290                                        | 290                                        | 290                                        | 290                                        | 290                                        | 290                                        | 290                                        | 290                                        | 290                                        | 290                                        | 290                                        | 290                                        | 290                                        | 290                                        | 290                                        | 290                                        | 290                                        | 290                                        | 290                                        | 290                                        | 290                                        | 290                                        | 290                                        | 290                                        | 290                                        | 290                                        | 290                                        | 290                                        | 290                                        | 290                                        | 290                                        | 290                                        | 290                                        | 290                                        | 290                                        | 290                                        | 290                                        | 290                                        | 290                                        | 290                                        | 290                                        | 290                                        | 290                                        | 290                                        | 290                                        | 290                                        | 290                                        | 290                                        | 290                                        | 290                                        | 290                                        | 290                                        | 290                                        | 290                                        | 290                                        | 290                                        | 290                                        | 290                                        | 290                                        | 290                                        | 290                                        | 290                                        | 290                                        | 290                                        | 290                                        | 290                                        | 290                                        | 290                                        | 290                                        | 290                                        | 290                                        | 290                                        | 290                                        | 290                                        | 290                                        | 290                                        | 290                                        | 290                                        | 290                                        | 290                                        | 290                                        | 290                                        | 290                                        | 290                                        | 290                                        | 290                                        | 290                                        | 290                                        | 290                                        | 290                                        | 290                                        | 290                                        | 290                                        | 290                                        | 290                                        | 290                                        | 290                                        | 290                                        | 290                                        | 290                                        | 290                                        | 290                                        | 290                                        | 290                                        | 290                                        | 290                                        | 290                                        | 290                                        | 290                                        | 290                                        | 290                                        | 290                                        | 290                                        | 290                                        | 290                                        | 290                                        | 290                                        | 290                                        | 290                                        | 290                                        | 290                                        | 290                                        | 290                                        | 290                                        | 290                                        | 290                                        | 290                                        | 290                                        | 290                                        | 290                                        | 290                                        | 290                                        | 290                                        | 290                                        | 290                                        | 290                                        | 290                                        | 290                                        | 290                                        | 290                                        | 290                                        | 290                                        | 290                                        | 290                                        | 290                                        | 290                                        | 290                                        | 290                                        | 290                                        | 290                                        | 290                                        | 290                                        | 290                                        | 290                                        | 290                                        | 290                                        | 290                                        | 290                                        | 290                                        | 290                                        | 290                                        | 290                                        | 290                                        | 290                                        | 290                                        | 290                                        | 290                                        | 290                                        | 290                                        | 290                                        | 290                                        | 290                                        | 290                                        | 290                                        | 290                                        | 290                                        | 290                                        | 290                                        | 290                                        | 290                                        | 290                                        | 290                                        | 290                                        | 290                                        | 290                                        | 290                                        | 290                                        | 290                                        | 290                                        | 290                                        | 290                                        | 290                                        | 290                                        | 290                                        | 290                                        | 290                                        | 290                                        | 290                                        | 290                                        | 290                                        | 290                                        | 290                                        | 290                                        | 290                                        | 290                                        | 290                                        | 290                                        | 290                                        | 290                                        | 290                                        | 290                                        | 290                                        | 290                                        | 290                                        | 290                                        | 290                                        | 290                                        | 290                                        | 290                                        | 290                                        | 290                                        | 290                                        | 290                                        | 290                                        | 290                                        | 290                                        | 290                                        | 290                                        | 290                                        | 290                                        | 290                                        | 290                                        | 290                                        | 290                                        | 290                                        | 290                                        | 290                                        | 290                                        | 290                                        | 290                                        | 290                                        | 290                                        | 290                                        | 290                                        | 290                                        | 290                                        | 290                                        | 290                                        | 290                                        | 290                                        | 290                                        | 290                                        | 290                                        | 290                                        | 290                                        | 290                                        | 290                                        | 290                                        | 290                                        | 290                                        | 290                                        | 290                                        | 290                                        | 290                                        | 290                                        | 290                                        | 290                                        | 290                                        | 290                                        | 290                                        | 290                                        | 290                                        | 290                                        | 290                                        | 290                                        | 290                                        | 290                                        | 290                                        | 290                                        | 290                                        | 290                                        | 290                                        | 290                                        | 290                                        | 290                                        | 290                                        | 590                                        | 590                                        | 590                                        | 590                                        | 590                                        | 590                                        | 590                                        | 590                                        | 590                                        | 590                                        | 590                                        | 590                                        | 590                                        | 590                                        | 590                                        | 590                                        | 590                                        | 590                                        | 590                                        | 590                                        | 590                                        | 590                                        | 590                                        | 590                                        | 590                                        | 590                                        | 590                                        | 590                                        | 590                                        | 590                                        | 590                                        | 590                                        | 590                                        | 590                                        | 590                                        | 590                                        | 590                                        | 590                                        | 590                                        | 590                                        | 590                                        | 590                                        | 590                                        | 590                                        | 590                                        | 590                                        | 590                                        | 590                                        | 590                                        | 590                                        | 590                                        | 590                                        | 590                                        | 590                                        | 590                                        | 590                                        | 590                                        | 590                                        | 590                                        | 590                                        | 590                                        | 590                                        | 590                                        | 590                                        | 590                                        | 590                                        | 590                                        | 590                                        | 590                                        | 590                                        | 590                                        | 590                                        | 590                                        | 590                                        | 590                                        | 590                                        | 590                                        | 590                                        | 590                                        | 590                                        | 590                                        | 590                                        | 590                                        | 590                                        | 590                                        | 590                                        | 590                                        | 590                                        | 590                                        | 590                                        | 590                                        | 590                                        | 590                                        | 590                                        | 590                                        | 590                                        | 590                                        | 590                                        | 590                                        | 590                                        | 590                                        | 590                                        | 590                                        | 590                                        | 590                                        | 590                                        | 590                                        | 590                                        | 590                                        | 590                                        | 590                                        | 590                                        | 590                                        | 590                                        | 590                                        | 590                                        | 590                                        | 590                                        | 590                                        | 590                                        | 590                                        | 590                                        | 590                                        | 590                                        | 590                                        | 590                                        | 590                                        | 590                                        | 590                                        | 590                                        | 590                                        | 590                                        | 590                                        | 590                                        | 590                                        | 590                                        | 590                                        | 590                                        | 590                                        | 590                                        | 590                                        | 590                                        | 590                                        | 590                                        | 590                                        | 590                                        | 590                                        | 590                                        | 590                                        | 590                                        | 590                                        | 590                                        | 590                                        | 590                                        | 590                                        | 590                                        | 590                                        | 590                                        | 590                                        | 590                                        | 590                                        | 590                                        | 590                                        | 590                                        | 590                                        | 590                                        | 590                                        | 590                                        | 590                                        | 590                                        | 590                                        | 590                                        | 590                                        | 590                                        | 590                                        | 590                                        | 590                                        | 590                                        | 590                                        | 590                                        | 590                                        | 590                                        | 590                                        | 590                                        | 590                                        | 590                                        | 590                                        | 590                                        | 590                                        | 590                                        | 590                                        | 590                                        | 590                                        | 590                                        | 590                                        | 590                                        | 590                                        | 590                                        | 590                                        | 590                                        | 590                                        | 590                                        | 590                                        | 590                                        | 590                                        | 590                                        | 590                                        | 590                                        | 590                                        | 590                                        | 590                                        | 590                                        | 590                                        | 590                                        | 590                                        | 590                                        | 590                                        | 590                                        | 590                                        | 590                                        | 590                                        | 590                                        | 590                                        | 590                                        | 590                                        | 590                                        | 590                                        | 590                                        | 590                                        | 590                                        | 590                                        | 590                                        | 590                                        | 590                                        | 590                                        | 590                                        | 590                                        | 590                                        | 590                                        | 590                                        | 590                                        | 590                                        | 590                                        | 590                                        | 590                                        | 590                                        | 590                                        | 590                                        | 590                                        | 590                                        | 590                                        | 590                                        | 590                                        | 590                                        | 590                                        | 590                                        | 590                                        | 590                                        | 590                                        | 590                                        | 590                                        | 590                                        | 590                                        | 590                                        | 590                                        | 590                                        | 590                                        | 590                                        | 590                                        | 590                                        | 590                                        | 590                                        | 590                                        | 590                                        | 590                                        | 590                                        | 590                                        | 590                                        | 590                                        | 590                                        | 590                                        | 590                                        | 590                                        | 590                                        | 590                                        | 590                                        | 590                                        | 590                                        | 590                                        | 590                                        | 590                                        | 590                                        | 590                                        | 590                                        | 590                                        | 590                                        | 590                                        | 590                                        | 590                                        | 590                                        | 590                                        | 590                                        | 590                                        | 590                                        | 590                                        | 590                                        | 590                                        | 590                                        | 590                                        | 590                                        | 590                                        | 590                                        | 590                                        | 590                                        | 590                                        | 590                                        | 590                                        | 590                                        | 590                                        | 590                                        | 590                                        | 590                                        | 590                                        | 590                                        | 590                                        | 590                                        | 590                                        | 590                                        | 590                                        | 590                                        | 590                                        | 590                                        | 590                                        | 590                                        | 590                                        | 590                                        | 590                                        | 590                                        | 590                                        | 590                                        | 590                                        | 590                                        | 590                                        | 590                                        | 590                                        | 590                                        | 590                                        | 590                                        | 590                                        | 590                                        | 590                                        | 590                                        | 590                                        | 590                                        | 590                                        | 590                                        | 590                                        | 590                                        | 590                                        | 590                                        | 590                                        | 590                                        | 590                                        | 590                                        | 590                                        | 590                                        | 590                                        | 590                                        | 590                                        | 590                                        | 590                                        | 590                                        | 590                                        | 590                                        | 590                                        | 590                                        | 590                                        | 590                                        | 590                                        | 590                                        | 590                                        | 590                                        | 590                                        | 590                                        | 590                                        | 590                                        | 590                                        | 590                                        | 590                                        | 590                                        | 590                                        | 590                                        | 590                                        | 590                                        | 590                                        | 590                                        | 590                                        | 590                                        | 590                                        | 590                                        | 590                                        | 590                                        | 590                                        | 590                                        | 590                                        | 590                                        | 590                                        | 590                                        | 590                                        | 590                                        | 590                                        | 590                                        | 590                                        | 590                                        | 590                                        | 590                                        | 590                                        | 590                                        | 590                                        | 590                                        | 590                                        | 590                                        | 590                                        | 590                                        | 590                                        | 590                                        | 590                                        | 590                                        | 590                                        | 590                                        | 590                                        | 590                                        | 590                                        | 590                                        | 590                                        | 590                                        | 590                                        | 590                                        | 590                                        | 590                                        | 590                                        | 590                                        | 590                                        | 590                                        | 590                                        | 590                                        | 590                                        | 590                                        | 590                                        | 590                                        | 590                                        | 590                                        | 590                                        | 590                                        | 590                                        | 590                                        | 590                                        | 590                                        | 590                                        | 590                                        | 590                                        | 590                                        | 590                                        | 590                                        | 590                                        | 590                                        | 590                                        | 590                                        | 590                                        | 590                                        | 590                                        | 590                                        | 590                                        | 590                                        | 590                                        | 590                                        | 590                                        | 590                                        | 590                                        | 590                                        | 590                                        | 590                                        | 590                                        | 590                                        | 590                                        | 590                                        | 590                                        | 590                                        | 590                                        | 590                                        | 590                                        | 590                                        | 590                                        | 590                                        | 590                                        | 590                                        | 590                                        | 590                                        | 590                                        | 590                                        | 590                                        | 590                                        | 590                                        | 590                                        | 590                                        | 590                                        | 590                                        | 590                                        | 590                                        | 590                                        | 590                                        | 590                                        | 590                                        | 590                                        | 590                                        | 590                                        | 590                                        | 590                                        | 590                                        | 590                                        | 590                                        | 590                                        | 590                                        | 590                                        | 590                                        | 590                                        | 590                                        | 590                                        | 590                                        | 590                                        | 590                                        | 590                                        | 590                                        | 590                                        | 590                                        | 590                                        | 590                                        | 590                                        | 590                                        | 590                                        | 590                                        | 590                                        | 590                                        | 590                                        | 590                                        | 590                                        | 590                                        | 590                                        | 590                                        | 590                                        | 590                                        | 590                                        | 590                                        | 590                                        | 590                                        | 590                                        | 590                                        | 590                                        | 590                                        | 590                                        | 590                                        | 590                                        | 590                                        | 590                                        | 590                                        | 590                                        | 590                                        | 590                                        | 590                                        | 590                                        | 590                                        | 590                                        | 590                                        | 590                                        | 590                                        | 590                                        | 590                                        | 590                                        | 590                                        | 590                                        | 590                                        | 590                                        | 590                                        | 590                                        | 590                                        | 590                                        | 590                                        | 590                                        | 590                                        | 590                                        | 290                                        | 290                                        | 290                                        | 290                                        | 290                                        | 290                                        | 290                                        | 290                                        | 290                                        | 290                                        | 290                                        | 290                                        | 290                                        | 290                                        | 290                                        | 290                                        | 290                                        | 290                                        | 290                                        | 290                                        | 290                                        | 290                                        | 290                                        | 290                                        | 290                                        | 290                                        | 290                                        | 290                                        | 290                                        | 290                                        | 290                                        | 290                                        | 290                                        | 290                                        | 290                                        | 290                                        | 290                                        | 290                                        | 290                                        | 290                                        | 290                                        | 290                                        | 290                                        | 290                                        | 290                                        | 290                                        | 290                                        | 290                                        | 290                                        | 290                                        | 290                                        | 290                                        | 290                                        | 290                                        | 290                                        | 290                                        | 290                                        | 290                                        | 290                                        | 290                                        | 290                                        | 290                                        | 290                                        | 290                                        | 290                                        | 290                                        | 290                                        | 290                                        | 290                                        | 290                                        | 290                                        | 290                                        | 290                                        | 290                                        | 290                                        | 290                                        | 290                                        | 290                                        | 290                                        | 290                                        | 290                                        | 290                                        | 290                                        | 290                                        | 290                                        | 290                                        | 290                                        | 290                                        | 290                                        | 290                                        | 290                                        | 290                                        | 290                                        | 290                                        | 290                                        | 290                                        | 290                                        | 290                                        | 290                                        | 290                                        | 290                                        | 290                                        | 290                                        | 290                                        | 290                                        | 290                                        | 290                                        | 290                                        | 290                                        | 290                                        | 290                                        | 290                                        | 290                                        | 290                                        | 290                                        | 290                                        | 290                                        | 290                                        | 290                                        | 290                                        | 290                                        | 290                                        | 290                                        | 290                                        | 290                                        | 290                                        | 290                                        | 290                                        | 290                                        | 290                                        | 290                                        | 290                                        | 290                                        | 290                                        | 290                                        | 290                                        | 290                                        | 290                                        | 290                                        | 290                                        | 290                                        | 290                                        | 290                                        | 290                                        | 290                                        | 290                                        | 290                                        | 290                                        | 290                                        | 290                                        | 290                                        | 290                                        | 290                                        | 290                                        | 290                                        | 290                                        | 290                                        | 290                                        | 290                                        | 290                                        | 290                                        | 290                                        | 290                                        | 290                                        | 290                                        | 290                                        | 290                                        | 290                                        | 290                                        | 290                                        | 290                                        | 290                                        | 290                                        | 290                                        | 290                                        | 290                                        | 290                                        | 290                                        | 290                                        | 290                                        | 290                                        | 290                                        | 290                                        | 290                                        | 290                                        | 290                                        | 290                                        | 290                                        | 290                                        | 290                                        | 290                                        | 290                                        | 290                                        | 290                                        | 290                                        | 290                                        | 290                                        | 290                                        | 290                                        | 290                                        | 290                                        | 290                                        | 290                                        | 290                                        | 290                                        | 290                                        | 290                                        | 290                                        | 290                                        | 290                                        | 290                                        | 290                                        | 290                                        | 290                                        | 290                                        | 290                                        | 290                                        | 290                                        | 290                                        | 290                                        | 290                                        | 290                                        | 290                                        | 290                                        | 290                                        | 290                                        | 290                                        | 290                                        | 290                                        | 290                                        | 290                                        | 290                                        | 290                                        | 290                                        | 290                                        | 290                                        | 290                                        | 290                                        | 290                                        | 290                                        | 290                                        | 290                                        | 290                                        | 290                                        | 290                                        | 290                                        | 290                                        | 290                                        | 290                                        | 290                                        | 290                                        | 290                                        | 290                                        | 290                                        | 290                                        | 290                                        | 290                                        | 290                                        | 290                                        | 290                                        | 290                                        | 290                                        | 290                                        | 290                                        | 290                                        | 290                                        | 290                                        | 290                                        | 290                                        | 290                                        | 290                                        | 290                                        | 290                                        | 290                                        | 290                                        | 290                                        | 290                                        | 290                                        | 290                                        | 290                                        | 290                                        | 290                                        | 290                                        | 290                                        | 290                                        | 290                                        | 290                                        | 290                                        | 290                                        | 290                                        |                                            |                                            |                                            |                                            |                                            |                                            |                                            |                                            |                                            |                                            |                                            |                                            |                                            |                                            |                                            |                                            |                                            |                                            |                                            |                                            |                                            |                                            |                                            |                                            |                                            |                                            |                                            |                                            |                                            |                                            |                                            |                                            |                                            |                                            |                                            |                                            |                                            |                                            |                                            |                                            |                                            |                                            |                                            |                                            |                                            |                                            |                                            |                                            |                                            |                                            |                                            |                                            |                                            |                                            |                                            |                                            |                                            |                                            |                                            |                                            |                                            |                                            |                                            |                                            |                                            |                                            |                                            |                                            |                                            |                                            |                                            |                                            |                                            |                                            |                                            |                                            |                                            |                                            |                                            |                                            |                                            |                                            |                                            |                                            |                                            |                                            |                                            |                                            |                                            |                                            |                                            |                                            |                                            |                                            |                                            |                                            |                                            |                                            |                                            |                                            |                                            |                                            |                                            |                                            |                                            |                                            |                                            |                                            |                                            |                                            |                                            |                                            |                                            |                                            |                                            |                                            |                                            |                                            |                                            |                                            |                                            |                                            |                                            |                                            |                                            |                                            |                                            |                                            |                                            |                                            |                                            |                                            |                                            |                                            |                                            |                                            |                                            |                                            |                                            |                                            |                                            |                                            |                                            |                                            |                                            |                                            |                                            |                                            |                                            |                                            |                                            |                                            |                                            |                                            |                                            |                                            |                                            |                                            |                                            |                                            |                                            |                                            |                                            |                                            |                                            |                                            |                                            |                                            |                                            |                                            |                                            |                                            |                                            |                                            |                                            |                                            |                                            |                                            |                                            |                                            |                                            |                                            |                                            |                                            |                                            |                                            |                                            |                                            |                                            |                                            |                                            |                                            |                                            |                                            |                                            |                                            |                                            |                                            |                                            |                                            |                                            |                                            |                                            |                                            |                                            |                                            |                                            |                                            |                                            |                                            |                                            |                                            |                                            |                                            |                                            |                                            |                                            |                                            |                                            |                                            |                                            |                                            |                                            |                                            |                                            |                                            |                                            |                                            |                                            |                                            |                                            |                                            |                                            |                                            |                                            |                                            |                                            |                                            |                                            |                                            |                                            |                                            |                                            |                                            |                                            |                                            |                                            |                                            |                                            |                                            |                                            |                                            |                                            |                                            |                                            |                                            |                                            |                                            |                                            |                                            |                                            |                                            |                                            |                                            |                                            |                                            |                                            |                                            |                                            |                                            |                                            |                                            |                                            |                                            |                                            |                                            |                                            |                                            |                                            |                                            |                                            |                                            |                                            |                                            |                                            |                                            |                                            |                                            |                                            |                                            |                                            |                                            |                                            |                                            |                                            |                                            |                                            |                                            |                                            |                                            |                                            |                                            |                                            |                                            |                                            |                                            |                                            |                                            |                                            |                                            |                                            |                                            |                                            |                                            |                                            |                                            |                                            |                                            |                                            |                                            |                                            |                                            |                                            |                                            |                                            |                                            |                                            |                                            |                                            |                                            |                                            |                                            |                                            |                                            |                                            |                                            |                                            |                                            |                                            |                                            |                                            |                                            |                                            |                                            |                                            |                                            |                                            |                                            |                                            |                                            |                                            |                                            |                                            |                                            |                                            |                                            |                                            |                                            |                                            |                                            |                                            |                                            |                                            |                                            |                                            |                                            |                                            |                                            |                                            |                                            |                                            |                                            |                                            |                                            |                                            |                                            |                                            |                                            |                                            |                                            |                                            |                                            |                                            |                                            |                                            |                                            |                                            |                                            |                                            |                                            |                                            |                                            |                                            |                                            |                                            |                                            |                                            |                                            |                                            |                                            |                                            |                                            |                                            |                                            |                                            |                                            |                                            |                                            |                                            |                                            |                                            |                                            |                                            |                                            |                                            |                                            |                                            |                                            |                                            |                                            |                                            |                                            |                                            |                                            |                                            |                                            |                                            |                                            |                                            |                                            |                                            |                                            |                                            |                                            |                                            |                                            |                                            |                                            |                                            |                                            |                                            |                                            |                                            |                                            |                                            |                                            |                                            |                                            |                                            |                                            |                                            |                                            |                                            |                                            |                                            |                                            |                                            |                                            |                                            |                                            |                                            |                                            |                                            |                                            |                                            |                                            |                                            |                                            |                                            |                                            |                                            |                                            |                                            |                                            |                                            |                                            |                                            |                                            |                                            |                                            |                                            |                                            |                                            |                                            |                                            |                                            |                                            |                                            |                                            |                                            |                                            |                                            |                                            |                                            |                                            |                                            |                                            |                                            |                                            |                                            |                                            |                                            |                                            |                                            |                                            |                                            |                                            |                                            |                                            |                                            |                                            |                                            |                                            |                                            |                                            |                                            |                                            |                                            |                                            |                                            |                                            |                                            |                                            |                                            |                                            |                                            |                                            |                                            |                                            |                                            |                                            |                                            |                                            |                                            |                                            |                                            |                                            |                                            |                                            |                                            |                                            |                                            |                                            |                                            |                                            |                                            |                                            |                                            |                                            |                                            |                                            |                                            |                                            |                                            |                                            |                                            |                                            |                                            |                                            |                                            |                                            |                                            |                                            |                                            |                                            |                                            |                                            |                                            |                                            |                                            |                                            |                                            |                                            |                                            |                                            |                                            |                                            |                                            |                                            |                                            |                                            |                                            |                                            |                                            |                                            |                                            |                                            |                                            |                                            |                                            |                                            |                                            |                                            |                                            |                                            |                                            |                                            |                                            |                                            |                                            |                                            |                                            |                                            |                                            |                                            |                                            |                                            |                                            |                                            |                                            |                                            |                                            |                                            |                                            |                                            |                                            |                                            |                                            |                                            |                                            |                                            |                                            |                                            |                                            |                                            |                                            |                                            |                                            |                                            |                                            |                                            |                                            |                                            |                                            |                                            |                                            |                                            |                                            |                                            |                                            |                                            |                                            |                                            |                                            |                                            |                                            |                                            |                                            |                                            |                                            |                                            |                                            |                                            |                                            |                                            |                                            |                                            |                                            |                                            |                                            |                                            |                                            |                                            |                                            |                                            |                                            |                                            |                                            |                                            |                                            |                                            |                                            |                                            |                                            |                                            |                                            |                                            |                                            |                                            |                                            |                                            |                                            |                                            |                                            |                                            |                                            |                                            |                                            |                                            |                                            |                                            |                                            |                                            |                                            |                                            |                                            |                                            |                                            |                                            |                                            |                                            |                                            |                                            |                                            |                                            |                                            |                                            |                                            |                                            |                                            |                                            |                                            |                                            |                                            |                                            |                                            |                                            |                                            |                                            |                                            |                                            |                                            |                                            |                                            |                                            |                                            |                                            |                                            |                                            |                                            |                                            |                                            |                                            |                                            |                                            |                                            |                                            |                                            |                                            |                                            |                                            |                                            |                                            |                                            |                                            |                                            |                                            |                                            |                                            |                                            |                                            |                                            |                                            |                                            |                                            |                                            |                                            |                                            |                                            |                                            |                                            |                                            |                                            |                                            |                                            |                                            |                                            |                                            |                                            |                                            |                                            |                                            |                                            |                                            |                                            |                                            |                                            |                                            |                                            |                                            |                                            |                                            |                                            |                                            |                                            |                                            |                                            |                                            |                                            |                                            |                                            |                                            |                                            |                                            |                                            |                                            |                                            |                                            |                                            |                                            |                                            |                                            |                                            |                                            |                                            |                                            |                                            |                                            |                                            |                                            |                                            |                                            |                                            |                                            |                                            |                                            |                                            |                                            |                                            |                                            |                                            |                                            |                                            |                                            |                                            |                                            |                                            |                                            |                                            |                                            |                                            |                                            |                                            |                                            |                                            |                                            |                                            |                                            |                                            |                                            |                                            |                                            |                                            |                                            |                                            |                                            |                                            |                                            |                                            |                                            |                                            |                                            |                                            |                                            |                                            |                                            |                                            |                                            |                                            |                                            |                                            |                                            |                                            |                                            |                                            |                                            |                                            |                                            |                                            |                                            |                                            |                                            |                                            |                                            |                                            |                                            |                                            |                                            |                                            |                                            |                                            |                                            |                                            |                                            |                                            |                                            |                                            |                                            |                                            |                                            |                                            |                                            |                                            |                                            |                                            |                                            |                                            |                                            |                                            |                                            |                                            |                                            |                                            |                                            |                                            |                                            |                                            |                                            |                                            |                                            |                                            |                                            |                                            |                                            |                                            |                                            |                                            |                                            |                                            |                                            |                                            |                                            |                                            |                                            |                                            |                                            |                                            |                                            |                                            |                                            |                                            |                                            |                                            |                                            |                                            |                                            |                                            |                                            |                                            |                                            |                                            |                                            |                                            |                                            |                                            |                                            |                                            |                                            |                                            |                                            |                                            |                                            |                                            |                                            |                                            |                                            |                                            |                                            |                                            |                                            |                                            |                                            |                                            |                                            |                                            |                                            |                                            |                                            |                                            |                                            |                                            |                                            |                                            |                                            |                                            |                                            |                                            |                                            |                                            |                                            |                                            |                                            |                                            |                                            |                                            |                                            |                                            |                                            |                                            |                                            |                                            |                                            |                                            |                                            |                                            |                                            |                                            |                                            |                                            |                                            |                                            |                                            |                                            |                                            |                                            |                                            |                                            |                                            |                                            |                                            |                                            |                                            |                                            |                                            |                                            |                                            |                                            |                                            |                                            |                                            |                                            |                                            |                                            |                                            |                                            |                                            |                                            |                                            |                                            |                                            |                                            |                                            |                                            |                                            |                                            |                                            |                                            |                                            |                                            |                                            |                                            |                                            |                                            |                                            |                                            |                                            |                                            |                                            |                                            |                                            |                                            |                                            |                                            |                                            |                                            |                                            |                                            |                                            |                                            |                                            |                                            |                                            |                                            |                                            |                                            |                                            |                                            |                                            |                                            |                                            |                                            |                                            |                                            |                                            |                                            |                                            |                                            |                                            |                                            |                                            |                                            |                                            |                                            |                                            |                                            |                                            |                                            |                                            |                                            |                                            |                                            |                                            |                                            |                                            |                                            |                                            |                                            |                                            |                                            |                                            |                                            |                                            |                                            |                                            |                                            |                                            |                                            |                                            |                                            |                                            |                                            |                                            |                                            |                                            |                                            |                                            |                                            |                                            |                                            |                                            |                                            |                                            |                                            |                                            |                                            |                                            |                                            |                                            |                                            |                                            |                                            |                                            |                                            |                                            |                                            |                                            |                                            |                                            |                                            |                                            |                                            |                                            |                                            |                                            |                                            |                                            |                                            |                                            |                                            |                                            |                                            |                                            |                                            |                                            |                                            |                                            |                                            |                                            |                                            |                                            |                                            |                                            |                                            |                                            |                                            |                                            |                                            |                                            |                                            |                                            |                                            |                                            |                                            |                                            |                                            |                                            |                                            |                                            |                                            |                                            |                                            |                                            |                                            |                                            |                                            |                                            |                                            |                                            |                                            |                                            |                                            |                                            |                                            |                                            |                                            |                                            |                                            |                                            |                                            |                                            |                                            |                                            |                                            |                                            |                                            |                                            |                                            |                                            |                                            |                                            |                                            |                                            |                                            |                                            |                                            |                                            |                                            |                                            |                                            |                                            |                                            |                                            |                                            |                                            |                                            |                                            |                                            |                                            |                                            |                                            |                                            |                                            |                                            |                                            |                                            |                                            |                                            |                                            |                                            |                                            |                                            |                                            |                                            |                                            |                                            |                                            |                                            |                                            |                                            |                                            |                                            |                                            |                                            |                                            |                                            |                                            |                                            |                                            |                                            |                                            |                                            |                                            |                                            |                                            |                                            |                                            |                                            |                                            |                                            |                                            |                                            |                                            |                                            |                                            |                                            |                                            |                                            |                                            |                                            |                                            |                                            |                                            |                                            |                                            |                                            |                                            |                                            |                                            |                                            |                                            |                                            |                                            |                                            |                                            |                                            |                                            |                                            |                                            |                                            |                                            |                                            |                                            |                                            |                                            |                                            |                                            |                                            |                                            |                                            |                                            |                                            |                                            |                                            |                                            |                                            |                                            |                                            |                                            |                                            |                                            |                                            |                                            |                                            |                                            |                                            |                                            |                                            |                                            |                                            |                                            |                                            |                                            |                                            |                                            |                                            |                                            |                                            |                                            |                                            |                                            |                                            |                                            |                                            |                                            |                                            |                                            |                                            |                                            |                                            |                                            |                                            |                                            |                                            |                                            |                                            |                                            |                                            |                                            |                                            |                                            |                                            |                                            |                                            |                                            |                                            |                                            |                                            |                                            |                                            |                                            |
| 20   | 1 162 m                     | Troisième pont de Nankin        | 257                                        | 257                                        | 257                                        | 257                                        | 257                                        | 257                                        | 257                                        | 257                                        | 257                                        | 257                                        | 257                                        | 257                                        | 257                                        | 257                                        | 257                                        | 257                                        | 257                                        | 257                                        | 257                                        | 257                                        | 257                                        | 257                                        | 257                                        | 257                                        | 257                                        | 257                                        | 257                                        | 257                                        | 257                                        | 257                                        | 257                                        | 257                                        | 257                                        | 257                                        | 257                                        | 257                                        | 257                                        | 257                                        | 257                                        | 257                                        | 257                                        | 257                                        | 257                                        | 257                                        | 257                                        | 257                                        | 257                                        | 257                                        | 257                                        | 257                                        | 257                                        | 257                                        | 257                                        | 257                                        | 257                                        | 257                                        | 257                                        | 257                                        | 257                                        | 257                                        | 257                                        | 257                                        | 257                                        | 257                                        | 257                                        | 257                                        | 257                                        | 257                                        | 257                                        | 257                                        | 257                                        | 257                                        | 257                                        | 257                                        | 257                                        | 257                                        | 257                                        | 257                                        | 257                                        | 257                                        | 257                                        | 257                                        | 257                                        | 257                                        | 257                                        | 257                                        | 257                                        | 257                                        | 257                                        | 257                                        | 257                                        | 257                                        | 257                                        | 257                                        | 257                                        | 257                                        | 257                                        | 257                                        | 257                                        | 257                                        | 257                                        | 257                                        | 257                                        | 257                                        | 257                                        | 257                                        | 257                                        | 257                                        | 257                                        | 257                                        | 257                                        | 257                                        | 257                                        | 257                                        | 257                                        | 257                                        | 257                                        | 257                                        | 257                                        | 257                                        | 257                                        | 257                                        | 257                                        | 257                                        | 257                                        | 257                                        | 257                                        | 257                                        | 257                                        | 257                                        | 257                                        | 257                                        | 257                                        | 257                                        | 257                                        | 257                                        | 257                                        | 257                                        | 257                                        | 257                                        | 257                                        | 257                                        | 257                                        | 257                                        | 257                                        | 257                                        | 257                                        | 257                                        | 257                                        | 257                                        | 257                                        | 257                                        | 257                                        | 257                                        | 257                                        | 257                                        | 257                                        | 257                                        | 257                                        | 257                                        | 257                                        | 257                                        | 257                                        | 257                                        | 257                                        | 257                                        | 257                                        | 257                                        | 257                                        | 257                                        | 257                                        | 257                                        | 257                                        | 257                                        | 257                                        | 257                                        | 257                                        | 257                                        | 257                                        | 257                                        | 257                                        | 257                                        | 257                                        | 257                                        | 257                                        | 257                                        | 257                                        | 257                                        | 257                                        | 257                                        | 257                                        | 257                                        | 257                                        | 257                                        | 257                                        | 257                                        | 257                                        | 257                                        | 257                                        | 257                                        | 257                                        | 257                                        | 257                                        | 257                                        | 257                                        | 257                                        | 257                                        | 257                                        | 257                                        | 257                                        | 257                                        | 257                                        | 257                                        | 257                                        | 257                                        | 257                                        | 257                                        | 257                                        | 257                                        | 257                                        | 257                                        | 257                                        | 257                                        | 257                                        | 257                                        | 257                                        | 257                                        | 257                                        | 257                                        | 257                                        | 257                                        | 257                                        | 257                                        | 257                                        | 257                                        | 257                                        | 257                                        | 257                                        | 257                                        | 257                                        | 257                                        | 257                                        | 257                                        | 257                                        | 257                                        | 257                                        | 257                                        | 257                                        | 257                                        | 257                                        | 257                                        | 257                                        | 257                                        | 257                                        | 257                                        | 257                                        | 257                                        | 648                                        | 648                                        | 648                                        | 648                                        | 648                                        | 648                                        | 648                                        | 648                                        | 648                                        | 648                                        | 648                                        | 648                                        | 648                                        | 648                                        | 648                                        | 648                                        | 648                                        | 648                                        | 648                                        | 648                                        | 648                                        | 648                                        | 648                                        | 648                                        | 648                                        | 648                                        | 648                                        | 648                                        | 648                                        | 648                                        | 648                                        | 648                                        | 648                                        | 648                                        | 648                                        | 648                                        | 648                                        | 648                                        | 648                                        | 648                                        | 648                                        | 648                                        | 648                                        | 648                                        | 648                                        | 648                                        | 648                                        | 648                                        | 648                                        | 648                                        | 648                                        | 648                                        | 648                                        | 648                                        | 648                                        | 648                                        | 648                                        | 648                                        | 648                                        | 648                                        | 648                                        | 648                                        | 648                                        | 648                                        | 648                                        | 648                                        | 648                                        | 648                                        | 648                                        | 648                                        | 648                                        | 648                                        | 648                                        | 648                                        | 648                                        | 648                                        | 648                                        | 648                                        | 648                                        | 648                                        | 648                                        | 648                                        | 648                                        | 648                                        | 648                                        | 648                                        | 648                                        | 648                                        | 648                                        | 648                                        | 648                                        | 648                                        | 648                                        | 648                                        | 648                                        | 648                                        | 648                                        | 648                                        | 648                                        | 648                                        | 648                                        | 648                                        | 648                                        | 648                                        | 648                                        | 648                                        | 648                                        | 648                                        | 648                                        | 648                                        | 648                                        | 648                                        | 648                                        | 648                                        | 648                                        | 648                                        | 648                                        | 648                                        | 648                                        | 648                                        | 648                                        | 648                                        | 648                                        | 648                                        | 648                                        | 648                                        | 648                                        | 648                                        | 648                                        | 648                                        | 648                                        | 648                                        | 648                                        | 648                                        | 648                                        | 648                                        | 648                                        | 648                                        | 648                                        | 648                                        | 648                                        | 648                                        | 648                                        | 648                                        | 648                                        | 648                                        | 648                                        | 648                                        | 648                                        | 648                                        | 648                                        | 648                                        | 648                                        | 648                                        | 648                                        | 648                                        | 648                                        | 648                                        | 648                                        | 648                                        | 648                                        | 648                                        | 648                                        | 648                                        | 648                                        | 648                                        | 648                                        | 648                                        | 648                                        | 648                                        | 648                                        | 648                                        | 648                                        | 648                                        | 648                                        | 648                                        | 648                                        | 648                                        | 648                                        | 648                                        | 648                                        | 648                                        | 648                                        | 648                                        | 648                                        | 648                                        | 648                                        | 648                                        | 648                                        | 648                                        | 648                                        | 648                                        | 648                                        | 648                                        | 648                                        | 648                                        | 648                                        | 648                                        | 648                                        | 648                                        | 648                                        | 648                                        | 648                                        | 648                                        | 648                                        | 648                                        | 648                                        | 648                                        | 648                                        | 648                                        | 648                                        | 648                                        | 648                                        | 648                                        | 648                                        | 648                                        | 648                                        | 648                                        | 648                                        | 648                                        | 648                                        | 648                                        | 648                                        | 648                                        | 648                                        | 648                                        | 648                                        | 648                                        | 648                                        | 648                                        | 648                                        | 648                                        | 648                                        | 648                                        | 648                                        | 648                                        | 648                                        | 648                                        | 648                                        | 648                                        | 648                                        | 648                                        | 648                                        | 648                                        | 648                                        | 648                                        | 648                                        | 648                                        | 648                                        | 648                                        | 648                                        | 648                                        | 648                                        | 648                                        | 648                                        | 648                                        | 648                                        | 648                                        | 648                                        | 648                                        | 648                                        | 648                                        | 648                                        | 648                                        | 648                                        | 648                                        | 648                                        | 648                                        | 648                                        | 648                                        | 648                                        | 648                                        | 648                                        | 648                                        | 648                                        | 648                                        | 648                                        | 648                                        | 648                                        | 648                                        | 648                                        | 648                                        | 648                                        | 648                                        | 648                                        | 648                                        | 648                                        | 648                                        | 648                                        | 648                                        | 648                                        | 648                                        | 648                                        | 648                                        | 648                                        | 648                                        | 648                                        | 648                                        | 648                                        | 648                                        | 648                                        | 648                                        | 648                                        | 648                                        | 648                                        | 648                                        | 648                                        | 648                                        | 648                                        | 648                                        | 648                                        | 648                                        | 648                                        | 648                                        | 648                                        | 648                                        | 648                                        | 648                                        | 648                                        | 648                                        | 648                                        | 648                                        | 648                                        | 648                                        | 648                                        | 648                                        | 648                                        | 648                                        | 648                                        | 648                                        | 648                                        | 648                                        | 648                                        | 648                                        | 648                                        | 648                                        | 648                                        | 648                                        | 648                                        | 648                                        | 648                                        | 648                                        | 648                                        | 648                                        | 648                                        | 648                                        | 648                                        | 648                                        | 648                                        | 648                                        | 648                                        | 648                                        | 648                                        | 648                                        | 648                                        | 648                                        | 648                                        | 648                                        | 648                                        | 648                                        | 648                                        | 648                                        | 648                                        | 648                                        | 648                                        | 648                                        | 648                                        | 648                                        | 648                                        | 648                                        | 648                                        | 648                                        | 648                                        | 648                                        | 648                                        | 648                                        | 648                                        | 648                                        | 648                                        | 648                                        | 648                                        | 648                                        | 648                                        | 648                                        | 648                                        | 648                                        | 648                                        | 648                                        | 648                                        | 648                                        | 648                                        | 648                                        | 648                                        | 648                                        | 648                                        | 648                                        | 648                                        | 648                                        | 648                                        | 648                                        | 648                                        | 648                                        | 648                                        | 648                                        | 648                                        | 648                                        | 648                                        | 648                                        | 648                                        | 648                                        | 648                                        | 648                                        | 648                                        | 648                                        | 648                                        | 648                                        | 648                                        | 648                                        | 648                                        | 648                                        | 648                                        | 648                                        | 648                                        | 648                                        | 648                                        | 648                                        | 648                                        | 648                                        | 648                                        | 648                                        | 648                                        | 648                                        | 648                                        | 648                                        | 648                                        | 648                                        | 648                                        | 648                                        | 648                                        | 648                                        | 648                                        | 648                                        | 648                                        | 648                                        | 648                                        | 648                                        | 648                                        | 648                                        | 648                                        | 648                                        | 648                                        | 648                                        | 648                                        | 648                                        | 648                                        | 648                                        | 648                                        | 648                                        | 648                                        | 648                                        | 648                                        | 648                                        | 648                                        | 648                                        | 648                                        | 648                                        | 648                                        | 648                                        | 648                                        | 648                                        | 648                                        | 648                                        | 648                                        | 648                                        | 648                                        | 648                                        | 648                                        | 648                                        | 648                                        | 648                                        | 648                                        | 648                                        | 648                                        | 648                                        | 648                                        | 648                                        | 648                                        | 648                                        | 648                                        | 648                                        | 648                                        | 648                                        | 648                                        | 648                                        | 648                                        | 648                                        | 648                                        | 648                                        | 648                                        | 648                                        | 648                                        | 648                                        | 648                                        | 648                                        | 648                                        | 648                                        | 648                                        | 648                                        | 648                                        | 648                                        | 648                                        | 648                                        | 648                                        | 648                                        | 648                                        | 648                                        | 648                                        | 648                                        | 648                                        | 648                                        | 648                                        | 648                                        | 648                                        | 648                                        | 648                                        | 648                                        | 648                                        | 648                                        | 648                                        | 648                                        | 648                                        | 648                                        | 648                                        | 648                                        | 648                                        | 648                                        | 648                                        | 648                                        | 648                                        | 648                                        | 648                                        | 648                                        | 648                                        | 648                                        | 648                                        | 648                                        | 648                                        | 648                                        | 648                                        | 648                                        | 648                                        | 648                                        | 648                                        | 648                                        | 648                                        | 648                                        | 648                                        | 648                                        | 648                                        | 648                                        | 648                                        | 648                                        | 648                                        | 648                                        | 648                                        | 648                                        | 648                                        | 648                                        | 648                                        | 648                                        | 648                                        | 648                                        | 648                                        | 648                                        | 648                                        | 648                                        | 648                                        | 648                                        | 648                                        | 648                                        | 648                                        | 648                                        | 648                                        | 648                                        | 648                                        | 648                                        | 648                                        | 648                                        | 648                                        | 648                                        | 648                                        | 648                                        | 648                                        | 648                                        | 648                                        | 648                                        | 648                                        | 648                                        | 648                                        | 648                                        | 648                                        | 648                                        | 648                                        | 648                                        | 648                                        | 648                                        | 648                                        | 648                                        | 648                                        | 648                                        | 648                                        | 648                                        | 648                                        | 648                                        | 648                                        | 648                                        | 648                                        | 648                                        | 648                                        | 648                                        | 648                                        | 648                                        | 648                                        | 648                                        | 648                                        | 648                                        | 648                                        | 648                                        | 648                                        | 648                                        | 648                                        | 648                                        | 648                                        | 648                                        | 648                                        | 648                                        | 648                                        | 648                                        | 648                                        | 648                                        | 648                                        | 648                                        | 648                                        | 648                                        | 648                                        | 648                                        | 648                                        | 648                                        | 257                                        | 257                                        | 257                                        | 257                                        | 257                                        | 257                                        | 257                                        | 257                                        | 257                                        | 257                                        | 257                                        | 257                                        | 257                                        | 257                                        | 257                                        | 257                                        | 257                                        | 257                                        | 257                                        | 257                                        | 257                                        | 257                                        | 257                                        | 257                                        | 257                                        | 257                                        | 257                                        | 257                                        | 257                                        | 257                                        | 257                                        | 257                                        | 257                                        | 257                                        | 257                                        | 257                                        | 257                                        | 257                                        | 257                                        | 257                                        | 257                                        | 257                                        | 257                                        | 257                                        | 257                                        | 257                                        | 257                                        | 257                                        | 257                                        | 257                                        | 257                                        | 257                                        | 257                                        | 257                                        | 257                                        | 257                                        | 257                                        | 257                                        | 257                                        | 257                                        | 257                                        | 257                                        | 257                                        | 257                                        | 257                                        | 257                                        | 257                                        | 257                                        | 257                                        | 257                                        | 257                                        | 257                                        | 257                                        | 257                                        | 257                                        | 257                                        | 257                                        | 257                                        | 257                                        | 257                                        | 257                                        | 257                                        | 257                                        | 257                                        | 257                                        | 257                                        | 257                                        | 257                                        | 257                                        | 257                                        | 257                                        | 257                                        | 257                                        | 257                                        | 257                                        | 257                                        | 257                                        | 257                                        | 257                                        | 257                                        | 257                                        | 257                                        | 257                                        | 257                                        | 257                                        | 257                                        | 257                                        | 257                                        | 257                                        | 257                                        | 257                                        | 257                                        | 257                                        | 257                                        | 257                                        | 257                                        | 257                                        | 257                                        | 257                                        | 257                                        | 257                                        | 257                                        | 257                                        | 257                                        | 257                                        | 257                                        | 257                                        | 257                                        | 257                                        | 257                                        | 257                                        | 257                                        | 257                                        | 257                                        | 257                                        | 257                                        | 257                                        | 257                                        | 257                                        | 257                                        | 257                                        | 257                                        | 257                                        | 257                                        | 257                                        | 257                                        | 257                                        | 257                                        | 257                                        | 257                                        | 257                                        | 257                                        | 257                                        | 257                                        | 257                                        | 257                                        | 257                                        | 257                                        | 257                                        | 257                                        | 257                                        | 257                                        | 257                                        | 257                                        | 257                                        | 257                                        | 257                                        | 257                                        | 257                                        | 257                                        | 257                                        | 257                                        | 257                                        | 257                                        | 257                                        | 257                                        | 257                                        | 257                                        | 257                                        | 257                                        | 257                                        | 257                                        | 257                                        | 257                                        | 257                                        | 257                                        | 257                                        | 257                                        | 257                                        | 257                                        | 257                                        | 257                                        | 257                                        | 257                                        | 257                                        | 257                                        | 257                                        | 257                                        | 257                                        | 257                                        | 257                                        | 257                                        | 257                                        | 257                                        | 257                                        | 257                                        | 257                                        | 257                                        | 257                                        | 257                                        | 257                                        | 257                                        | 257                                        | 257                                        | 257                                        | 257                                        | 257                                        | 257                                        | 257                                        | 257                                        | 257                                        | 257                                        | 257                                        | 257                                        | 257                                        | 257                                        | 257                                        | 257                                        | 257                                        | 257                                        | 257                                        | 257                                        | 257                                        | 257                                        | 257                                        | 257                                        | 257                                        | 257                                        | 257                                        | 257                                        | 257                                        | 257                                        | 257                                        | 257                                        | 257                                        | 257                                        | 257                                        | 257                                        | 257                                        | 257                                        | 257                                        | 257                                        | 257                                        | 257                                        | 257                                        | 257                                        | 257                                        |                                            |                                            |                                            |                                            |                                            |                                            |                                            |                                            |                                            |                                            |                                            |                                            |                                            |                                            |                                            |                                            |                                            |                                            |                                            |                                            |                                            |                                            |                                            |                                            |                                            |                                            |                                            |                                            |                                            |                                            |                                            |                                            |                                            |                                            |                                            |                                            |                                            |                                            |                                            |                                            |                                            |                                            |                                            |                                            |                                            |                                            |                                            |                                            |                                            |                                            |                                            |                                            |                                            |                                            |                                            |                                            |                                            |                                            |                                            |                                            |                                            |                                            |                                            |                                            |                                            |                                            |                                            |                                            |                                            |                                            |                                            |                                            |                                            |                                            |                                            |                                            |                                            |                                            |                                            |                                            |                                            |                                            |                                            |                                            |                                            |                                            |                                            |                                            |                                            |                                            |                                            |                                            |                                            |                                            |                                            |                                            |                                            |                                            |                                            |                                            |                                            |                                            |                                            |                                            |                                            |                                            |                                            |                                            |                                            |                                            |                                            |                                            |                                            |                                            |                                            |                                            |                                            |                                            |                                            |                                            |                                            |                                            |                                            |                                            |                                            |                                            |                                            |                                            |                                            |                                            |                                            |                                            |                                            |                                            |                                            |                                            |                                            |                                            |                                            |                                            |                                            |                                            |                                            |                                            |                                            |                                            |                                            |                                            |                                            |                                            |                                            |                                            |                                            |                                            |                                            |                                            |                                            |                                            |                                            |                                            |                                            |                                            |                                            |                                            |                                            |                                            |                                            |                                            |                                            |                                            |                                            |                                            |                                            |                                            |                                            |                                            |                                            |                                            |                                            |                                            |                                            |                                            |                                            |                                            |                                            |                                            |                                            |                                            |                                            |                                            |                                            |                                            |                                            |                                            |                                            |                                            |                                            |                                            |                                            |                                            |                                            |                                            |                                            |                                            |                                            |                                            |                                            |                                            |                                            |                                            |                                            |                                            |                                            |                                            |                                            |                                            |                                            |                                            |                                            |                                            |                                            |                                            |                                            |                                            |                                            |                                            |                                            |                                            |                                            |                                            |                                            |                                            |                                            |                                            |                                            |                                            |                                            |                                            |                                            |                                            |                                            |                                            |                                            |                                            |                                            |                                            |                                            |                                            |                                            |                                            |                                            |                                            |                                            |                                            |                                            |                                            |                                            |                                            |                                            |                                            |                                            |                                            |                                            |                                            |                                            |                                            |                                            |                                            |                                            |                                            |                                            |                                            |                                            |                                            |                                            |                                            |                                            |                                            |                                            |                                            |                                            |                                            |                                            |                                            |                                            |                                            |                                            |                                            |                                            |                                            |                                            |                                            |                                            |                                            |                                            |                                            |                                            |                                            |                                            |                                            |                                            |                                            |                                            |                                            |                                            |                                            |                                            |                                            |                                            |                                            |                                            |                                            |                                            |                                            |                                            |                                            |                                            |                                            |                                            |                                            |                                            |                                            |                                            |                                            |                                            |                                            |                                            |                                            |                                            |                                            |                                            |                                            |                                            |                                            |                                            |                                            |                                            |                                            |                                            |                                            |                                            |                                            |                                            |                                            |                                            |                                            |                                            |                                            |                                            |                                            |                                            |                                            |                                            |                                            |                                            |                                            |                                            |                                            |                                            |                                            |                                            |                                            |                                            |                                            |                                            |                                            |                                            |                                            |                                            |                                            |                                            |                                            |                                            |                                            |                                            |                                            |                                            |                                            |                                            |                                            |                                            |                                            |                                            |                                            |                                            |                                            |                                            |                                            |                                            |                                            |                                            |                                            |                                            |                                            |                                            |                                            |                                            |                                            |                                            |                                            |                                            |                                            |                                            |                                            |                                            |                                            |                                            |                                            |                                            |                                            |                                            |                                            |                                            |                                            |                                            |                                            |                                            |                                            |                                            |                                            |                                            |                                            |                                            |                                            |                                            |                                            |                                            |                                            |                                            |                                            |                                            |                                            |                                            |                                            |                                            |                                            |                                            |                                            |                                            |                                            |                                            |                                            |                                            |                                            |                                            |                                            |                                            |                                            |                                            |                                            |                                            |                                            |                                            |                                            |                                            |                                            |                                            |                                            |                                            |                                            |                                            |                                            |                                            |                                            |                                            |                                            |                                            |                                            |                                            |                                            |                                            |                                            |                                            |                                            |                                            |                                            |                                            |                                            |                                            |                                            |                                            |                                            |                                            |                                            |                                            |                                            |                                            |                                            |                                            |                                            |                                            |                                            |                                            |                                            |                                            |                                            |                                            |                                            |                                            |                                            |                                            |                                            |                                            |                                            |                                            |                                            |                                            |                                            |                                            |                                            |                                            |                                            |                                            |                                            |                                            |                                            |                                            |                                            |                                            |                                            |                                            |                                            |                                            |                                            |                                            |                                            |                                            |                                            |                                            |                                            |                                            |                                            |                                            |                                            |                                            |                                            |                                            |                                            |                                            |                                            |                                            |                                            |                                            |                                            |                                            |                                            |                                            |                                            |                                            |                                            |                                            |                                            |                                            |                                            |                                            |                                            |                                            |                                            |                                            |                                            |                                            |                                            |                                            |                                            |                                            |                                            |                                            |                                            |                                            |                                            |                                            |                                            |                                            |                                            |                                            |                                            |                                            |                                            |                                            |                                            |                                            |                                            |                                            |                                            |                                            |                                            |                                            |                                            |                                            |                                            |                                            |                                            |                                            |                                            |                                            |                                            |                                            |                                            |                                            |                                            |                                            |                                            |                                            |                                            |                                            |                                            |                                            |                                            |                                            |                                            |                                            |                                            |                                            |                                            |                                            |                                            |                                            |                                            |                                            |                                            |                                            |                                            |                                            |                                            |                                            |                                            |                                            |                                            |                                            |                                            |                                            |                                            |                                            |                                            |                                            |                                            |                                            |                                            |                                            |                                            |                                            |                                            |                                            |                                            |                                            |                                            |                                            |                                            |                                            |                                            |                                            |                                            |                                            |                                            |                                            |                                            |                                            |                                            |                                            |                                            |                                            |                                            |                                            |                                            |                                            |                                            |                                            |                                            |                                            |                                            |                                            |                                            |                                            |                                            |                                            |                                            |                                            |                                            |                                            |                                            |                                            |                                            |                                            |                                            |                                            |                                            |                                            |                                            |                                            |                                            |                                            |                                            |                                            |                                            |                                            |                                            |                                            |                                            |                                            |                                            |                                            |                                            |                                            |                                            |                                            |                                            |                                            |                                            |                                            |                                            |                                            |                                            |                                            |                                            |                                            |                                            |                                            |                                            |                                            |                                            |                                            |                                            |                                            |                                            |                                            |                                            |                                            |                                            |                                            |                                            |                                            |                                            |                                            |                                            |                                            |                                            |                                            |                                            |                                            |                                            |                                            |                                            |                                            |                                            |                                            |                                            |                                            |                                            |                                            |                                            |                                            |                                            |                                            |                                            |                                            |                                            |                                            |                                            |                                            |                                            |                                            |                                            |                                            |                                            |                                            |                                            |                                            |                                            |                                            |                                            |                                            |                                            |                                            |                                            |                                            |                                            |                                            |                                            |                                            |                                            |                                            |                                            |                                            |                                            |                                            |                                            |                                            |                                            |                                            |                                            |                                            |                                            |                                            |                                            |                                            |                                            |                                            |                                            |                                            |                                            |                                            |                                            |                                            |                                            |                                            |                                            |                                            |                                            |                                            |                                            |                                            |                                            |                                            |                                            |                                            |                                            |                                            |                                            |                                            |                                            |                                            |                                            |                                            |                                            |                                            |                                            |                                            |                                            |                                            |                                            |                                            |                                            |                                            |                                            |                                            |                                            |                                            |                                            |                                            |                                            |                                            |                                            |                                            |                                            |                                            |                                            |                                            |                                            |                                            |                                            |                                            |                                            |                                            |                                            |                                            |                                            |                                            |                                            |                                            |                                            |                                            |                                            |                                            |                                            |                                            |                                            |                                            |                                            |                                            |                                            |                                            |                                            |                                            |                                            |                                            |                                            |                                            |                                            |                                            |                                            |                                            |                                            |                                            |                                            |                                            |                                            |                                            |                                            |                                            |                                            |                                            |                                            |                                            |                                            |                                            |                                            |                                            |                                            |                                            |                                            |                                            |                                            |                                            |                                            |                                            |                                            |                                            |                                            |                                            |                                            |                                            |                                            |                                            |                                            |                                            |                                            |                                            |                                            |                                            |                                            |                                            |                                            |                                            |                                            |                                            |                                            |                                            |                                            |                                            |                                            |                                            |                                            |                                            |                                            |                                            |                                            |                                            |                                            |                                            |                                            |                                            |                                            |                                            |                                            |                                            |                                            |                                            |                                            |                                            |                                            |                                            |                                            |                                            |                                            |                                            |                                            |                                            |                                            |                                            |                                            |                                            |                                            |                                            |                                            |                                            |                                            |                                            |                                            |                                            |                                            |                                            |                                            |                                            |                                            |                                            |                                            |                                            |                                            |                                            |                                            |                                            |                                            |                                            |                                            |                                            |                                            |                                            |                                            |                                            |                                            |                                            |                                            |                                            |                                            |                                            |                                            |                                            |                                            |                                            |                                            |                                            |                                            |                                            |                                            |                                            |                                            |                                            |                                            |                                            |                                            |                                            |                                            |                                            |                                            |                                            |                                            |                                            |                                            |                                            |                                            |                                            |                                            |                                            |                                            |                                            |                                            |                                            |                                            |                                            |                                            |                                            |                                            |                                            |                                            |                                            |                                            |                                            |                                            |                                            |                                            |                                            |                                            |                                            |                                            |                                            |                                            |                                            |                                            |                                            |                                            |                                            |                                            |                                            |                                            |                                            |                                            |                                            |                                            |                                            |                                            |                                            |                                            |                                            |                                            |                                            |                                            |                                            |                                            |                                            |                                            |                                            |                                            |                                            |                                            |                                            |                                            |                                            |                                            |                                            |                                            |                                            |                                            |                                            |                                            |                                            |                                            |                                            |                                            |                                            |                                            |                                            |                                            |                                            |                                            |                                            |                                            |                                            |                                            |                                            |                                            |                                            |                                            |                                            |                                            |                                            |                                            |                                            |                                            |                                            |                                            |                                            |                                            |                                            |                                            |                                            |                                            |                                            |                                            |                                            |                                            |                                            |                                            |                                            |                                            |                                            |                                            |                                            |                                            |                                            |                                            |                                            |                                            |                                            |                                            |                                            |                                            |                                            |                                            |                                            |                                            |                                            |                                            |                                            |                                            |                                            |                                            |                                            |                                            |                                            |                                            |                                            |                                            |                                            |                                            |                                            |                                            |                                            |                                            |                                            |                                            |                                            |                                            |                                            |                                            |                                            |                                            |                                            |                                            |                                            |                                            |                                            |                                            |                                            |                                            |                                            |                                            |                                            |                                            |                                            |                                            |                                            |                                            |                                            |                                            |                                            |                                            |                                            |                                            |                                            |                                            |                                            |                                            |                                            |                                            |                                            |                                            |                                            |                                            |                                            |                                            |                                            |                                            |                                            |                                            |                                            |                                            |                                            |                                            |                                            |                                            |                                            |                                            |                                            |                                            |                                            |                                            |                                            |                                            |                                            |                                            |                                            |                                            |                                            |                                            |                                            |                                            |                                            |                                            |                                            |                                            |                                            |                                            |                                            |                                            |                                            |                                            |                                            |                                            |                                            |                                            |                                            |                                            |                                            |                                            |                                            |                                            |                                            |                                            |                                            |                                            |                                            |                                            |                                            |                                            |                                            |                                            |                                            |                                            |                                            |                                            |                                            |                                            |                                            |                                            |                                            |                                            |                                            |                                            |                                            |                                            |                                            |                                            |                                            |                                            |                                            |                                            |                                            |                                            |                                            |                                            |                                            |                                            |                                            |                                            |                                            |                                            |                                            |                                            |                                            |                                            |                                            |                                            |                                            |                                            |                                            |                                            |                                            |                                            |                                            |                                            |                                            |                                            |                                            |                                            |                                            |                                            |                                            |                                            |                                            |                                            |                                            |                                            |                                            |                                            |                                            |                                            |                                            |                                            |                                            |                                            |                                            |                                            |                                            |                                            |                                            |                                            |                                            |                                            |                                            |                                            |                                            |                                            |                                            |                                            |                                            |                                            |                                            |                                            |                                            |                                            |                                            |                                            |                                            |                                            |                                            |                                            |                                            |                                            |                                            |                                            |                                            |                                            |                                            |                                            |                                            |                                            |                                            |                                            |                                            |                                            |                                            |                                            |                                            |                                            |                                            |                                            |                                            |                                            |                                            |                                            |                                            |                                            |                                            |                                            |                                            |                                            |                                            |                                            |

## Histoire des plus longues portées
Le tableau suivant répertorie les différents records successifs des plus longues travées haubanées, du plus récent au plus ancien.
| Nom                                    | Portée mètres | Terminé en | Pays      |
| -------------------------------------- | ------------- | ---------- | --------- |
| Pont de l'île Rousski                  | 1104          | 2012       | Russie    |
| Pont de Sutong                         | 1088          | 2008       | Chine     |
| Pont de Tatara                         | 890           | 1999       | Japon     |
| Pont de Normandie                      | 856           | 1995       | France    |
| Pont de Yangpu                         | 602           | 1993       | Chine     |
| Pont de Skarnsundet                    | 530           | 1991       | Norvège   |
| Pont Alex Fraser                       | 465           | 1986       | Canada    |
| Pont Ingeniero Carlos Fernández Casado | 440           | 1983       | Espagne   |
| Pont de Saint-Nazaire                  | 404           | 1974       | France    |
| Pont de Duisburg-Neuenkamp             | 350           | 1971       | Allemagne |
| Rheinkniebrücke                        | 319           | 1969       | Allemagne |
| Severinsbrücke                         | 302           | 1961       | Allemagne |

## Records notables
Les records basés sur d'autres critères que les travées principales sont sans cesse repoussés grâce aux avancées technologiques et au besoin de franchir des brèches de plus en plus longues et contraignantes. Celui du plus long tablier haubané, acquis par le pont Rion-Antirion avec ses 2 252 m le 12 août 2004 ne tint que 4 mois, jusqu'au 14 décembre 2004, date de l'inauguration du viaduc de Millau avec une longueur de 2 460 m.
Ces différents records sont présentés ci-dessous.
| Nom                    | Record |
| ---------------------- | --- |
| Records actuels        | |
| Viaduc de Millau       | Plus haut ensemble pile/pylône (343 m) |
| Pont Rion-Antirion     | Pile avec la plus grande hauteur immergée (63,5 m pour la pile M3) Plus gros appuis de piles (embase de 90 m de diamètre) Plus grand souffle de joints de chaussée (près de 5 m possibles) Plus gros amortisseurs (capables de dissiper une énergie atteignant 5 mégajoules) |
| Pont de l'île Rousski  | Plus hauts pylônes (320,9 m) |
| Pont Jia-Shao          | Plus long tablier haubané (2 680 m) |
| Pont de Baluarte       | Plus haut pont à haubans (tablier à 390 m au-dessus du fond de vallée) |
| Pont de Surgut         | Plus long pont à haubans à un pylône (408 m) |
| Nový Most              | Plus long pont à haubans à un pylône et une nappe de haubans (303 m) |
| Pont Zakim Bunker Hill | Pont à haubans le plus large (56,39 m) |